# Luz en la pintura

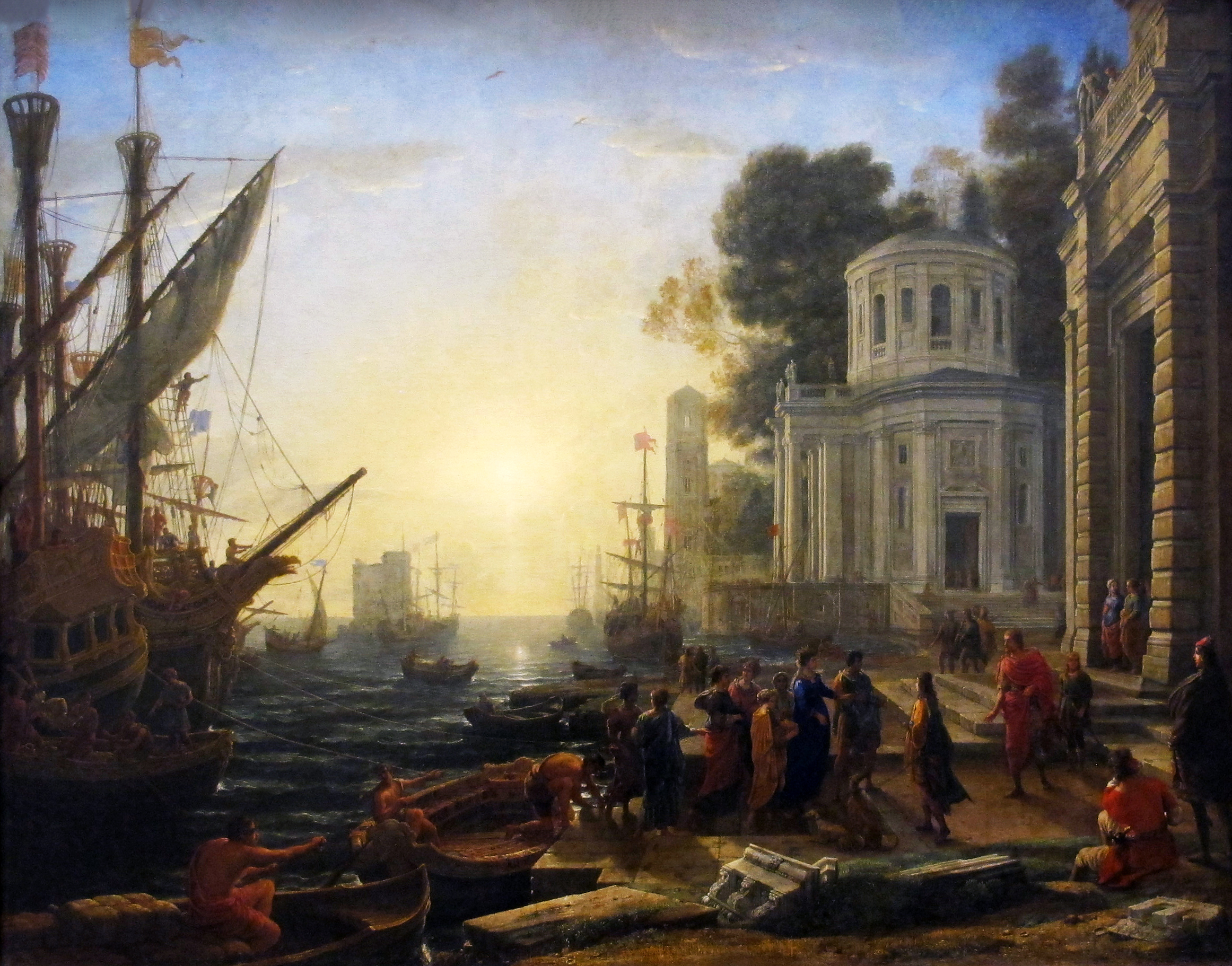
Puerto con el desembarque de Cleopatra en Tarso (1642), de Claudio de Lorena, Museo del Louvre, París

La luz en la pintura cumple varios objetivos, tanto plásticos como estéticos: por un lado, es un factor fundamental en la representación técnica de la obra, por cuanto su presencia determina la visión de la imagen proyectada, ya que afecta a determinados valores como el color, la textura y el volumen; por otro lado, la luz tiene un gran valor estético, ya que su combinación con la sombra y con determinados efectos lumínicos y de color puede determinar la composición de la obra y la imagen que quiere proyectar el artista. Asimismo, la luz puede tener un componente simbólico, especialmente en religión, donde a menudo se ha asociado este elemento con la divinidad.
La incidencia de la luz en el ojo humano produce las impresiones visuales, por lo que su presencia es indispensable para la captación del arte. Al tiempo, la luz se encuentra de forma intrínseca en la pintura, por cuanto es indispensable para la composición de la imagen: los juegos de luces y sombras son la base del dibujo y, en su interacción con el color, suponen el aspecto primordial de la pintura, con una influencia directa en factores como el modelado y el relieve.
La representación técnica de la luz ha evolucionado a lo largo de la historia de la pintura y para su plasmación se han creado a lo largo del tiempo diversas técnicas, como el sombreado, el claroscuro, el esfumado o el tenebrismo. Por otro lado, la luz ha sido un factor especialmente determinante en diversos períodos y estilos, como el Renacimiento, el Barroco, el impresionismo o el fauvismo. El mayor énfasis otorgado a la plasmación de la luz en la pintura se denomina «luminismo», término aplicado generalmente a diversos estilos como el tenebrismo barroco y el impresionismo, así como a diversos movimientos de finales del siglo XIX y comienzos del siglo XX como el luminismo americano, el belga y el valenciano.

La luz es la pieza fundamental del arte observacional, al mismo tiempo que la clave para controlar la composición y la narración. Es uno de los aspectos más importantes del arte visual.
Richard Yot

## Óptica
La luz (del latín lux, lucis) es una radiación electromagnética con una longitud de onda situada entre 380 nm y 750 nm, la parte del espectro visible que es percibida por el ojo humano, situada entre la radiación infrarroja y la ultravioleta. Está formada por partículas elementales desprovistas de masa denominadas fotones, que se mueven a una velocidad de 299 792 458 m/s en el vacío, mientras que en la materia depende de su índice de refracción ({\displaystyle n={\frac {c}{v}}}). La rama de la física que estudia el comportamiento y características de la luz es la óptica.
La luz es el agente físico que hace visibles los objetos al ojo humano. Su origen puede estar en cuerpos celestes como el sol, la luna o las estrellas, fenómenos naturales como el relámpago, o bien en materiales en combustión, ignición o incandescencia. El ser humano ha ideado a lo largo de su historia diversos procedimientos para procurarse luz en espacios desprovistos de ella, como antorchas, velas, candiles, lámparas o, más recientemente, la iluminación eléctrica. Cabe resaltar que la luz es tanto el agente que permite la visión como un fenómeno visible de por sí, ya que la luz es también un objeto perceptible por el ojo humano. La luz permite la percepción del color, que llega a la retina a través de rayos de luz, que son transmitidos por esta al nervio óptico, el cual a su vez lo repercute en el cerebro mediante impulsos nerviosos. La percepción de la luz es un proceso psicológico y cada persona percibe de distinta manera un mismo objeto físico y una misma luminosidad.
Los objetos físicos tienen distinto nivel de luminancia (o reflectancia), es decir, absorben o reflejan en mayor o menor medida la luz que incide en ellos, lo cual repercute en el color, desde el blanco (máxima reflexión) hasta el negro (máxima absorción). Tanto negro como blanco no se consideran colores del círculo cromático convencional, sino gradaciones de luminosidad y oscuridad, cuyas transiciones conforman las sombras. Cuando la luz blanca impacta contra una superficie de un determinado color, se reflejan los fotones de ese color; si posteriormente esos fotones impactan contra otra superficie la iluminarán del mismo color, efecto conocido como radiancia —generalmente perceptible tan solo con una luz intensa—. Si a su vez ese objeto es del mismo color reforzará su nivel de luminosidad coloreada, es decir, su saturación.

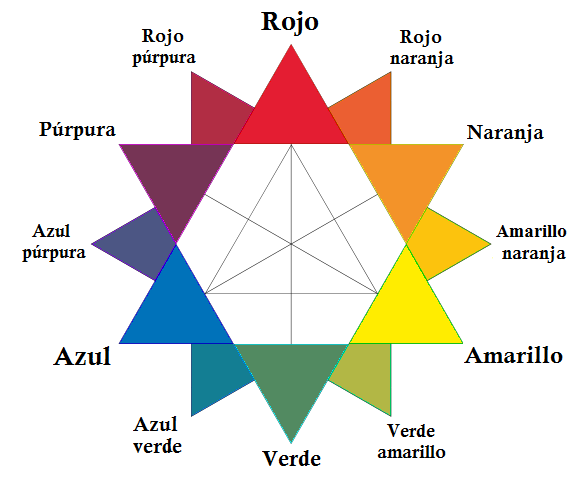
Colores primarios, secundarios y terciarios en la rueda de colores tradicionales (RYB)

La luz blanca del sol está formada por un espectro de colores continuo que al dividirse forma los colores del arco iris: violeta, azul índigo, azul, verde, amarillo, naranja y rojo. En su interacción con la atmósfera terrestre, la luz solar tiene tendencia a una dispersión de las longitudes de onda más cortas, es decir, los fotones azules, efecto por el cual el cielo se percibe de este color. En cambio, en el ocaso, cuando la atmósfera es más densa, la luz sufre menos dispersión, por lo que se perciben las longitudes de onda más largas, de color rojo.
El color es una determinada longitud de onda de la luz blanca. Los colores del espectro cromático tienen distinto matiz o tono, que se suele representar en el círculo cromático, en donde se sitúan los colores primarios y sus derivados. Hay tres colores primarios: amarillo limón, rojo magenta y azul cyan. Si se mezclan se obtienen los tres secundarios: rojo anaranjado, violeta azulado y verde. Si se mezcla un primario y un secundario se obtienen los terciarios: azul verdoso, amarillo anaranjado, etc. Por otro lado, se llaman colores complementarios a dos colores que se hallan en lados opuestos del círculo cromático (verde y magenta, amarillo y violeta, azul y naranja) y colores adyacentes a los que se encuentran cerca dentro del círculo (amarillo y verde, rojo y naranja). Si se mezcla un color con otro adyacente se consigue matizarlo y si se mezcla con un complementario se neutraliza (se oscurece). En la definición del color intervienen tres factores: tono, es la posición dentro del círculo cromático; saturación, es la pureza del color, que interviene en su brillo —la máxima saturación es la de un color que no tiene mezcla con negro o su complementario—; y valor, el nivel de luminosidad de un color, creciente cuando se mezcla con el blanco y decreciente cuando se mezcla con el negro o un complementario.

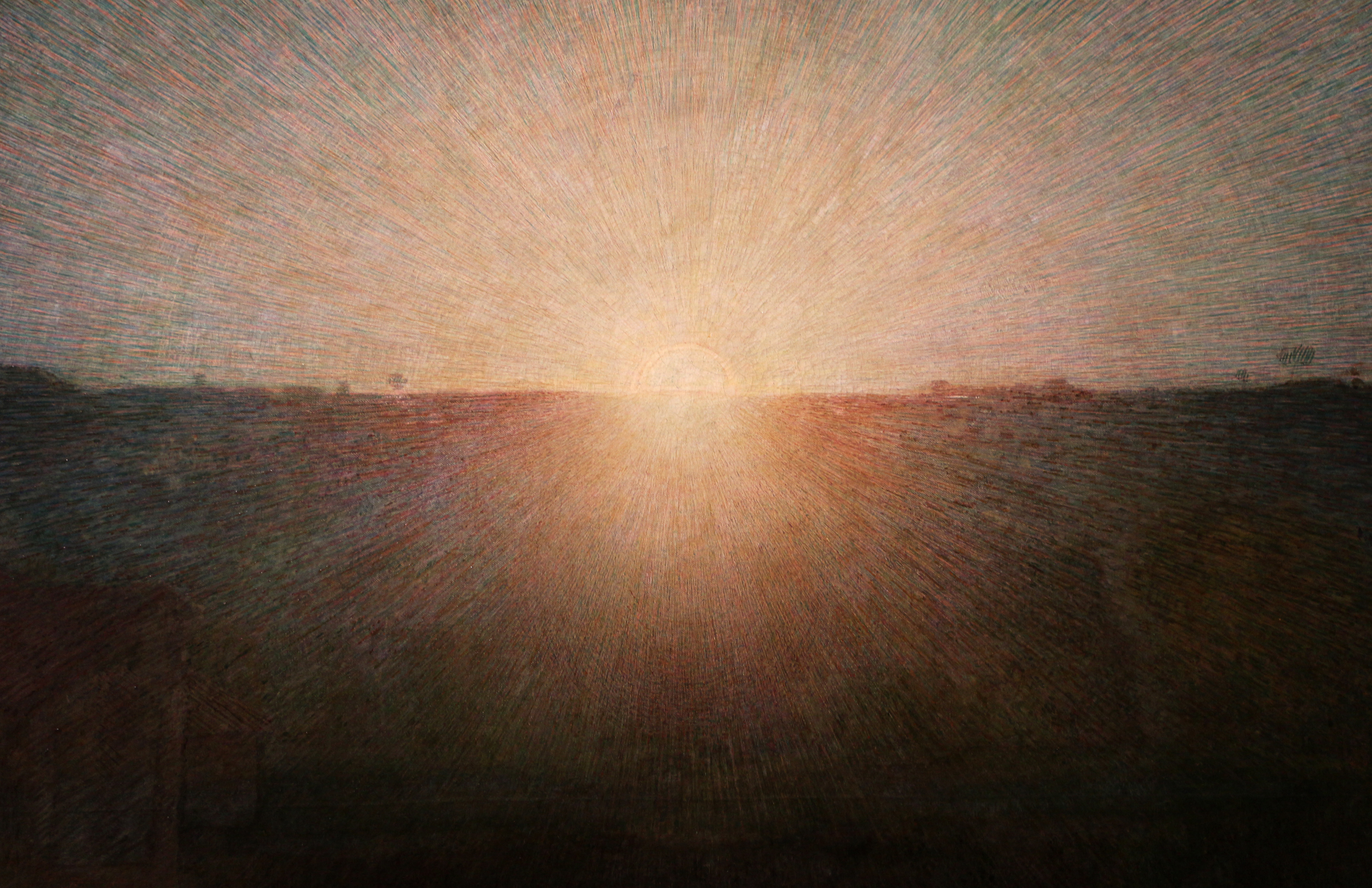
El sol naciente (1903-1904), de Giuseppe Pellizza da Volpedo, Galería Nacional de Arte Moderno, Roma

La principal fuente de luz es el sol y su percepción puede variar según la hora del día: la más normal es la luz de media mañana o media tarde, generalmente de color azul, clara y diáfana, aunque depende de la dispersión atmosférica y de la nubosidad y otros factores climáticos; la luz de mediodía es más blanca e intensa, con un contraste elevado y sombras más oscuras; la luz de atardecer es más amarillenta, suave y cálida; la del ocaso es naranja o roja, de bajo contraste, con sombras intensas de color azulado; la del anochecer es de un rojo más oscuro, es una luz tenue, con sombras y contraste más débiles (el momento conocido como alpenglow, que se da en el cielo oriental en días claros, da unos tonos rosados); la luz de cielos nublados depende de la hora del día y el grado de nubosidad, es una luz tenue y difusa de sombras suaves, contraste bajo y saturación elevada (en entornos naturales puede darse una mezcla de luz y sombra conocida como «luz moteada»); por último, la luz nocturna puede ser lunar o de alguna refracción atmosférica de la luz solar, es difusa y tenue (en la época contemporánea existe también la contaminación lumínica de las ciudades). Hay que señalar también la luz natural que se filtra en interiores, una luz difusa de menor intensidad, con un contraste variable según si tiene un único origen o varios (por ejemplo, varias ventanas), así como un colorido también variable, según la hora del día, la climatología o la superficie en que se refleje. Una destacada luz de interior es la llamada «luz norte», que es la que entra por una ventana orientada al norte, que no proviene directamente del sol —situado siempre al sur— y es por tanto una luz suave y difusa, constante y homogénea, muy apreciada por los artistas en tiempos en que no había una adecuada iluminación artificial.

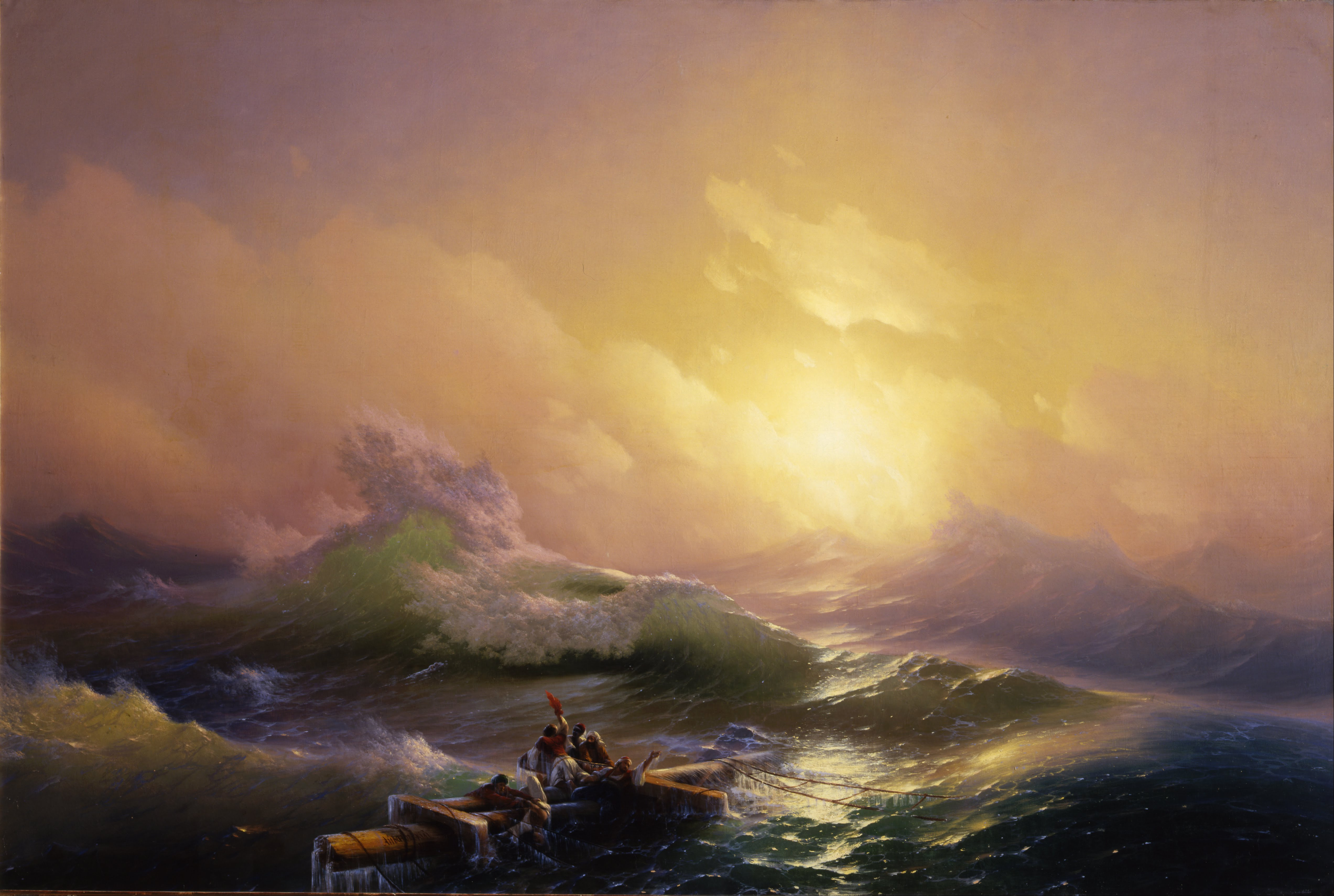
Novena ola (1850), de Iván Aivazovski, Museo Estatal Ruso, San Petersburgo

En cuanto a luz artificial, las principales son: del fuego y las velas, de color rojo o naranja; eléctrica, de color amarillo o naranja —generalmente de tungsteno o wolframio—, puede ser directa (focal) o difuminada mediante pantallas de lámpara; fluorescente, de tono verdoso; y fotográfica, de color blanco (luz de flash). Lógicamente, en numerosos ambientes puede darse una luz mixta, en combinación entre luz natural y artificial.
La realidad visible está conformada por un juego de luces y sombras: la sombra se forma cuando un cuerpo opaco obstruye la trayectoria de la luz. Por lo general, existe un ratio entre luces y sombras cuya gradación depende de diversos factores, desde la iluminación hasta la presencia y colocación de los diversos objetos que puedan generar sombra; sin embargo, existen condiciones en que uno de los dos factores pueda llegar al extremo, como es el caso de la nieve o la niebla o, en sentido contrario, de la noche. Se habla de iluminación en clave alta cuando predomina el blanco o los tonos claros, o de clave baja si destaca el negro o tonos oscuros.

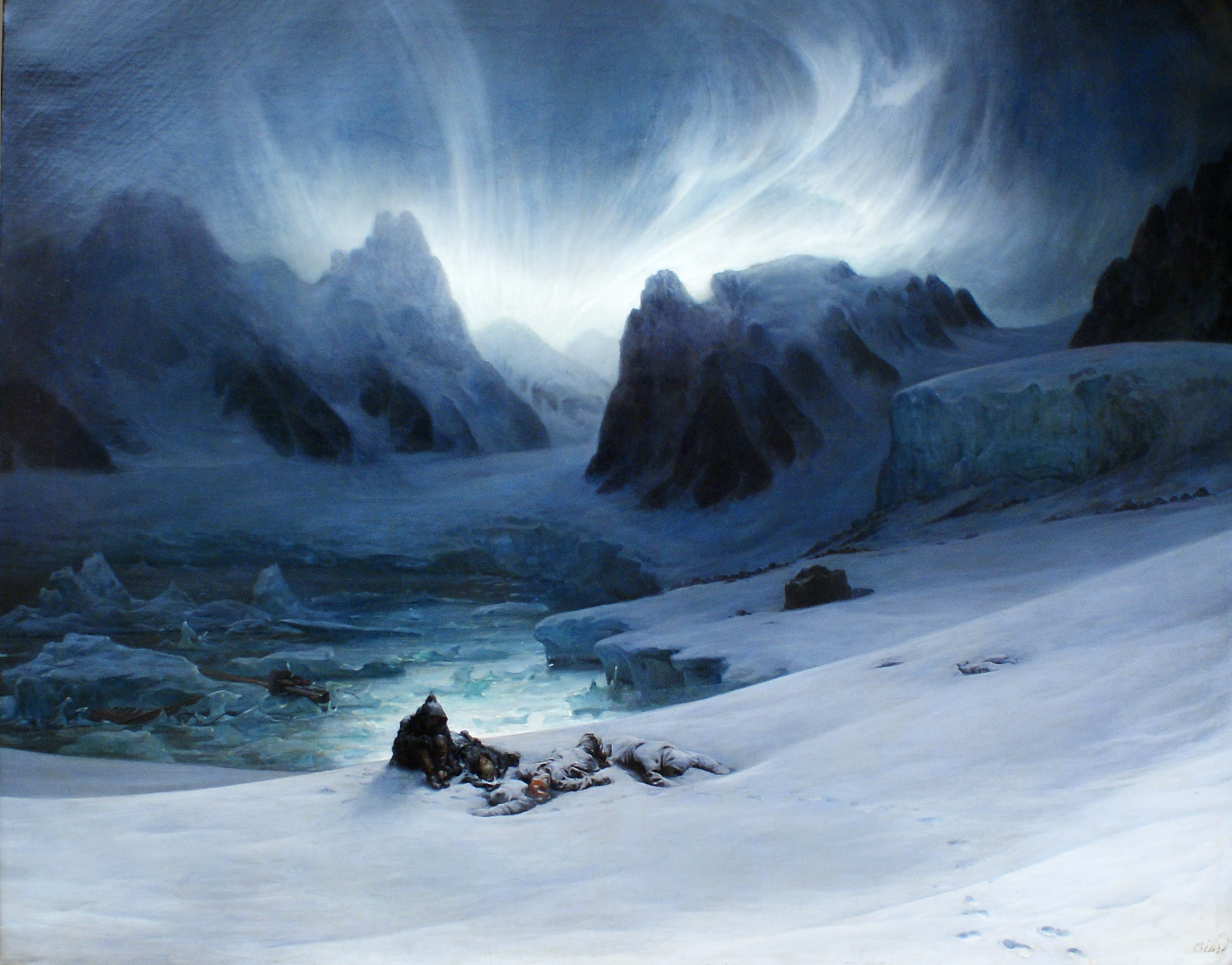
Magdalena Bay (1841), de François-Auguste Biard, Museo del Louvre, París

Las sombras pueden ser de forma (también llamada «sombra propia») o de proyección («sombra esbatimentada»): las primeras son las áreas sombreadas de un objeto físico, es decir, la parte de ese objeto en la que no incide la luz; las segundas son las que proyectan estos objetos sobre alguna superficie, generalmente el suelo. Las sombras propias definen el volumen y textura de un objeto; las esbatimentadas ayudan a definir el espacio. La parte más clara de la sombra es la «umbra» y la más oscura la «penumbra». La forma y aspecto de la sombra depende del tamaño y distancia de la fuente de luz: las más marcadas son de fuentes pequeñas o distantes, mientras que una fuente grande o cercana dará sombras más difusas. En el primer caso, la sombra tendrá unos bordes definidos y la zona más oscura (penumbra) ocupará la mayor parte; en el segundo, el borde será más difuso y predominará la umbra. Una sombra puede recibir iluminación de una fuente secundaria, lo que se conoce como «luz de relleno». El color de una sombra se sitúa entre el azul y el negro, y depende igualmente de diversos factores, como el contraste lumínico, la transparencia y la translucidez. La proyección de las sombras es distinta si provienen de una luz natural o artificial: con luz natural los haces son paralelos y la sombra se adapta tanto a la orografía del terreno como a los diversos obstáculos que puedan interponerse; con luz artificial los haces son divergentes, con límites menos definidos, y si hay varios focos de luz pueden producirse sombras combinadas.
La reflexión de la luz produce cuatro fenómenos derivados: brillos, que son reflejos de la fuente de luz, sea el sol, luces artificiales o fuentes incidentales como puertas y ventanas; resplandores, que son reflejos producidos por cuerpos iluminados a modo de pantalla reflectora, especialmente superficies blancas; reflejos de color, producidos por la proximidad entre varios objetos, especialmente si son luminosos; y reflejos de imagen, producidos por superficies pulidas, como los espejos o el agua. Otro fenómeno producido por la luz es la transparencia, que se produce en cuerpos que no son opacos, con un mayor o menor grado según la opacidad del objeto, desde la transparencia total hasta diversos grados de translucidez. La transparencia genera luz filtrada, un tipo de luminosidad que también se puede producir a través de cortinas, persianas, toldos, diversos tejidos, pérgolas y emparrados o por el follaje de los árboles.

## Representación pictórica de la luz
La atracción que ejerce la luz en el artista va más allá de su función práctica como elemento que define volúmenes y espacios. La luz es también un elemento que comporta en sí mismo una magia y un atractivo muy especiales.
Josep Asunción

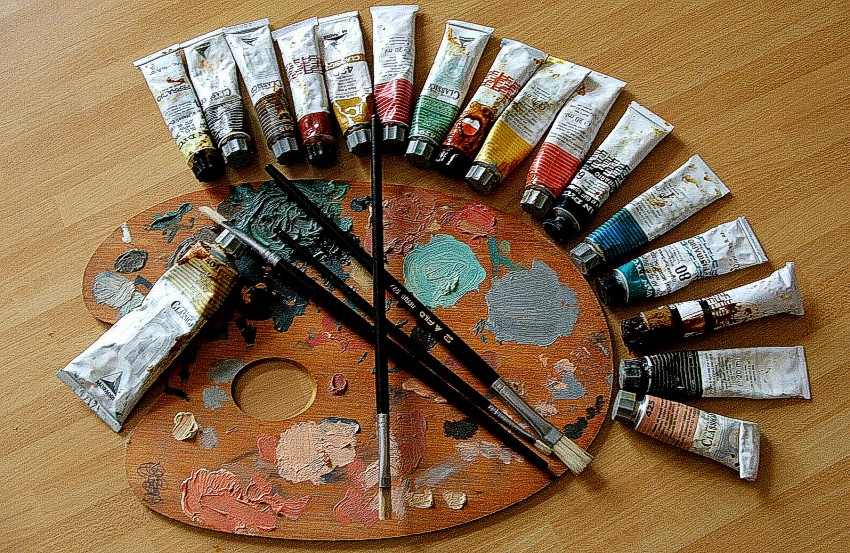
Paleta de pintor, pinceles y tubos de pintura al óleo

En terminología artística se denomina «luz» al punto o centro de difusión lumínica de la composición de un cuadro, o bien a la parte luminosa de una pintura en relación con las sombras. También se emplea ese término para describir la forma en que está iluminado un cuadro: luz cenital o a plomo (rayos verticales), luz alta (rayos oblicuos), luz recta (rayos horizontales), de taller o estudio (luz artificial), etc. También se emplea el término «luz accidental» a la no producida por el sol, que puede ser tanto la de la luna como la luz artificial de velas, antorchas, etc. La luz puede proceder de diversas direcciones, que según su incidencia se puede diferenciar entre: «lateral», cuando procede de un costado, es una luz que resalta más la textura de los objetos; «frontal», cuando incide de frente, elimina las sombras y la sensación de volumen; «cenital», una luz vertical de origen superior al objeto, produce una cierta deformación de la figura; «contrapicado», luz vertical de origen inferior, deforma la figura de forma exagerada; y «contraluz», cuando el origen está detrás del objeto, con lo que se oscurece y se diluye su silueta.

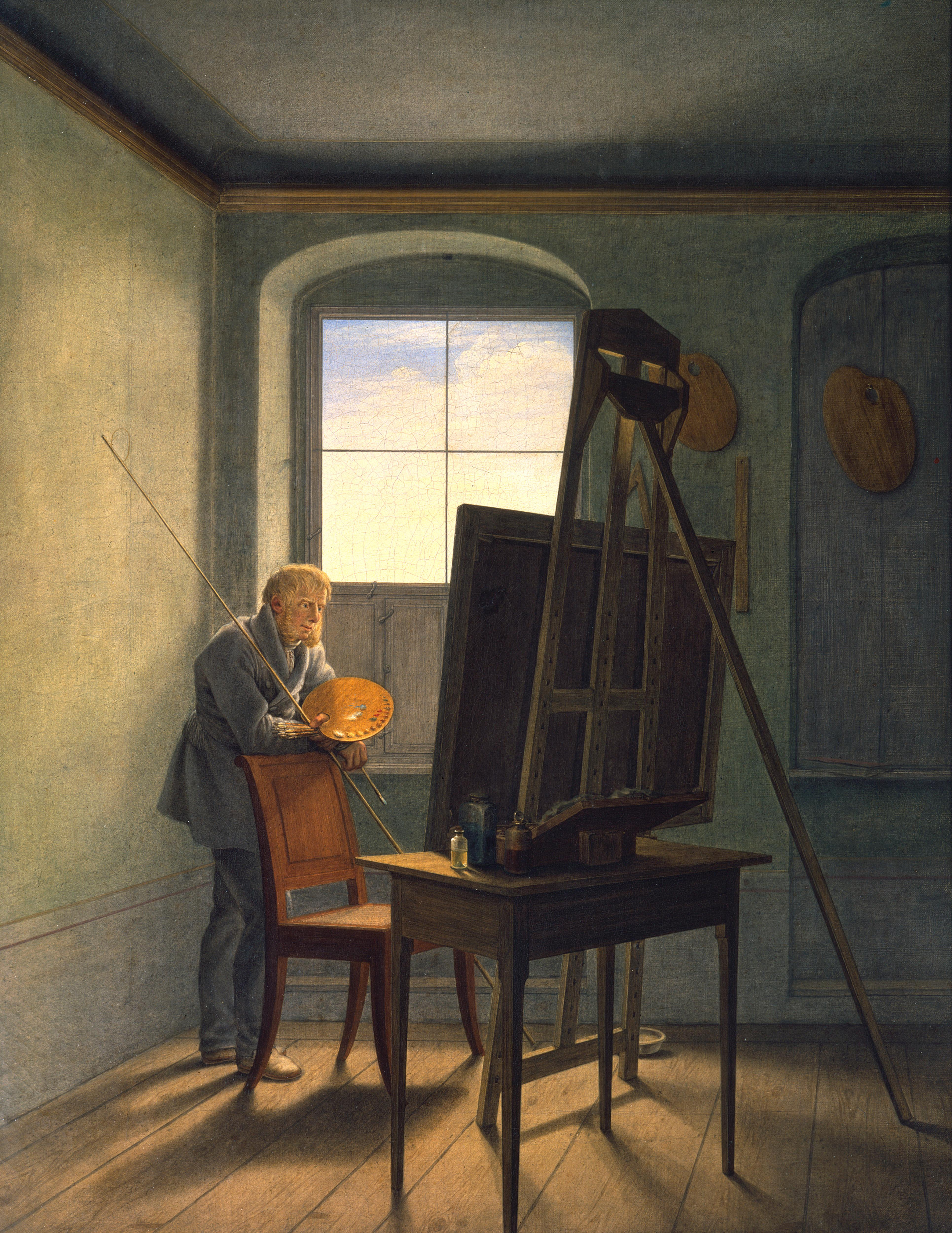
Caspar David Friedrich en su estudio (1819), de Georg Friedrich Kersting, Alte Nationalgalerie, Berlín

En relación con la distribución de la luz en el cuadro, esta puede ser: «homogénea», cuando se distribuye por igual; «dual», en la que las figuras resaltan sobre un fondo oscuro; o «insertiva», cuando se interrelacionan las luces  y las sombras. Según su origen, la luz puede ser intrínseca («luz propia o autónoma»), cuando la luz es homogénea, sin efectos lumínicos, luces direccionales ni contrastes de luces y sombras; o extrínseca («luz iluminante»), cuando presenta contrastes, luces direccionales y otros focos objetivos de luz. La primera se dio sobre todo en el arte románico y gótico, y la segunda especialmente en el Renacimiento y Barroco. A su vez, la luz iluminante puede incidir de diversas maneras: «luz focal», cuando presenta de forma directa un objeto emisor de luz («luz tangible») o esta proviene de una fuente externa que ilumina el cuadro («luz intangible»); «luz difusa», la que difumina los contornos, como en el sfumato leonardesco; «luz real», la que pretende captar de forma realista la luz del sol, intento casi utópico en el que se emplearon especialmente artistas como Claudio de Lorena, J. M. W. Turner o los impresionistas; y «luz irreal», la que no tiene ninguna base natural o científica y se acerca más a una luz simbólica, como en la iluminación de personajes religiosos. En cuanto a la intención del artista, la luz puede ser «compositiva», cuando ayuda a la composición del cuadro, como en todos los casos anteriores; o «luz conceptual», cuando sirve para potenciar el mensaje, por ejemplo iluminando cierta parte del cuadro y dejando el resto en penumbra, como solía hacer Caravaggio.

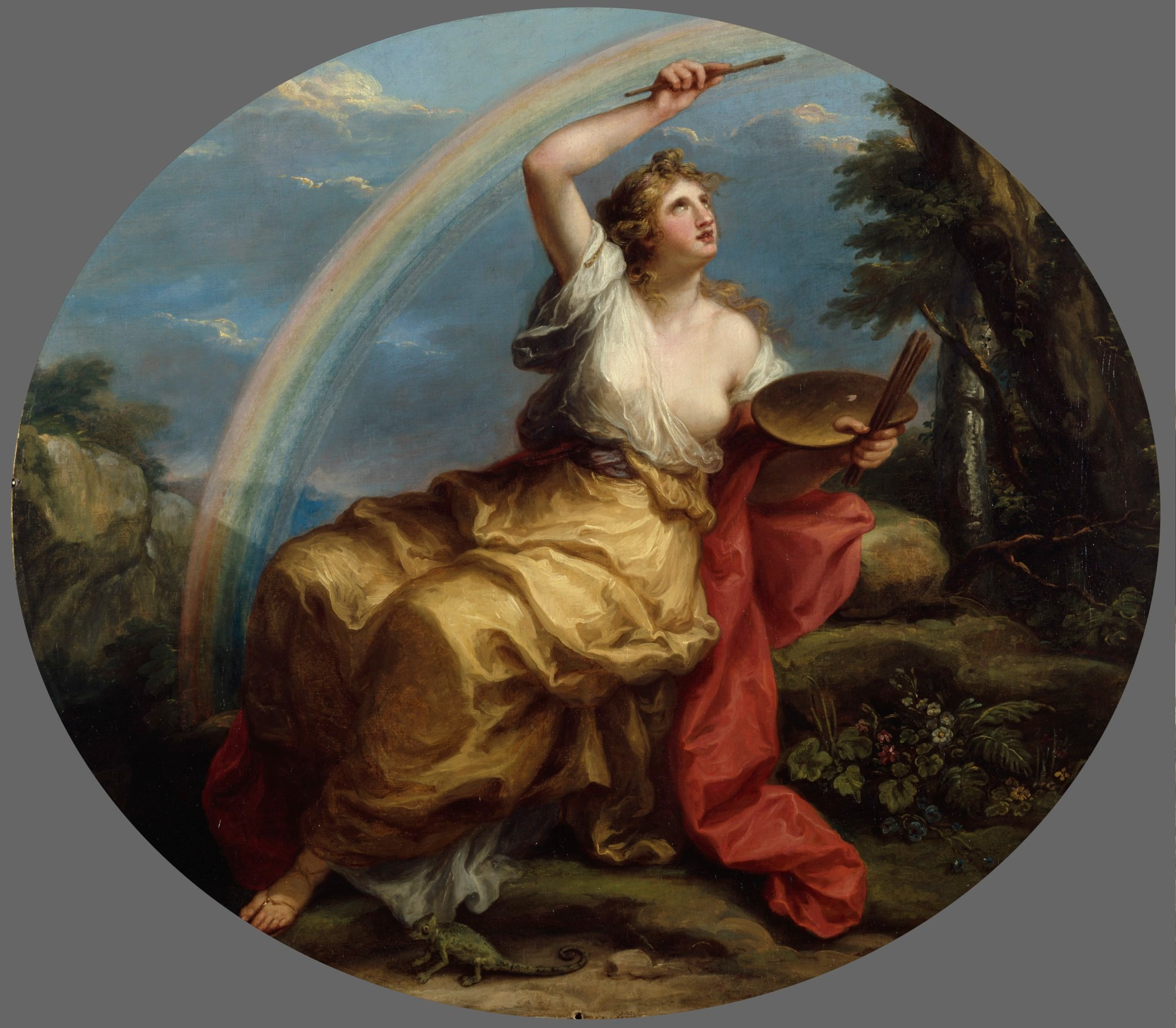
Pintura: Color (1780), de Angelika Kauffmann, Royal Academy of Arts, Londres

En cuanto a su procedencia, la luz puede ser «luz natural ambiente», en la que no aparecen sombras de figuras u objetos, o «luz proyectada», que genera sombras y sirve para modelar las figuras. Cabe diferenciar también entre fuente y foco de luz: la fuente de luz en un cuadro es el elemento que irradia la luz, sea el sol, una vela o cualquier otro; el foco de luz es la parte del cuadro que tiene mayor luminosidad y que la irradia alrededor del cuadro. Por otro lado, en relación con la sombra, la interrelación entre luces y sombras recibe el nombre de «claroscuro»; si la zona oscura es mayor que la iluminada se habla de «tenebrismo».
La luz en pintura juega un papel determinante para la composición y estructuración del cuadro. Al contrario que en arquitectura y escultura, donde la luz es real, la propia del espacio circundante, en pintura la luz es representada, por lo que responde a la voluntad del artista tanto en su aspecto físico como estético. El pintor determina la iluminación del cuadro, es decir, la procedencia e incidencia de la luz, que marca la composición y expresión de la imagen. A su vez, la sombra proporciona solidez y volumen, a la vez que puede generar efectos dramáticos de diverso signo.

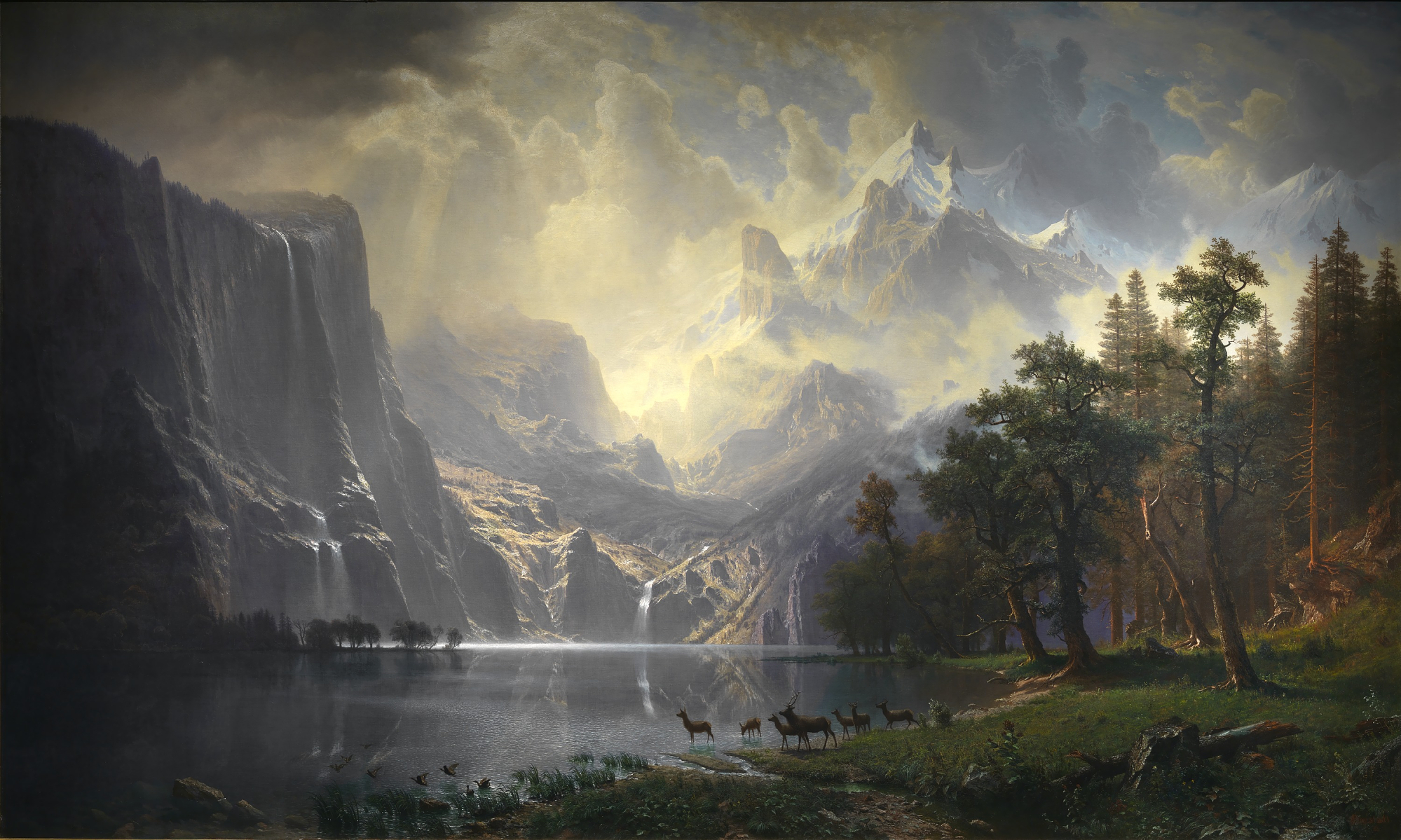
En las montañas de Sierra Nevada en California (1868), de Albert Bierstadt, Museo Smithsoniano de Arte Americano, Washington D. C.

En la representación pictórica de la luz es esencial distinguir su naturaleza (natural, artificial) y establecer su origen, intensidad y calidad cromática. La luz natural depende de diversos factores, como la estación del año, la hora del día (luz auroral, diurna, crepuscular o nocturna [de la luna o las estrellas]) o la climatología. Por su parte, la luz artificial es diferente según su procedencia: una vela, una antorcha, un fluorescente, una lámpara, luces de neón, etc. En cuanto al origen, puede estar focalizado o actuar de forma difusa, sin origen determinado. De la luz depende el cromatismo de la imagen, ya que según su incidencia un objeto puede tener diversas tonalidades, así como los reflejos, ambientes y sombras proyectadas. En una imagen iluminada el color se considera saturado en su correcto nivel de iluminación, mientras que el color en sombra siempre tendrá un valor tonal más oscuro y será el que determine el relieve y el volumen.

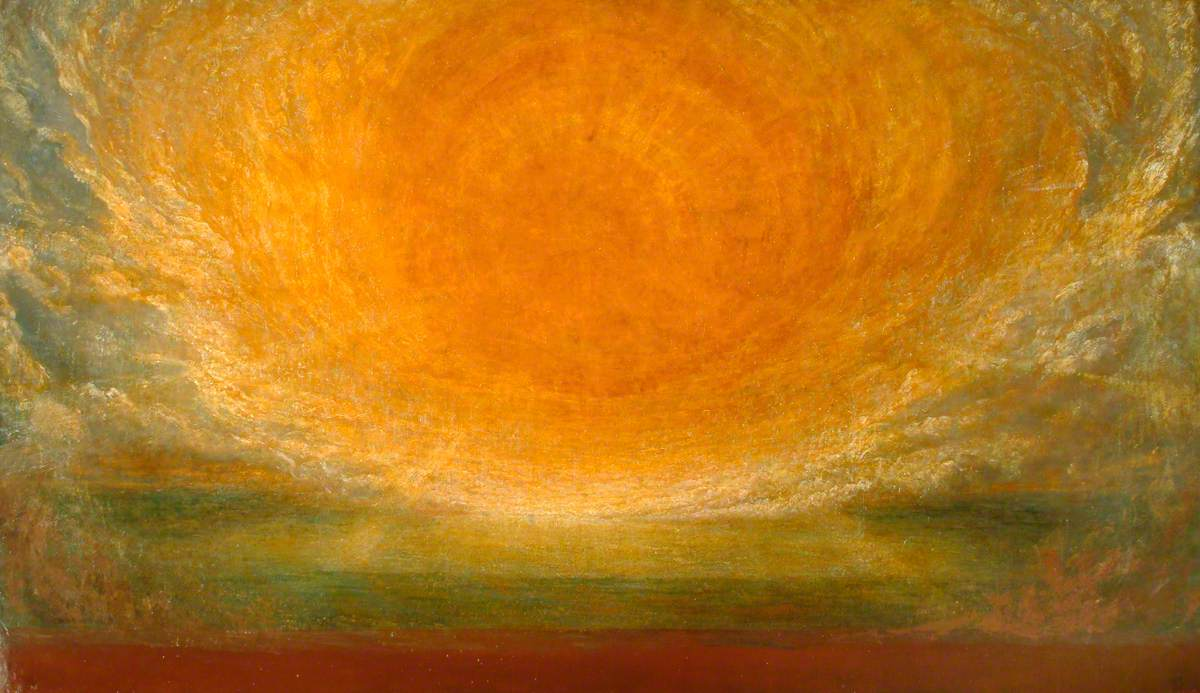
Tras el diluvio (1886-1891), de George Frederick Watts, Watts Gallery, Compton

La luz va ligada al espacio, por lo que en pintura está íntimamente ligada con la perspectiva, la forma de representar un espacio tridimensional en un soporte bidimensional como es la pintura. Así, en la perspectiva lineal la luz cumple la función de resaltar los objetos, de generar el volumen, a través del modelado, en forma de gradaciones luminosas; mientras que en la perspectiva aérea se buscan los efectos de luz tal cual son percibidos por el espectador en el medio ambiente, como un elemento más presente en la realidad física representada. Cabe tener en cuenta que el foco de luz puede estar presente en el cuadro o no, puede tener una procedencia directa o indirecta, interna o externa al cuadro. La luz define el espacio mediante el modelado de volúmenes, que se consigue con el contraste entre luces y sombras: la relación entre los valores de luces y sombras propias define las características volumétricas de la forma, con una escala de valores que puede ir desde un fundido suave hasta un contraste duro. Los límites espaciales pueden ser objetivos, cuando están producidos por personas, objetos, arquitecturas, elementos naturales y otros factores de corporalidad; o subjetivos, cuando proceden de sensaciones como la atmósfera, la profundidad, un hueco, un abismo, etc. En la percepción humana la luz crea cercanía y la oscuridad lejanía, por lo que un degradado luz-oscuridad da sensación de profundidad.
De la luz dependen aspectos como el contraste, el relieve, la textura, el volumen, los degradados o la calidad táctil de la imagen. El juego de luces y sombras ayuda a definir la situación y orientación de los objetos en el espacio. Para su correcta representación se deben tener en cuenta su forma, densidad y extensión, así como sus diferencias de intensidad. También cabe tener en cuenta que, aparte de sus cualidades físicas, la luz puede generar efectos dramáticos y otorgar al cuadro un cierto ambiente emocional.

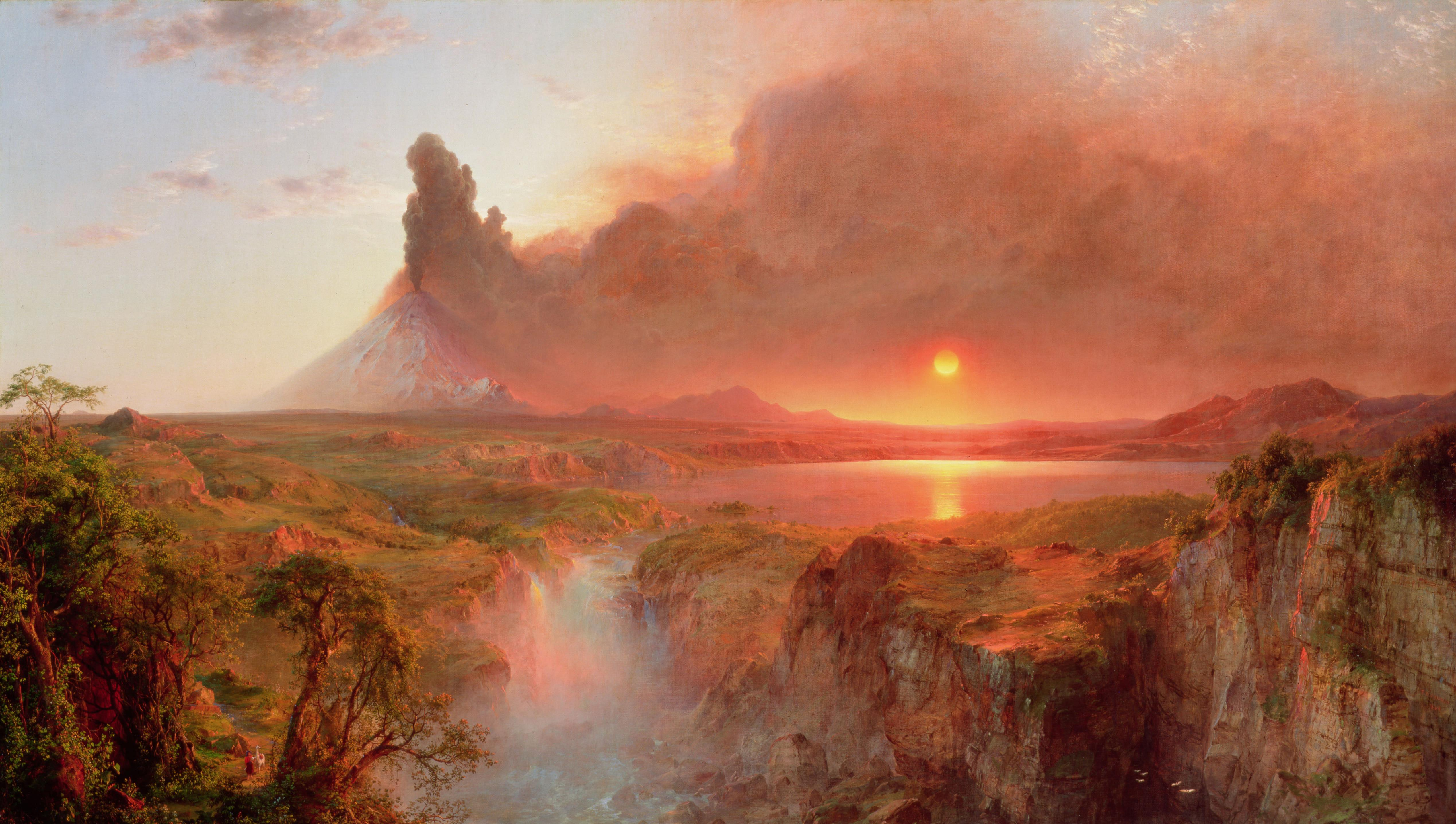
Cotopaxi (1862), de Frederic Edwin Church, Detroit Institute of Arts

El contraste es un factor fundamental en la pintura, es el lenguaje con el que se conforma la imagen. Existen dos tipos de contraste: el «lumínico», que puede ser por claroscuro (luz y sombra) o por superficie (un punto de luz que brilla más que el resto); y el «cromático», que puede ser tonal (contraste entre dos tonos) o por saturación (un color vivo con otro neutro). Ambos tipos de contraste no son excluyentes, de hecho coinciden en una misma imagen la mayoría de las veces. El contraste puede tener diversos niveles de intensidad y su regulación es la principal herramienta del artista para lograr la expresión apropiada para su obra. Del contraste entre luz y sombra depende la expresión tonal que el artista quiera otorgar a su obra, que puede ir desde la suavidad hasta la dureza, lo que otorga un menor o mayor grado de dramatización. El contraluz, por ejemplo, es uno de los recursos que aportan mayor dramatismo, ya que produce unas sombras alargadas y tonos más oscuros.

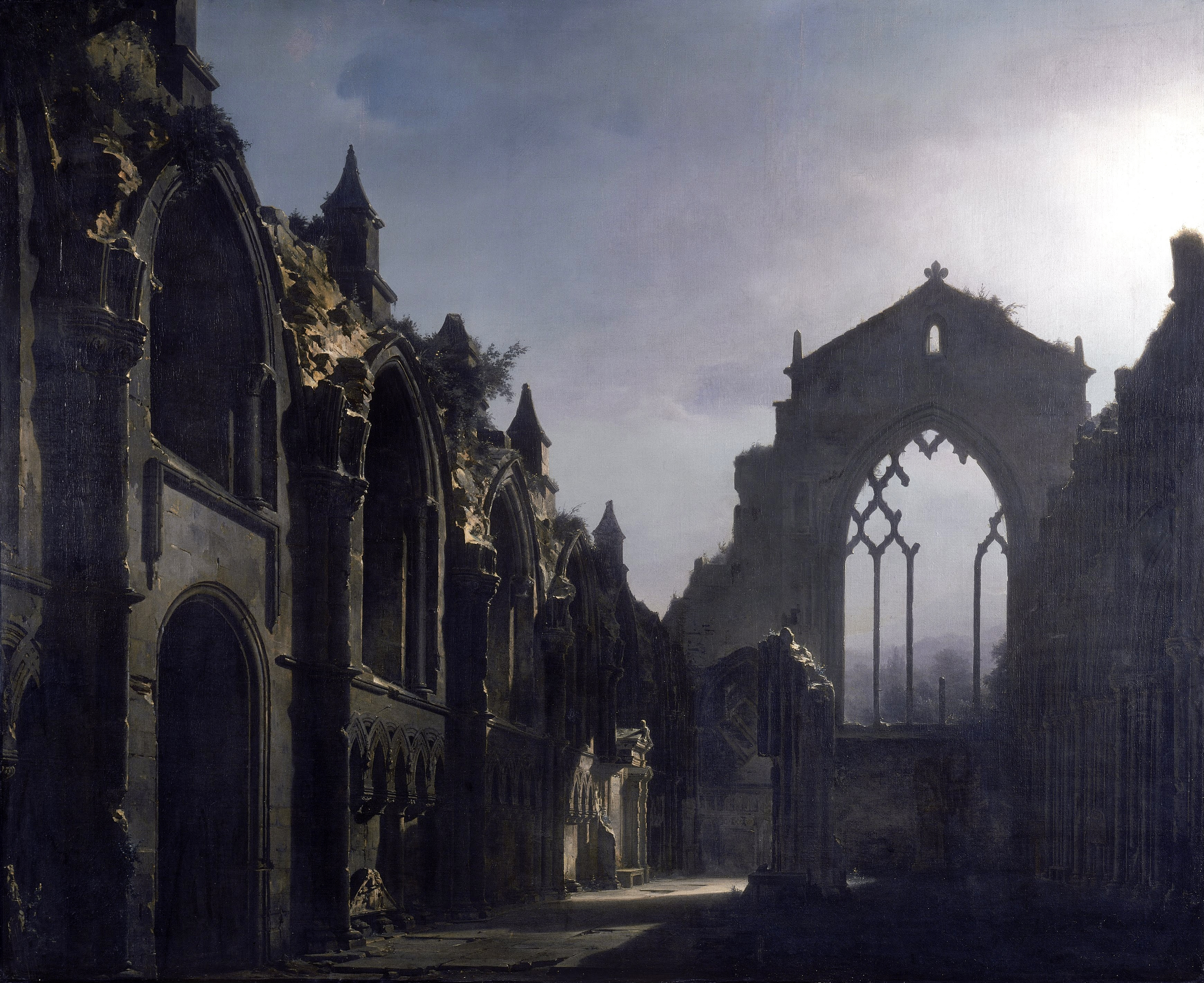
Ruinas de la capilla de Holyrood a la luz de la luna (1824), de Louis Daguerre, Walker Art Gallery, Liverpool

La correspondencia entre luz y sombra y el color se consigue mediante la valoración tonal: los tonos más claros se encuentran en las zonas más iluminadas del cuadro y los más oscuros en las que reciben menos iluminación. Una vez el artista establece los valores tonales escoge las gamas de color más apropiadas para su representación. Los colores se pueden aclarar u oscurecer hasta conseguir el efecto deseado: para aclarar se añade a un color otros colores afines —como son los grupos de colores calientes o colores fríos— más claros, así como cantidades de blanco hasta encontrar el tono adecuado; para oscurecer, se añaden colores oscuros afines y algo de azul o de sombra. En general, la sombra se confecciona mezclando un color con un tono más oscuro, además de azul y un complementario del color propio (como amarillo y azul oscuro, rojo y azul primario o magenta y verde).
Del color depende la armonía lumínica y cromática de un cuadro, es decir, la relación entre las partes de un cuadro para crear cohesión. Hay varias formas de armonizar: se puede hacer mediante «gamas melódicas monocromas y de tono dominante», con un solo color como base al que se va cambiando el valor y el tono; si se cambia el valor con blanco o negro es una monocromía, mientras que si se cambia el tono es una gama melódica simple: por ejemplo, tomando el rojo como tono dominante se puede matizar con diversos tonos de rojo (bermellón, cadmio, carmín) o con naranja, rosa, violeta, granate, salmón, gris cálido, etc. Otro método son los «tríos armónicos», que consiste en combinar tres colores equidistantes entre sí en el círculo cromático; también pueden ser cuatro, en cuyo caso hablamos de «cuaternas». Otra forma es la combinación de «gamas térmicas cálidas y frías»: colores cálidos son por ejemplo el rojo, naranja, morado y verde amarillento, además del negro; fríos son azul, verde y violeta, así como el blanco (esta precepción del color respecto a su temperatura es subjetiva y procede de la Teoría de los colores de Goethe). También se puede armonizar entre «colores complementarios», que es la que produce mayor contraste cromático. Por último, las «gamas quebradas» consisten en la neutralización mediante la mezcla de colores primarios y sus complementarios, lo que produce intensos efectos lumínicos, ya que la vibración cromática es más sutil y los colores saturados resaltan más.

### Técnicas

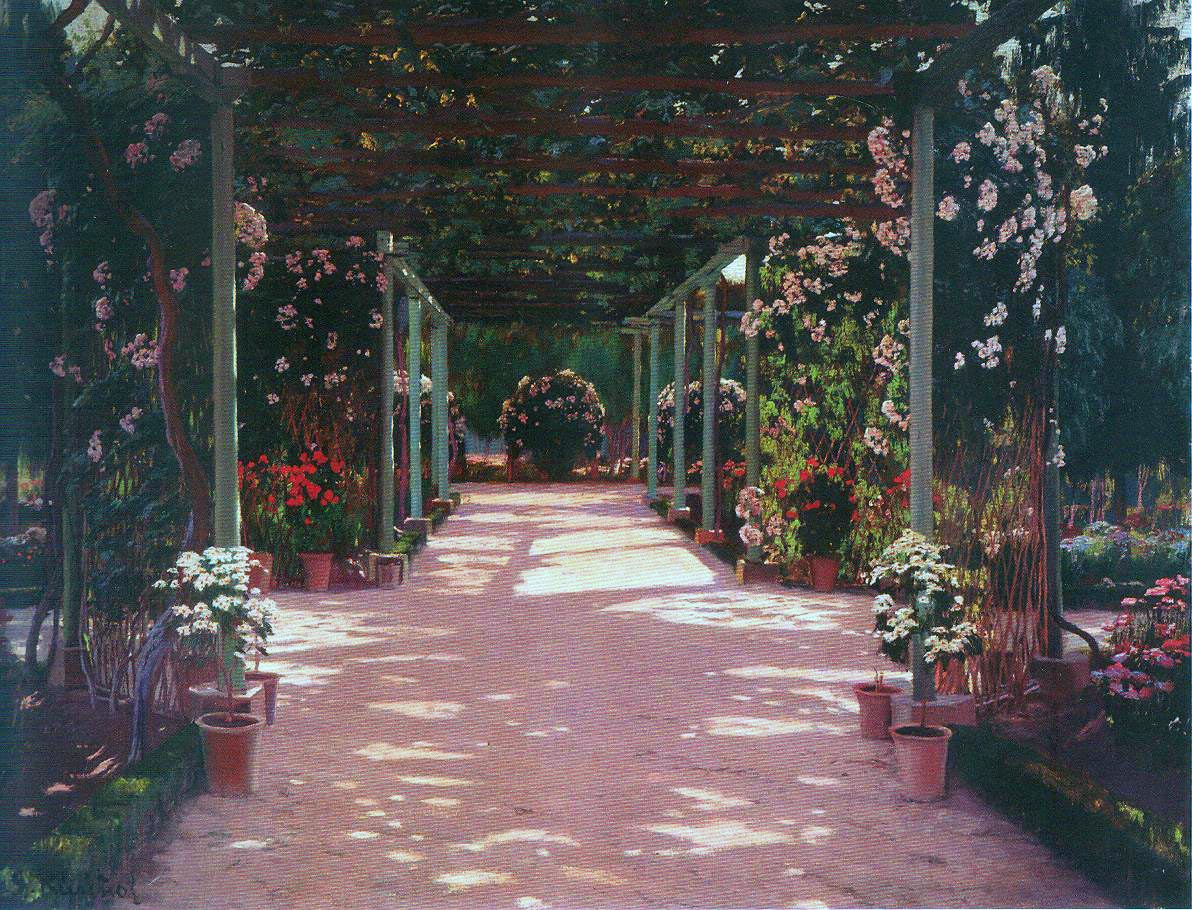
Pintura al óleo: El emparrado (1914), de Santiago Rusiñol, colección privada

La calidad y aspecto de la representación lumínica va unida en muchos casos a la técnica empleada. De las diversas técnicas y materiales depende en buena medida la expresión y los diversos efectos lumínicos de una obra. En el dibujo, sea a lápiz o al carboncillo, los efectos de luz se consiguen a través de la dualidad blanco-negro, donde el blanco es por lo general el color del papel (existen lápices de colores, pero producen poco contraste, por lo que no son muy adecuados para el claroscuro y los efectos de luz). Con el lápiz se suele trabajar con línea y tramado, o bien mediante manchas difuminadas. El carboncillo admite la utilización de aguadas y de tiza o creta blanca para añadir toques de luz, así como sanguina o sepia. Otra técnica monocroma es la tinta china, que genera claroscuros muy violentos, sin valores intermedios, por lo que es un medio muy expresivo.

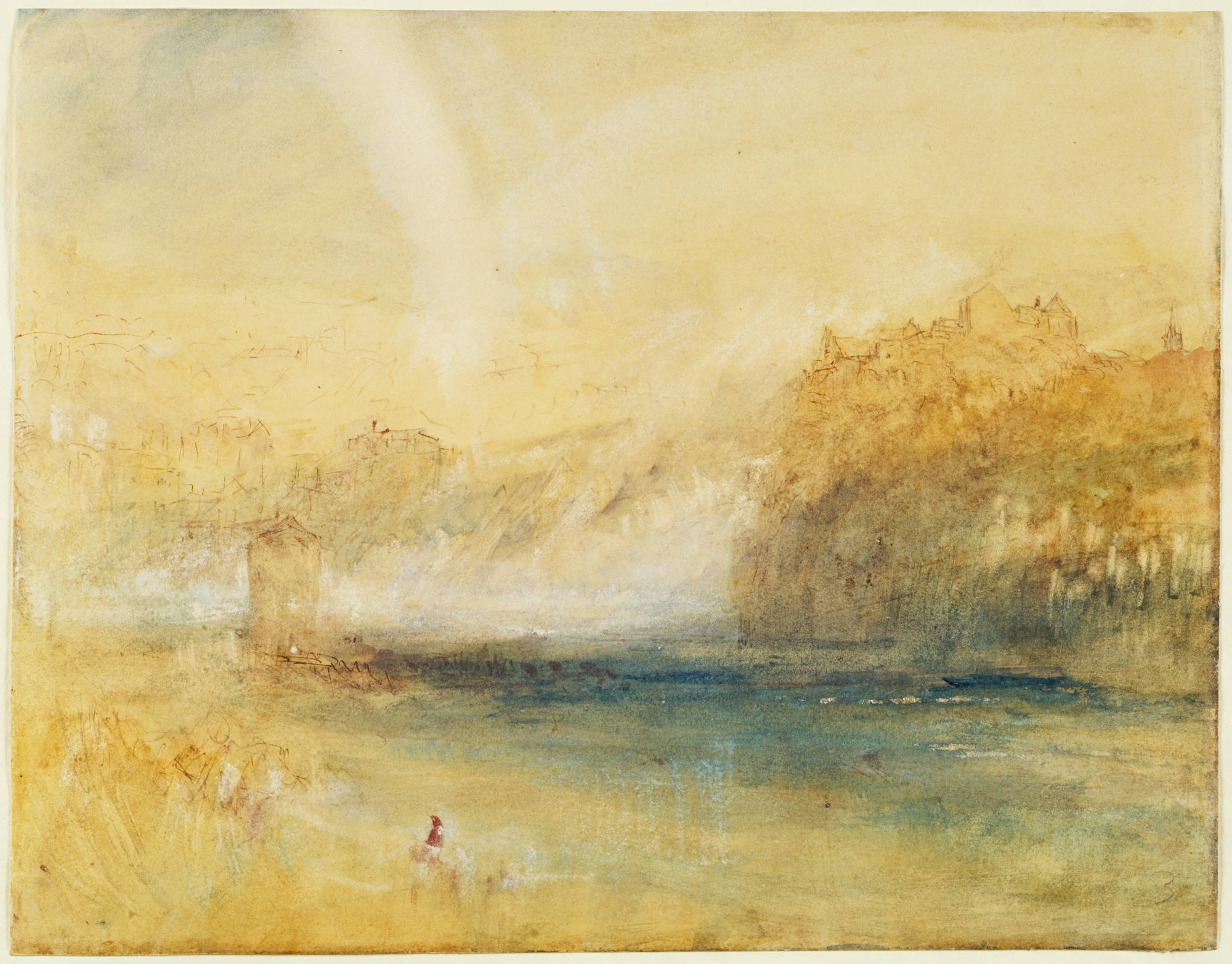
Acuarela: Cataratas del Rin en Schaffhausen (1841), de Joseph Mallord William Turner, Princeton University Art Museum

La pintura al óleo consiste en disolver los colores en un aglutinante de tipo oleoso (aceite de linaza, nuez, almendra o avellana; aceites animales), añadiendo aguarrás para que seque mejor. La pintura al óleo es la que mejor permite valorar los efectos lumínicos y los tonos cromáticos. Es una técnica que produce colores vivos e intensos efectos de brillos y resplandores, y permite un trazo libre y fresco, así como una gran riqueza de texturas. Por otro lado, gracias a la larga pervivencia en estado fluido permite correcciones posteriores. Para su aplicación se pueden emplear pinceles, espátulas o rasquetas, lo que permite múltiples texturas, desde capas finas y veladuras hasta gruesos empastes, que producen una luz más densa.
La pintura al pastel se elabora con un lápiz de pigmento de diversos colores minerales, con aglutinantes (caolín, yeso, goma arábiga, látex de higo, cola de pescado, azúcar candi, etc.), amasado con cera y jabón de Marsella y cortado en forma de barritas. El color se debe extender con un difumino, un cilindro de piel o papel que se usa para difuminar los trazos de color. El pastel reúne las cualidades del dibujo y la pintura, y aporta frescor y espontaneidad.
La acuarela es una técnica realizada con pigmentos transparentes diluidos en agua, con aglutinantes como la goma arábiga o la miel, usando como blanco el del propio papel. Conocida desde el antiguo Egipto, ha sido una técnica usada en todas las épocas, aunque con más intensidad durante los siglos xviii y xix. Al ser una técnica húmeda aporta una gran transparencia, lo que destaca más el efecto luminoso del color blanco. Por lo general se realizan primero los tonos claros, dejando espacios en el papel para el blanco puro; luego se aplican los tonos oscuros.
En la pintura acrílica al colorante se le añade un aglutinante plástico, que produce un secado rápido y es más resistente a los agentes corrosivos. La rapidez de secado permite la adición de múltiples capas para corregir defectos y produce colores planos y veladuras. El acrílico se puede trabajar por degradado difuminado o contrastado, mediante manchas planas o empastando el color, como en la técnica del óleo.

### Géneros

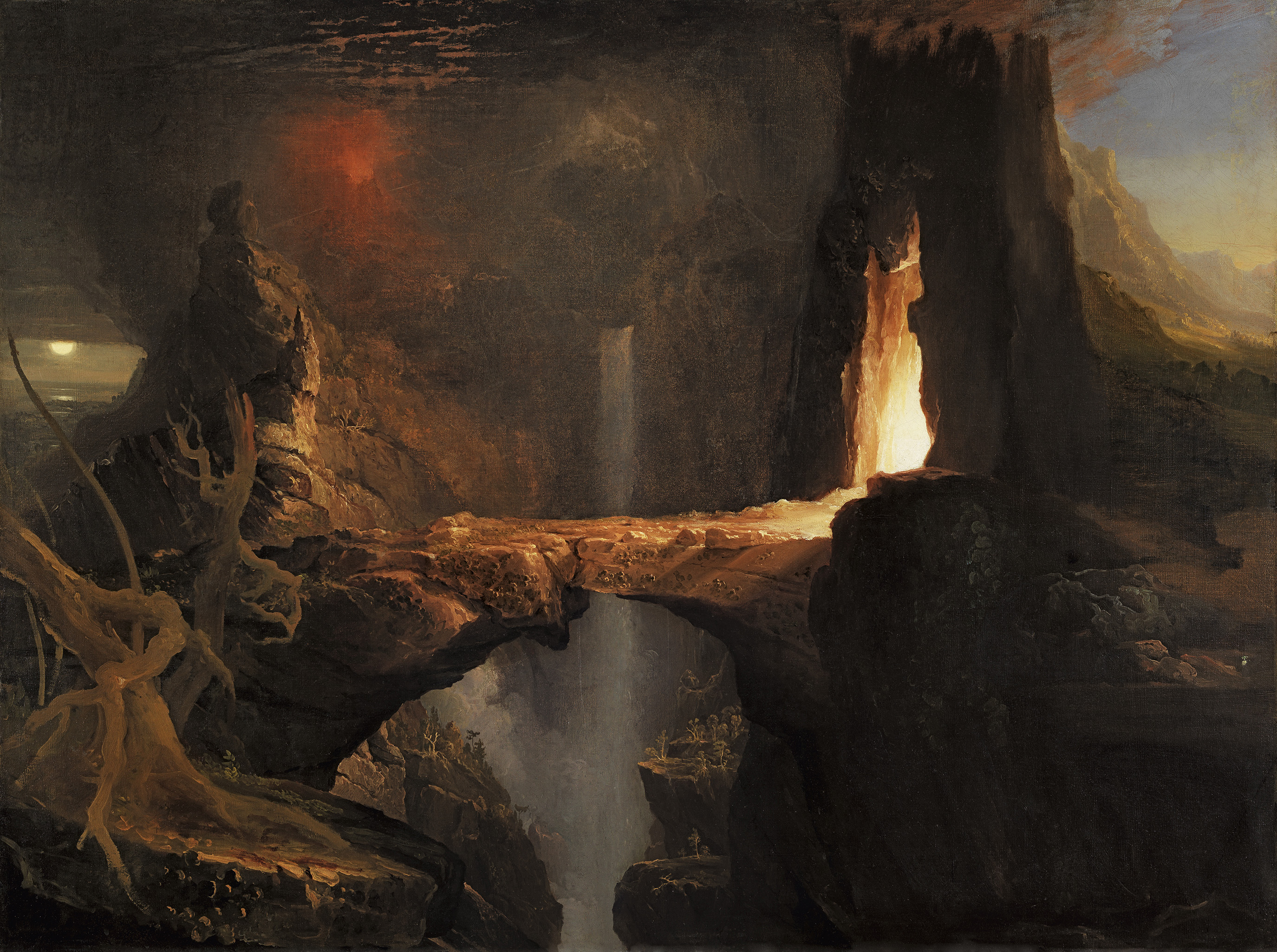
Pintura religiosa: Expulsión. Luna y luz de fuego (1828), de Thomas Cole, Museo Thyssen-Bornemisza, Madrid

En función del género pictórico, la luz tiene diversas consideraciones, ya que su incidencia es distinta en interiores que en exteriores, sobre objetos que sobre personas. En interiores, la luz generalmente tiende a crear ambientes íntimos, por lo general un tipo de luz indirecta que se filtra por puertas o ventanas, o tamizada por cortinas u otros elementos. En estos espacios se suelen desarrollar escenas de ámbito privado, que se ven reforzadas por los contrastes de luces y sombras, intensas o suaves, naturales o artificiales, con zonas en penumbras y atmósferas influidas por el polvo en gravitación y otros efectos originados por estos espacios. Un género aparte de la pintura en interiores es el bodegón o «naturaleza muerta», en la que se suelen mostrar una serie de objetos o alimentos dispuestos como en un aparador. En estas obras el artista puede manipular la luz a voluntad, generalmente con efectos dramáticos como luces laterales, frontales, cenitales, contraluces, contrapicados, etc. La principal dificultad consiste en la correcta valoración de los tonos y texturas de los objetos, así como sus brillos y transparencias dependiendo del material.

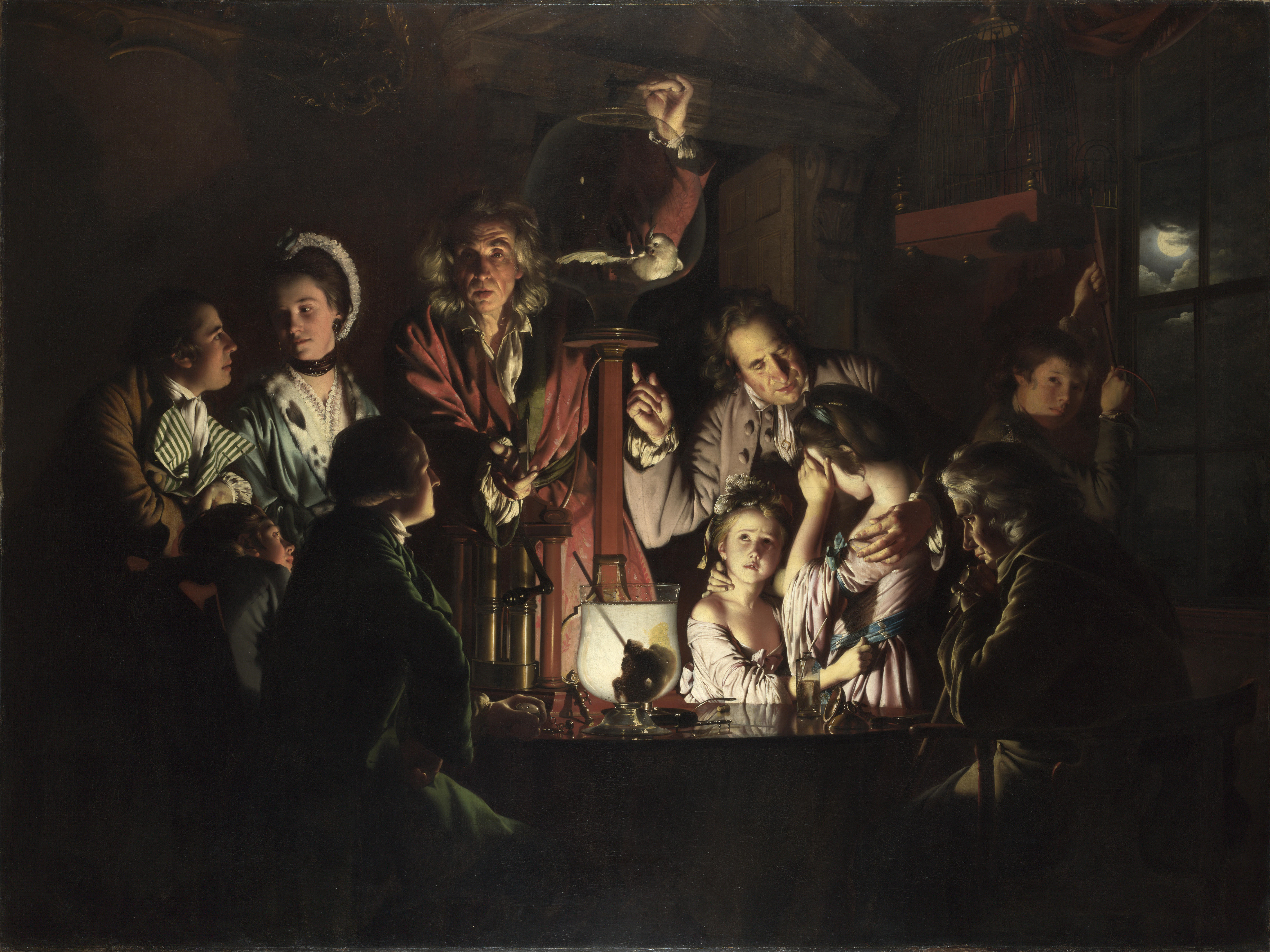
Pintura de género: Experimento con un pájaro en una bomba de aire (1768), de Joseph Wright of Derby, The National Gallery, Londres

En exteriores el principal género es el paisaje, quizá el más relevante en relación con la luz en cuanto a que su presencia es fundamental, ya que cualquier exterior se halla envuelto en una atmósfera lumínica determinada por la hora del día y las condiciones climatológicas y ambientales. Existen tres principales modalidades de paisajes, conocidas por los términos ingleses landscape (paisaje de tierra), seascape (marina) y skyscape (paisaje de cielo). El principal reto del artista en estas obras es captar el tono preciso de la luz natural según la hora del día, la estación del año, las condiciones de visión —que pueden estar afectadas por fenómenos como la nubosidad, la lluvia o la niebla— y una infinidad de variables que se pueden presentar en un medio tan volátil como el paisaje. En numerosas ocasiones los artistas han salido a pintar a la naturaleza para captar sus impresiones de primera mano, un método de trabajo que se conoce con el término francés en plen air («a pleno aire», equivalente de «al aire libre»). También existe la variante del paisaje urbano, frecuente sobre todo desde el siglo XX, en la que un factor a tener en cuenta es la iluminación artificial de las ciudades y la presencia de luces de neón y otro tipo de efectos; en general, en estas imágenes los planos y contrastes son más diferenciados, con sombras duras y colores artificiales y agrisados.

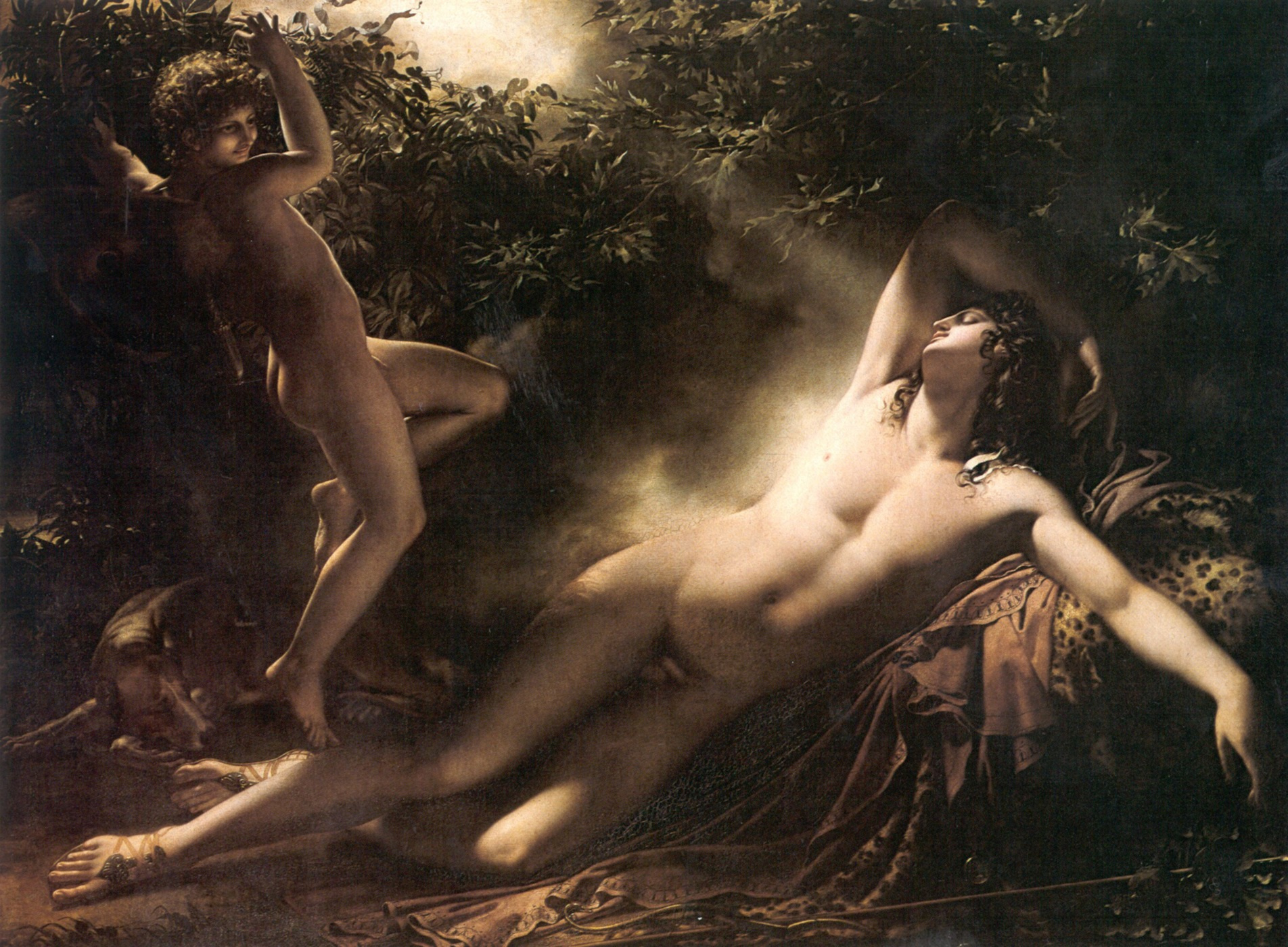
Desnudo: Sueño de Endimión (1791), de Anne-Louis Girodet de Roussy-Trioson, Museo del Louvre, París

La luz es también fundamental para la representación de la figura humana en pintura, ya que afecta al volumen y genera diversos límites según los juegos de luz y sombra, lo que delimita el perfil anatómico. La luz permite matizar la superficie del cuerpo, y proporciona una sensación de tersura y suavidad a la piel. Es importante la focalización de la luz, ya que su dirección interviene en el contorno general de la figura y en la iluminación de su entorno: por ejemplo, la luz frontal hace desaparecer las sombras, atenuando el volumen y la sensación de profundidad, a la vez que remarca el color de la piel. En cambio, una iluminación parcialmente lateral provoca sombras y proporciona relieve a los volúmenes, y si es desde un costado la sombra cubre el lado opuesto de la figura, que aparece con un volumen realzado. Por otro lado, a contraluz el cuerpo se muestra con un halo característico en su contorno, mientras que el volumen adquiere una sensación ingrávida. Con una iluminación cenital, la proyección de sombras desdibuja el relieve y da una apariencia algo fantasmagórica, igual que pasa iluminando desde abajo —aunque este último es poco frecuente—. Un factor determinante es el de las sombras, que generan una serie de contornos aparte de los anatómicos que proporcionan dramatismo a la imagen. Junto a los reflejos luminosos, la gradación de sombras genera una serie de efectos de gran riqueza en la figura, que el artista puede explotar de diversas maneras para conseguir distintos resultados de mayor o menor efectismo. También hay que tener en cuenta que la luz directa o la sombra sobre la piel modifican el color, variando la tonalidad desde el característico rosa pálido hasta el gris o el blanco. La luz también puede ser tamizada por objetos que se interpongan en su trayectoria (como cortinas, telas, jarrones u objetos varios), lo que genera diversos efectos y coloridos sobre la piel.
En relación con el ser humano es característico el género del retrato, en el que la luz interviene de forma decisiva para el modelado del rostro. Su elaboración parte de las mismas premisas que las del cuerpo humano, con el añadido de una mayor exigencia en la representación fidedigna de los rasgos fisonómicos e incluso la necesidad de plasmar la psicología del personaje. El dibujo es fundamental para modelar las facciones acordes al modelo y, al partir de ahí, la luz y el color son de nuevo el vehículo de traslación de la imagen visual a su representación en el lienzo.
En el siglo XX surgió la abstracción como nuevo lenguaje pictórico, en el que la pintura se reduce a imágenes no figurativas que ya no describen la realidad, sino conceptos o sensaciones del propio artista, quien juega con la forma, el color, la luz, la materia, el espacio y otros elementos de forma totalmente subjetiva y no sujeta a convencionalismos. Pese a la ausencia de imágenes concretas de la realidad circundante, la luz aún tiene presencia en numerosas ocasiones, generalmente aportando luminosidad a los colores o creando efectos de claroscuro por contraposición de valores tonales.

### Factor cronológico

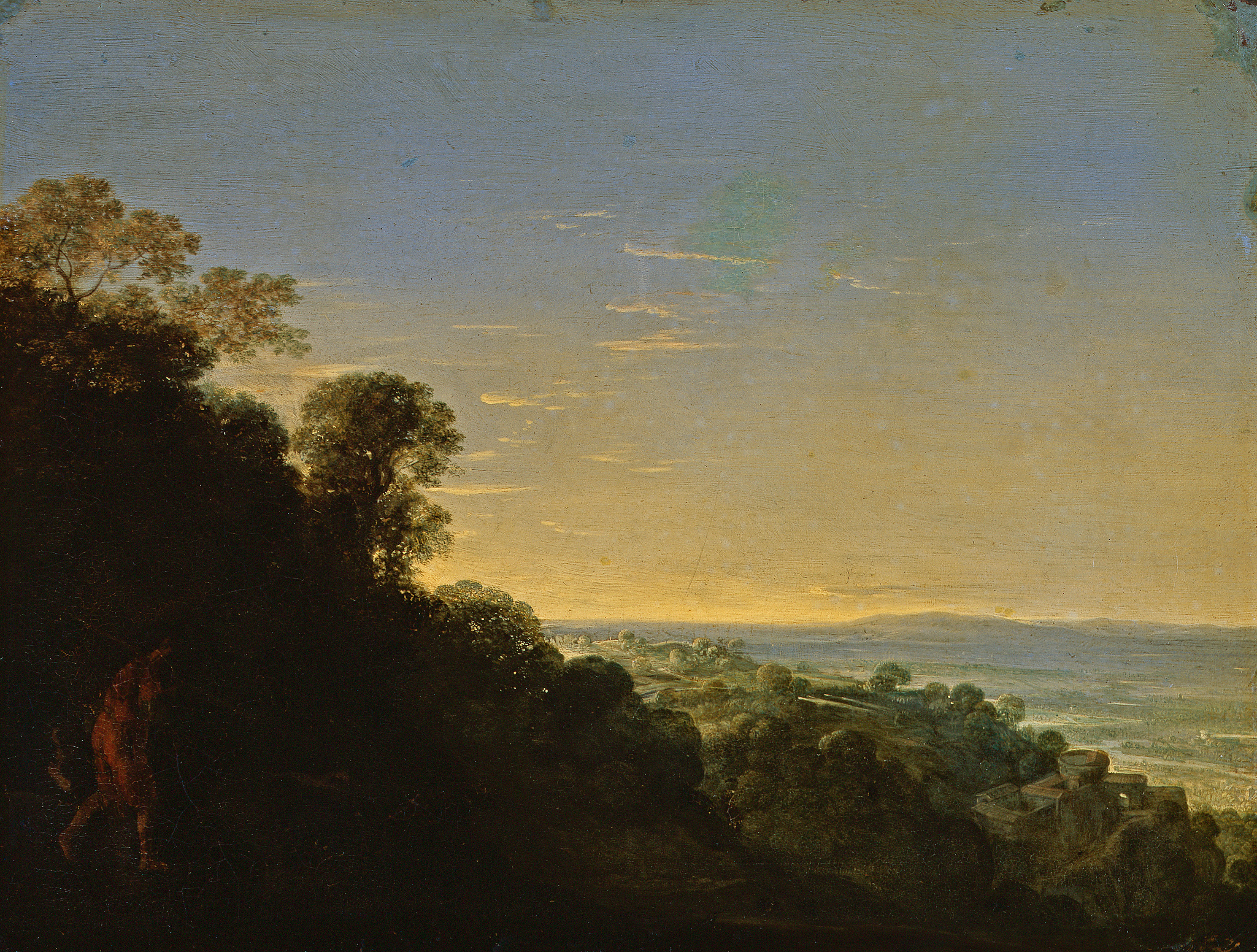
La Aurora (1606), de Adam Elsheimer, Herzog Anton Ulrich-Museum, Brunswick

Otro aspecto en el que la luz es un factor determinante es en el tiempo, en la representación del tiempo cronológico en la pintura. Hasta el Renacimiento los artistas no representaban un tiempo específico en la pintura y, por lo general, la única diferencia lumínica era entre luces de exterior y de interior. En numerosas ocasiones es difícil identificar en una obra la hora escpecífica del día, ya que ni la dirección de la luz ni su calidad ni la dimensión de las sombras son elementos determinantes para reconocer un determinado momento horario. La noche era raramente representada hasta prácticamente el manierismo y, en los casos en que se recurría a un ambiente nocturno, era porque lo requería la narración o por algún aspecto simbólico: en La anunciación a los pastores de Giotto o en la Anunciación de Ambrogio Lorenzetti el ambiente nocturno contribuye a acentuar el halo de misterio en torno al nacimiento de Cristo; en San Jorge y el dragón de Uccello la noche representa el mal, el mundo en el que vive el dragón. Por otro lado, incluso en temas narrativos que ocurren de noche, como la Última Cena o la cena de Emaús, este factor es en ocasiones soslayado deliberadamente, como en la Última cena de Andrea del Sarto, ambientada con una luz diurna.
Generalmente la ambientación cronológica de una escena ha ido ligada a su correlato narrativo, si bien de una forma aproximada y con determinadas licencias por parte del artista. Prácticamente hasta el siglo XIX no se llegó a un grado total de plasmación fidedigna de la hora del día, debido más que nada al uso completo y exacto de toda la franja horaria por la civilización industrial, gracias a los avances en iluminación artificial. Pero así como en la Edad Contemporánea el tiempo ha tenido un componente más realista, antiguamente era un factor más bien narrativo, que acompañaba a la acción representada: el amanecer era un tiempo de viaje o caza; el mediodía, de acción o su posterior reposo; el atardecer, de regreso o de reflexión; la noche era sueño, miedo o aventura, o bien diversión y pasión; el nacimiento era matutino, la muerte nocturna.

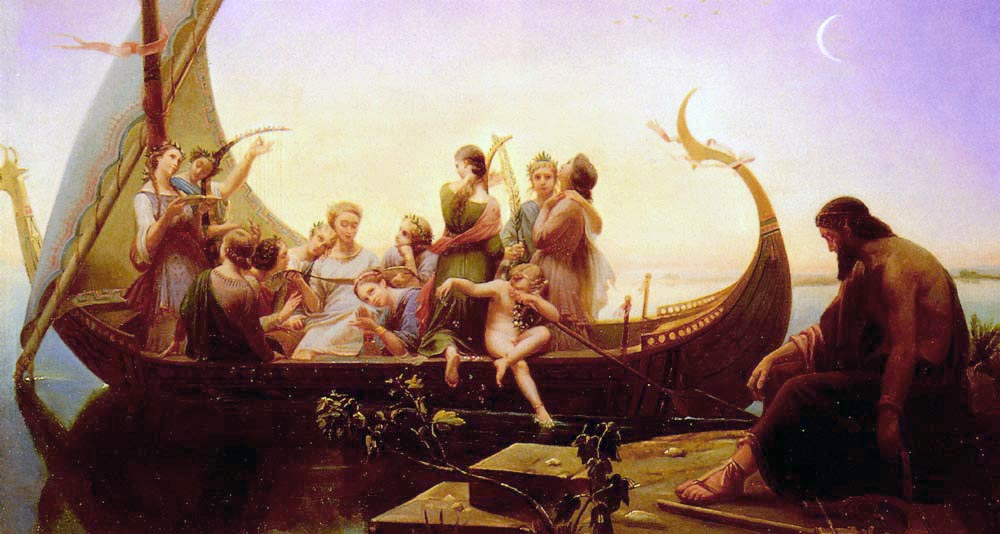
La tarde o Las ilusiones perdidas (1843), de Charles Gleyre, colección privada

La dimensión temporal empezó a cobrar relevancia en el siglo XVII, cuando artistas como Claudio de Lorena o Salvator Rosa empezaron a desligar la pintura de paisaje de un contexto narrativo y a elaborar obras en las que la protagonista era la naturaleza, con las únicas variaciones de la hora del día o la estación del año. Esta nueva concepción se fue desarrollando con el vedutismo dieciochesco y el paisaje romántico novecentista, y culminó con el impresionismo.
La primera luz del día es la del alba, amanecer o aurora (en ocasiones se diferencia la aurora, que sería el primer resplandor del cielo, del amanecer, que correspondería a la salida del sol). Hasta el siglo XVII el alba apenas aparecía en pequeños trozos de paisaje, generalmente tras una puerta o una ventana, pero nunca se utilizaba para iluminar el primer plano. La luz del alba generalmente tiene efectos esfumados, por lo que hasta la aparición de la perspectiva aérea leonardesca no era muy utilizada. En su Diccionario de las Bellas Artes del Diseño (1797), Francesco Milizia afirma que «la aurora colorea dulcemente la extremidad de los cuerpos, comienza a disipar las tinieblas de la noche y el aire preñado aún de vapores deja los objetos vacilantes... Pero el sol aún no ha aparecido, por lo tanto las sombras no pueden ser muy sensibles. Todos los cuerpos deben participar de la frescura del aire y quedar en una especie de media-tinta. [...] El fondo del cielo quiere ser de un azul oscuro... para que se destaque mejor la bóveda celeste y aparezca el origen de luz: allí el cielo se coloreará de un encarnado bermejo desde una cierta altura con bandas alternativamente doradas y plateadas, que disminuirán de vivacidad a medida que se alejan del sitio de donde sale la luz». Para Milizia, la luz del amanecer era la más idónea para la representación de paisajes.

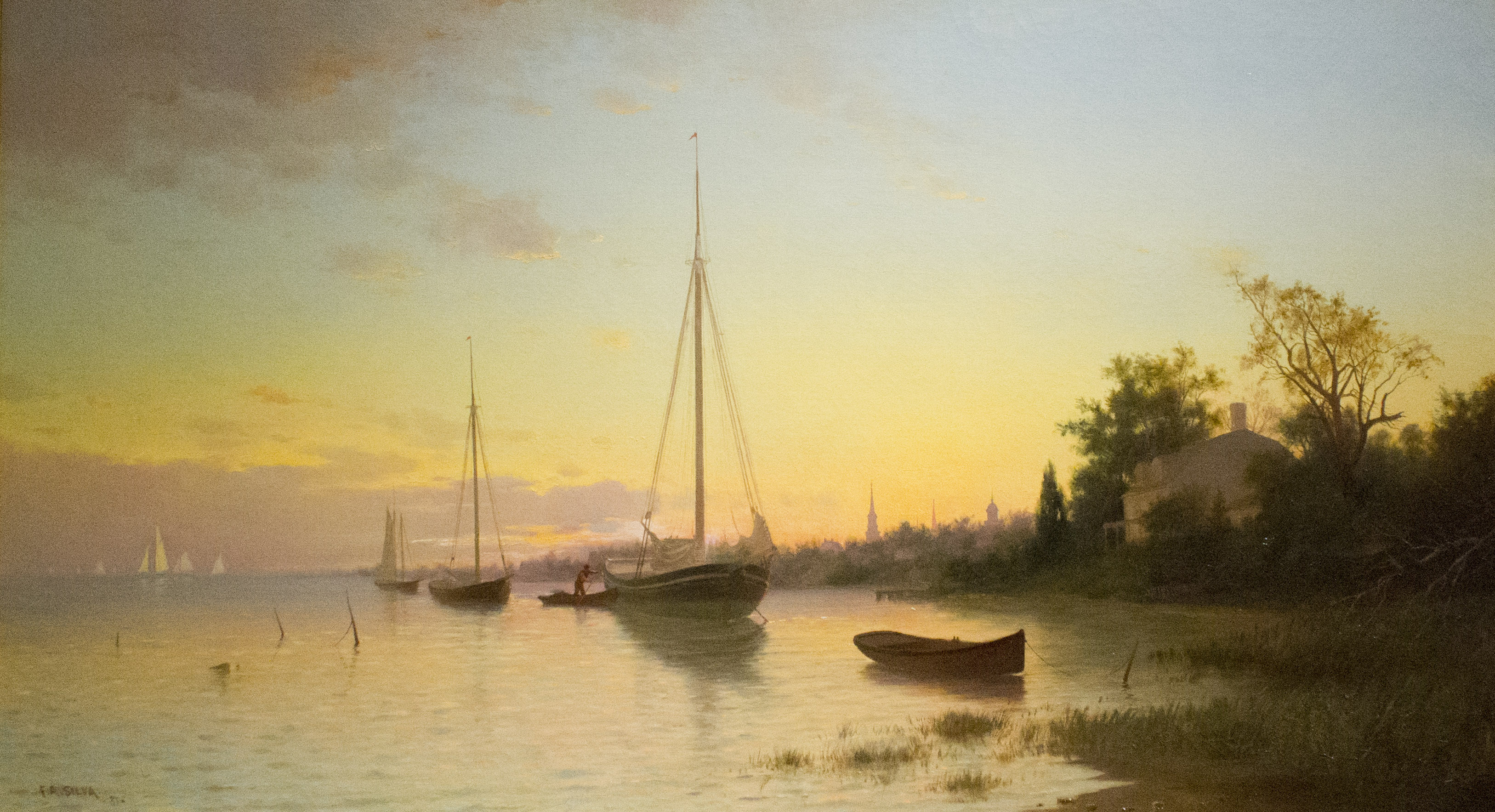
Atardecer (1881), de Francis Augustus Silva, New Britain Museum of American Art, New Britain (Connecticut)

El mediodía y las horas inmediatamente anteriores y posteriores han supuesto siempre un marco estable para una representación objetiva de la realidad, si bien es difícil precisar en la mayoría de pinturas el momento exacto dependiendo de las diferentes intensidades lumínicas. Por otro lado, el mediodía exacto era desaconsejado por su extrema refulgencia, hasta el punto que Leonardo aconsejaba que «si lo haces al mediodía mantén la ventana tapada de tal manera que el sol, iluminándola todo el día, no haga cambiar la situación». También Milizia señala que «¿Puede el pintor imitar la luminosidad del mediodía que encandila la vista? No; pues entonces que no lo haga. Si alguna vez se debe tratar algún hecho ocurrido a mediodía, que el sol se esconda entre nubes, árboles, montes y edificios y que se señale aquel astro mediante algunos rayos que escapen a aquellos obstáculos. Que se considere entonces que los cuerpos no dan sombras, o poca, y que los colores, por la excesiva vivacidad de la luz, aparecen menos vivos que en las horas en que la luz es más atenuada». La mayoría de tratados de arte aconsejaban la luz de la tarde, que fue la más empleada sobre todo desde el Renacimiento hasta el siglo XVIII. Vasari aconsejaba colocar el sol al oriente porque «la figura que se realiza tiene un gran relieve y se consigue gran bondad y perfección».

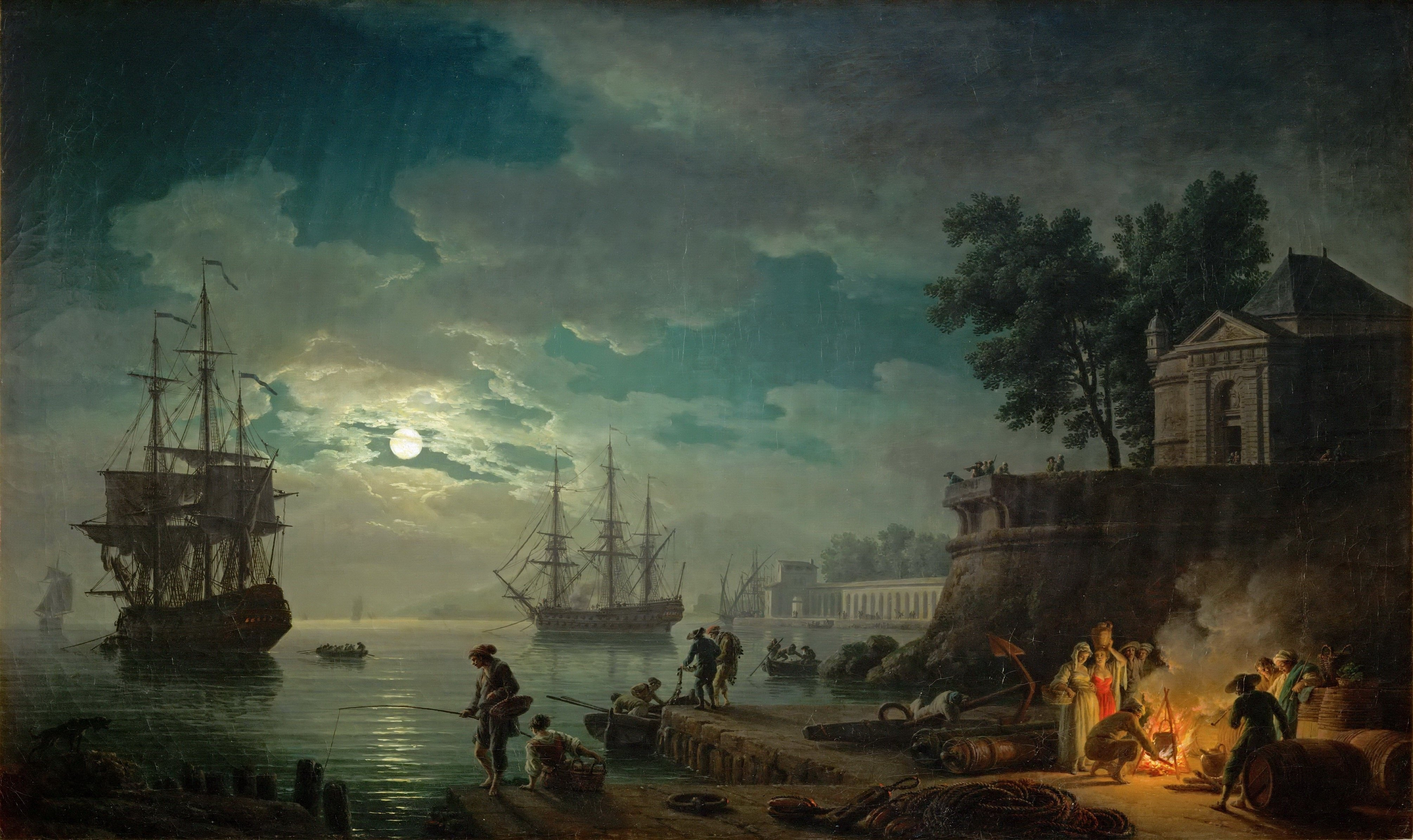
Noche: puerto a la luz de la luna (1771), de Claude Joseph Vernet, Museo del Louvre, París

El ocaso se solía circunscribir en los inicios de la pintura moderna a una bóveda celeste caracterizada por su color rojizo, sin una correspondencia exacta con la iluminación de las figuras y objetos. Fue de nuevo con Leonardo que se inició un estudio más naturalista de la luz crepuscular, señalando en sus notas que «el enrojecimiento de las nubes, junto con el enrojecimiento del sol, hace enrojecer a todo lo que toma luz de ellos; y la parte de los cuerpos que no se ve ese enrojecimiento permanece del color del aire, y quien ve tales cuerpos le parece que son de dos colores; y de esto no puedes escapar ya que, mostrando la causa de tales sombras y luces, tú debes hacer las sombras y las luces participantes de las mencionadas causas, si no tu trabajo es vano y falso». Para Milizia este momento es arriesgado, ya que «cuanto más espléndidos son estos accidentes (el crepúsculo llameante siempre es un exceso), tanto más se deben observar para representarlos bien».
Por último, la noche ha sido siempre una singularidad dentro de la pintura, hasta el punto de constituir un género propio: el nocturno. En estas escenas la luz procede de la luna, las estrellas o de algún tipo de iluminación artificial (fogatas, antorchas, velas o, más recientemente, luz de gas o eléctrica). La justificación para una escena nocturna se ha dado generalmente a partir de temas iconográficos ocurridos en esta franja horaria. En el siglo XIV la pintura empezó a alejarse del contenido simbólico y conceptual del arte medieval en busca de un contenido figurativo basado en un eje espacio-temporal más objetivo. Los artistas renacentistas eran refractarios a la ambientación nocturna, por cuanto su experimentación en el terreno de la perspectiva lineal requería de un marco objetivo y estable en el que la plena luz era indispensable. Así, Lorenzo Ghiberti afirmó que «no es posible que se vea en las tinieblas» y Leonardo escribió que «tinieblas significa completa privación de luz». Leonardo aconsejaba una escena nocturna únicamente con iluminación de un fuego, como un mero artificio para volver diurna una escena nocturna. Sin embargo, el esfumado leonardesco abrió una primera puerta a una representación naturalista de la noche, gracias a la disminución cromática en la distancia en el que el blanco azulado del aire luminoso leonardesco se puede convertir en un negro azulado para la noche: así como el primero crea un efecto de lejanía el segundo provoca cercanía, la dilución del fondo en la penumbra. Esta tendencia tendrá su punto culminante en el tenebrismo barroco, en el que la oscuridad se emplea para añadir dramatismo a la escena y para enfatizar ciertas partes del cuadro, muchas veces con un aspecto simbólico. Por otra parte, en el siglo XVII la representación de la noche adquiere un carácter más científico, especialmente gracias al invento del telescopio por Galileo y a una más detallada observación del cielo nocturno. Por último, los avances en iluminación artificial en el siglo XIX potenciaron la conquista del horario nocturno, que se convierte en un horario de ocio y diversión, circunstancia que fue especialmente plasmada por los impresionistas.

Todo el aquel de ser pintor consiste en distinguir la luz de cada día de la semana, más que en distinguir los colores. ¿Quién no distingue el rojo del azul y del amarillo? Pero hay muy pocos que distingan la luz del domingo de la del viernes o el miércoles.
Ramón Pérez de Ayala

## Simbología

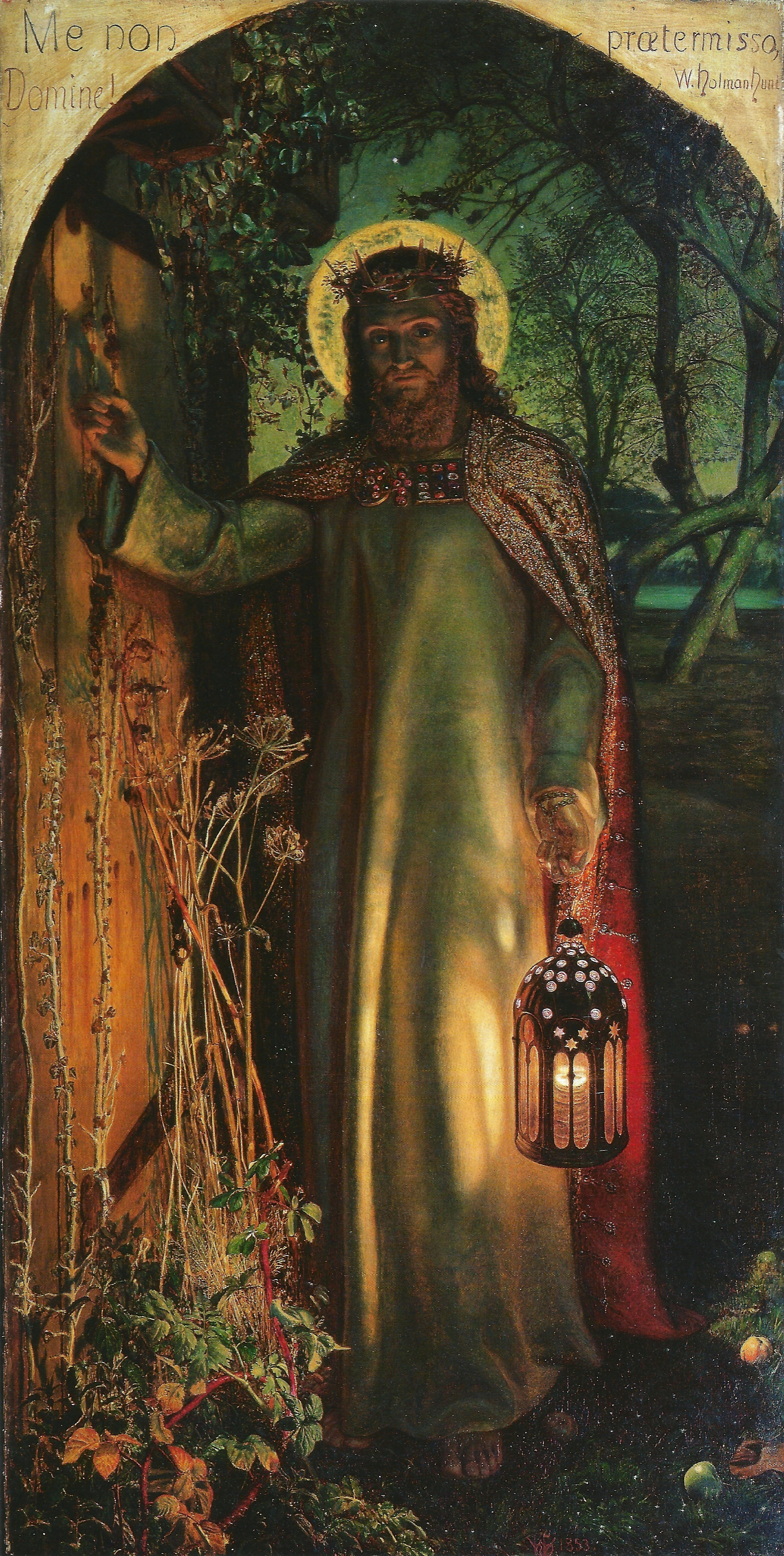
La luz del mundo (1853), de William Holman Hunt, Keble College, Universidad de Oxford. Cristo llama a una puerta que representa el alma humana y lleva un farol en alusión a su frase «yo soy la luz del mundo, aquel que me siga no andará en las tinieblas, pues tendrá la luz de la vida» (Juan, 8:12)

La luz ha tenido en numerosas ocasiones a lo largo de la historia de la pintura un componente estético, que identifica la luz con la belleza, así como un significado simbólico, especialmente relacionado con la religión, pero también con el conocimiento, el bien, la felicidad y la vida, o en general lo espiritual e inmaterial. En ocasiones se ha equiparado la luz del Sol con la inspiración y la imaginación, y la de la Luna con el pensamiento racional. Por contraposición, las sombras y las tinieblas representan el mal, la muerte, la ignorancia, la inmoralidad, las desgracias o lo secreto. Así, muchas religiones y filosofías a lo largo de la historia se han basado en la dicotomía entre la luz y la oscuridad, como Ahura Mazda y Ahrimán, el ying y el yang, los ángeles y demonios, el espíritu y la materia, etc. En general, la luz se ha asociado a lo inmaterial y espiritual, probablemente por su aspecto etéreo e ingrávido, y esa asociación se ha extendido muchas veces a otros conceptos relacionados con la luz, como el color, la sombra, el fulgor, la evanescencia, etc.

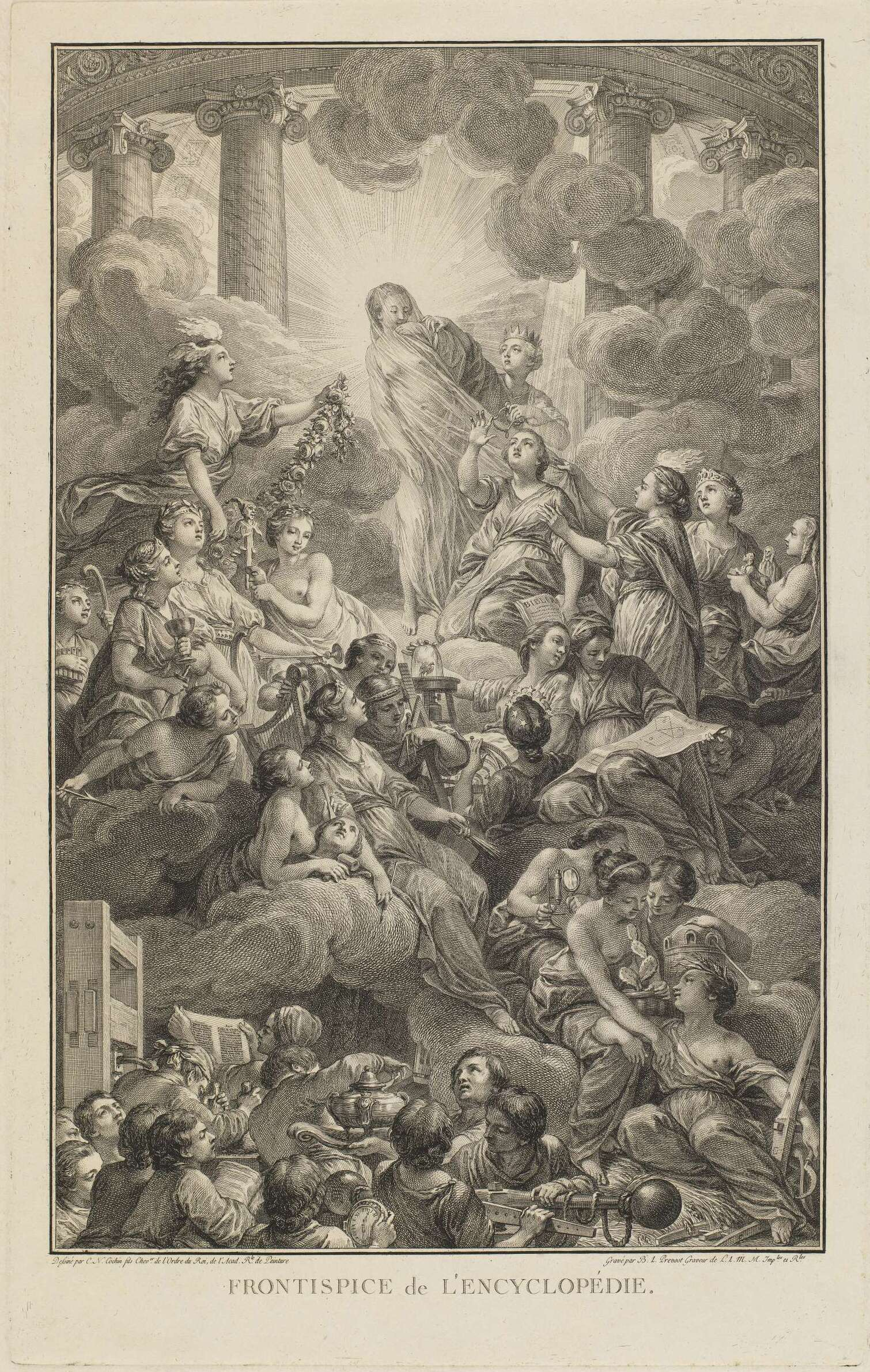
Extracto de la portada de la Enciclopedia (1772), cargado de simbolismo: la figura del centro representa la verdad, rodeada por una brillante luz (el símbolo central de la iluminación); dos figuras situadas a la derecha, la razón y la filosofía, están rasgando el velo que cubre la verdad

La identificación de la luz con un significado trascendente proviene de la antigüedad y probablemente existió en la mente de muchos artistas y religiosos antes de plasmarse la idea por escrito. En muchas religiones antiguas se identificaba la deidad con la luz, como el Baal semítico, el Ra egipcio o el Ahura Mazda iranio. Los pueblos primitivos ya tenían un concepto trascendental de la luz —la llamada «metáfora de la luz»—, generalmente ligada a la inmortalidad, que relacionaba el más allá con la luz de las estrellas. Muchas culturas esbozaron un lugar de luz infinita donde reposaban las almas, concepto también recogido por Aristóteles y diversos Padres de la Iglesia como san Basilio y san Agustín. Por otro lado, muchos ritos religiosos se basaban en la «iluminación» para purificar el alma, desde la antigua Babilonia hasta los pitagóricos.
En la mitología griega Apolo era el dios del Sol y a menudo ha sido representado en arte dentro de un disco de luz. Por otro lado, Apolo era también el dios de la belleza y de las artes, un claro simbolismo entre la luz y estos dos conceptos. También se relaciona con la luz la diosa del amanecer, Eos (Aurora en la mitología romana). En la Antigua Grecia la luz era sinónimo de vida y se solía relacionar también con la belleza. En ocasiones se relacionaba la fluctuación de la luz con los cambios emocionales, así como con la capacidad intelectual. En cambio, la sombra tenía un componente negativo, se relacionaba con lo oscuro y escondido, con las fuerzas malignas, como las sombras espectrales del Tártaro. Los griegos también relacionaban el sol con la «luz inteligente» (φῶς νοετόν), un principio conductor del movimiento del universo, y Platón estableció un paralelismo entre la luz y el conocimiento.

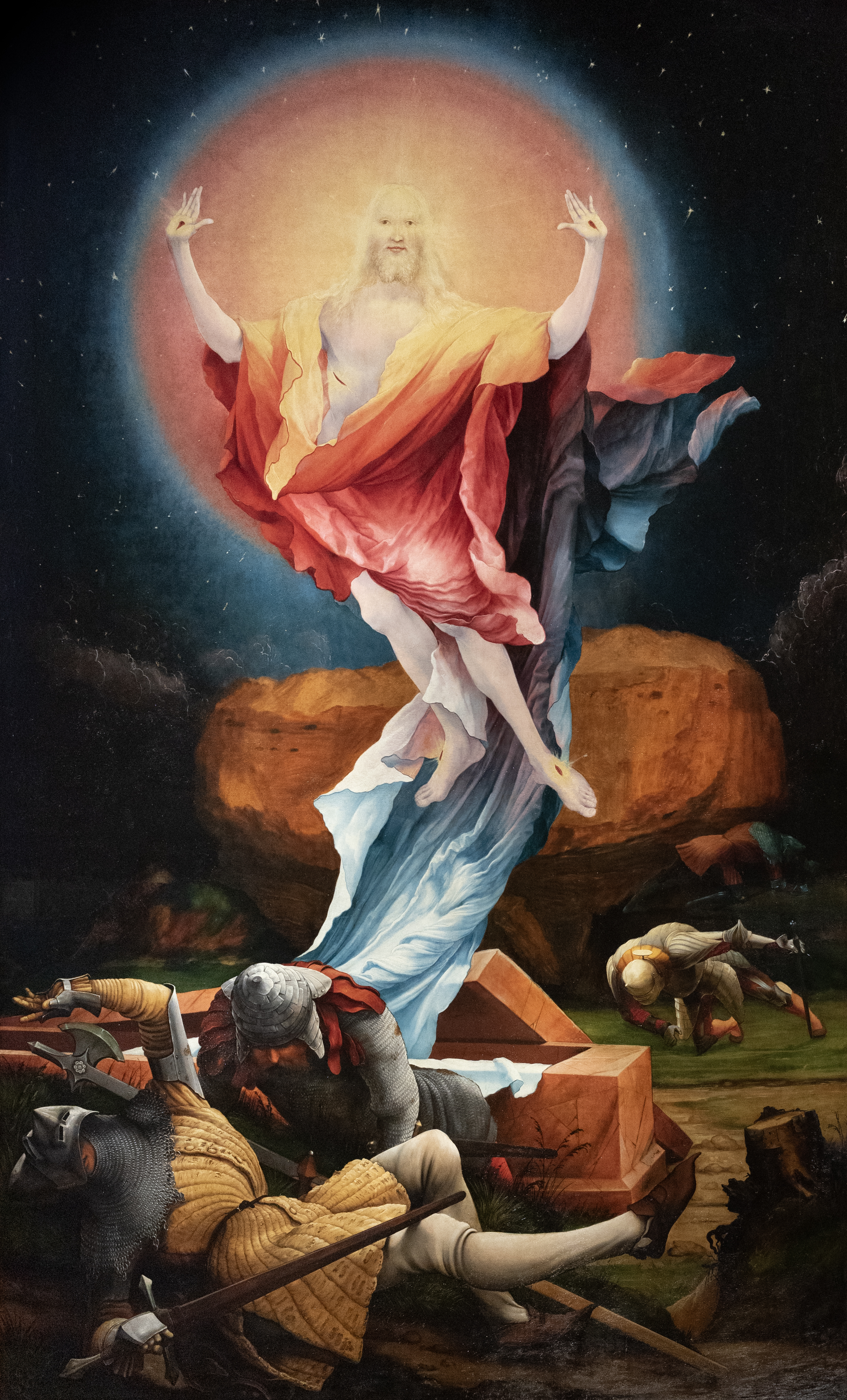
Cristo resucitado (1512-1516), de Matthias Grünewald, altar de Isenheim, Museum Unterlinden, Colmar

Los antiguos romanos distinguían entre lux (fuente luminosa) y lumen (rayos de luz que emanan de esa fuente), términos que empleaban según el contexto: así, por ejemplo, lux gloriae o lux intelligibilis, o lumen naturale o lumen gratiae.
En el cristianismo también se suele asociar a Dios con la luz, una tradición que se remonta al filósofo Pseudo-Dionisio Areopagita (De la jerarquía celeste, De los nombres divinos), que adaptó una similar procedente del neoplatonismo. Para este autor del siglo V, «la Luz deriva del Bien y es imagen de la Bondad». Posteriormente, en el siglo IX, Juan Escoto Erígena definió a Dios como «el padre de las luces». Ya la Biblia comienza con la frase «hágase la luz» (Gé 1:3) y señala que «Dios vio que la luz era buena» (Gé 1:4). Este «bueno» tenía en hebreo un sentido más ético, pero en su traducción al griego se empleó el término καλός (kalós, «bello»), en el sentido de la kalokagathía, que identificaba bondad y belleza; aunque posteriormente en la Vulgata latina se hizo una traducción más literal (bonum en vez de pulchrum), quedó fijada en la mentalidad cristiana la idea de la belleza intrínseca del mundo como obra del Creador. Por otro lado, las Sagradas Escrituras identifican la luz con Dios, y Jesús llega a afirmar: «yo soy la luz del mundo, aquel que me siga no andará en las tinieblas, pues tendrá la luz de la vida» (Juan, 8:12). Esta identificación de la luz con la divinidad llevó a la incorporación en las iglesias cristianas de una lámpara conocida como «luz eterna», así como la costumbre del encendido de cirios para recordar a los difuntos y diversos otros ritos.

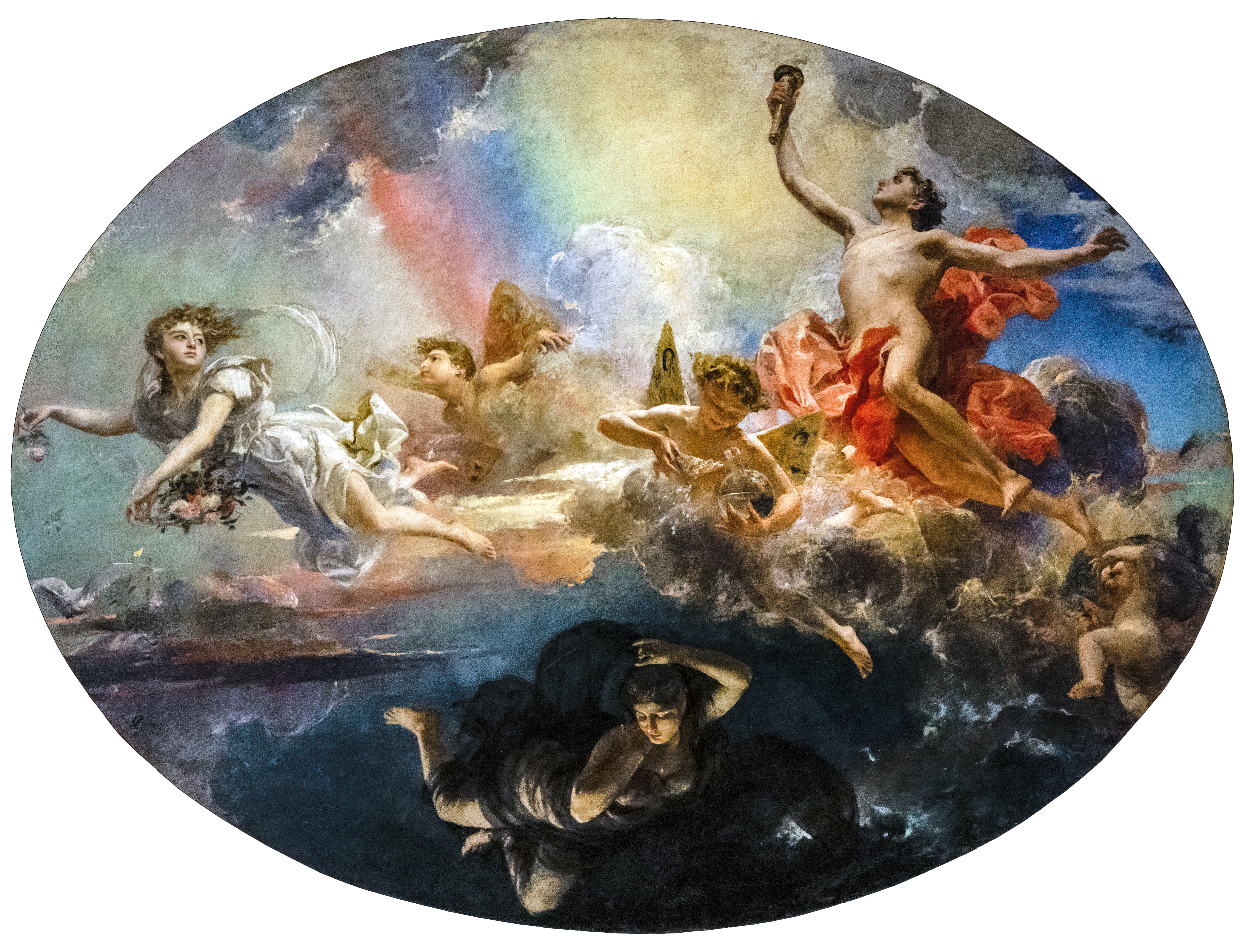
El triunfo del Día sobre la Noche precedido de la Aurora (1882), de Antonio Caba, Museo Nacional de Arte de Cataluña

La luz está presente también en otros ámbitos de la religión cristiana: la Concepción de Jesús en María se realiza en forma de rayo de luz, tal como se aprecia en numerosas representaciones de la Anunciación; de igual forma, representa la Encarnación, tal como expresó Pseudo-San Bernardo: «como el esplendor del sol atraviesa el vidrio sin romperlo y penetra su solidez en su impalpable sutileza, sin abrirlo cuando entra y sin romperlo cuando sale, así el Verbo Dios penetra en el vientre de María y sale de su seno intacto». Este simbolismo de la luz que atraviesa el vidrio es el mismo concepto que se aplicó a los vitrales góticos, donde la luz simboliza la omnipresencia divina. Otro simbolismo relacionado con la luz es el que identifica a Jesús con el Sol y a María como la Aurora que lo precede. Además de todo ello, en el cristianismo la luz puede significar también la verdad, la virtud y la salvación. En patrística, la luz es símbolo de eternidad y mundo celestial: según san Bernardo, las almas separadas del cuerpo serán «zambullidas en un océano inmenso de luz eterna y de eternidad luminosa». Por otro lado, en el cristianismo antiguo el bautismo era llamado inicialmente «iluminación».
En el cristianismo ortodoxo la luz es, más que un símbolo, un «aspecto real de la divinidad», según Vladimir Lossky. Una realidad que puede ser aprehensible por el ser humano, tal como expresa san Simeón el Nuevo Teólogo: «[Dios] no se aparece nunca como imagen o figura cualesquiera, sino que se muestra en su simplicidad, formado por la luz sin forma, incomprensible, inefable».
Por la oposición de la luz y las tinieblas este elemento ha sido usado también en ocasiones como ahuyentador de los demonios, por lo que a menudo se ha representado la luz en diversos actos y ceremonias como la circuncisión, los bautizos, las bodas o los funerales, en forma de candelas o fuegos.

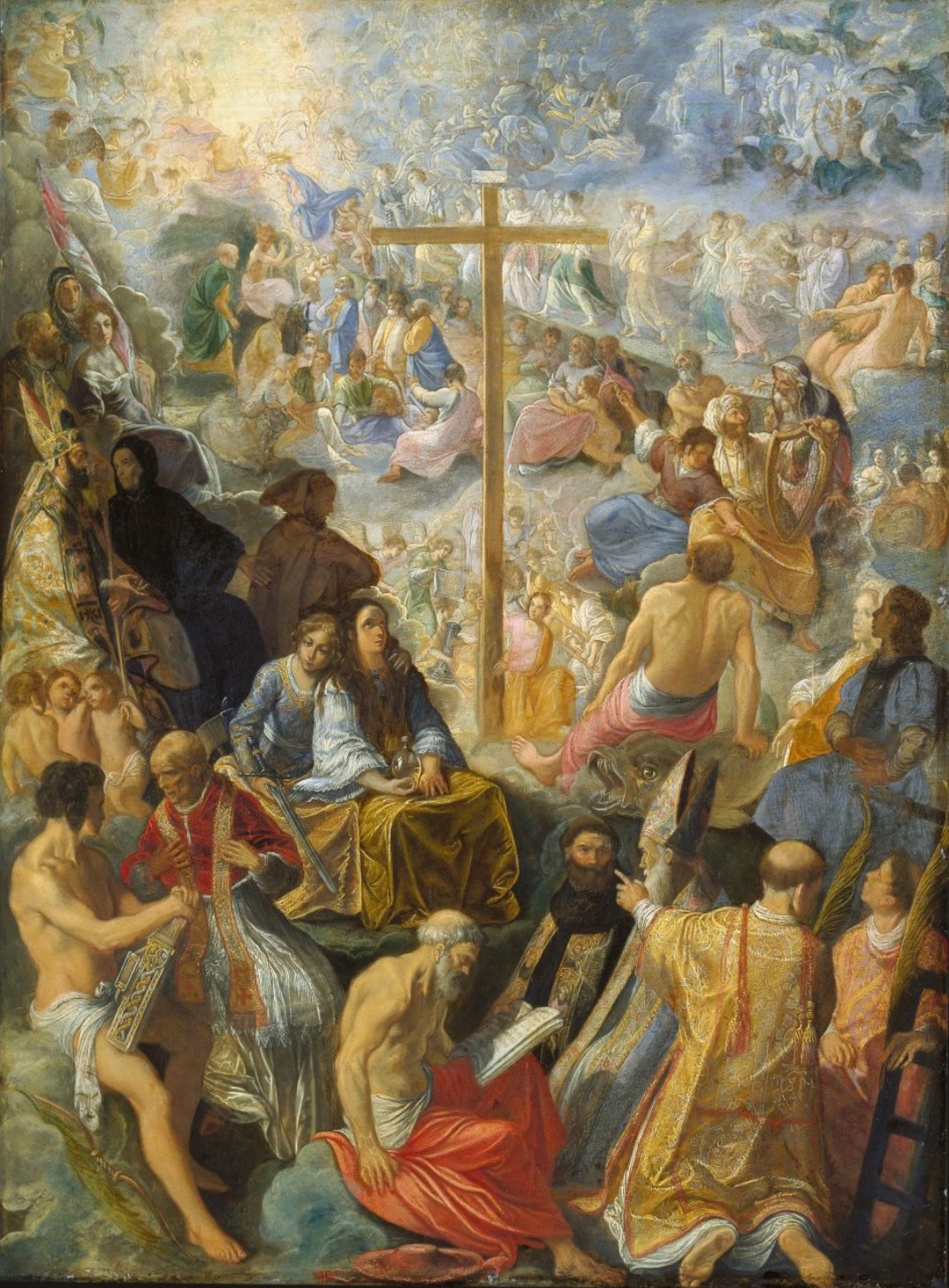
La exaltación de la Cruz del Tabernáculo de Fráncfort (h. 1605), de Adam Elsheimer, Instituto de arte Städel, Fráncfort del Meno

En la iconografía cristiana la luz está presente igualmente en los halos de los santos, que se solían confeccionar —especialmente en el arte medieval— con un nimbo dorado, un círculo de luz situado alrededor de la cabeza de santos, ángeles y miembros de la Sagrada Familia. En La Anunciación de Fra Angelico, además del halo, el artista situó unos rayos de luz irradiando de la figura del arcángel Gabriel, para enfatizar su divinidad, igual recurso que emplea con la paloma que simboliza el Espíritu Santo. En otras ocasiones, es el propio Dios quien se representa en forma de rayos de sol, como en El bautismo de Cristo (1445) de Piero della Francesca. Los rayos también pueden significar la ira de Dios, como en La tempestad (1505) de Giorgione. En otras ocasiones la luz representa la eternidad o divinidad: en el género de la vanitas los haces de luz solían enfocar los objetos cuya fugacidad se quería resaltar como símbolo de lo efímero de la vida, como en Vanidades (1645) de Harmen Steenwijck, donde un potente rayo de luz ilumina la calavera del centro del cuadro.

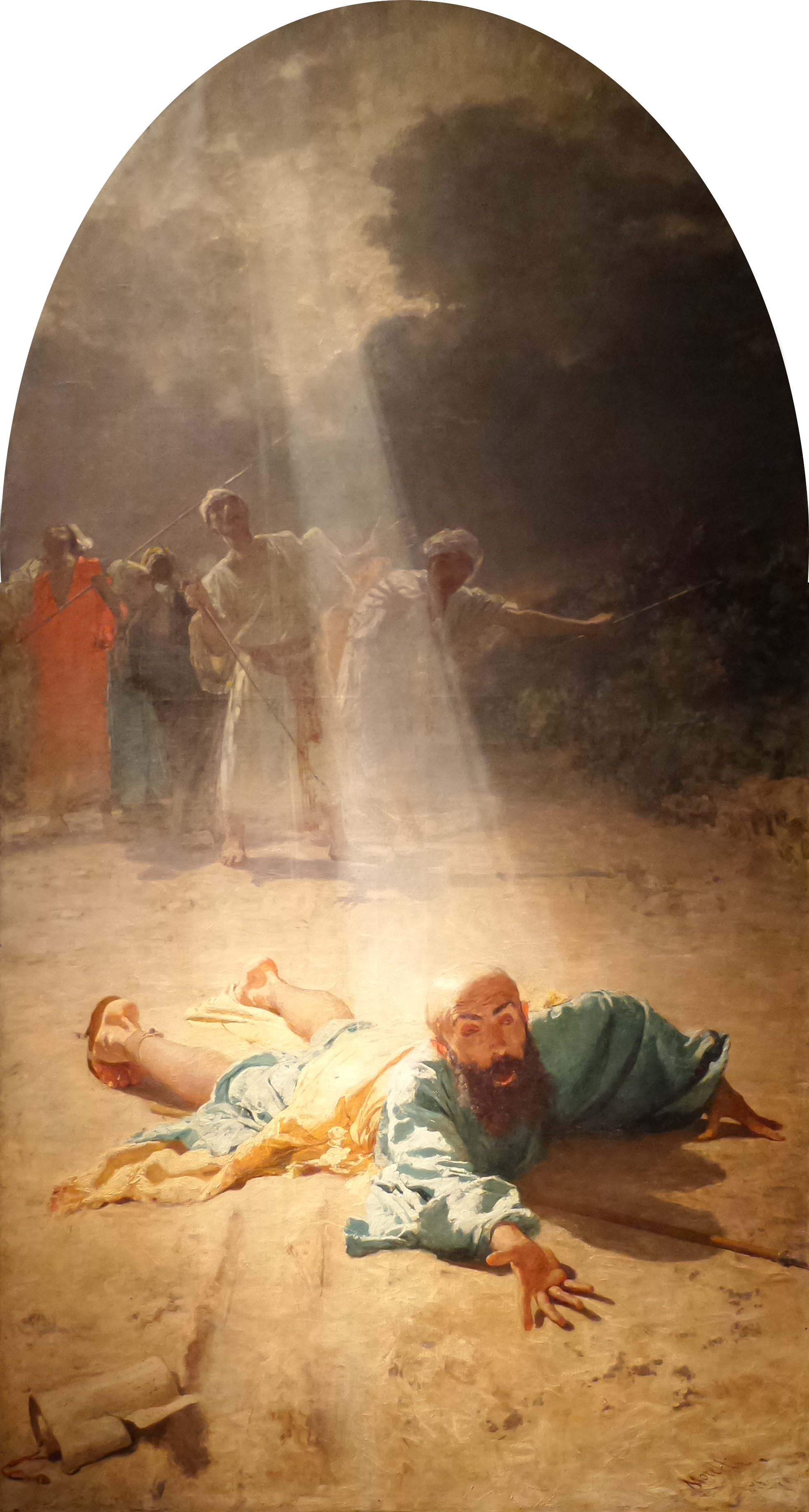
Conversión de san Pablo (1876), de Domenico Morelli, catedral de Altamura

Entre los siglos xiv y xv los pintores italianos usaron luces de aspecto sobrenatural en escenas nocturnas para representar milagros: así, por ejemplo, en la Anunciación a los pastores de Taddeo Gaddi (Santa Croce, Florencia) o en la Estigmatización de san Francisco de Gentile da Fabriano (1420, colección privada). En el siglo XVI también se usaron luces sobrenaturales de efectos brillantes para señalar hechos milagrosos, como en el Cristo resucitado de Matthias Grünewald (1512-1516, altar de Isenheim, Museum Unterlinden, Colmar) o en la Anunciación de Tiziano (1564, San Salvatore, Venecia). En la centuria siguiente, Rembrandt y Caravaggio identificaron en sus obras la luz con la gracia divina y como agente de acción contra el mal. El Barroco fue el período en que la luz cobró mayor simbolismo: en el arte medieval la luminosidad de los fondos, de los halos de los santos y otros objetos —conseguida generalmente con pan de oro—, era un atributo que no se correspondía con la luminosidad real, mientras que en el Renacimiento respondía más a un afán de experimentación y de delectación estética; Rembrandt fue el primero en aunar ambos conceptos, la luz divina es una luz real, sensorial, pero con una fuerte carga simbólica, un instrumento de revelación.

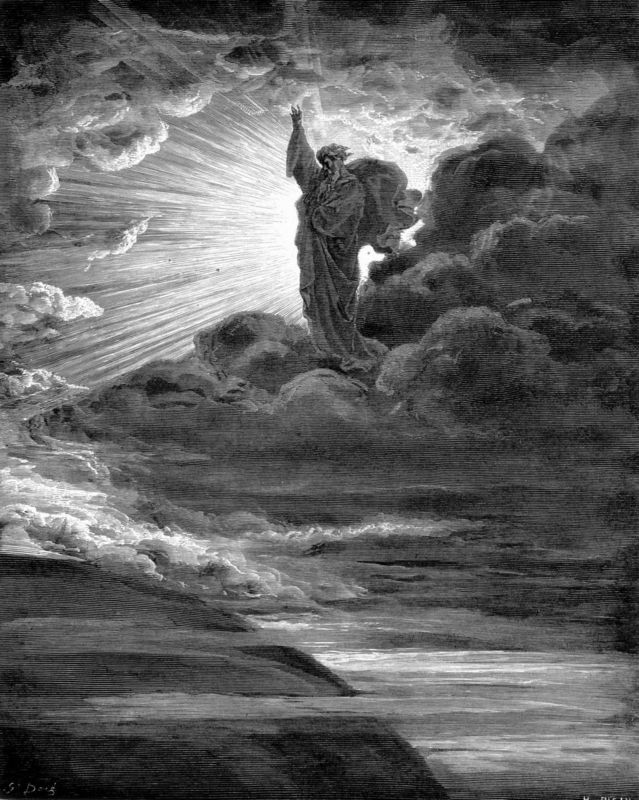
La creación de la luz por medio de la palabra del Creador (1866), de Gustave Doré

Entre los siglos xvii y xviii las teorías místicas de la luz se fueron abandonando a medida que se iba imponiendo el racionalismo filosófico. De la luz trascendental o divina se evolucionó a un nuevo simbolismo de la luz que la identificaba con conceptos como el conocimiento, la bondad o el renacimiento, y se oponía a la ignorancia, el mal y la muerte. Descartes hablaba de una «luz interna» capaz de captar las «verdades eternas», concepto también recogido por Leibniz, quien distinguió entre lumière naturelle (luz natural) y lumière révélée (luz revelada).

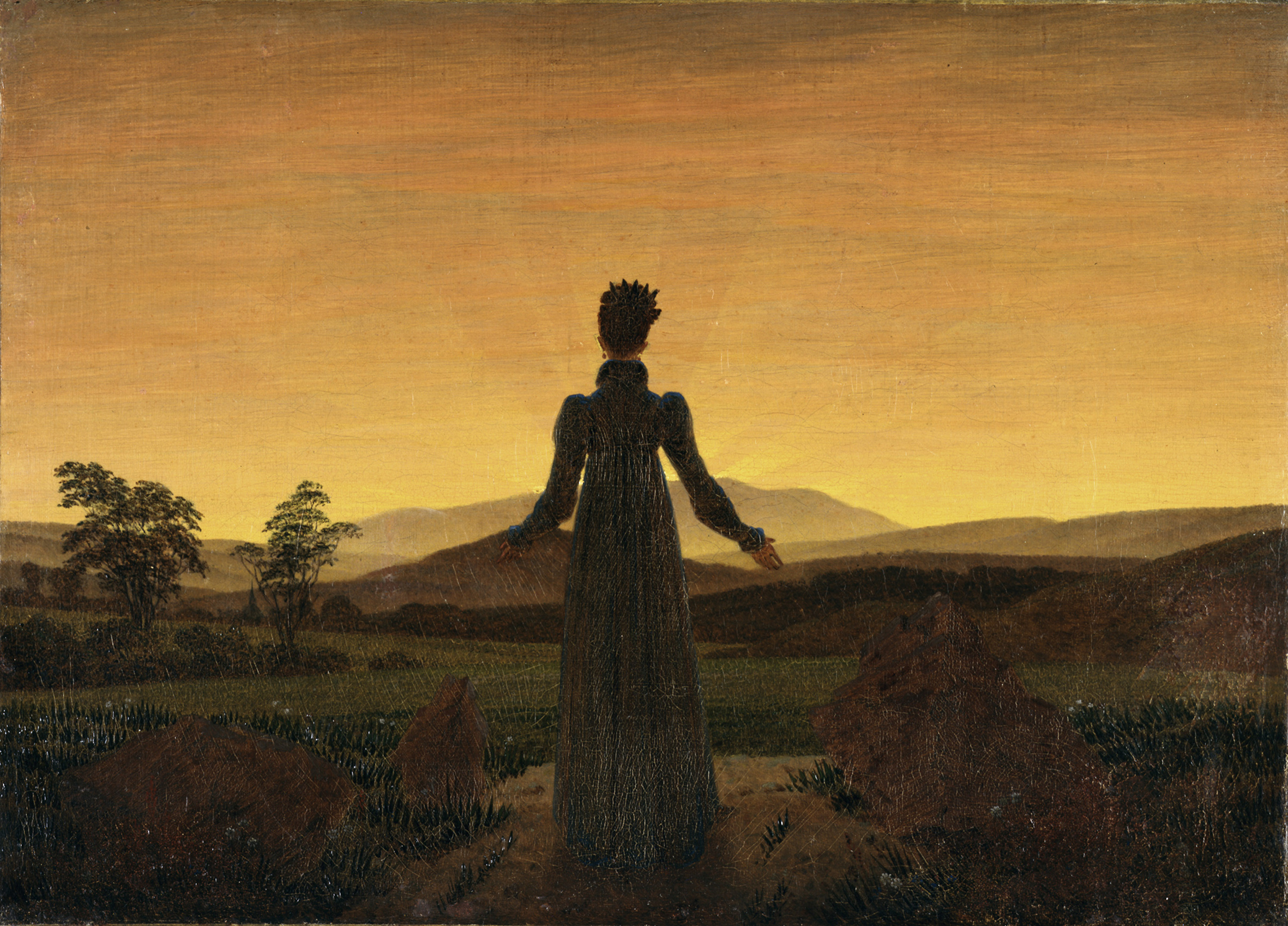
Mujer ante la salida del sol (1818-1820), de Caspar David Friedrich, Museo Folkwang, Essen. Esta obra simboliza la comunión con la naturaleza

En el siglo XIX la luz fue relacionada por los románticos alemanes (Friedrich Schlegel, Friedrich Schelling, Georg Wilhelm Friedrich Hegel) con la naturaleza, en un sentido panteísta de comunión con la naturaleza. Para Schelling la luz era un medio en el que se movía el «alma universal» (Weltseele). Para Hegel, la luz era la «idealidad de la materia», el cimiento del mundo material.
Entre los siglos xix y xx se impuso una visión más científica de la luz. La ciencia había intentado desentrañar la naturaleza de la luz desde los inicios de la Edad Moderna, con dos principales teorías: la corpuscular, defendida por Descartes y Newton; y la ondulatoria, defendida por Christiaan Huygens, Thomas Young y Augustin-Jean Fresnel. Más adelante, James Clerk Maxwell presentó una teoría electromagnética de la luz. Finalmente, Albert Einstein aglutinó las teorías corpuscular y ondulatoria.
La luz también puede tener un carácter simbólico en la pintura de paisaje: en general, el amanecer y el paso de la noche al día representan el plan divino —o sistema cósmico— que trasciende la simple voluntad del ser humano; el alba también simboliza la renovación y redención de Cristo. En otras ocasiones, el sol y la luna se han asociado a diversas fuerzas vitales: así, el sol y el día se asocian a lo masculino, la fuerza y la energía vital; y la luna y la noche a lo femenino, el descanso, el sueño y la espiritualidad, en ocasiones incluso la muerte.
En otras religiones la luz también tiene un significado trascendente: en el budismo representa la verdad y la superación de la materia en el ascenso al nirvana. En el hinduismo es sinónimo de sabiduría y de la comprensión espiritual de la participación con la divinidad (atman); también es la manifestación de Krishna, el «Señor de la Luz». En el islam es el nombre sagrado Nûr. Según el Corán (24,35), «Alá es la luz de los cielos y de la tierra. [...] ¡Luz sobre luz! Alá guía a su luz a quien él quiere». En el Zohar de la Cábala judía aparece la luz primordial Or (o Awr), y señala que el universo se reparte entre los imperios de la luz y de las tinieblas; también en las sinagogas judías suele haber una lámpara de «luz eterna» o ner tamid. Por último, en la masonería se considera la búsqueda de la luz el ascenso a los diversos grados masónicos; algunos de los símbolos masónicos, como el compás, el cartabón y el libro sagrado, se llaman «grandes luces»; también a los principales funcionarios masónicos se les llama «luces». Por otro lado, la iniciación en la masonería se llama «recibir la luz».

La luz es la más alegre de las cosas: es el símbolo de todo lo que es bueno y saludable. En todas las religiones significa la salvación eterna.
Arthur Schopenhauer

## Historia

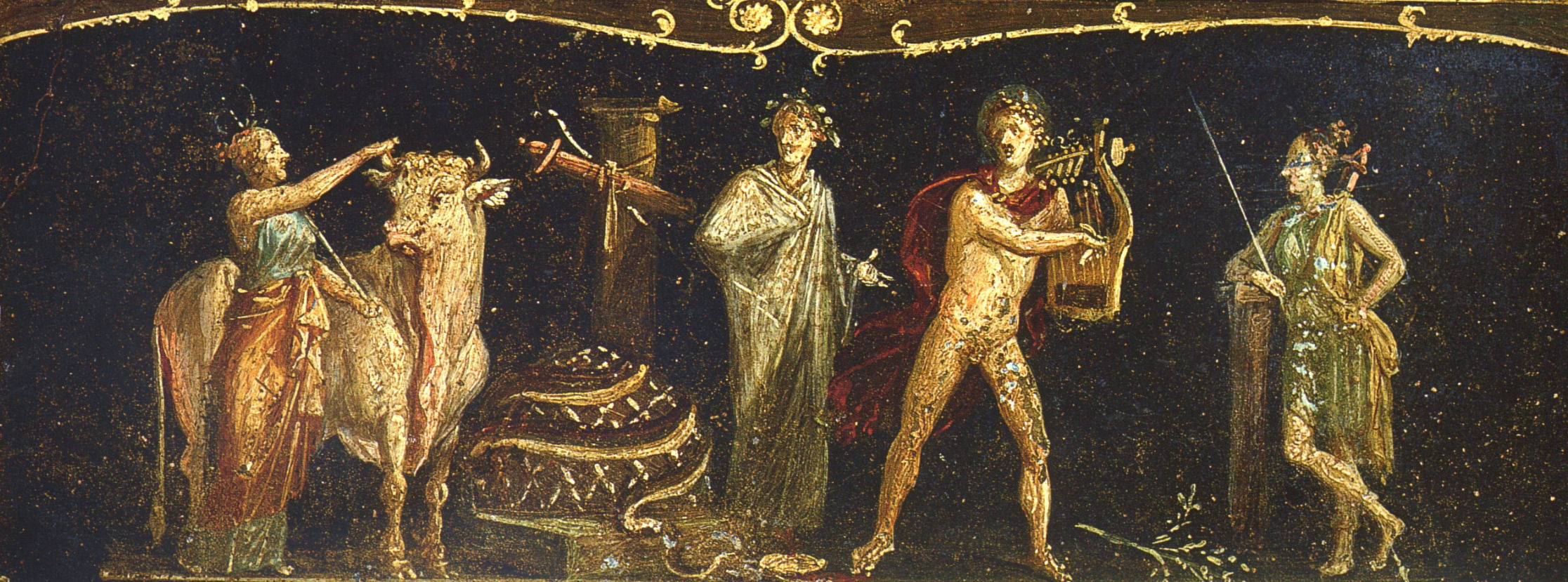
Ifigenia en Táuride (c. 62), fresco del triclinium de la casa de los Vettii, Pompeya

La utilización de la luz es intrínseca a la pintura, por lo que de forma directa o indirecta está presente desde tiempos prehistóricos, cuando ya las pinturas rupestres buscaban efectos lumínicos y de relieve gracias al aprovechamiento de las rugosidades de las paredes donde se representaban estas escenas. Sin embargo, hasta el arte clásico grecorromano no se produjeron serios intentos de una mayor experimentación en la representación técnica de la luz: Francisco Pacheco, en El arte de la pintura (1649), señala que: «la adumbración la inventó Surias, samio, cubriendo o manchando la sombra de un caballo, mirado a la luz del sol». Por otro lado, se atribuye a Apolodoro de Atenas la invención del claroscuro, un procedimiento de contraste entre luces y sombras para producir efectos de realidad lumínica en una representación bidimensional como es la pintura. Los efectos de luces y sombras fueron también desarrollados por los escenógrafos griegos en una técnica denominada skiagraphia, consistente en la contraposición de blancos y negros para crear contraste, hasta el punto que fueron denominados «pintores de sombras».
En Grecia surgieron también los primeros estudios científicos sobre la luz: Aristóteles afirmó en relación con los colores que son «mezclas de diferentes fuerzas de la luz solar y de la luz del fuego, del aire y del agua», así como que «la oscuridad es debida a la privación de luz». Uno de los más afamados pintores griegos fue Apeles, uno de los pioneros en la representación de la luz en la pintura. De Apeles dijo Plinio que era el único que «pintaba lo que no se puede pintar, truenos, relámpagos y rayos». Otro pintor destacado fue Nicias de Atenas, del que Plinio elogiaba el «cuidado que ponía en la luz y la sombra para alcanzar la apariencia del relieve».
Con la aparición de la pintura de paisaje se desarrolló un nuevo método para representar la distancia mediante gradaciones de luces y sombras, contrastando más el plano más cercano al espectador y difuminando progresivamente con la distancia. Estos primeros paisajistas creaban el modelado mediante tramas de luces y sombras, sin mezclar los colores en la paleta. Claudio Ptolomeo expuso en su Óptica cómo los pintores creaban la ilusión de profundidad mediante distancias que parecían «veladas por el aire». En general, los contrastes más fuertes se hacían en las zonas más próximas al observador y se iban reduciendo progresivamente hacia el fondo. Esta técnica fue recogida por el arte paleocristiano y bizantino, como se aprecia en el mosaico absidal de Sant'Apollinare in Classe, y llegó incluso hasta la India, como se denota en los murales budistas de Ajantā.
En el siglo V el filósofo Juan Filópono, en su comentario de la Meteorología de Aristóteles, esbozó una teoría sobre el efecto subjetivo de la luz y la sombra en la pintura, que hoy se conoce como «regla de Filópono»:

Si aplicamos blanco y negro sobre la misma superficie y luego los contemplamos desde lejos, el blanco parecerá siempre mucho más próximo y el negro más lejano. Por lo tanto cuando los pintores quieren que algo parezca hueco, como un pozo, una cisterna, una zanja o una cueva, lo pintan de negro o marrón. Pero cuando quieren que algo parezca prominente, como los pechos de una muchacha, una mano extendida o las patas de un caballo, aplican el negro sobre las áreas contiguas de manera que estas parezcan retroceder y las partes que hay entre ellas adelantarse.

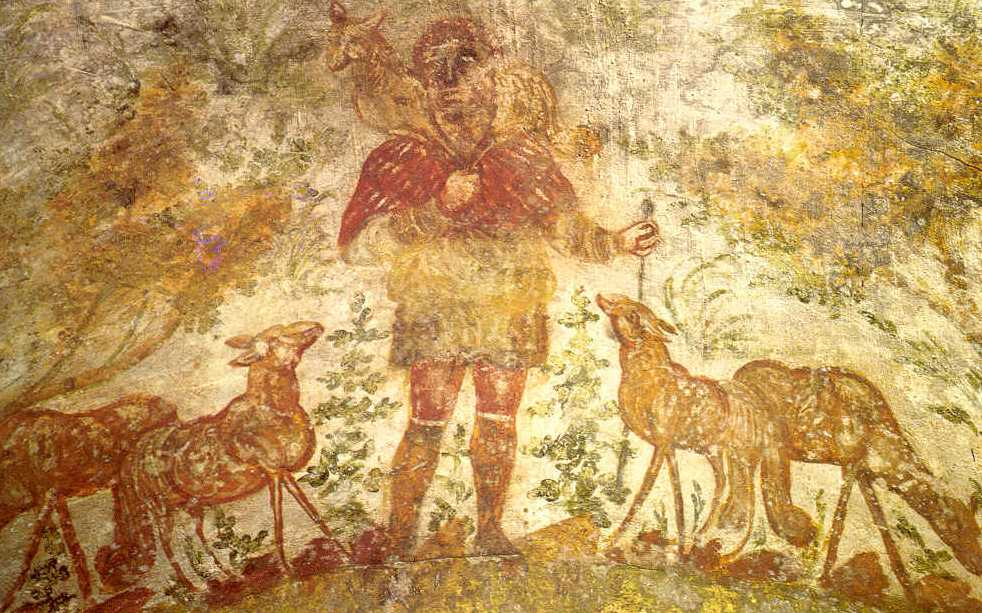
El buen pastor (c. 200), catacumba de Domitila, Roma

Este efecto era ya conocido de forma empírica por los pintores antiguos. Cicerón opinaba que los pintores veían más que las personas normales in umbris et eminentia («en las sombras y las eminencias»), es decir, la profundidad y la protuberancia. Y Pseudo-Longino —en su obra Sobre lo sublime— decía que «aunque los colores de sombra y luz se encuentran en el mismo plano, uno al lado del otro, la luz salta inmediatamente a la vista y no solo parece sobresalir sino realmente estar más cerca».
El arte helenístico gustaba de los efectos de luz, especialmente en la pintura de paisaje, como se denota en los estucos de La Farnesina. El claroscuro fue muy utilizado en la pintura romana, como se denota en las arquitecturas ilusorias de los frescos de Pompeya, aunque desapareció durante la Edad Media. Vitruvio recomendaba como más idónea para la pintura la luz del norte, al ser más constante debido a su poca mutabilidad en el tono. Posteriormente, en el arte paleocristiano se evidenció el gusto por los contrastes entre luz y sombra —como se vislumbra en las pinturas sepulcrales cristianas y en los mosaicos de Santa Pudenciana y Santa María la Mayor—, de tal forma que en ocasiones se ha denominado a este estilo como «impresionismo antiguo».
El arte bizantino heredó el empleo de toques de luz de forma ilusionista que se realizaba en el arte pompeyano, pero así como en el original su principal función era naturalista aquí es ya una fórmula retórica alejada de la representación de la realidad. En el arte bizantino, así como en el arte románico en el que influyó poderosamente, se valoraba más la luminosidad y esplendor de brillos y reflejos, especialmente del oro y piedras preciosas, con un componente más estético que pictórico, ya que estos brillos eran sinónimo de belleza, de un tipo de belleza más espiritual que material. Estos briilos se identificaban con la luz divina, como hizo el abad Suger para justificar su gasto en joyas y materiales preciosos.
Tanto el arte griego como el romano sentaron las bases del estilo conocido como clasicismo, que tiene como principales premisas la veracidad, la proporción y la armonía. La pintura clasicista se basa fundamentalmente en el dibujo como herramienta de diseño previo, sobre el que se aplica el pigmento teniendo en cuenta una correcta proporción de cromatismo y sombreado. Estos preceptos sentaron las bases de una forma de entender el arte que ha perdurado durante toda la historia, con una serie de altibajos cíclicos en que se han seguido en mayor o menor medida: algunos de los períodos en que se ha retornado a los cánones clásicos han sido el Renacimiento, el clasicismo barroco, el neoclasicismo y el academicismo.

### Arte medieval

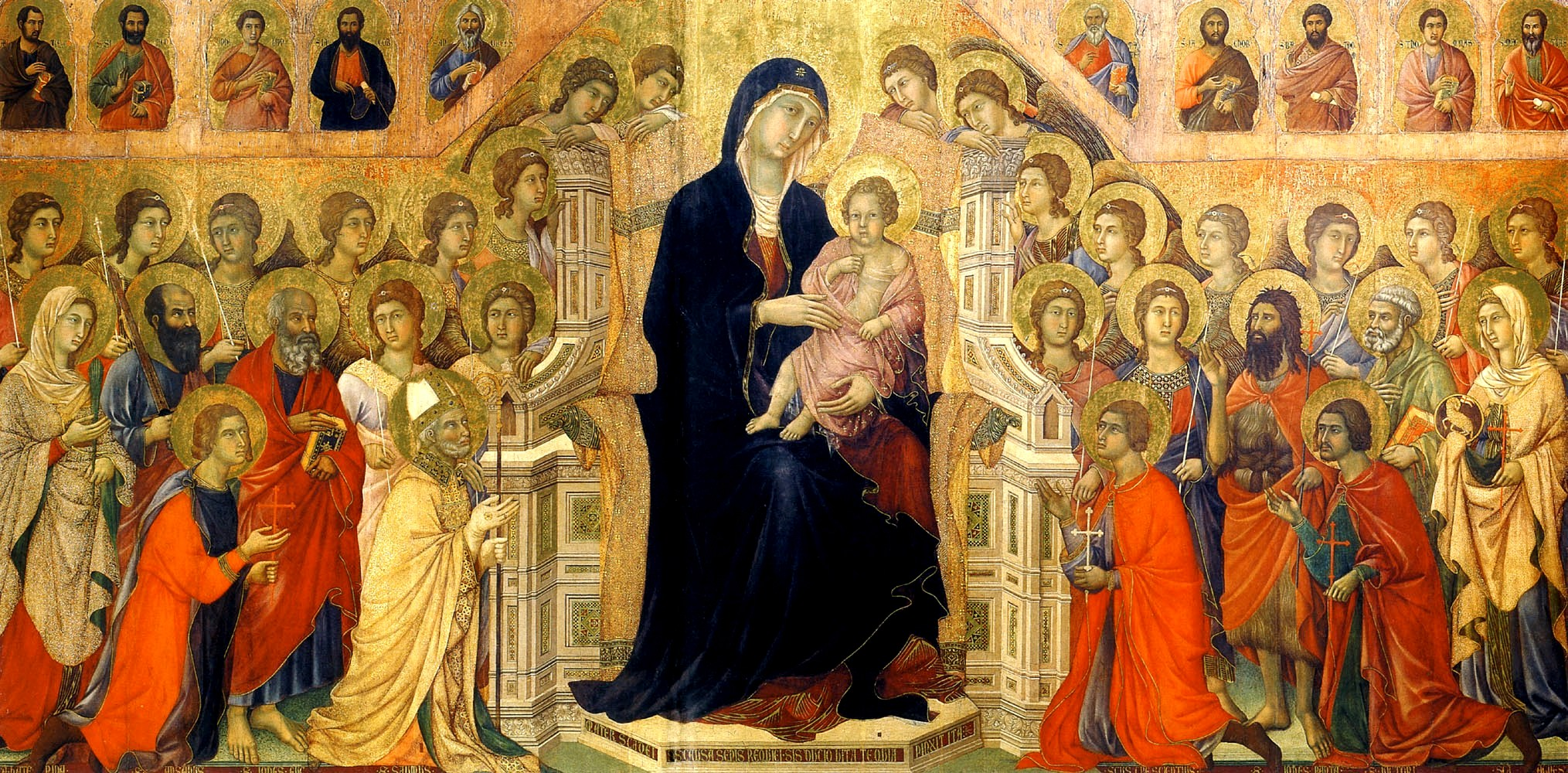
Virgen en el trono con el Niño, ángeles y santos (1308-1311), tabla central de la cara anterior de la Maestà de Duccio, Museo dell'Opera Metropolitana del Duomo, Siena

El historiador del arte Wolfgang Schöne dividió la historia de la pintura en función de la luz en dos períodos: «luz propia» (eigenlicht), que se correspondería con el arte medieval; y «luz iluminante» (beleuchtungslicht), que se desarrollaría en el arte moderno y contemporáneo (Über das Licht in der Malerei, Berlín, 1979).
En la Edad Media la luz tuvo en el arte un fuerte componente simbólico, ya que se consideraba reflejo de la divinidad. Dentro de la filosofía escolástica medieval surgió una corriente denominada estética de la luz, que identificaba la luz con la belleza divina, e influyó en gran medida en el arte medieval, principalmente el gótico: las nuevas catedrales góticas eran más luminosas, con amplios ventanales que inundaban el espacio interior, que era indefinido, sin límites, como concreción de una belleza absoluta, infinita. La introducción de nuevos elementos arquitectónicos como el arco ojival y la bóveda de crucería, junto al uso de contrafuertes y arbotantes para sustentar el peso del edificio, permitieron la apertura de ventanales cubiertos con vitrales que colmaban de luz el interior, que ganó en transparencia y luminosidad. Estos vitrales permitían matizar la luz que entraba por ellos, creando fantásticos juegos de luces y colores, fluctuantes en las distintas horas del día, que se reflejaban de forma armónica en el interior de los edificios.
La luz se asociaba con la divinidad, pero también con la belleza y la perfección: según san Buenaventura (De Intelligentii), la perfección de un cuerpo depende de su luminosidad («perfectio omnium eorum quae sunt in ordine universo, est lux»). Guillermo de Auxerre (Summa Aurea) también relacionó belleza y luz, de tal forma que un cuerpo es más o menos bello según su grado de resplandor. Esta nueva estética fue paralela en muchos momentos a los avances de la ciencia en materias como la óptica y la física de la luz, especialmente gracias a los estudios de Roger Bacon. En esta época fueron conocidos también los trabajos de Alhacén, que serían recogidos por Witelo en De perspectiva (h. 1270-1278) y Adam Pulchrae Mulieris en Liber intelligentiis (h. 1230).

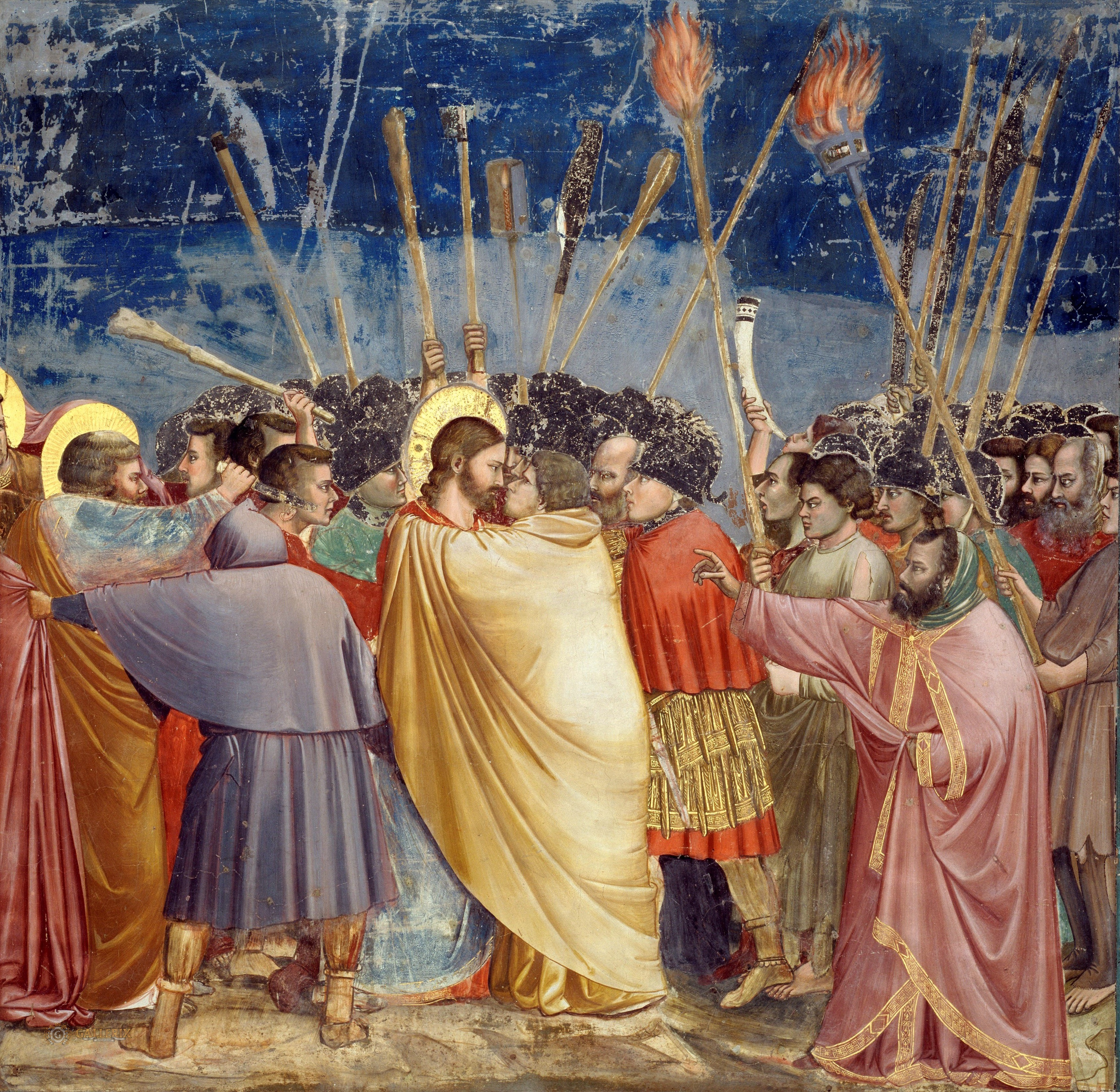
El beso de Judas (1304-1306), de Giotto, capilla de los Scrovegni, Padua

El nuevo protagonismo otorgado a la luz en época medieval influyó poderosamente en todos los géneros artísticos, hasta el punto de que Daniel Boorstein señala que «fue el poder de la luz el que produjo las formas artísticas más modernas, porque la luz, mensajero casi instantáneo de la sensación, es el elemento más veloz y transitorio». Además de la arquitectura, la luz influyó especialmente en la miniatura, con manuscritos iluminados con colores vivos y brillantes, generalmente gracias a la utilización de colores puros (blanco, rojo, azul, verde, oro y plata), que daban a la imagen una gran luminosidad, sin matices ni claroscuros. La conjugación de estos colores elementales genera luz por la concordancia de conjunto, gracias a la aproximación de las tintas, sin tener que recurrir a efectos de sombreado para perfilar los contornos. La luz irradia de los objetos, que son luminosos sin necesidad del juego de volúmenes que será característico en la pintura moderna. En especial, la utilización del oro generó en la miniatura medieval zonas de gran intensidad lumínica, muchas veces contrastadas con tonos fríos y claros, para proporcionar mayor cromatismo.
Sin embargo, en pintura la luz no tuvo el protagonismo que tuvo en arquitectura: la «luz propia» medieval era ajena a la realidad y sin contacto con el espectador, ya que ni procedía de fuera —al carecer de fuente de luz— ni salía hacia fuera, ya que no expandía luz. No se utilizaba el claroscuro, ya que la sombra estaba proscrita al ser considerada refugio del mal. La luz se consideraba de origen divino y vencedora de las tinieblas, por lo que iluminaba todo por igual, con la consecuencia de la falta de modelado y volumen en los objetos, hecho que redundaba en la imagen ingrávida e incorpórea que se buscaba para acentuar la espiritualidad. Aunque se percibe un mayor interés por la representación de la luz, es con un carácter más simbólico que naturalista. Así como en arquitectura las vidrieras creaban un espacio donde la iluminación cobraba un carácter trascendente, en pintura se desarrolló una escenificación espacial a través de los fondos de oro, que si bien no representaban un espacio físico sí suponían un ámbito metafísico, vinculado a lo sagrado. Esta «luz gótica» suponía una iluminación fingida y creaba un tipo de imagen irreal, que trascendía la mera naturaleza.

La luz «no natural» del arte gótico también se presenta como portadora de un mundo de imágenes de gran opulencia figurativa, cuya potencia actúa con fuerza extraordinaria sobre el alma del hombre.
Otto Georg von Simson

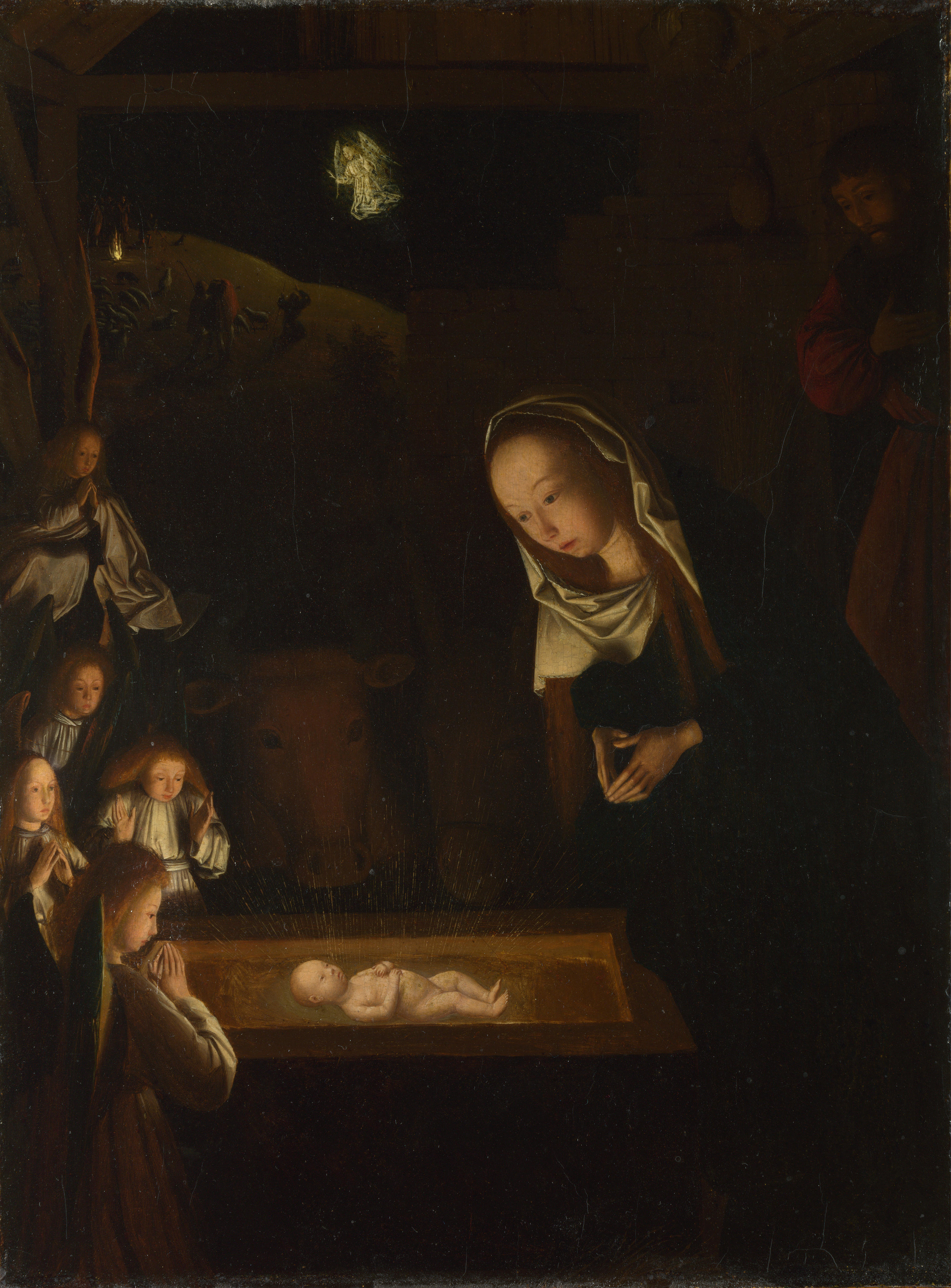
Natividad (1490), de Geertgen tot Sint Jans, The National Gallery, Londres

El fondo de oro reforzó el simbolismo sagrado de la luz: las figuras se ven inmersas en un espacio indeterminado de luz no natural, un escenario de carácter sagrado donde las figuras y objetos forman parte del simbolismo religioso. Cennino Cennini (Il libro dell'Arte), recopiló diversos procedimientos técnicos para la utilización del pan de oro en pintura (fondos, ropajes, nimbos), que continuaron vigentes hasta el siglo XVI. El pan de oro era usado con profusión, especialmente en halos y fondos, como se aprecia en la Maestà de Duccio, que brillaba intensamente en el interior de la catedral de Siena. En ocasiones, antes de aplicar el pan de oro se extendía una capa de arcilla roja; tras humedecer la superficie y situar el pan de oro se alisaba y pulía con marfil o una piedra lisa. Para conseguir más brillo y atrapar la luz se hacían incisiones en el dorado. Cabe destacar que en la pintura de inicios del gótico no hay sombras, sino que toda la representación está uniformemente iluminada; según Hans Jantzen, «en la medida en que la pintura medieval suprime la sombra eleva su luz sensible a la potencia de una luz suprasensible».
En la pintura gótica se percibe una progresiva evolución en la utilización de la luz: el gótico lineal o franco-gótico se caracterizó por el dibujo lineal y el fuerte cromatismo, y otorgó mayor relevancia a la luminosidad del color plano que a la tonalidad, destacando el pigmento cromático frente a la gradación lumínica. Con el gótico itálico o trecentista se inició una utilización más naturalista de la luz, que se caracterizó por la aproximación realizada a la representación de la profundidad —que cristalizaría en el Renacimiento con la perspectiva lineal—, los estudios sobre anatomía y el análisis de la luz para conseguir la matización tonal, como se aprecia en la obra de Cimabue, Giotto, Duccio, Simone Martini y Ambrogio Lorenzetti. En el gótico flamenco surgió la técnica de la pintura al óleo, que proporcionaba colores más brillantes y permitía su gradación en diversas gamas cromáticas, a la vez que facilitaba mayor minuciosidad en los detalles (Jan van Eyck, Rogier van der Weyden, Hans Memling, Gerard David).
Entre los siglos xiii y xiv surgió en Italia una nueva sensibilidad hacia una representación más naturalista de la realidad, que tuvo como uno de sus factores coadyuvantes el estudio de una luz realista en la composición pictórica. En los frescos de la capilla de los Scrovegni (Padua), Giotto estudió cómo distinguir superficies planas y curvas por la presencia o ausencia de degradados y cómo distinguir la orientación de superficies planas por tres tonos: más ligero para superficies horizontales, medio para superficies verticales frontales y más oscuro para superficies verticales que retroceden. Giotto fue el primer pintor en representar la luz solar, un tipo de iluminación suave, transparente, pero que ya servía para modelar las figuras y realzar la calidad de las ropas y los objetos. Por su parte, Taddeo Gaddi —en su Anunciación a los pastores (capilla Baroncelli, Santa Croce, Florencia)— representó la luz divina en una escena nocturna con una fuente de luz visible y una rápida caída en el patrón de distribución de luz característica de fuentes puntuales de luz, a través de unos contrastes de color amarillo y violeta.

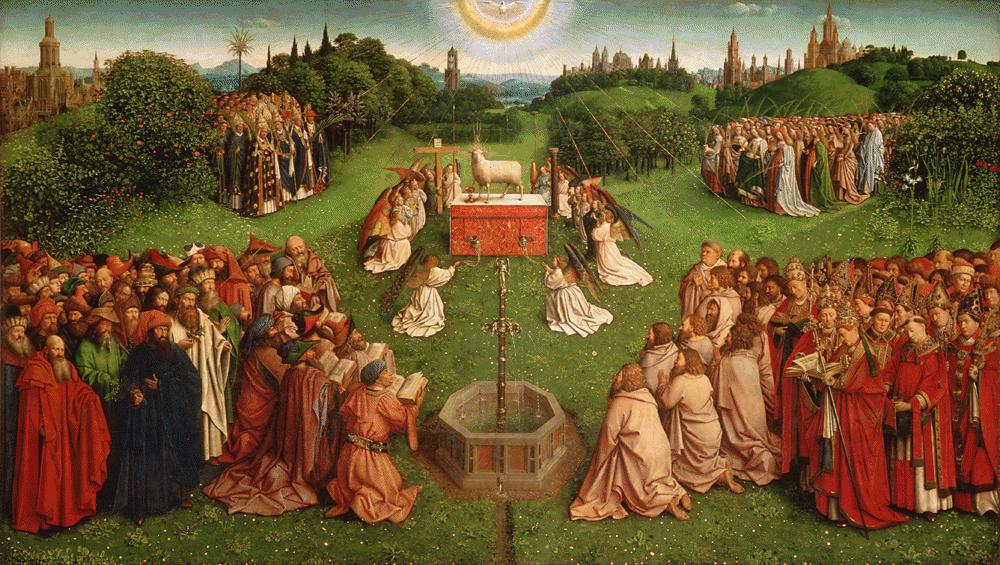
La adoración del Cordero Místico, del Políptico de Gante (1432, catedral de San Bavón, Gante), de Hubert y Jan van Eyck

En los Países Bajos, los hermanos Hubert y Jan van Eyck y Robert Campin buscaron la forma de plasmar diversos juegos de luces en superficies de diferentes texturas y brillo, imitando los reflejos de la luz sobre espejos y superficies metálicas y remarcando la brillantez de joyas y gemas de colores (Tríptico de Mérode, de Campin, 1425-1428; Políptico de Gante, de Hubert y Jan van Eyck, 1432). Hubert fue el primero en desarrollar un cierto sentido de saturación de la luz en sus Horas de Turín (1414-1417), en las que recreó los primeros «paisajes modernos» de la pintura occidental —según Kenneth Clark—. En estos pequeños paisajes el artista recrea efectos como el reflejo del cielo vespertino en el agua o la luz que centellea en las olas de un lago, unos efectos que no se volverán a ver hasta el paisajismo holandés del siglo XVII. En el Políptico de Gante (1432, catedral de San Bavón, Gante), de Hubert y Jan, el paisaje de La adoración del Cordero Místico se deshace en luz en las celestiales lontananzas del fondo, con una sutileza que solo lograría posteriormente el barroco Claudio de Lorena.
Jan van Eyck desarrolló los experimentos lumínicos de su hermano y logró plasmar una luminosidad atmosférica de aspecto naturalista en sus obras, en cuadros como la Virgen del canciller Rolin (1435, Museo del Louvre, París), o El matrimonio Arnolfini (1434, The National Gallery, Londres), donde combina la luz natural que entra por dos ventanas laterales con la de una única vela encendida en el candelero, que tiene aquí un valor más simbólico que plástico, ya que simboliza la vida humana. En el taller de Van Eyck se desarrolló la pintura al óleo, que otorgó una mayor luminosidad a la pintura gracias a las veladuras: por lo general, aplicaban una primera capa de témpera, más opaca, sobre la que aplicaban el óleo (pigmentos molidos en aceite), que es más transparente, mediante diversas capas finas que dejaban pasar la luz, consiguiendo mayor luminosidad, profundidad y riqueza tonal y cromática.
Otros artistas holandeses que destacaron en la expresión lumínica fueron: Dirk Bouts, quien en sus obras realza con la luz el colorido y, en general, el sentido plástico de la composición; Petrus Christus, cuya utilización de la luz se acerca a una cierta abstracción de las formas; y Geertgen tot Sint Jans, autor en algunas de sus obras de sorprendentes efectos lumínicos, como en su Natividad (1490, National Gallery, Londres), donde la luz emana del cuerpo del Niño Jesús en la cuna, símbolo de la gracia divina.

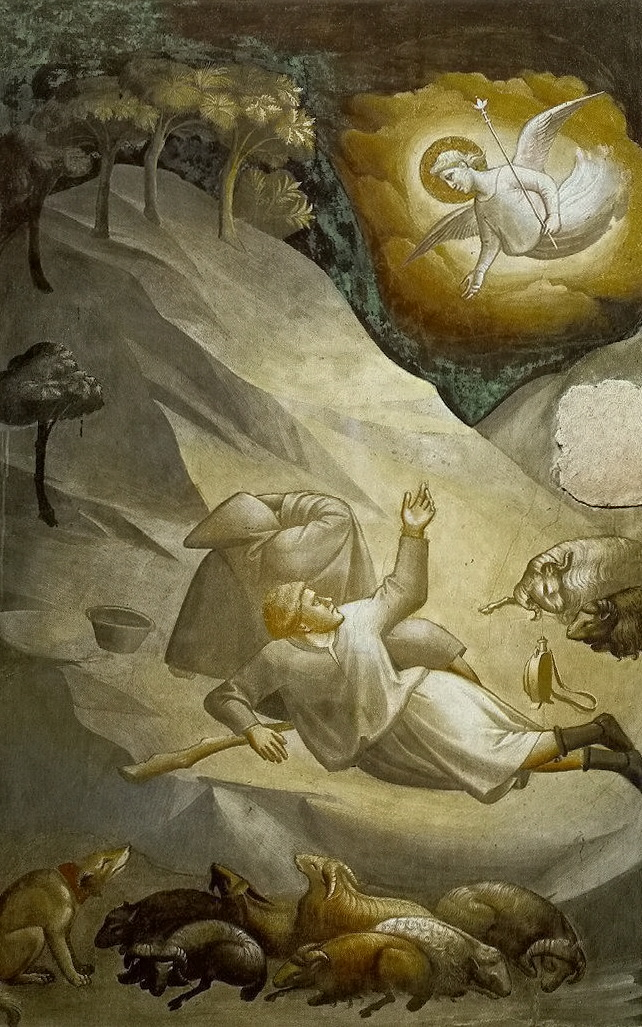
La anunciación a los pastores (1328-30), de Taddeo Gaddi, capilla Baroncelli, Santa Croce, Florencia
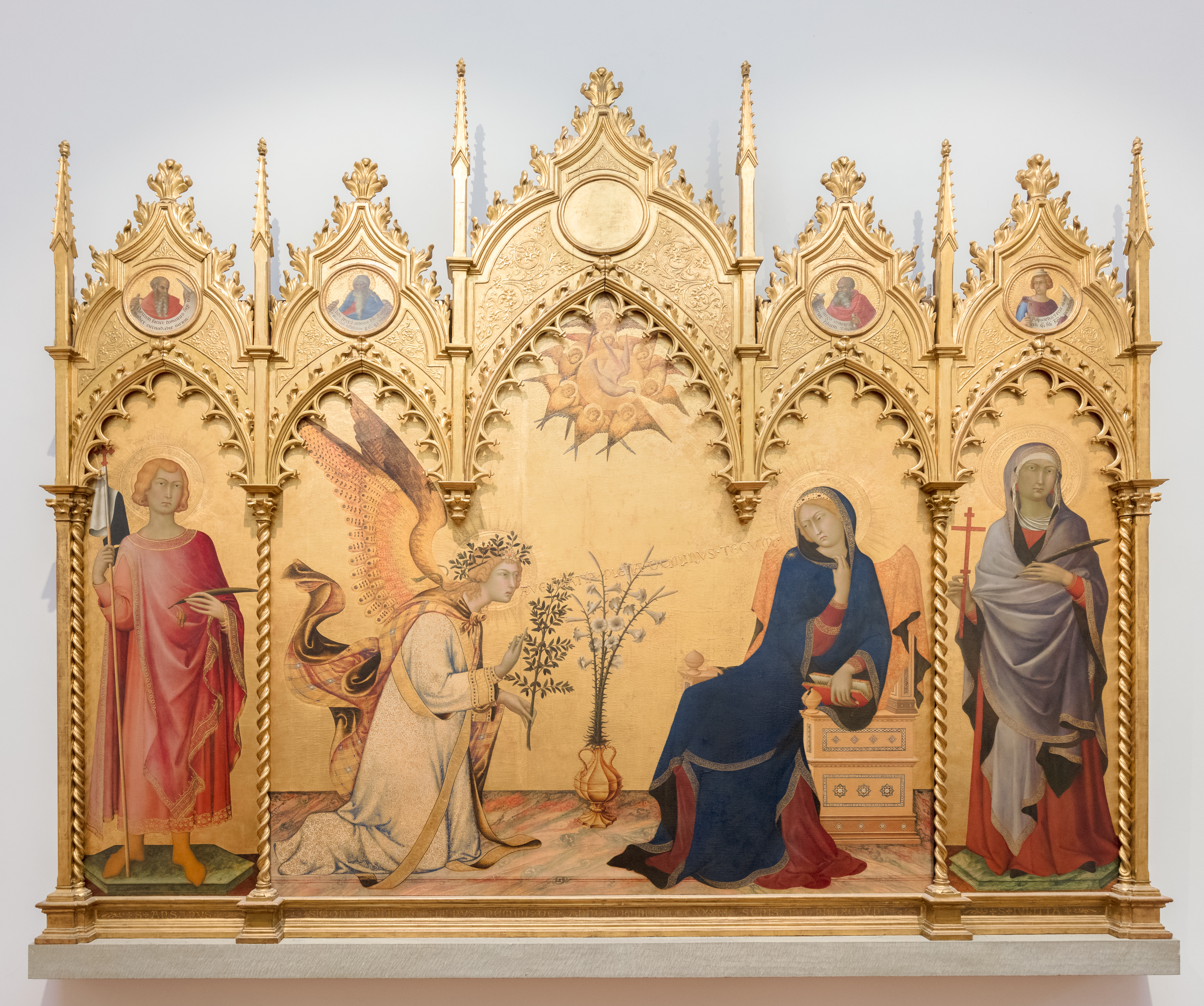
Anunciación entre los santos Ansano y Margarita (1333), de Simone Martini, Galería Uffizi, Florencia
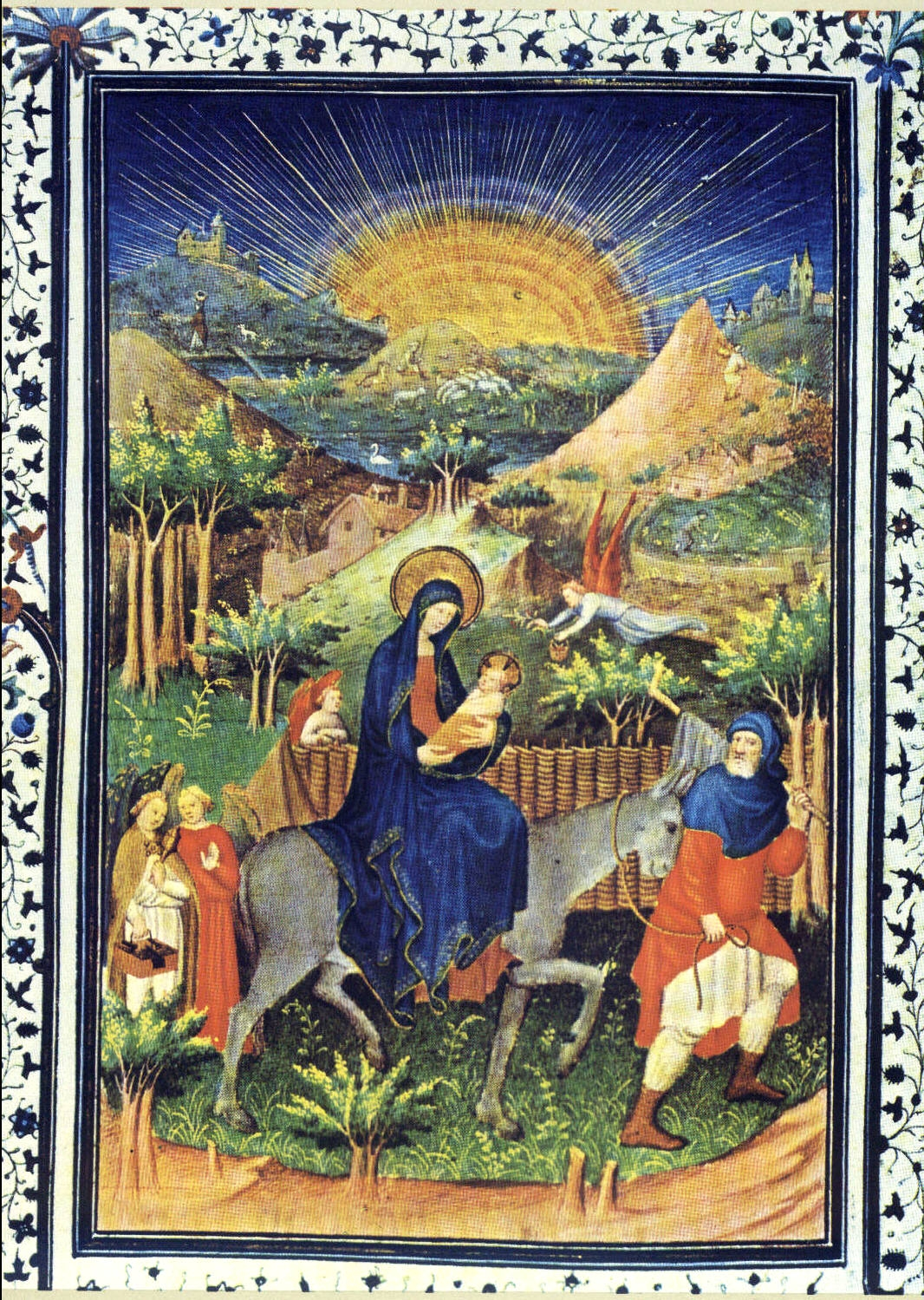
La huida a Egipto (c. 1405-1408), Libro de horas del mariscal Boucicaut, Museo Jacquemart-André, París
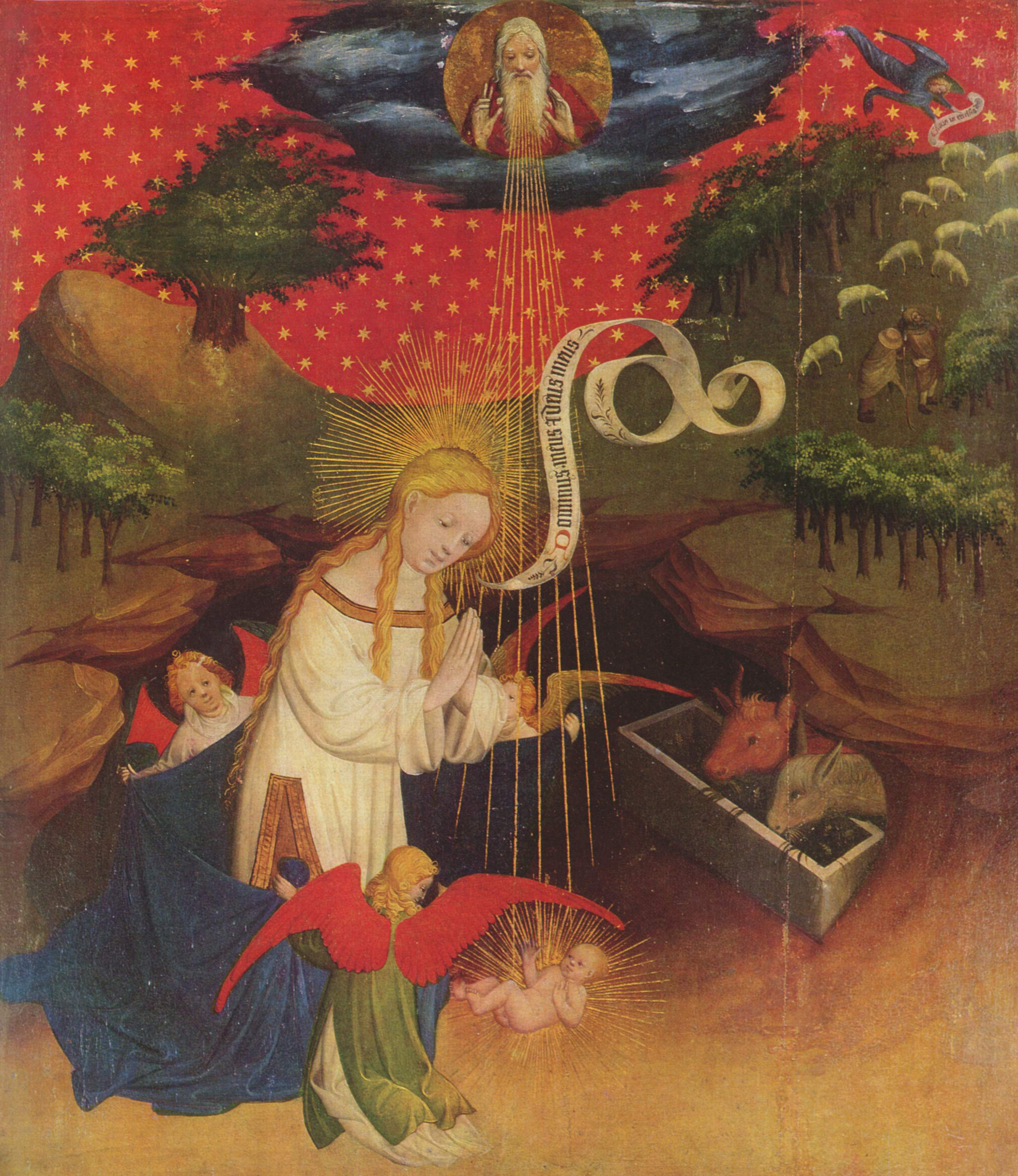
Natividad (1424), del Maestro Francke, Kunsthalle de Hamburgo
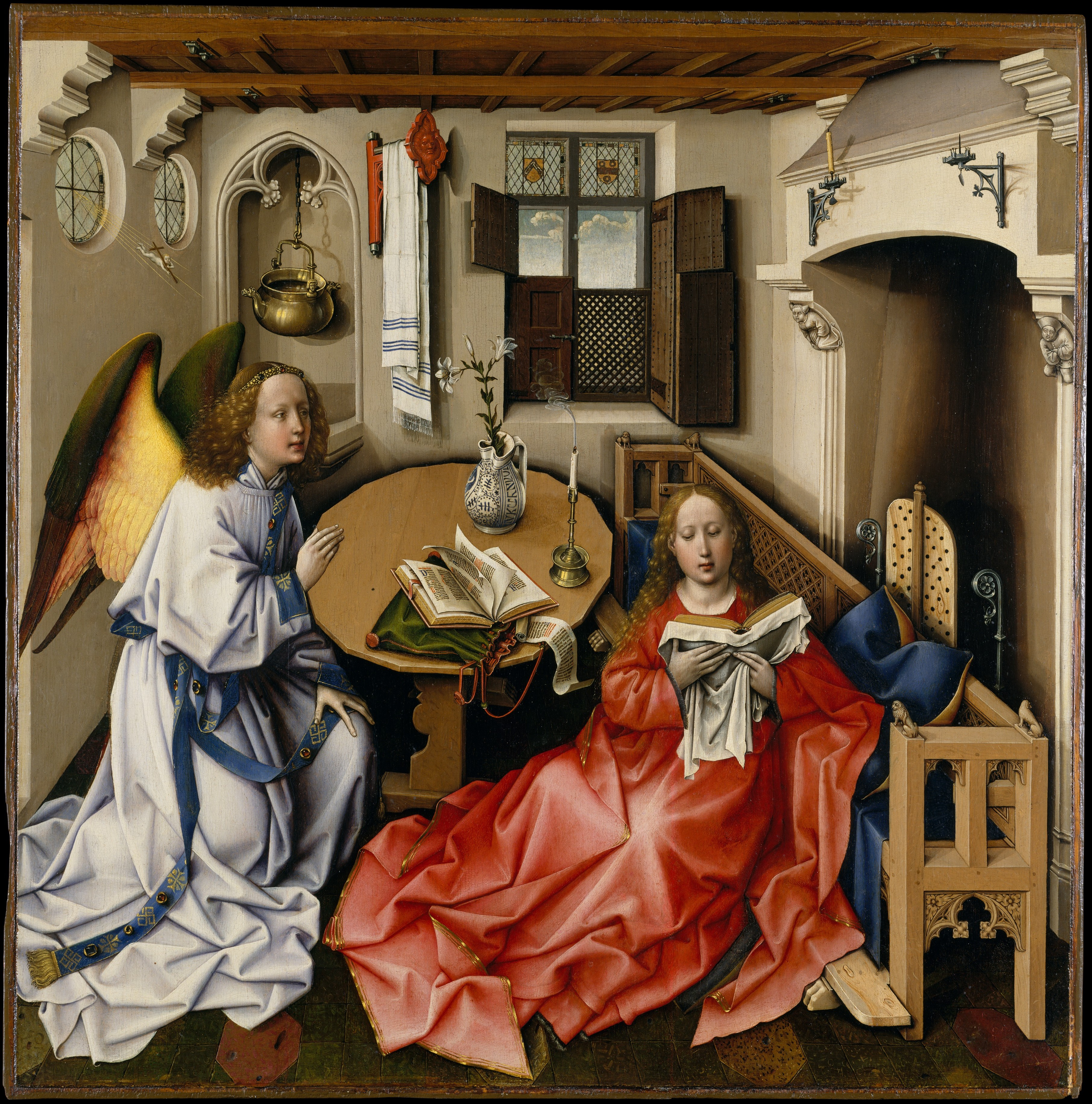
Tabla central del Tríptico de Mérode (1425-1428), de Robert Campin, Museo Metropolitano de Arte, Nueva York
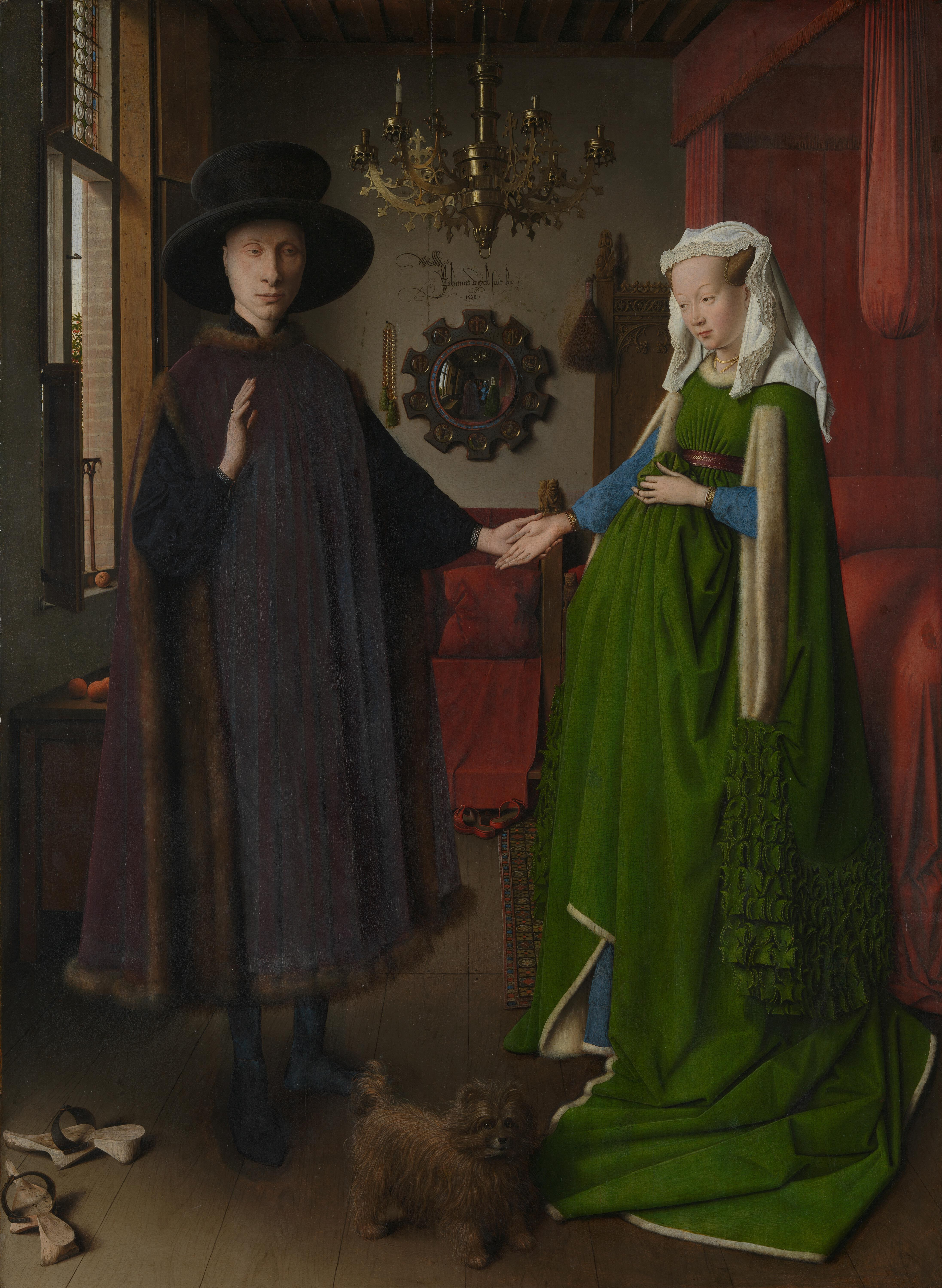
El matrimonio Arnolfini (1434), de Jan van Eyck, The National Gallery, Londres
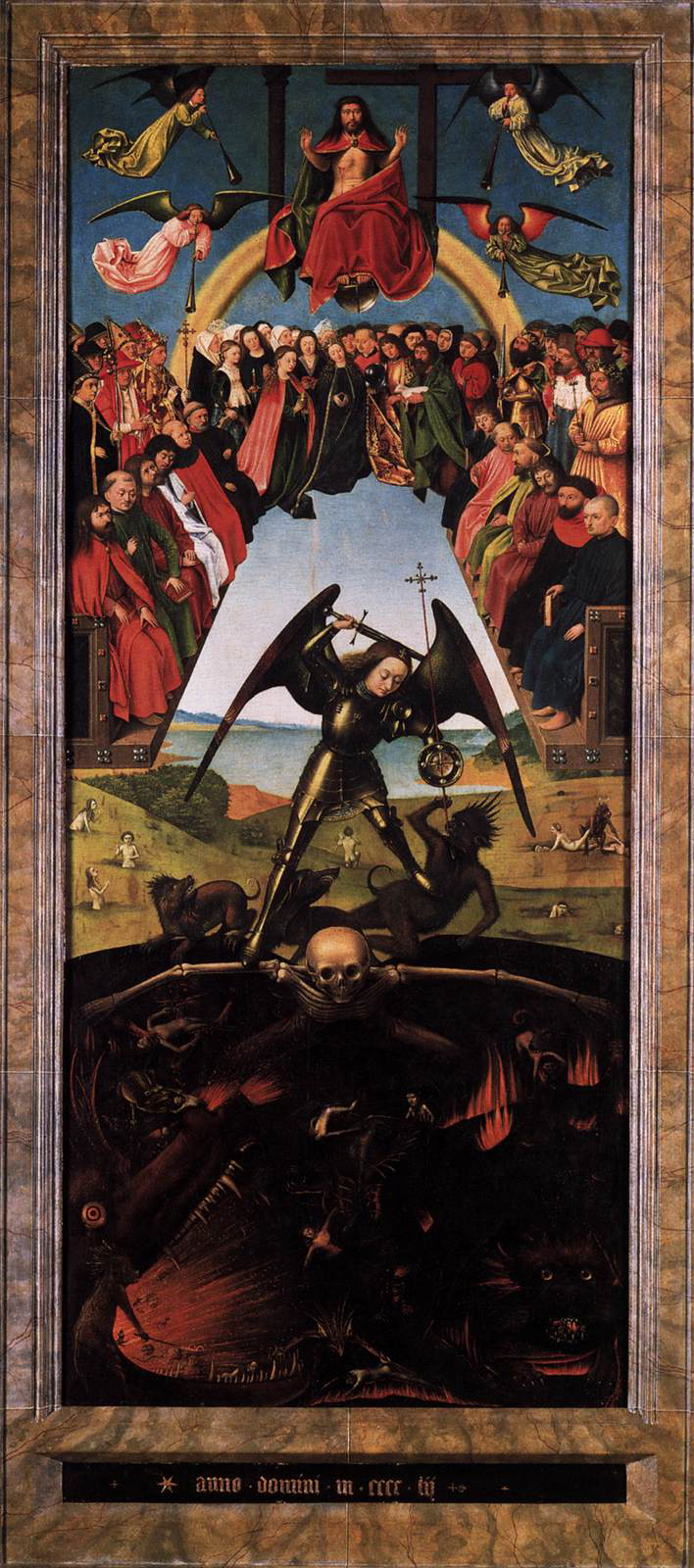
El Juicio Final (1452), de Petrus Christus, Staatliche Museen, Berlín
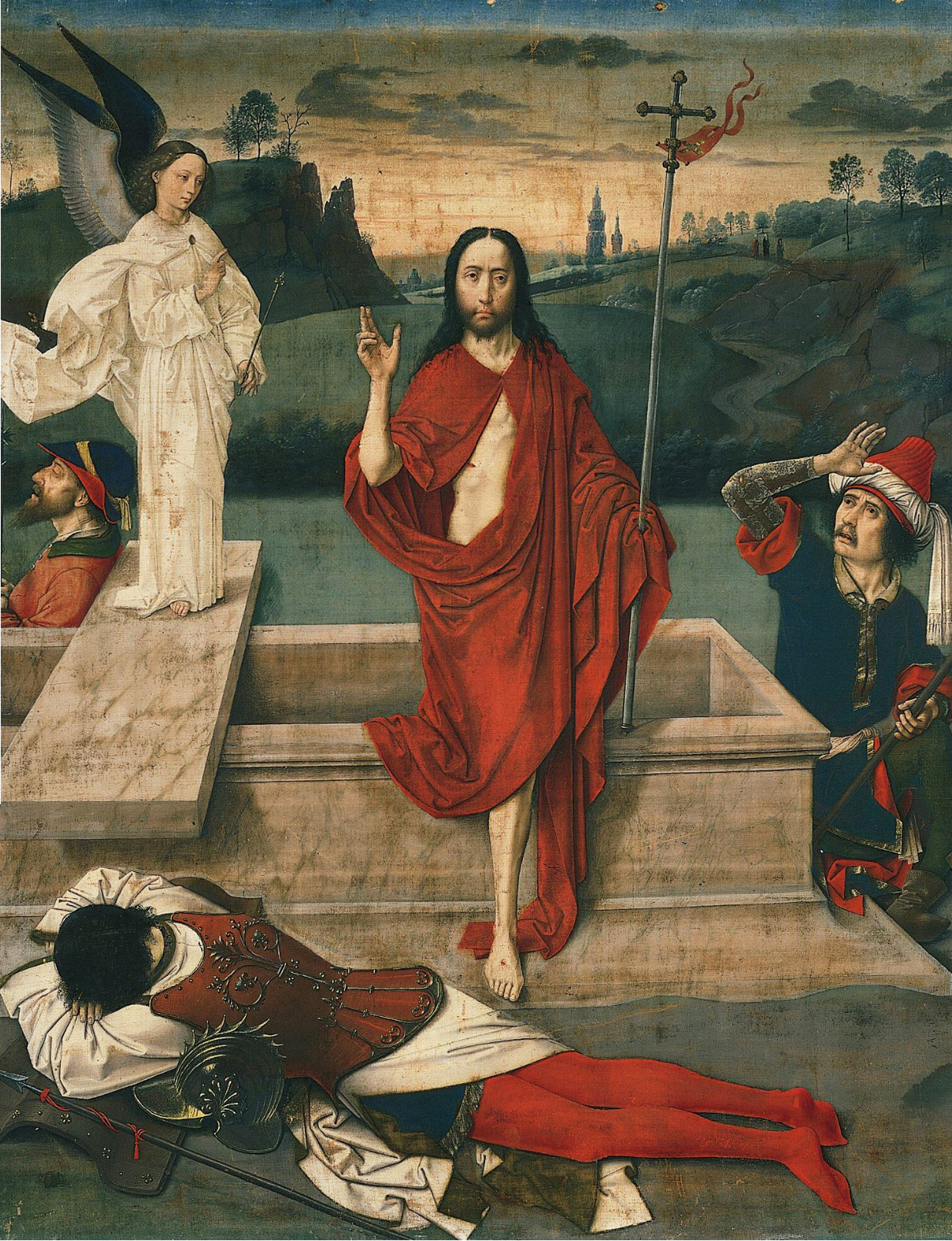
La Resurrección (1455), de Dirk Bouts, Museo Norton Simon, Pasadena (California)

### Arte de la Edad Moderna

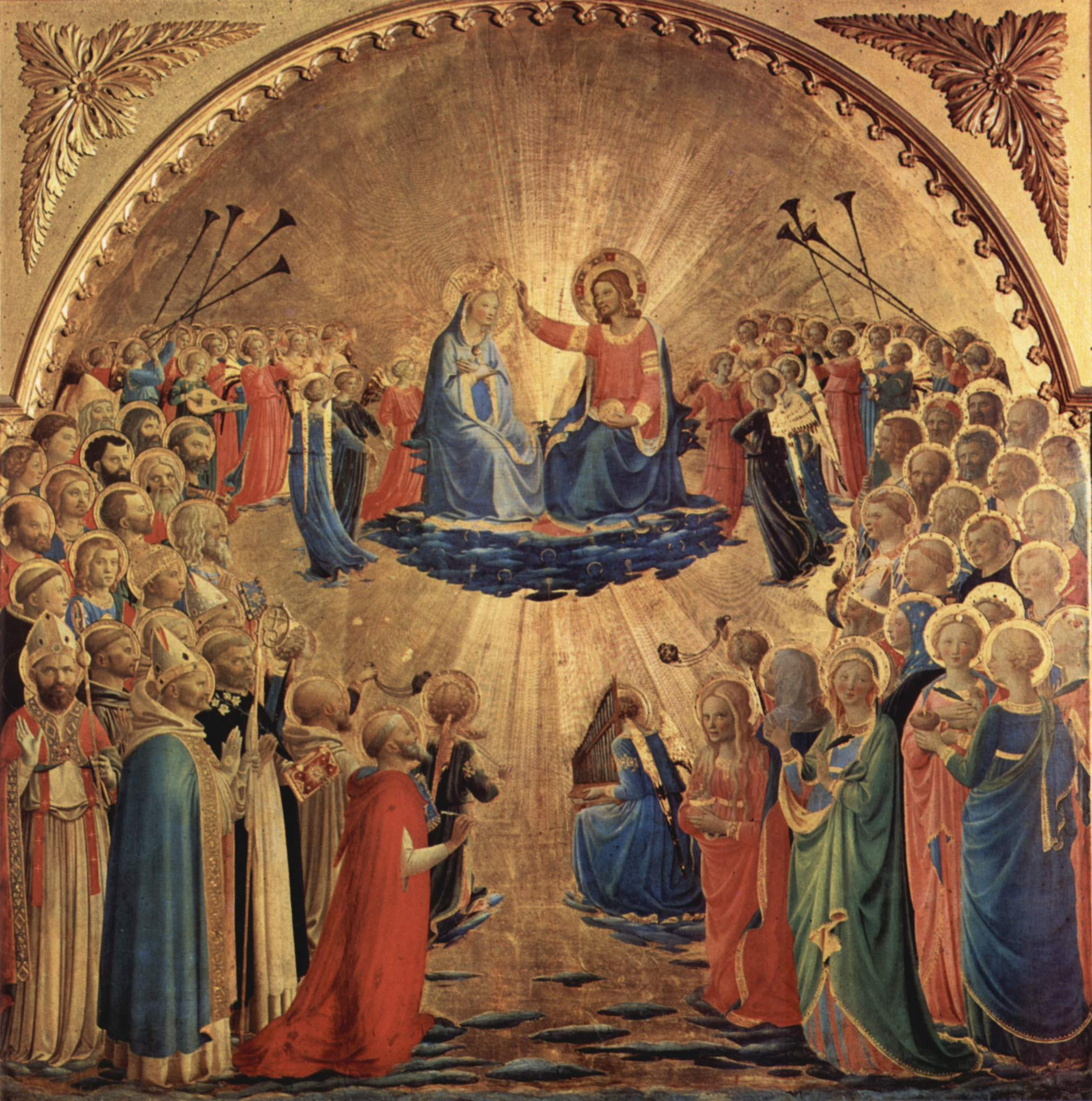
Coronación de la Virgen (1435), de Fra Angélico, Galería Uffizi, Florencia

#### Renacimiento
El arte de la Edad Moderna —no confundir con arte moderno, que se suele emplear como sinónimo de arte contemporáneo— se inició con el Renacimiento, surgido en Italia en el siglo XV (Quattrocento), un estilo influido por el arte clásico grecorromano e inspirado en la naturaleza, con un componente más racional y mesurado, basado en la armonía y la proporción. Surgió la perspectiva lineal como nuevo método de composición y la luz se volvió más naturalista, con un estudio empírico de la realidad física. La cultura renacentista supuso el retorno al racionalismo, al estudio de la naturaleza, la investigación empírica, con especial influencia de la filosofía clásica grecorromana. La teología pasó a un segundo plano y el objeto de estudio del filósofo volvió a ser el ser humano (humanismo).
En el Renacimiento se generalizó el uso del lienzo como soporte y la técnica de la pintura al óleo, especialmente en Venecia desde 1460. El óleo aportaba una mayor riqueza cromática y facilitaba la representación de brillos y efectos lumínicos, que se podían representar en una mayor gama de matices. En general, la luz renacentista solía ser intensa en los primeros planos, disminuyendo progresivamente hacia el fondo. Era una iluminación fija, lo que suponía una abstracción respecto a la realidad, ya que creaba un espacio aséptico subordinado al carácter idealizante de la pintura renacentista; para reconvertir este espacio ideal en una atmósfera real se siguió un lento proceso basado en la subordinación de los valores volumétricos a los efectos lumínicos, a través de la disolución de la solidez de las formas en el espacio luminoso.

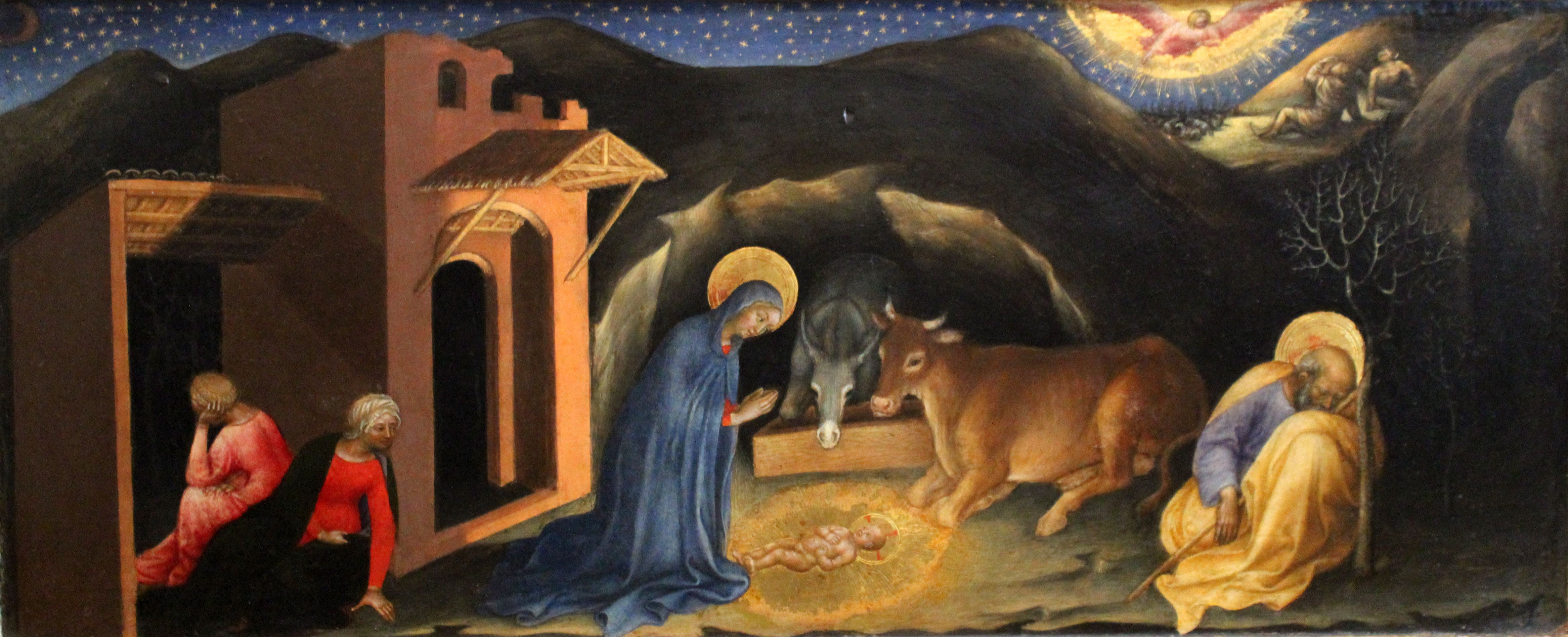
Natividad, predela de la Adoración de los Reyes Magos (1423), de Gentile da Fabriano, Galería Uffizi, Florencia

Durante esta época se recuperó el claroscuro como método para dar relieve a los objetos, al tiempo que se profundizó en el estudo del degradado como técnica para disminuir la intensidad del color y el modelado para graduar los diversos valores de luces y sombras. La luz natural renacentista no solo determinaba el espacio de la composición pictórica, sino también el volumen de figuras y objetos. Es una luz que pierde el carácter metafórico de la luz gótica y se convierte en una herramienta de medida y ordenación de la realidad, que conforma un espacio plástico a través de una representación naturalista de los efectos lumínicos. Incluso cuando la luz conserva un referente metafórico —en escenas religiosas— es una luz subordinada a la composición realista.
La luz tuvo una especial relevancia en la pintura de paisaje, género en el que significó la transición de una representación de tipo simbólico en el arte medieval a una transcripción naturalista de la realidad. La luz es el medio que unifica todas las partes de la composición en un todo estructurado y coherente. Según Kenneth Clark, «el sol brilla por primera vez en el paisaje de la Huida a Egipto que Gentile da Fabriano pintó en su Adoración de 1423». Este sol es un disco de oro, lo cual es una reminiscencia del simbolismo medieval, pero su luz es ya plenamente naturalista, que se derrama sobre la ladera del monte, genera sombras y crea el espacio compositivo de la imagen.
En el Renacimiento surgieron los primeros tratados teóricos sobre la representación de la luz en la pintura: Leonardo da Vinci dedicó buena parte de su Tratado sobre la pintura al estudio científico de la luz. Alberto Durero investigó un procedimiento matemático para determinar la ubicación de sombras proyectadas por objetos iluminados por luces de fuentes puntuales, como la luz de una vela. Giovanni Paolo Lomazzo dedicó el cuarto libro de su Trattato (1584) a la luz, en el que ordena la luz de forma descendiente desde la luz solar primaria, la luz divina y la luz artificial hasta la luz secundaria reflejada por cuerpos iluminados, más débil. Cennino Cennini recogió en su tratado Il libro dell'arte la regla de Filópono sobre la creación de distancia mediante contrastes: «cuanto más alejadas quieras que parezcan las montañas, más oscuro harás tu color; y cuanto más próximas quieras que parezcan, más claros harás los colores».

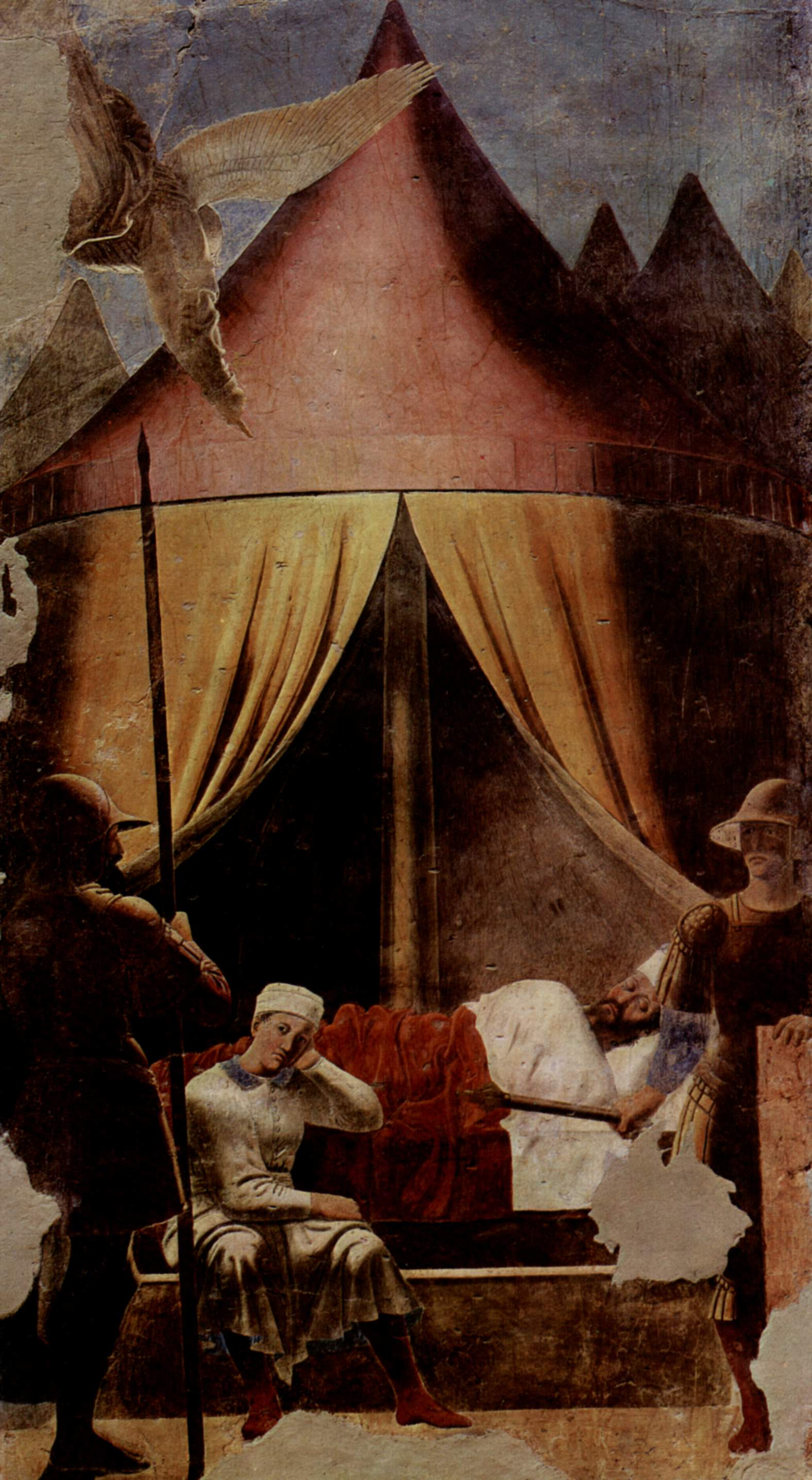
El sueño de Constantino (Leyenda de la cruz, 1452-1466), de Piero della Francesca, basílica de San Francisco, Arezzo

Otro referente teórico fue Leon Battista Alberti, quien en su tratado De pictura (1435) señaló la indisolubilidad de la luz y el color, y afirmó que «los filósofos dicen que ningún objeto es visible si no está iluminado y no tiene color. Por ello afirman que entre la luz y el color existe una gran interdependencia, dado que se hacen visibles recíprocamente». En su tratado, Alberti señalaba tres conceptos fundamentales en pintura: circumscriptio (dibujo, contorno), compositio (disposición de los elementos) y luminum receptio (iluminación). Afirmaba que el color es una cualidad de la luz y que colorear es «dar luz» a un cuadro. Alberti señaló que el relieve en pintura se conseguía con los efectos de luz y sombra (lumina et umbrae), y advertía que «en la superficie sobre la que caen los rayos de luz el color es más claro y luminoso, y que el color se vuelve más oscuro donde la fuerza de la luz disminuye gradualmente». Igualmente, habló del uso del color blanco como principal herramienta para crear brillo: «el pintor no tiene otra cosa que el pigmento blanco (album colorem) para imitar el destello (fulgorem) de las superficies más pulidas, igual que no tiene nada más que el negro para representar la más extrema oscuridad de la noche». Así, cuanto más oscuro sea el tono general del cuadro más posibilidades tiene el artista de crear efectos de luz, pues resaltarán más.

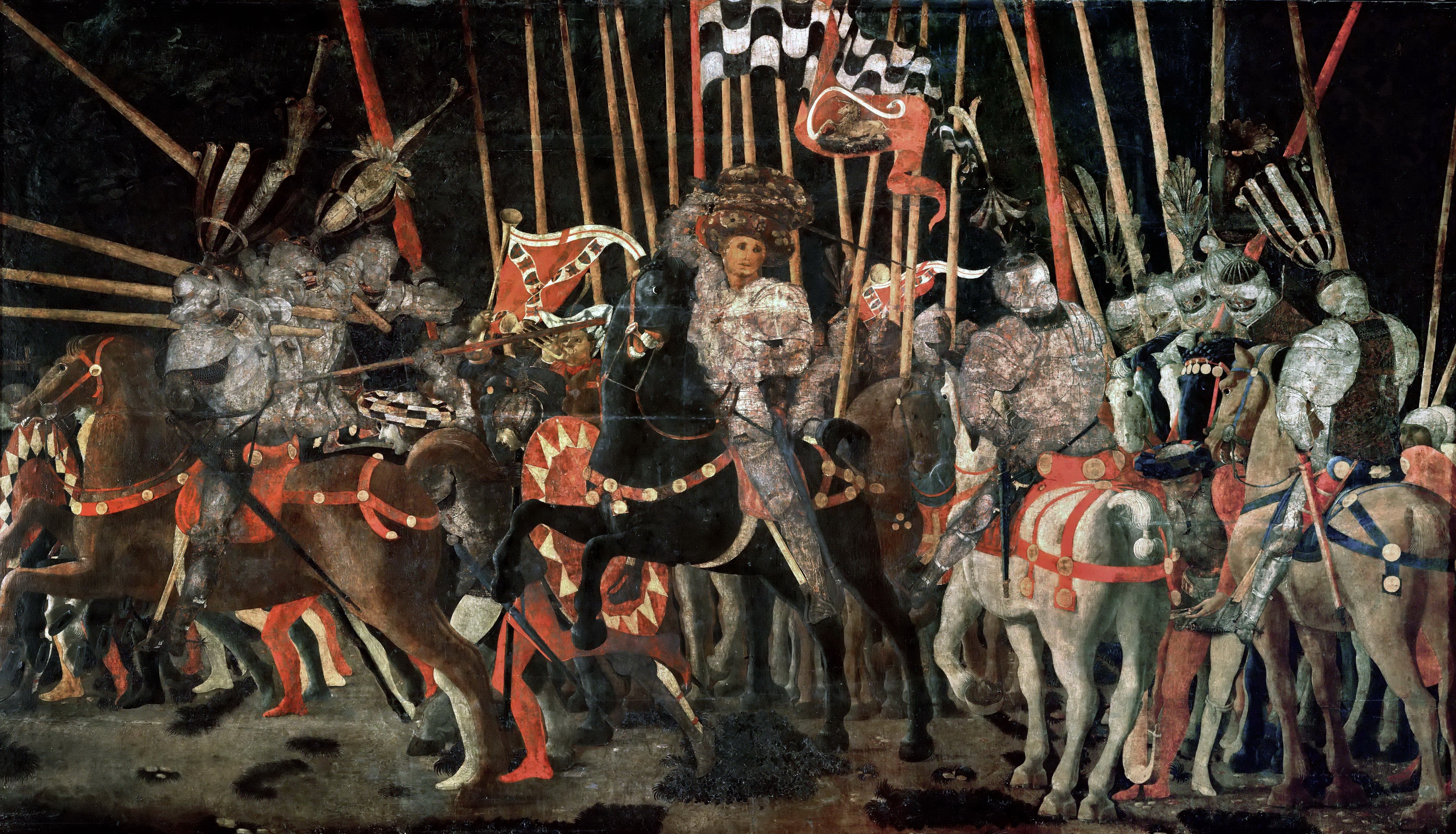
La batalla de San Romano (1456), de Paolo Uccello, Museo del Louvre, París

Las teorías de Alberti influyeron notablemente en la pintura florentina de mediados del siglo XV, de tal manera que este estilo es denominado en ocasiones pittura di luce (pintura de luz), representada por Domenico Veneziano, Fra Angélico, Paolo Uccello, Andrea del Castagno y las primeras obras de Piero della Francesca.
Domenico Veneziano, que como su nombre indica era originario de Venecia, aunque establecido en Florencia, fue el introductor de un estilo más basado en el color que en la línea. En una de sus obras maestras, La Virgen y el Niño con san Francisco, san Juan Bautista, san Cenobio y santa Lucía (c. 1445, Uffizi, Florencia), logró una representación verosímilmente naturalista conjugando las nuevas técnicas de representación de la luz y el espacio. La solidez de las formas está sólidamente fundamentada en el modelado luz-sombra, pero además la imagen tiene una ambientación serena y radiante que proviene de la clara luz del sol que inunda el patio donde transcurre la escena, uno de los sellos estilísticos de este artista.
Fra Angélico sintetizó el simbolismo de la luz espiritual del cristianismo medieval con el naturalismo de la luz científica renacentista. Supo distinguir entre la luz del alba, del mediodía y del crepúsculo, una luz difusa y no contrastada, como de una eterna primavera, lo que otorga a sus obras un aura de serenidad y placidez que refleja su espiritualidad interior. En Escenas de la vida de san Nicolás (1437, Pinacoteca Vaticana, Roma) aplicó el método de Alberti de equilibrar mitades iluminadas y sombreadas, especialmente en la figura de espaldas y en el fondo montañoso.
Uccello fue también un gran innovador en el terreno de la iluminación pictórica: en sus obras —como La batalla de San Romano (1456, Museo del Louvre, París)— cada objeto está concebido de forma independiente, con una iluminación propia que define su corporeidad, en conjunción con los valores geométricos que determinan su volumen. Estos objetos se aglutinan en una composición escenográfica, con un tipo de iluminación artificial que recuerda la de las artes escénicas.

El nacimiento de Venus (1485), de Sandro Botticelli, Galería Uffizi, Florencia

Por su parte, Piero della Francesca usó la luz como principal elemento de definición espacial, estableciendo un sistema de composición volumétrica en que incluso las figuras quedan reducidas a meros esquemas geométricos, como en El bautismo de Cristo (1440-1445, The National Gallery, Londres). Según Giulio Carlo Argan, Piero no se plantea «una transmisión de la luz, sino una fijación de la luz», que convierte las figuras en referencias de una determinada definición del espacio. Realizó estudios científicos de perspectiva y óptica (De prospectiva pingendi) y en sus obras, llenas de una luminosidad colorística de gran belleza, utiliza la luz como elemento tanto expresivo como simbólico, como se aprecia en sus frescos de San Francisco de Arezzo. Della Francesca fue uno de los primeros artistas modernos en pintar escenas nocturnas, como El sueño de Constantino (Leyenda de la cruz, 1452-1466, San Francisco de Arezzo). Asimiló con inteligencia el luminismo de la escuela flamenca, que combinó con el espacialismo florentino: en algunos de sus paisajes se aprecian unas lontananzas lumínicas que recuerdan a los hermanos Van Eyck, aunque transcritas con la dorada luz mediterránea de su Umbría natal.

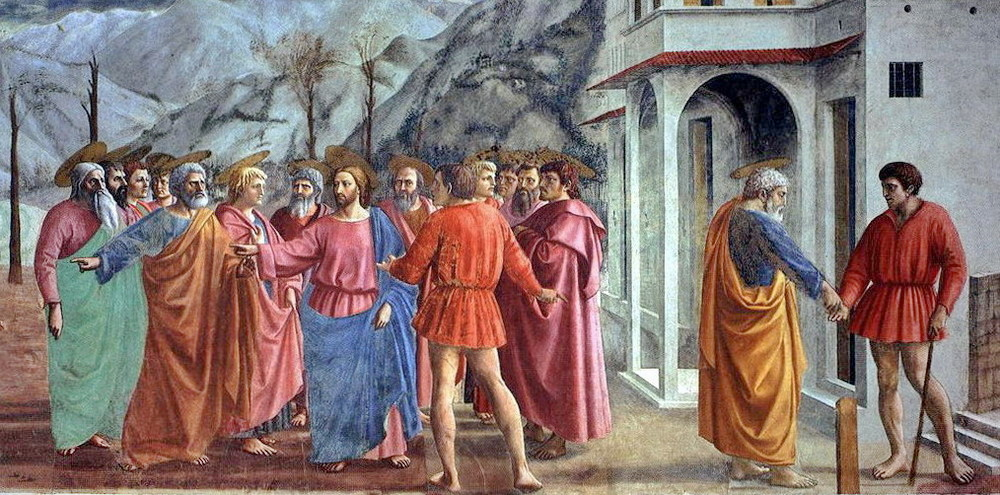
El tributo de la moneda (1424-1427), de Masaccio, capilla Brancacci, Santa Maria del Carmine, Florencia

Masaccio fue pionero en utilizar la luz para enfatizar el dramatismo de la escena, como se observa en sus frescos de la capilla Brancacci de Santa Maria del Carmine (Florencia), donde emplea la luz para configurar y modelar el volumen, al tiempo que la combinación de luces y sombras sirve para determinar el espacio. En estos frescos, Masaccio consiguió una sensación de perspectiva sin recurrir a la geometría, como sería habitual en la perspectiva lineal, sino distribuyendo la luz entre las figuras y demás elementos de la representación. En El tributo de la moneda, por ejemplo, situó una fuente de luz externa al cuadro que ilumina las figuras oblicuamente, proyectando sombras en el suelo con las que juega el artista.
A caballo entre el gótico y el Renacimiento, Gentile da Fabriano fue también un pionero en la utilización naturalista de la luz: en la predela de la Adoración de los Magos (1423, Uffizi, Florencia) distinguió entre fuentes de luz naturales, artificiales y sobrenaturales, con una técnica de hojas de oro y grafito para crear la ilusión de luz mediante un modelado tonal.
Sandro Botticelli fue un pintor goticizante que se alejó del estilo naturalista iniciado por Masaccio y retornó a un cierto concepto simbólico de la luz. En El nacimiento de Venus (1483-1485, Uffizi, Florencia), simbolizó con la contraposición luz-oscuridad la dicotomía entre materia y espíritu, en consonancia con las teorías neoplatónicas de la Academia Florentina de la que era seguidor: en la parte izquierda del cuadro la luz corresponde al alba, tanto física como simbólica, ya que el personaje femenino que aparece abrazada a Céfiro es Aurora, la diosa del amanecer; en la parte derecha, más oscura, se sitúa la tierra y el bosque, como elementos metafóricos de la materia, mientras que el personaje que tiende un manto a Venus es la Hora, que personifica el tiempo. Venus se encuentra en el centro, entre el día y la noche, entre el mar y la tierra, entre lo divino y lo humano.

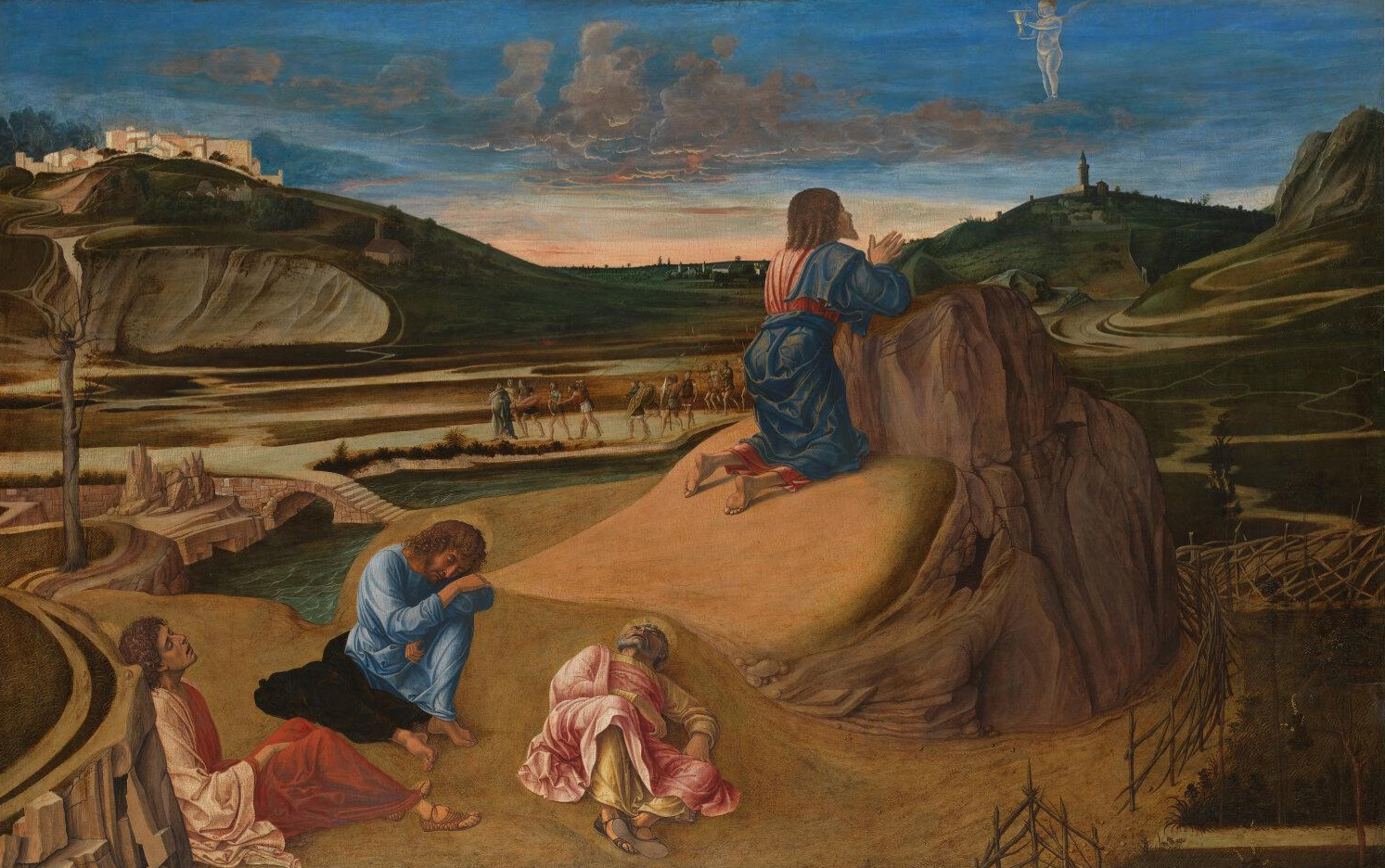
Cristo en el monte de los Olivos (1459), de Giovanni Bellini, The National Gallery, Londres

En Venecia surgió una notable escuela pictórica caracterizada por el uso del lienzo y la pintura al óleo, donde la luz tenía un papel fundamental en la estructuración de las formas, al tiempo que se otorgaba una gran relevancia al color: el cromatismo sería el principal sello distintivo de esta escuela, como lo sería en el siglo XVI con el manierismo. Sus principales representantes fueron Carlo Crivelli, Antonello da Messina y Giovanni Bellini. En el Retablo de san Job (c. 1485, Gallerie dell'Accademia, Venecia), Bellini juntó por primera vez la perspectiva lineal florentina con el colorido veneciano, aglutinando espacio y atmósfera, y sacó el máximo partido a la nueva técnica del óleo iniciada en Flandes, con lo que creó un nuevo lenguaje artístico que fue rápidamente imitado. Según Kenneth Clark, Bellini «nació con el mayor don del paisajista: sensibilidad emotiva a la luz». En su Cristo en el monte de los Olivos (1459, National Gallery, Londres) hizo de los efectos de luz la fuerza motriz del cuadro, con un valle en sombras en el que se asoma el sol naciente por las colinas. Esta luz emotiva se aprecia también en su Resurrección de los Staatliche Museen de Berlín (1475-1479), donde la figura de Jesús irradia una luz que baña a los soldados dormidos. Así como en sus primeras obras predominan los amaneceres y atardeceres, en su producción madura aprecia más la plena luz del día, en la que las formas se funden con la atmósfera general. Sin embargo, también sabía sacar provecho de las luces frías y pálidas del invierno, como en la Virgen de la pradera (1505, National Gallery, Londres), donde un pálido sol pugna con las sombras del primer plano creando un fugaz efecto de luz marmórea.

La Gioconda (1503-1519), de Leonardo da Vinci, Museo del Louvre, París

En el Renacimiento surgió la técnica del esfumado, tradicionalmente atribuida a Leonardo da Vinci, consistente en la degradación de los tonos lumínicos para difuminar los contornos y dar así sensación de lejanía. Esta técnica pretendía dar una mayor verosimilitud a la representación pictórica, al crear unos efectos semejantes a los de la visión humana en entornos de amplia perspectiva. La técnica consistía en una progresiva aplicación de veladuras y en el plumeado de las sombras para conseguir un degradado suave entre las diversas partes de luz y sombra del cuadro, con una gradación tonal conseguida con progresivos retoques, sin dejar rastro de la pincelada. Se denomina también «perspectiva aérea», ya que sus resultados se asemejan a la visión en un ambiente natural determinado por efectos atmosféricos y del entorno. Esta técnica fue empleada, además de Leonardo, por Durero, Giorgione y Bernardino Luini, y más tarde por Velázquez y otros pintores barrocos.
Leonardo se preocupó esencialmente de la percepción, la observación de la naturaleza. Buscaba la vida en la pintura, la cual encontró en el color, en la luz del cromatismo. En su Tratado de la pintura (1540) expuso que la pintura es la suma de la luz y la oscuridad (claroscuro), lo que da movimiento, vida: según Leonardo, la tiniebla es el cuerpo y la luz el espíritu, siendo la mezcla de ambos la vida. En su tratado estableció que «la pintura es composición de luz y de sombras, combinada con las diversas calidades de todos los colores simples y compuestos». También distinguió entre iluminación (lume) y brillo (lustro), y advirtió que los «cuerpos opacos con superficie dura y áspera nunca generan lustre en ninguna parte iluminada».
El polímata florentino incluía la luz entre los componentes principales de la pintura y la señalaba como un elemento que articula la representación pictórica y que condiciona la estructura espacial y el volumen y cromatismo de los objetos y figuras. También se preocupó por el estudio de las sombras y sus efectos, que analizó junto a la luz en su tratado. Distinguió asimismo entre sombra (ombra) y oscuridad (tenebre), siendo la primera una oscilación entre claridad y oscuridad. También estudió la pintura nocturna, para la que aconsejaba la presencia del fuego como medio de iluminación, y consignó las diferentes gradaciones necesarias de luz y color según la distancia a la fuente de luz. Leonardo fue uno de los primeros artistas en preocuparse por el grado de iluminación del taller del pintor, sugiriendo que para desnudos o carnaciones el taller debía tener luces descubiertas y muros de color rojo, mientras que para retratos los muros debían ser negros y la luz difuminada por un entoldado.
Los sutiles efectos de claroscuro de Leonardo se perciben en sus retratos femeninos, en los que las sombras inciden en los rostros como sumergiéndose en una atmósfera sutil y misteriosa. En estas obras abogaba por las luces intermedias, afirmando que «los contornos y figuras de cuerpos oscuros se distinguen mal en la oscuridad así como en la luz, pero en las zonas intermedias entre la luz y la sombra se les percibe mejor». Asimismo, sobre el color escribió que «los colores situados en las sombras participarán en mayor o menor grado de su belleza natural según se sitúen en una oscuridad mayor o menor. Pero si los colores se sitúan en un espacio luminoso, entonces poseerán una belleza tanto mayor cuanto esplendorosa sea la luminosidad».

Mira la luz y considera su belleza. Parpadea y vuelve a mirarla: lo que ahora ves de la luz antes no estaba y lo que había antes ya no existe.
Leonardo da Vinci

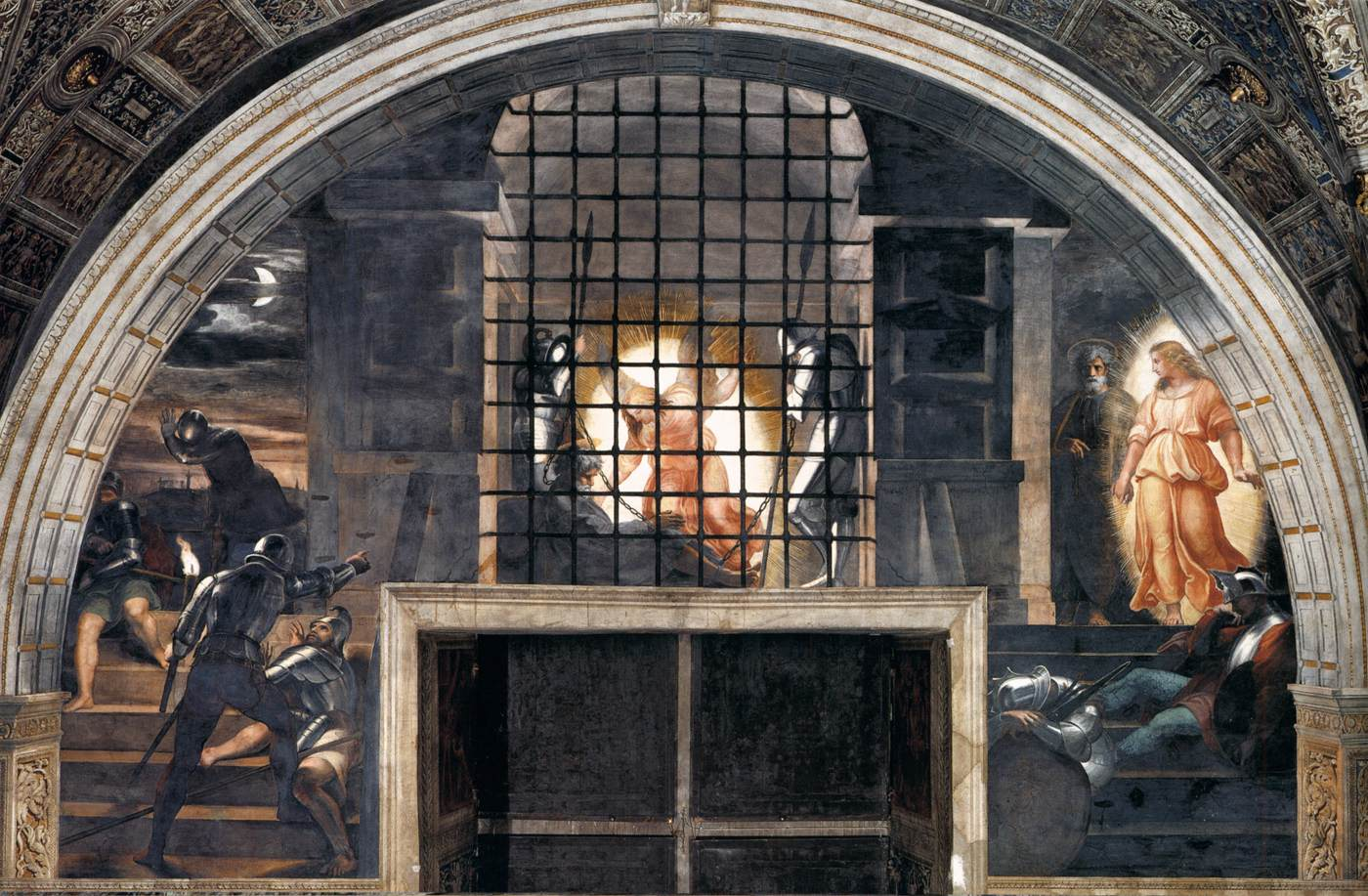
Liberación de San Pedro (1514), de Rafael, Museos Vaticanos, Ciudad del Vaticano

El otro gran nombre de principios del Cinquecento fue Rafael, una artista sereno y equilibrado cuya obra muestra un cierto idealismo encuadrado en una técnica realista de gran virtuosismo ejecutorio. Según Giovanni Paolo Lomazzo, Rafael «ha dado la luz encantadora, amorosa y dulce, de manera que sus figuras aparecen bellas, gratas e intrincadas en sus contornos, y dotadas de tal relieve que parecen moverse». Algunas de sus soluciones lumínicas fueron bastante innovadoras, con unos recursos a medio camino entre Leonardo y Caravaggio, como se aprecia en La transfiguración (1517-1520, Museos Vaticanos, Ciudad del Vaticano), en que divide la imagen en dos mitades, la celestial y la terrenal, cada una con distintos recursos pictóricos. En la Liberación de San Pedro (1514, Museos Vaticanos, Ciudad del Vaticano) realizó una escena nocturna en la que destaca la luz que irradia el ángel del centro, que otorga sensación de profundidad, a la vez que se refleja en las corazas de los guardias creando unos intensos efectos lumínicos. Esta fue quizá la primera obra que incluía una iluminación artificial con un sentido naturalista: la luz que irradia del ángel influye en la iluminación de los objetos de su entorno, al tiempo que diluye las formas lejanas.
Fuera de Italia, Alberto Durero se preocupó de la luz especialmente en sus paisajes a la acuarela, tratados con un detallismo casi topográfico, en los que demuestra una especial delicadeza en la captación de la luz, con unos efectos poéticos que preludian el paisaje sentimental del romanticismo. Albrecht Altdorfer mostró una sorprendente utilización de la luz en La batalla de Alejandro en Issos (1529, Alte Pinakothek, Múnich), donde la aparición del sol entre las nubes produce una refulgencia sobrenatural, unos efectos de luces burbujeantes que anteceden igualmente al romanticismo. Matthias Grünewald fue un artista solitario y melancólico, cuya original obra refleja un cierto misticismo en el tratamiento de los temas religiosos, con un estilo emotivo y expresionista, todavía de raíces medievales. Su principal obra fue el altar de Isenheim (1512-1516, Museum Unterlinden, Colmar), en el que destaca el halo refulgente en el que sitúa su Cristo resucitado.
A caballo entre el gótico y el Renacimiento se halla la inclasificable obra de El Bosco, un artista flamenco dotado de una gran imaginación, autor de imágenes oníricas que siguen sorprendiendo por su fantasía y originalidad. En sus obras —y especialmente en sus fondos paisajísticos— se denota una gran destreza en el uso de la luz en diferentes circunstancias temporales y ambientales, pero además supo recrear en sus escenas infernales efectos fantásticos de llamas y fuegos, así como luces sobrenaturales y otros originales efectos, especialmente en obras como El juicio final (c. 1486-1510, Groenige Museum, Brujas), Visiones del Más Allá (c. 1490, Palacio Ducal de Venecia), El jardín de las delicias (c. 1500-1505, Museo del Prado, Madrid), El carro de heno (c. 1500-1502, Museo del Prado, Madrid) o Las tentaciones de san Antonio (c. 1501, Museo de Bellas Artes de Lisboa). El Bosco tenía predilección por los efectos de luz generados por el fuego, por el fulgor de las llamas, lo que dio origen a una nueva serie de cuadros en los que destacaban los efectos de luces violentas y fantásticas originadas por el fuego, como se denota en una obra de artista anónimo vinculado al taller de Lucas van Leyden, Lot y sus hijas (c. 1530, Museo del Louvre, París), o en algunas obras de Joachim Patinir, como Caronte cruzando la laguna Estigia (c. 1520-1524, Museo del Prado, Madrid) o Paisaje con la destrucción de Sodoma y Gomorra (c. 1520, Museo Boymans Van Beuningen, Róterdam). Estos efectos también influyeron sobre Giorgione, así como algunos pintores manieristas como Lorenzo Lotto, Dosso Dossi y Domenico Beccafumi.

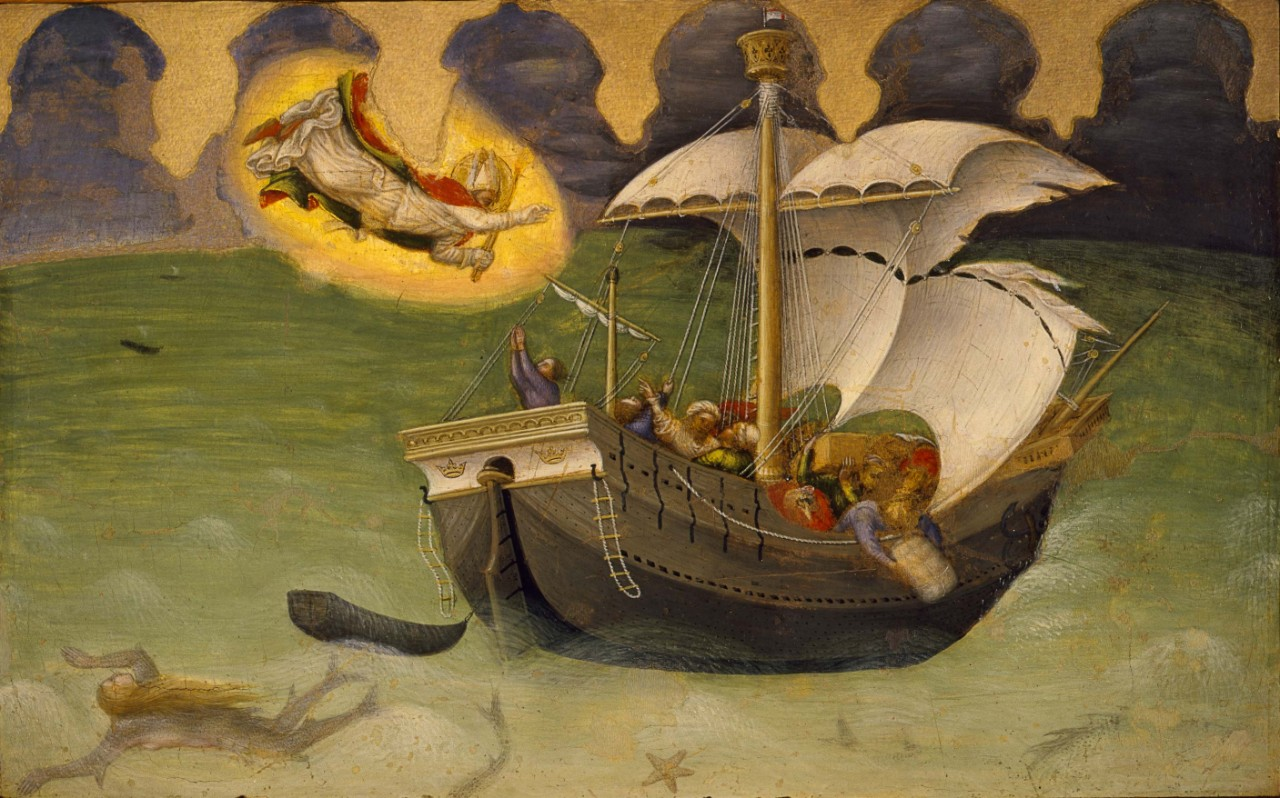
San Nicolás salva a un barco de la tempestad (1425), de Gentile da Fabriano, Pinacoteca Vaticana, Ciudad del Vaticano
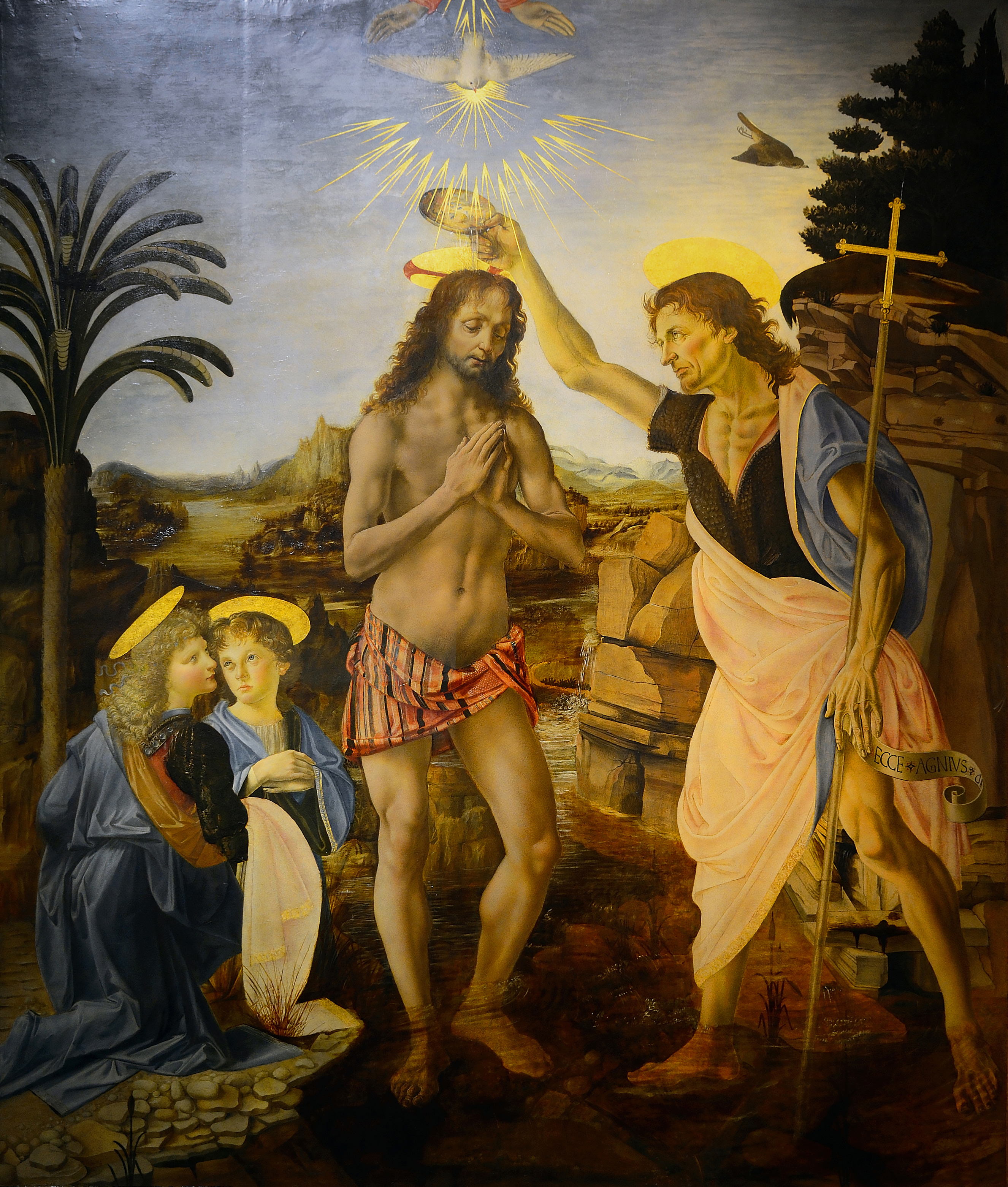
Bautismo de Cristo (1472-1475), de Andrea del Verrocchio, Galería Uffizi, Florencia
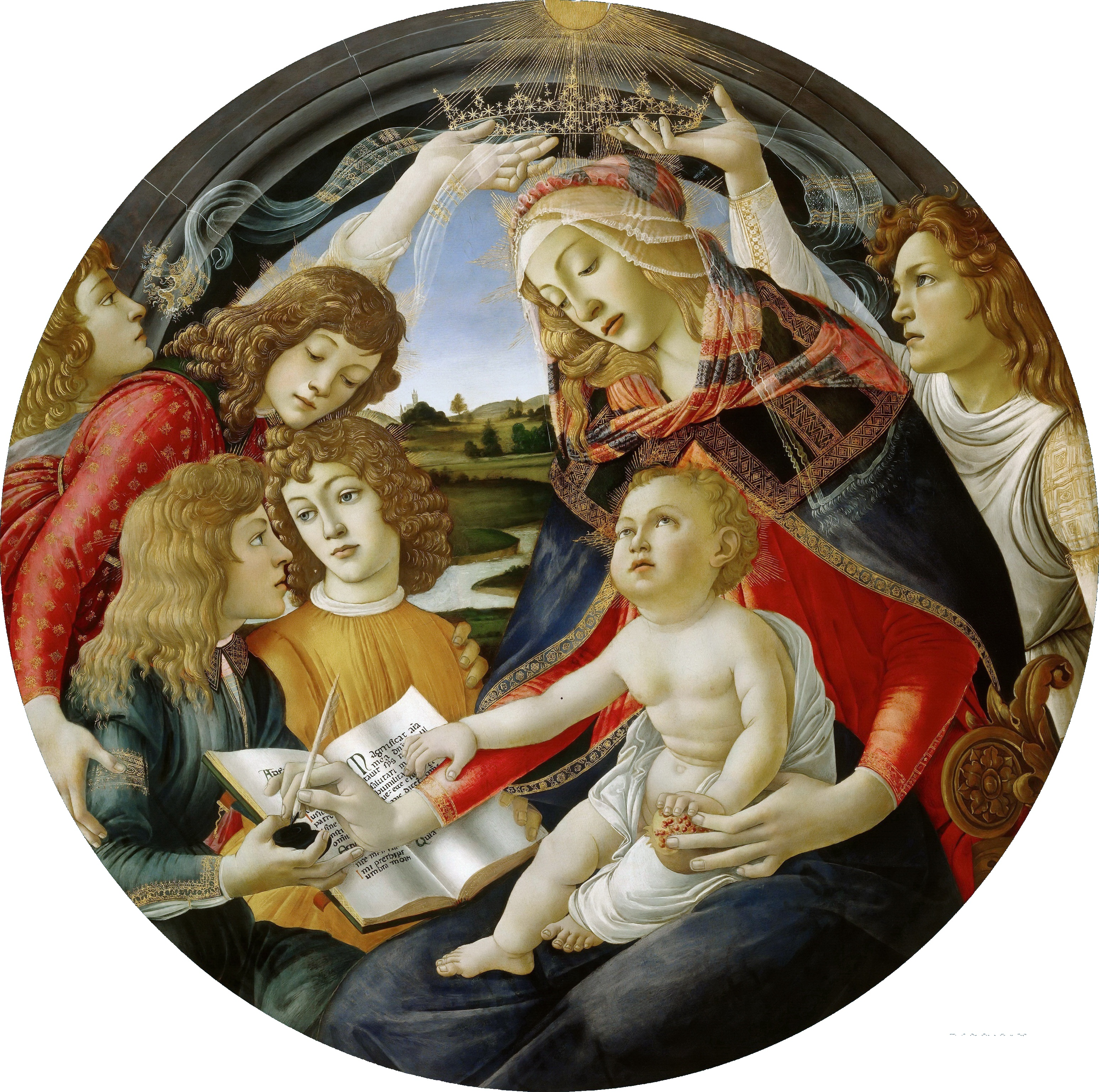
Virgen del Magnificat (1483), de Sandro Botticelli, Uffizi, Florencia
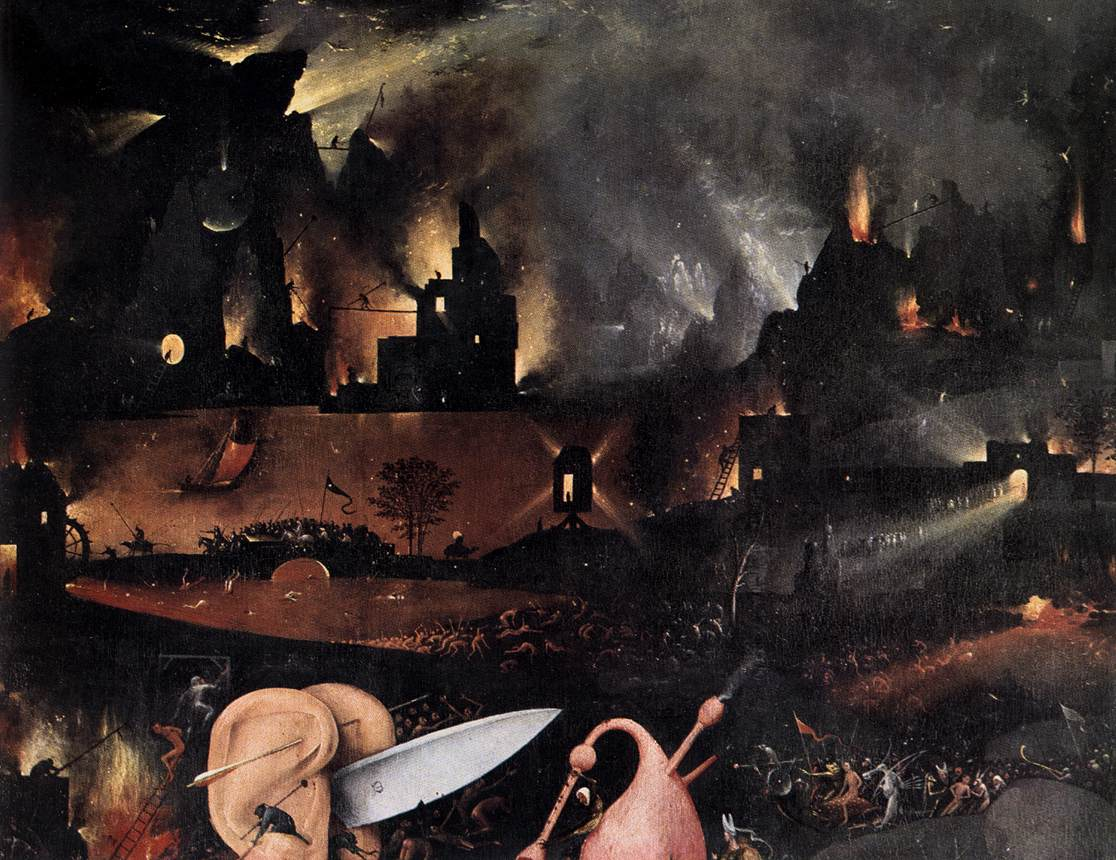
Detalle del panel derecho (El infierno) de El jardín de las delicias (c. 1500-1505), de El Bosco, Museo del Prado, Madrid
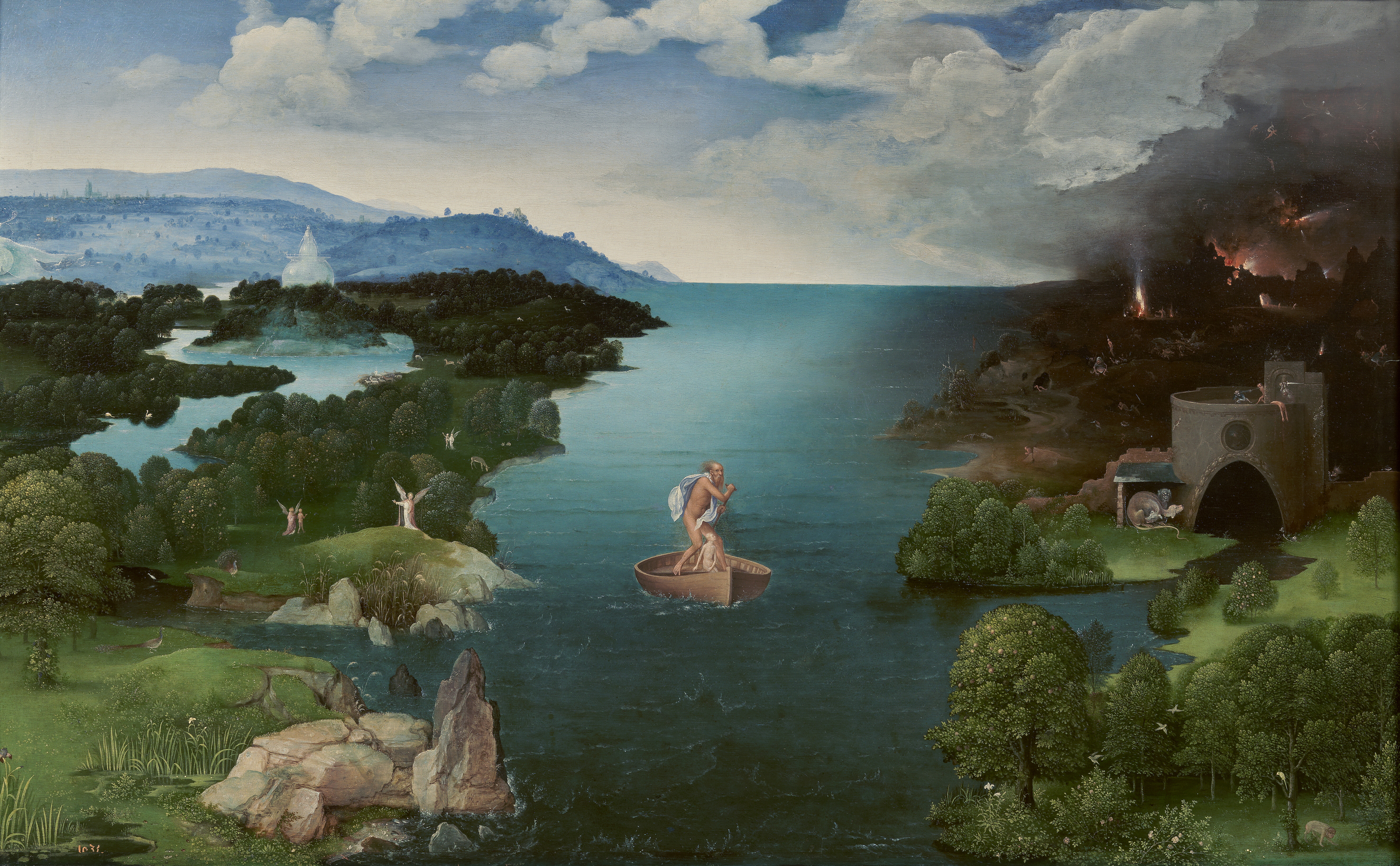
Caronte cruzando la laguna Estigia (c. 1520-1524), de Joachim Patinir, Museo del Prado, Madrid
La batalla de Alejandro en Issos (1529), de Albrecht Altdorfer, Alte Pinakothek, Múnich
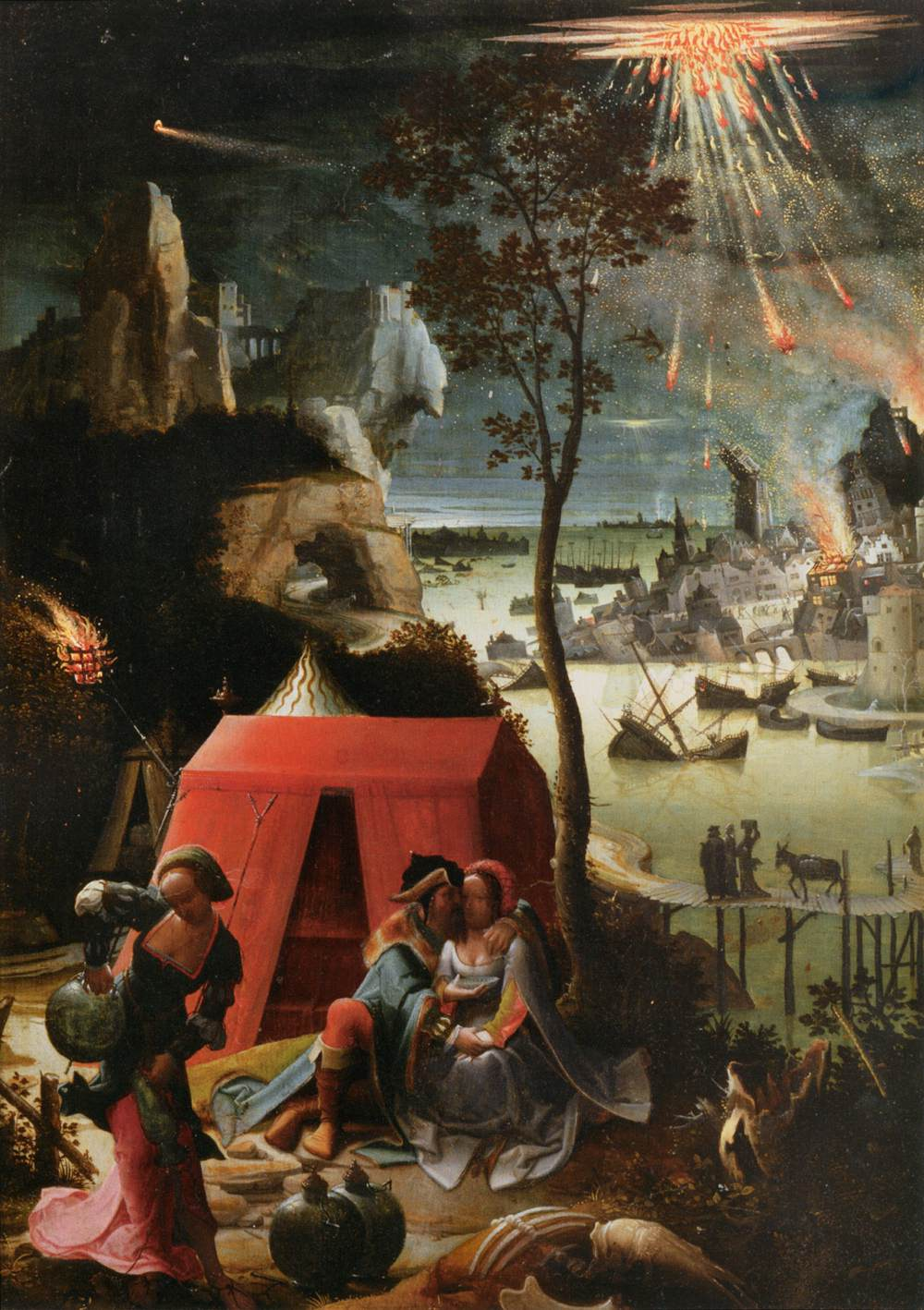
Lot y sus hijas (c. 1530), anónimo, Museo del Louvre, París

#### Manierismo

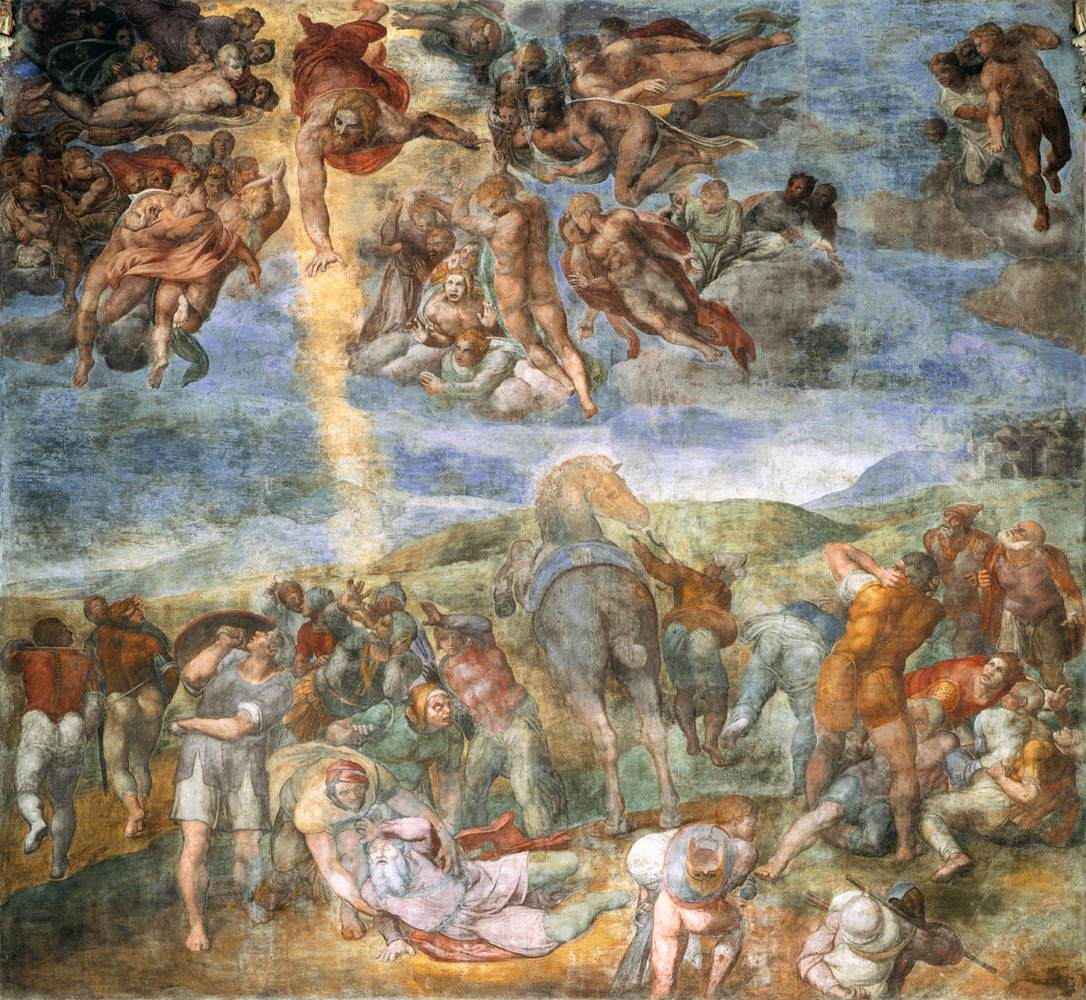
Conversión de san Pablo (1549), de Miguel Ángel, Capilla Paulina, Ciudad del Vaticano

Al Renacimiento sucedió a mediados del siglo XVI el manierismo, un movimiento que abandonó la naturaleza como fuente de inspiración para buscar un tono más emotivo y expresivo, en el que cobró importancia la interpretación subjetiva que el artista hacía de la obra de arte, con gusto por la forma sinuosa y estilizada, con deformación de la realidad, perspectivas distorsionadas y atmósferas efectistas. En este estilo la luz se utilizó de forma efectista, con un tratamiento irreal, buscando una luz coloreada de orígenes diversos, tanto una fría luz de luna como una cálida luz de fuego. El manierismo rompió con la plena luz renacentista al introducir escenas nocturnas con intensos juegos cromáticos entre luces y sombras y un ritmo dinámico alejado de la armonía renacentista. La luz manierista, en contraposición al clasicismo renacentista, asumió una función más expresiva, con un origen natural, pero un tratamiento irreal, un factor desarticulador del equilibrio clasicista, como se percibe en la obra de Pontormo, Rosso o Beccafumi.
En el manierismo se rompió el esquema óptico renacentista de luz y sombra, al suprimir la relación visual entre la fuente de luz y las partes iluminadas del cuadro, así como en los pasos intermedios de gradación. El resultado fueron fuertes contrastes de colorido y claroscuro, y un aspecto artificioso y refulgente de las partes iluminadas, independizadas de la fuente de luz.

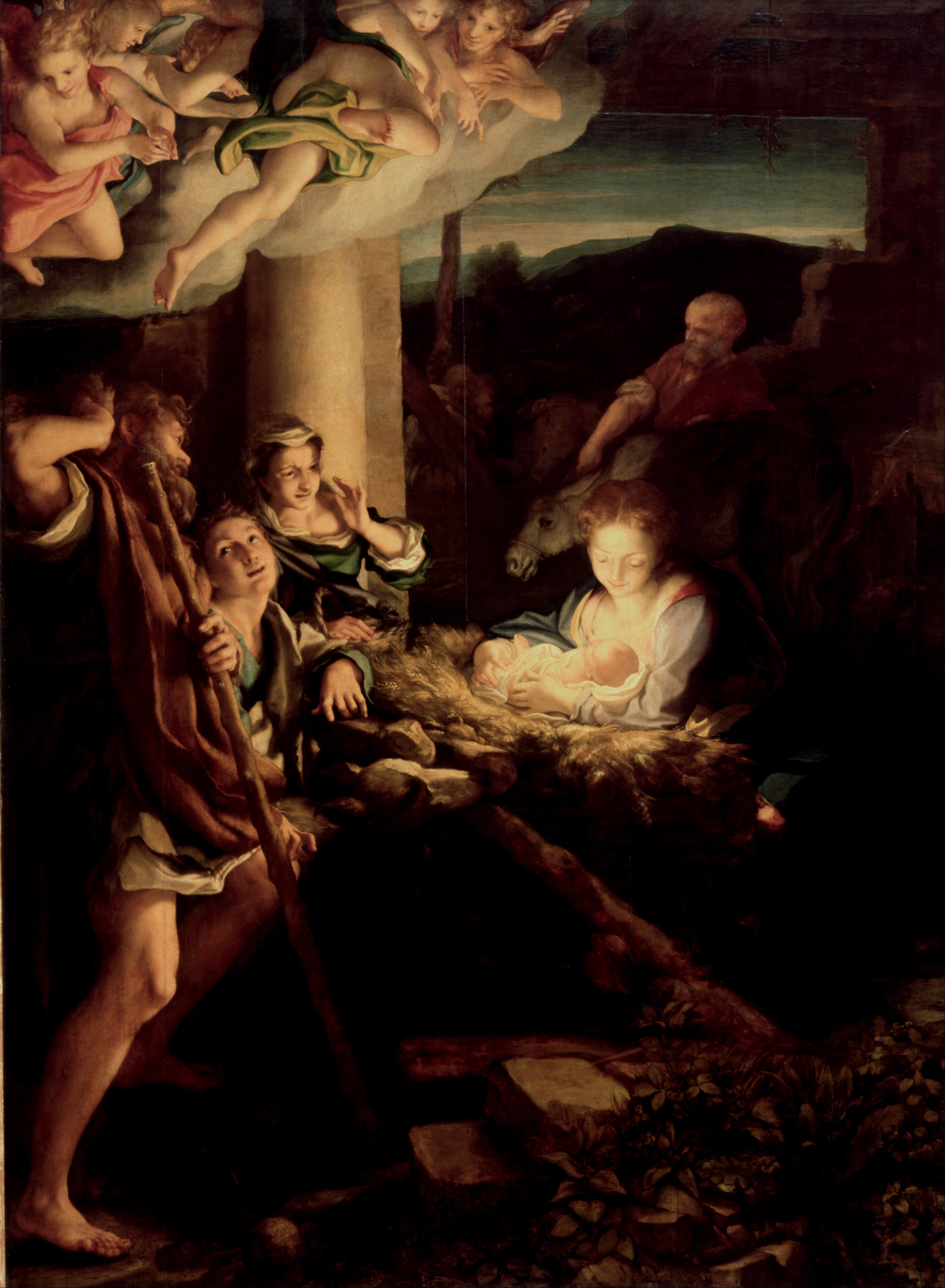
La Natividad (1522), de Correggio, Galería de Pinturas de los Maestros Antiguos, Dresde

A caballo entre el clasicismo renacentista y el manierismo se sitúa la obra de Miguel Ángel, uno de los más renombrados artistas de talla universal. Su utilización de la luz fue en general con criterios plásticos, pero en ocasiones la utilizó como recurso dramático, especialmente en sus frescos de la Capilla Paulina: Crucifixión de san Pedro y Conversión de San Pablo (1549). Situados en paredes contrapuestas, el artista valoró la entrada de la luz natural en la capilla, que iluminaba una de las paredes y dejaba la otra en la penumbra: en la parte más oscura situó la Crucifixión, un tema más adecuado para la ausencia de luz, lo que enfatiza la tragedia de la escena, intensificada en su aspecto simbólico por la mortecina luz del atardecer que se percibe en el horizonte; en cambio, la Conversión recibe la luz natural, pero al tiempo la composición pictórica tiene más luminosidad, especialmente por el potente rayo de luz que sale de la mano de Cristo y se proyecto sobre la figura de Saulo, que gracias a esta intervención divina se convierte al cristianismo.

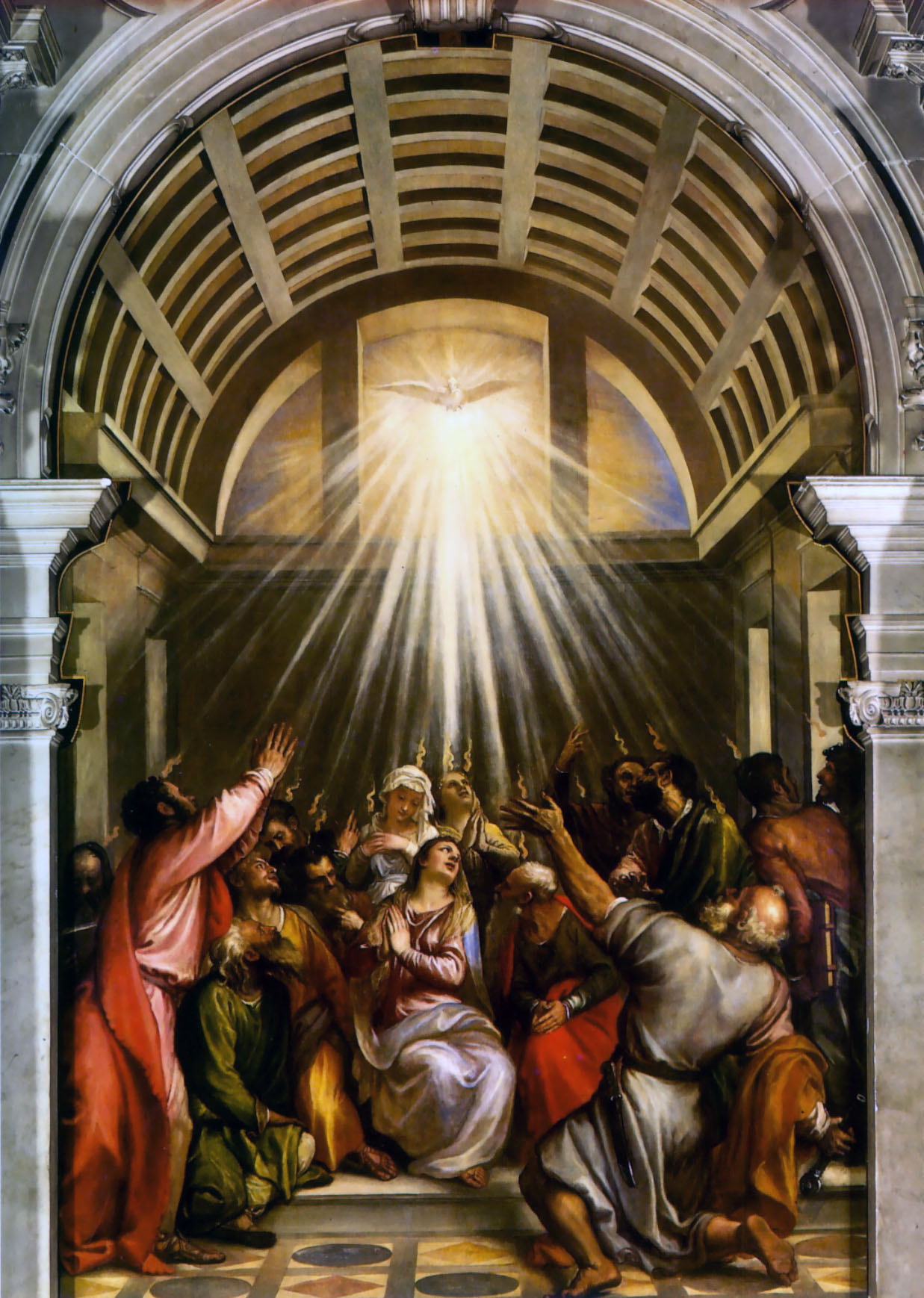
Pentecostés (1546), de Tiziano, Santa Maria della Salute, Venecia

Otro referente del manierismo fue Correggio, el primer artista —según Vasari— en aplicar un tono oscuro en contraposición a la luz para producir efectos de profundidad, al tiempo que desarrollaba de forma magistral el esfumado leonardesco a través de luces difusas y degradados. En su obra La Natividad (1522, Gemäldegalerie Alte Meister, Dresde) fue el primero en mostrar el nacimiento de Jesús como un «milagro de luz», una asimilación que sería habitual desde entonces. En La Asunción de la Virgen (1526-1530), pintada en la cúpula de la catedral de Parma, creó un efecto ilusionista con figuras vistas desde abajo (sotto in sù) que sería antecedente del ilusionismo óptico barroco; en esta obra destacan los sutiles matices de sus carnaciones, así como el lumínico rompimiento de gloria de su parte superior.
Jacopo Pontormo, discípulo de Leonardo, desarrolló un estilo fuertemente emotivo, dinámico y con irreales efectos de espacio y escala, en el que se vislumbra un gran dominio del color y la luz, aplicado por manchas de color, especialmente el rojo. Domenico Beccafumi destacó por su colorismo, su fantasía y sus insólitos efectos lumínicos, como en El nacimiento de la Virgen (1543, Pinacoteca Nacional de Siena). Rosso Fiorentino también desarrolló un colorido insólito y unos fantasiosos juegos de luces y sombras, como en su Descendimiento de Cristo (1521, Pinacoteca Comunale de Volterra). Luca Cambiasso mostró un gran interés por la iluminación nocturna, por lo que se le considera un antecedente del tenebrismo. Bernardino Luini, discípulo de Leonardo, mostró en la Virgen del rosal (c. 1525-1530, Pinacoteca de Brera) un tratamiento leonardesco de la luz.
Junto a este manierismo más caprichoso surgió en Venecia una escuela de estilo más sereno que destacó por el tratamiento de la luz, que subordinó la forma plástica a los valores lumínicos, como se aprecia en la obra de Giorgione, Tiziano, Tintoretto y Veronese. En esta escuela se funden la luz y el color, y la perspectiva lineal renacentista se sustituye por la perspectiva aérea, cuya utilización culminará en el Barroco. La técnica empleada por estos pintores venecianos se denomina «tonalismo»: consistía en la superposición de veladuras para formar la imagen mediante la modulación del color y la luz, que son armonizados a través de relaciones de tono modulándolos en un espacio de apariencia verosímil. El color asume la función de luz y sombra, y son las relaciones cromáticas las que realizan los efectos de volumen. En esta modalidad, el tono cromático depende de la intensidad de la luz y la sombra (el valor del color).

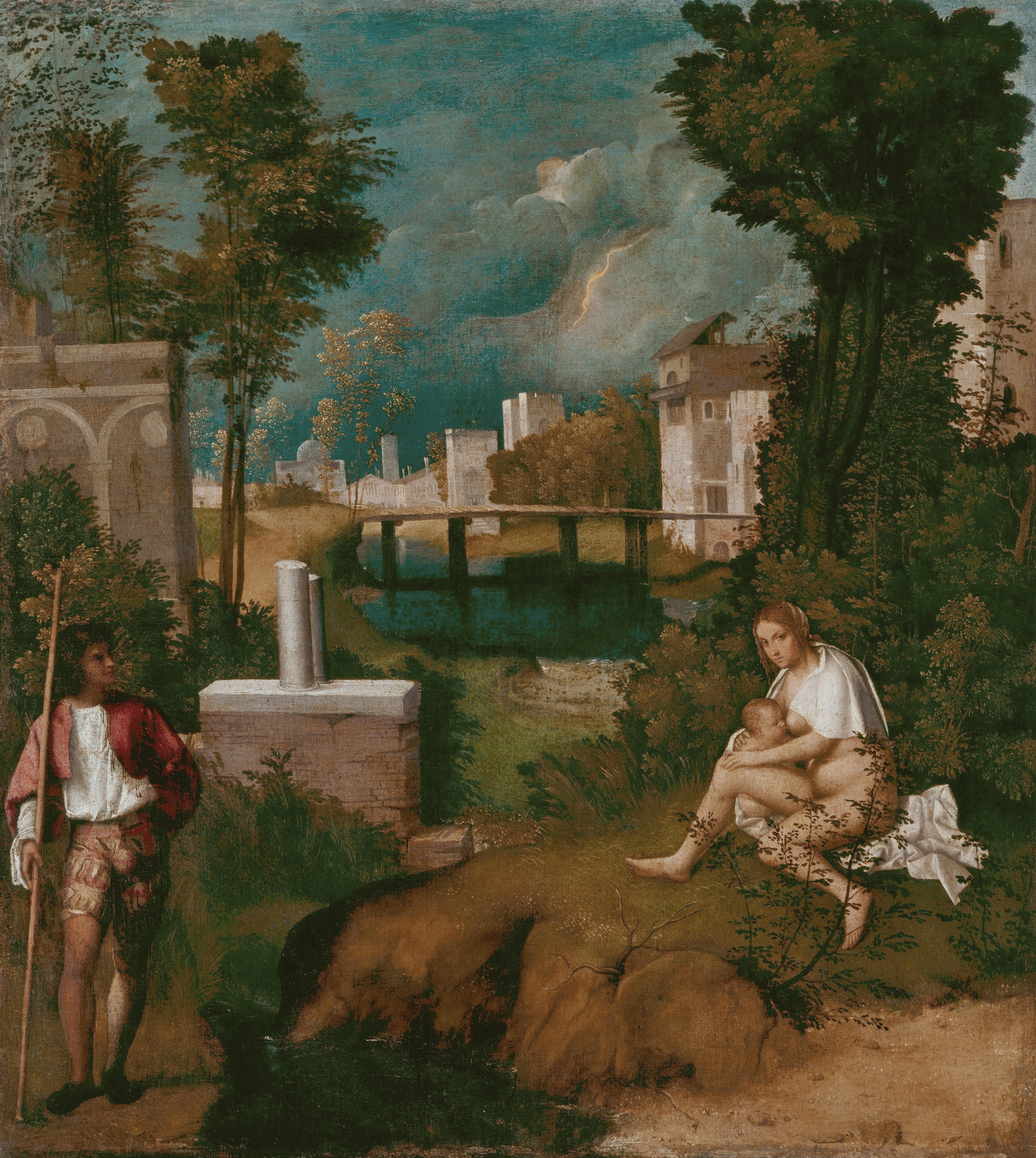
La tempestad (1508), de Giorgione, Galería de la Academia de Venecia

Giorgione llevó a Venecia la influencia leonardesca. Fue un artista original, uno de los primeros especializados en cuadros de gabinete para coleccionistas privados, y el primero en subordinar el tema de la obra a la evocación de estados de ánimo. Vasari lo consideraba, junto a Leonardo, uno de los fundadores de la «pintura moderna». Gran innovador, reformuló la pintura de paisaje tanto en composición como en iconografía, con imágenes concebidas en profundidad con una cuidadosa modulación de los valores cromáticos y lumínicos, como se denota en una de sus obras maestras, La tempestad (1508, Gallerie dell'Accademia, Venecia).
Tiziano fue un virtuoso en la recreación de atmósferas vibrantes con sutiles matices de luz logrados con infinitas variaciones conseguidas tras un estudio minucioso de la realidad y un hábil manejo de los pinceles que demostraba una gran maestría técnica. En su Pentecostés (1546, Santa Maria della Salute, Venecia) hizo brotar de la paloma que representa el Espíritu Santo unos rayos de luz que acaban en lenguas de fuego sobre las cabezas de la Virgen y los apóstoles, con unos sorprendentes efectos lumínicos que resultaron innovadores para su época. Esta investigación evolucionó paulatinamente a unos efectos cada vez de mayor dramatismo, dando más énfasis a la iluminación artificial, como se aprecia en El martirio de san Lorenzo (1558, iglesia de los Jesuitas, Venecia), donde combina la luz de las antorchas y del fuego de la parrilla donde es martirizado el santo con el efecto sobrenatural de un potente relámpago de luz divina en el cielo que se proyecta sobre la figura del santo. Esta experimentación lumínica influyó en la obra de artistas como Veronese, Tintoretto, Jacopo Bassano y El Greco.

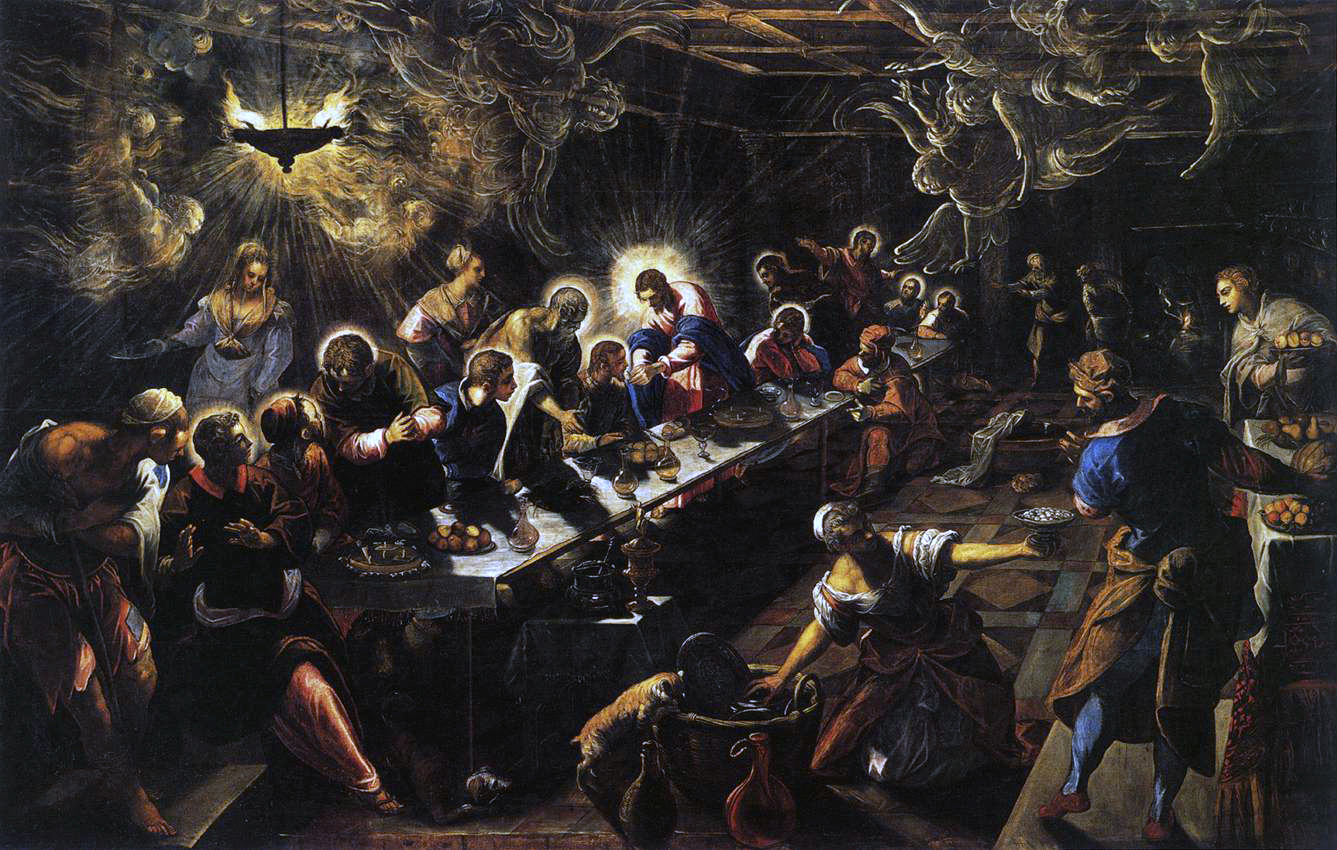
La Última Cena (1592-1594), de Tintoretto, basílica de San Giorgio Maggiore, Venecia

Tintoretto gustaba de pintar encerrado en su taller con las ventanas cerradas a la luz de velas y antorchas, por lo que a sus cuadros se les suele denominar di notte e di fuoco («de noche y de fuego»). En sus obras, de profundas atmósferas, con figuras delgadas y verticales, destacan los efectos violentos de luces artificiales, con fuertes claroscuros y efectos fosforescentes. Estos efectos lumínicos fueron adoptados por otros miembros de la escuela veneciana como los Bassano (Jacopo, Leandro y Francesco), así como por los llamados «iluministas lombardos» (Giovanni Girolamo Savoldo, Moretto da Brescia), al tiempo que influirían en El Greco y en el tenebrismo barroco.
Otro artista enmarcado en la pintura di notte e di fuoco fue Jacopo Bassano, cuyas luces de incidencia indirecta influyeron en el naturalismo barroco. En obras como Cristo en casa de María, Marta y Lázaro (c. 1577, Museo de Bellas Artes de Houston), combinó luces naturales y artificiales con sorprendentes efectos lumínicos.

Muchacho encendiendo una candela (1571-1572), de El Greco, Museo de Capodimonte, Nápoles

Por su parte, Paolo Veronese fue heredero del luminismo de Giovanni Bellini y Vittore Carpaccio, en escenas de arquitectura palladiana con luces densas de tipo matinal, doradas y cálidas, sin sombras destacadas, enfatizando los brillos de telas y joyas. En Alegoría de la batalla de Lepanto (1571) dividió la escena en dos mitades, la batalla abajo y la Virgen con los santos que piden su favor para la batalla en la parte superior, donde se sitúan unos ángeles que lanzan rayos hacia la contienda, creando unos espectaculares efectos lumínicos.
Fuera de Italia cabe destacar la obra de Pieter Brueghel el Viejo, autor de escenas costumbistas y paisajes que denotan una gran sensibilidad hacia la naturaleza. En algunas de sus obras se denota la influencia de El Bosco por sus luces de fuegos y de efectos fantásticos, como en El triunfo de la Muerte (c. 1562, Museo del Prado, Madrid). En algunos de sus paisajes añadió el sol como fuente directa de luminosidad, como el sol amarillo de Los proverbios flamencos (1559, Staatliche Museen, Berlín), el sol rojo invernal del Censo en Belén (1556, Musées Royaux des Beaux-Arts, Bruselas) o el sol vespertino de Paisaje con la caída de Ícaro (c. 1558, Musées Royaux des Beaux-Arts, Bruselas).
En España trabajó en este período El Greco, un pintor singular que desarrolló un estilo individual, marcado por la influencia de la escuela veneciana, ciudad donde residió un tiempo, así como de Miguel Ángel, del que tomó su concepción de la figura humana. En la obra del Greco la luz se impone siempre a las sombras, como un claro simbolismo de la preeminencia de la fe sobre la incredulidad. En una de sus primeras obras toledanas, el Expolio para la sacristía de la catedral de Toledo (1577), una luz cenital ilumina la figura de Jesús centrándose en su rostro, que se convierte en el foco de luz del cuadro. En la Trinidad de la iglesia de Santo Domingo el Antiguo (1577-1580) introdujo una deslumbrante luz de Gloria de un intenso amarillo dorado. En El martirio de San Mauricio (1580-1582, Real Monasterio de San Lorenzo de El Escorial) creó dos ámbitos de luz diferenciada: la natural que rodea a los personajes terrenales y la del rompimiento de gloria en el cielo surcado de ángeles. Entre sus últimas obras destaca La adoración de los pastores (1612-1613, Museo del Prado, Madrid), donde el foco de luz es el Niño Jesús, que irradia su luminosidad alrededor produciendo unos efectos fosforescentes de fuerte cromatismo y luminosidad.
La iluminación del Greco evolucionó desde la luz procedente de un punto determinado —o bien de forma difusa— de la escuela veneciana a una luz enraizada en el arte bizantino, en que se iluminan las figuras sin un foco de luz concreto ni siquiera una luz difusa. Es una luz no natural, que puede venir de múltiples focos o de ninguno, una luz arbitraria y desigual que produce efectos alucinantes. El Greco tenía una concepción plástica de la luz: su ejecución iba de los tonos oscuros a los claros, aplicando finalmente toques de blanco que creaban efectos de brillo. El aspecto refulgente de sus obras lo conseguía mediante veladuras, mientras que los blancos los acababa con aplicaciones casi en seco. Su luz es mística, subjetiva, de aspecto casi espectral, con gusto por los brillos fulgurantes y los reflejos incandescentes.

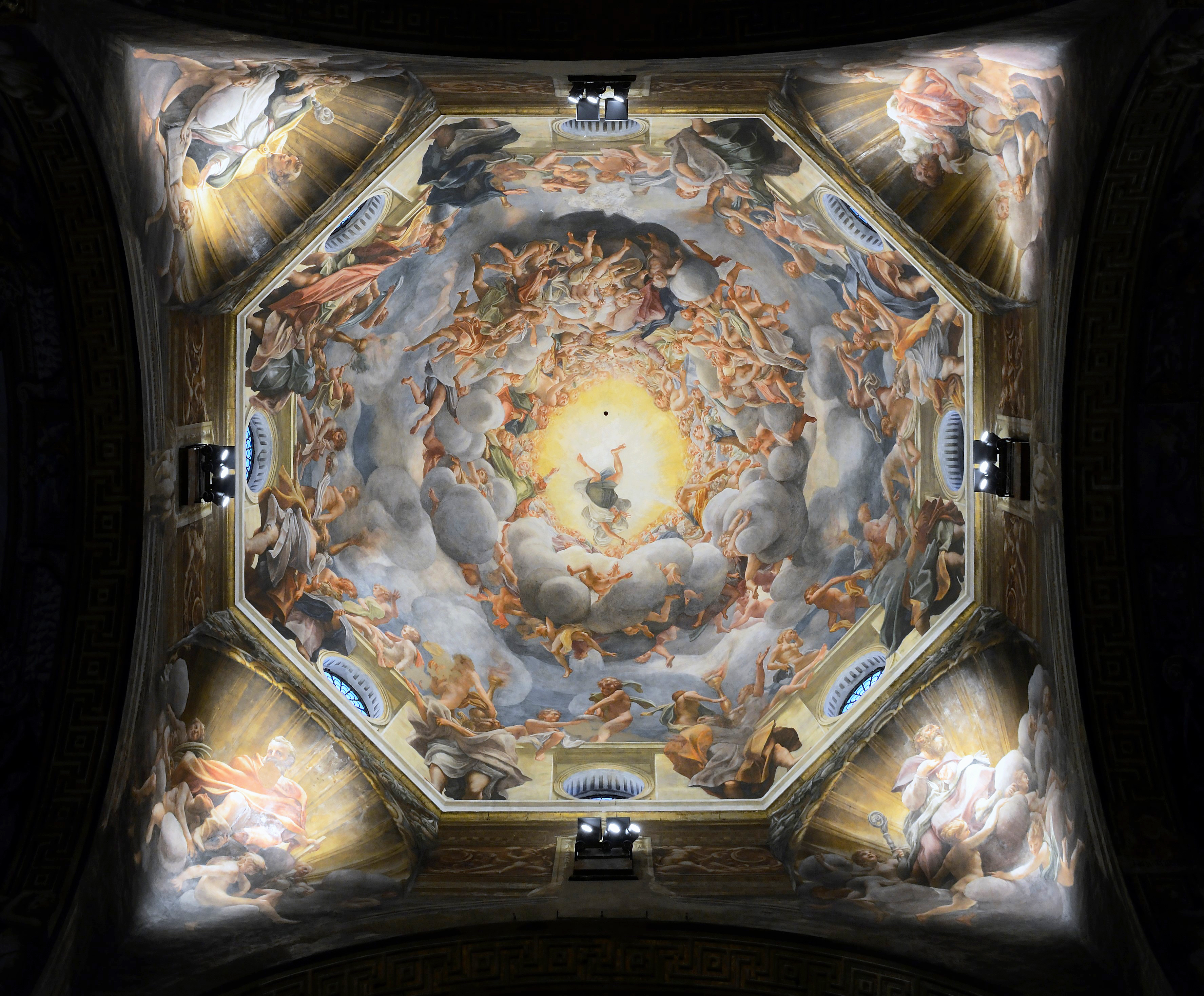
La Asunción de la Virgen (1526-1530), de Correggio, catedral de Parma
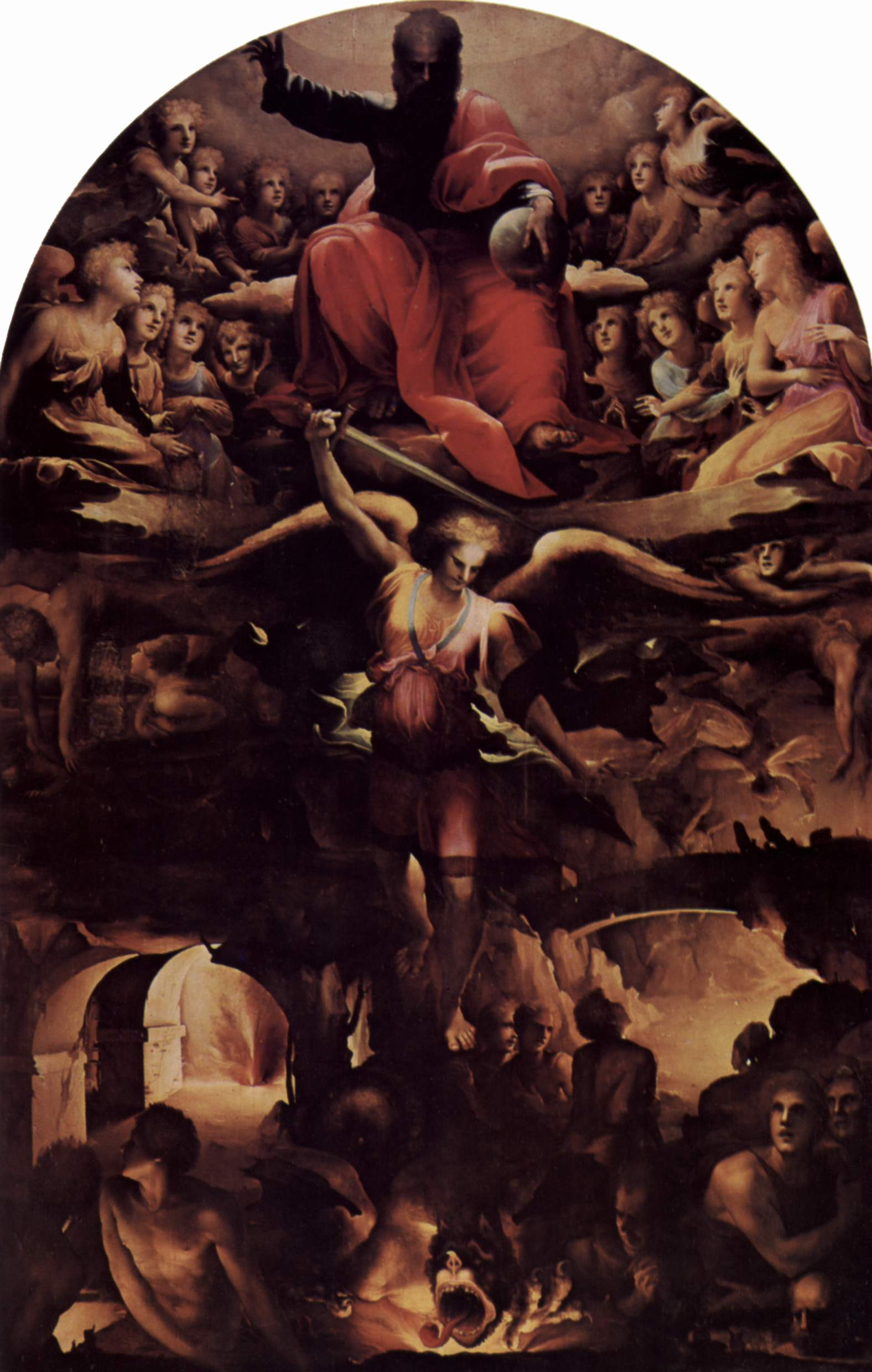
La caída de los ángeles rebeldes (1526-1530), de Domenico Beccafumi, San Niccolò del Carmine, Siena
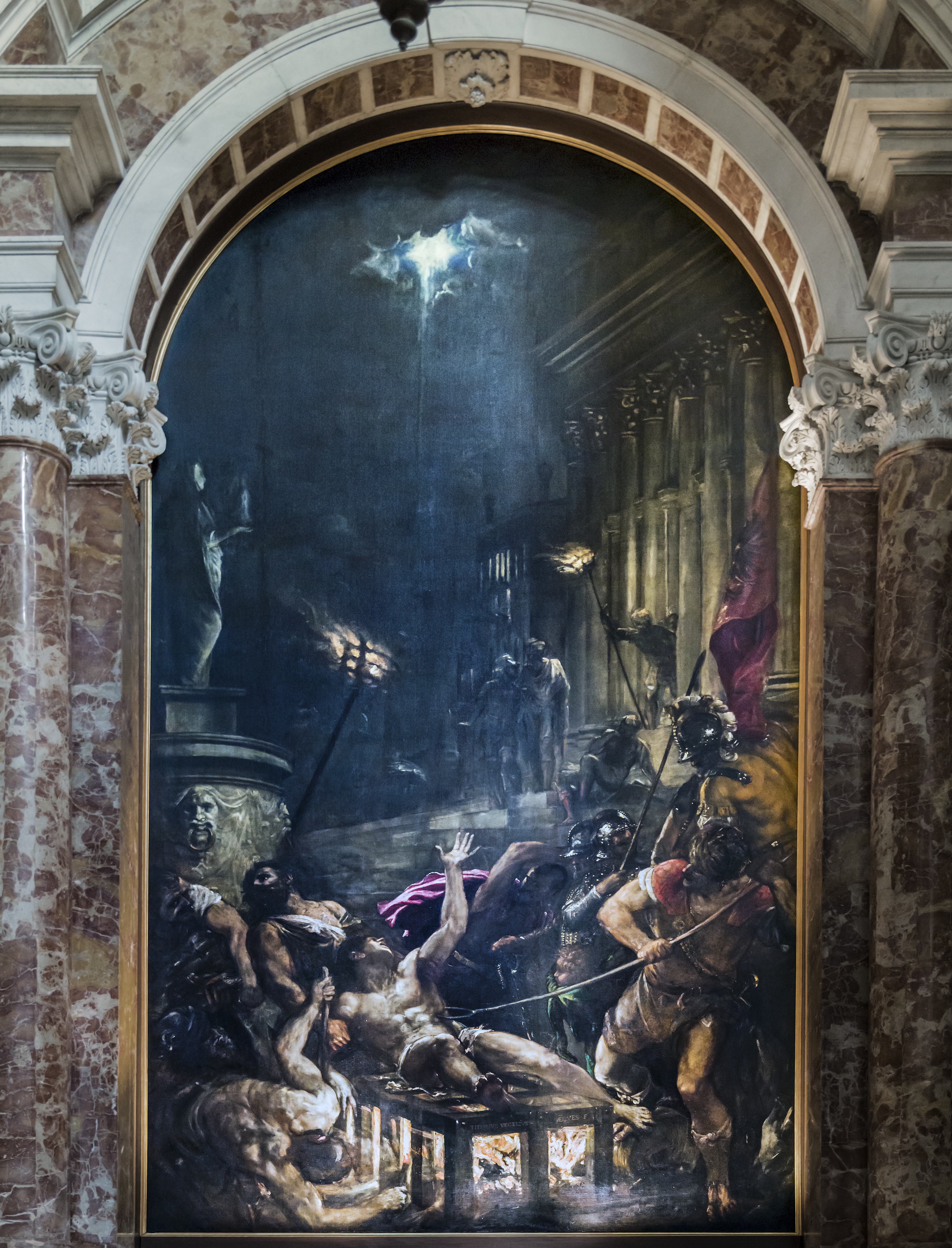
El martirio de san Lorenzo (1558), de Tiziano, iglesia de los Jesuitas, Venecia
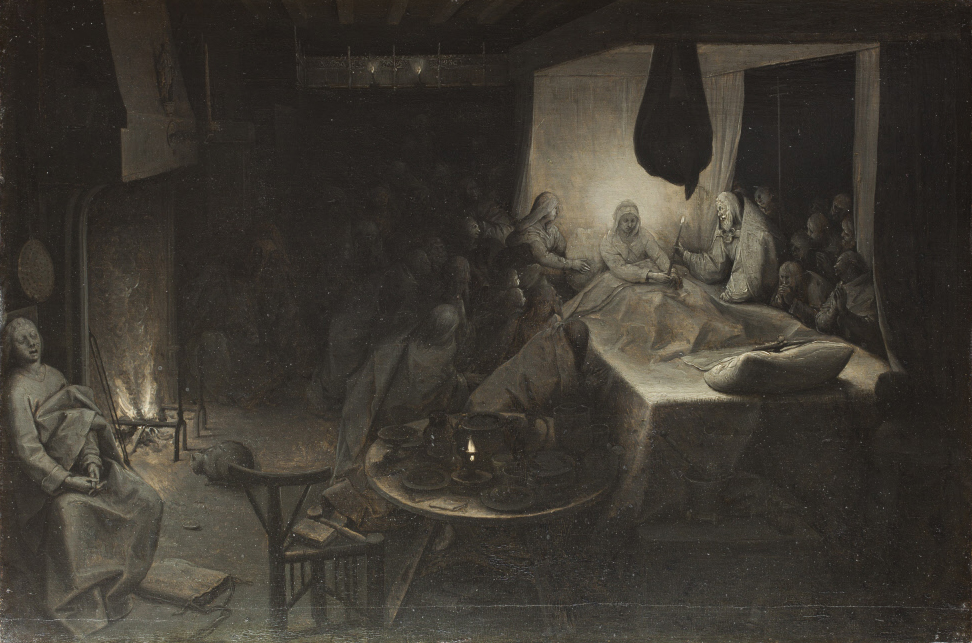
La muerte de la Virgen María (c. 1564), de Pieter Brueghel el Viejo, National Trust, Upton House, Banbury
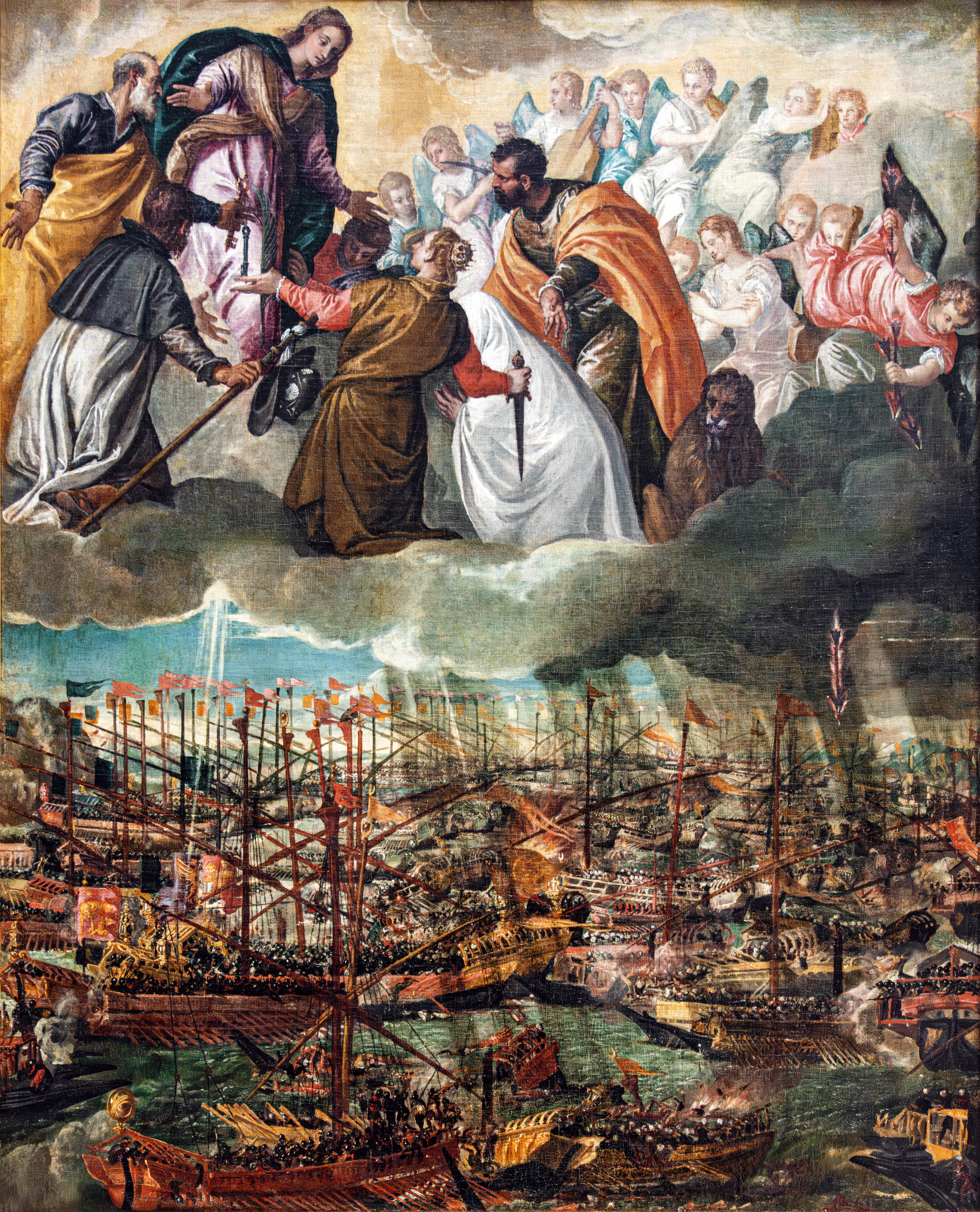
Alegoría de la batalla de Lepanto (1571), de Veronese, Galería de la Academia de Venecia
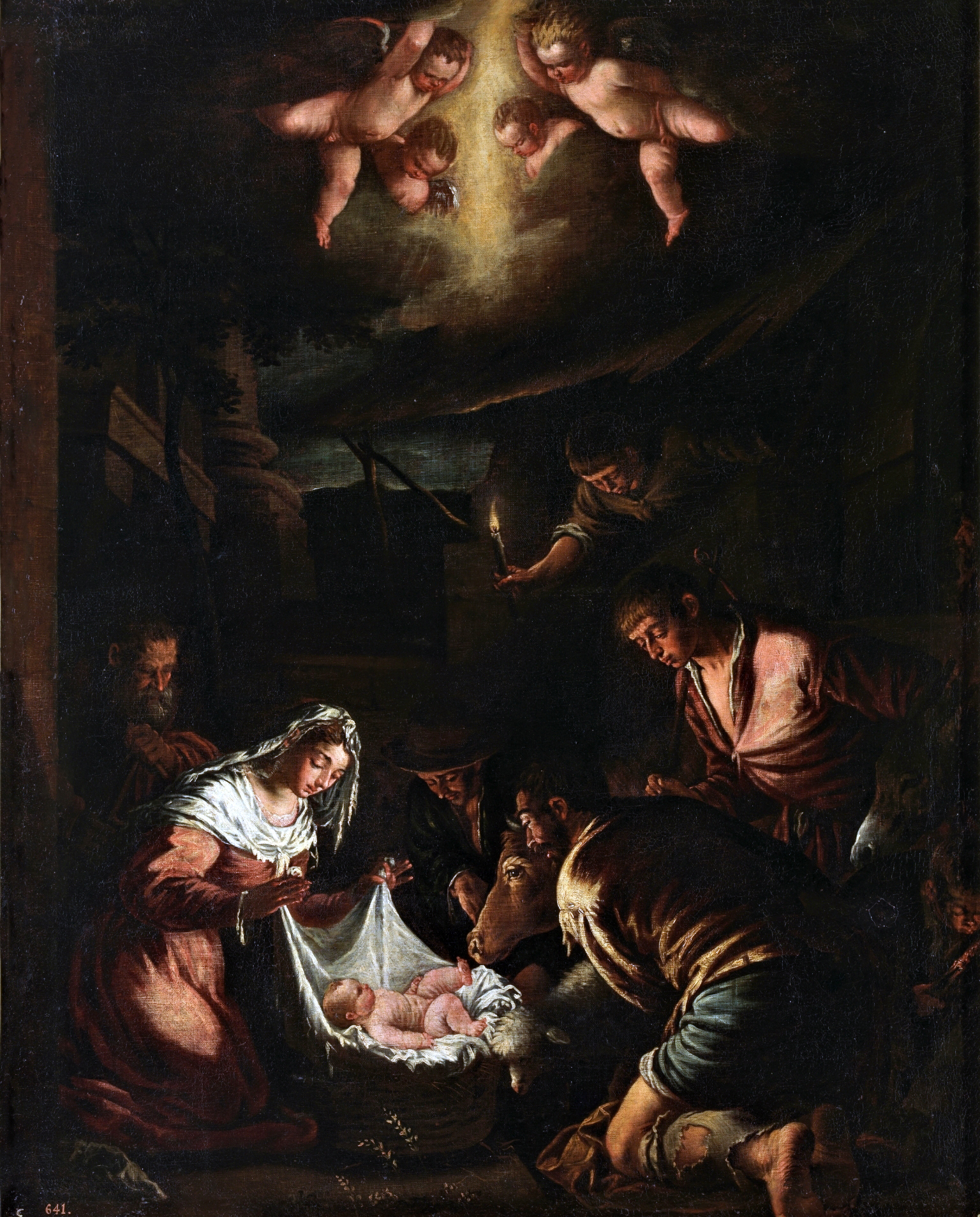
Adoración de los pastores (c. 1575), de Jacopo Bassano, Museo del Prado, Madrid
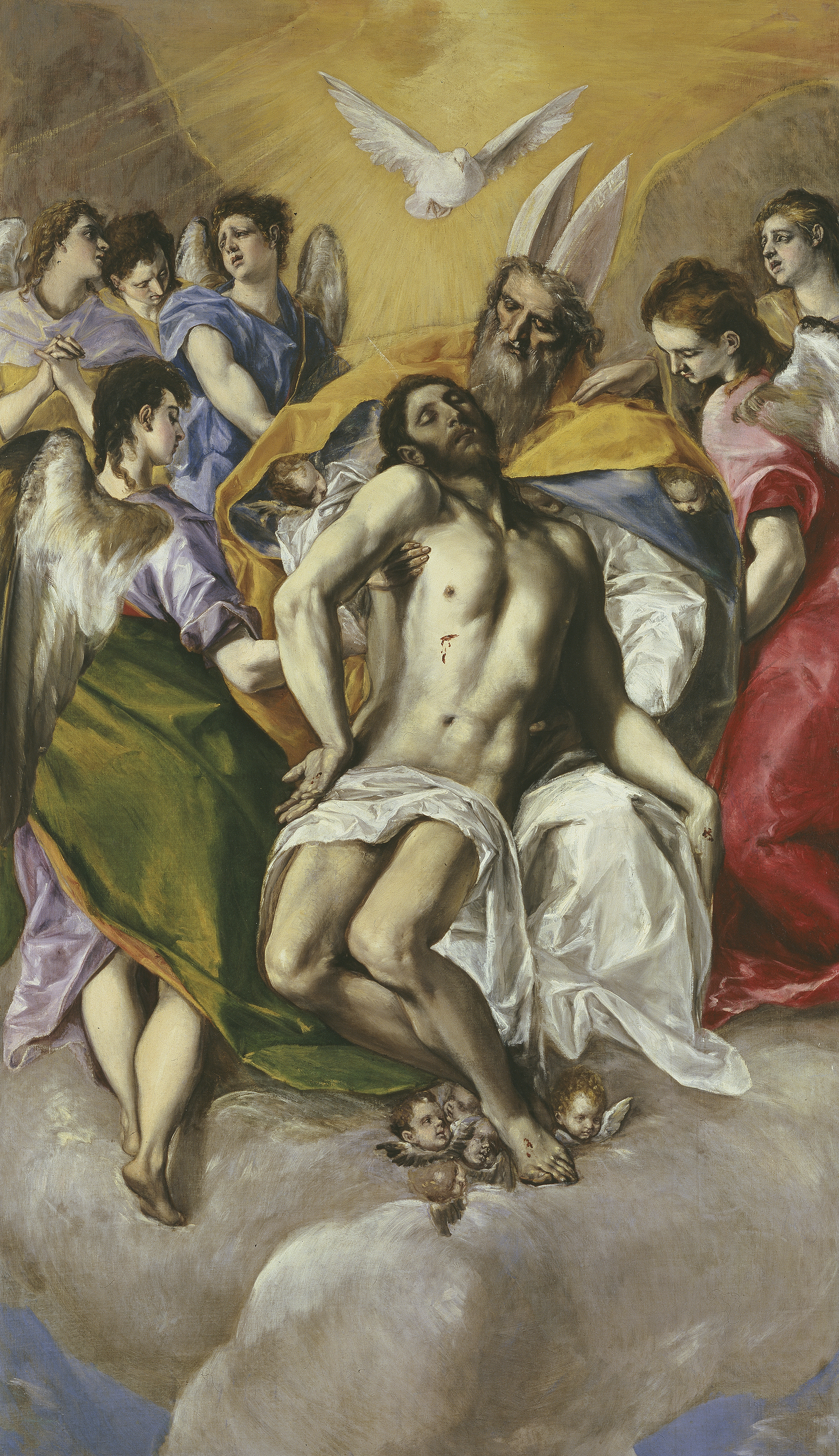
Trinidad (1577-1580), de El Greco, Museo del Prado, Madrid

#### Barroco

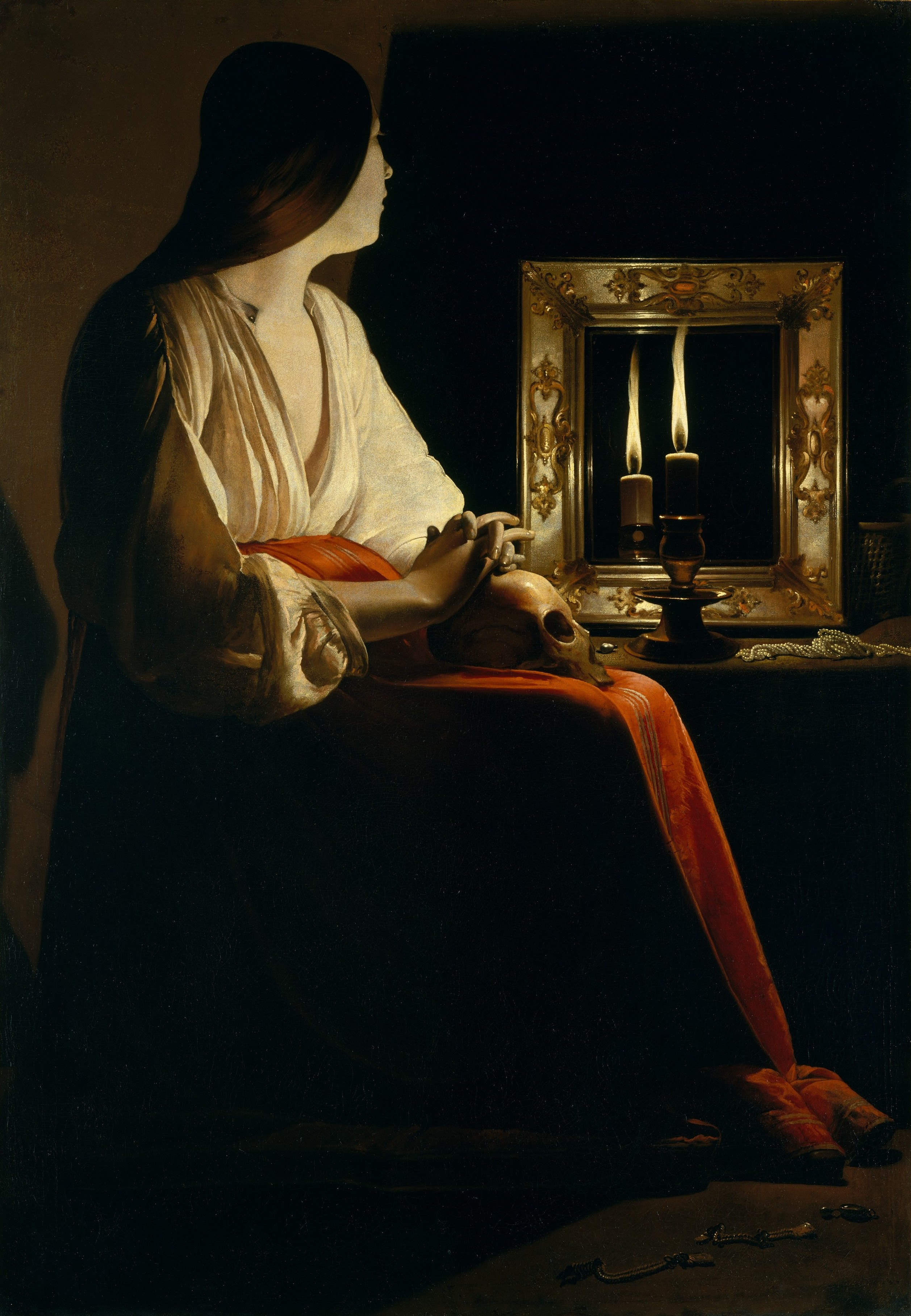
Magdalena penitente (1625), de Georges de La Tour, Metropolitan Museum of Art, Nueva York

En el siglo XVII surgió el Barroco, un estilo más refinado y ornamentado, con pervivencia de un cierto racionalismo clasicista, pero con formas más dinámicas y efectistas, con gusto por lo sorprendente y anecdótico, por las ilusiones ópticas y los golpes de efecto. La pintura barroca tuvo un marcado acento diferenciador geográfico, ya que su desarrollo se produjo por países, en diversas escuelas nacionales cada una con un sello distintivo. Sin embargo, se percibe una influencia común proveniente nuevamente de Italia, donde surgieron dos tendencias contrapuestas: el naturalismo (también llamado caravagismo), basado en la imitación de la realidad natural, con cierto gusto por el claroscuro —el llamado tenebrismo—; y el clasicismo, que es igual de realista, pero con un concepto de la realidad más intelectual e idealizado. Posteriormente, en el llamado «pleno barroco» (segunda mitad del siglo XVII y principios del xviii), la pintura evolucionó a un estilo más decorativo, con predominio de la pintura mural y cierta predilección por los efectos ópticos (trompe-l'œil) y las escenografías lujosas y exuberantes.
Durante este período se efectuaron numerosos estudios científicos sobre la luz (Johannes Kepler, Francesco Maria Grimaldi, Isaac Newton, Christiaan Huygens, Robert Boyle), que influyeron en su representación pictórica. Newton demostró que el color proviene del espectro de la luz blanca y diseñó el primer círculo cromático que mostraba las relaciones entre colores. En este período se llegó al grado máximo de perfección en la representación pictórica de la luz y se diluyó la forma táctil en favor de una mayor impresión visual, conseguida al dar mayor importancia a la luz, perdiendo la forma la exactitud de sus contornos. En el Barroco se estudió por primera vez la luz como sistema de composición, articulándola como elemento regulador del cuadro: la luz cumple varias funciones, como la simbólica, de modelado y de iluminación, y comienza a ser dirigida como elemento enfático, selectivo de la parte del cuadro que se desea destacar, por lo que cobra mayor importancia la luz artificial, que puede ser manipulada a la libre voluntad del artista. Se abandonó la luz sacra (nimbos, aureolas) y se empleó exclusivamente la luz natural, aun como elemento simbólico. Por otro lado, se empezó a distinguir la luz de diversas horas del día (matinal, crepuscular). La iluminación se concebía como una unidad lumínica, en contraposición a las múltiples fuentes de luz renacentista; en el Barroco puede haber varias fuentes, pero se circunscriben a un sentido global y unitario de la obra.
En el Barroco se puso de moda el género del nocturno, que supone una especial dificultad en cuanto a la representación de la luz, debido a la ausencia de la luz diurna, por lo que en numerosas ocasiones se tuvo que recurrir al claroscuro y a los efectos lumínicos procedentes de la luz artificial, mientras que la luz natural debía proceder de la luna o las estrellas. Para la luz artificial se solían emplear fogatas, velas, teas, lucernas, candiles, fuegos artificiales o elementos similares. Estos focos de luz pueden ser directos o indirectos, pueden aparecer en el cuadro o iluminar la escena desde fuera.

##### Naturalismo

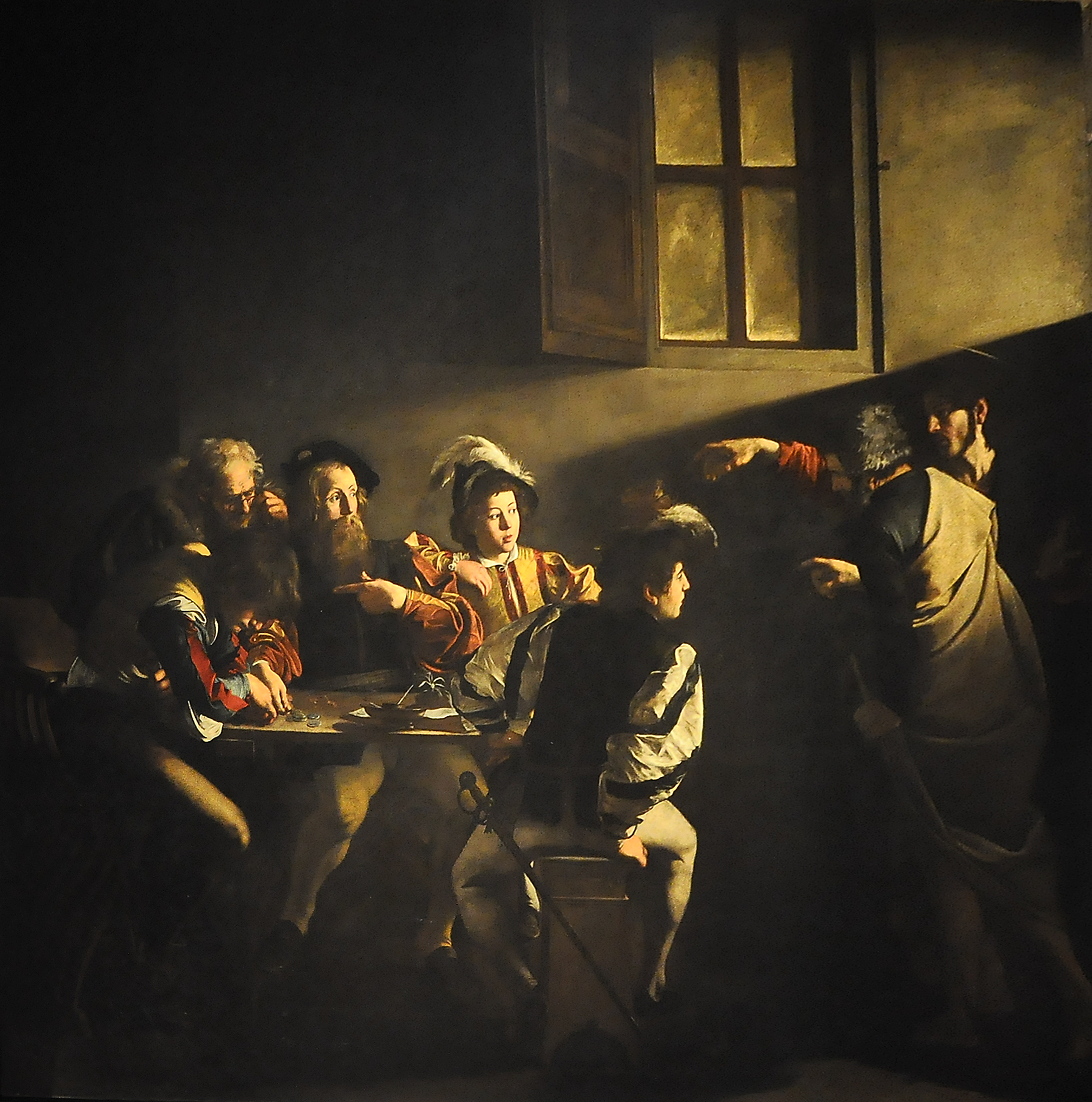
La vocación de San Mateo (1601), de Caravaggio, iglesia de San Luigi dei Francesi, Roma

Durante el Barroco resurgió el claroscuro, especialmente en el ámbito contrarreformista, como método de enfocar la visión del espectador en las partes primordiales de las pinturas religiosas, que se enfatizaban como elementos didácticos, en contraposición del «decorado pictórico» renacentista. Una variante exacerbada del claroscuro fue el tenebrismo, una técnica basada en fuertes contrastes de luz y sombra, con un tipo de iluminación violenta, generalmente artificial, que da un mayor protagonismo a las zonas iluminadas, sobre las que sitúa un potente foco de luz dirigida. Estos efectos tienen un fuerte dramatismo, que enfatiza las escenas representadas, generalmente de tipo religioso, aunque también abundan en escenas mitológicas, bodegones o vanitas. Uno de sus principales representantes fue Caravaggio, así como Orazio y Artemisia Gentileschi, Bartolomeo Manfredi, Carlo Saraceni, Giovanni Battista Caracciolo, Pieter van Laer (il Bamboccio), Adam Elsheimer, Gerard van Honthorst, Georges de La Tour, Valentin de Boulogne, los hermanos Le Nain y José de Ribera (lo Spagnoletto).
Caravaggio fue pionero en la dramatización de la luz, en escenas situadas en interiores oscuros con fuertes focos de luz dirigida que solían enfatizar a uno o varios personajes. Con este pintor la luz adquirió un carácter estructural en la pintura, ya que junto al dibujo y el color pasaría a ser uno de sus elementos indispensables. Recibió la influencia del claroscuro leonardesco a través de La Virgen de las rocas, que pudo contemplar en la iglesia de San Francisco el Grande de Milán. Para Caravaggio la luz servía para configurar el espacio, controlando su dirección y su fuerza expresiva. Era consciente del poder del artista para modelar el espacio a su antojo, por lo que en la composición de una obra establecía previamente qué efectos lumínicos iba a usar, optando en general por contrastes acusados entre las figuras y el fondo, con la oscuridad como punto de partida: las figuras emergen del fondo oscuro y es la luz la que determina su posición y su protagonismo en la escena representada. La luz caravaggiesca es conceptual, no imitativa ni simbólica, por lo que trasciende la materialidad y se convierte en algo sustancial. Es una luz proyectada y sólida, que constituye la base de su concepción espacial y se convierte en un volumen más en el espacio.

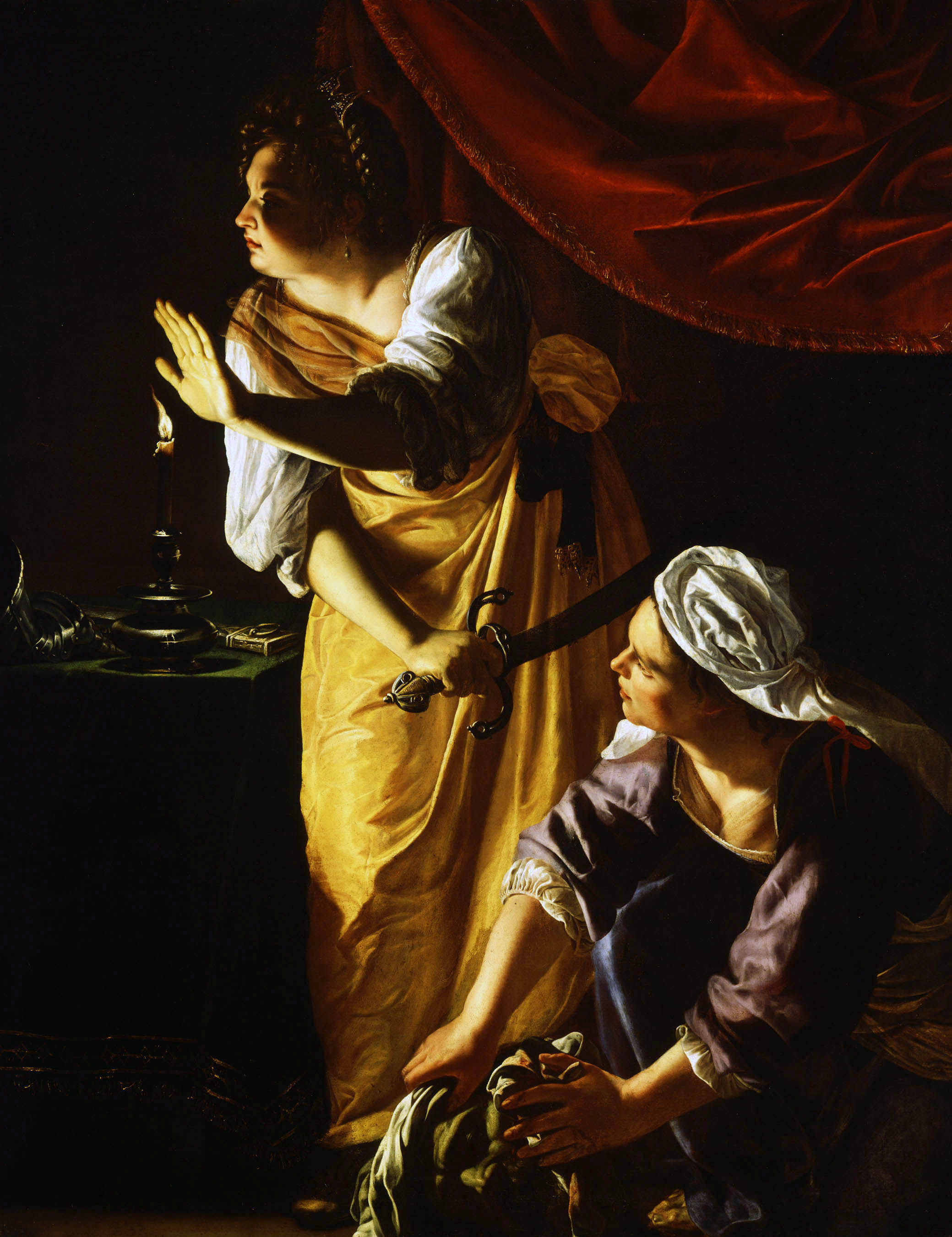
Judit y su sirvienta con la cabeza de Holofernes (c. 1625), de Artemisia Gentileschi, Detroit Institute of Arts, Detroit

Su principal sello en la representación de la luz era la entrada de la misma en diagonal, que utilizó por primera vez en Niño con un cesto de frutas (1593-1594, Galleria Borghese, Roma). En La buenaventura (1595-1598, Museo del Louvre, París) usó una luz dorada y cálida del atardecer, que cae directamente sobre el joven y de forma oblicua sobre la gitana. Su madurez pictórica llegó con los lienzos para la capilla Contarelli de la iglesia de San Luigi dei Francesi de Roma (1599-1600): El martirio de san Mateo y La vocación de san Mateo. En el primero estableció una composición formada por dos diagonales definidas por los planos iluminados y las sombras que forman el volumen de las figuras, en una compleja composición cohesionada gracias a la luz, que relaciona las figuras entre sí. En el segundo, un potente haz de luz que entra en diagonal por la parte superior derecha ilumina directamente la figura de Mateo, un rayo paralelo al brazo levantado de Jesús y que parece acompañar su gesto; un postigo abierto de la ventana central corta este rayo de luz en su parte superior, dejando el lado izquierdo de la imagen en penumbra. En obras como la Crucifixión de san Pedro y la Conversión de san Pablo (1600-1601, capilla Cerasi, Santa Maria del Popolo, Roma) la luz hace fulgurar objetos y personas, hasta el punto que se convierte en la verdadera protagonista de las obras; estas escenas están inmersas en la luz de una forma que constituye más que un simple atributo de la realidad, sino que es el medio a través del cual la realidad se manifiesta. En la etapa final de su carrera acentuó la tensión dramática de sus obras a través de un luminismo de efectos relampagueantes, como en Siete obras de misericordia (1607, Pio Monte della Misericordia, Nápoles), un nocturno con varios focos de luz que ayudan a enfatizar los actos de misericordia representados en una acción simultánea.
Artemisia Gentileschi se formó con su padre, Orazio Gentileschi, coincidiendo con los años en que Caravaggio vivió en Roma, cuya obra pudo apreciar en San Luigi dei Francesi y Santa Maria del Popolo. Su obra se encauzó en el naturalismo tenebrista, asumiendo sus rasgos más característicos: utilización expresiva de la luz y el claroscuro, dramatismo de las escenas y figuras de rotunda anatomía. Su obra más famosa es Judit decapitando a Holofernes (dos versiones: 1612-1613, Museo Capodimonte, Nápoles; y 1620, Uffizi, Florencia), donde la luz se focaliza en Judit, su criada y el general asirio, frente a una completa oscuridad, enfatizando el drama de la escena. En los años 1630, establecida en Nápoles, su estilo adoptó un componente más clasicista, sin abandonar del todo el naturalismo, con espacios más diáfanos y atmósferas más claras y nítidas, aunque el claroscuro siguió siendo parte esencial de la composición, como medio para crear el espacio, dar volumen y expresividad a la imagen. Una de sus mejores composiciones por la complejidad de su iluminación es El nacimiento de san Juan Bautista (1630, Museo del Prado, Madrid), donde mezcla luz natural y artificial: la luz del portal de la parte superior derecha del cuadro suaviza la luz del interior de la estancia, en una «sutil transición de los valores lumínicos» —según Roberto Longhi— que sería habitual posteriormente en la pintura holandesa.

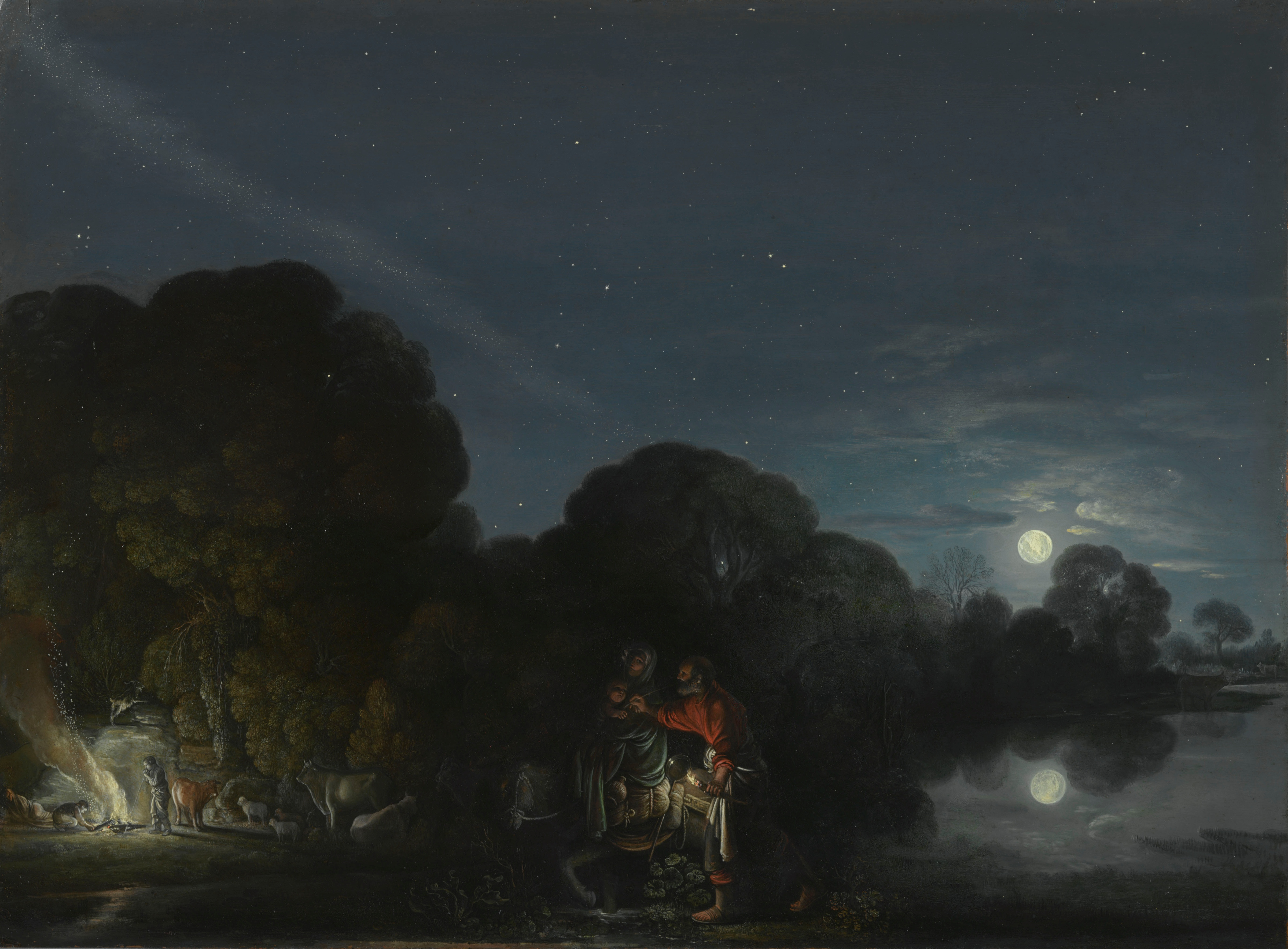
Huida a Egipto (1609), de Adam Elsheimer, Alte Pinakothek, Múnich

Adam Elsheimer destacó por sus estudios lumínicos de la pintura de paisaje, con interés por las luces de amanecer y atardecer, así como la iluminación nocturna y los efectos atmosféricos como nieblas y brumas. Su luz era extraña e intensa, con un aspecto de esmalte típico de la pintura alemana, en una tradición que va desde Lukas Moser hasta Albrecht Altdorfer. Su cuadro más famoso es Huida a Egipto (1609, Alte Pinakothek, Múnich), una escena nocturna que está considerada el primer paisaje a la luz de la luna; en esta obra se aprecian cuatro fuentes de luz: la hoguera de los pastores, la antorcha que porta san José, la luna y su reflejo en el agua; también se percibe la Vía Láctea, cuya representación se puede considerar también como la primera realizada de forma naturalista.

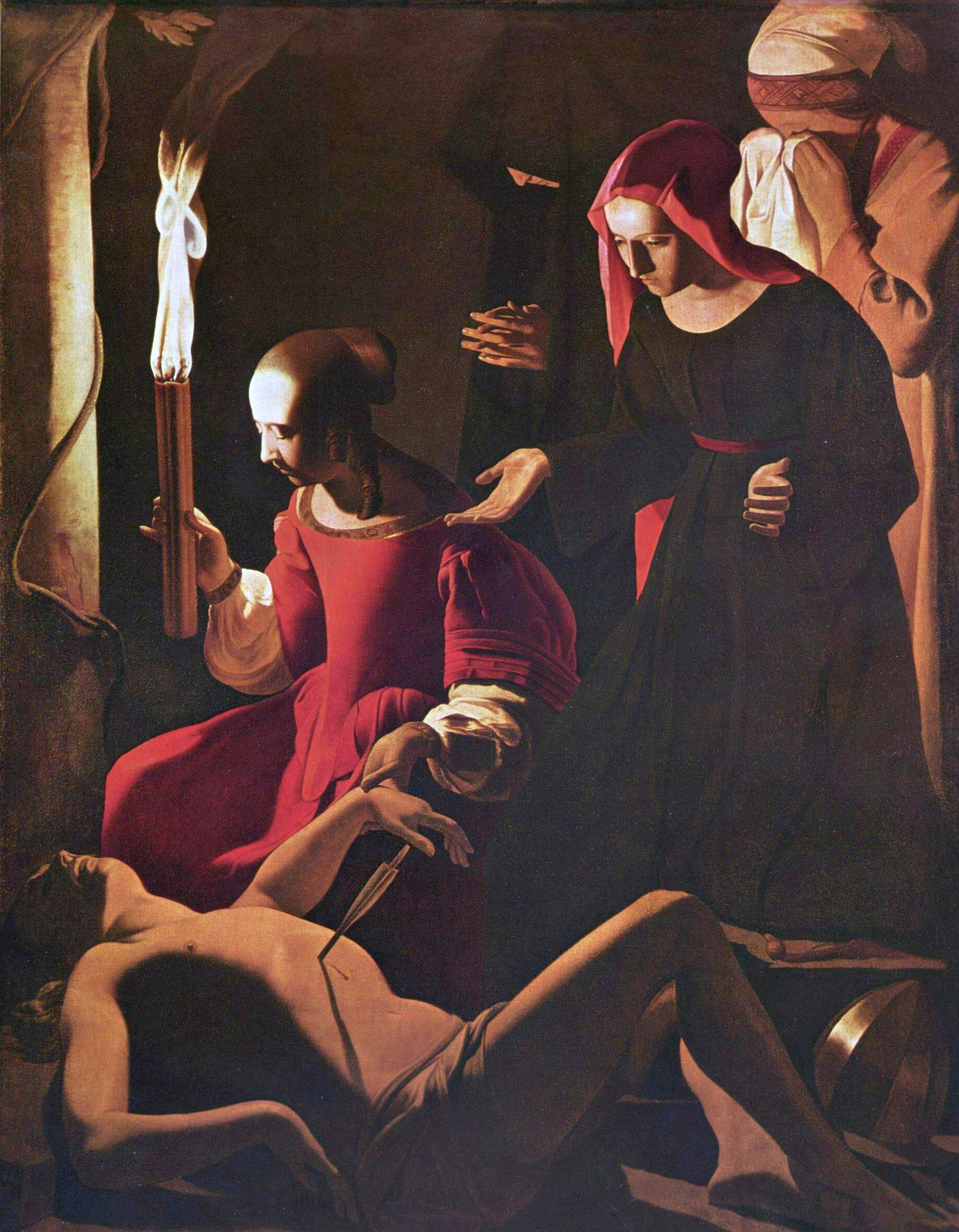
San Sebastián cuidado por Santa Irene (c. 1650), de Georges de La Tour, Gemäldegalerie de Berlín

Georges de La Tour fue un magnífico intérprete de la luz artificial, generalmente luces de lámpara o bujía, con el foco visible y preciso, que solía colocar dentro de la imagen, enfatizando su aspecto dramático. En ocasiones, para no deslumbrar, los personajes colocaban las manos delante de la vela, creando unos efectos translúcidos en la piel, que adquiría un tono rojizo, de gran realismo y que probaban su virtuosismo en plasmar la realidad. Así como sus primeras obras denotan la influencia de un caravaggismo de origen italiano, desde su estancia en París entre 1636 y 1643 se acercó más al caravaggismo holandés, más propenso a la inclusión directa del foco de luz en la tela. Comienza así su etapa más tenebrista, con escenas de fuertes penumbras donde la luz generalmente de una vela ilumina con mayor o menor intensidad ciertas zonas del cuadro. Se distinguen en general dos tipos de composición: la fuente de luz plenamente visible (Job con su mujer, Musée Departamental des Vosges, Épinal; Mujer espulgándose, Musée Historique Lorrain, Nancy; Magdalena Terff, Museo del Louvre, París) o bien la luz tapada por un objeto o personaje, creando una iluminación de contraluz (Magdalena Fabius, colección Fabius, París; Ángel apareciéndose a san José, Musée des Beaux-Arts, Nantes; La adoración de los pastores, Museo del Louvre, París). En sus últimas obras reduce los personajes a figuras esquemáticas de aspecto geométrico, como maniquíes, para recrearse plenamente en los efectos de la luz sobre masas y superficies (El arrepentimiento de san Pedro, Museum of Art, Cleveland; El recién nacido, Musée des Beaux-Arts, Rennes; San Sebastián curado por santa Irene, iglesia parroquial de Broglie).
Pese a su aspecto verosímil, la iluminación de La Tour no es plenamente naturalista, sino que está tamizada por la voluntad del artista, en todo momento imprime la cantidad deseada de luz y sombra para recrear el efecto deseado; en general, es una iluminación serena y difusa, que hace resaltar el volumen sin excesivo dramatismo. La luz sirve para unir las figuras, para resaltar la parte del cuadro que más le conviene al argumento de la obra, es una luz atemporal de carácter poético, trascendente; es la justa luz necesaria para aportar credibilidad, pero que sirve a un propósito más simbólico que realista. Es una luz irreal, ya que ninguna vela genera una luz tan serena y difusa, una luz conceptual y estilística, que sirve únicamente a la intención compositiva del pintor.
Otro caravaggista francés fue Trophime Bigot, apodado Maître à la chandelle (Maestro de la vela) por sus escenas de luz artificial, en las que mostró una gran pericia en la técnica del claroscuro.

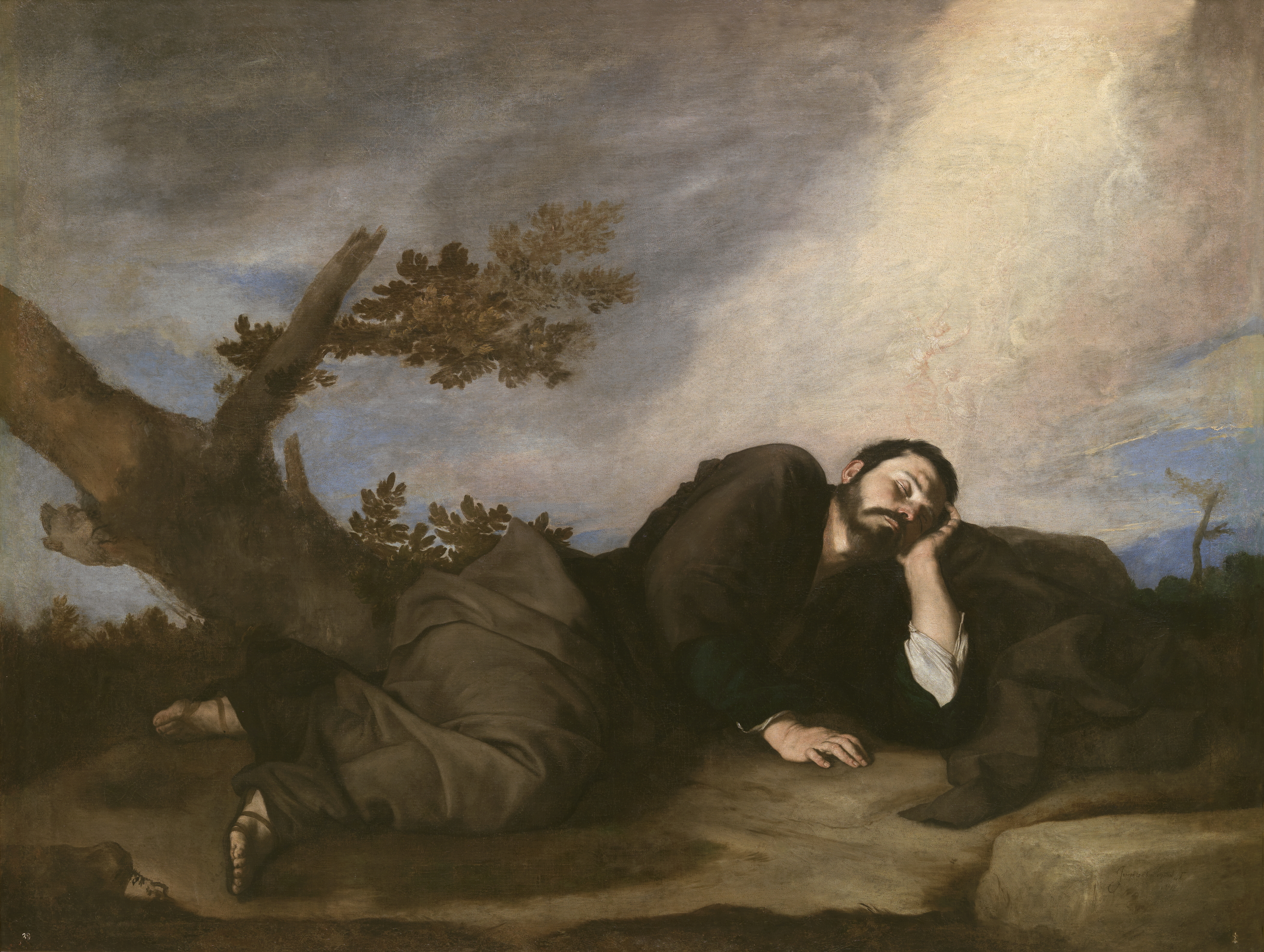
El sueño de Jacob (1639), de José de Ribera, Museo del Prado, Madrid

El valenciano afincado en Nápoles José de Ribera (apodado lo Spagnoletto) asumió plenamente la luz caravaggiesca, con un estilo antiidealista de pincelada pastosa y efectos de movimiento dinámicos. Ribera asumió la iluminación tenebrista de una forma personal, tamizada por otras influencias, como el colorido veneciano o el rigor compositivo del clasicismo boloñés. En su obra temprana empleó los violentos contrastes de luces y sombras propios del tenebrismo, pero desde los años 1630 evolucionó a un mayor cromatismo y fondos más claros y diáfanos. Frente a la pintura plana de Caravaggio, Ribera empleaba una pasta densa que otorgaba más volumen y enfatizaba los brillos. Una de sus mejores obras, Sileno ebrio (1626, Museo de Capodimonte, Nápoles) destaca por los fogonazos de luz que alumbran a los diversos personajes, con especial énfasis en el cuerpo desnudo del sileno, iluminado por una luz plana de apariencia mórbida.
Además de Ribera, en España el caravaggismo contó con la figura de Juan Bautista Maíno, un fraile dominico que fue profesor de dibujo de Felipe IV, residente en Roma entre 1598 y 1612, donde fue discípulo de Annibale Carracci; su obra destaca por el colorismo y la luminosidad, como en La adoración de los pastores (1611-1613, Museo del Prado, Madrid). También cabe destacar la obra de los bodegonistas Juan Sánchez Cotán y Juan van der Hamen. En general, el naturalismo español trató la luz con un sentido próximo al caravaggismo, pero con una cierta sensualidad procedente de la escuela veneciana y un detallismo de raíces flamencas. Francisco de Zurbarán desarrolló un tenebrismo algo dulcificado, aunque una de sus mejores obras, San Hugo en el refectorio de los cartujos (c. 1630, Museo de Bellas Artes de Sevilla) destaca por la presencia del color blanco, con un sutil juego de luces y sombras que destaca por la multiplicidad de intensidades aplicada a cada figura y objeto.
En Venecia, la pintura barroca no dio figuras tan excepcionales como en el Renacimiento y manierismo, pero en la obra de artistas como Domenico Fetti, Johann Liss y Bernardo Strozzi se percibe el luminismo vibrante y las atmósferas envolventes tan característicos de la pintura veneciana.

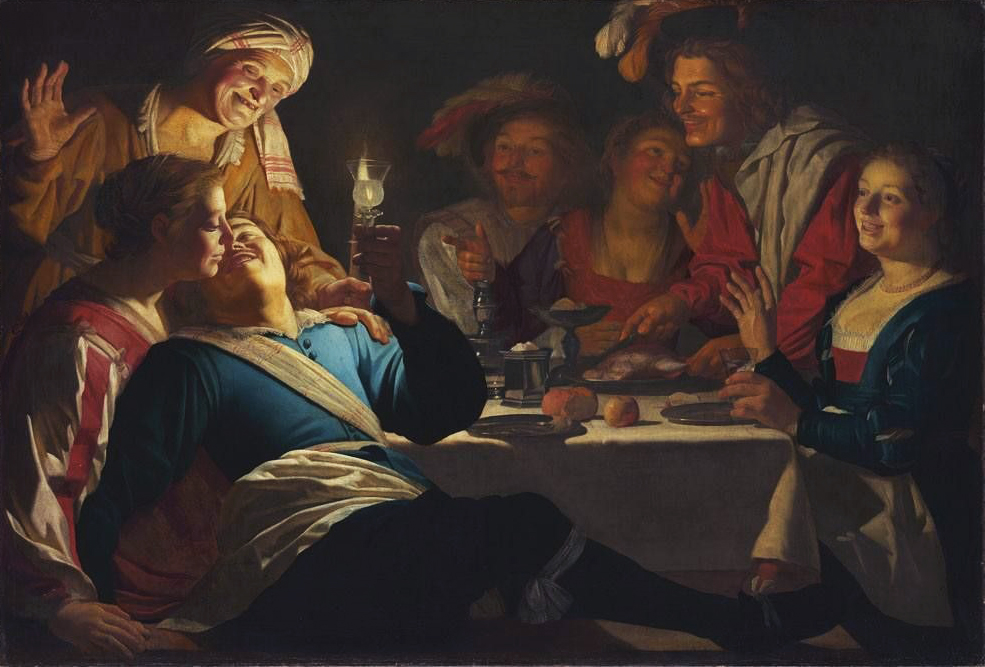
El hijo pródigo (1623), de Gerard van Honthorst, Alte Pinakothek, Múnich

Las novedades caravaggistas tuvieron un especial eco en Holanda, donde surgió la denominada Escuela caravaggista de Utrecht, una serie de pintores que asumieron la descripción de la realidad y los efectos claroscuristas de Caravaggio como principios pictóricos, sobre los cuales desarrollaron un nuevo estilo basado en el cromatismo tonal y la búsqueda de nuevos esquemas de composición, dando como fruto una pintura que destaca por sus valores ópticos. Entre sus miembros se encontraban Hendrik Terbrugghen, Dirck van Baburen y Gerard van Honthorst, los tres formados en Roma. El primero asumió el repertorio temático de Caravaggio, pero con un tono más edulcorado, con un dibujo nítido, un cromatismo grisáceo-plateado y una atmósfera de suave claridad lumínica. Van Baburen buscó más los efectos de plena luz que no los contrastes claroscuristas, con intensos volúmenes y contornos. Honthorst fue un hábil realizador de escenas nocturnas, lo que le valió el apodo de Gherardo delle Notti («Gerardo de las noches»). En obras como Cristo ante el Sumo Sacerdote (1617), Natividad (1622), El hijo pródigo (1623) o La alcahueta (1625), mostró una gran maestría en el uso de la luz artificial, generalmente de velas, con una o dos fuentes de luz que iluminaban de forma desigual la escena, resaltando las partes más significativas del cuadro y dejando el resto en penumbra. De su Cristo en la columna dijo Joachim von Sandrart: «el brillo de las velas y de las luces lo ilumina todo con una naturalidad que se asemeja tanto a la vida que nunca arte alguno alcanzó cotas tales».

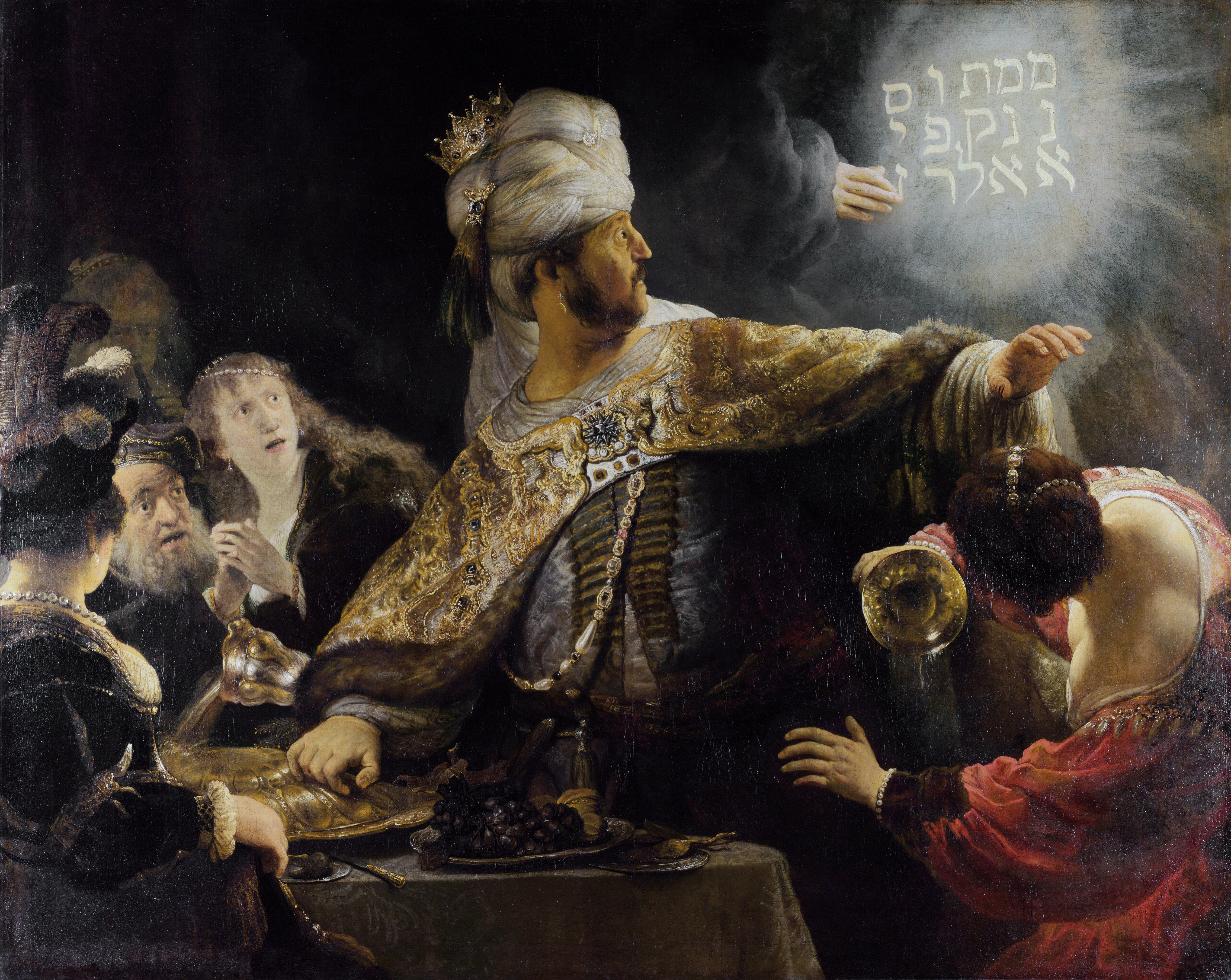
El festín de Baltasar (1635-1638), de Rembrandt, The National Gallery, Londres

Uno de los máximos exponentes de la utilización simbólica de la luz fue Rembrandt, artista original de fuerte sello personal, con un estilo cercano al tenebrismo, pero más difuminado, sin los marcados contrastes entre luz y sombra propios de los caravaggistas, sino una penumbra más sutil y difusa. Según Giovanni Arpino, Rembrandt «inventó la luz, no como calor, sino como valor. [...] Inventa la luz no para iluminar, sino para hacer inabordable su mundo». En general, elaboraba imágenes donde predominaba la oscuridad, iluminada en ciertas partes de la escena por un rayo de luz cenital de connotación divina; si la luz está dentro del cuadro significa que el mundo está circunscrito a la parte iluminada y nada existe fuera de esta luz. La luz rembrandtiana es reflejo de una fuerza exterior, que incide en los objetos haciendo que irradien energía, como la retransmisión de un mensaje. Aunque parte del tenebrismo, sus contrastes de luz y sombra no son tan tajantes como los de Caravaggio, sino que gusta más de un tipo de penumbras doradas que dan un aire misterioso a sus cuadros. En Rembrandt la luz era algo estructural, integrada en la forma, el color y el espacio, de tal manera que desmaterializa los cuerpos y juega con la textura de los objetos. Es una luz no sujeta a las leyes físicas, que concentra generalmente en una zona del cuadro, creando una luminosidad de aspecto resplandeciente. En su obra, luz y sombra interactúan, disolviendo los contornos y deformando las formas, que se convierten en el objeto sustentante de la luz. Según Wolfgang Schöne, en Rembrandt luz y oscuridad son en realidad dos tipos de luz, una brillante y otra oscura. Solía utilizar una tela a modo de pantalla reflectora o difusora, que regulaba a su gusto para obtener la iluminación deseada en cada escena. Su preocupación por la luz le llevaba no solo a su estudio pictórico, sino a establecer la correcta ubicación de sus cuadros para una óptima visualización; así, en 1639 aconsejó a Constantijn Huygens la colocación de su cuadro Sansón cegado por los filisteos: «cuelgue este cuadro donde haya fuerte luz, de modo que pueda verse desde una cierta distancia, y así hará el mejor efecto». Rembrandt también plasmó con maestría la luz en sus aguafuertes, como Los cien florines y Las tres cruces, en los que la luz es casi la protagonista de la escena.
Rembrandt recogió la tradición lumínica de la escuela veneciana, al igual que su compatriota Johannes Vermeer, aunque si bien el primero destaca por sus efectos fantásticos de luz el segundo desarrolla en su obra una luminosidad de gran calidad en los tonos locales. Vermeer imprimía a sus obras —generalmente escenas cotidianas en espacios interiores— una luminosidad pálida que creaba unos ambientes plácidos y sosegados. Utilizaba una técnica llamada pointillé, una serie de puntos de pigmento con los que realzaba los objetos, sobre los que a menudo aplicaba una luminosidad que hacía que las superficies reflejasen la luz de una forma especial. La luz de Vermeer suaviza los contornos sin perder la solidez de las formas, en una combinación de suavidad y precisión que pocos artistas más han logrado.

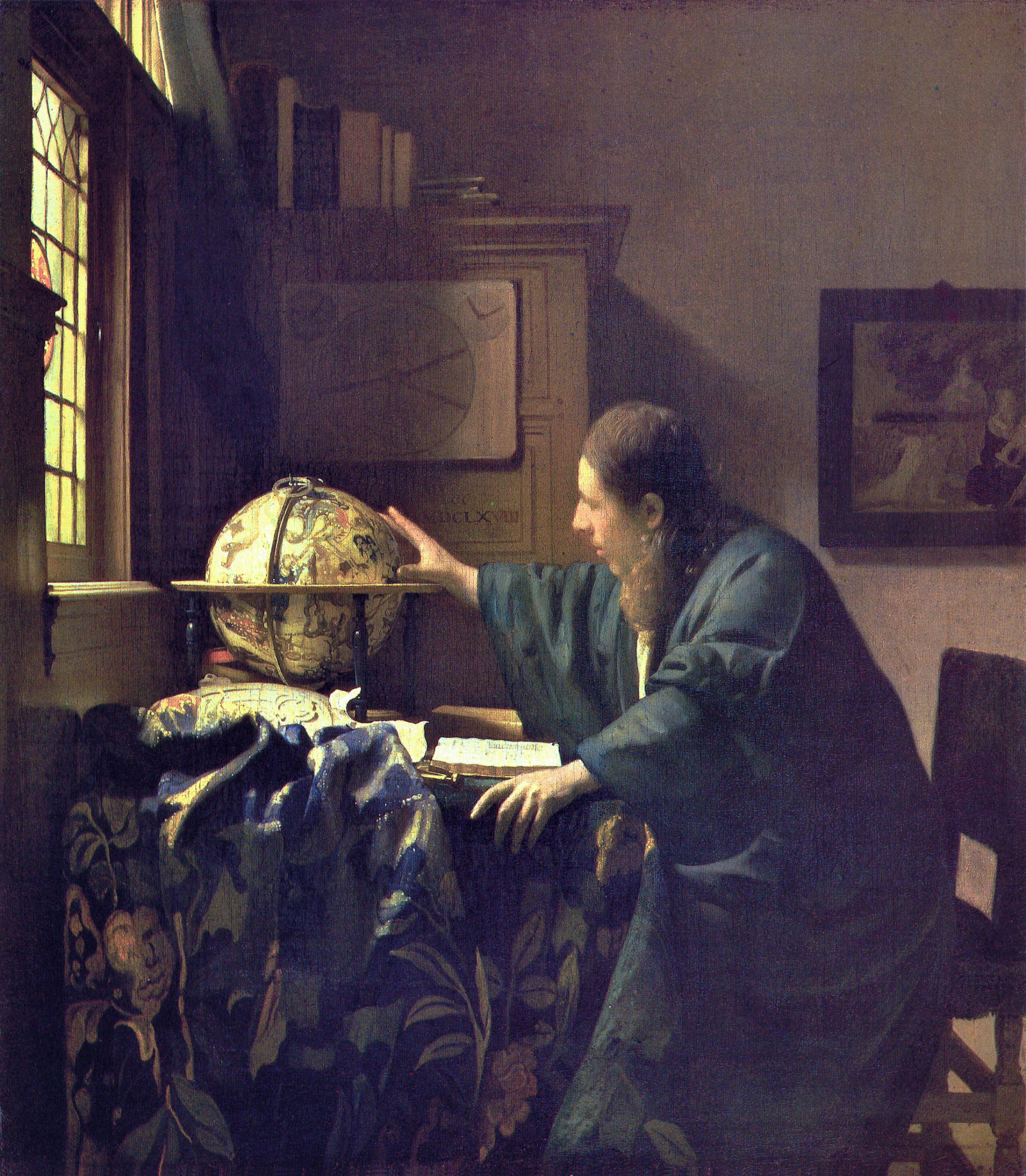
El astrónomo (1688), de Johannes Vermeer, Museo del Louvre, París

Apodado el «pintor de la luz», Vermeer sintetizó magistralmente luz y color, supo plasmar como nadie el color de la luz. En sus obras la luz es en sí misma un color, mientras que la sombra está unida indisolublemente a la luz. La luz de Vermeer es siempre natural, no gusta de la luz artificial, y generalmente tiene un tono cercano al amarillo limón, que junto al azul apagado y el gris claro eran los principales colores de su paleta. Es la luz la que forma las figuras y los objetos, y en conjunción con el color es la que fija las formas. En cuanto a las sombras, están intercaladas en la luz, invirtiendo el contraste: en vez de encajar la parte luminosa del cuadro en las sombras, son estas las que se recortan en el espacio luminoso. Al contrario que en la práctica del claroscuro, en que la forma se pierde progresivamente en la penumbra, Vermeer situaba un primer plano de color oscuro para ir aumentando la intensidad tonal, que llega al cénit en la luz media; desde aquí va disolviendo el color hacia el blanco, en vez de hacia el negro como se hacía en el claroscuro. En la obra de Vermeer el cuadro es una estructura organizada por la que circula la luz, que es absorbida y difundida por los objetos que aparecen en escena. Construye las formas gracias a la armonía entre luz y color, que es saturado, con predominio de colores puros y tonos fríos. La luz da existencia visual al espacio, que a su vez la recibe y difunde.

En Vermeer, la luz no es nunca artificial: es precisa y normal como la de la naturaleza, y de una exactitud capaz de satisfacer al físico más escrupuloso. [...] Esta exactitud de la luz en Vermeer se debe a la armonía del colorido.
Théophile Thoré

Otros destacados pintores holandeses fueron Frans Hals y Jacob Jordaens. El primero tuvo una fase caravaggista entre 1625 y 1630, con un claro cromatismo y luminosidad difusa (El alegre bebedor, 1627-1628, Rijksmuseum, Ámsterdam; Malle Babbe, 1629-1630, Gemäldegalerie de Berlín), para evolucionar posteriormente a un estilo más sobrio, oscuro y monocromático. Jordaens tenía un estilo caracterizado por un colorido brillante y fantástico, con fuertes contrastes de luz y sombra y una técnica de densos empastes. Entre 1625 y 1630 tuvo un período en el que profundizó en los valores lumínicos de sus imágenes, en obras como El martirio de santa Apolonia (1628, iglesia de San Agustín, Amberes) o La fecundidad de la tierra (1630, Musées Royaux des Beaux-Arts, Bruselas).

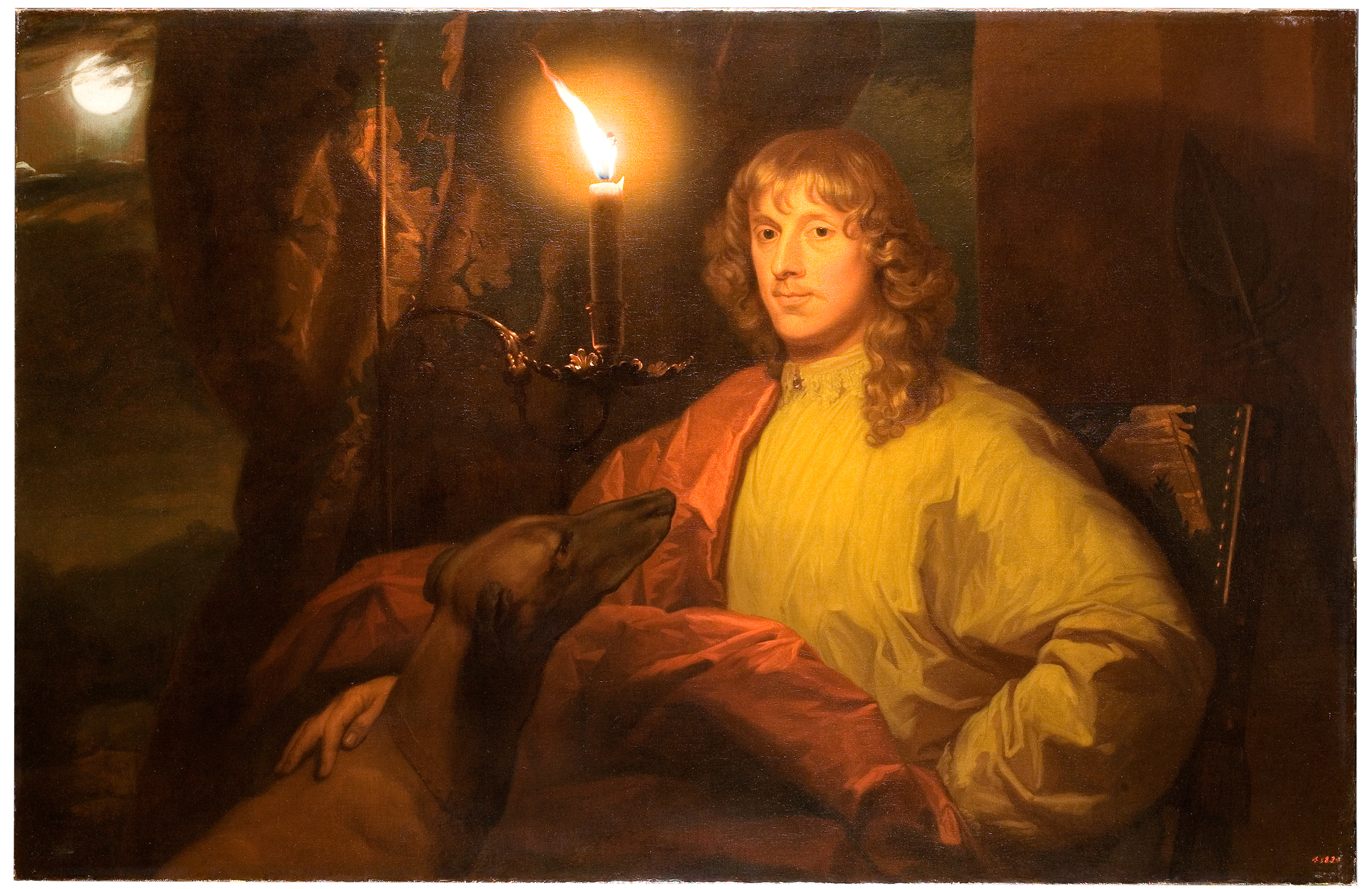
Retrato de James Stuart, duque de Lennox y Richmond (1692-1696), de Godfried Schalcken, Leiden Collection, Nueva York

Cabe mencionar también a Godfried Schalcken, un discípulo de Gerard Dou que trabajó además de en su país natal en Inglaterra y Alemania. Excelente retratista, en muchas de sus obras empleó una luz artificial de velas o bujías, de influencia rembrandtiana, como en el Retrato de Guillermo III (1692-1697, Rijksmuseum, Ámterdam), el Retrato de James Stuart, duque de Lennox y Richmond (1692-1696, Leiden Collection, Nueva York), Joven y mujer estudiando una estatua de Venus a la luz de la lámpara (c. 1690, Leiden Collection, Nueva York) o Anciano leyendo a la luz de una vela (c. 1700, Museo del Prado, Madrid).

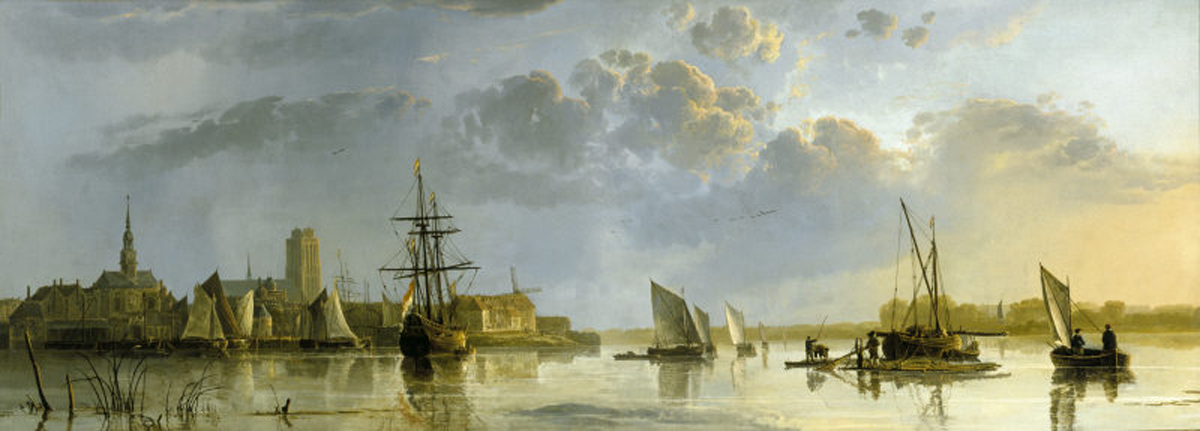
Vista de Dordrecht (c. 1650), de Aelbert Cuyp, National Trust, Ascott

Un género que floreció en Holanda de manera excepcional en esta centuria fue el paisaje, el cual, entroncando con el paisajismo manierista de Pieter Brueghel el Viejo y Joos de Momper, desarrolló una nueva sensibilidad a los efectos atmosféricos y a los reflejos del sol en el agua. Jan van Goyen fue su primer representante, seguido de artistas como Salomon van Ruysdael, Jacob van Ruysdael, Meindert Hobbema, Aelbert Cuyp, Jan van de Cappelle y Adriaen van de Velde. Salomon van Ruysdael buscaba la captación atmosférica, que trataba por tonalidades, estudiando la luz de diversas horas del día. Su sobrino Jacob van Ruysdael estaba dotado de una gran sensibilidad para la visión natural, y su carácter depresivo le llevaba a elaborar unas imágenes de gran expresividad, donde el juego de luces y sombras acentuaba el dramatismo de la escena. Su luz no es la luz saturadora y estática del Renacimiento, sino una luz en movimiento, perceptible en los efectos de luz y sombra en las nubes y sus reflejos en las llanuras, una luz que llevó a John Constable a formular una de sus lecciones sobre el arte: «recuerda que la luz y la sombra nunca están paradas». Ayudante suyo fue Meindert Hobbema, del que se diferenció por sus contrastes cromáticos y sus vivaces efectos lumínicos, que traslucen una cierta nerviosidad de trazo. Aelbert Cuyp utilizó una paleta mucho más clara que sus compatriotas, con una luz más cálida y dorada, probablemente por influencia del «paisaje italianizante» de Jan Both. Destacó por sus efectos atmosféricos, por el detallismo de los reflejos de luz sobre los objetos o los elementos del paisaje, por el uso de sombras alargadas y por la utilización de los rayos del sol en diagonal y a contraluz, en consonancia con las novedades estilísticas producidas en Italia, especialmente en torno a la figura de Claudio de Lorena.
Otro género que floreció en Holanda fue el bodegón. Uno de sus mejores representantes fue Willem Kalf, autor de unas naturalezas muertas de gran precisión en el detalle, que combinaban flores, frutas y otros alimentos con diversos objetos generalmente de lujo, como jarrones, alfombras turcas y cuencos de porcelana china, en los que destacan sus juegos de luces y sombras y los reflejos brillantes en las superficies metálicas y cristalinas.

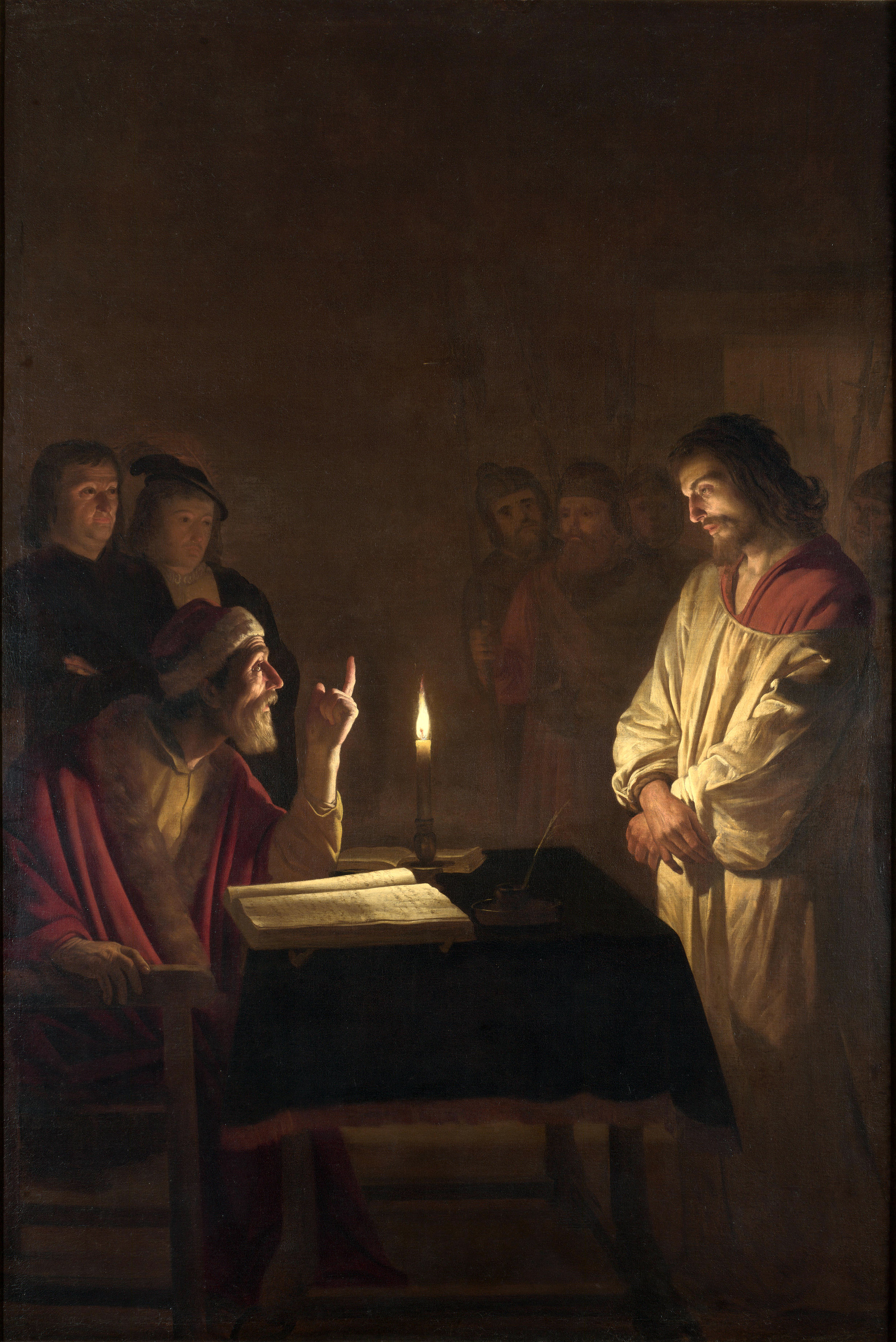
Cristo ante el Sumo Sacerdote (c. 1617), de Gerard van Honthorst, The National Gallery, Londres
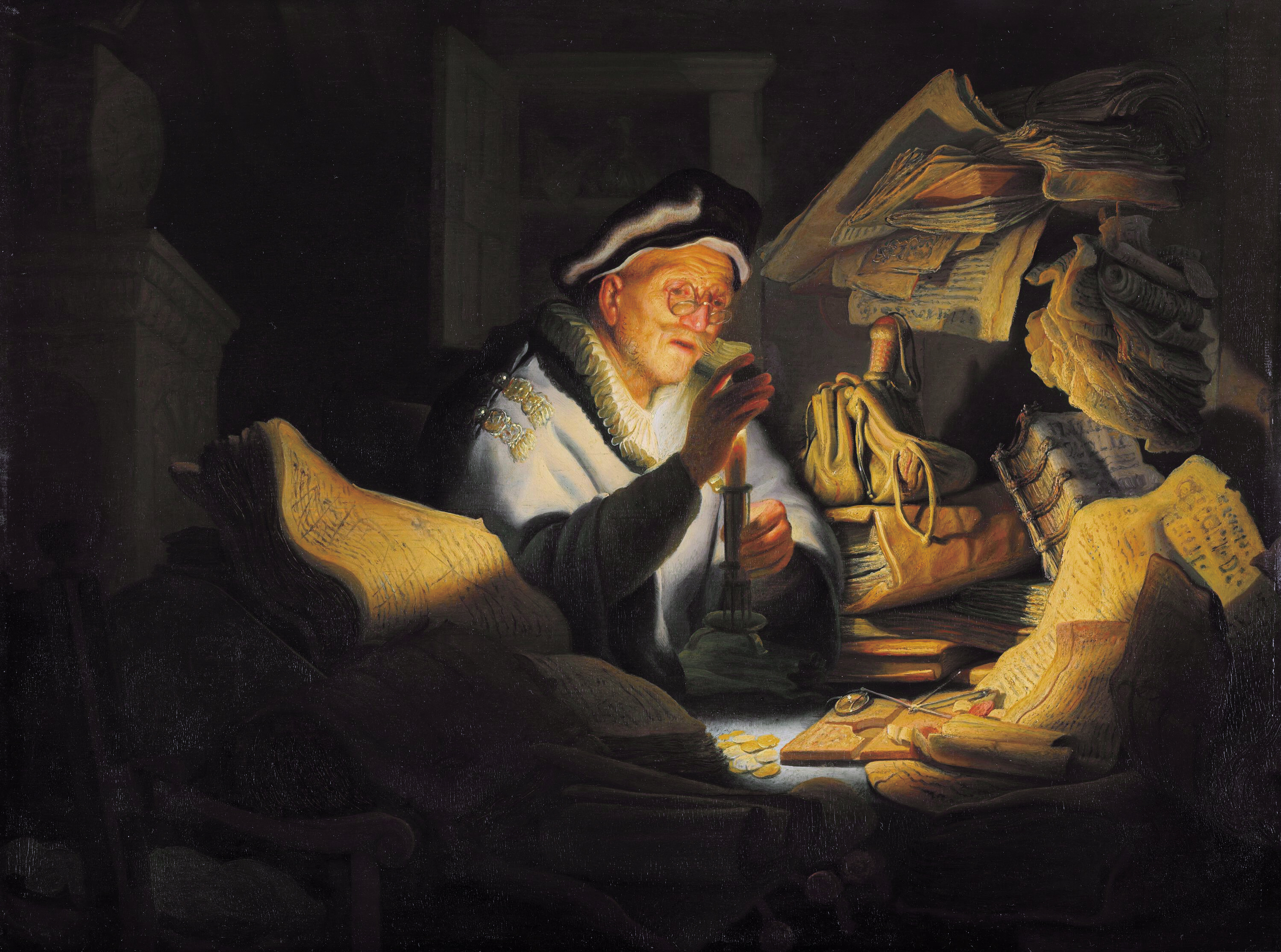
La parábola del loco rico (1627), de Rembrandt, Gemäldegalerie de Berlín
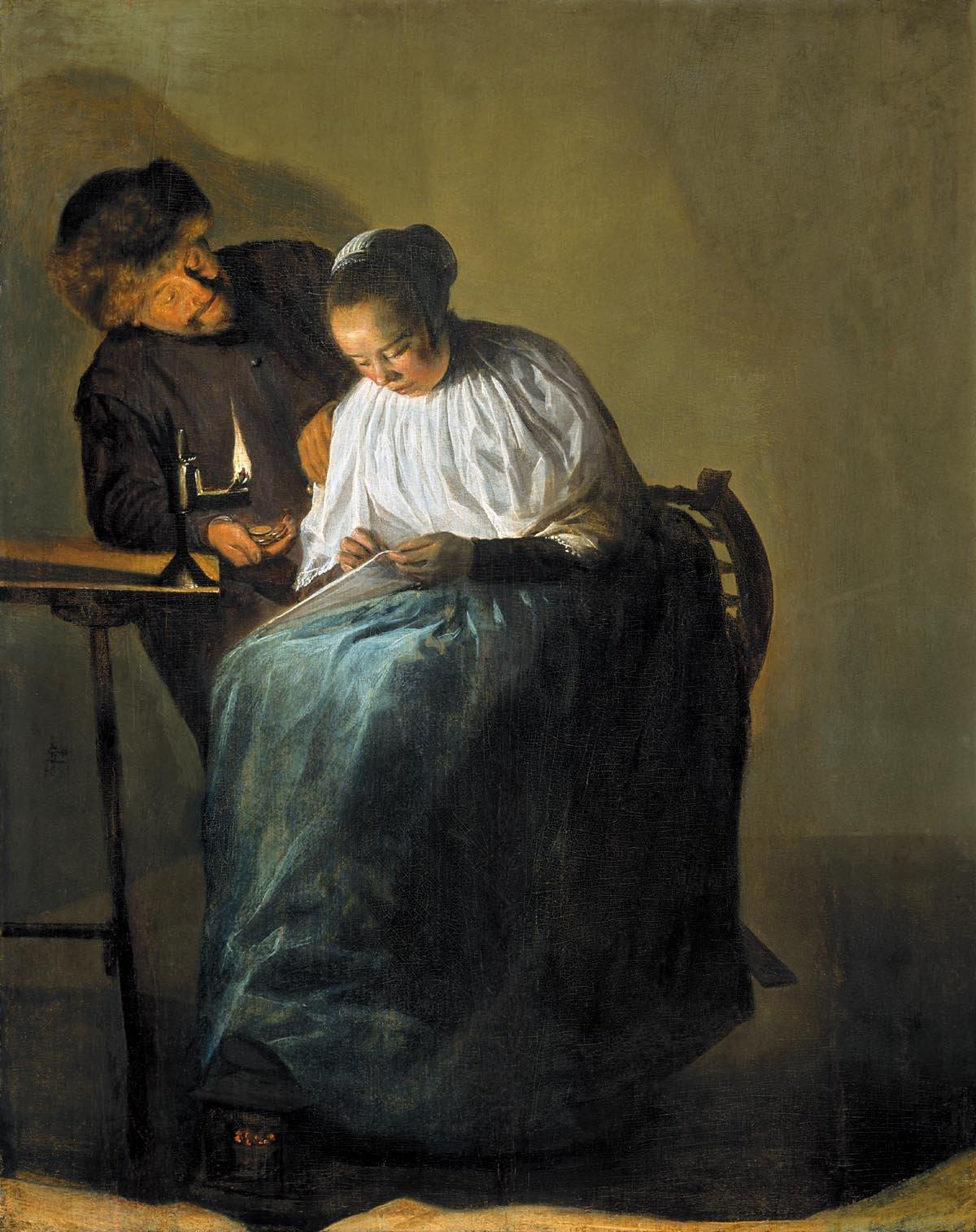
Hombre ofreciendo dinero a una mujer joven (1631), de Judith Leyster, Mauritshuis, La Haya
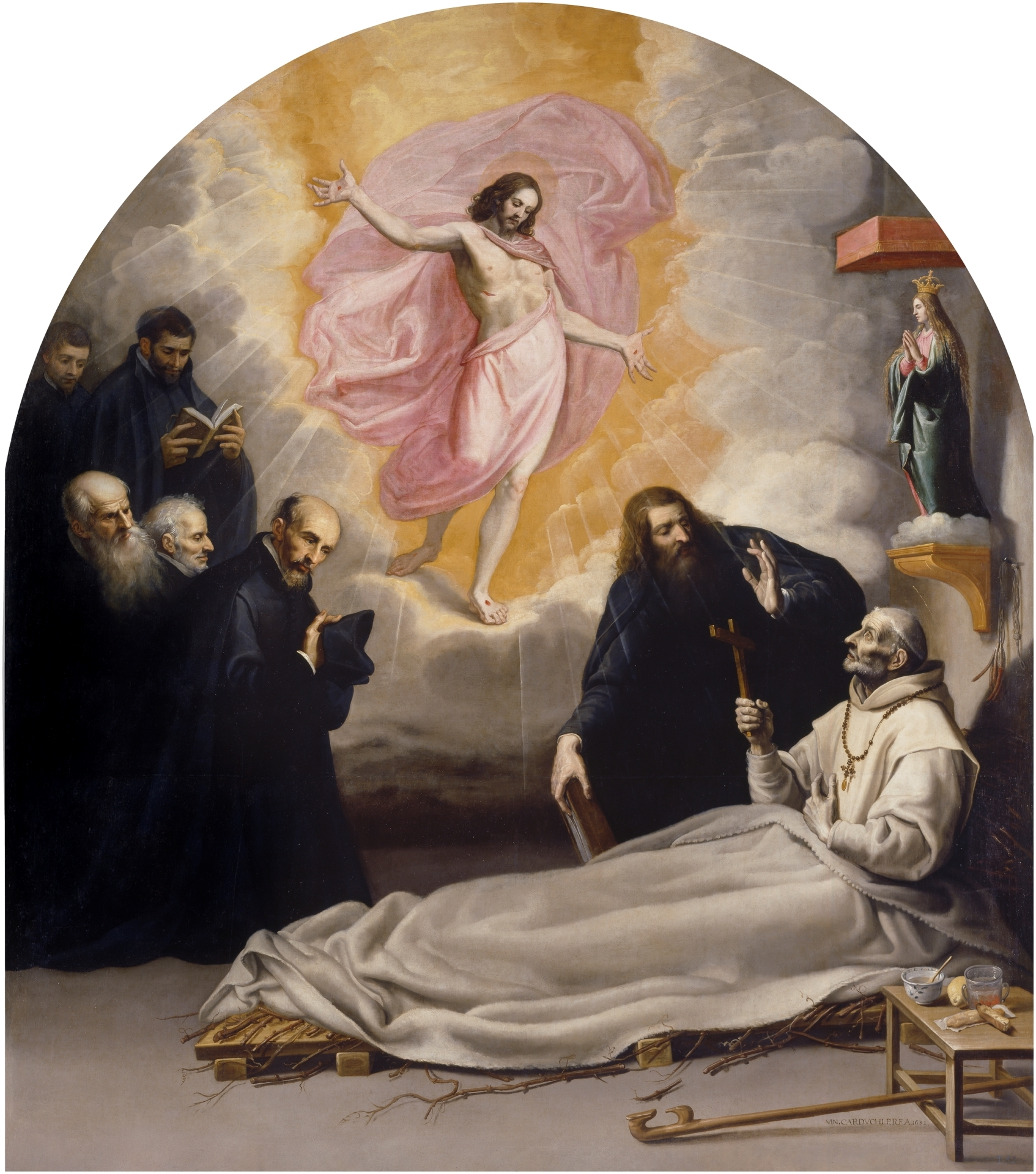
Muerte del venerable Odón de Novara (1632), de Vicente Carducho, Museo del Prado, Madrid
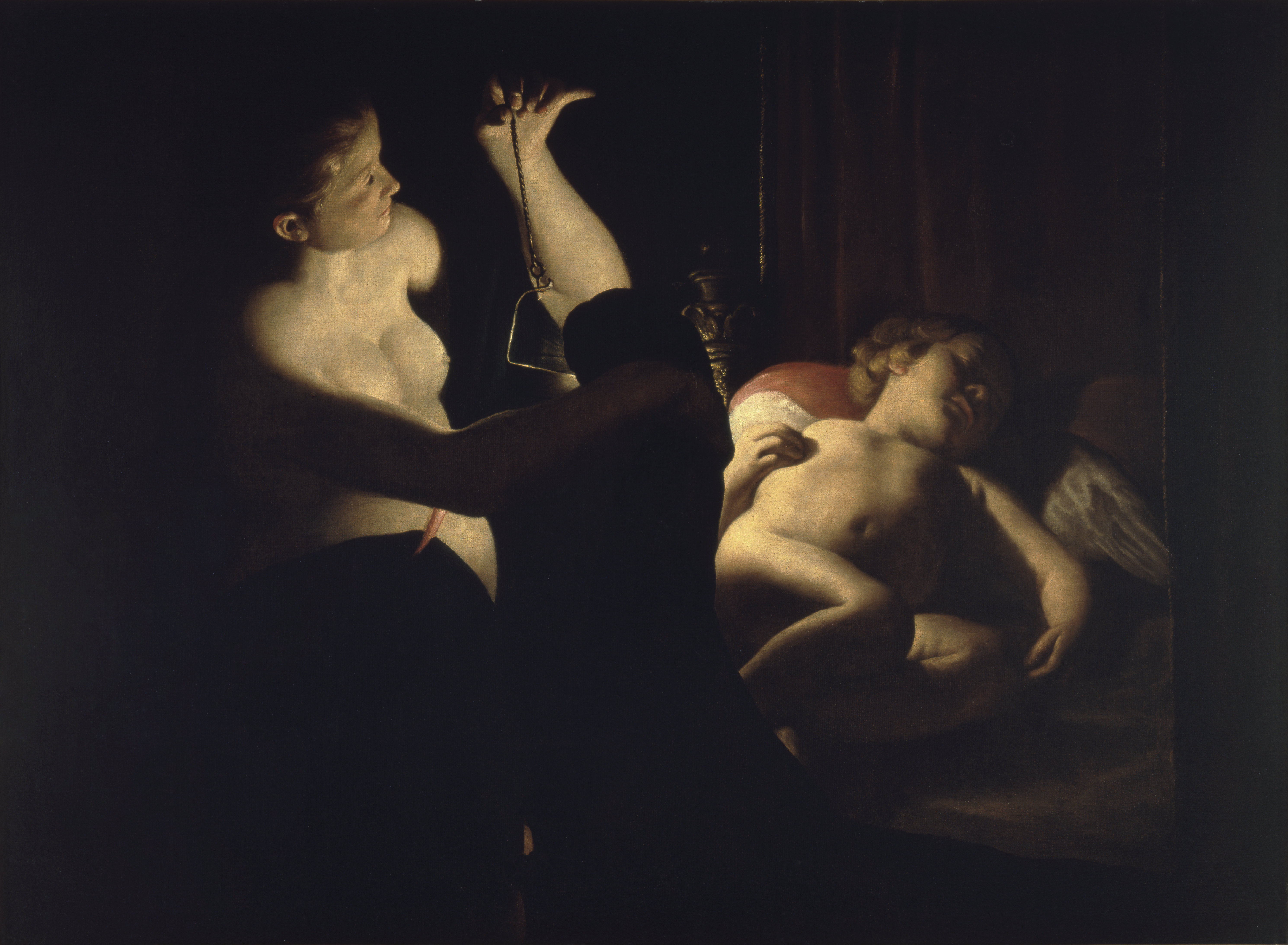
Cupido y Psique (c. 1638-1642), de Trophime Bigot, Museo Soumaya, Ciudad de México
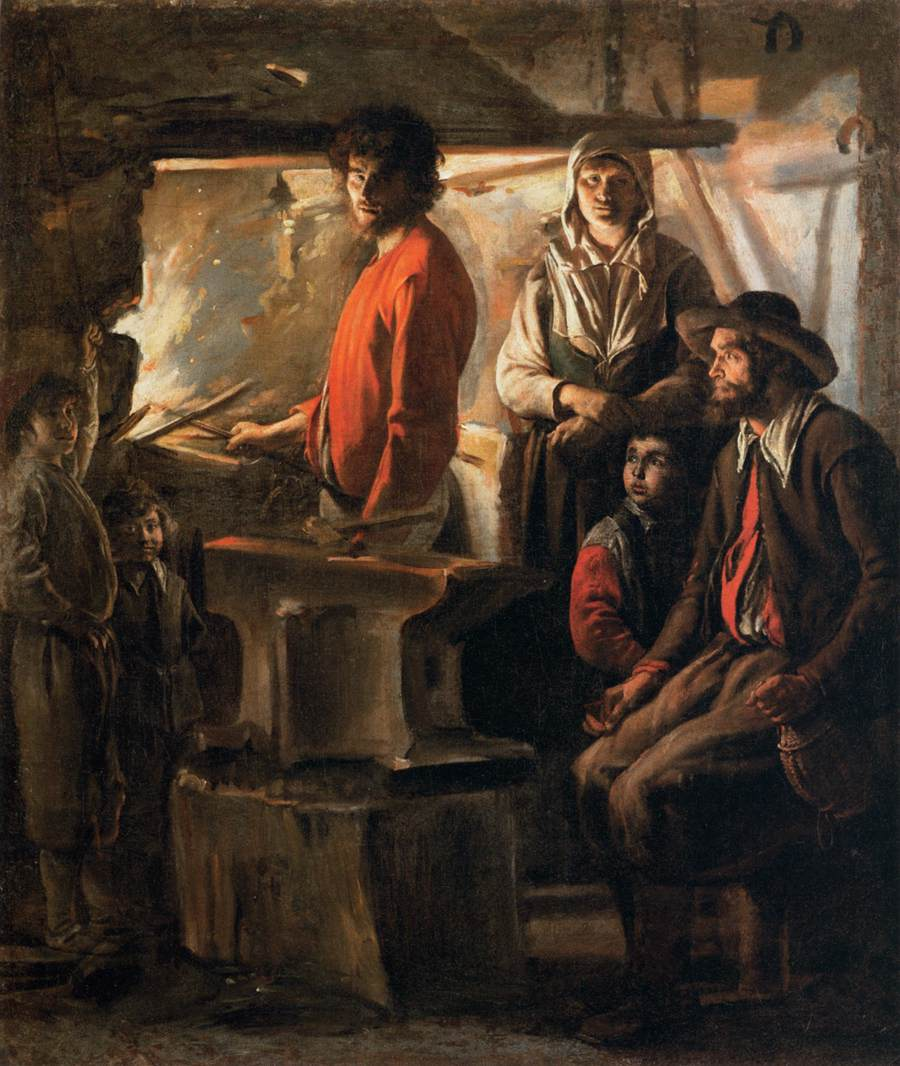
La fragua (c. 1640), de Louis Le Nain, Museo del Louvre, París
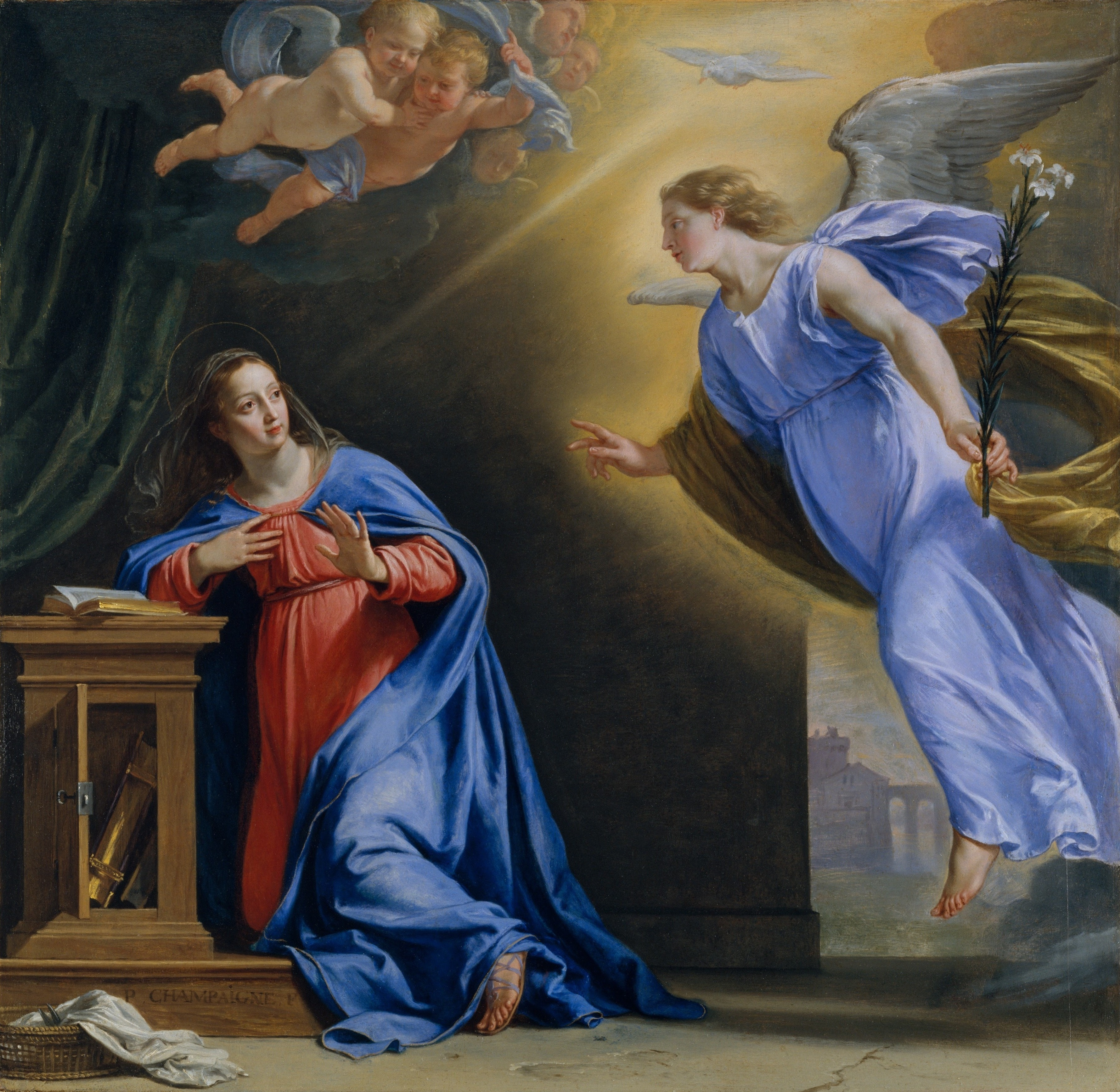
La Anunciación (1644), de Philippe de Champaigne, Metropolitan Museum of Art, Nueva York
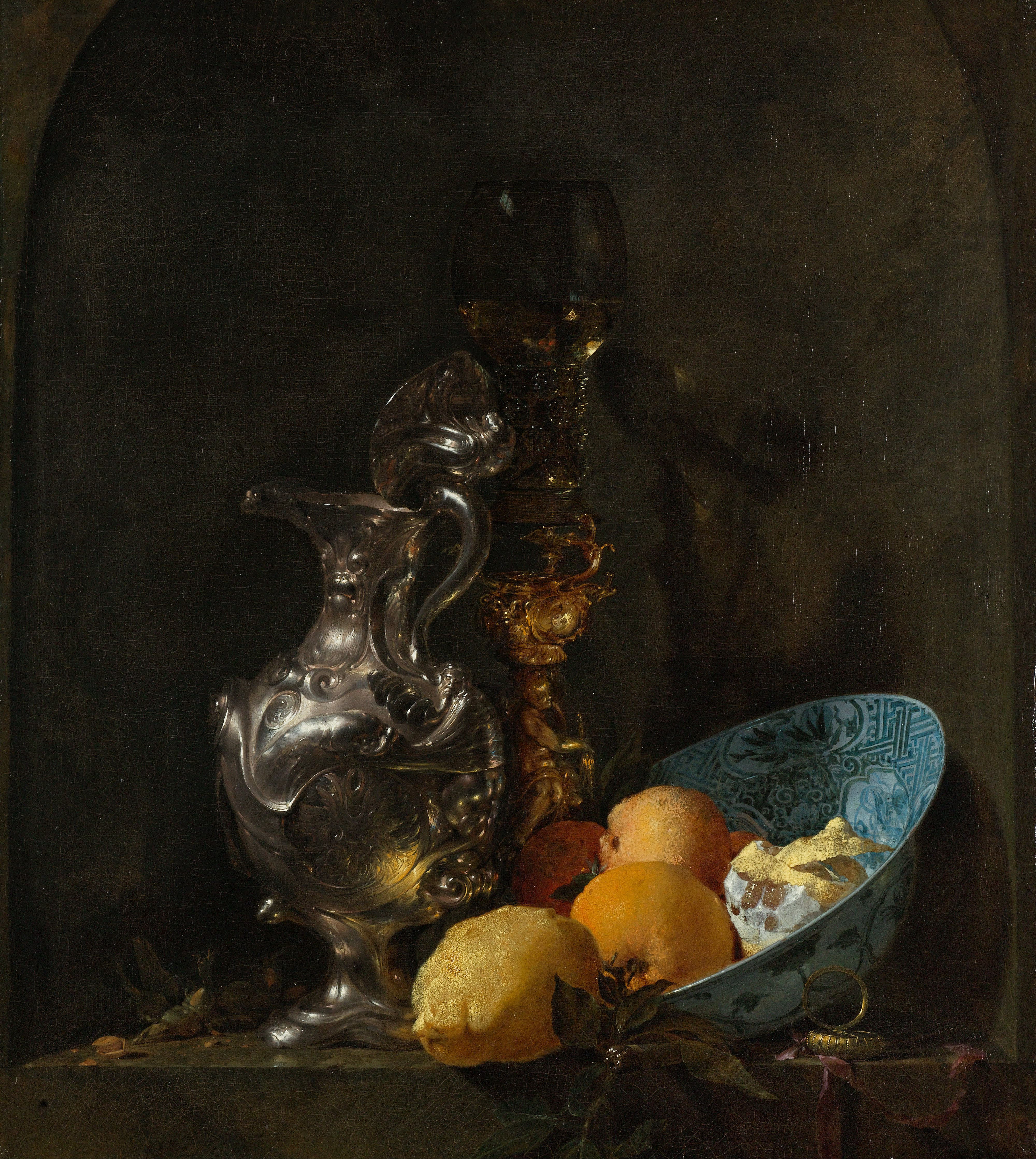
Bodegón con jarra de plata  (c. 1656), de Willem Kalf, Rijksmuseum, Ámsterdam

##### Clasicismo y pleno Barroco

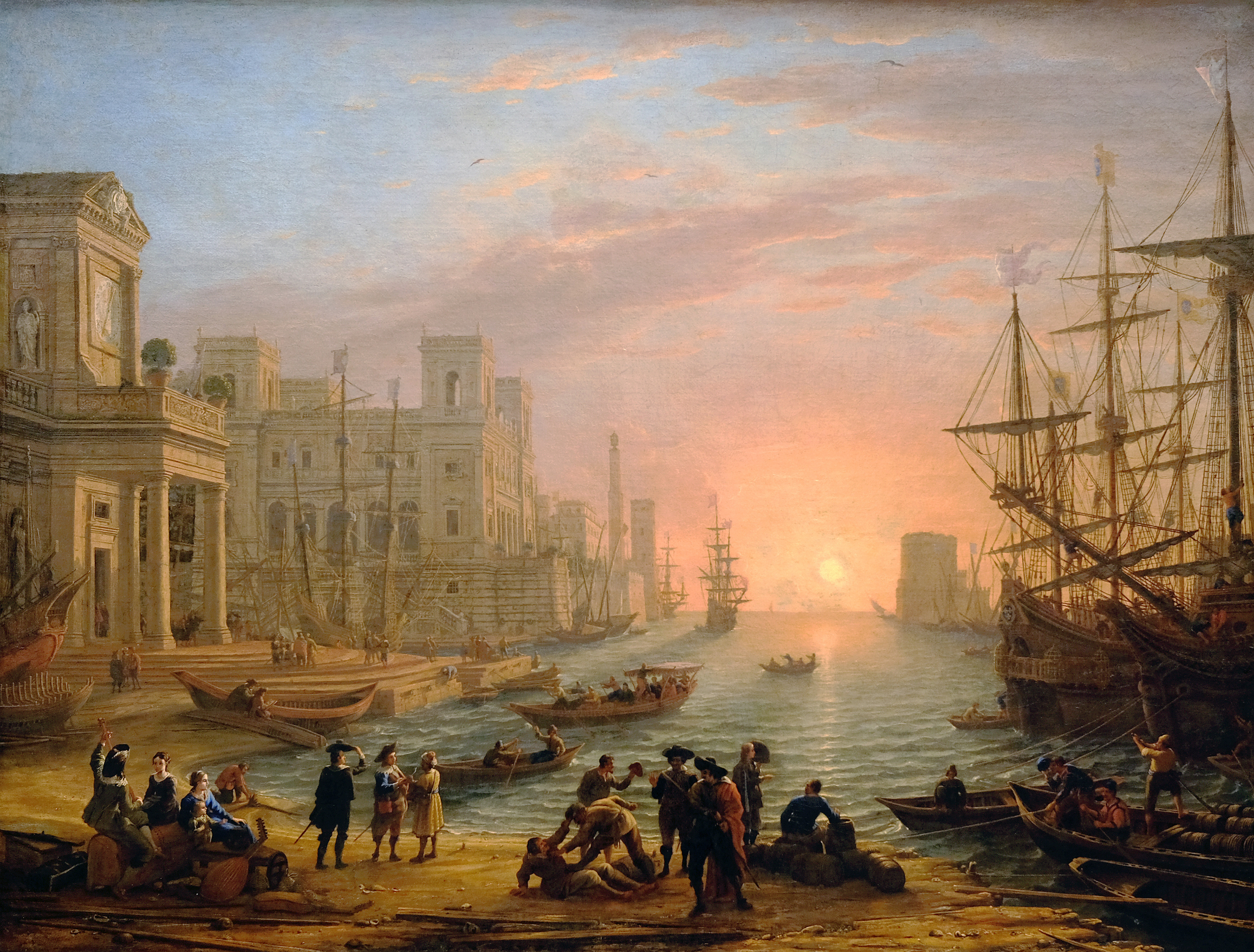
Puesta de sol en un puerto (1639), de Claudio de Lorena, Museo del Louvre, París

El clasicismo surgió en Bolonia, en torno a la denominada Escuela boloñesa, iniciada por los hermanos Annibale y Agostino Carracci. Esta tendencia suponía una reacción contra el manierismo que buscaba una representación idealizada de la naturaleza, representándola no como es, sino como debería ser. Perseguía como único objetivo la belleza ideal, para lo que se inspiraron en al arte clásico grecorromano y el arte renacentista. Este ideal encontró un tema idóneo de representación en el paisaje, así como en temas históricos y mitológicos. Además de los hermanos Carracci destacaron: Guido Reni, Domenichino, Francesco Albani, Guercino y Giovanni Lanfranco.
En la corriente clasicista, la utilización de la luz es primordial en la composición del cuadro, aunque con ligeros matices según el artista: desde los Incamminati y la Academia de Bolonia (hermanos Carracci), el clasicismo italiano se escindió en varias corrientes: una se encaminó más hacia el decorativismo, con la utilización de tonos claros y superficies brillantes, donde la iluminación se articula en grandes espacios luminosos (Guido Reni, Lanfranco, Guercino); otra se especializó en el paisajismo y, partiendo de la influencia carracciana —principalmente los frescos del Palazzo Aldobrandini—, se desarrolló en dos líneas paralelas: la primera se centró más en la composición de corte clásico, con un cierto carácter escenográfico en la disposición de paisajes y figuras (Poussin, Domenichino); la otra está representada por Claudio de Lorena, con un componente más lírico y mayor preocupación por la representación de la luz, no solo como factor plástico, sino como elemento aglutinador de una concepción armónica de la obra.

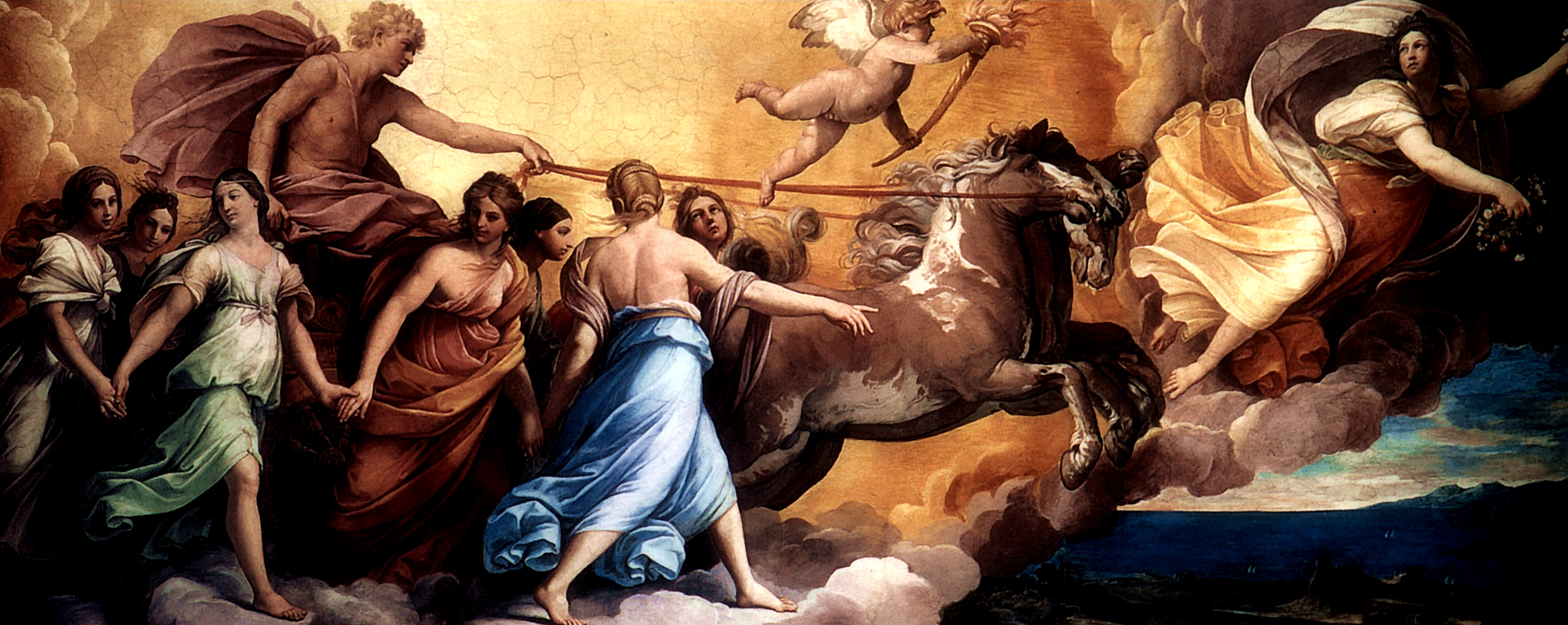
La Aurora (1614), de Guido Reni, Palacio Pallavicini-Rospigliosi, Roma

Claudio de Lorena fue uno de los pintores barrocos que mejor supo representar la luz en sus obras, a la que otorgaba una importancia primordial a la hora de concebir el cuadro: la composición lumínica servía en primer lugar como factor plástico, al ser la base con la que organizaba la composición, con la que creaba el espacio y el tiempo, con la que articulaba las figuras, las arquitecturas, los elementos de la naturaleza; en segundo lugar, era un factor estético, al destacar la luz como principal elemento sensible, como el medio que atrae y envuelve al espectador y lo conduce a un mundo de ensueño, un mundo de ideal perfección recreado por el ambiente de total serenidad y placidez que Claudio creaba con su luz. La de Lorena era una luz directa y natural, proveniente del sol, que situaba en medio de la escena, en amaneceres o atardeceres que iluminaban con suavidad todas las partes del cuadro, en ocasiones situando en determinadas zonas intensos contrastes de luces y sombras, o contraluces que incidían sobre determinado elemento para enfatizarlo. El artista lorenés destacaba el color y la luz sobre la descripción material de los elementos, lo que antecede en buena medida a las investigaciones lumínicas del impresionismo.
La captación de la luz por Lorena no tiene parangón en ninguno de sus contemporáneos: en los paisajes de Rembrandt o de Ruysdael la luz tiene efectos más dramáticos, agujereando las nubes o fluyendo en rayos oblicuos u horizontales, pero de forma dirigida, cuya fuente puede localizarse fácilmente. En cambio, la luz de Claudio es serena, difusa; al contrario que los artistas de su época, le otorga mayor relevancia si es necesario optar por una determinada solución estilística. En numerosas ocasiones utiliza la línea del horizonte como punto de fuga, disponiendo en ese lugar un foco de claridad que atrae al espectador, por cuanto esa luminosidad casi cegadora actúa de elemento focalizador que acerca el fondo al primer plano. La luz se difunde desde el fondo del cuadro y, al expandirse, basta por sí sola para crear sensación de profundidad, difuminando los contornos y degradando los colores para crear el espacio del cuadro. Lorena prefiere la luz serena y plácida del sol, directa o indirecta, pero siempre a través de una iluminación suave y uniforme, evitando efectos sensacionales como claros de luna, arco iris o tempestades, que sin embargo, usaban otros paisajistas de su época. Su referente básico en la utilización de la luz es Elsheimer, pero se diferencia de este en la elección de las fuentes lumínicas y de los horarios representados: el artista alemán prefería los efectos de luz excepcionales, los ambientes nocturnos, la luz de la luna o del crepúsculo; en cambio, Claudio prefiere ambientes más naturales, una luz límpida del amanecer o la refulgencia de un cálido atardecer.

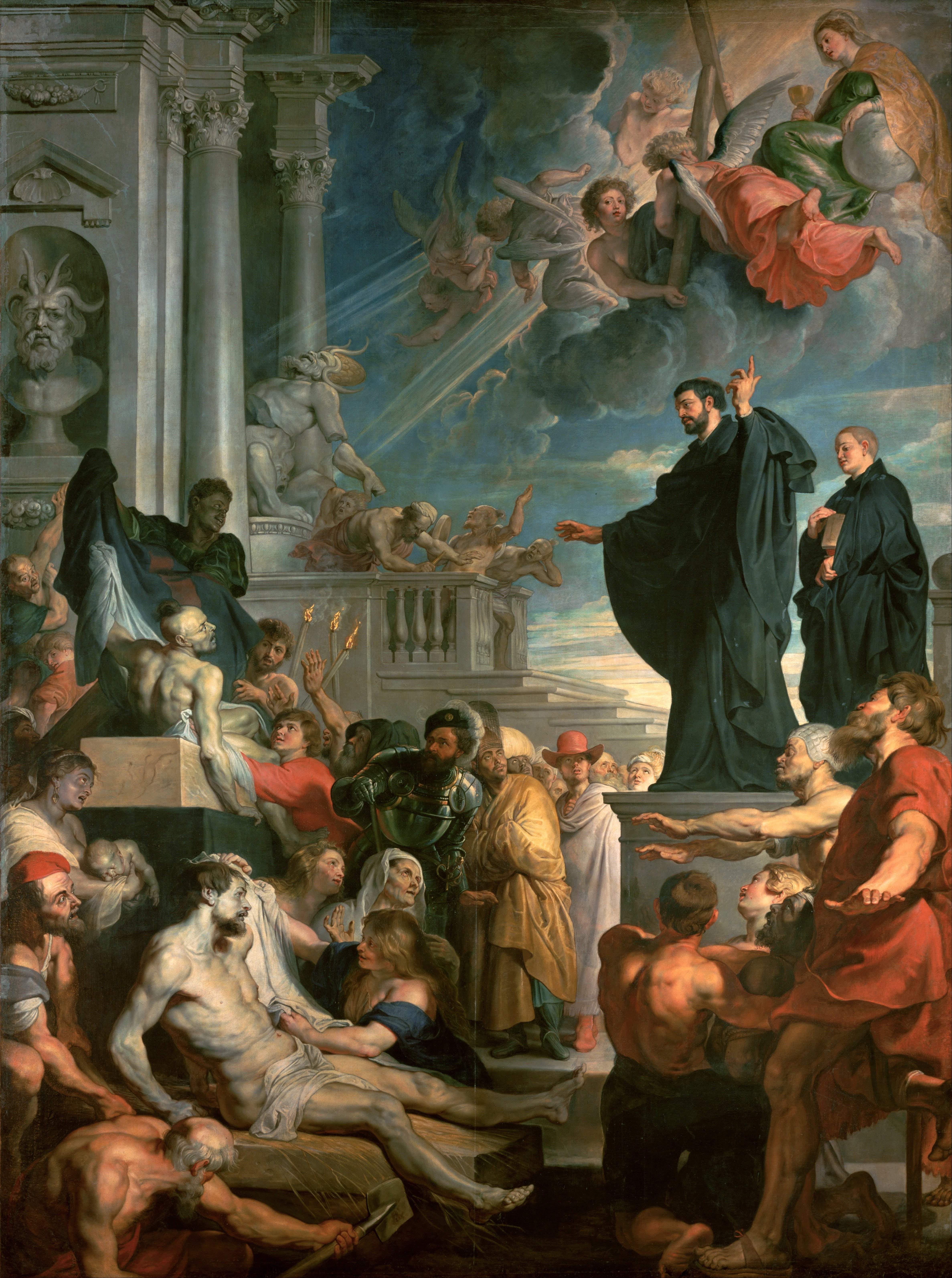
Los milagros de san Francisco Javier (1617-1618), de Peter Paul Rubens, Kunsthistorisches Museum, Viena

En otro orden de cosas, el flamenco Peter Paul Rubens representa la serenidad frente al dramatismo tenebrista. En su obra destacan los temas mitológicos —aunque fue autor también de numerosas obras de tema religioso—, en los que muestra un ideal estético de belleza femenina de figuras robustas y carnal sensualidad, con cierto sentimiento de pureza natural que proporciona a sus lienzos una especie de candidez ensoñadora, una visión optimista e integradora de la relación del hombre con la naturaleza. Fue un maestro en encontrar la tonalidad precisa para las carnaciones de la piel, así como sus diferentes texturas y las múltiples variantes de los efectos del brillo y los reflejos de la luz sobre la carne. Rubens conocía a fondo las distintas técnicas y tradiciones relacionadas con la luz, con lo que supo asimilar tanto la luz tornasolada manierista como la luz focal tenebrista, luces internas y externas al cuadro, luces homogéneas y dispersas. En su obra la luz sirve como elemento organizador de la composición, de tal forma que aglutina todas las figuras y objetos en una masa unitaria de la misma intensidad lumínica, con diversos sistemas compositivos, ya sea con iluminación central, diagonal o combinando una luz en primer término con otra de fondo. En sus inicios recibió la influencia del claroscuro caravaggista, pero desde 1615 buscó una mayor luminosidad basada en la tradición de la pintura flamenca, por lo que acentuó los tonos claros y marcó más los contornos. Sus imágenes destacan por su sinuoso movimiento, con unas atmósferas construidas con potentes luces que ayudaban a organizar el desarrollo de la acción, aunando la tradición flamenca con el colorido veneciano que aprendió en sus viajes a Italia. Quizá donde experimentó más en el uso de la luz fue en sus paisajes, realizados la mayoría en su vejez, cuyo uso del color y la luz de ágil y vibrante pincelada influyó en Velázquez y otros pintores de su tiempo, como Jordaens y Van Dyck, y en artistas de épocas posteriores como Jean-Antoine Watteau, Jean-Honoré Fragonard, Eugène Delacroix y Pierre-Auguste Renoir.

Las meninas (1656), de Diego Velázquez, Museo del Prado, Madrid

Diego Velázquez fue sin duda el artista de mayor genio de la época en España, y de los de más renombre a nivel internacional. En la evolución de su estilo se percibe un profundo estudio de la iluminación pictórica, de los efectos de luz tanto en los objetos como en el medio ambiente, con los que alcanza cotas de gran realismo en la representación de sus escenas, que sin embargo, no está exento de un aire de idealización clásica, que muestra un claro trasfondo intelectual que para el artista era una reivindicación del oficio de pintor como actividad creativa y elevada. Velázquez fue el artífice de un espacio-luz en que la atmósfera es una materia diáfana llena de luz, que se distribuye libremente por un espacio continuo, sin divisiones de planos, de tal forma que la luz impregna los fondos, que adquieren vitalidad y quedan tan resaltados como el primer plano. Es un mundo de captación instantánea, ajeno a la realidad tangible, en que la luz genera un efecto dinámico que diluye los contornos, lo que junto al efecto vibratorio de los planos de luz cambiantes produce una sensación de movimiento. Por lo general alternaba zonas de luz y sombra, originando una estratificación paralela del espacio. En ocasiones llegó a efectuar una atomización de las zonas de luz y sombra en pequeños corpúsculos, con lo que fue un precedente del impresionismo.

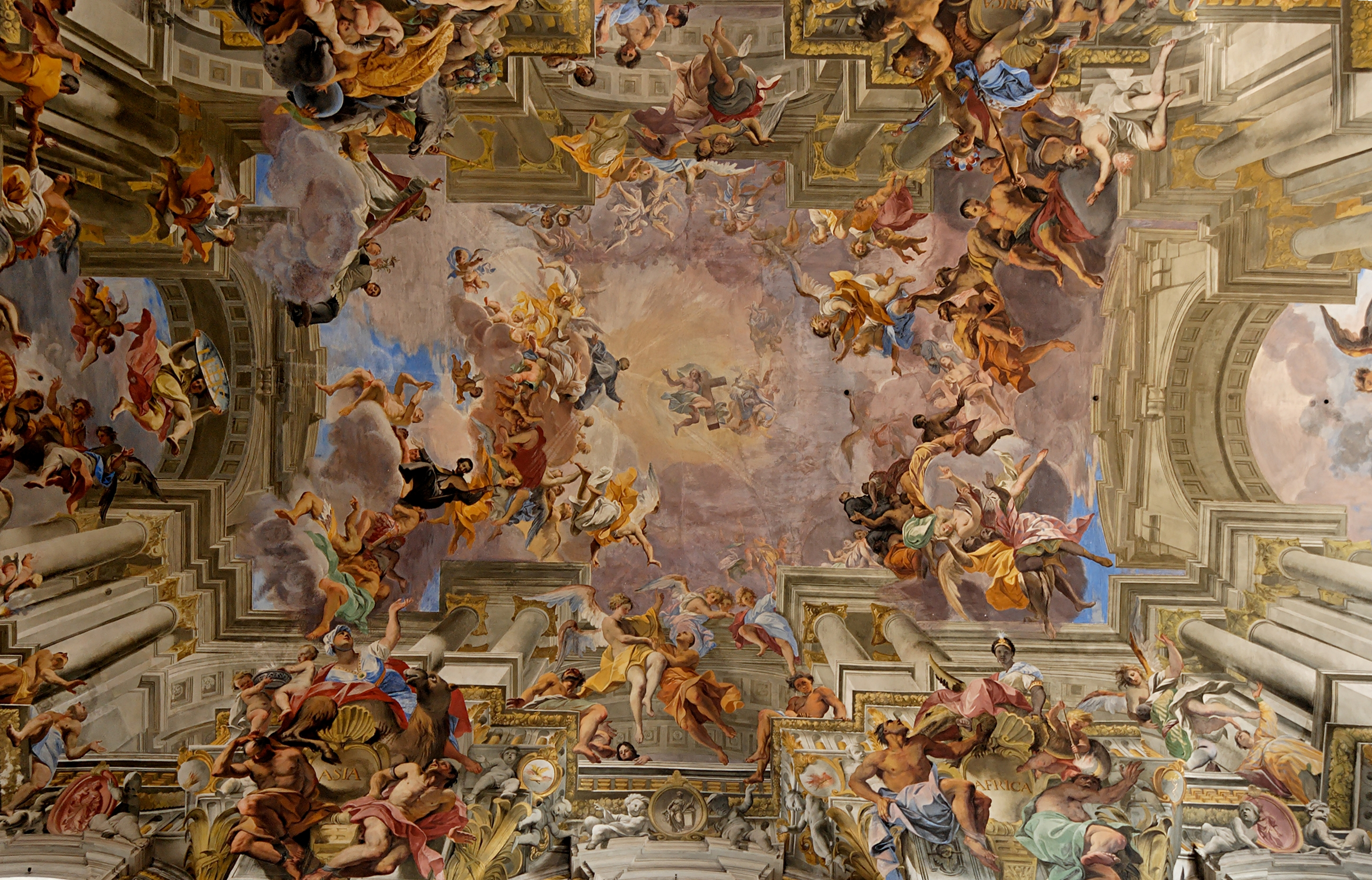
Gloria de san Ignacio de Loyola (1691-1694), de Andrea Pozzo, iglesia de San Ignacio, Roma

En su juventud recibió la influencia de Caravaggio, para evolucionar posteriormente a una luz más diáfana, como demuestra en sus dos cuadros sobre la Villa Médicis, en que la luz se filtra a través de los árboles. A lo largo de su carrera alcanzó una gran maestría en la plasmación de un tipo de luz de origen atmosférico, de la irradiación de la luz y la vibración cromática, con una técnica fluida que apuntaba las formas más que definirlas, con lo que lograba una visión de la realidad desmaterializada, pero verídica, una realidad que trasciende la materia y se enmarca en el mundo de las ideas. Tras el tenebrismo de factura lisa y dibujo preciso de su primera etapa sevillana (Vieja friendo huevos, 1618, Galería Nacional de Escocia, Edimburgo; El aguador de Sevilla, 1620, Apsley House, Londres), su llegada a la corte madrileña señaló un cambio estilístico influido por Rubens y la escuela veneciana —cuya obra pudo estudiar en las colecciones reales—, con pincelada más suelta y volúmenes blandos, aunque manteniendo un tono realista derivado de su etapa juvenil. Por último, tras su viaje a Italia entre 1629 y 1631, alcanzó su estilo definitivo, en que sintetizó las múltiples influencias recibidas, con una técnica fluida de pincelada pastosa y gran riqueza cromática, como se percibe en La fragua de Vulcano (1631, Museo del Prado, Madrid). La rendición de Breda (1635, Museo del Prado, Madrid) supuso un primer hito en su dominio de la luz atmosférica, donde el color y la luminosidad logran un protagonismo acentuado. En obras como Pablo de Valladolid (1633, Museo del Prado, Madrid), logró definir el espacio sin ningún referente geométrico, tan solo con luces y sombras. El artista sevillano fue un maestro en recrear la atmósfera de los espacios cerrados, como demuestra en Las Meninas (1656, Museo del Prado, Madrid), donde colocó varios focos de luz: la que entra por la ventana e ilumina las figuras de la infanta y sus damas de compañía, la de la ventana posterior que resplandece alrededor del colgadero de la lámpara y la que entra por la puerta del fondo. En esta obra construyó un espacio verosímil definiendo o diluyendo las formas conforme a la utilización de la luz y la matización del colorido, en un alarde de virtuosismo técnico que ha llevado a la consideración del lienzo como una de las obras cumbre de la historia de la pintura. De manera similar logró estructurar el espacio y las formas mediante planos lumínicos en Las hilanderas (1657, Museo del Prado, Madrid). De Las Meninas escribió Jonathan Brown:

A medida que invade la estancia, la luz se va difundiendo de manera irregular sobre las diversas superficies. El espejo brilla con luz trémula y plateada y ofrece una imagen más clara que la de los grandes y apagados lienzos que cuelgan sobre él. De la ventana medio cerrada que se abre en el último tramo escapa un retazo de luz, que forma un pozo de luminosidad en torno al gancho de la lámpara situado en la parte posterior del techo. Y después, en el plano del fondo, se incluye una nueva fuente de luz que ilumina a la figura de la puerta; de ella surge, fino como un haz, un rayo que atraviesa veloz el suelo de la habitación por debajo del espejo. La ilusión de espacio y volumen se hace así irresistiblemente palpable.

Otro destacado pintor barroco español fue Bartolomé Esteban Murillo, uno de cuyos temas predilectos fue el de la Inmaculada Concepción, del que realizó varias versiones, generalmente con la figura de la Virgen dentro de una atmósfera de luz dorada símbolo de la divinidad. Por lo general, utilizaba unos colores translúcidos aplicados en finas capas, con una apariencia casi de acuarela, un procedimiento que denota la influencia de la pintura veneciana. Tras una etapa juvenil de influencia tenebrista, en su obra madura rechazó el dramatismo claroscurista y desarrolló una serena luminosidad que se mostraba en todo su esplendor en sus característicos rompimientos de gloria, de rico cromatismo y suave luminosidad.
El último período de este estilo fue el llamado «pleno barroco» (segunda mitad del siglo XVII y principios del xviii), un estilo decorativo en que se intensificó el carácter ilusionista, teatral y escenográfico de la pintura barroca, con predominio de la pintura mural —especialmente en techos—, en el que destacaron Pietro da Cortona, Andrea Pozzo, Giovanni Battista Gaulli (il Baciccio), Luca Giordano y Charles Le Brun. En obras como el techo de la iglesia del Gesù, de Gaulli, o el Palacio Barberini, de Cortona, es «donde la capacidad para combinar la luz y la oscuridad extremas en una pintura se llevó al límite», según John Gage, a lo que añade que «el decorador barroco no solo introdujo en la pintura los contrastes entre oscuridad y claridad extremas, sino también una cuidadosa gradación entre ambas». De Andrea Pozzo cabe destacar la Gloria de san Ignacio de Loyola (1691-1694), en el techo de la iglesia de San Ignacio de Roma, una escena llena de luz celestial en la que Cristo envía un rayo de luz al corazón del santo, que a su vez lo desvía en cuatro haces de luz dirigidos hacia los cuatro continentes. En España fueron exponentes de este estilo Francisco de Herrera el Mozo, Juan Carreño de Miranda, Claudio Coello y Francisco Ricci.

Desde Caravaggio hasta el último cuadro de Velázquez —que es el punto de arribada— la historia de la pintura es el gran viaje al país de la luz, de la luz efectiva que alumbra el mundo en que vivimos.
José Ortega y Gasset

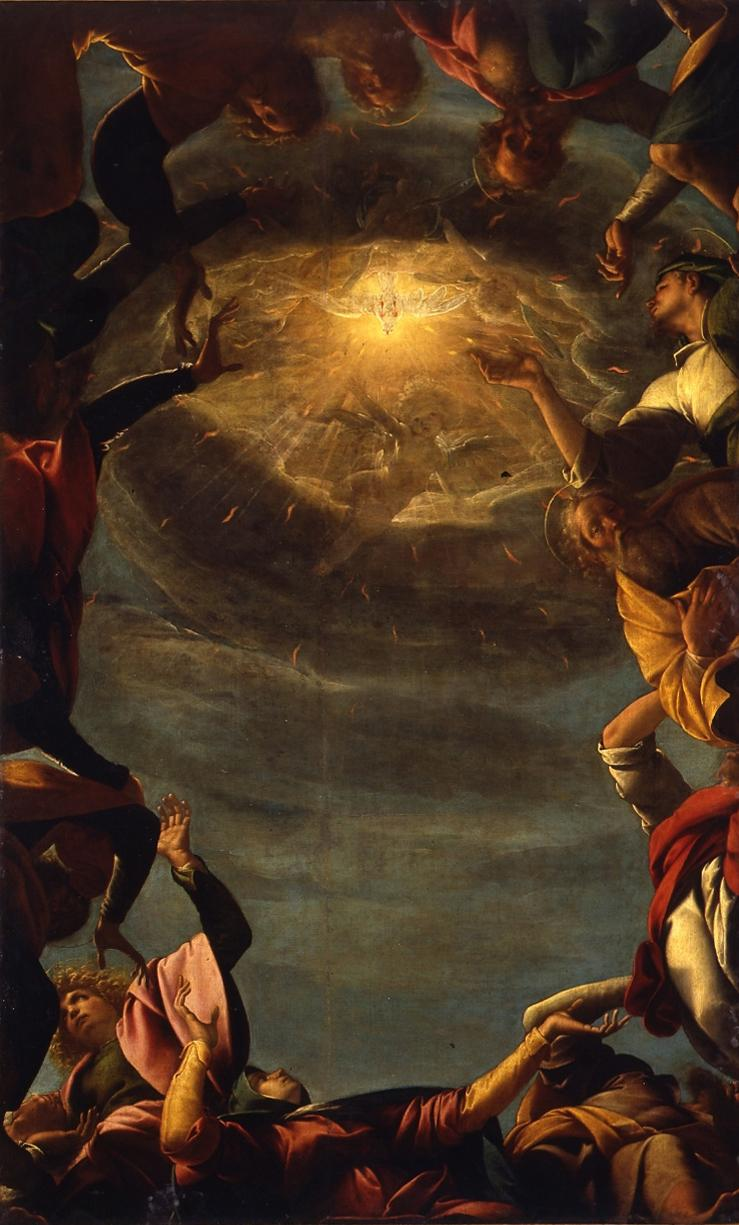
Pentecostés (1615), de Pier Francesco Mazzucchelli, Museo d'Arte Antica, Milán
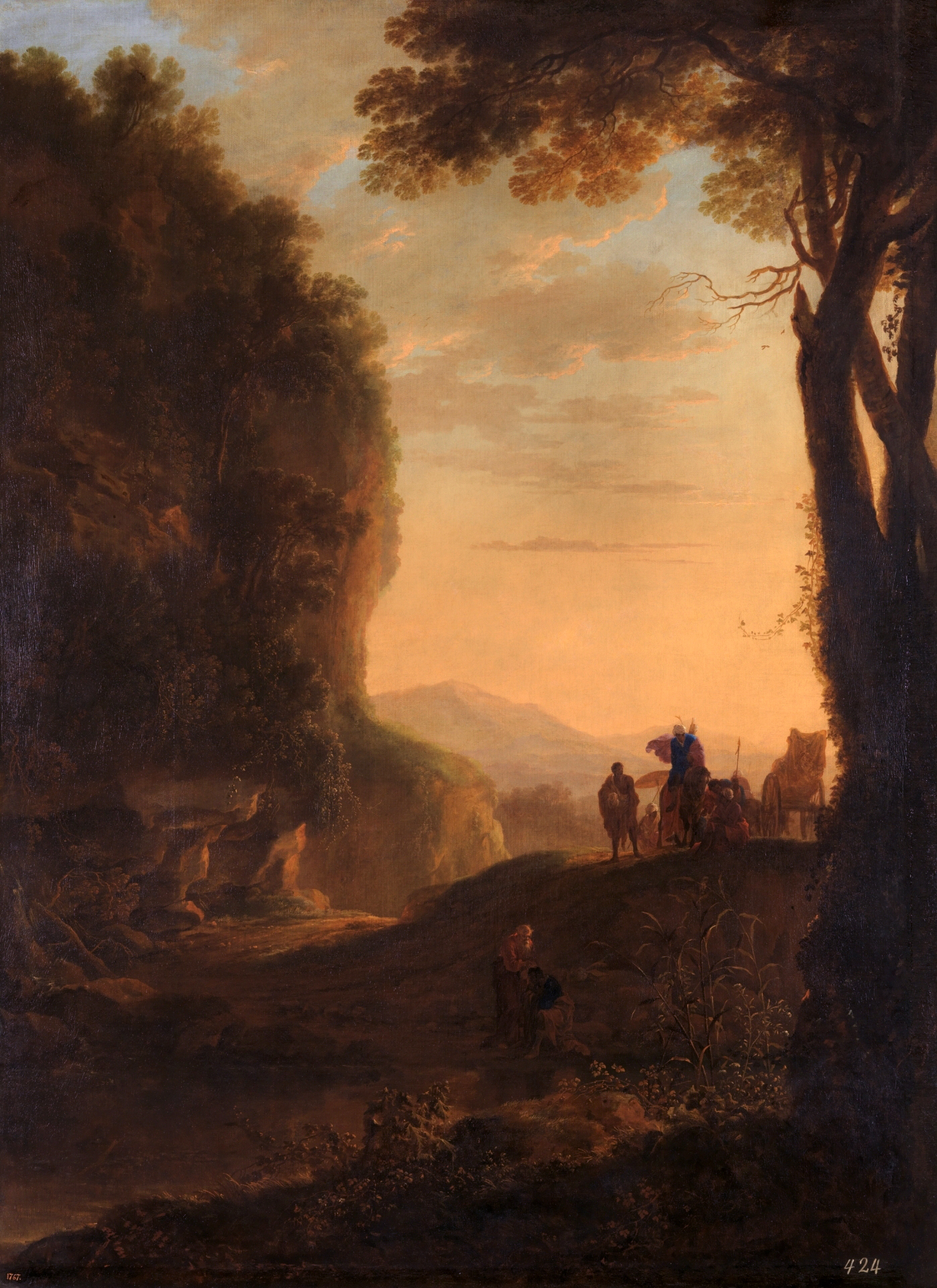
Bautizo del eunuco de la reina Candace (1640), de Jan Both, Museo del Prado, Madrid
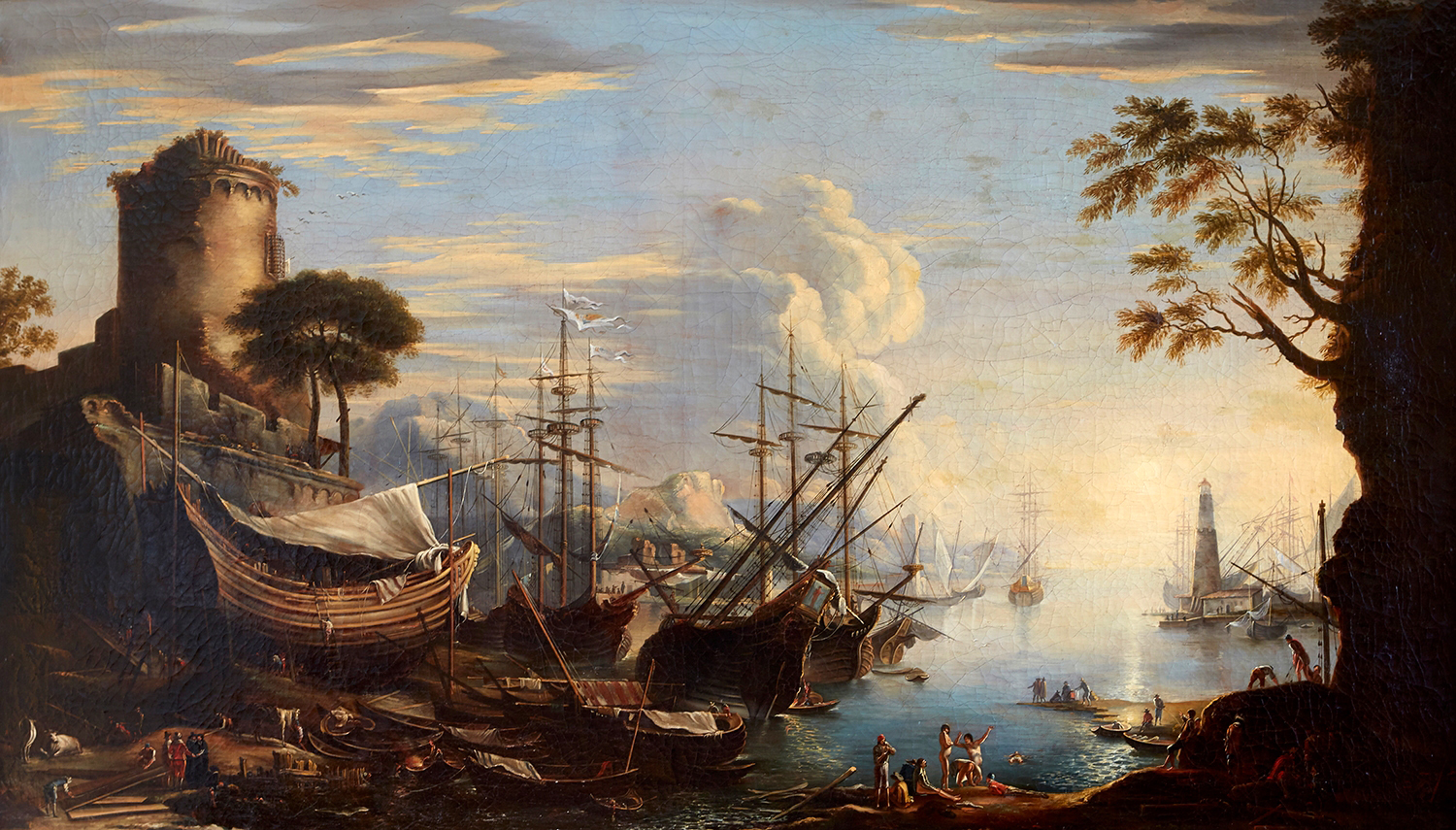
Marina del puerto (1640), de Salvator Rosa, Palazzo Pitti, Florencia
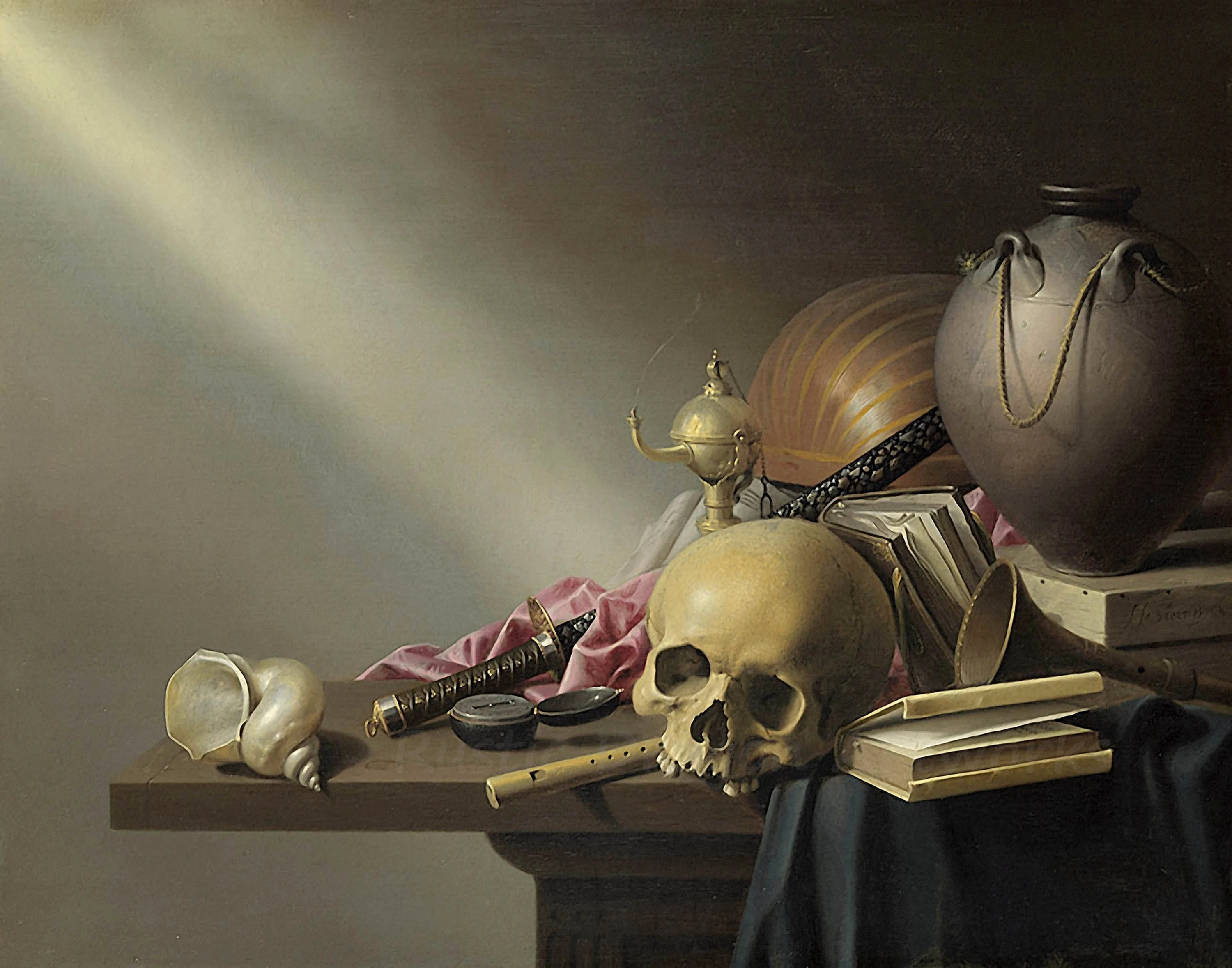
Vanidades (1640-1645) de Harmen Steenwijck, The National Gallery, Londres
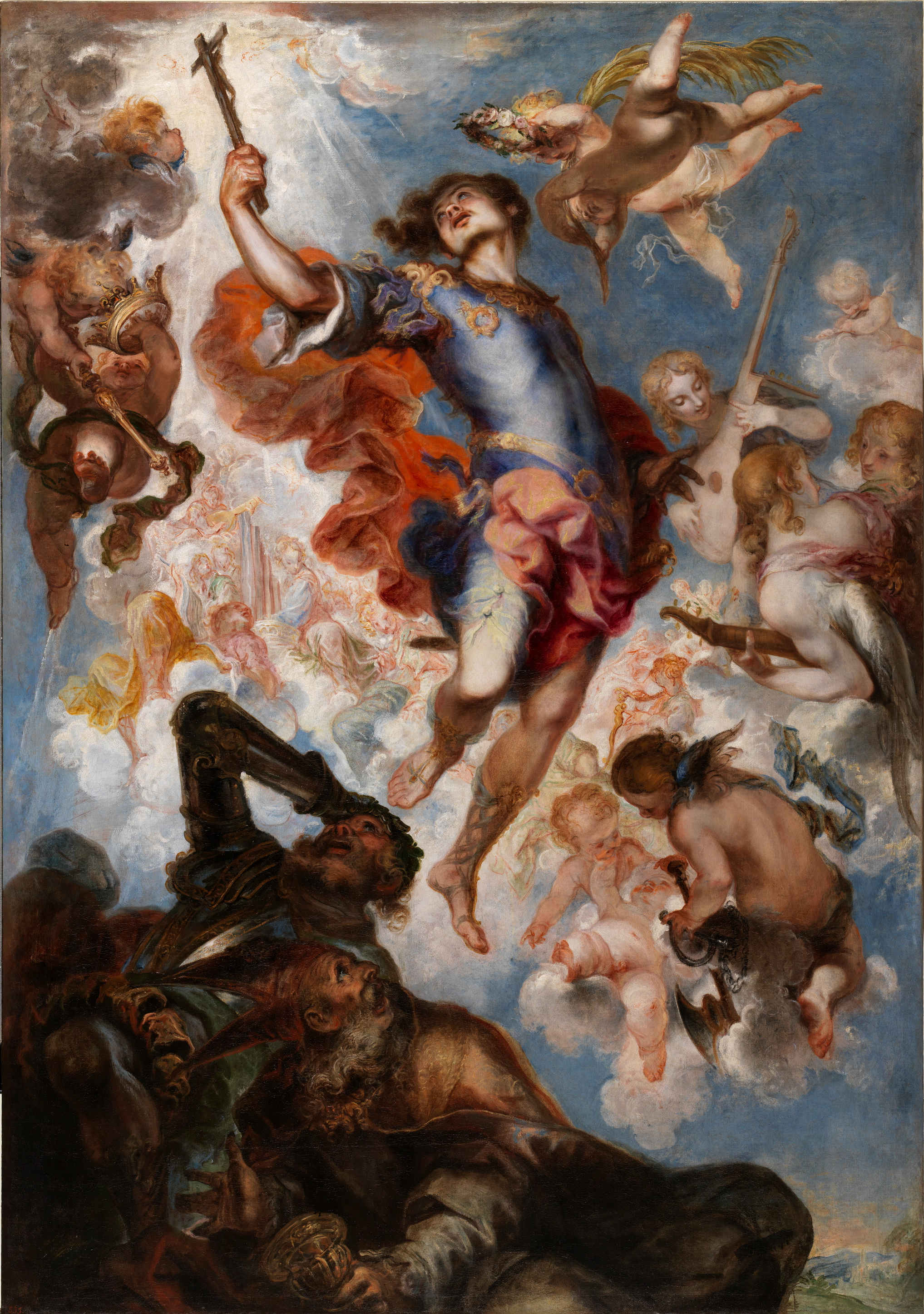
El triunfo de san Hermenegildo (1654), de Francisco de Herrera el Mozo, Museo del Prado, Madrid
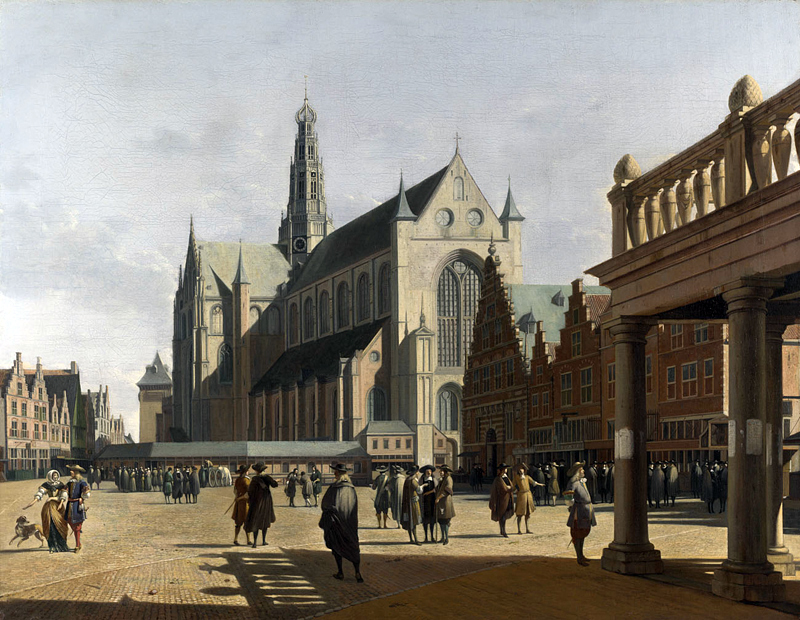
La plaza del mercado y la Grote Kerk en Haarlem (1674), de Gerrit Berckheyde, The National Gallery, Londres
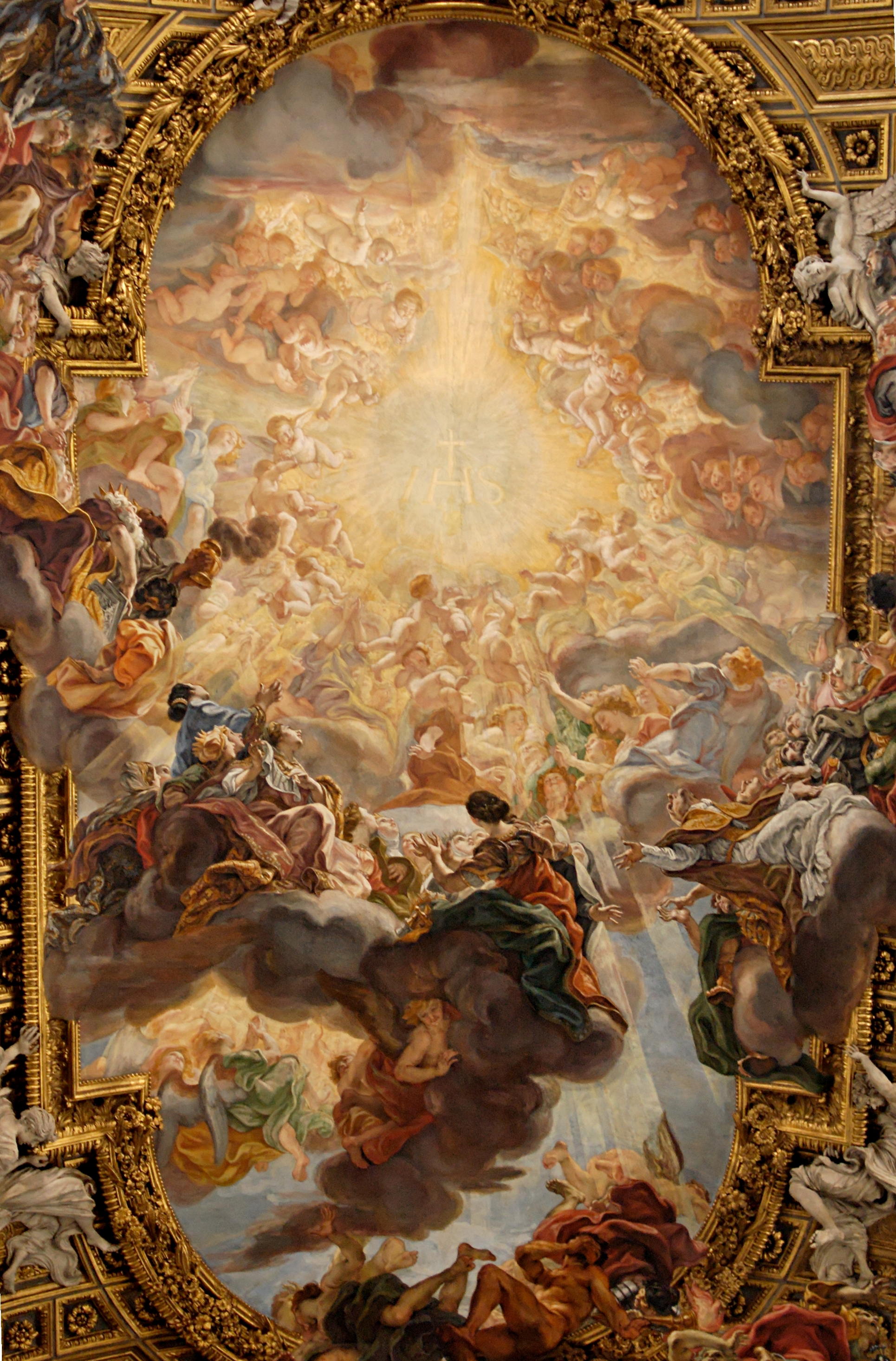
Triunfo del nombre de Jesús (1674-1679), de Giovanni Battista Gaulli, iglesia del Gesù, Roma
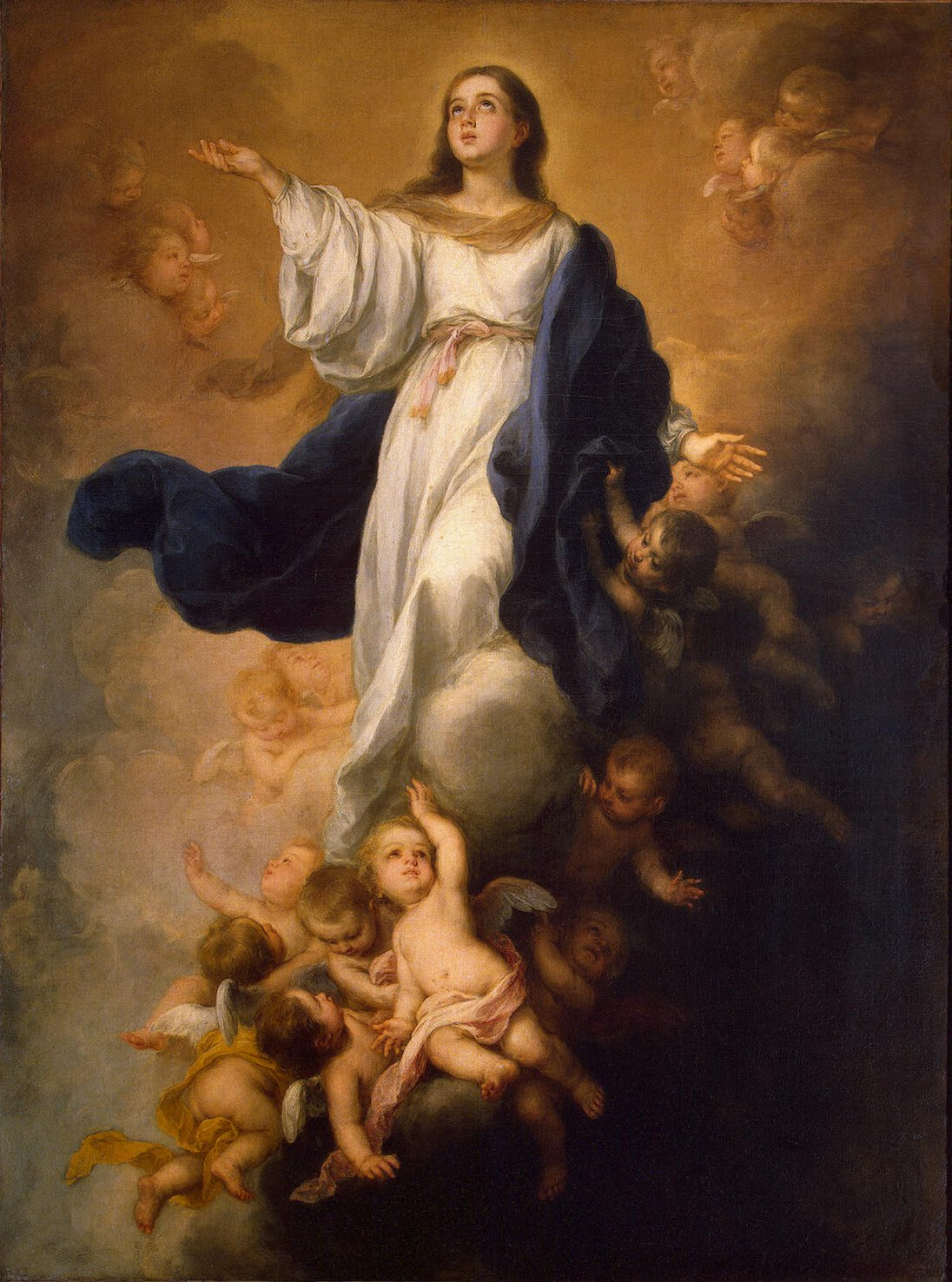
Inmaculada Concepción (1680), de Bartolomé Esteban Murillo, Museo del Hermitage, San Petersburgo

#### sigloXVIII

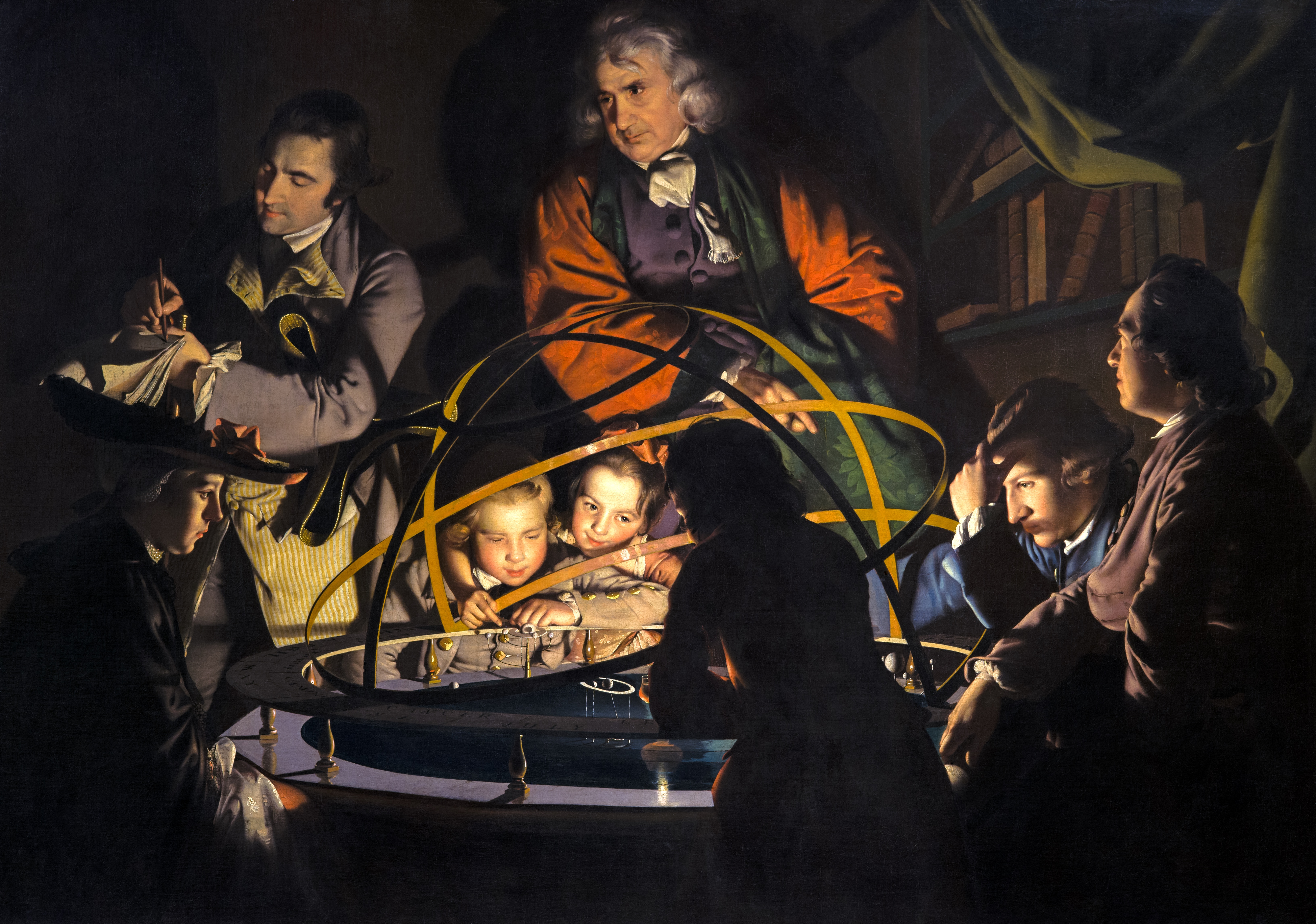
Un filósofo da una lección sobre el planetario de mesa (1766), de Joseph Wright, Derby Museum and Art Gallery, Derby

El siglo XVIII fue apodado el «Siglo de las luces», al ser el período en que surgió la Ilustración, un movimiento filosófico que defendía la razón y la ciencia frente al dogmatismo religioso. El arte osciló entre la exuberancia tardobarroca del rococó y la sobriedad neoclasicista, entre la artificiosidad y el naturalismo. Comenzó a producirse cierta autonomía del hecho artístico: el arte se alejó de la religión y de la representación del poder para ser fiel reflejo de la voluntad del artista, y se centró más en las cualidades sensibles de la obra que no en su significado.
En esta centuria se crearon la mayoría de academias nacionales de arte, unas instituciones encargadas de preservar el arte como fenómeno cultural, de reglamentar su estudio y su conservación y de promocionarlo mediante exposiciones y concursos; originalmente, servían también como centros de formación de artistas, aunque con el tiempo perdieron esta función, traspasada a instituciones privadas. Tras la Académie Royal d'Art, fundada en París en 1648, en este siglo se crearon la Real Academia de Bellas Artes de San Fernando de Madrid (1744), la Academia Rusa de Artes de San Petersburgo (1757), la Royal Academy of Arts de Londres (1768), etc. Las academias de arte favorecieron un estilo de corte clásico y tipo canónico —el academicismo—, a menudo criticado por su conservadurismo, especialmente por los movimientos de vanguardia que surgieron entre los siglos xix y xx.

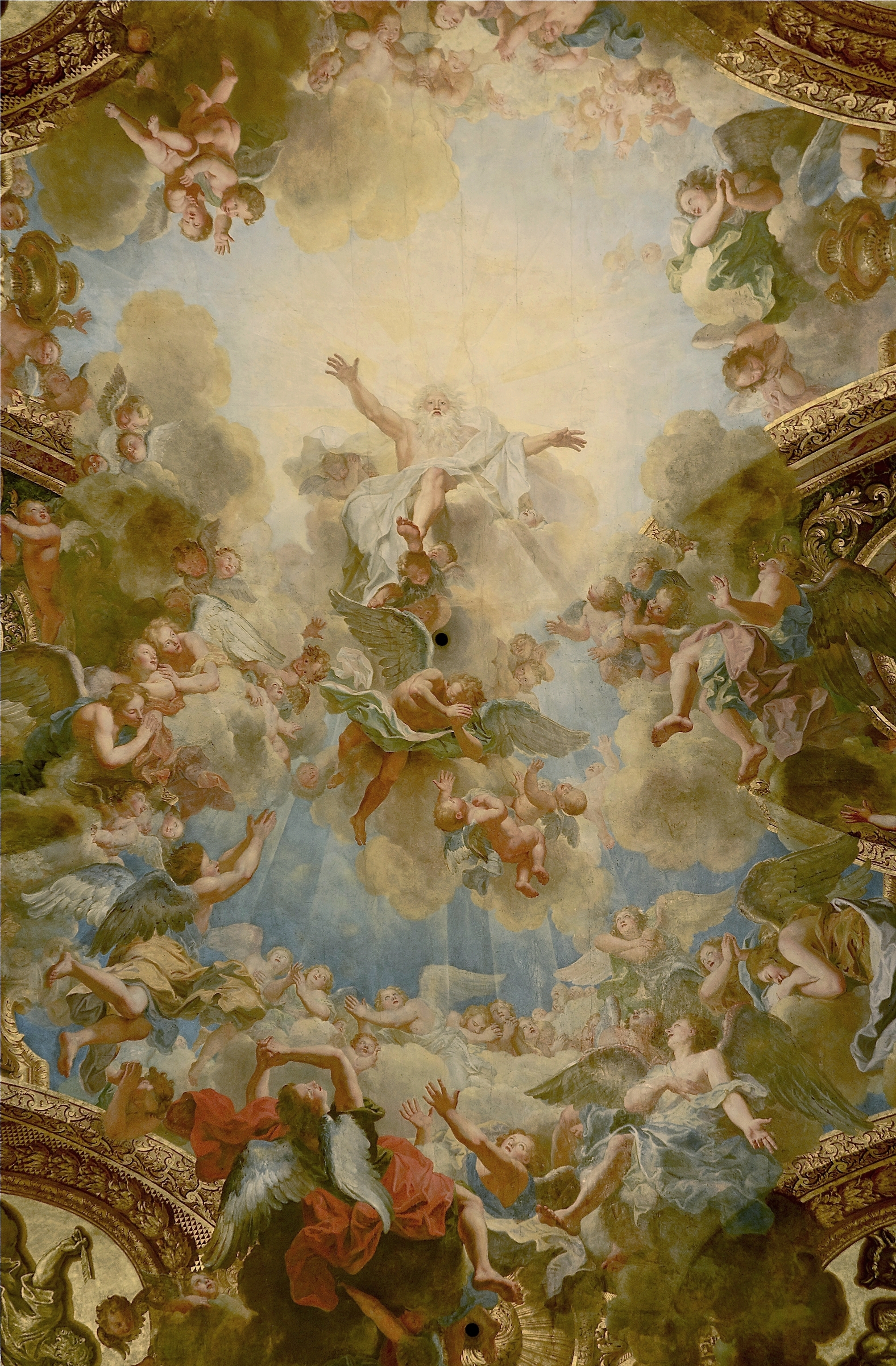
Dios padre en su gloria (1716), de Antoine Coypel, capilla del Palacio de Versalles

Durante este período, en que la ciencia fue cobrando un mayor interés para eruditos y público en general, se realizaron numerosos estudios de óptica. En especial, se profundizó en el estudio de la sombra y surgió la esciografía como la ciencia que estudia la perspectiva y representación bidimensional de las formas producidas por las sombras. Claude-Nicolas Lecat escribió en 1767: «el arte de dibujar prueba que la sola gradación de la sombra, sus distribuciones y sus matices con la luz simple, bastan para formar las imágenes de todos los objetos». En la entrada sobre la sombra de L'Encyclopédie, el magno proyecto de Diderot y d'Alembert, se diferencia entre varios tipos de sombras: «inherente», la propia del objeto; «arrojada», la que se proyecta sobre otra superficie; «proyectada», la resultante de la interposición de un sólido entre una superficie y la fuente de luz; «sombreado ladeado», cuando el ángulo se halla en el eje vertical; «sombreado inclinado», cuando se encuentra en el eje horizontal. También codificaba las fuentes de luz como «puntuales», «luz ambiente» y «extensas»; las primeras producen sombras de bordes recortados, la luz ambiente no produce sombra y la extensa unas sombras poco recortadas divididas en dos áreas: «umbra», la zona oscurecida del área donde se halla la fuente de luz; y «penumbra», la parte oscurecida del borde de una sola proporción del área de luz.
En este siglo se escribieron igualmente diversos tratados de pintura en que se estudiaba con profundidad la representación de la luz y la sombra, como los de Claude-Henri Watelet (L'Art de peindre, poème, avec des réflexions sur les différentes parties de la peinture, 1760) y Francesco Algarotti (Saggio sopra la pittura, 1764). Pierre-Henri de Valenciennes (Élémens de perspective pratique, a l'usage des artistes, suivis de réflexions et conseils à un élève sur la peinture, et particulièrement sur le genre du paysage, 1799) realizó diversos estudios sobre la plasmación de la luz a diversas horas del día, y consignó los diversos factores que inciden en los distintos tipos de luz en la atmósfera, desde la rotación de la Tierra hasta el grado de humedad en el ambiente y las diversas características reflectantes de un lugar concreto. Aconsejó a sus alumnos pintar un mismo paisaje a diversas horas y recomendó especialmente cuatro momentos distintivos del día: la mañana, caracterizada por el frescor; el mediodía, con su sol cegador; el crepúsculo y su horizonte ardiente; y la noche con los efectos plácidos de la luz de luna. Acisclo Antonio Palomino, en El Museo Pictórico y Escala Óptica (1715-1724), expuso que la luz es «el alma y vida de todo lo visible» y que «es en la pintura la que da tal extensión a la vista que no solo ve lo físico y real sino lo aparente y fingido, persuadiendo cuerpos, distancias y bultos con la elegante disposición del claro y oscuro, sombras y luces».

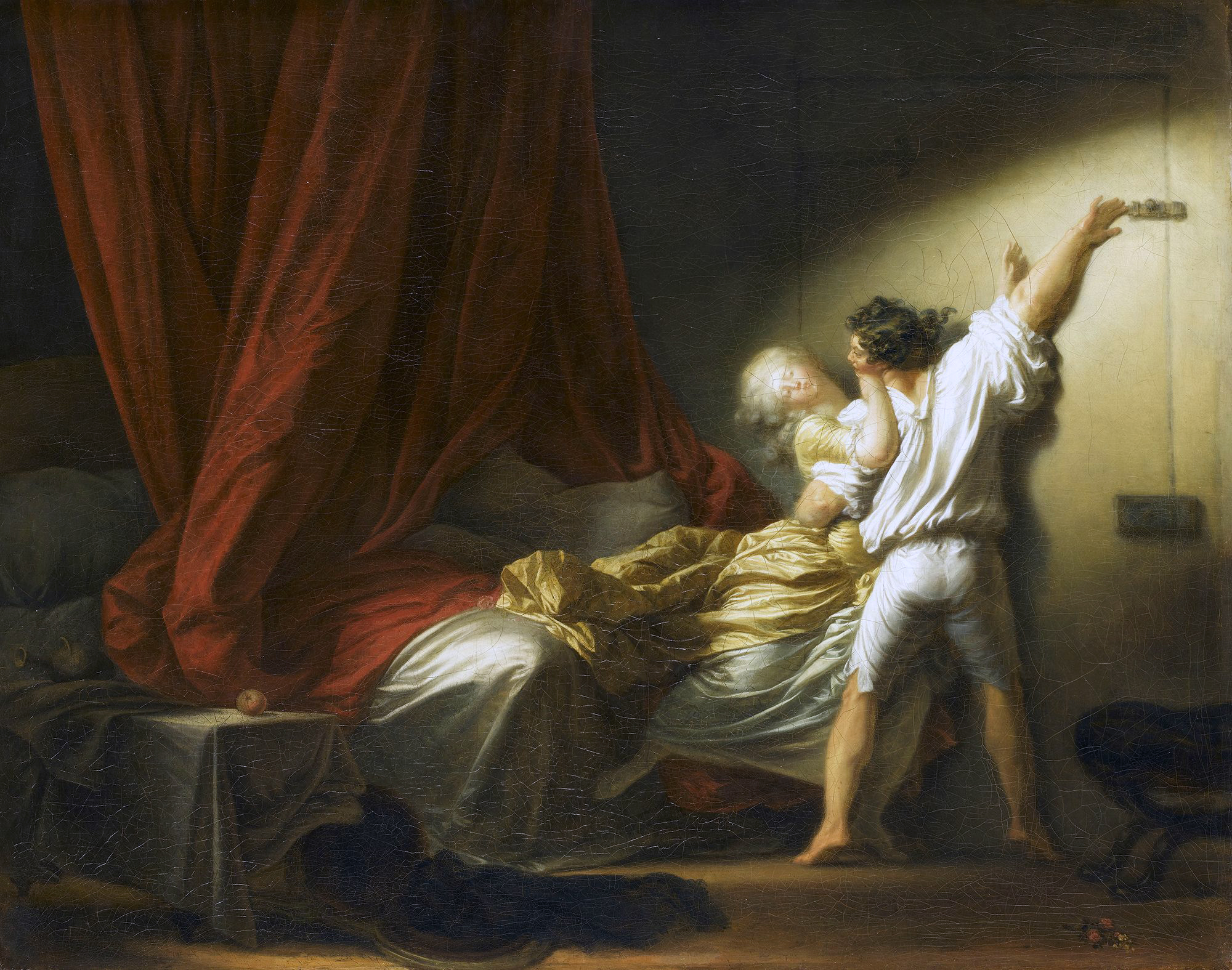
El pestillo (1777), de Jean-Honoré Fragonard, Museo del Louvre, París

El rococó supuso la pervivencia de las principales manifestaciones artísticas del Barroco, con un sentido más enfatizado de la decoración y el gusto ornamental, que fueron llevados a un paroxismo de riqueza, sofisticación y elegancia. La pintura rococó tuvo un especial referente en Francia, en las escenas cortesanas de Jean-Antoine Watteau, François Boucher y Jean-Honoré Fragonard. Los pintores rococó preferían escenas iluminadas a plena luz del día o coloridos amaneceres y puestas de sol. Watteau fue el pintor de la fête galante, de las escenas cortesanas ambientadas en paisajes bucólicos, un tipo de paisaje umbroso de herencia flamenca. Boucher, admirador de Correggio, se especializó en el desnudo femenino, con un estilo suave y delicado en el que la luz enfatiza la placidez de las escenas, generalmente mitológicas. Fragonard tenía un estilo sentimental de técnica libre, con el que elaboró escenas galantes de cierta frivolidad. En el género del bodegón destacó Jean-Baptiste-Siméon Chardin, un virtuoso en la creación de atmósferas y efectos de luz sobre los objetos y las superficies, generalmente con una luz suave y cálida lograda mediante veladuras y esfumados, con la que conseguía ambientes intimistas de sombras profundas y suaves degradados.

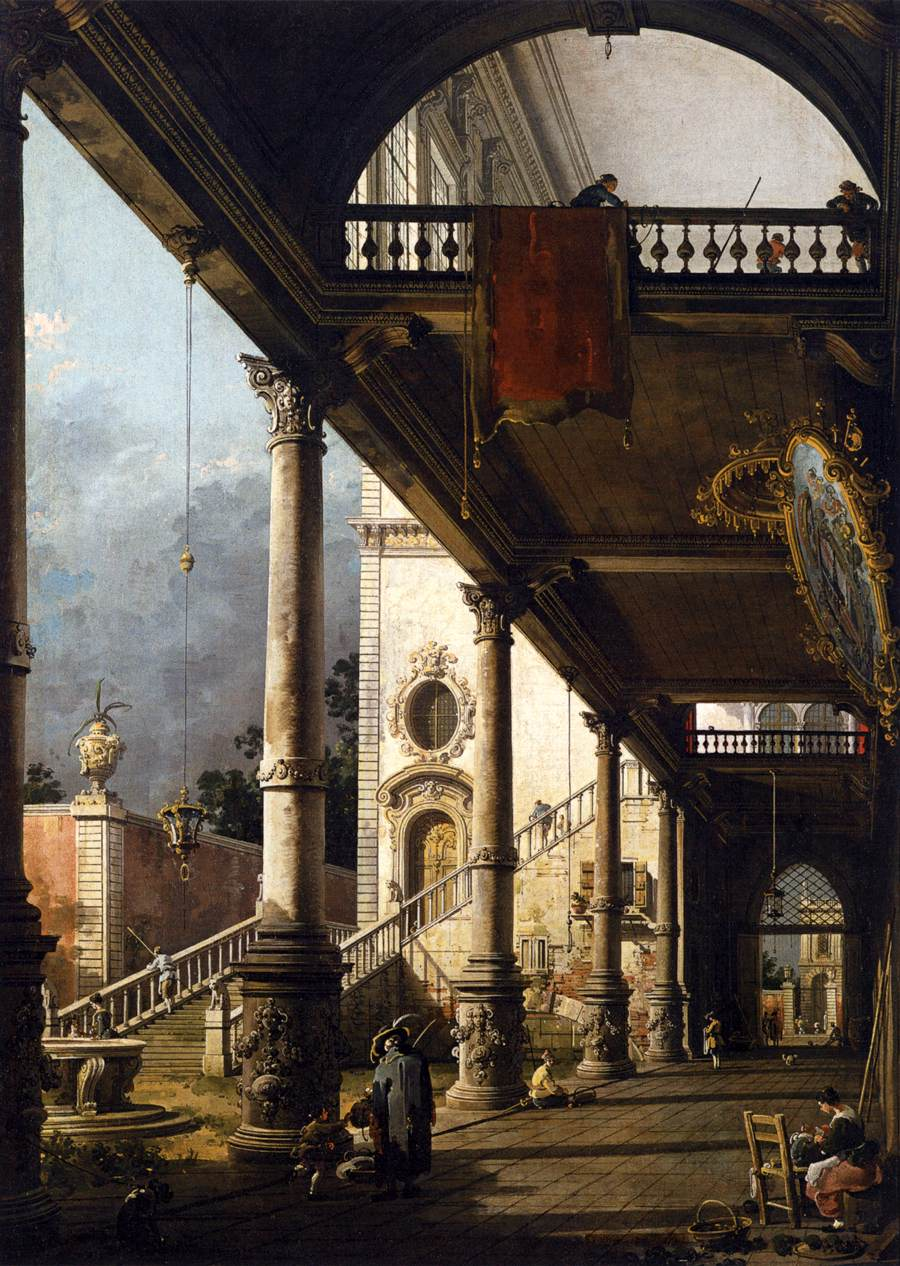
Capricho con pórtico y zaguán (1765), de Canaletto, Galería de la Academia de Venecia

En esta centuria uno de los movimientos más preocupados por los efectos de luz fue el vedutismo veneciano, un género de vistas urbanas que describían con minuciosidad los canales, monumentos y lugares más típicos de Venecia, solos o con la presencia de la figura humana, generalmente de pequeño tamaño y en grandes grupos de gente. La veduta suele estar compuesta de amplias perspectivas, con una distribución de los elementos cercana a la escenografía y con una cuidada utilización de la luz, que recoge toda la tradición de la representación atmosférica desde el sfumato de Leonardo y las gamas cromáticas de amaneceres y atardeceres de Claudio de Lorena. Destaca la obra de Canaletto, cuyos sublimes paisajes de la villa adriática plasmaron con gran precisión la atmósfera de la ciudad suspendida sobre el agua. La gran precisión y detallismo de sus obras se debía en buena parte al uso de la cámara oscura, un antecedente de la fotografía. Otro destacado representante fue Francesco Guardi, interesado por los efectos de chisporroteo de la luz en el agua y el ambiente veneciano, con una técnica de toque ligero precursora del impresionismo.

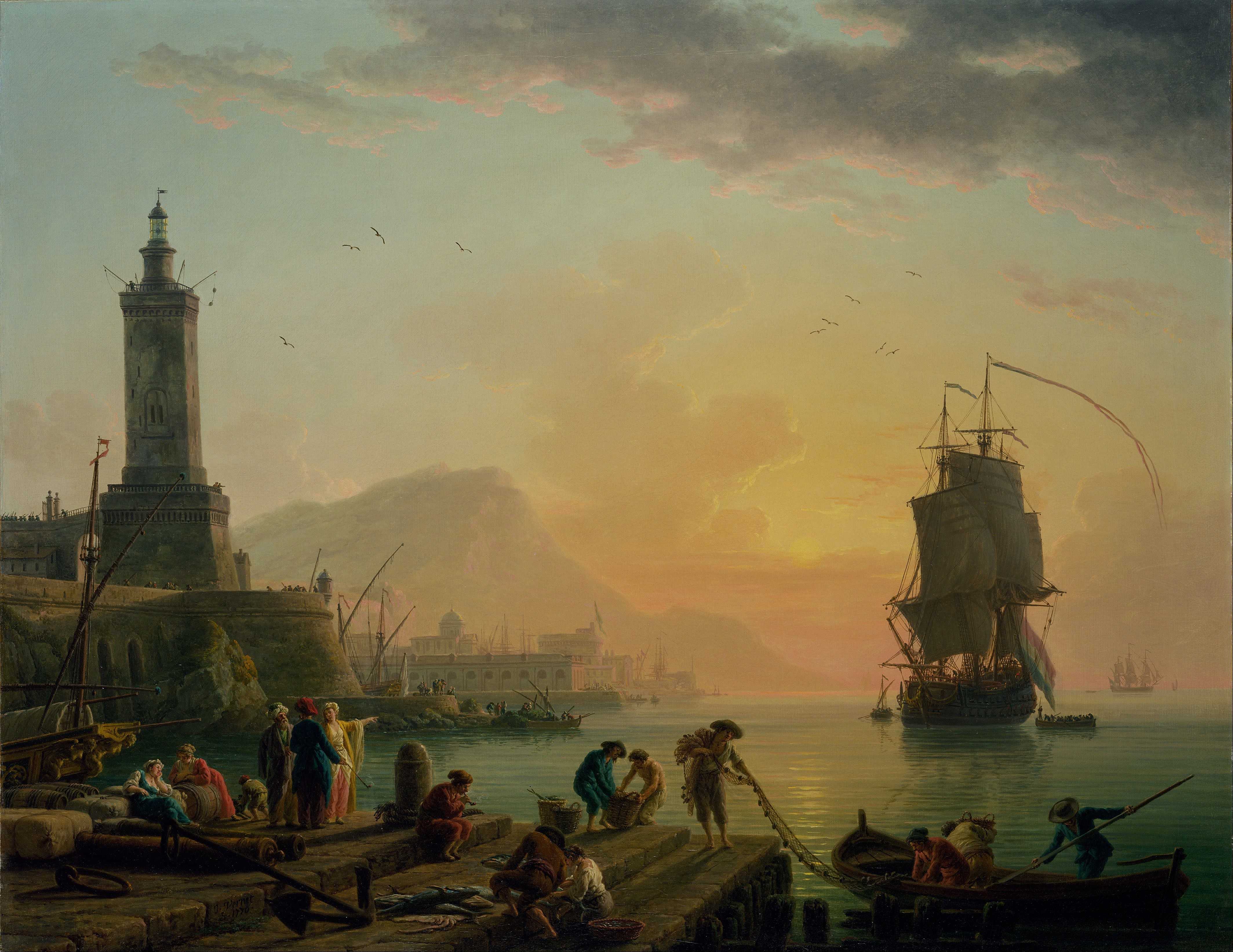
Calma en un puerto mediterráneo (1770), de Claude Joseph Vernet, The Getty Center, Los Ángeles

El género del paisaje continuó con la experimentación naturalista iniciada en el Barroco en los Países Bajos. Otro referente fue Claudio de Lorena, cuyo influjo se dejó sentir especialmente en Inglaterra. El paisaje dieciochesco incorporó los conceptos estéticos de lo pintoresco y lo sublime, lo que otorgó una mayor autonomía al género. Uno de los primeros exponentes fue el pintor francés afincado en España Michel-Ange Houasse, quien inició un nuevo modo de entender el papel de la luz en el paisaje: además de iluminarlo, la luz «construye» el paisaje, lo configura y le da consistencia, y determina la visión de la obra, ya que la variación de factores que intervienen implica un determinado punto de vista concreto y particular. Claude Joseph Vernet se especializó en marinas, a menudo realizadas en ambientes nocturnos a la luz de la luna. Recibió la influencia de Claudio de Lorena y Salvator Rosa, de los que heredó el concepto de un paisaje idealizado y sentimental. El mismo tipo de paisaje desarrolló Hubert Robert, con mayor interés por el pintoresquismo, lo que se denota por su interés en las ruinas, que sirven de escenario a numerosas de sus obras.
El paisajismo destacó también en Inglaterra, donde se sintió mayormente el influjo de Claudio de Lorena, hasta el punto que determinó en buena medida la planimetría del jardín inglés. Aquí había un gran amor por los jardines, por lo que la pintura de paisaje era bastante cotizada, al contrario que en el continente, donde se consideraba un género menor. En esta época surgieron numerosos pintores y acuarelistas que se dedicaron a la transcripción del paisaje inglés, donde plasmaron una nueva sensibilidad hacia los efectos lumínicos y atmosféricos de la naturaleza. En este tipo de obras el principal valor artístico era la captación de la atmósfera y los clientes valoraban sobre todo una visión equiparable a la contemplación de un paisaje real. Artistas destacados fueron: Richard Wilson, Alexander Cozens, John Robert Cozens, Robert Salmon, Samuel Scott, Francis Towne y Thomas Gainsborough.

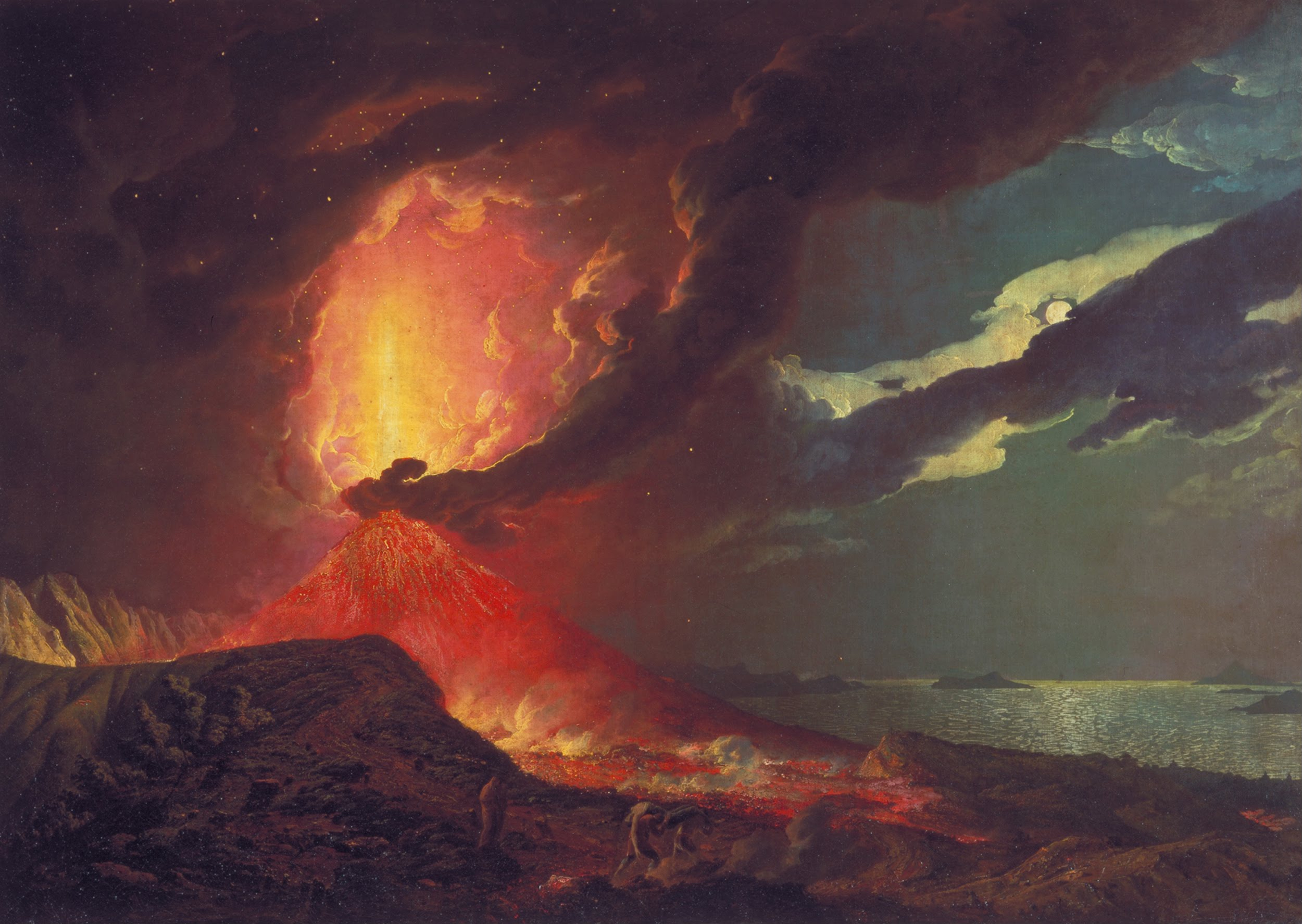
El Vesubio en erupción, con una vista de las islas de la bahía de Nápoles (1776), de Joseph Wright of Derby, Tate Britain, Londres

Uno de los pintores dieciochescos más preocupados por la luz fue Joseph Wright of Derby, interesado por los efectos de luz artificial, que supo plasmar de forma magistral. Pasó unos años de formación en Italia, donde se interesó por los efectos de fuegos artificiales en el cielo y pintó las erupciones del Vesubio. Una de sus obras maestras es Experimento con un pájaro en una bomba de aire (1768, The National Gallery, Londres), donde coloca una potente fuente de luz en el centro que ilumina todos los personajes, acaso una metáfora de la luz de la Ilustración que ilumina por igual a todos los seres humanos. La luz procede de una vela oculta tras el frasco de cristal que sirve para realizar el experimento, cuya sombra se sitúa junto a una calavera, símbolos ambos de la fugacidad de la vida, frecuentemente empleados en las vanitas. Wright realizó diversos cuadros con iluminación artificial, que denominaba candle light pictures («cuadros de luz de vela»), generalmente con violentos contrastes de luces y sombras. Además —y especialmente en sus cuadros de temas científicos, como el anteriormente citado o Un filósofo da una lección sobre el planetario de mesa (1766, Derby Museum and Art Gallery, Derby)—, la luz simboliza la razón y el conocimiento, en consonancia con la Ilustración, el «Siglo de las luces».

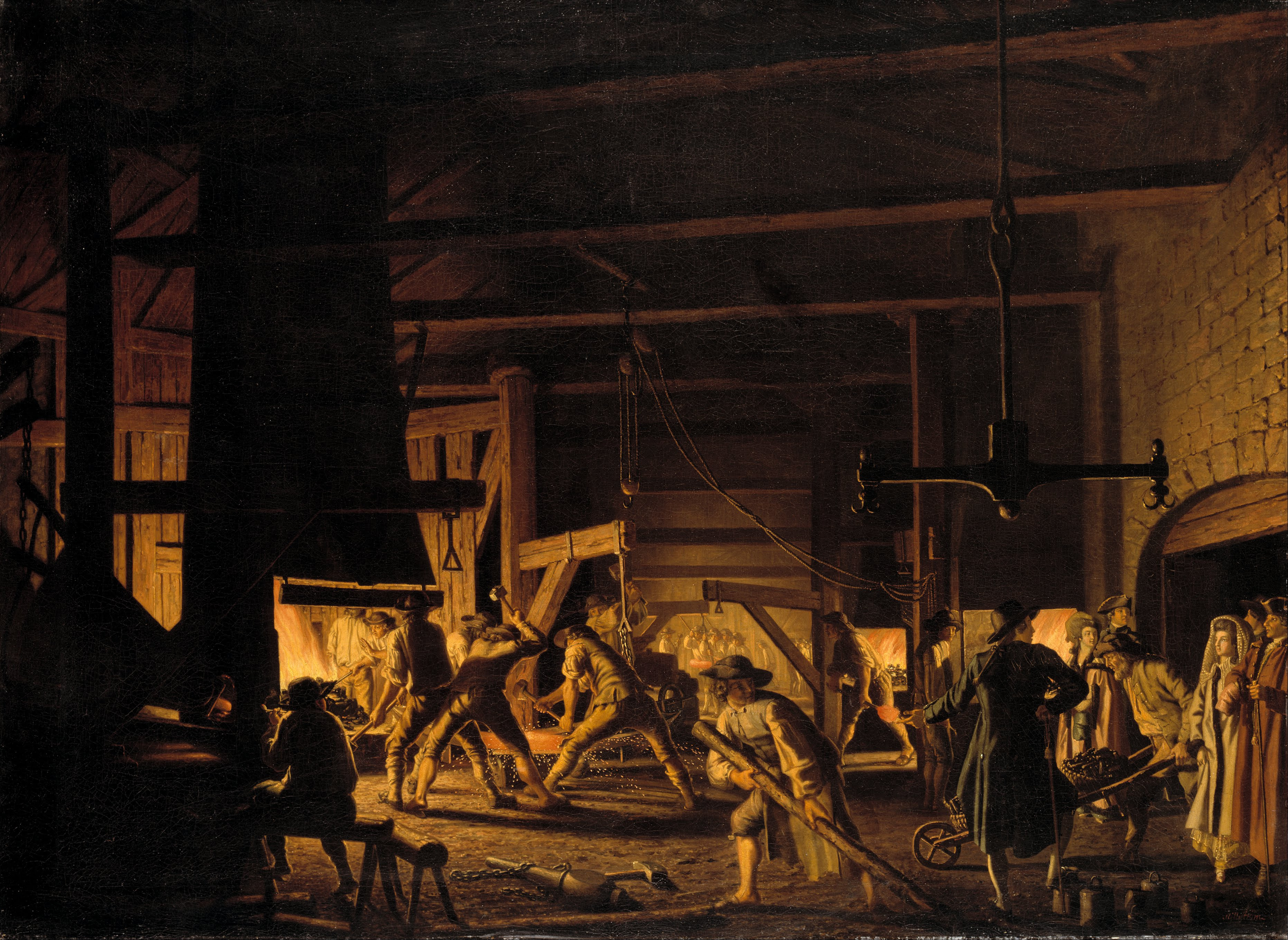
En la forja del ancla de Söderfors. Los herreros trabajando duro (1782), de Pehr Hilleström, Museo Nacional de Estocolmo

En la transición entre los siglos xviii y xix uno de los artistas más destacados fue Francisco de Goya, que evolucionó desde un sello más o menos rococó hasta un cierto prerromanticismo, pero con una obra personal y expresiva de fuerte tono intimista. Numerosos estudiosos de su obra han destacado el uso metafórico de la luz por Goya como vencedora de las tinieblas. Para Goya, la luz representaba la razón, el conocimiento y la libertad, frente a la ignorancia, la represión y la superstición que asocia a la oscuridad. También decía que en la pintura no veía «más que cuerpos iluminados y cuerpos que no lo están, planos que avanzan y planos que retroceden, relieves y profundidades». El propio artista se autorretrató pintando en su estudio al contraluz de un gran ventanal que llena de luz la estancia, pero por si fuera poco lleva unas velas encendidas en su sombrero (Autorretrato en el taller, 1793-1795, Real Academia de Bellas Artes de San Fernando, Madrid). Al mismo tiempo, sentía una especial predilección por los ambientes nocturnos y en numerosas de sus obras recogió una tradición iniciada con el tenebrismo caravaggista y reinterpretada de forma personal. Según Jeannine Baticle, «Goya es el heredero fiel de la gran tradición pictórica española. En él, la sombra y la luz crean unos volúmenes poderosos construidos en el empaste, aclarados con breves trazos luminosos en los que la sutileza de los colores produce variaciones infinitas».

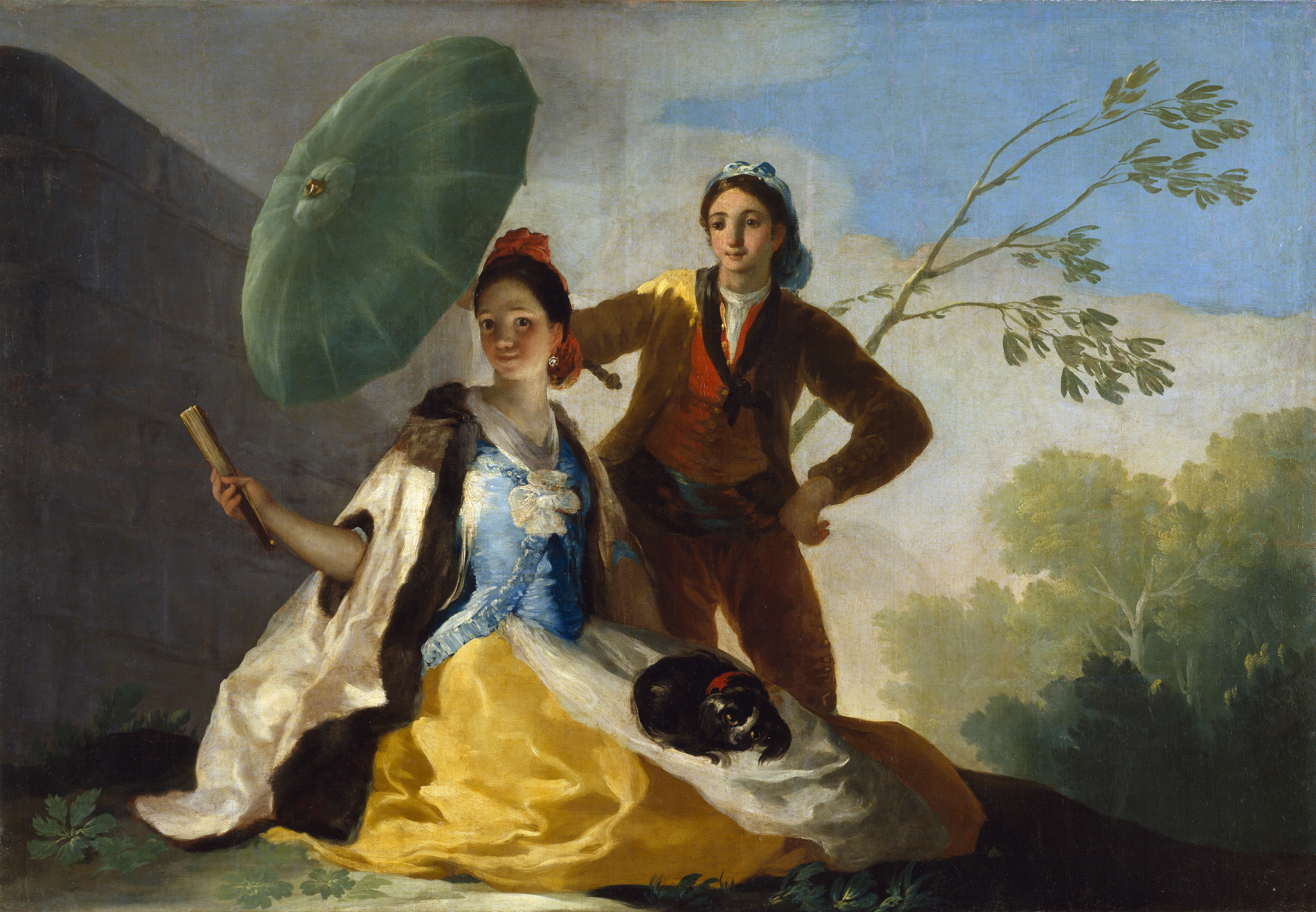
El quitasol (1777), de Francisco de Goya, Museo del Prado, Madrid

Entre su primera producción, en que se encargó preferentemente de la elaboración de cartones para la Real Fábrica de Tapices de Santa Bárbara, destaca por su luminosidad El quitasol (1777, Museo del Prado, Madrid), que sigue los gustos populares y castizos de moda en la corte en esa época, donde un muchacho hace sombra a una joven con un quitasol, con un intenso contraste cromático entre los tonos azulados y los dorados del reflejo de la luz. Otras obras destacadas por sus efectos de luz atmosférica son La nevada (1786, Museo del Prado, Madrid) y La pradera de San Isidro (1788, Museo del Prado, Madrid). Como pintor de cámara del rey destaca su retrato colectivo La familia de Carlos IV (1800, Museo del Prado, Madrid), en que parece otorgar un orden protocolario a la iluminación, desde la más potente centrada en los reyes en la parte central, pasando por la más tenue del resto de la familia hasta la penumbra en que se autorretrata el propio artista en la esquina izquierda.
De su obra madura destaca Los fusilamientos del 3 de mayo de 1808 en la Moncloa (1814, Museo del Prado, Madrid), donde sitúa la fuente de luz en un fanal situado en la parte inferior del cuadro, aunque es su reflejo en la camisa blanca de uno de los fusilados el que se convierte en el foco de luz más potente, ensalzando su figura como símbolo de la víctima inocente frente a la barbarie. La elección de la noche es un factor claramente simbólico, ya que se relaciona con la muerte, hecho acentuado con la apariencia cristológica del personaje con los brazos en alto. Sobre esta obra escribió Albert Boime (Historia social del arte):

Un breve repaso de las representaciones de fuentes de «luz objetiva» en la obra de Goya, revela una evolución gradual, desde la explotación de efectos tetrales para glorificar a la familia real o un suceso religioso, pasando por una expresión más simbólica de sus preocupaciones ideológicas, hasta culminar en una maestría madura donde la realidad y el símbolo se funden en una síntesis sorprendente.

Entre sus últimas obras destaca La lechera de Burdeos (1828, Museo del Prado, Madrid), donde la luz se plasma solo con el color, con una pincelada esponjosa que remarca los valores tonales, una técnica que apunta al impresionismo.

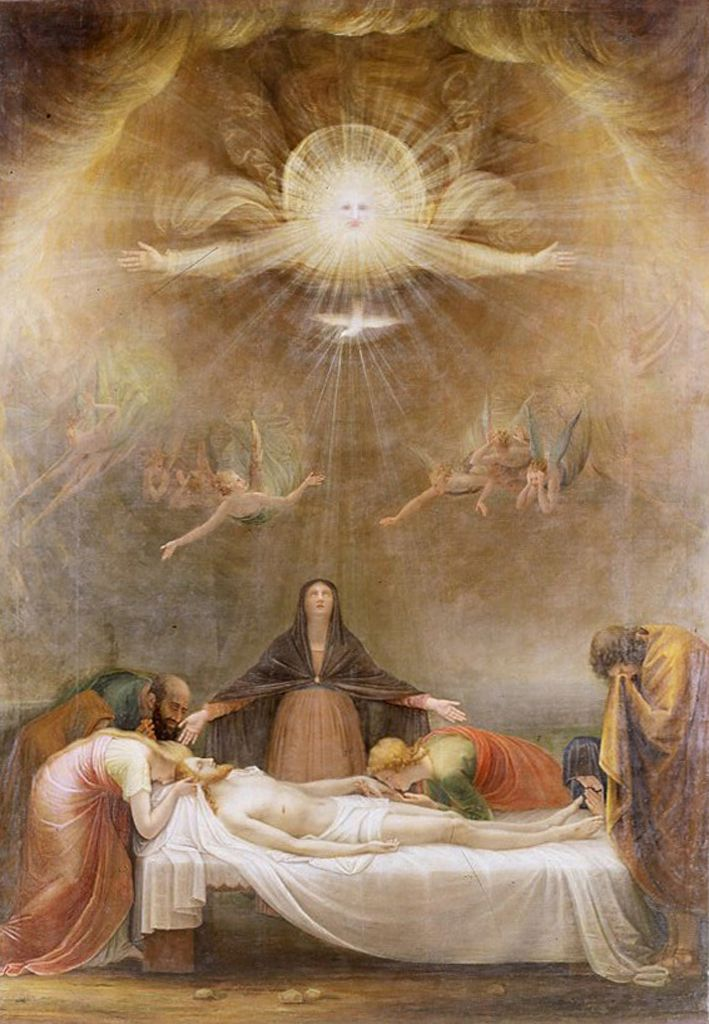
Llanto por Cristo muerto (1799), de Antonio Canova, Templo Canoviano, Possagno

También a caballo entre los dos siglos se desarrolló el neoclasicismo, surgido en Francia tras la Revolución francesa, un estilo que favoreció el resurgimiento de las formas clásicas, más puras y austeras, en contraposición a los excesos ornamentales del Barroco y rococó. El hallazgo de las ruinas de Pompeya y Herculano ayudó a poner de moda la cultura grecolatina y un ideario estético que preconizaba la perfección de las formas clásicas como ideal de belleza, lo que generó un mito sobre la perfección de la belleza clásica que aún condiciona la percepción del arte hoy día. La pintura neoclásica mantuvo un sello austero y equilibrado, influido por la escultura grecorromana o figuras como Rafael y Poussin. Destacó especialmente Jacques-Louis David, así como François Gérard, Antoine-Jean Gros, Pierre-Paul Prud'hon, Anne-Louis Girodet-Trioson, Jean Auguste Dominique Ingres, Anton Raphael Mengs y José de Madrazo.

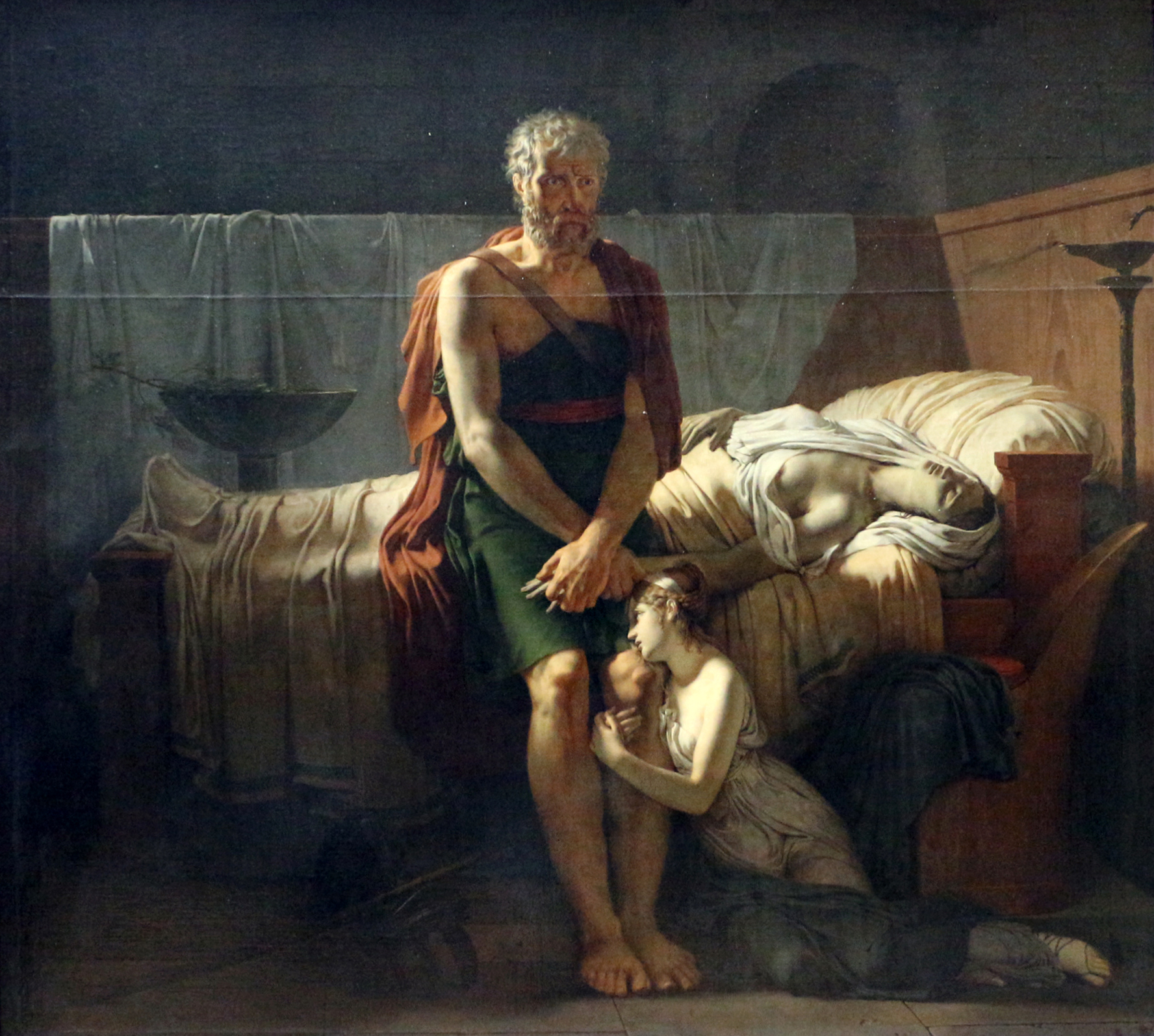
Retorno de Marco Sexto (1799), de Pierre-Narcisse Guérin, Museo del Louvre, París

EL neoclasicismo sustituyó la iluminación dramática del Barroco por la mesura y contención del clasicismo, con tonos fríos y preponderancia del dibujo sobre el color, y otorgó una especial relevancia a la línea y el contorno. Las imágenes neoclásicas anteponen la idea al sentimiento, la descripción veraz de la realidad a las veleidades imaginativas del artista barroco. La del neoclasicismo es una luz clara, fría y difusa, que baña las escenas con uniformidad, sin contrastes violentos; aun así, en ocasiones se usaba el claroscuro, iluminando intensamente figuras o determinados objetos en contraste con la oscuridad del fondo. La luz delimita los contornos y el espacio, y generalmente otorga una apariencia de solemnidad a la imagen, en consonancia con los temas tratados, por lo general pinturas de historia, mitológicas y retratos.
El iniciador de este estilo fue Jacques-Louis David, un artista sobrio que subordinaba completamente el color al dibujo. Estudiaba minuciosamente la composición lumínica de sus obras, como se denota en el Juramento en el Jeu de Paume (1791, Musée National du Château de Versailles) y El rapto de las sabinas, 1794-1799, Museo del Louvre, París). En La muerte de Marat (1793, Musées Royaux des Beaux-Arts, Bruselas) desarrolló unos juegos lumínicos que denotan la influencia de Caravaggio. Anne-Louis Girodet-Trioson siguió el estilo de David, aunque su emotivismo le acercó al prerromanticismo. Se interesó por el cromatismo y por la concentración de la luz y la sombra, como se vislumbra en El sueño de Endimión (1791, Museo del Louvre, París) y El entierro de Atala (1808, Museo del Louvre, París). Jean Auguste Dominique Ingres fue un prolífico autor siempre fiel al clasicismo, hasta el punto de ser considerado el adalid de la pintura académica frente al romanticismo decimonónico. Se dedicó especialmente al retrato y al desnudo, que destacan por su pureza de líneas, sus marcados contornos y un cromatismo de aspecto cercano al esmalte. Pierre-Paul Prud'hon asumió el neoclasicismo con una cierta influencia rococó, con una predilección por la voluptuosidad femenina heredada de Boucher y Watteau, al tiempo que su obra trasluce una fuerte influencia de Correggio. En sus cuadros mitológicos poblados de ninfas mostró una preferencia por la luz crepuscular y lunar, una luz tenue y mortecina que baña con delicuescencia las formas femeninas, cuya piel blanca parece refulgir.
El paisajismo era considerado por los neoclásicos un género menor. Aun así, tuvo diversos exponentes destacados, especialmente en Alemania, donde cabe mencionar a Joseph Anton Koch, Ferdinand Kobell y Wilhelm von Kobell. El primero se centró en las montañas alpinas, de las que logró captar la atmósfera nubosa de la alta montaña y los efectos de luz centelleantes sobre las superficies vegetales y acuáticas. Por lo general incorporaba la presencia humana, en ocasiones con algún pretexto temático de tipo histórico o literario —como las obras de Shakespeare o el ciclo de Ossian—. La luz de sus cuadros es generalmente clara y fría, natural, sin demasiadas estridencias. Si Koch representaba un tipo de paisaje idealista, heredero de Poussin o Lorena, Ferdinand Kobell representa el paisaje realista, deudor del paisaje barroco holandés. Sus paisajes de valles y llanuras con fondos montañosos están bañados de una luz translúcida, con intensos contrastes entre los diversos planos de la imagen. Su hijo Wilhelm siguió su estilo, con una mayor preocupación por la luz, que se denota en sus ambientes claros de luz fría y sombras alargadas, que otorga a sus figuras una consistencia dura y de aspecto metálico.

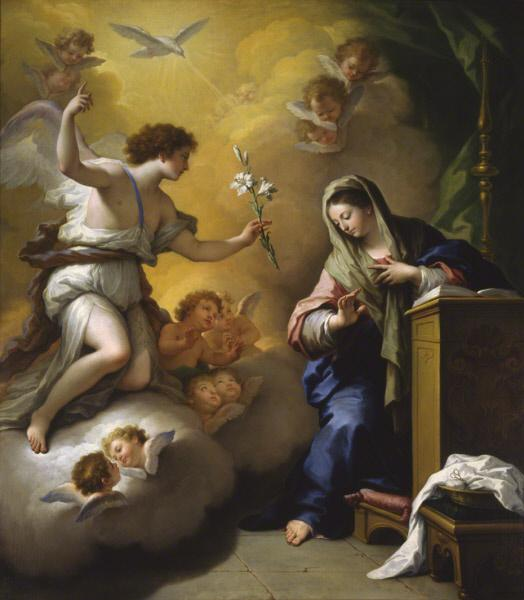
Anunciación (1712), de Paolo de Matteis, Saint Louis Art Museum, Saint Louis, Misuri
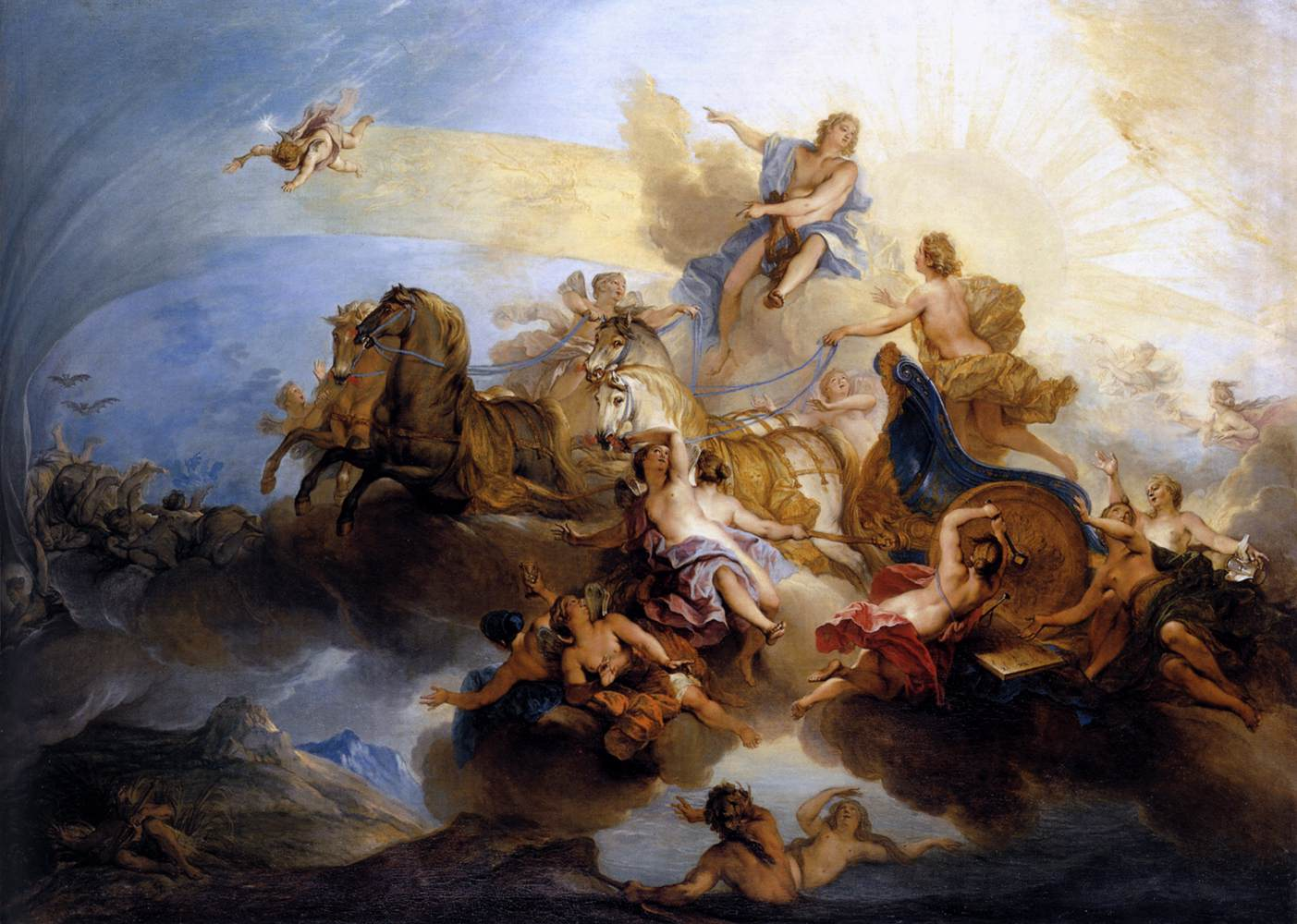
Faetón en el carro de Apolo (1720), de Nicolas Bertin, Museo del Louvre, París
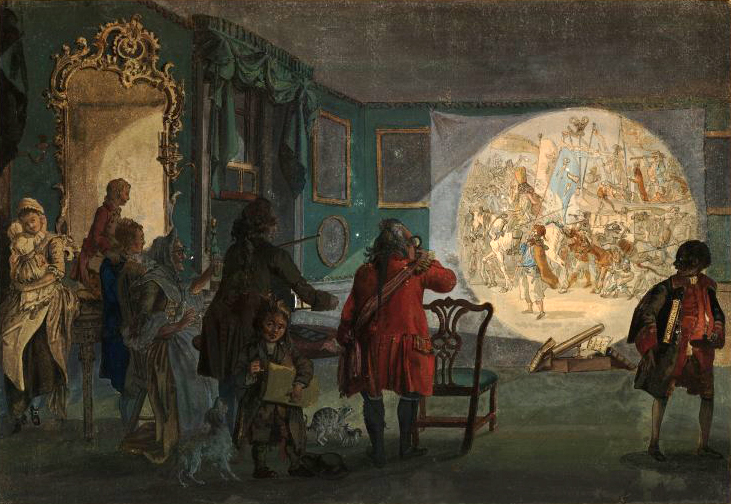
La linterna mágica (1760), de Paul Sandby, The Trustees of the British Museum, Londres
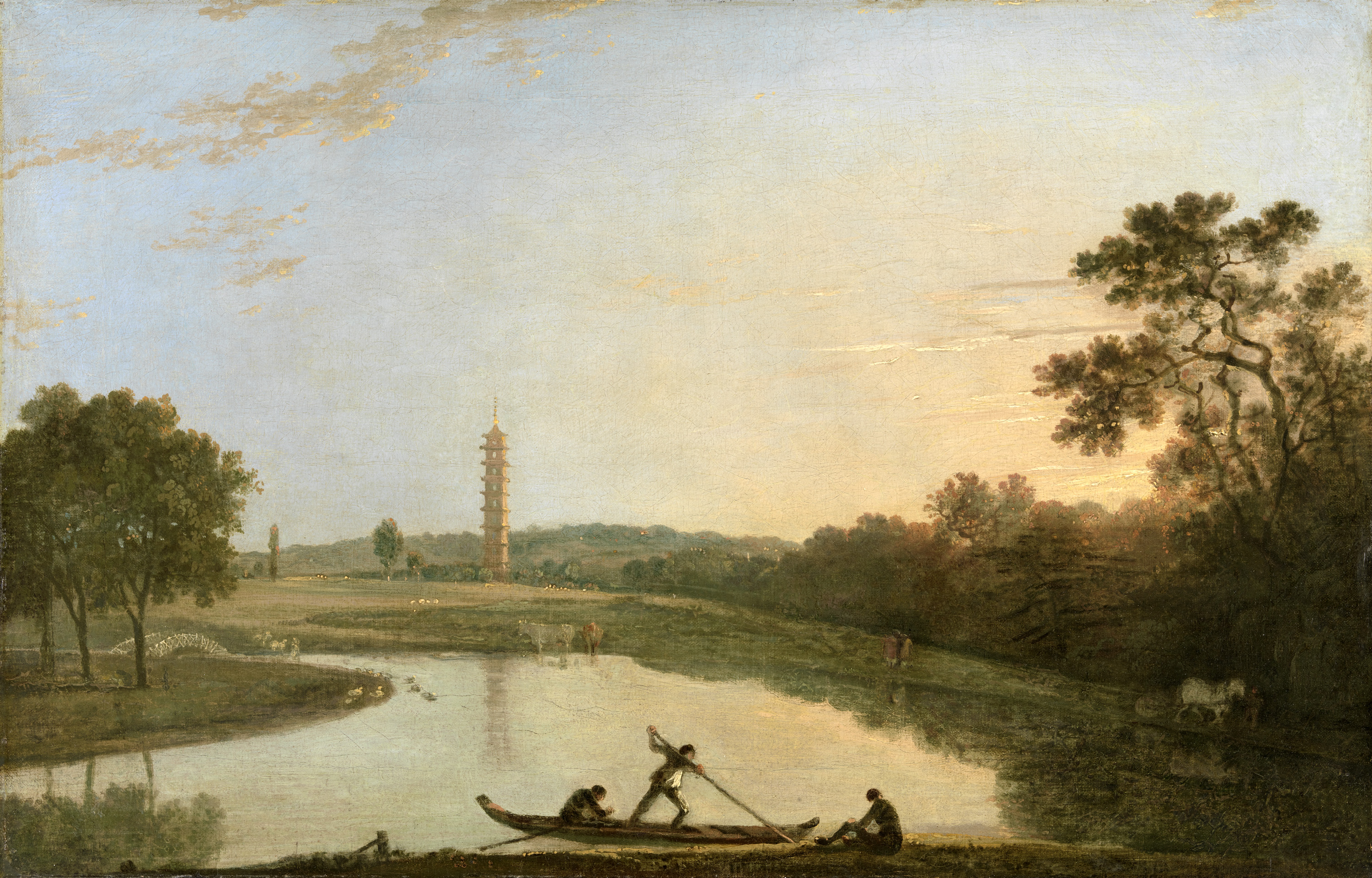
Kew Gardens: la pagoda y el puente (1765), de Richard Wilson, Centro de Arte Británico de Yale, New Haven, Connecticut
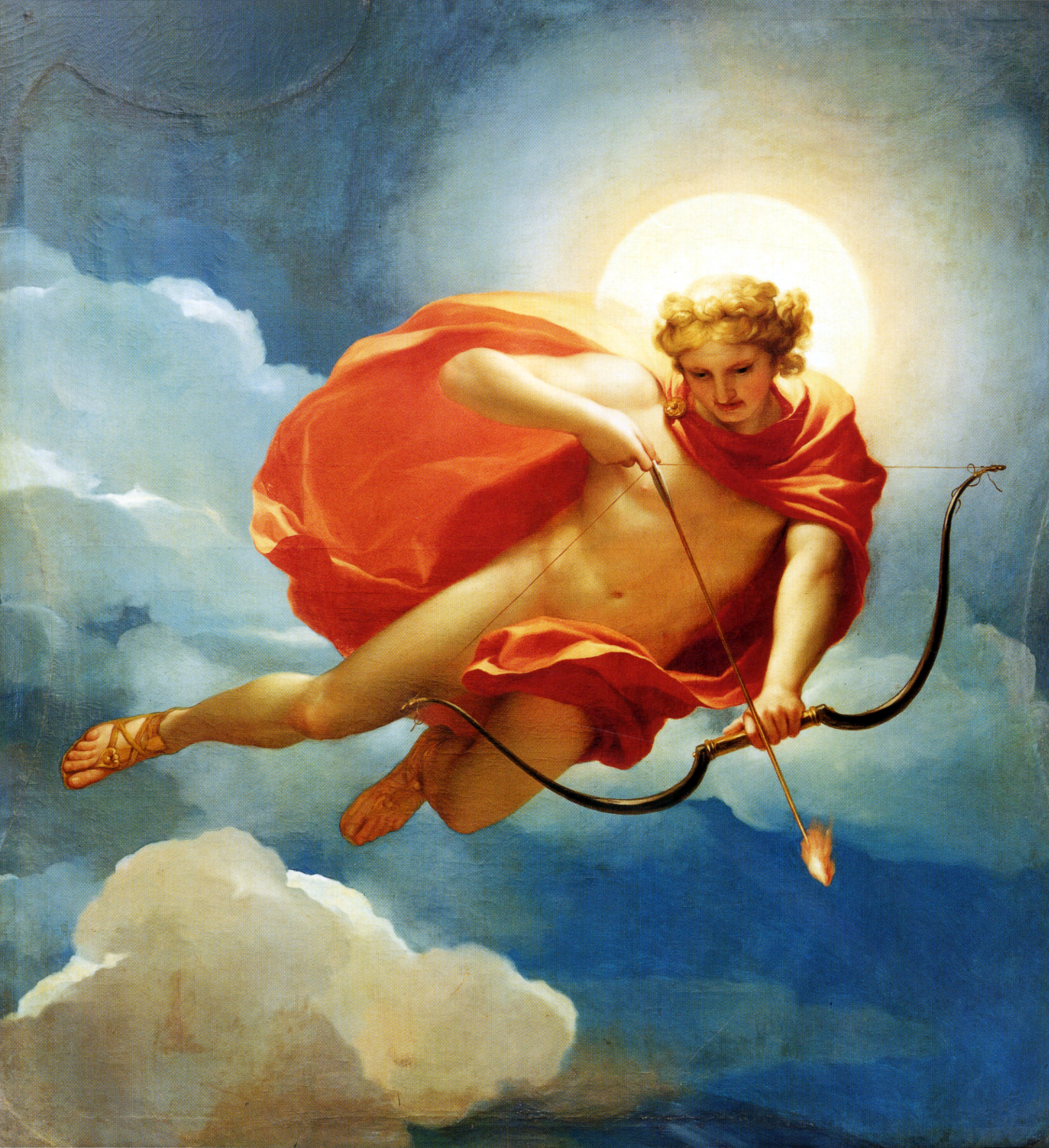
Helios como personificación del Mediodía (1765), de Anton Raphael Mengs, Palacio de la Moncloa, Madrid
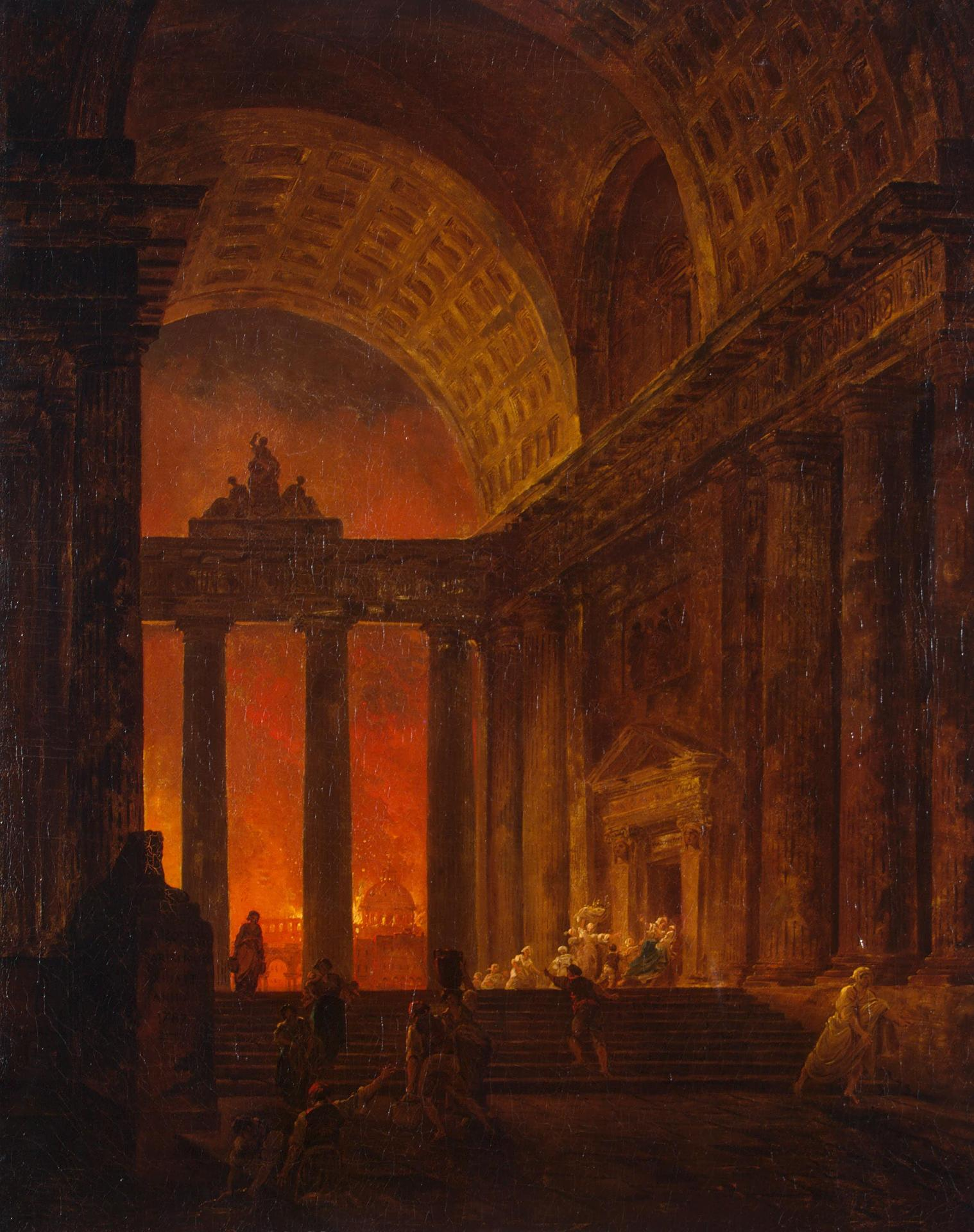
Incendio de Roma (1787), de Hubert Robert, Museo del Hermitage, San Petersburgo
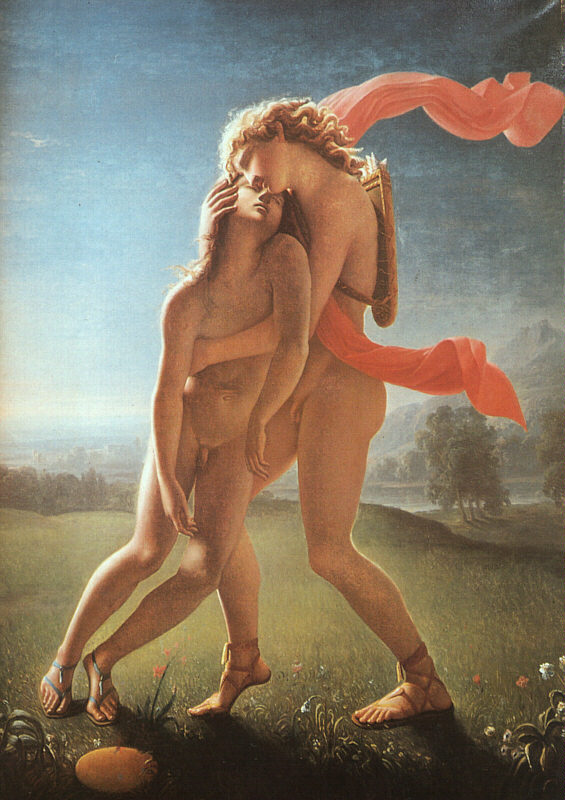
La muerte de Jacinto (1801), de Jean Broc, Musée Sainte-Croix, Poitiers
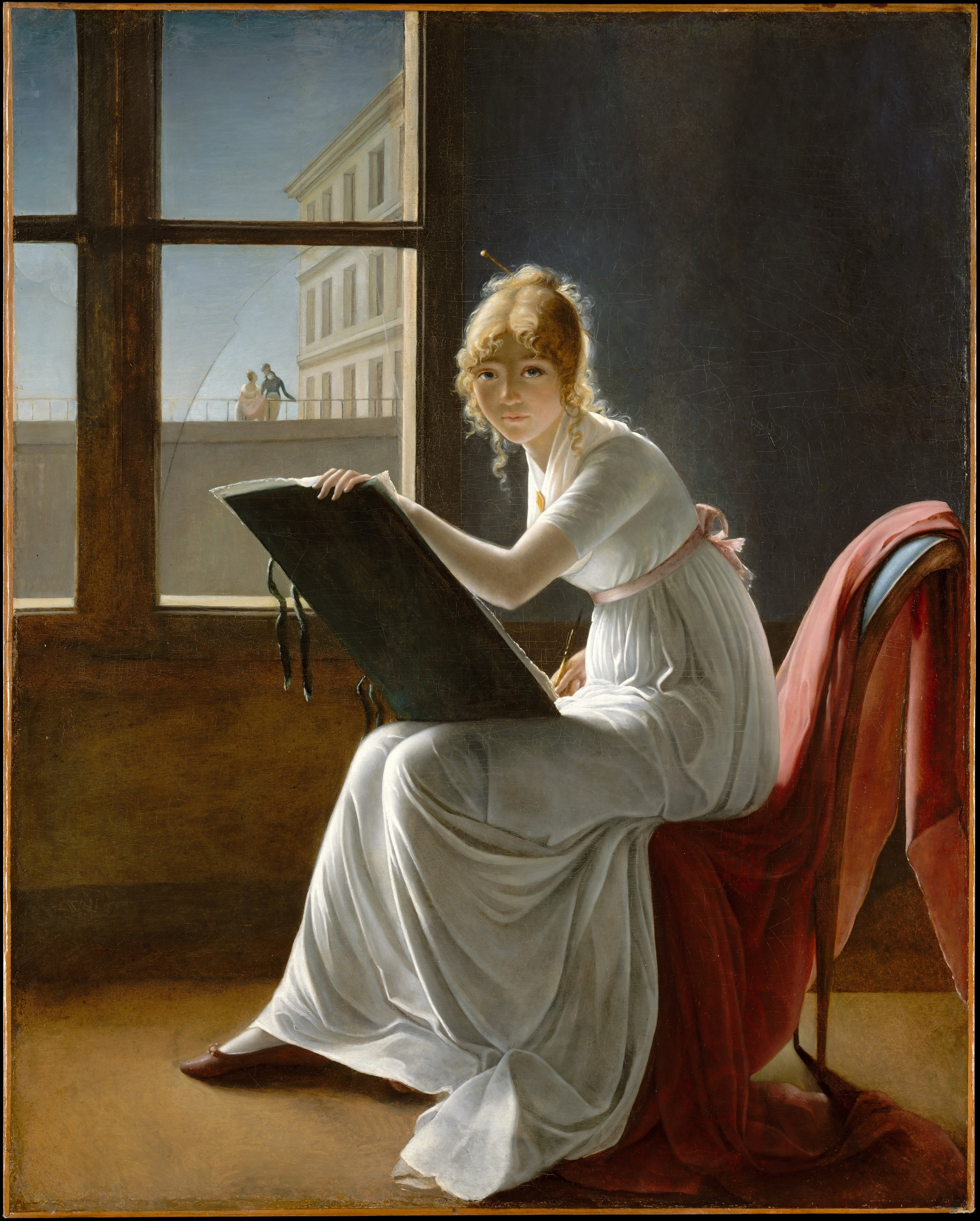
Retrato de la señorita Charlotte du Val d'Ognes (1801), de Marie-Denise Villers, Metropolitan Museum of Art, Nueva York

### Arte contemporáneo

#### sigloXIX
En el siglo XIX comenzó una dinámica evolutiva de estilos que se sucedían cronológicamente cada vez con mayor celeridad y surgió el arte moderno como contraposición al arte académico, donde el artista se sitúa a la vanguardia de la evolución cultural de la humanidad. El estudio de la luz se enriqueció con la aparición de la fotografía y con los nuevos adelantos tecnológicos en torno a la luz artificial, gracias a la aparición de la luz de gas a comienzos del siglo, del queroseno a mediados y de la electricidad a finales de siglo. Estos dos fenómenos propiciaron una nueva conciencia de la luz, por cuanto este elemento configura la apariencia visual, variando el concepto de realidad de lo tangible a lo perceptible.

##### Romanticismo

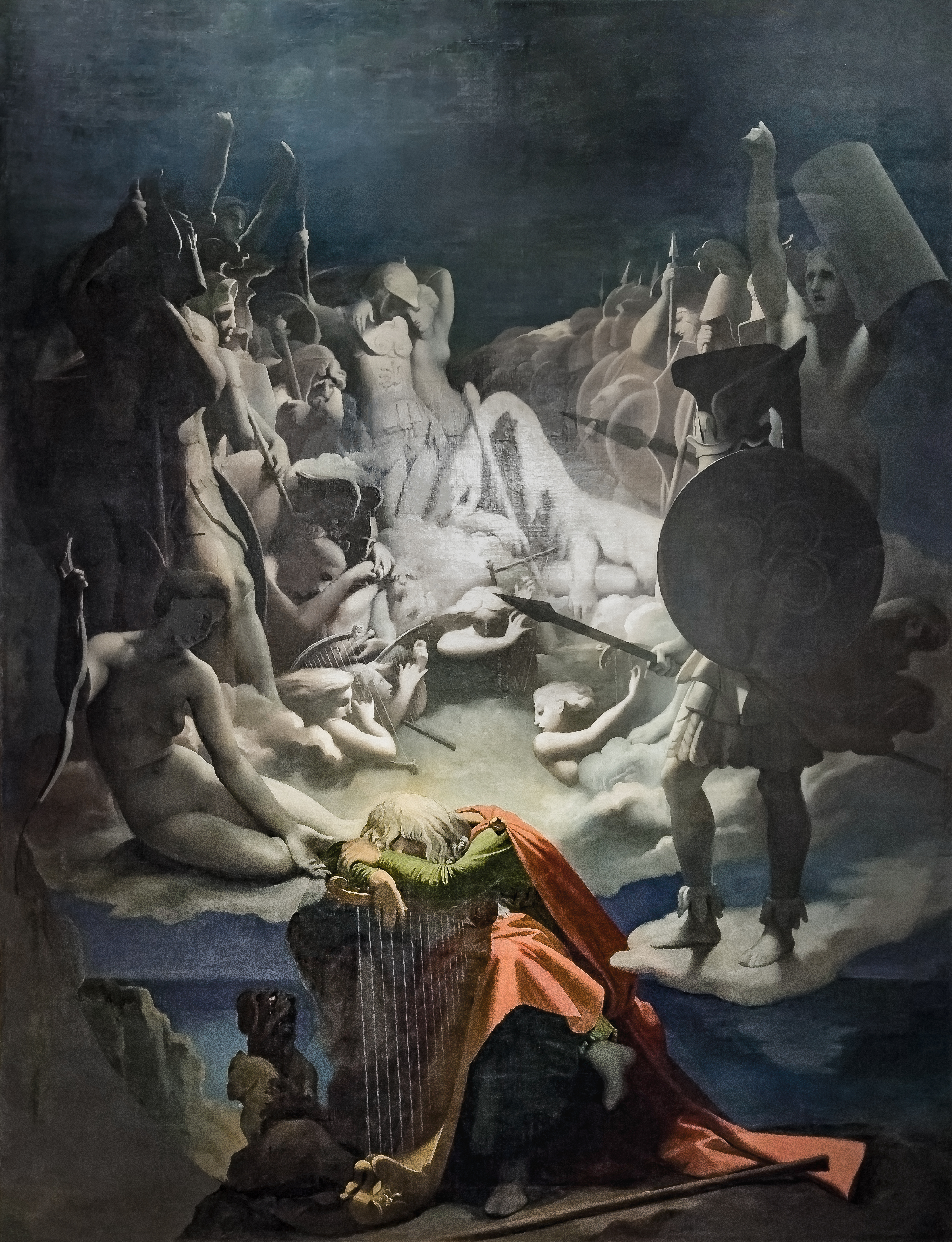
El sueño de Ossian (1813), de Dominique Ingres, Museo Ingres, Montauban

El primer estilo de la centuria fue el romanticismo, un movimiento de profunda renovación en todos los géneros artísticos, que puso una especial atención en el terreno de la espiritualidad, de la fantasía, el sentimiento, el amor a la naturaleza, junto a un elemento más oscuro de irracionalidad, de atracción por el ocultismo, la locura, el sueño. Se valoró especialmente la cultura popular, lo exótico, el retorno a formas artísticas menospreciadas del pasado —especialmente las medievales—, y adquirió notoriedad el paisaje, que cobró protagonismo por sí solo. Los románticos tenían la idea de un arte que surge espontáneamente del individuo, destacando la figura del «genio»: el arte es la expresión de las emociones del artista. Los románticos utilizaban una técnica más expresiva respeto a la contención neoclásica, modelando las formas mediante empastes y veladuras, de tal forma que se libera la expresividad del artista.
En un cierto prerromanticismo cabe situar a William Blake, un escritor y artista original, de difícil clasificación, que se dedicó especialmente a la ilustración, a la manera de los antiguos iluminadores de códices. La mayoría de imágenes de Blake se sitúan en un mundo nocturno, en que la luz enfatiza ciertas partes de la imagen, una luz de amanecer o crepúsculo, casi «líquida», irreal. A caballo entre el neoclasicismo y el romanticismo estuvo también Johann Heinrich Füssli, autor de imágenes oníricas de un estilo influido por el manierismo italiano, en que solía emplear fuertes contrastes de luces y sombras, con un tipo de iluminación de carácter teatral, como de candilejas.

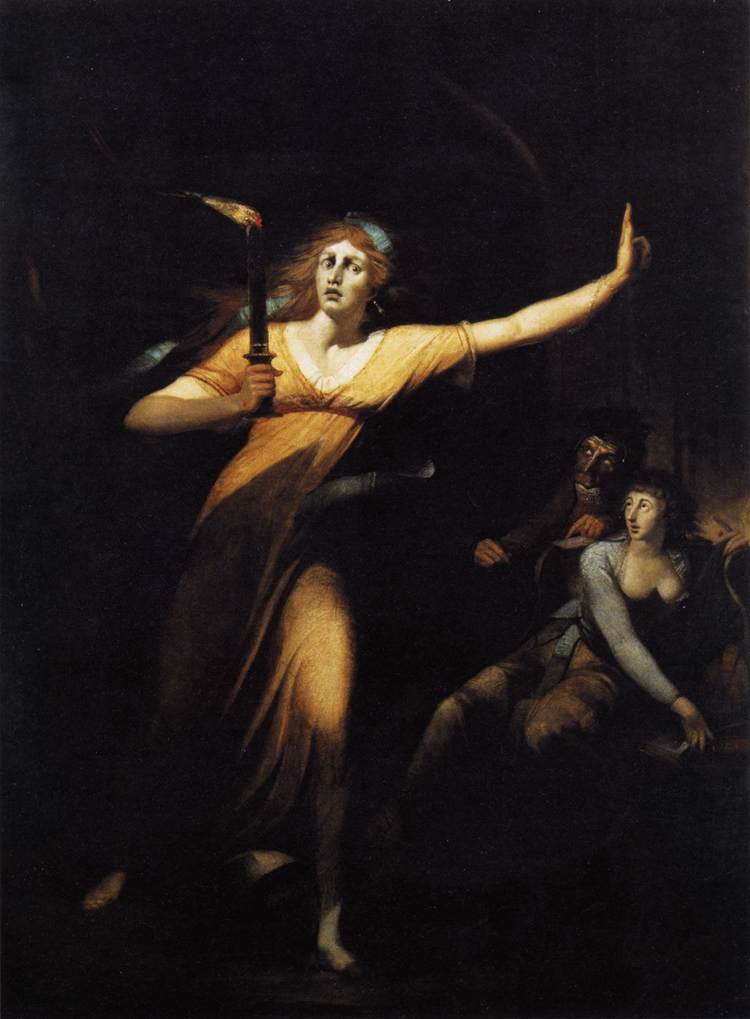
Lady Macbeth sonámbula (1784), de Johann Heinrich Füssli, Museo del Louvre, París

Uno de los pioneros del romanticismo fue el francés Théodore Géricault, fallecido prematuramente, cuya obra maestra, La balsa de la Medusa (1819, Museo del Louvre, París), presenta un rayo de luz que surge de los tormentosos nubarrones del fondo como un símbolo de esperanza. El más destacado miembro del movimiento en Francia fue Eugène Delacroix, un pintor influido por Rubens y la escuela veneciana, que concebía la pintura como un soporte en que las manchas de luz y color se relacionan. También recibió la influencia de John Constable, cuyo cuadro La carreta de heno le abrió los ojos a una nueva sensibilidad hacia la luz. En 1832 viajó a Marruecos, donde desarrolló un nuevo estilo que se podría considerar protoimpresionista, caracterizado por la utilización del blanco para resaltar efectos lumínicos, con una técnica de ejecución rápida.

El molino de Dedham (1820), de John Constable, Victoria and Albert Museum, Londres

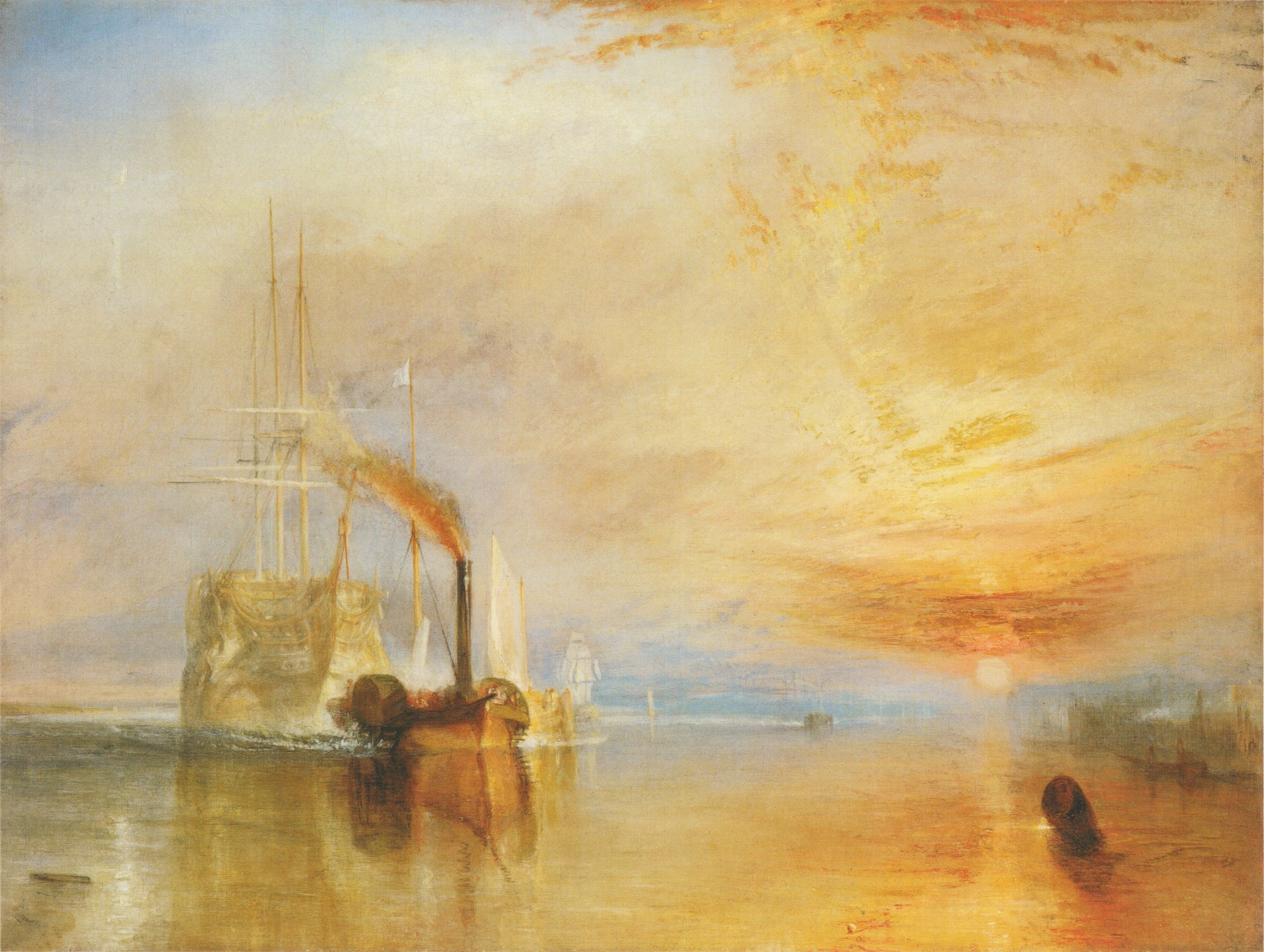
El último viaje del «Temerario» (1839), de Joseph Mallord William Turner, National Gallery, Londres

En el terreno del paisajismo destacaron John Constable y Joseph Mallord William Turner, herederos de la rica tradición del paisajismo inglés del siglo XVIII. Constable fue un pionero en la captación de fenómenos atmosféricos. Kenneth Clark, en El arte del paisaje, le adjudicó la invención del «claroscuro de la naturaleza», que se expresaría en dos vertientes: por un lado, el contraste de luz y sombra que para Constable sería imprescindible en cualquier pintura de paisaje y, por otro, los efectos chispeantes del rocío y la brisa que tan magistralemnte supo plasmar en sus lienzos el pintor británico, con una técnica de trazos interrumpidos y toques de blanco puro realizados con espátula. En una ocasión Constable afirmó que «la forma de un objeto es indiferente; la luz, la sombra y la perspectiva siempre lo harán hermoso».
Joseph Mallord William Turner fue un pintor con una gran intuición para plasmar los efectos de luz en la naturaleza, con unos ambientes que aglutinan luminosidad con efectos atmosféricos de gran dramatismo, como se aprecia en Aníbal cruzando los Alpes (1812, Tate Gallery, Londres). Turner tenía predilección por los fenómenos atmosféricos violentos, como tormentas, marejadas, niebla, lluvia, nieve, o bien fuego y espectáculos de destrucción, en paisajes en los que realizó numerosos experimentos sobre cromatismo y luminosidad, que otorgaron a sus obras un aspecto de gran realismo visual. Su técnica se basaba en una luz coloreada que disolvía las formas en una relación espacio-color-luz que dan a su obra una apariencia de gran modernidad. Según Kenneth Clark, Turner «fue quien elevó la clave del color para que sus cuadros no solo representaran la luz, sino que simbolizaran también la naturaleza de la luz». Sus primeras obras tenían todavía un cierto componente clásico, en las que imitó el estilo de artistas como Claudio de Lorena, Richard Wilson, Adriaen van de Velde o Aelbert Cuyp. Son obras en las que aún representa la luz por medio del contraste, realizadas al óleo; sin embargo, sus acuarelas ya apuntaban al que sería su estilo maduro, caracterizado por la plasmación del color y la luz en movimiento, con una tonalidad clara conseguida con una aplicación primaria de una película de pintura de nácar. En 1819 visitó Italia, cuya luz le inspiró y le indujo a elaborar unas imágenes donde las formas se diluían en una luminosidad neblinosa, con lontananzas nacaradas y sombras de color amarillo o escarlata. Se dedicó entonces a sus imágenes más características, principalmente escenas costeras en las que realiza un profundo estudio de los fenómenos atmosféricos. En Interior en Petworth (1830, British Museum, Londres) la base de su diseño es ya la luz y el color, el resto queda supeditado a estos valores. En sus últimas obras afirma Clark que «la imaginación de Turner era capaz de destilar, de la luz y del color, poesía tan delicada como la de Shelley». Entre sus obras destacan: San Giorgio Maggiore: en la madrugada (1819, Tate Gallery), Regulus (1828, Tate Gallery), El incendio de las Casas de los Lores y de los Comunes (1835, Philadelphia Museum of Art), El último viaje del «Temerario» (1839, National Gallery), Negreros tirando por la borda a muertos y moribundos (1840, Museum of Fine Arts, Boston), Crepúsculo sobre un lago (1840, Tate Gallery), Lluvia, vapor y velocidad (1844, National Gallery), etc.

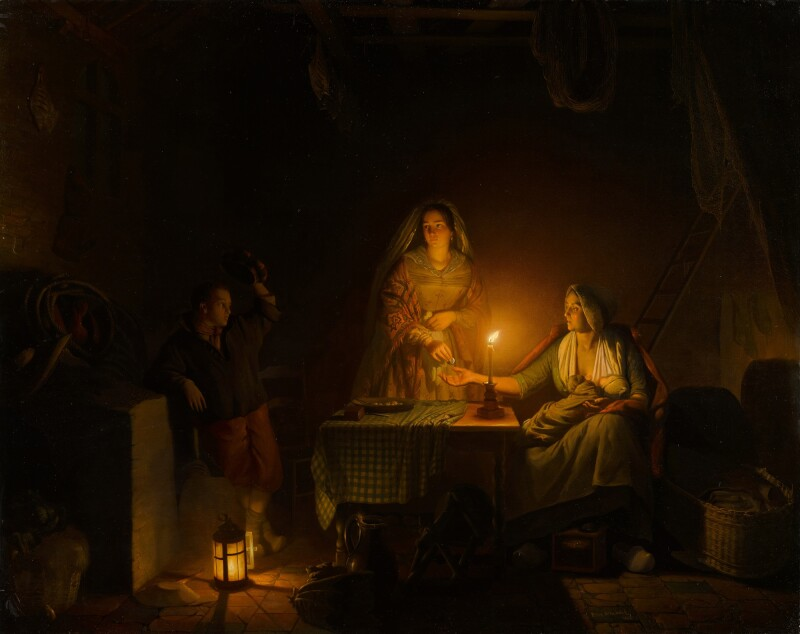
A la luz de las velas (1842), de Petrus van Schendel

Cabe citar también a Richard Parkes Bonington, un artista prematuramente fallecido, principalmente acuarelista y litógrafo, que vivió la mayor parte del tiempo en París. Tenía un estilo ligero, claro y espontáneo. Sus paisajes denotan la misma sensibilidad atmosférica de Constable y Turner, con una gran delicadeza en el tratamiento de la luz y el color, hasta el punto que se le considera un precursor del impresionismo.

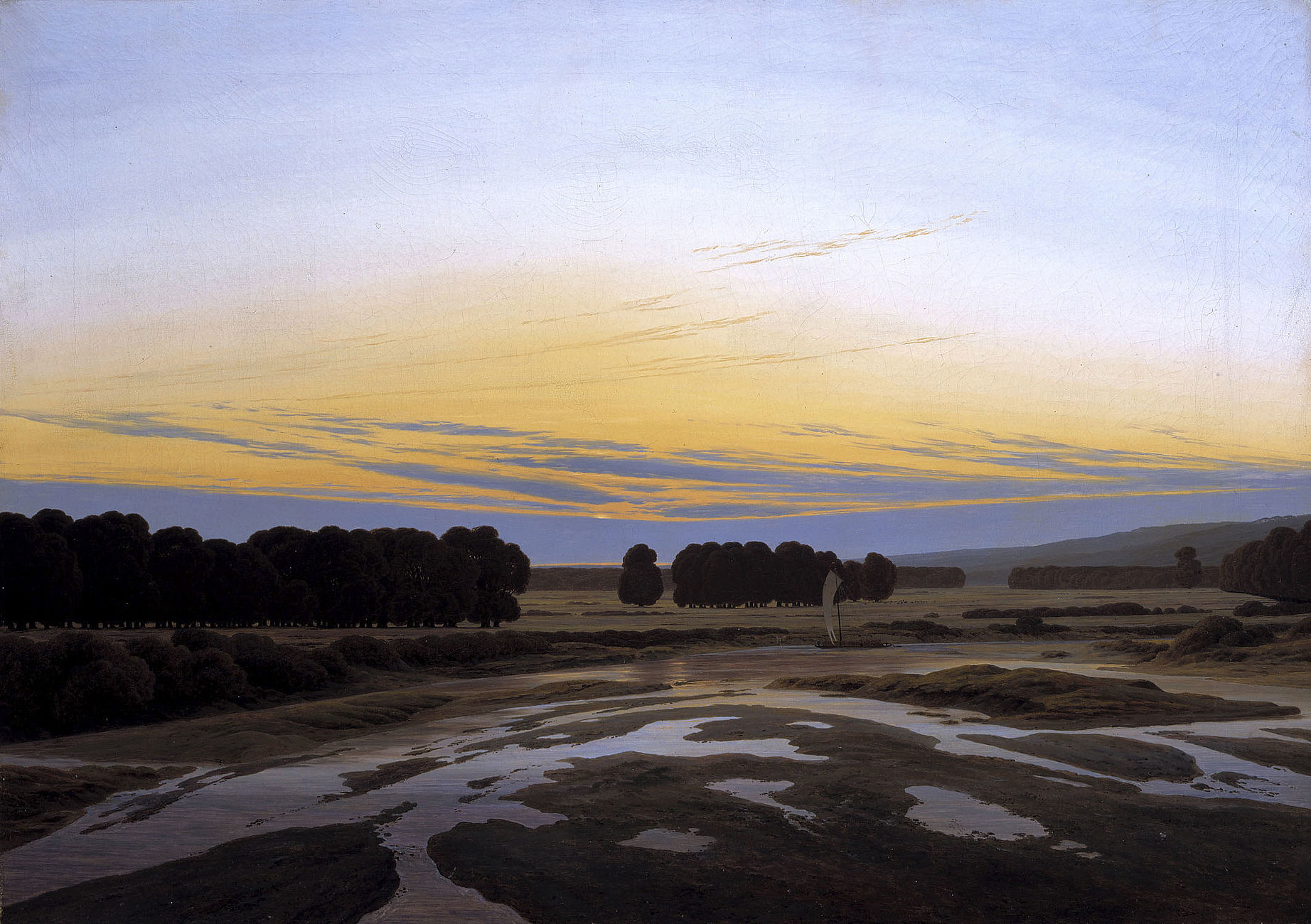
La gran reserva (1832), de Caspar David Friedrich, Gemäldegalerie Neue Meister, Dresde

En Alemania destaca la figura de Caspar David Friedrich, un pintor con una visión panteísta y poética de la naturaleza, una naturaleza incorrupta e idealizada donde la figura humana tan solo representa el papel de un espectador de la grandiosidad e infinitud de la naturaleza. Desde sus inicios, Friedrich desarrolló un estilo marcado por contornos seguros y sutiles juegos de luces y sombras, en acuarela, óleo o tinta sepia. Una de sus primeras obras destacadas es La cruz en la montaña (1808, Gemäldegalerie Neue Meister, Dresde), donde sobre una pirámide de rocas a contraluz se alza una cruz con Cristo crucificado, frente a un cielo surcado de nubes y cruzado por cinco haces de luz que surgen de un invisible sol que se intuye detrás de la montaña, sin que quede claro si es el amanecer o el atardecer; uno de los haces genera reflejos en el crucifijo, por lo que se entiende que es una escultura de metal. Durante sus primeros años se centró en los paisajes y las marinas, con cálidas luces de amanecer y atardecer, aunque también expermientó con los efectos de luces invernales, tormentosas y neblinosas. Una obra más madura es Imagen conmemorativa para Johann Emanuel Bremer (1817, Alte Nationalgalerie, Berlín), una escena nocturna de fuerte contenido simbólico alusivo a la muerte: en un primer plano aparece un jardín en penumbra, con una reja por la que se filtran los rayos de la luna; el fondo, con una tenue luz de amanecer, representa el más allá. En Mujer ante la salida del sol (1818-1820, Museo Folkwang, Essen) —también llamada Mujer ante la puesta del sol, pues no se sabe con certeza la hora del día— mostró una de sus composiciones características, la de una figura humana frente a la inmensidad de la naturaleza, fiel reflejo del sentimiento romántico de lo sublime, con un cielo de un amarillo rojizo de gran intensidad; se suele interpretar como una alegoría de la vida como una Santa Cena permanente, una especie de comunión religiosa ideada por August Wilhelm von Schlegel. Entre los años 1820 y 1822 realizó varios paisajes en los que captó la variación lumínica a diversas horas del día: La mañana, El mediodía, La tarde y El atardecer, todos ellos en el Niedersächsisches Landesmuseum de Hannover. Para Friedrich, el amanecer y el atardecer simbolizaban el nacimiento y la muerte, el ciclo de la vida. En Mar con salida de sol (1826, Hamburger Kunsthalle, Hamburgo) redujo al mínimo la composición, jugando con la luz y el color para crear una imagen de gran intensidad, inspirada en los grabados de los siglos xvi y xvii en que se recreaba la aparición de la luz el primer día de la Creación. Una de sus últimas obras fue Las edades de la vida (1835, Museum der bildenden Künste, Leipzig), donde los cinco personajes se relacionan con las cinco embarcaciones a distinta distancia del horizonte, que simbolizan las edades de la vida. Otras obras destacadas suyas son: Abadía en el robledal (1809, Alte Nationalgalerie, Berlín), Arco iris en un paisaje de montañas (1809-1810, Museo Folkwang, Essen), Vista de un puerto (1815-1816, Palacio de Charlottenburg, Berlín), El caminante sobre el mar de nubes (1818, Hamburger Kunsthalle, Hamburgo), Salida de la luna a orillas del mar (1821, Museo del Hermitage, San Petersburgo), Atardecer en el mar Báltico (1831, Gemäldegalerie Neue Meister, Dresde), La gran reserva (1832, Gemäldegalerie Neue Meister, Dresde), etc.

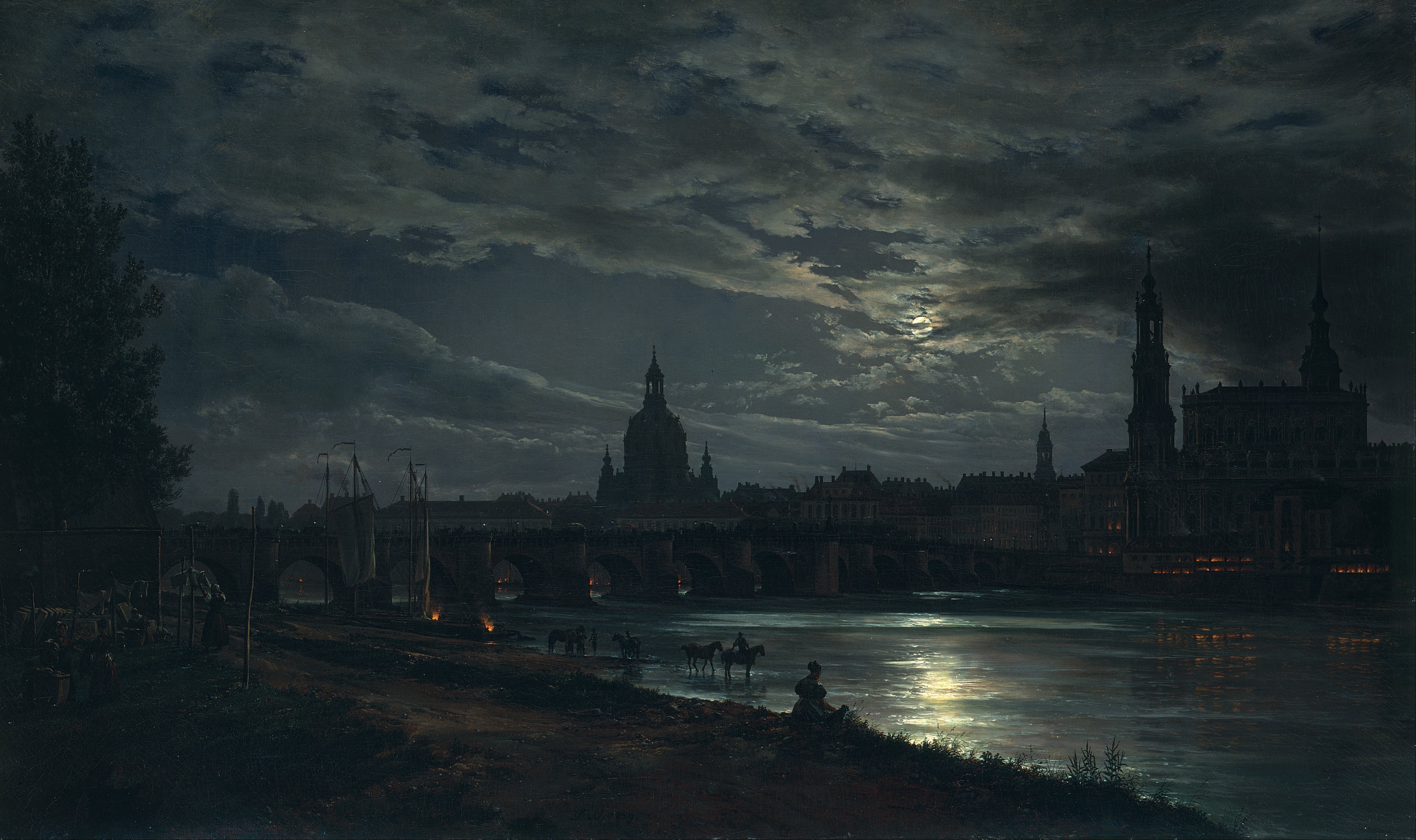
Vista de Dresde a la luz de la luna (1839), de Johan Christian Dahl, Gemäldegalerie Neue Meister, Dresde

El noruego Johan Christian Dahl se movió en la estela de Friedrich, aunque con un mayor interés por los efectos de luz y atmosféricos, que captó de una forma naturalista, alejándose así del paisaje romántico. En sus obras muestra un especial interés por el cielo y las nubes, así como los paisajes brumosos y a la luz de la luna. En muchas de sus obras el cielo ocupa casi todo el lienzo, dejando tan solo una estrecha franja de tierra ocupada por algún árbol solitario.
Georg Friedrich Kersting hizo una trasposición del misticismo panteísta de Friedrich a escenas de interior, iluminadas por una suave luz de lámparas o velas que alumbran con suavidad los ambientes domésticos que solía representar, otorgando a estas escenas una apariencia que trasciende la realidad para convertirse en imágenes solemnes y con cierto aire misterioso.

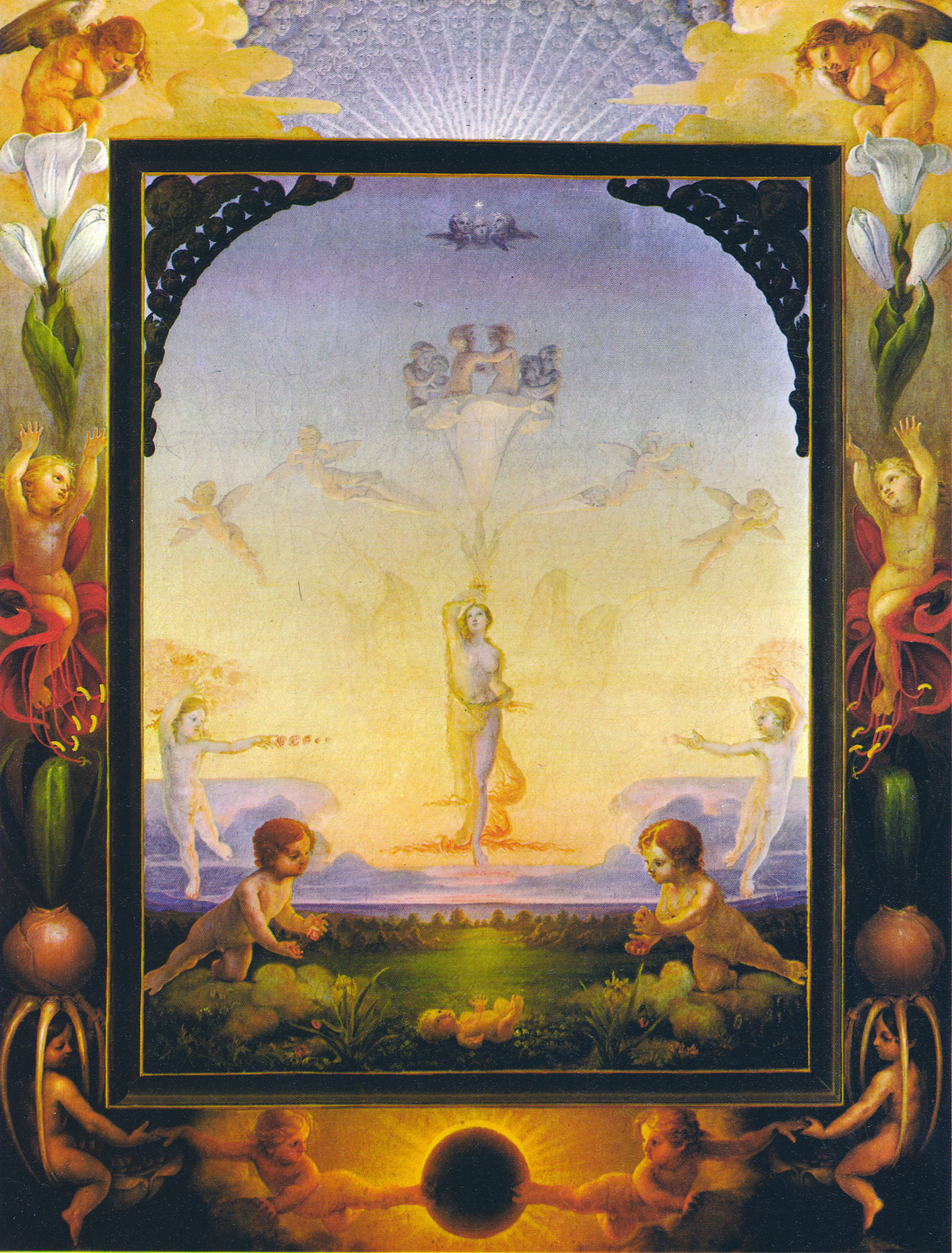
La pequeña mañana (1808), de Philipp Otto Runge, Hamburger Kunsthalle, Hamburgo

Philipp Otto Runge elaboró una teoría propia sobre el color según la cual diferenciaba los colores opacos de los transparentes en función de si tenían tendencia a la luz o la oscuridad. En su obra esta distinción le servía para destacar las figuras en primer plano del fondo de la escena, que por lo general era translúcido, lo que generaba un efecto psicológico de transición entre planos. Ello le servía para intensificar el sentido alegórico de sus obras, ya que su principal objetivo era mostrar el carácter místico de la naturaleza. Runge fue un virtuoso en la captación de los sutiles efectos de luz, una luz misteriosa que tiene sus raíces en Altdorfer y Grünewald, como en sus retratos iluminados desde abajo con mágicos reflejos que iluminan al personaje como inmerso en una aureola.
En Alemania surgió también el grupo de los Nazarenos, una serie de pintores que entre 1810 y 1830 adoptaron un estilo pretendidamente anticuado, inspirado en el clasicismo renacentista —principalmente Fra Angélico, Perugino y Rafael— y con un acentuado sentido religioso. El estilo nazareno era ecléctico, con preponderancia del dibujo sobre el color y una luminosidad diáfana, con limitación o incluso rechazo del claroscuro. Sus principales representantes fueron: Johann Friedrich Overbeck, Peter von Cornelius, Julius Schnorr von Carolsfeld y Franz Pforr.

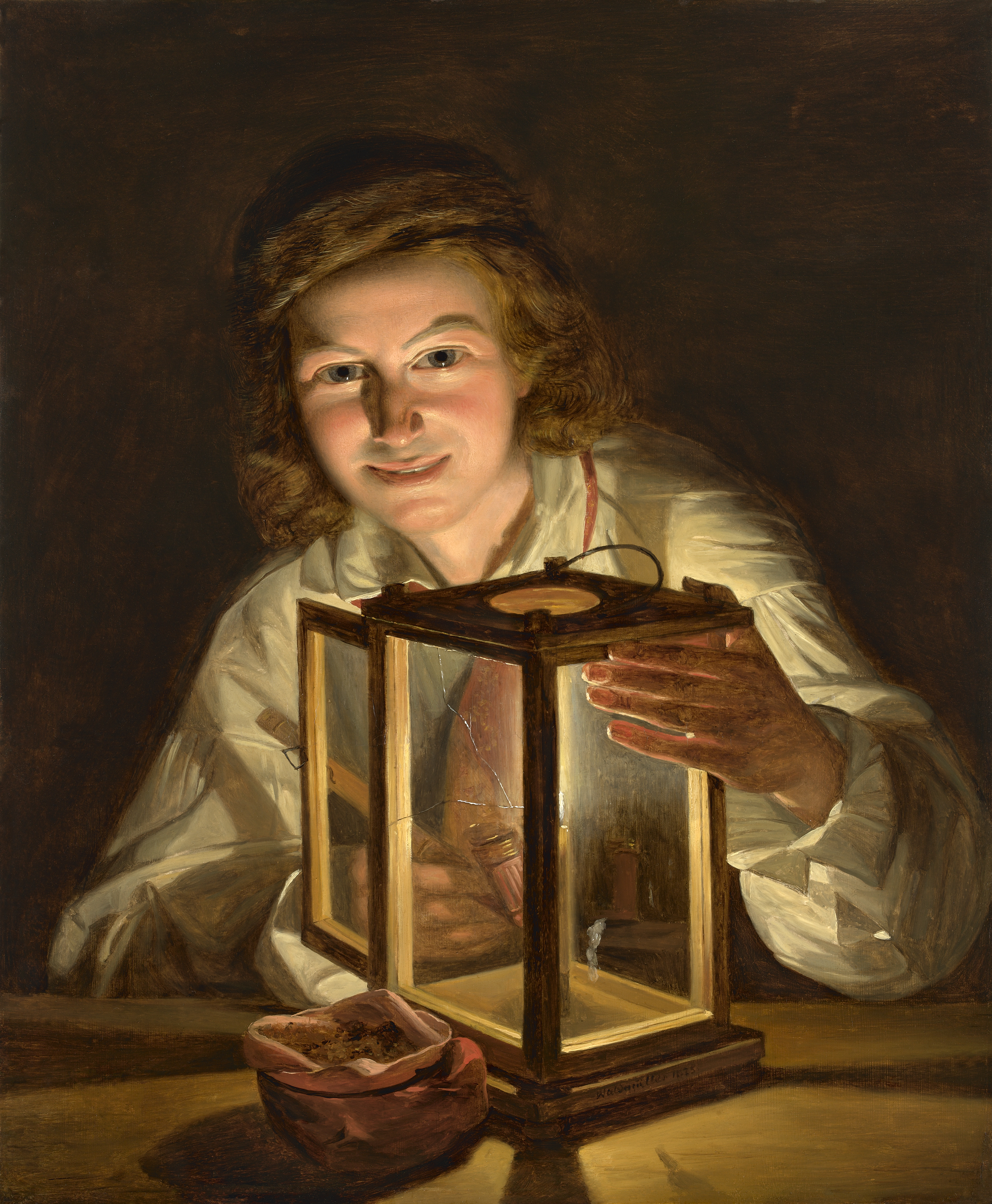
Niño con una linterna estable (1825), de Ferdinand Georg Waldmüller, Hamburger Kunsthalle, Hamburgo

También en Alemania y en el Imperio austrohúngaro se dio el estilo Biedermeier, una tendencia más naturalista a medio camino entre el romanticismo y el realismo. Uno de sus principales representantes fue Ferdinand Georg Waldmüller, un defensor del estudio de la naturaleza como única meta de la pintura. Sus cuadros rebosan de una claridad resplandeciente, una luz meticulosamente elaborada y de cualidad casi palpable, como elemento que construye la realidad del cuadro, compaginada con sombras bien definidas. Otros artistas de interés en esta corriente son Johann Erdmann Hummel, Carl Blechen, Carl Spitzweg y Moritz von Schwind. Hummel utilizaba la luz como elemento estilizante, con un especial interés en los fenómenos inusuales de luz, desde la luz artificial hasta brillos y reflejos. Blechen evolucionó desde un romanticismo típico de tono heroico y fantástico hacia un naturalismo protagonizado por la luz tras una estancia de un año en Italia. La luz de Blechen es estival, una luz brillante que acentúa el volumen de los objetos otorgándoles una sustancia táctil, combinada con un hábil empleo del color. Spitzweg incorporó a sus cuadros efectos de cámara oscura, en los que la luz, ya sea de sol o de luna, aparece en forma de haces que crean efectos a veces irreales, pero de gran impacto visual. Schwind fue artífice de una luz diáfana y lírica, plasmada en resplandecientes espacios lumínicos con sutiles gradaciones tonales en los reflejos. Cabe citar en último lugar al danés Christen Købke, autor de paisajes de una delicada luz que recuerda el pointillé vermeeriano o la luminosidad de Gerrit Berckheyde.
En España cabe citar a Jenaro Pérez Villaamil, que llegó a ser el primer catedrático de paisaje de la Academia de San Fernando. Influido por el paisajismo inglés —especialmente David Roberts—, su obra se caracteriza por su dibujo pulcro, su línea grácil y su frescura de trazo, en cuadros y acuarelas en las que retrata el paisaje español desde una perspectiva pintoresquista y arqueologizante, con cierto componente de nostalgia.
En Italia se dio en los años 1830 la llamada Escuela de Posillipo, un grupo de pintores paisajistas napolitanos de corte antiacadémico, entre los que destacaban Giacinto Gigante, Filippo Palizzi y Domenico Morelli. Estos artistas mostraron una nueva preocupación por la luz en el paisaje, con un aspecto más veraz y alejado de los cánones clásicos, en el que cobran protagonismo los efectos resplandecientes. Inspirados en el vedutismo y la pintura pintoresca, así como en la obra del que consideraban su maestro directo, Anton Sminck van Pitloo, solían pintar al natural, en composiciones en las que destaca el cromatismo, aunque sin perder la solidez del dibujo.

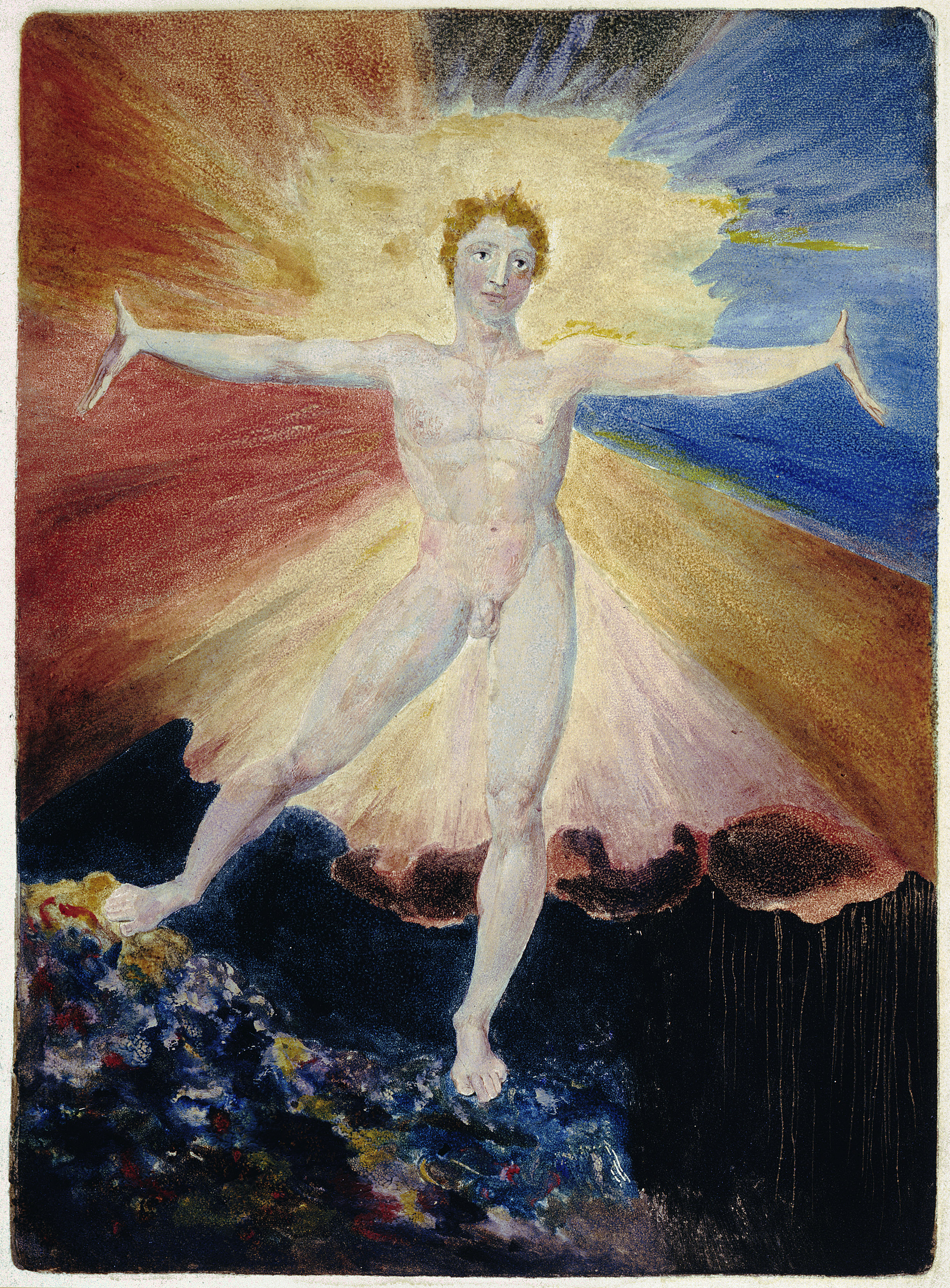
La danza de Albión (Día de alegría) (1794-1796), de William Blake, Fitzwilliam Museum, Cambridge
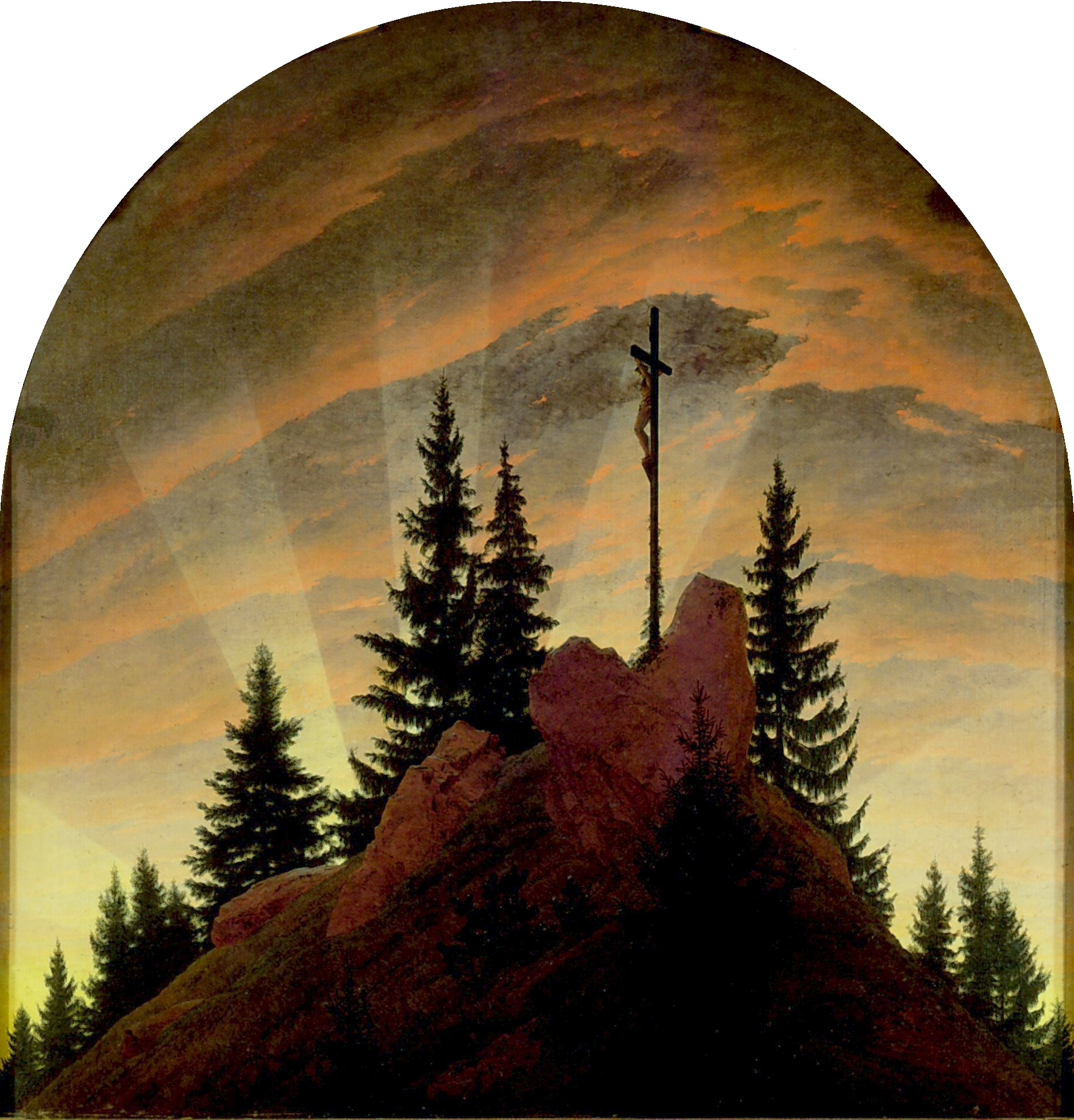
La cruz en la montaña (1807-1808), de Caspar David Friedrich, Gemäldegalerie Neue Meister, Dresde
Catedral sobre una ciudad (1813), de Karl Friedrich Schinkel, Antigua Galería Nacional de Berlín
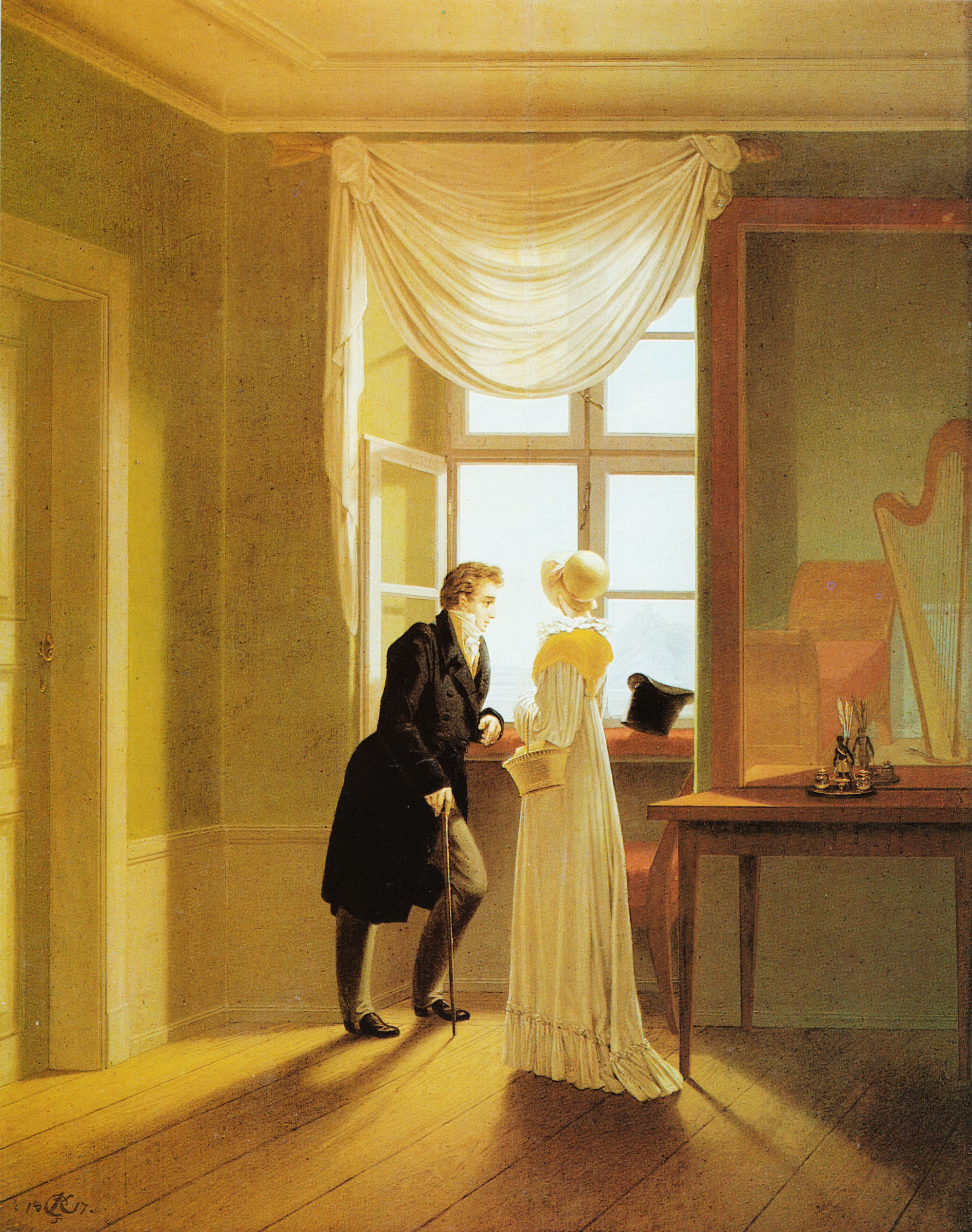
Pareja en la ventana (1815), de Georg Friedrich Kersting, Museum Georg Schäfer, Schweinfurt
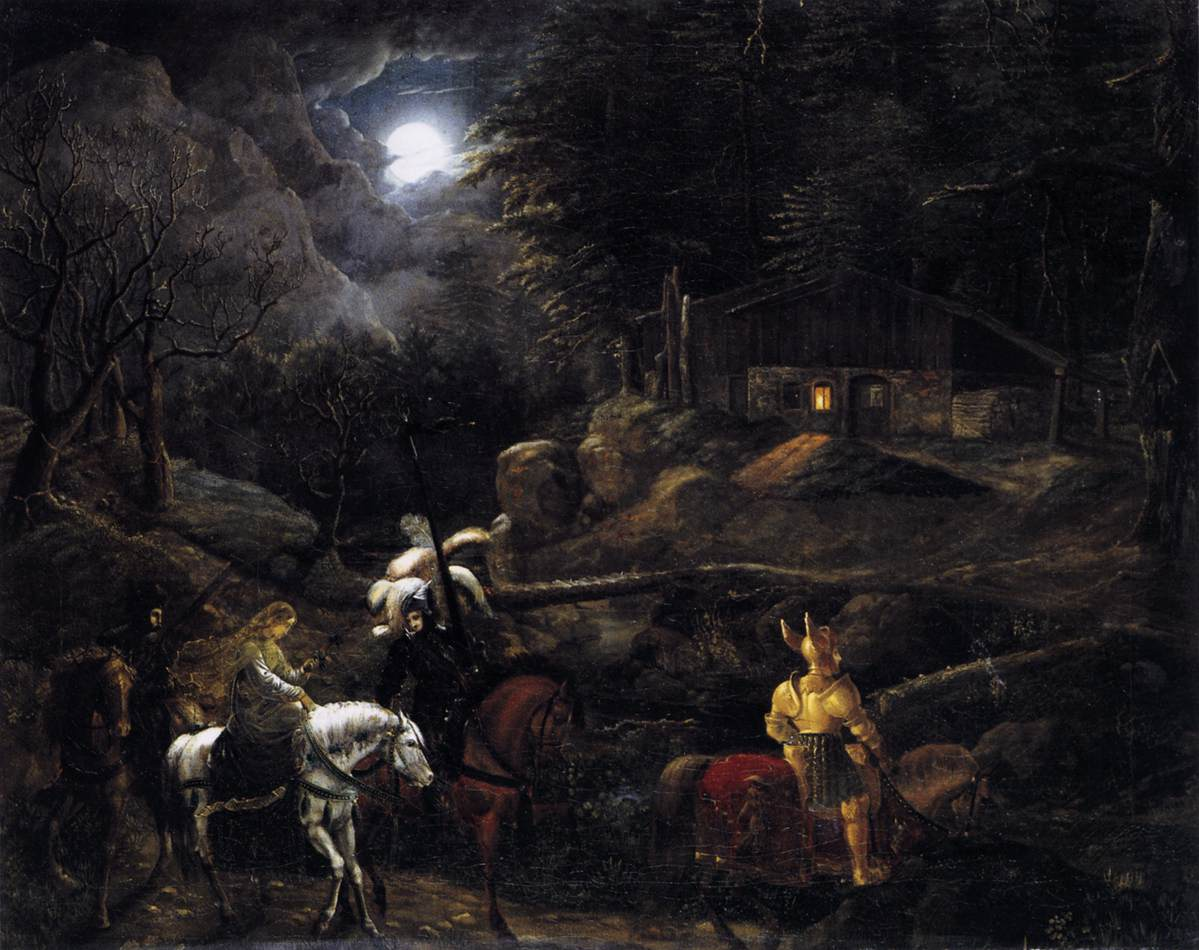
Caballeros ante una cabaña (1816), de Karl Philipp Fohr, Alte Nationalgalerie, Berlín
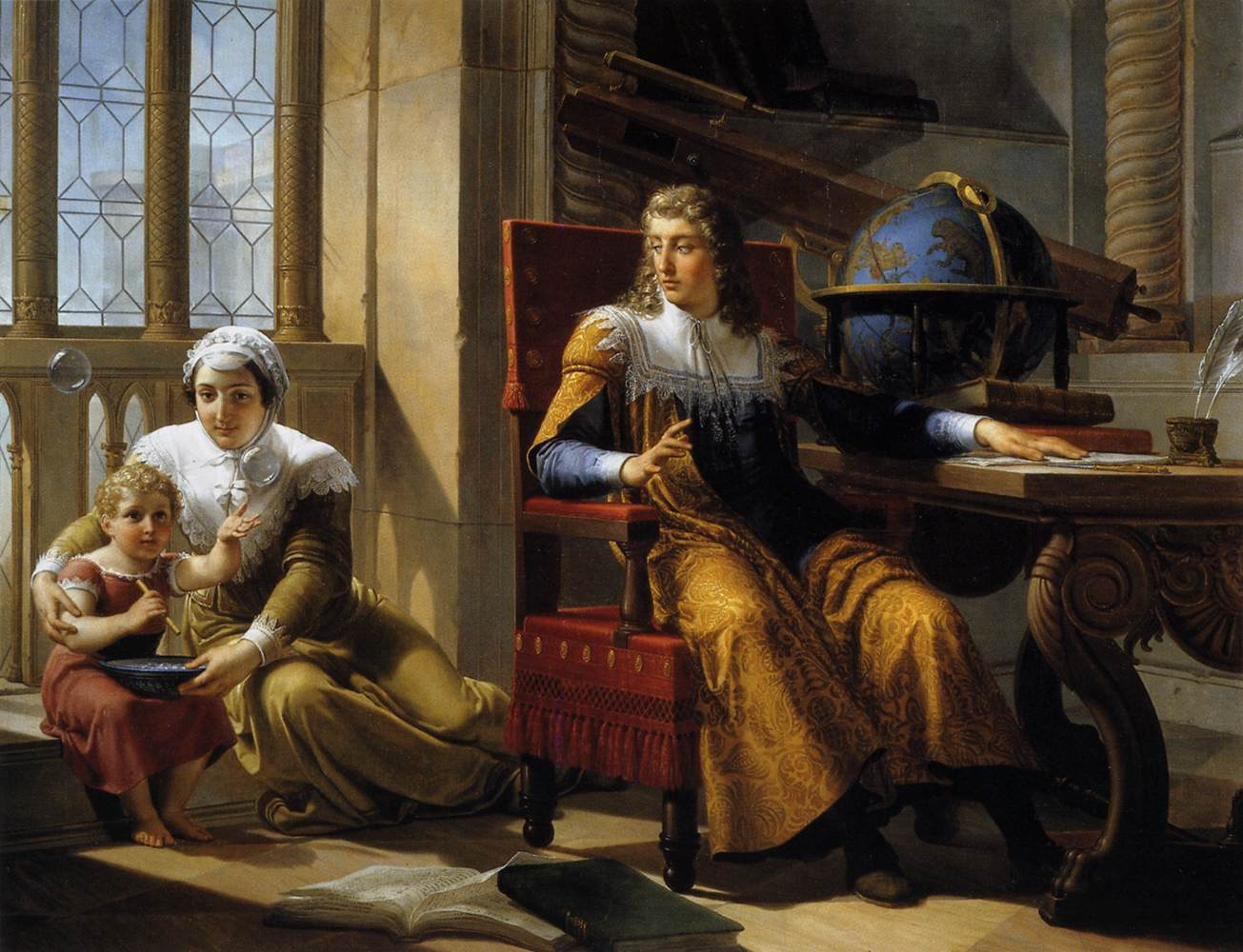
El descubrimiento de la refracción de la luz por Newton (1827), de Pelagio Palagi, Galleria d'Arte Moderna, Brescia
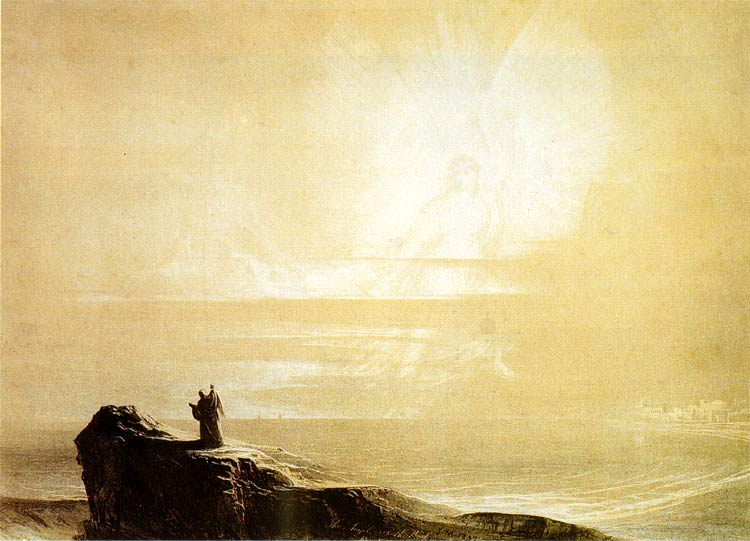
El Ángel con el Libro (1837), de John Martin, colección privada
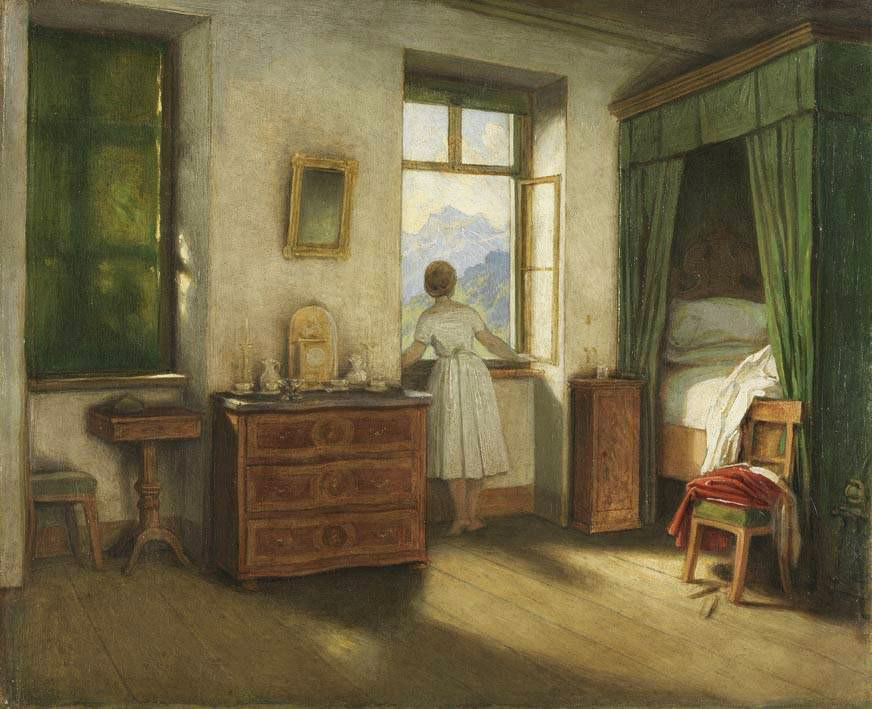
Una hora matutina (1858), de Moritz von Schwind, Sammlung Schack, Múnich

##### Realismo

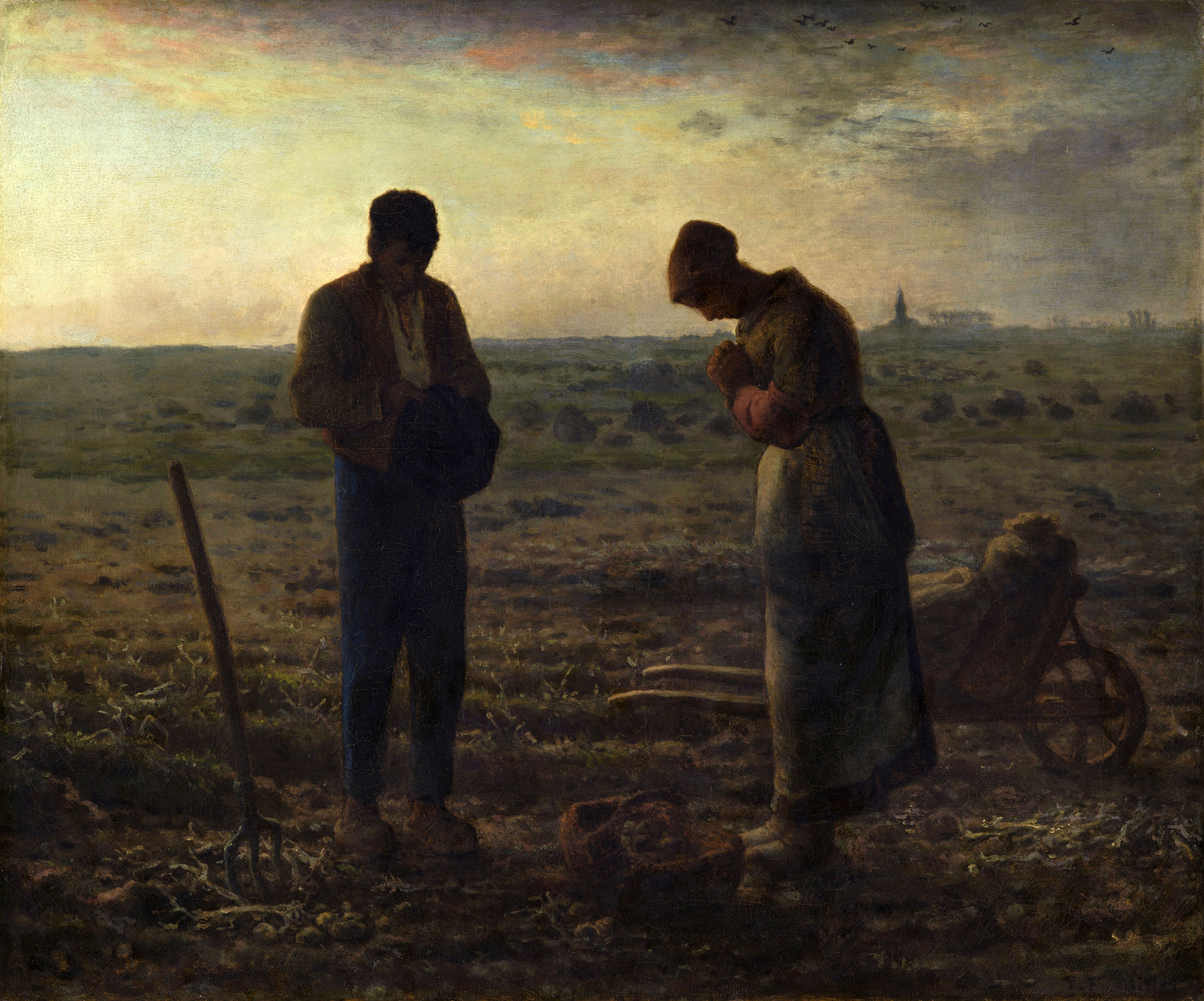
El Ángelus (1857), de Jean-François Millet, Museo de Orsay, París

Al romanticismo sucedió el realismo, una tendencia que puso énfasis en la realidad, la descripción del mundo circundante, especialmente de obreros y campesinos en el nuevo marco de la era industrial, con un cierto componente de denuncia social, ligado a movimientos políticos como el socialismo utópico. Estos artistas se desmarcaron de la habitual temática histórica, religiosa o mitológica para tratar temas más mundanos, de la vida moderna.
Uno de los pintores realistas más preocupados por la luz fue Jean-François Millet, influido por el Barroco y el paisajismo romántico, especialmente Caspar David Friedrich. Se especializó en escenas de campesinos, a menudo en paisajes ambientados al alba y al ocaso, como en Camino del trabajo (1851, colección privada), Pastorcilla vigilando su rebaño (1863, Museo de Orsay, París) o Una lechera normanda en Gréville (1871, Museo de Arte del Condado de Los Ángeles). Para la composición de sus obras a menudo empleaba figurillas de cera o arcilla que iba cambiando de lugar para estudiar los efectos de luz y volumen. Su técnica era de pincelada densa y vigorosa, con fuertes contrastes de luz y sombra. Su obra maestra es El Ángelus (1857, Museo de Orsay, París): la ambientación vespertina de esta obra permite a su autor enfatizar el aspecto dramático de la escena, traducido pictóricamente en tonalidades no contrastadas, con las figuras oscurecidas que se destacan sobre el resplandor del cielo, lo que aumenta su volumetría y acentúa su contorno, lo que se traduce en una visión emotiva que enfatiza el mensaje social que el artista quiere transmitir. Una de sus últimas obras fue Cazadores de pájaros (1874, Museo de Arte de Filadelfia), una ambientación nocturna en la que unos campesinos deslumbran a unos pájaros con una antorcha para cazarlos, en la que destaca la luminosidad de la antorcha, conseguida con una densa aplicación del empaste pictórico.

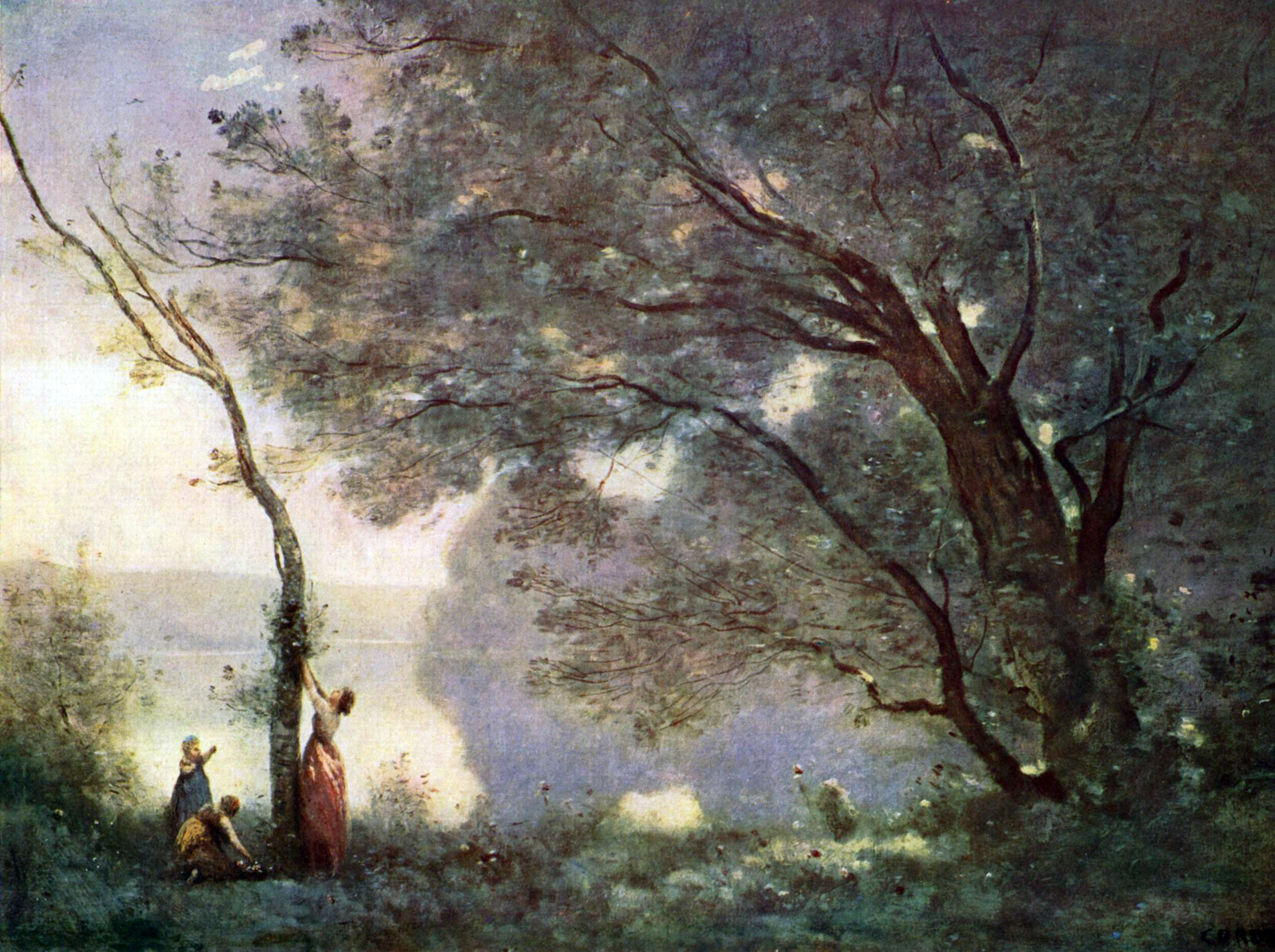
Recuerdo de Mortefontaine (1864), de Camille Corot, Museo del Louvre, París

El adalid del realismo fue Gustave Courbet, quien en su formación se nutrió de la pintura flamenca, holandesa y veneciana de los siglos xvi y xvii, especialmente Rembrandt. Sus primeras obras son aún de inspiración romántica, en las que utiliza una luz de tono dramático prestada de la tradición flamenco-holandesa, pero reinterpretada con una sensibilidad más moderna. Su obra madura, ya plenamente realista, denota la influencia de los hermanos Le Nain, y se caracteriza por obras de gran tamaño trabajadas minuciosamente, con amplias superficies brillantes y una aplicación densa del pigmento, realizada a menudo con espátula. Al final de su carrera se dedicó más al paisaje y el desnudo, que destacan por su sensibilidad luminosa. Otro referente fue Honoré Daumier, pintor, litógrafo y caricaturista de fuerte tono satírico, de trazo suelto y libre, con un eficaz uso del claroscuro. En sus cuadros se inspiró en los contrastes lumínicos de Goya, otorgando a sus obras poco colorismo y dando mayor relieve a la luz (Los fugitivos, 1850; Barrabás, 1850; El carnicero, 1857; El vagón de tercera, 1862).
Ligado al realismo estuvo la escuela paisajista francesa de Barbizon (Camille Corot, Théodore Rousseau, Charles-François Daubigny, Narcisse-Virgile Díaz de la Peña), marcada por un sentimiento panteísta de la naturaleza, con preocupación por los efectos de luz en el paisaje, como la luz que se cuela entre las ramas de los árboles. El más destacado fue Camille Corot, quien descubrió la luz en Italia, donde se dedicó a pintar al aire libre paisajes romanos captados a distintas horas del día, en escenas de limpias atmósferas en las que aplicaba a las superficies de los volúmenes las dosis precisas de luz para conseguir una visión panorámica en que los volúmenes se recortan en la atmósfera. Corot sentía predilección por un tipo de luz trémula que se reflejaba en el agua o se filtraba a través de las ramas de los árboles, con la que encontró una fórmula que le satisfacía a él al tiempo que lograba una gran popularidad entre el público.

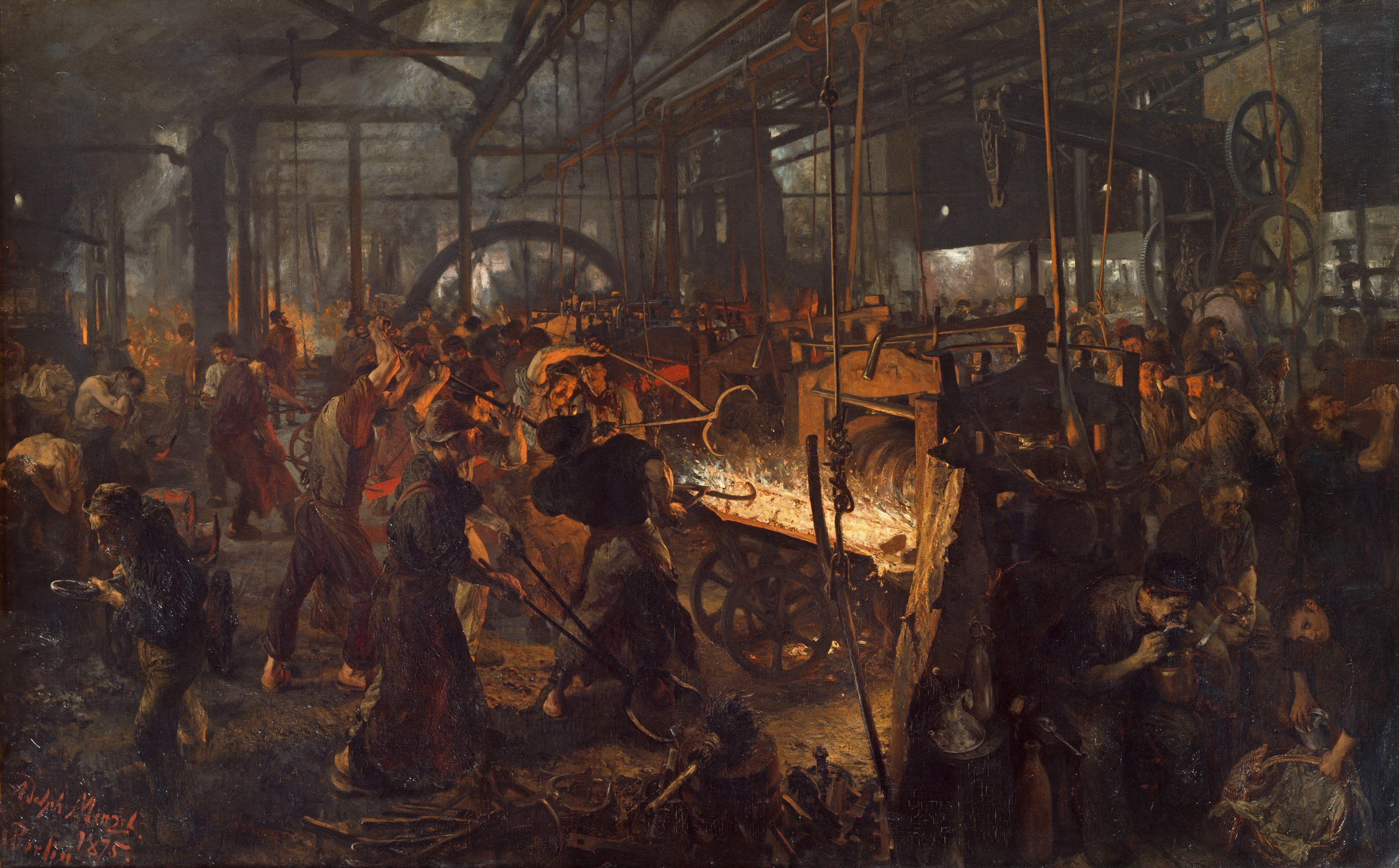
Los trabajadores del acero (1875), de Adolph von Menzel, Alte Nationalgalerie, Berlín

También destacó como autor independiente Eugène Boudin, uno de los primeros paisajistas en pintar al aire libre, especialmente marinas. Consiguió una gran maestría en la elaboración de cielos, unos cielos tornasolados y ligeramente brumosos de luz tenue y transparente, una luz que se refleja también en el agua con efectos instantáneos que sabía captar con espontaneidad y precisión, con una técnica rápida que ya apuntaba al impresionismo —de hecho, fue el maestro de Monet—.
El paisajismo naturalista tuvo otro destacado representante en Alemania, Adolph von Menzel, quien recibió la influencia de Constable y desarrolló un estilo en el que la luz es determinante para el aspecto visual de sus obras, con una técnica precursora del impresionismo. También destacan sus escenas de interiores con luz artificial, en las que se recrea en multitud de detalles anecdóticos y efectos luminosos de todo tipo, como en su Cena después del baile (1878, Alte Nationalgalerie, Berlín). Junto a él destaca Hans Thoma, que recibió la influencia de Courbet, quien en sus obras aunó la reivindicación social del realismo con un sentimiento todavía algo romántico del paisaje. Thoma fue exponente de un «realismo lírico», con paisajes y cuadros de tema campesino ambientados por lo general en su natal Selva Negra, caracterizados por el empleo de una luz de tono plateado.

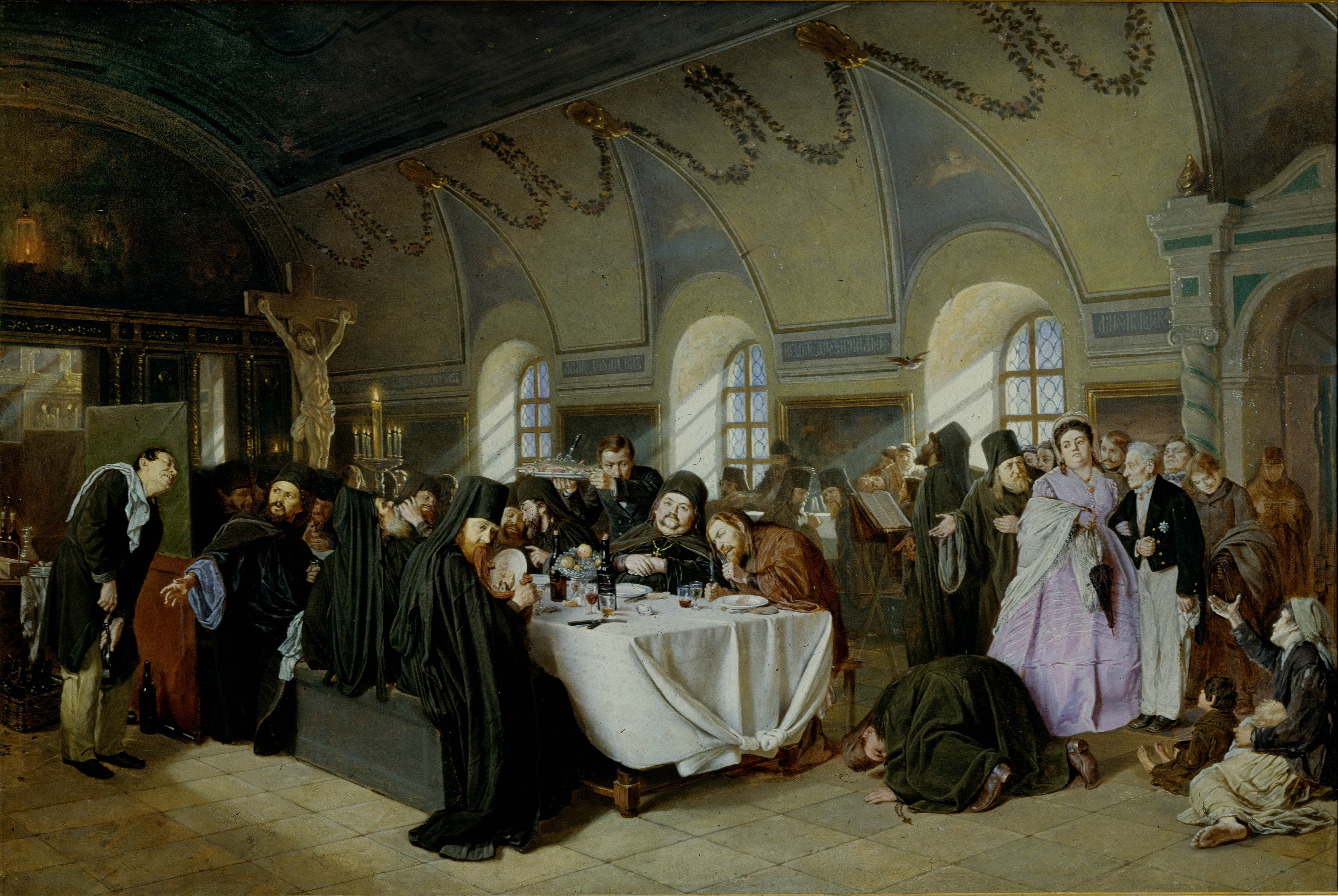
Comida en el monasterio (1865-1876), de Vasili Perov, Museo Estatal Ruso, San Petersburgo

En los Países Bajos se dio la figura de Johan Barthold Jongkind, considerado un preimpresionista, al que Monet consideraba también su maestro. Fue un gran intérprete de los fenómenos atmosféricos y de los juegos de luz sobre el agua y la nieve, así como de las luces invernales y nocturnas —sus paisajes a la luz de la luna fueron muy valorados—.
En Rusia surgió también una notable escuela realista, que se desarrolló tanto en el paisaje como en las escenas costumbristas, dotadas por lo general de un fuerte sentido de denuncia social. Sus principales representantes fueron Vasili Perov, Iván Kramskói, Isaak Levitán y, especialmente, Iliá Repin.

La vicaría (1868-1870), de Mariano Fortuny, Museo Nacional de Arte de Cataluña, Barcelona

En España merecen ser reseñados Carlos de Haes, Agustín Riancho y Joaquín Vayreda. Haes, de origen belga, recorrió toda la geografía española para captar sus paisajes, que plasmó con un detallismo casi topográfico. Riancho tuvo predilección por el paisaje montañoso, con un colorido con cierta tendencia a las gamas oscuras, de factura libre y espontánea. Vayreda fue el fundador de la llamada Escuela de Olot. Influido por la Escuela de Barbizon, aplicó este estilo al paisaje gerundense, con obras de composición diáfana y serena con un cierto componente lírico de evocación bucólica.
También en España cabe resaltar la obra de Mariano Fortuny, quien encontró su estilo personal en Marruecos como cronista de la guerra de África (1859-1860), donde descubrió el colorido y el exotismo que caracterizaría su obra. Aquí comenzó a pintar con apuntes rápidos de toques luminosos, con los que captaba la acción de forma espontánea y vigorosa, y que serían la base de su estilo: un colorismo de ejecución vibrante con destellantes efectos de luz, como se denota en una de sus obras maestras, La vicaría (1868-1870, Museo Nacional de Arte de Cataluña, Barcelona).

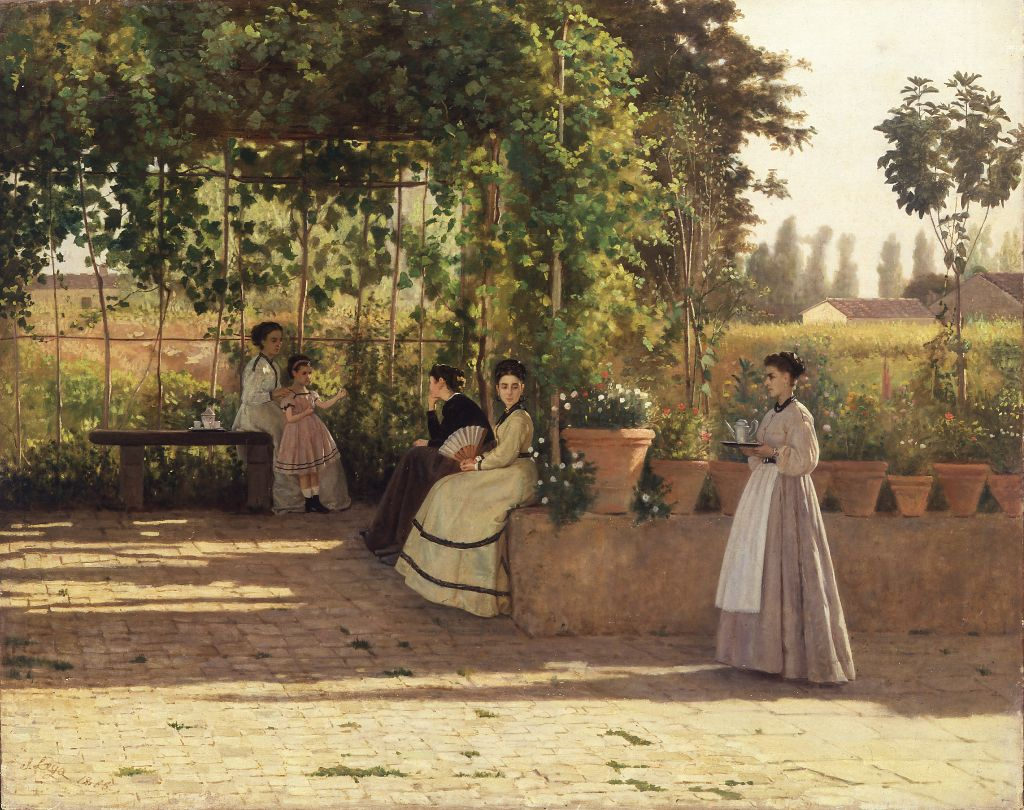
Después de comer (La pérgola) (1868), de Silvestro Lega, Pinacoteca di Brera, Milán

Otra escuela paisajista fue la italiana de los Macchiaioli (Silvestro Lega, Giovanni Fattori, Telemaco Signorini), de corte antiacadémico, caracterizada por el uso de manchas (macchia en italiano, de ahí el nombre del grupo) de color y formas inacabadas, esbozadas, un movimiento que antecedió al impresionismo. Estos artistas pintaban del natural y tenían como principal objetivo la reducción de la pintura a contrastes de luz y brillantez. Según Diego Martelli, uno de los teóricos del grupo, «afirmamos que la forma no existía y que, así como a la luz todo resulta por el color y el claroscuro, así se trata de obtener tonos, los efectos de lo verdadero». Los manchistas revalorizaron los contrastes lumínicos y supieron transcribir en sus lienzos la potencia y claridad de la luz mediterránea. Plasmaron como nadie los efectos del sol sobre objetos y paisaje, como en el cuadro La patrulla de Giovanni Fattori, en la que el artista utiliza una pared blanca como pantalla luminosa sobre la que se recortan las figuras.

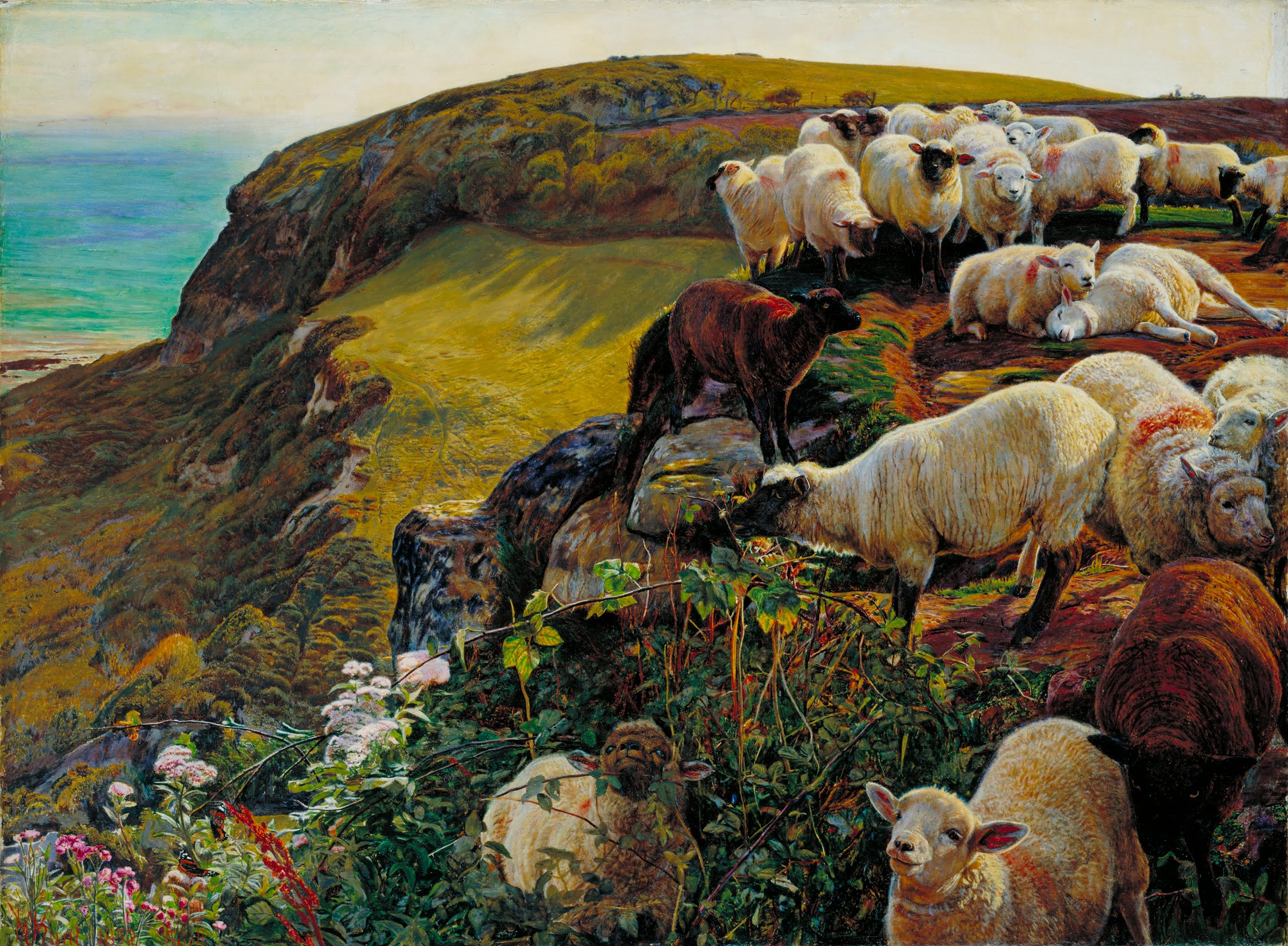
Las ovejas descarriadas (1852), de William Holman Hunt, Tate Britain, Londres

En Gran Bretaña surgió la escuela de los prerrafaelitas, que se inspiraban —como su nombre indica— en los pintores italianos anteriores a Rafael, así como en la recién surgida fotografía, con exponentes como Dante Gabriel Rossetti, Edward Burne-Jones, John Everett Millais, William Holman Hunt y Ford Madox Brown. Los prerrafaelitas buscaban una visión realista del mundo, basada en imágenes de gran detallismo, de colores vivos y factura brillante; frente a la iluminación lateral defendida por la pintura academicista preferían una iluminación general, que convertía las pinturas en imágenes planas, sin grandes contrastes de luces y sombras. Para lograr el máximo realismo efectuaban numerosas investigaciones, como en el cuadro El salvador (1855, National Gallery of Victoria, Melbourne), de John Everett Millais, en el que un bombero salva a dos niñas de un incendio, para el que el artista quemó maderas en su taller para buscar la iluminación adecuada. El detallismo casi fotográfico de estas obras llevó a decir a John Ruskin del cuadro Las ovejas descarriadas (1852, Tate Britain, Londres), de William Holman Hunt, que «por primera vez en la historia del arte se logra el equilibrio absolutamente fiel entre color y sombra, merced al cual el brillo real del sol podría transportarse a una clave por la que las posibles armonías con pigmentos materiales deberían producir sobre la mente las mismas impresiones que causa la propia luz». Hunt fue autor también de La luz del mundo (1853, Keble College, Universidad de Oxford), en el que la luz tiene un significado simbólico, relacionado con el pasaje bíblico que identifica a Cristo con la frase «yo soy la luz del mundo, aquel que me siga no andará en las tinieblas, pues tendrá la luz de la vida» (Juan, 8:12). Este pintor retrató de nuevo la simbólica luz de Jesucristo en El despertar de la conciencia (1853, Tate Britain), a través de la luz del jardín que se cuela por la ventana.
El romanticismo y el realismo fueron los primeros movimientos artísticos que rechazaron el arte oficial de la época, el arte impartido en las academias —el academicismo—, un arte institucionalizado y anclado en el pasado tanto en la elección de temas como en las técnicas y recursos puestos a disposición del artista. En Francia, en la segunda mitad del siglo XIX, este arte recibió el nombre de art pompier («arte bombero», denominación peyorativa derivada del hecho de que muchos autores representaban a los héroes clásicos con yelmos que parecían cascos de bombero). Si bien en principio las academias estaban en sintonía con el arte producido en su época, por lo que no se puede hablar de un estilo diferenciado, en el siglo XIX, cuando la dinámica evolutiva de los estilos empezó a alejarse de los cánones clásicos, el arte académico quedó encorsetado en un estilo clasicista basado en reglas estrictas. El academicismo se basaba estilísticamente en el clasicismo grecorromano, pero también en otros autores clasicistas anteriores, como Rafael, Poussin o Guido Reni. Técnicamente, se basaban en el dibujo esmerado, el equilibrio formal, la línea perfecta, la pureza plástica y un cuidado detallismo, junto a un colorido realista y armónico. Muchos de sus representantes tuvieron una especial predilección por el desnudo como tema artístico, así como una atracción especial por el orientalismo. Sus principales representantes fueron: William-Adolphe Bouguereau, Alexandre Cabanel, Eùgene-Emmanuel Amaury-Duval y Jean-Léon Gérôme.

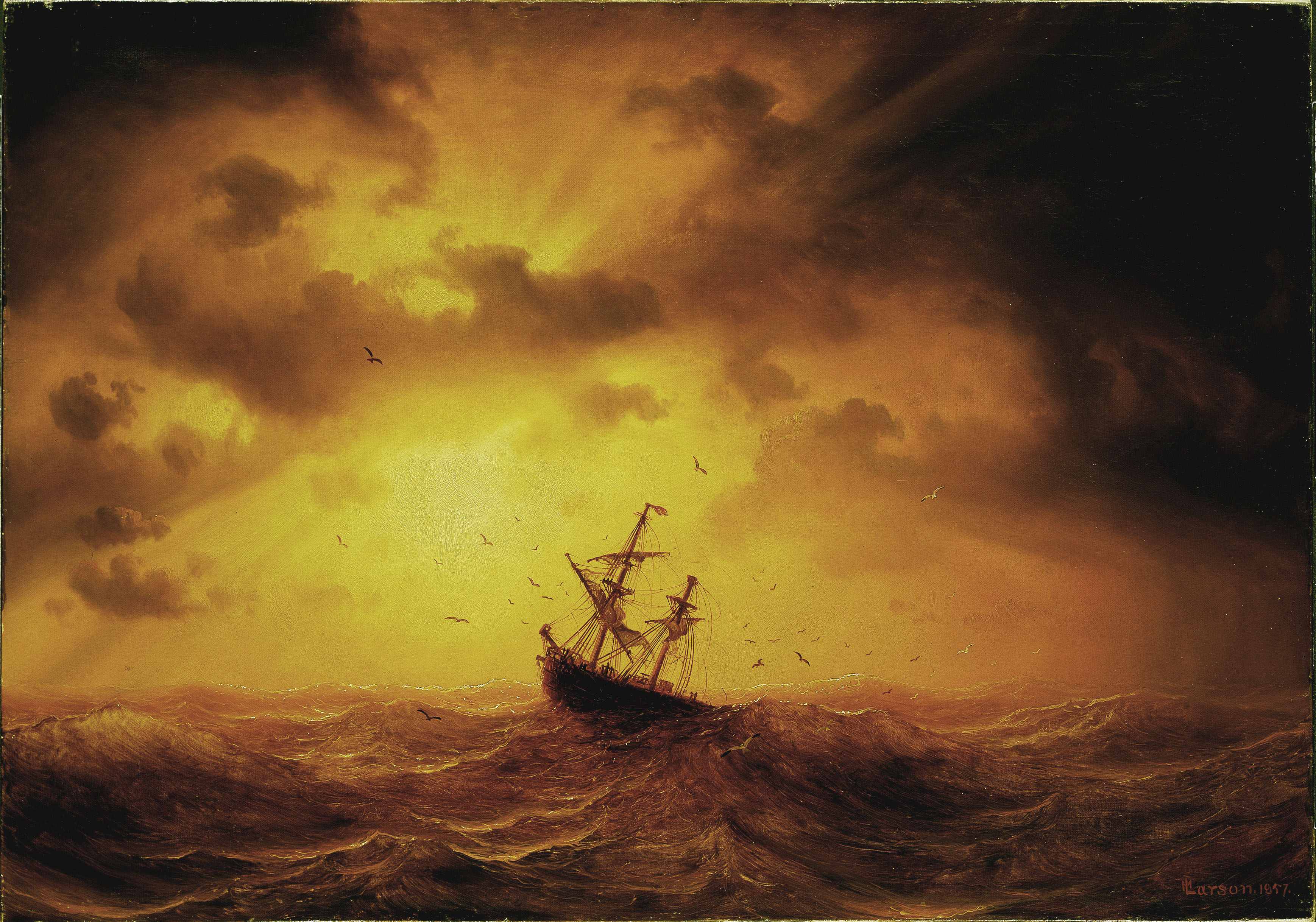
Mar tormentoso (1857), de Marcus Larson, Museo Nacional de Estocolmo
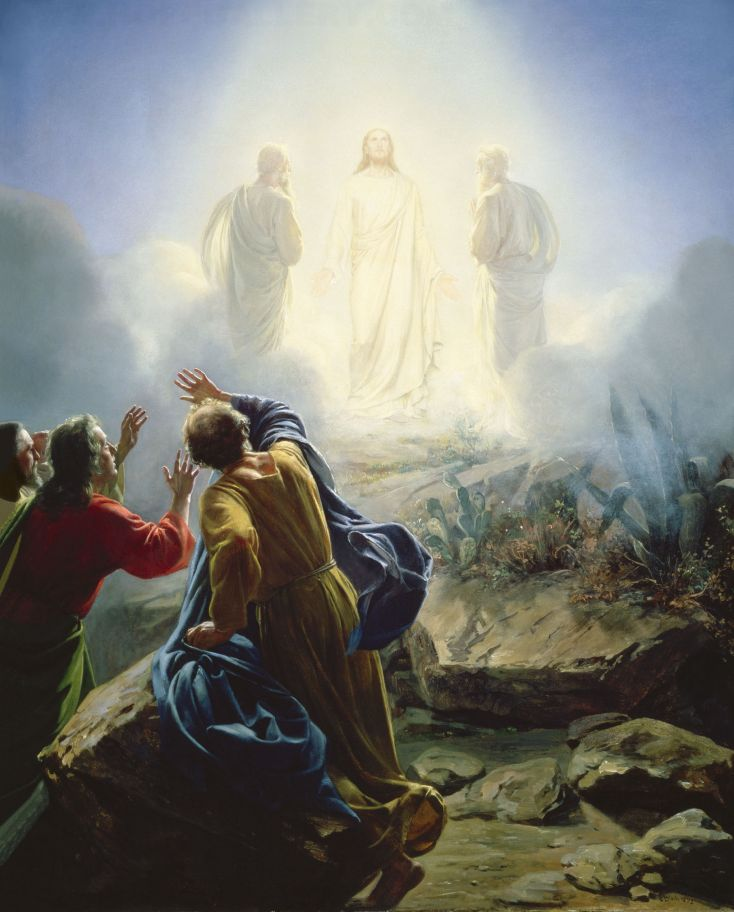
La transfiguración (1872), de Carl Bloch, Frederiksborg Museum, Frederiksborg
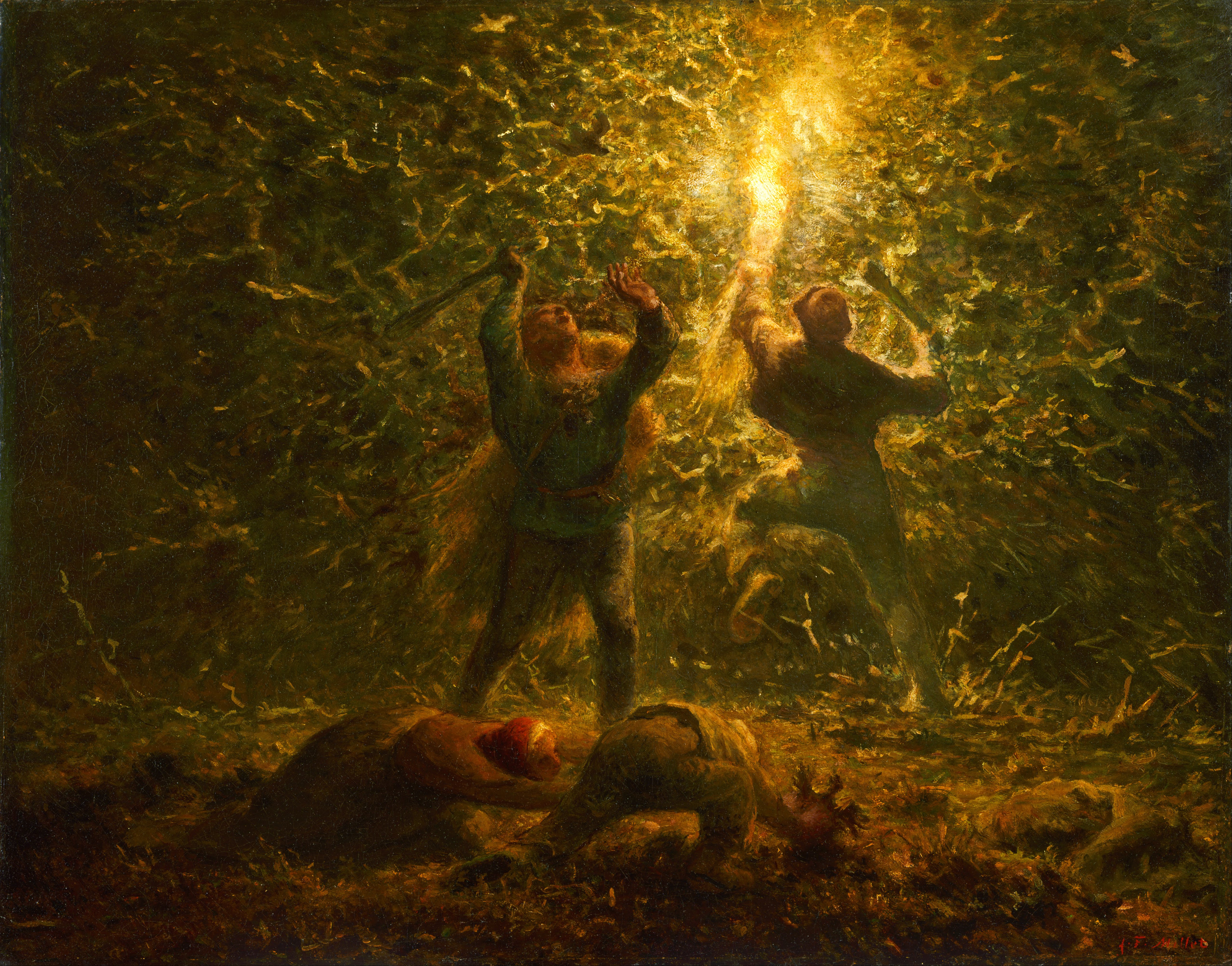
Cazadores de pájaros (1874), de Jean-François Millet, Museo de Arte de Filadelfia
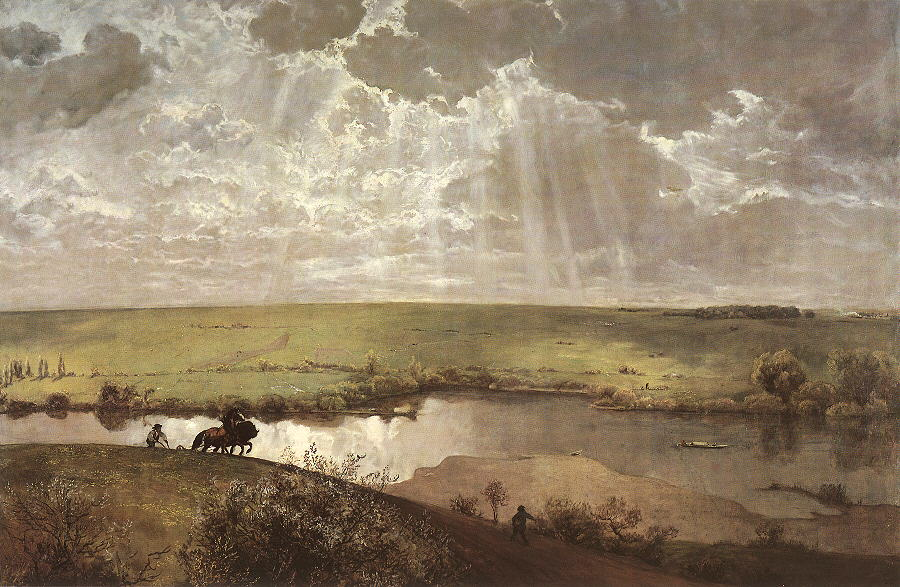
Mainlandschaft (1875), de Hans Thoma, Neue Pinakothek, Múnich
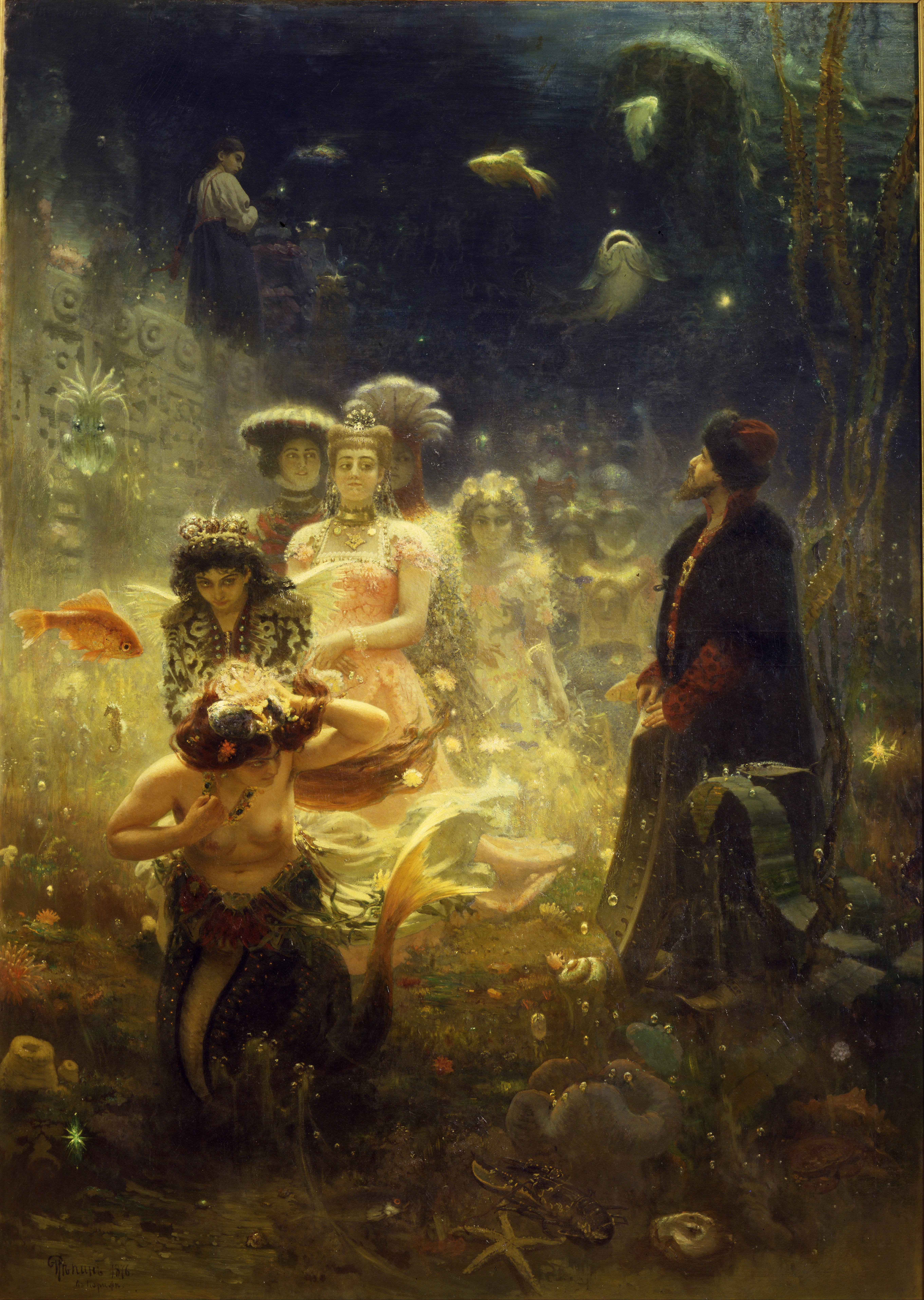
Sadko (1876), de Iliá Repin, Museo Estatal Ruso, San Petersburgo
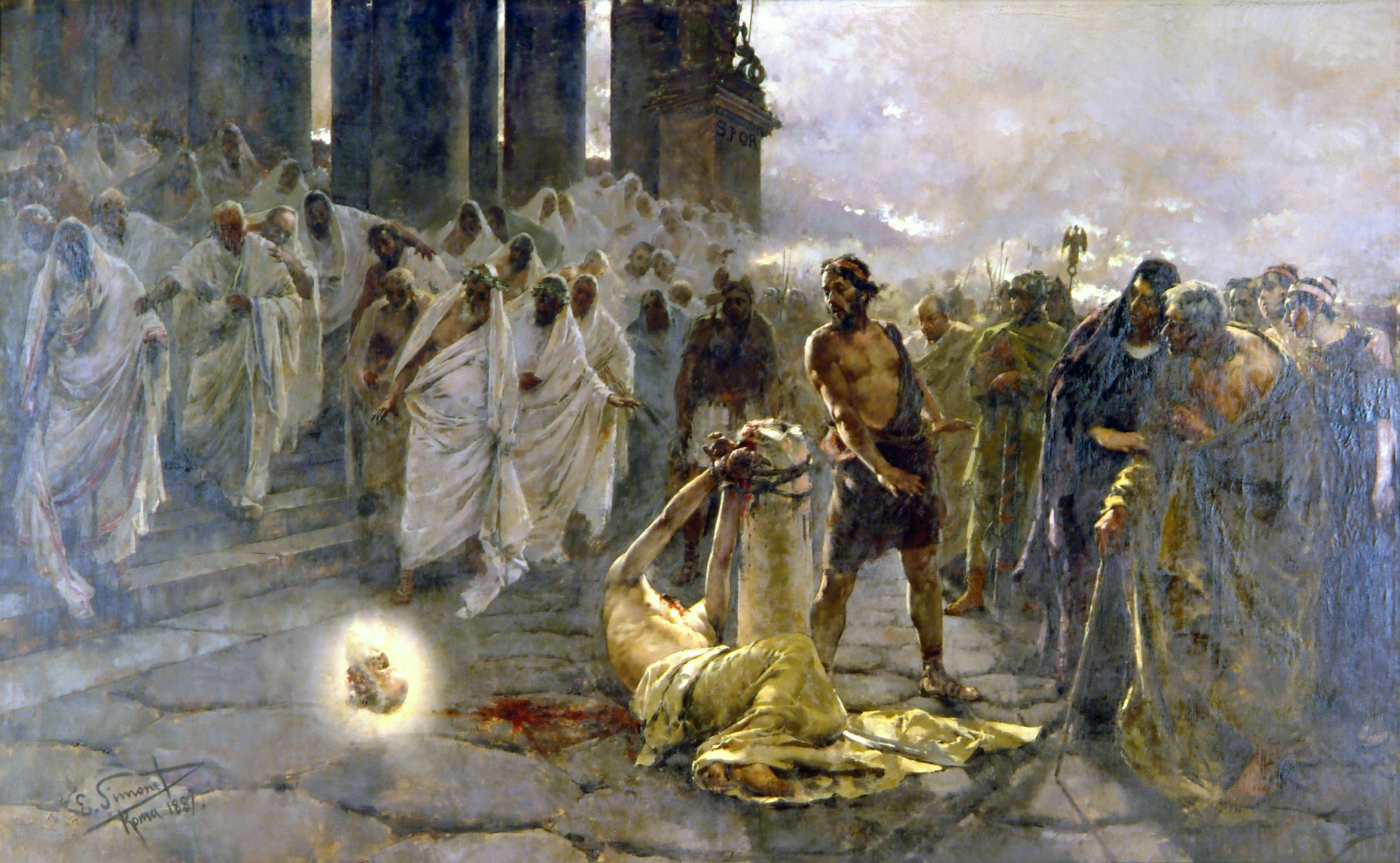
Decapitación de san Pablo (1887), de Enrique Simonet, Catedral de Málaga
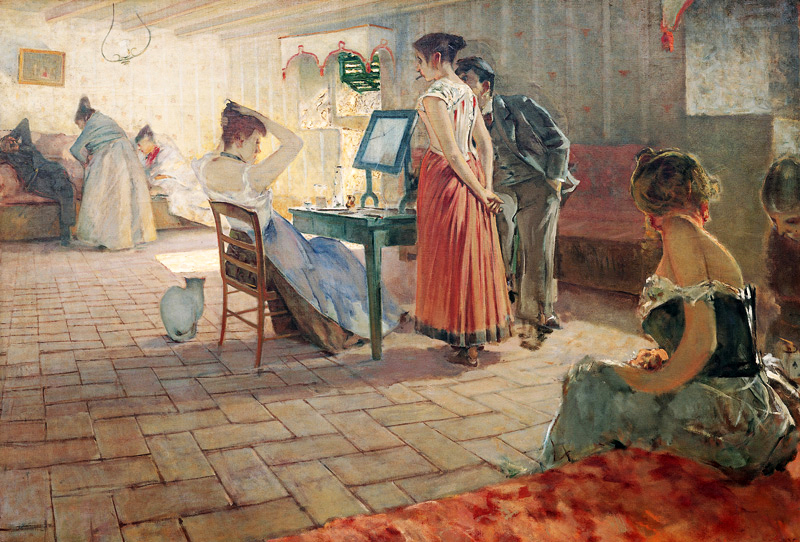
Aseo matinal (1898), de Telemaco Signorini, colección privada, Milán

##### Impresionismo
La luz tuvo un papel fundamental en el impresionismo, un estilo basado en la representación de una imagen conforme a la «impresión» que la luz produce a la vista. En contraposición al arte académico y sus formas de representación basadas en la perspectiva lineal y la geometría, los impresionistas buscaban una plasmación de la realidad en el lienzo tal como ellos la percibían visualmente, por lo que otorgaban todo el protagonismo a la luz y el color. Para ello solían pintar al aire libre (en plen air), captando los diversos efectos de luz sobre el medio circundante a diversas horas del día. Estudiaron en profundidad las leyes de la óptica y la física de la luz y el color. Su técnica se basaba en la pincelada suelta y en una combinación de colores aplicada en función de la visión del espectador, con preponderancia de un contraste entre colores elementales (amarillo, rojo y azul) y sus complementarios (naranja, verde y violeta). Además, solían aplicar el pigmento directamente sobre el lienzo, sin mezclar, con lo que conseguían una mayor luminosidad y brillantez.
El impresionismo perfeccionó la captación de la luz mediante toques fragmentados de color, un procedimiento que ya habían utilizado en mayor o menor medida artistas como Giorgione, Tiziano, Guardi y Velázquez (es bien conocida la admiración de los impresionistas por el genio de Las Meninas, al que consideraban «el pintor de los pintores»). Para los impresionistas la luz era el protagonista del cuadro, por lo que se lanzaron a pintar del natural captando en todo momento las variaciones lumínicas sobre paisajes y objetos, la «impresión» fugaz de la luz a distintas horas del día, por lo que a menudo elaboraron series de cuadros de un mismo lugar en diferentes horarios. Para ello prescindieron del dibujo y definieron la forma y el volumen directamente con el color, en pinceladas sueltas de tonos puros, yuxtapuestos entre sí. Abandonaron igualmente el claroscuro y los contrastes violentos de luces y sombras, para lo que prescindieron de colores como el negro, gris o marrón: la investigación cromática del impresionismo llevó al descarte del color negro en pintura, ya que alegaban que es un color que no existe en la naturaleza. A partir de ahí empezaron a utilizar una gama luminosa de «claro sobre claro» (blanco, azul, rosa, rojo, violeta), elaborando las sombras con tonos fríos. Así, los impresionistas concluyeron que no existen ni la forma ni el color, lo único real es la relación aire-luz. En los cuadros impresionistas el tema es la luz y sus efectos, más allá de lo anecdótico de lugares y personajes. Cabe remarcar que en el impresionismo influyeron considerablemente las investigaciones realizadas en el campo de la fotografía, que habían evidenciado que la visión de un objeto depende de la cantidad y la calidad de la luz.

Su descubrimiento consiste precisamente en haberse percatado de que la plena luz decolora los tonos, que el sol reflejado por los objetos tiende, a fuerza de claridad, a redimensionarlos en esa unidad lumínica que funde los siete rayos prismáticos en un solo brillo incoloro, que es la luz.
Edmond Duranty

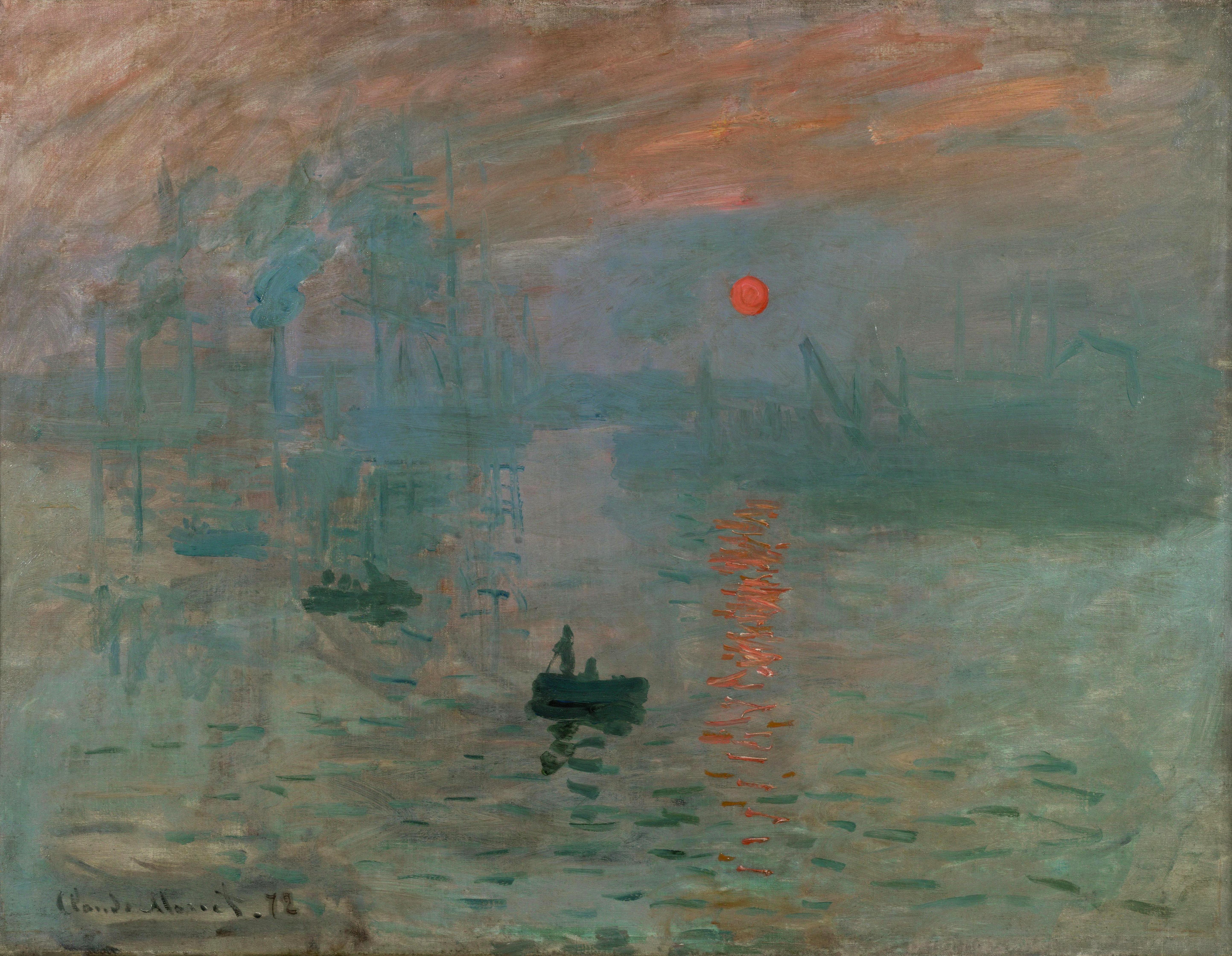
Impresión, sol naciente (1873), de Claude Monet, Museo Marmottan-Monet, París

Los pintores impresionistas se preocuparon especialmente por la luz artificial: según Juan Antonio Ramírez (Medios de masas e historia del arte, 1976), «la sorpresa por el efecto del fenómeno nuevo de la luz artificial en la calle, en los cafés, y en el cuarto de estar, dio lugar a cuadros célebres como Un bar del Folies Bergère de Manet (1882, Courtauld Gallery, Londres), Baile en el Moulin de la Galette de Renoir (1876, Museo de Orsay, París) y Mujeres en un café de Degas (1877, Museo de Orsay, París). Tales cuadros muestran los faroles encendidos y esa tonalidad glauca que solo produce la luz artificial». Numerosas obras impresionistas están ambientadas en bares, cafés, bailes, teatros y otros establecimientos, con lámparas o bujías de luz mortecina que se mezcla con el aire cargado de humo de la atmósfera de estos locales, o luces de candilejas en el caso de teatros y óperas.
Cabe mencionar como principales representantes a Claude Monet, Camille Pissarro, Alfred Sisley, Pierre-Auguste Renoir y Edgar Degas, con un antecedente en Édouard Manet. Los pintores más estrictamente impresionistas fueron Monet, Sisley y Pissarro, los más preocupados por la captación de la luz en el paisaje. Monet fue un maestro en captar los fenómenos atmosféricos y la vibración de la luz sobre el agua y los objetos, con una técnica de breves pinceladas de colores puros. Fue el que realizó mayor número de series de un mismo paisaje a distintas horas del día, para captar todos los matices y sutiles diferencias de cada tipo de luz, como en sus series de La estación de Saint-Lazare, Almiares, Los álamos, La catedral de Rouen, El Parlamento de Londres, San Giorgio Maggiore o Nenúfares. Sus últimas obras en Giverny sobre nenúfares se acercan a la abstracción, en las que consigue una síntesis de luz y color sin parangón. A mediados de los años 1880 pintó escenas costeras de la Riviera francesa con el mayor grado de intensidad lumínica que se haya realizado en pintura, en las que las formas se disuelven en pura incandescencia y cuyo único tema es ya la sensación de la luz.
Sisley mostró también un gran interés por los efectos cambiantes de luz en la atmósfera, con un toque fragmentado similar al de Monet. Sus paisajes son de un gran lirismo, con predilección por los temas acuáticos y una cierta tendencia a la disolución de la forma. Por su parte, Pissarro se centró más en un paisajismo de aspecto rústico, con un pincelada vigorosa y espontánea que traslucía «un sentimiento íntimo y profundo de la naturaleza», tal como dijo de él el crítico Théodore Duret. Además de sus paisajes de campiña elaboró vistas urbanas de París, Rouen y Dieppe, y también elaboró series de cuadros a diversas horas del día y la noche, como las de la Avenida de la Ópera y el Boulevard de Montmartre.

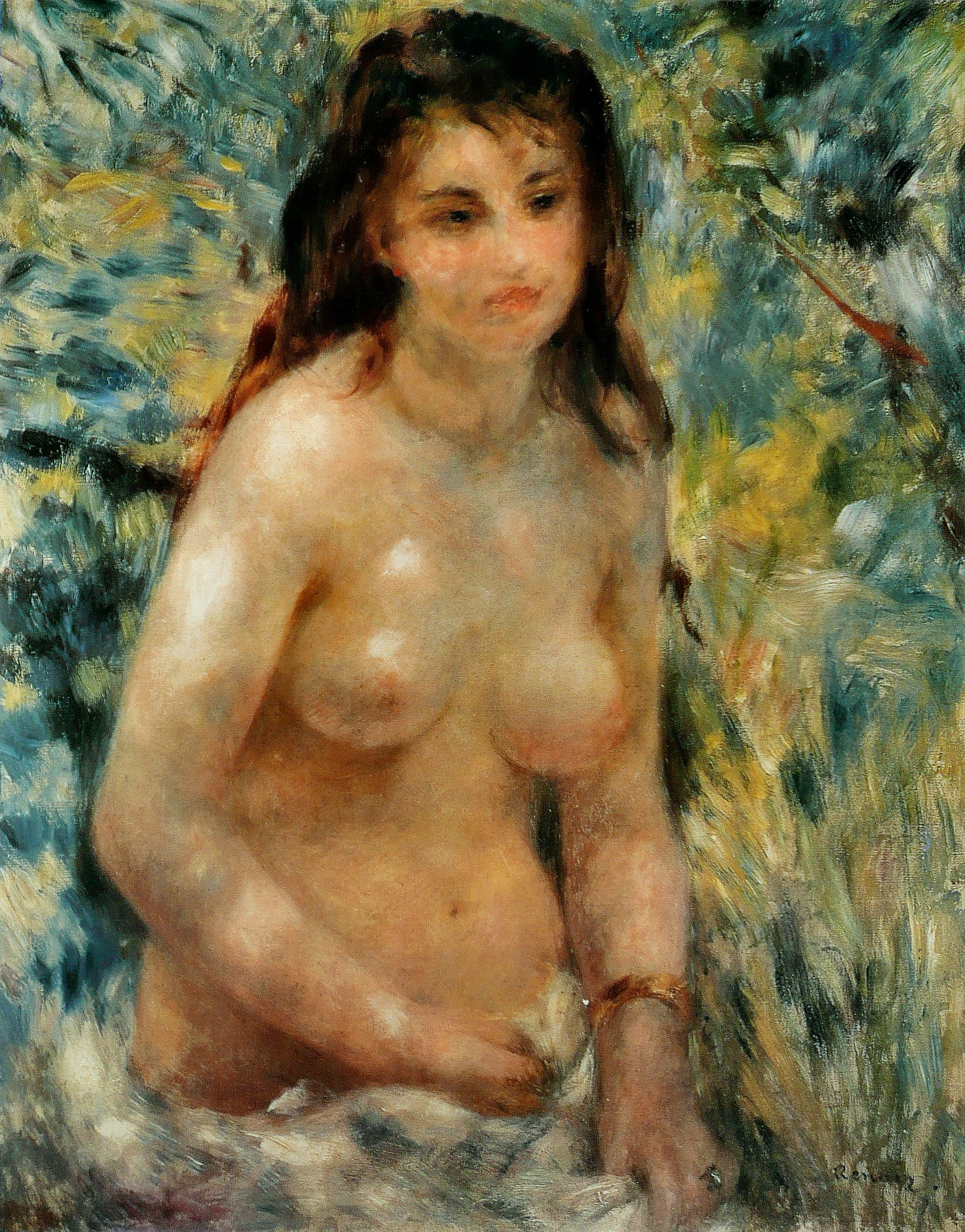
Torso, efecto de sol (1875), de Pierre-Auguste Renoir, Museo de Orsay, París

Renoir desarrolló un estilo más personal, que destaca por su optimismo y alegría de vivir. Evolucionó desde un realismo de influencia courbetiana hasta un impresionismo de colores claros y luminosos, y compartió por un tiempo un estilo similar al de Monet, con el que pasó varias estancias en Argenteuil. Se diferenció de este sobre todo en su mayor presencia de la figura humana, un elemento irrenunciable para Renoir, así como el empleo de tonos como el negro que eran rechazados por los demás miembros del grupo. Le gustaban los juegos de luces y sombras, que conseguía mediante pequeñas manchas, y logró una gran maestría en efectos como los haces de luces entre las ramas de los árboles, como se aprecia en su obra Baile en el Moulin de la Galette (1876, Musée d'Orsay, París), y en Torso, efecto de sol donde se aprecia la luz solar en la piel de una chica desnuda (1875, Musée d'Orsay, París).

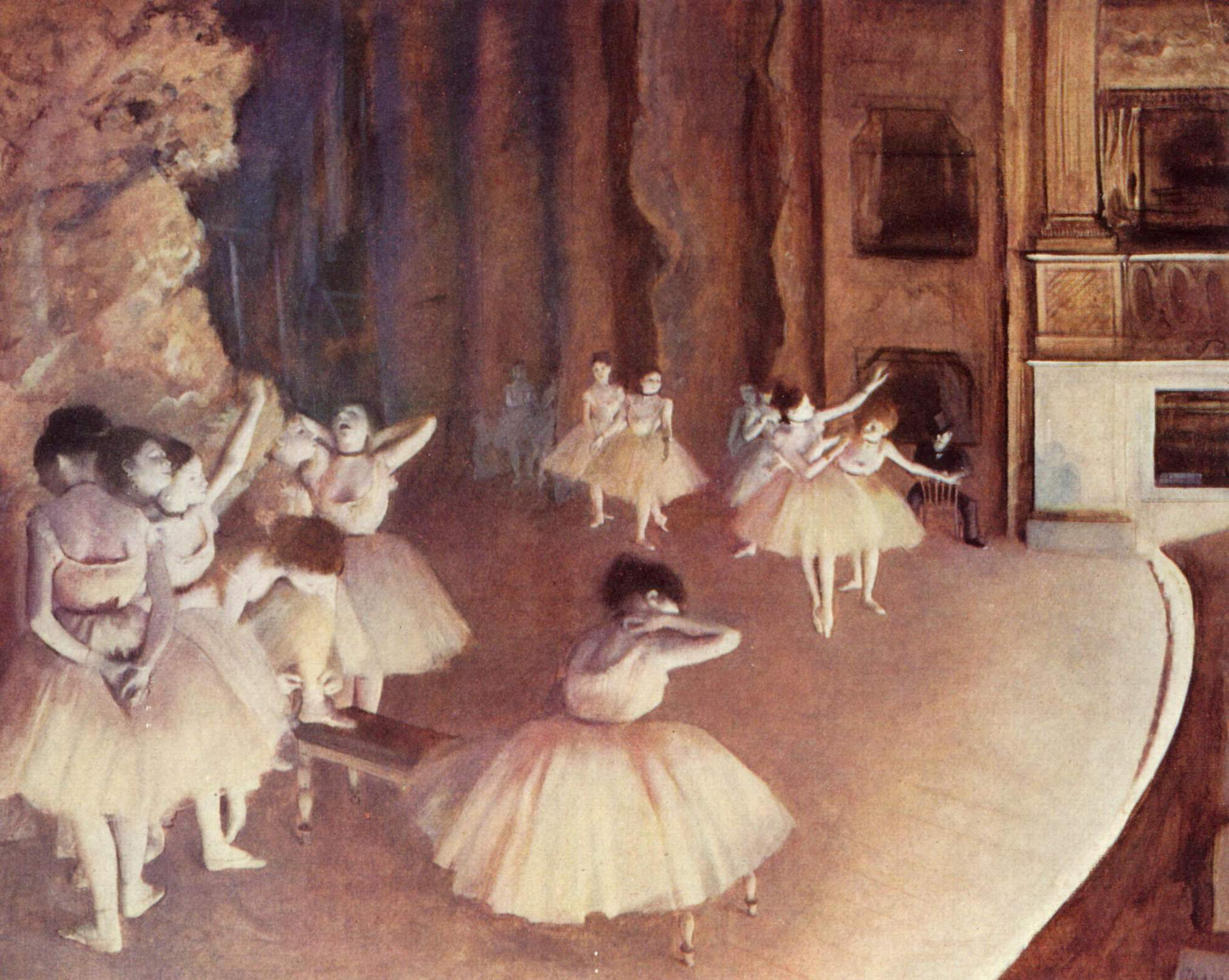
Ensayo general del ballet en el escenario (1873), de Edgar Degas, Museo de Orsay, París

Degas fue una figura individual, que aunque compartió la mayoría de presupuestos impresionistas nunca se consideró parte del grupo. En contra de las preferencias de sus compañeros, no pintaba del natural y utilizaba el dibujo como base compositiva. En su obra influyó la fotografía y la estampa japonesa, y ya desde sus inicios mostró interés por la luz nocturna y artificial, tal como él mismo expresó: «trabajar mucho en efectos nocturnos, lámparas, velas, etc. Lo curioso no es mostrar siempre la fuente luminosa, sino el efecto de la luz». En sus series de obras sobre bailarinas o carreras de caballos estudió los efectos de luz en movimiento, en un espacio desarticulado en que destacan los efectos de luces y contraluces.
Muchas obras impresionistas tenían como tema casi exclusivo los efectos de luz sobre el paisaje, que procuraban recrear de la forma más espontánea posible. Sin embargo, ello llevó en los años 1880 a una cierta reacción en que se procuró retornar a cánones más clásicos de representación y a un retorno a la figura como base de la composición. A partir de ahí surgieron diversos estilos derivados del impresionismo, como el neoimpresionismo (también llamado divisionismo o puntillismo) y el postimpresionismo. El neoimpresionismo retomó la experimentación óptica del impresionismo: los impresionistas solían difuminar los contornos de los objetos rebajando los contrastes entre luz y sombra, lo que implicaba sustituir la solidez objetual por una luminosidad incorpórea, proceso que tuvo su culminación con el puntillismo: en esta técnica no hay una fuente de iluminación precisa, sino que cada punto es una fuente luminosa por sí mismo. La composición se basa en puntos de un color puro yuxtapuesto («dividido»), que se funden en el ojo del espectador a una distancia determinada. Cuando estos colores yuxtapuestos eran complementarios (rojo-verde, amarillo-violeta, naranja-azul) se conseguía una mayor luminosidad. El puntillismo, basado en buena medida en las teorías de Michel-Eugène Chevreul (La ley del contraste simultáneo de los colores, 1839) y de Ogden Rood (Modern Chromatics, 1879), defendía el empleo en exclusiva de los colores puros y complementarios, aplicados en pequeñas pinceladas en forma de puntos que componían la imagen en la retina del espectador, a cierta distancia. Sus mejores exponentes fueron Georges Seurat y Paul Signac.

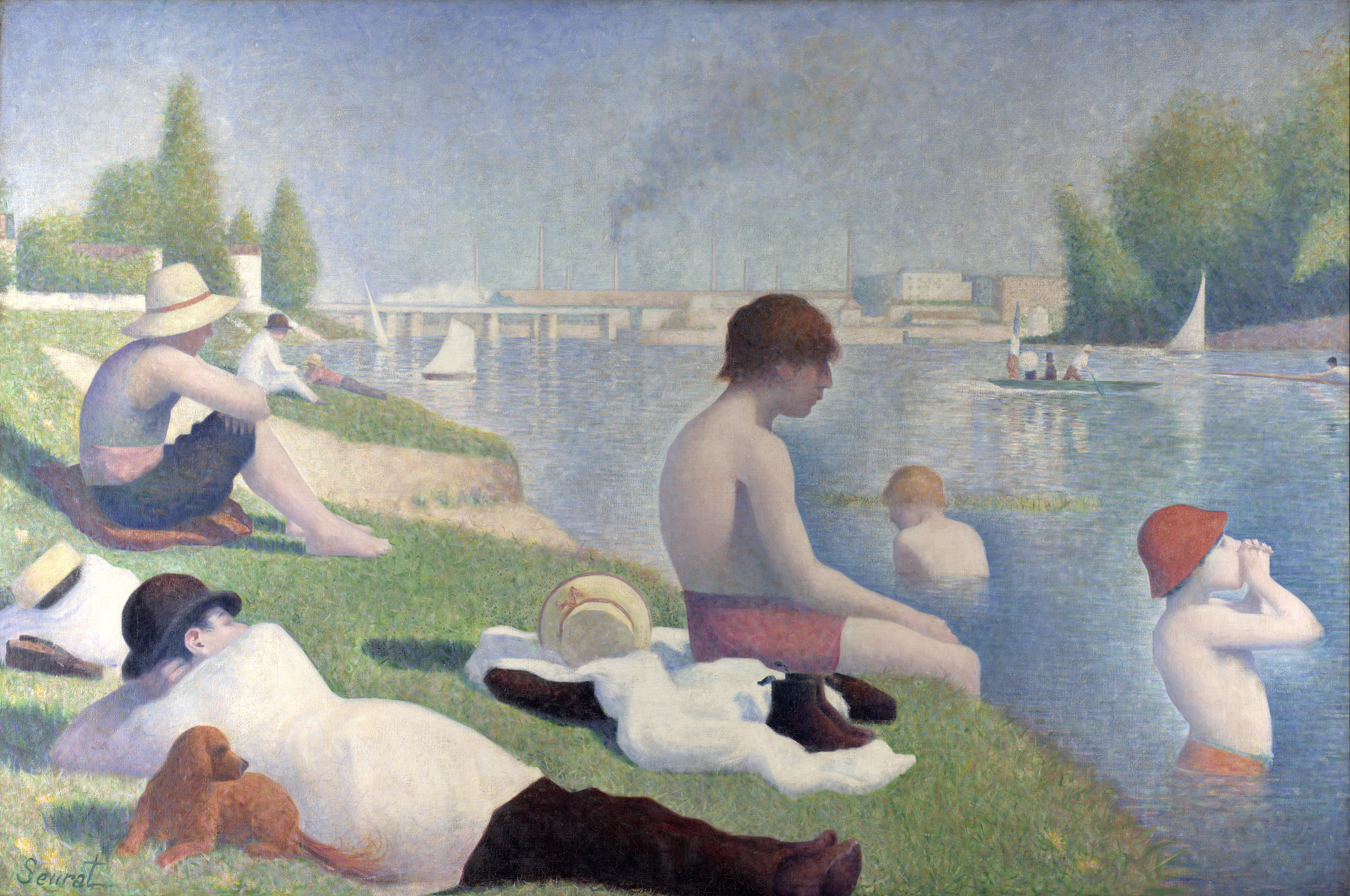
Tarde de domingo en la isla de la Grande Jatte (1884-1886), de Georges Seurat, Instituto de Arte de Chicago

Seurat consagró toda su vida a la búsqueda de un método que reconciliara la ciencia y la estética, un método personal que trascendiera el impresionismo. Su principal preocupación era el contraste cromático, su gradación y la interacción entre los colores y sus complementarios. Creó un disco con todos los tonos del arco iris unidos por sus colores intermedios y colocó en el centro los tonos puros, que iba aclarando hacia la periferia, donde se hallaba el blanco puro, con lo que podía localizar fácilmente los colores complementarios. Este disco le permitía mezclar los colores en su mente antes de fijarlos en la paleta, con lo que reducía la pérdida de intensidad cromática y luminosidad. En sus obras dibujaba primero en blanco y negro para lograr el máximo equilibrio entre masas claras y oscuras, y aplicaba el color por diminutos puntos que se mezclaban en la retina del espectador por mezcla óptica. Por otro lado, tomó de Charles Henry su teoría sobre la relación entre estética y fisiología, cómo unas formas o direcciones espaciales podían expresar placer y dolor; según este autor, los colores cálidos eran dinamógenos y los fríos inhibidores. Desde 1886 se centró más en escenas de interior con luz artificial. Su obra Chahut (1889-1890, Museo Kröller-Müller, Otterlo) influyó poderosamente en el cubismo por su forma de modelar los volúmenes en el espacio mediante la luz, sin necesidad de simular una tercera dimensión.

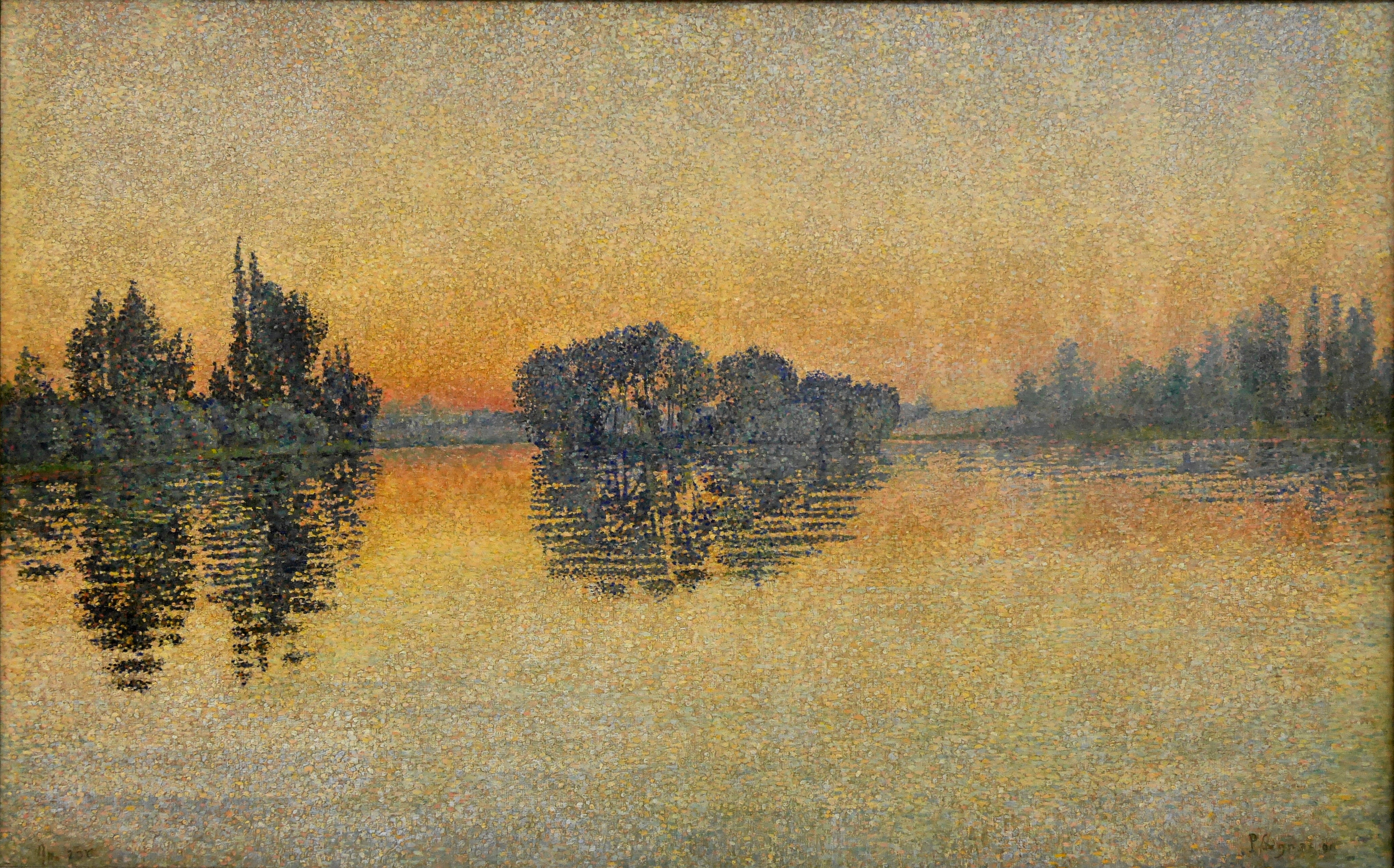
Atardecer (1889), de Paul Signac, Museo Kelvingrove, Glasgow

Signac fue discípulo de Seurat, aunque con un estilo más libre y espontáneo, no tan científico, en el que destaca la brillantez del color. En sus últimos años sus obras evolucionaron a una búsqueda de la sensación pura, con un cromatismo de tendencia expresionista, mientras que redujo la técnica puntillista a una retícula de teselas de mayor tamaños que los puntos divisionistas.
En Italia se dio una variante —los llamados divisionisti— que aplicaron esta técnica a escenas de mayor compromiso social, por su vinculación con el socialismo, aunque con algún cambio de ejecución técnica, ya que en vez de confrontar colores complementarios los contrastaban en términos de rayos de luz, elaborando unas imágenes que destacan por su luminosidad y transparencia, como en la obra de Angelo Morbelli. Gaetano Previati desarrolló un estilo en el que la luminosidad está ligada a simbologías relacionadas con la vida y la naturaleza, como en su Maternidad (1890-1891, Banca Popolare di Novara), generalmente con un cierto componente de evocación poética. Otro miembro del grupo, Vittore Grubicy de Dragon, escribió que «la luz es vida y, si como muchos con razón afirman, el arte es vida, y la luz es una forma de vida, la técnica divisionista, que tiende a aumentar mucho la expresividad de la tela, puede convertirse en la cuna de nuevos horizontes estéticos para el mañana».

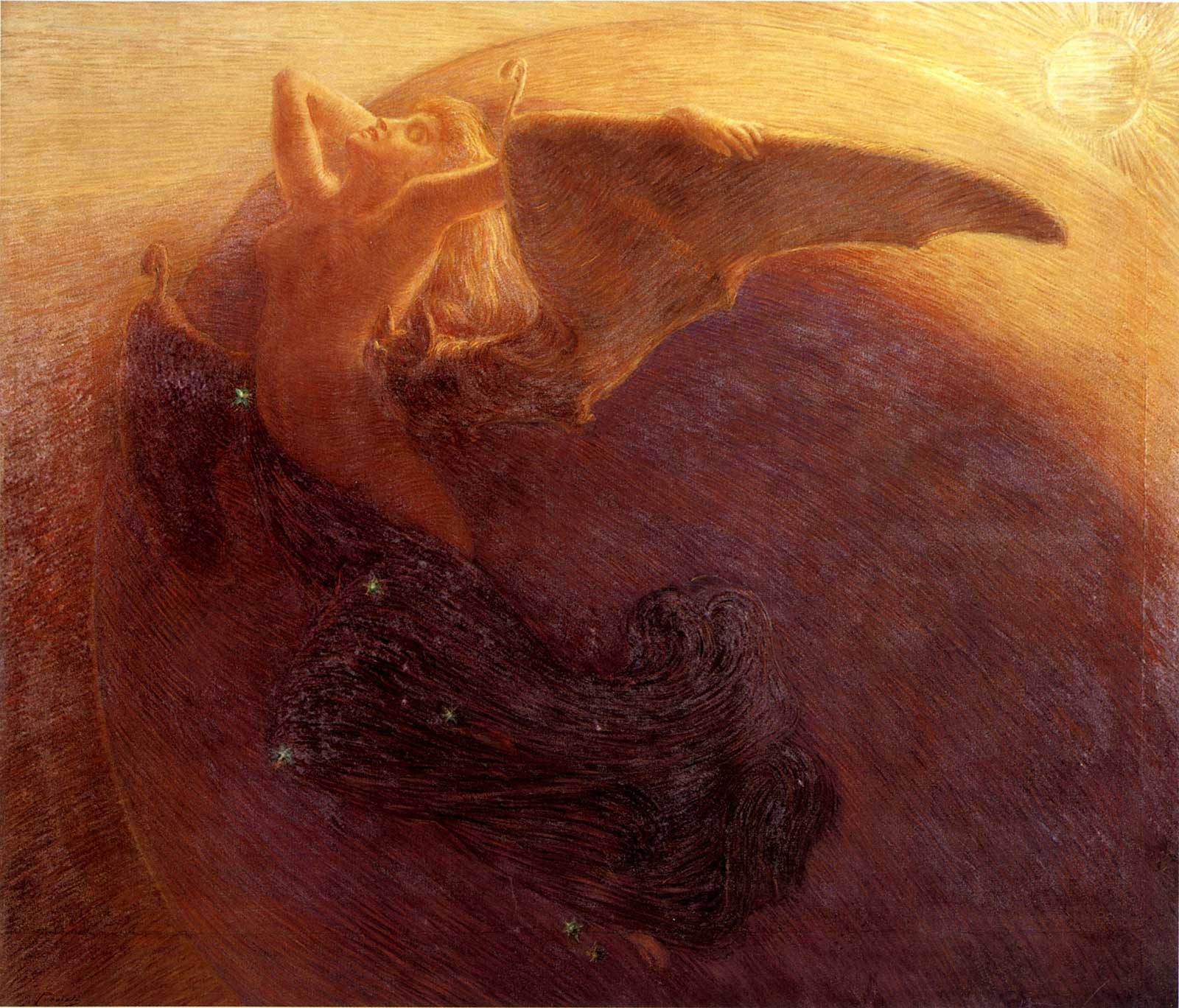
El día desvela la noche (1905), de Gaetano Previati, Civico Museo Revoltella, Galleria d'arte moderna, Trieste

El postimpresionismo fue, más que un movimiento homogéneo, una agrupación de diversos artistas formados inicialmente en el impresionismo que siguieron con posterioridad unas trayectorias individuales de gran diversidad estilística. Sus mejores representantes fueron Henri de Toulouse-Lautrec, Paul Gauguin, Paul Cézanne y Vincent van Gogh. Cézanne estableció un sistema compositivo basado en figuras geométricas (cubo, cilindro y pirámide), que más tarde influiría en el cubismo. También ideó un nuevo método de iluminación, en que la luz se aplica en la densidad e intensidad del color, en vez de en los valores transicionales entre el blanco y el negro. El que más experimentó en el terreno de la luz fue Van Gogh, autor de obras de fuerte dramatismo y prospección interior, con pinceladas sinuosas y densas, de intenso colorido, en las que deforma la realidad, a la que otorgó un aire onírico. En la obra de Van Gogh se denotan influencias tan dispares como las de Millet y Hiroshige, mientras que de la escuela impresionista se fijó especialmente en Renoir. Ya en sus primeras obras se nota el interés por la luz, motivo por el que fue aclarando paulatinamente su paleta, hasta llegar prácticamente a un monocromo amarillo, con una luminosidad feroz y temperamental.

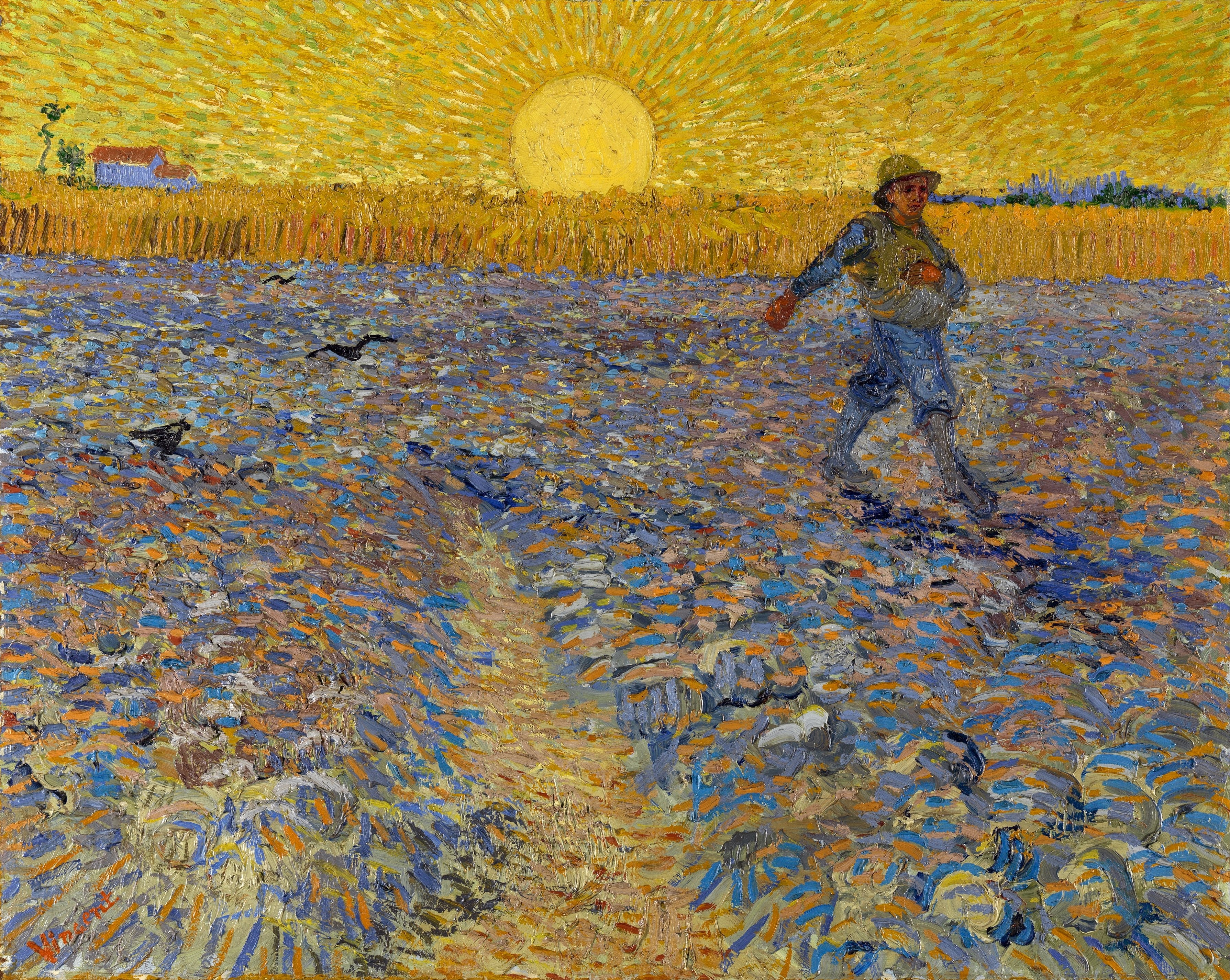
El sembrador (1888), de Vincent van Gogh, Museo Kröller-Müller, Otterlo

En sus primeras obras, como Los comedores de patatas (1885, Museo Van Gogh, Ámsterdam), se evidencia el influjo del realismo holandés, que tenía tendencia al claroscuro y al color denso de pincelada espesa; aquí creó una dramática atmósfera de luz artificial que enfatiza la tragedia de la mísera situación de estos obreros marginados por la Revolución industrial. Posteriormente su colorido se volvió más intenso, con influencia de la técnica divisionista, con una técnica de superposición de pinceladas en tonos diversos; para las zonas más iluminadas solía emplear tonos amarillos, anaranjados y rojizos, procurando buscar una relación armónica entre todos ellos. Tras instalarse en Arlés en 1888 quedó fascinado por la límpida luz mediterránea y en sus paisajes de esa época realiza atmósferas claras y relucientes, sin apenas claroscuros. Como era habitual en el impresionismo, en ocasiones efectuaba varias versiones de un mismo motivo a distintas horas del día para captar sus variaciones lumínicas. También continúa su interés por las luces artificiales y nocturnas, como en Café de noche, interior (1888, Yale University Art Gallery, New Haven), donde la luz de las lámparas parece vibrar gracias a los círculos concéntricos en forma de halo con que ha reflejado la radiación de la luz; o Café de noche, exterior (1888, Museo Kröller-Müller, Otterlo), donde la luminosidad de la terraza del café contrasta con la oscuridad del cielo, donde las estrellas parecen flores de luz. La luz también tiene un protagonismo especial en su serie de Los girasoles (1888-1889), donde empleó todas las gamas imaginables del color amarillo, que para él simbolizaba la luz y la vida, como expresó en una carta a su hermano Theo: «un sol, una luz que, a falta de un calificativo mejor, sólo puedo definir con amarillo, un pálido amarillo azufre, un amarillo limón pálido». Para resaltar el amarillo y el naranja, empleó verde y azul cielo en los contornos, creando un efecto de suave intensidad lumínica.

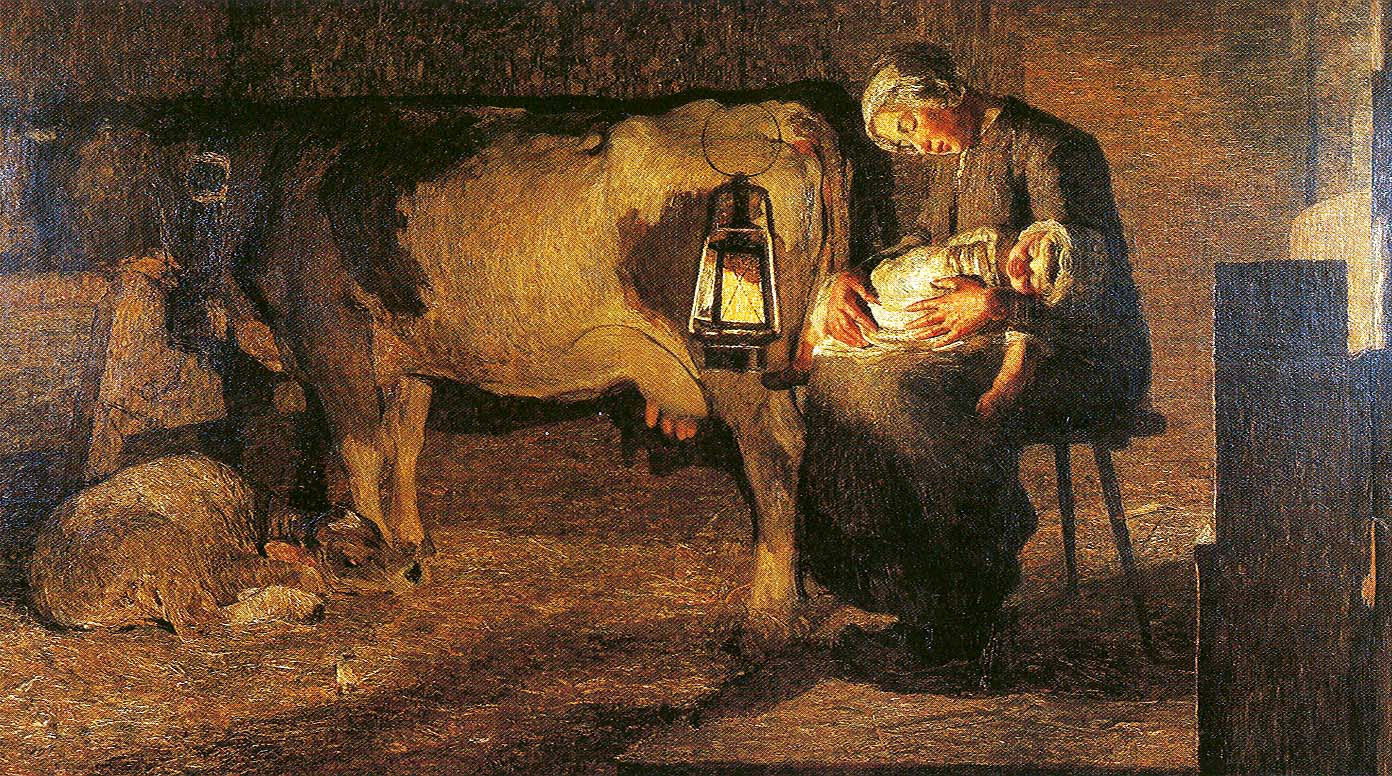
Las dos madres (1889), de Giovanni Segantini, Galleria d'Arte Moderna, Milán

En Italia se dio en estos años un movimiento denominado Scapigliatura (1860-1880), considerado en ocasiones un antecesor del divisionismo, caracterizado por su interés por la pureza del color y el estudio de la luz. Artistas como Tranquillo Cremona, Mosè Bianchi o Daniele Ranzoni pretendían plasmar en el lienzo sus sentimientos mediante vibraciones cromáticas y contornos difuminados, con personajes y objetos casi desmaterializados. Figura aparte es Giovanni Segantini, un artista personal que conjugó un dibujo de tradición academicista con un colorido postimpresionista donde los efectos lumínicos tienen un gran relieve. La especialidad de Segantini era el paisaje de montaña, que pintaba al aire libre, con una técnica de pincelada fuerte y colores simples, con una luz vibrante que solo encontró en la alta montaña alpina.

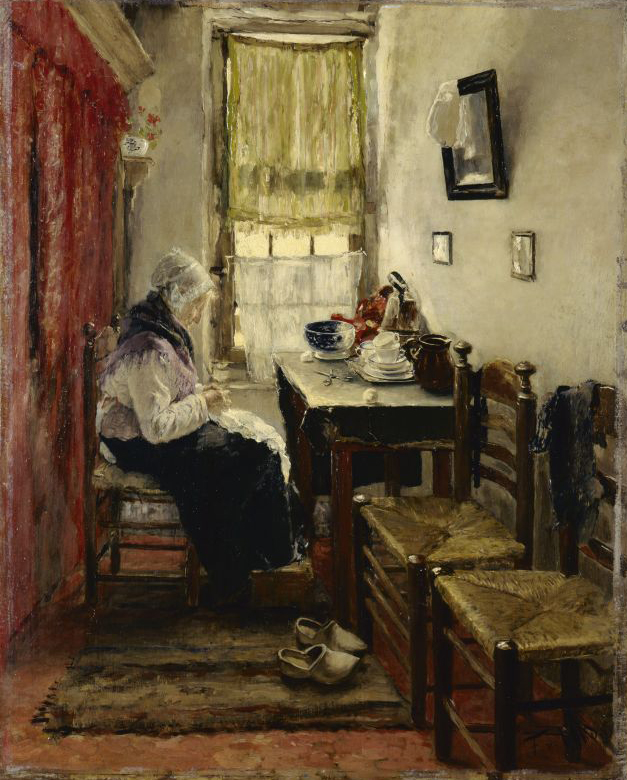
En la casa de ancianos en Zandvoort (1882), de Fritz von Uhde, Germanisches Nationalmuseum, Núremberg

En Alemania, el impresionismo estuvo representado por Fritz von Uhde, Lovis Corinth y Max Slevogt. El primero fue más un plenairista que no estrictamente un impresionista, aunque más que al paisaje se dedicó a la pintura de género, especialmente de tema religioso, obras en las que también mostró una especial sensibilidad hacia la luz. Corinth tuvo una trayectoria bastante ecléctica, desde unos inicios académicos —fue discípulo de Bouguereau—, pasando por el realismo y el impresionismo, hasta un cierto decadentismo y un acercamiento al Jugendstil, para finalmente desembocar en el expresionismo. Influido por Rembrandt y Rubens, realizó retratos, paisajes y bodegones de un cromatismo sereno y brillante. Slevogt asumió el cromatismo fresco y brillante de los impresionistas, aunque renunciando a la fragmentación de colores que estos efectuaban, y su técnica era de pincelada suelta y movimiento enérgico, con efectos de luz audaces y originales, que denotan una cierta influencia del arte barroco de su Baviera natal.

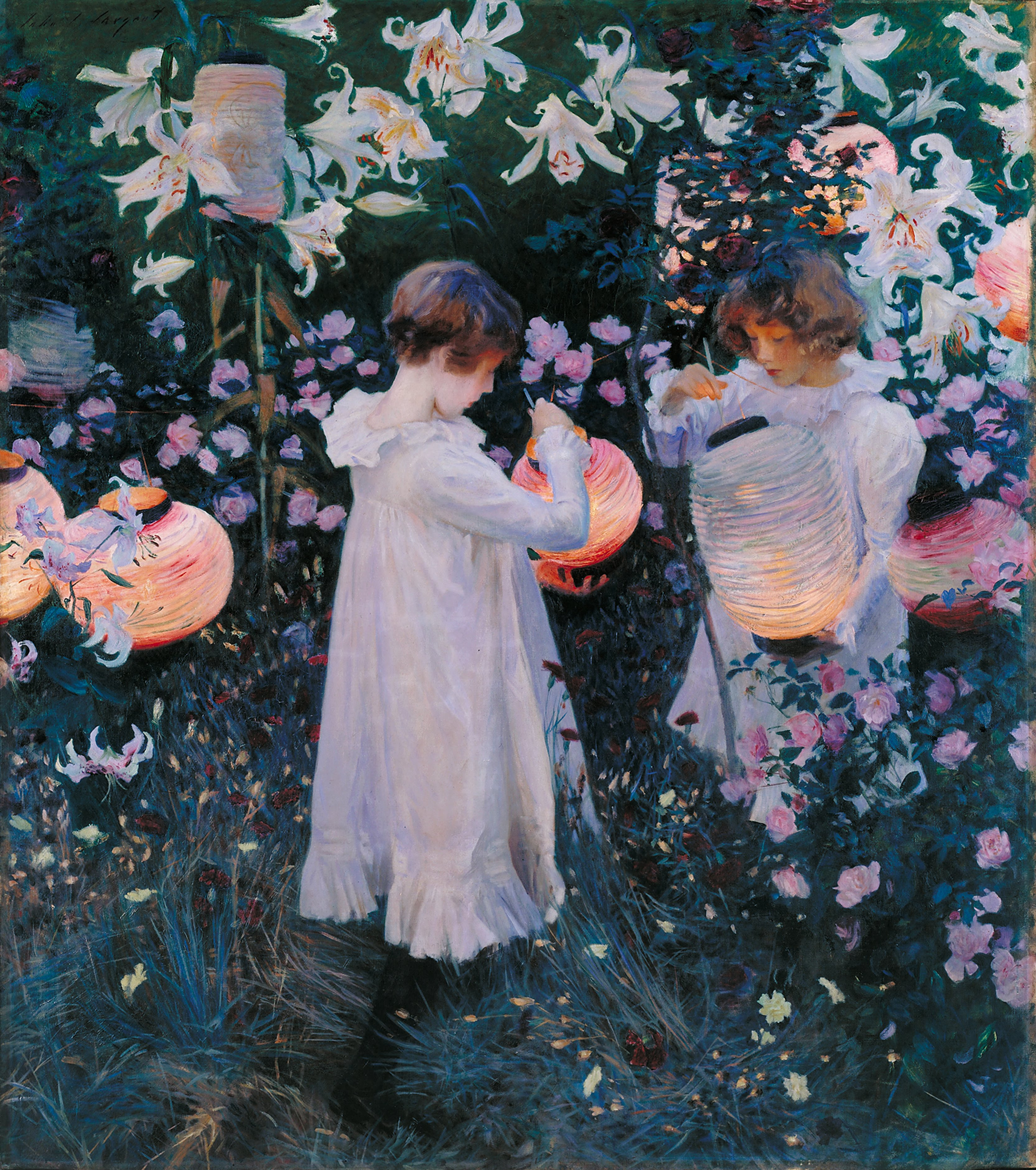
Clavel, lirio, lirio, rosa (1885-86), de John Singer Sargent, Tate Britain, Londres

En Gran Bretaña destacó la obra de James Abbott McNeil Whistler, estadounidense de nacimiento, pero establecido en Londres desde 1859. Sus paisajes son la antítesis de los soleados paisajes franceses, ya que recrean el clima neblinoso y taciturno inglés, con preferencia por las escenas nocturnas, imágenes de las que, sin embargo, sabe destilar un intenso lirismo, con efectos de luces artificiales que se reflejan en las aguas del Támesis.
En Estados Unidos cabe mencionar la obra de John Singer Sargent, Mary Cassatt y Childe Hassam. Sargent era un admirador de Velázquez y Frans Hals, y destacó como retratista social, con una técnica virtuosista y elegante, tanto al óleo como a la acuarela, esta última principalmente en paisajes de intenso colorido. Cassatt vivió bastante tiempo en París, donde se relacionó con el círculo impresionista, con quienes compartió más los temas que la técnica, y desarrolló una obra intimista y sofisticada, con influencia de la estampa japonesa. Hassam tuvo como principal motivo la vida neoyorquina, con un estilo fresco, pero algo empalagoso.
Cabe mencionar también el impresionismo escandinavo, muchos de cuyos artistas se formaron en París. Estos pintores tenían una especial sensibilidad hacia la luz, debido quizá a la mayormente ausencia de ella en su tierra natal, por lo que viajaban a Francia e Italia atraídos por la «luz del sur». Los principales exponentes fueron Peder Severin Krøyer, Akseli Gallen-Kallela y Anders Zorn. El primero mostró un especial interés por los efectos de luz de gran complejidad, como la mezcla de luz natural y artificial. Gallen-Kallela fue un artista original que posteriormente se acercó al simbolismo, con una personal pintura expresiva y estilizada con tendencia al romanticismo, con especial interés por el folklore finlandés. Zorn se especializó en retratos, desnudos y escenas de género, con una pincelada brillante de una luminosidad vibrante.
En Rusia cabe mencionar a Valentin Serov y Konstantin Korovin. Serov tenía un estilo parecido al de Manet o Renoir, con gusto por el intenso cromatismo y los reflejos de luz, una luz brillante que ensalza el gozo de la vida. Korovin pintó paisajes tanto urbanos —escenas callejeras parisinas— como naturales —imágenes veraniegas en Crimea—, en las que eleva un simple boceto de impresión cromática a la categoría de obra de arte.
En España descuella la obra de Aureliano de Beruete y Darío de Regoyos. Beruete fue discípulo de Carlos de Haes, por lo que se formó en el paisaje realista, pero asumió la técnica impresionista tras una etapa de formación en Francia. Admirador de la luz velazqueña supo aplicarla al paisaje castellano —sobre todo a la Sierra de Guadarrama—, con un estilo propio y personal. Regoyos también se formó con Haes y desarrolló un estilo intimista a medio camino entre el puntillismo y el expresionismo.

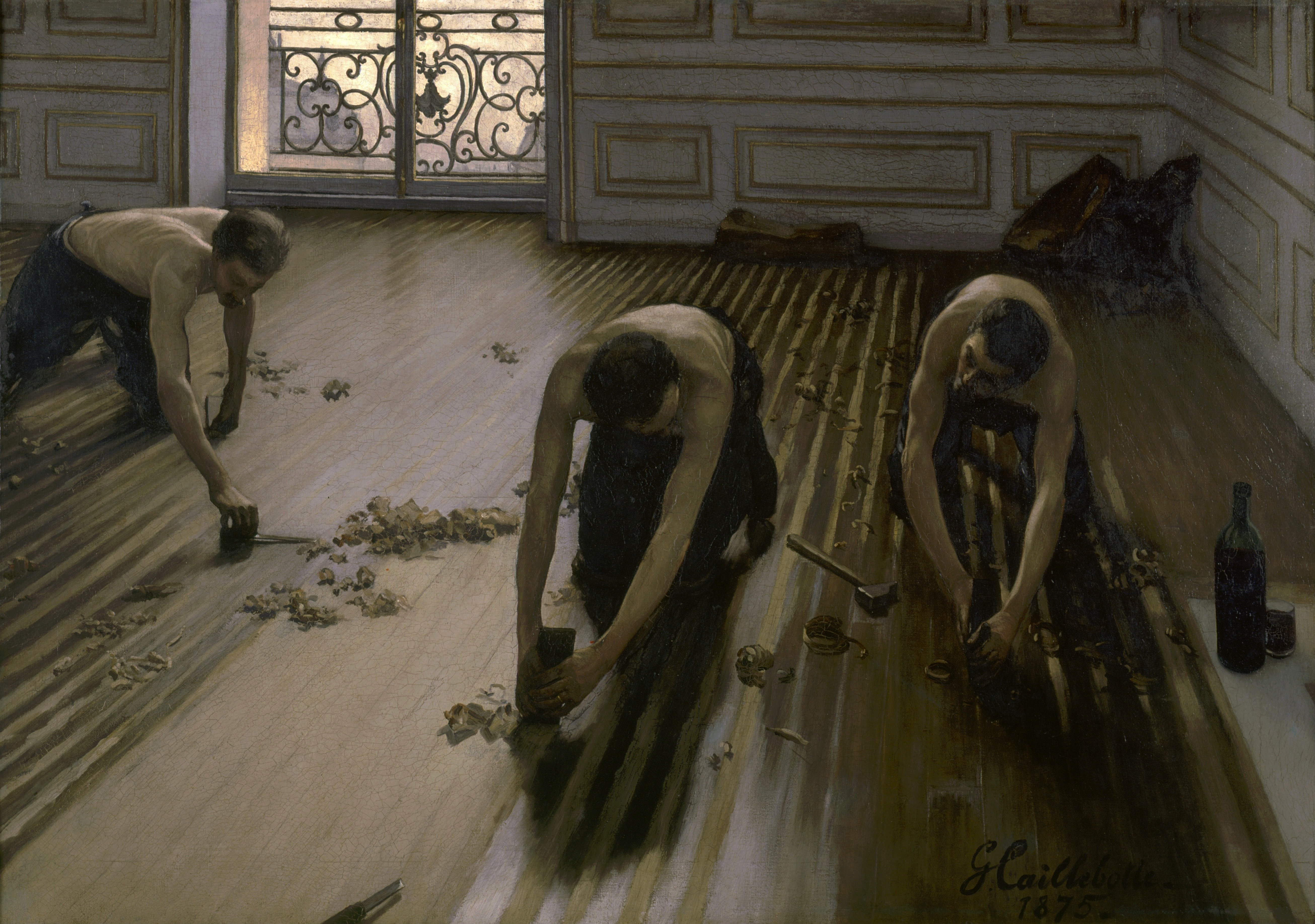
Los acepilladores de parqué (1875), de Gustave Caillebotte, Museo de Orsay, París
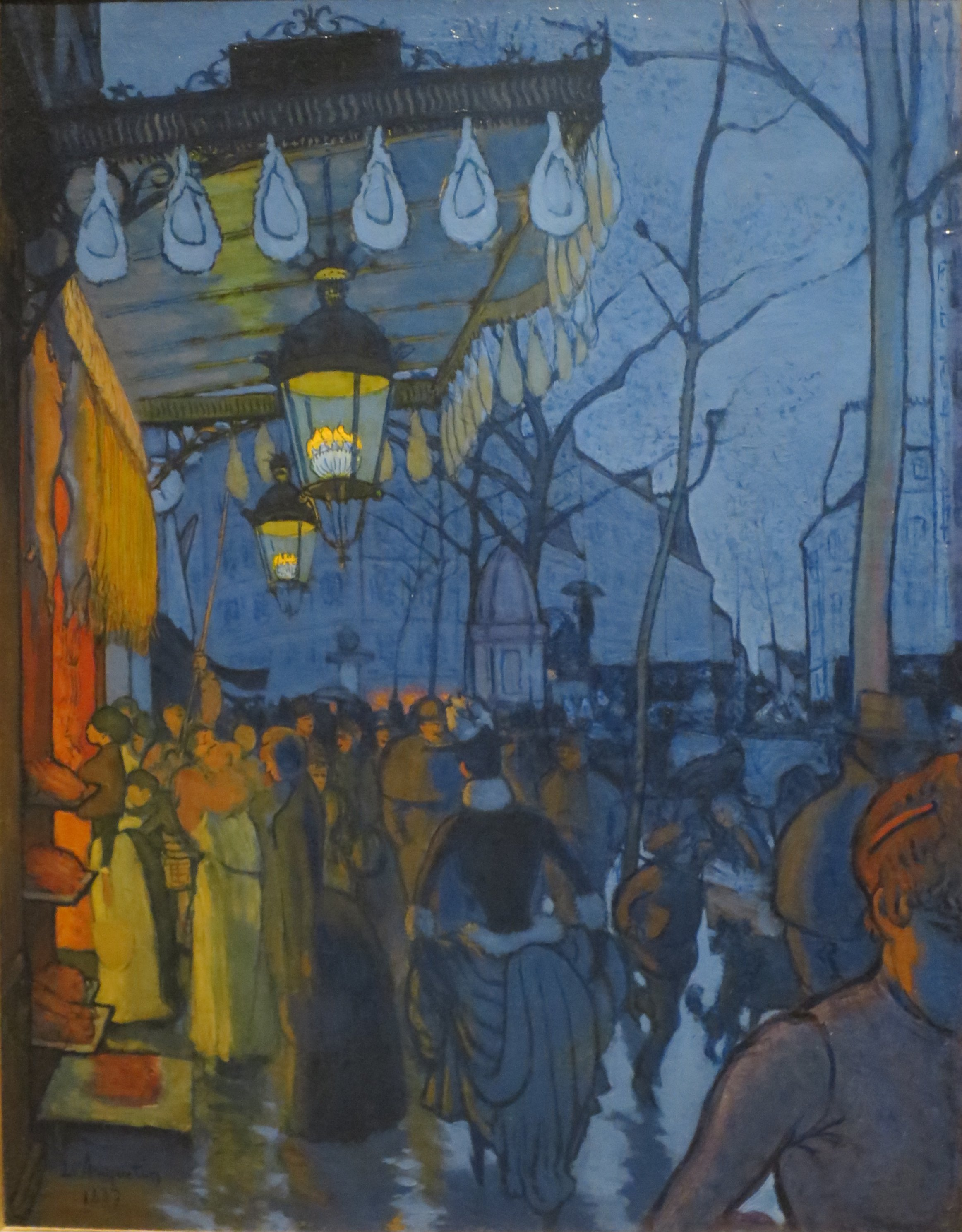
Avenue de Clichy (Las cinco de la tarde) (1887), de Louis Anquetin, Wadsworth Atheneum, Hartford
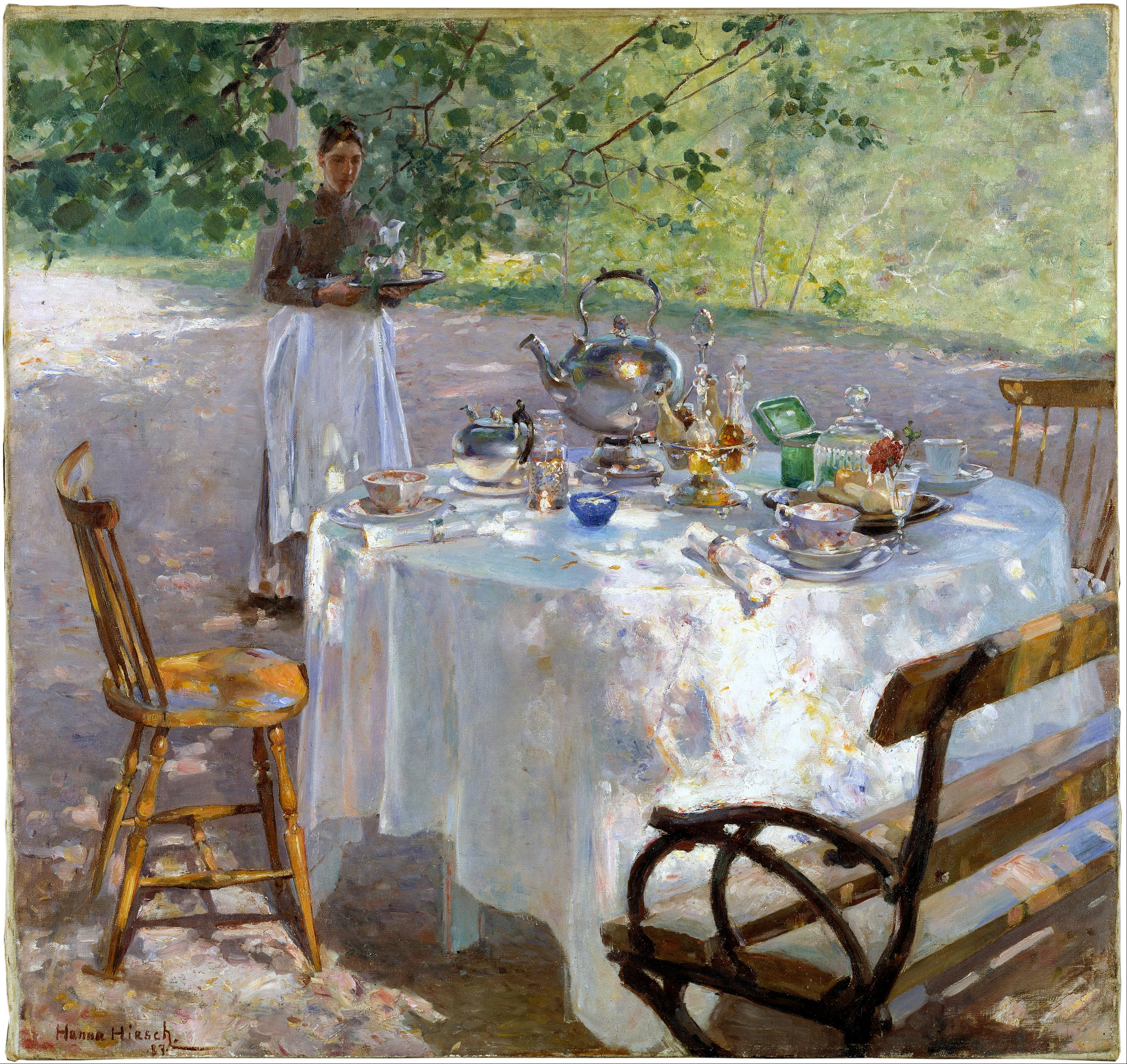
Desayuno (1887), de Hanna Pauli, Nationalmuseum, Estocolmo
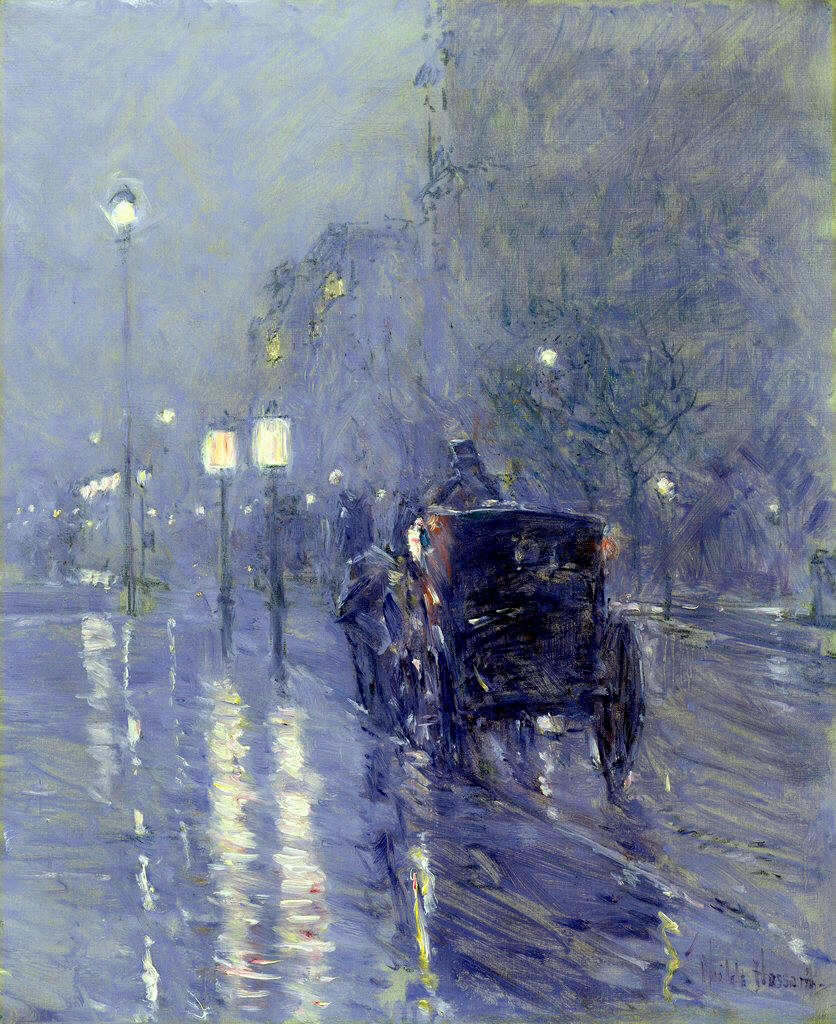
Medianoche lluviosa (1890), de Childe Hassam
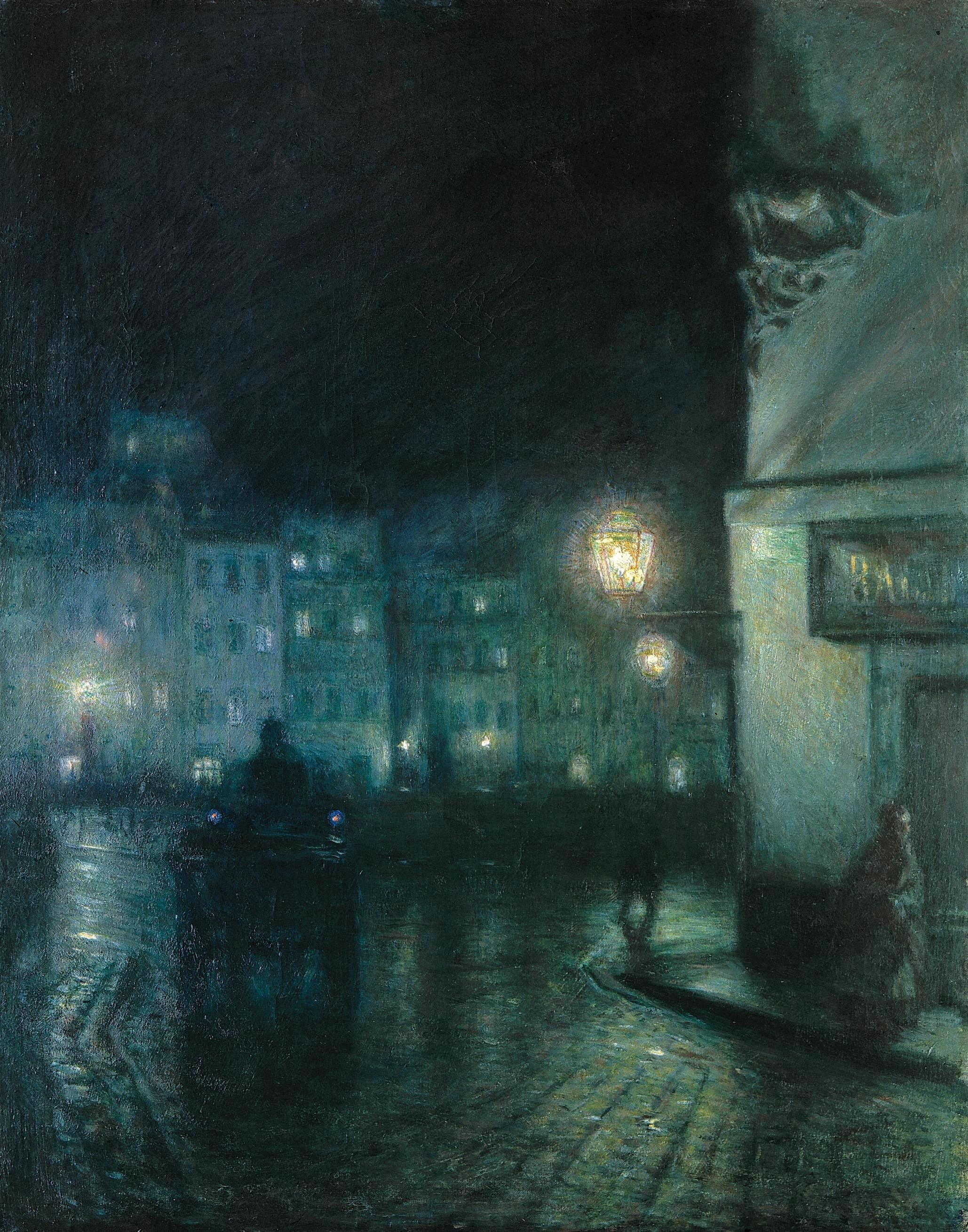
El mercado del barrio viejo por la noche (1892), de Józef Pankiewicz, Muzéum Narodówe, Poznań
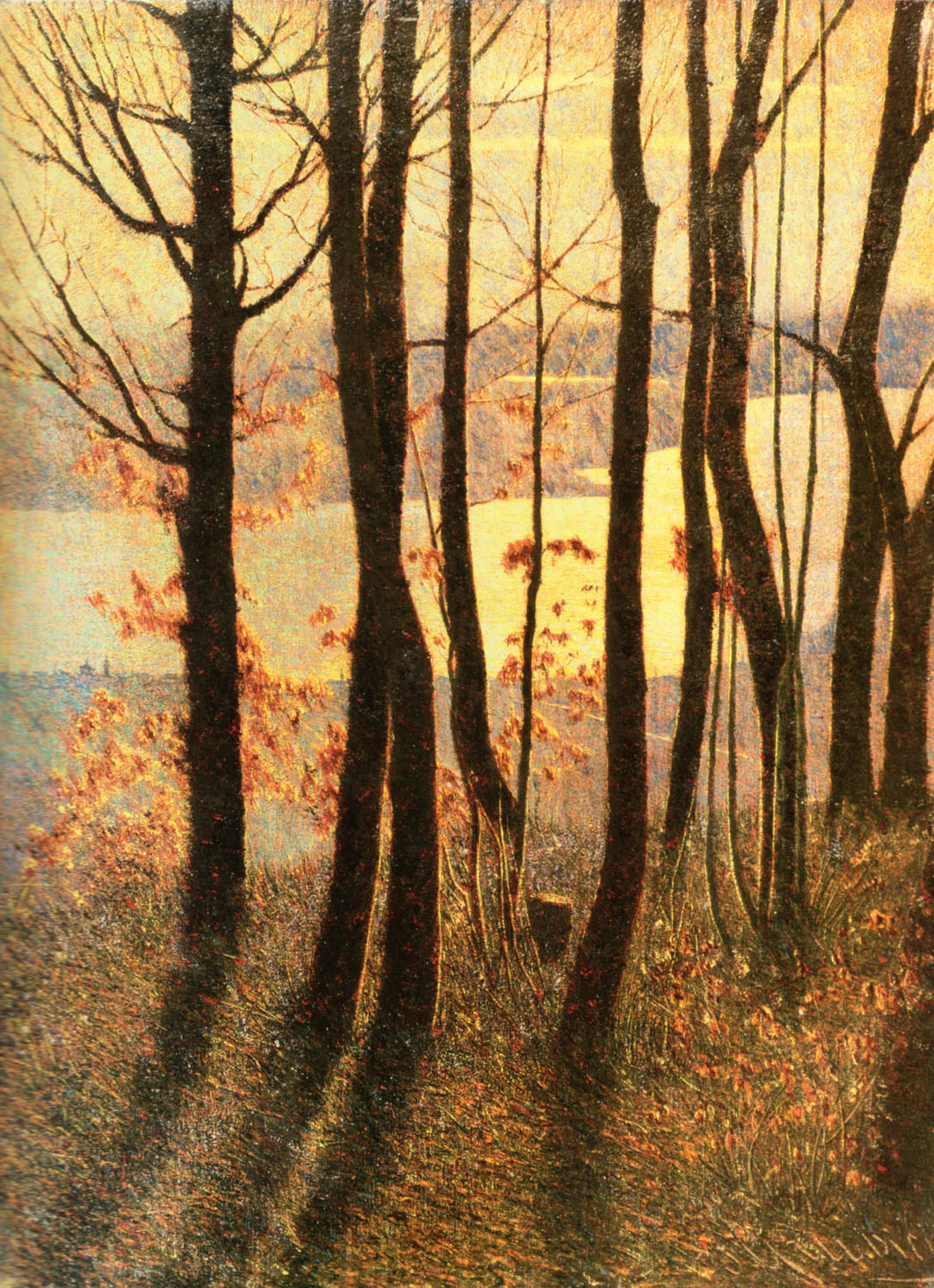
Mañana (1898), de Vittore Grubicy de Dragon, Galleria d'Arte Moderna, Milán
Tarde estival en la playa de Skagen. El artista y su esposa (1899), de Peder Severin Krøyer, colección Hirschsprung, Copenhague
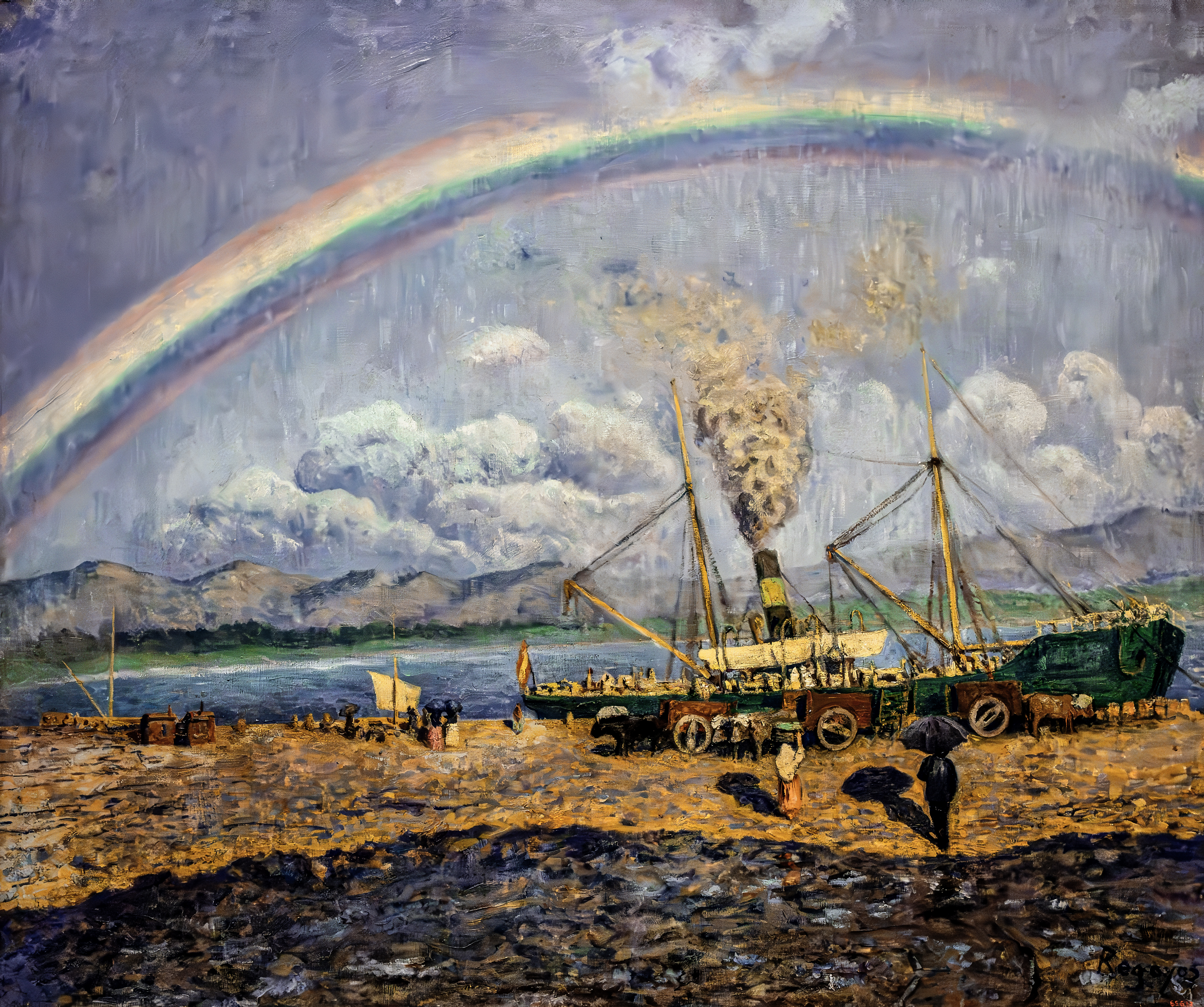
Arco iris sobre el puerto (1900), de Darío de Regoyos, Museo Nacional de Arte de Cataluña, Barcelona

##### Luminismo y simbolismo

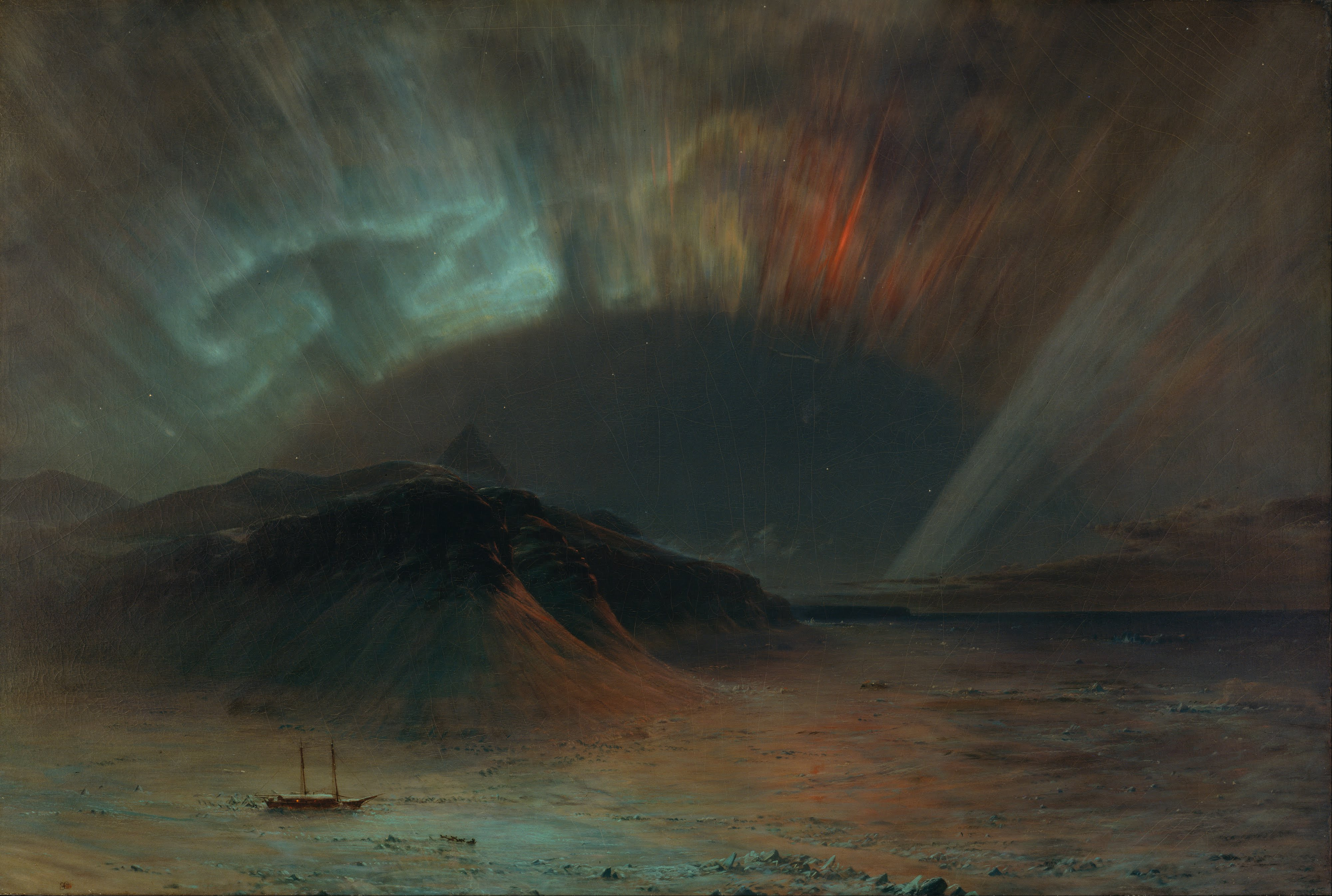
Aurora boreal (1865), de Frederic Edwin Church, Museo Smithsoniano de Arte Americano, Washington D. C.

Desde mediados del siglo XIX y hasta prácticamente la transición con el xx surgieron diversos estilos que ponían un especial énfasis en la representación de la luz, por lo que fueron denominados genéricamente como «luminismo», con diversas escuelas nacionales en Estados Unidos y varios países o regiones europeas. El término luminismo fue introducido por John Ireland Howe Baur en 1954 para designar el paisajismo realizado en Estados Unidos entre 1840 y 1880, al que define como «un realismo pulido y meticuloso en el que no se notan las pinceladas ni hay rastro de impresionismo, y en el que los efectos atmosféricos se consiguen con gradaciones de tono infinitamente cuidadosas, con el estudio más exacto de la claridad relativa de objetos más cercanos y más lejanos, y con una representación precisa de las variaciones de textura y color producidas por rayos directos o reflejados».

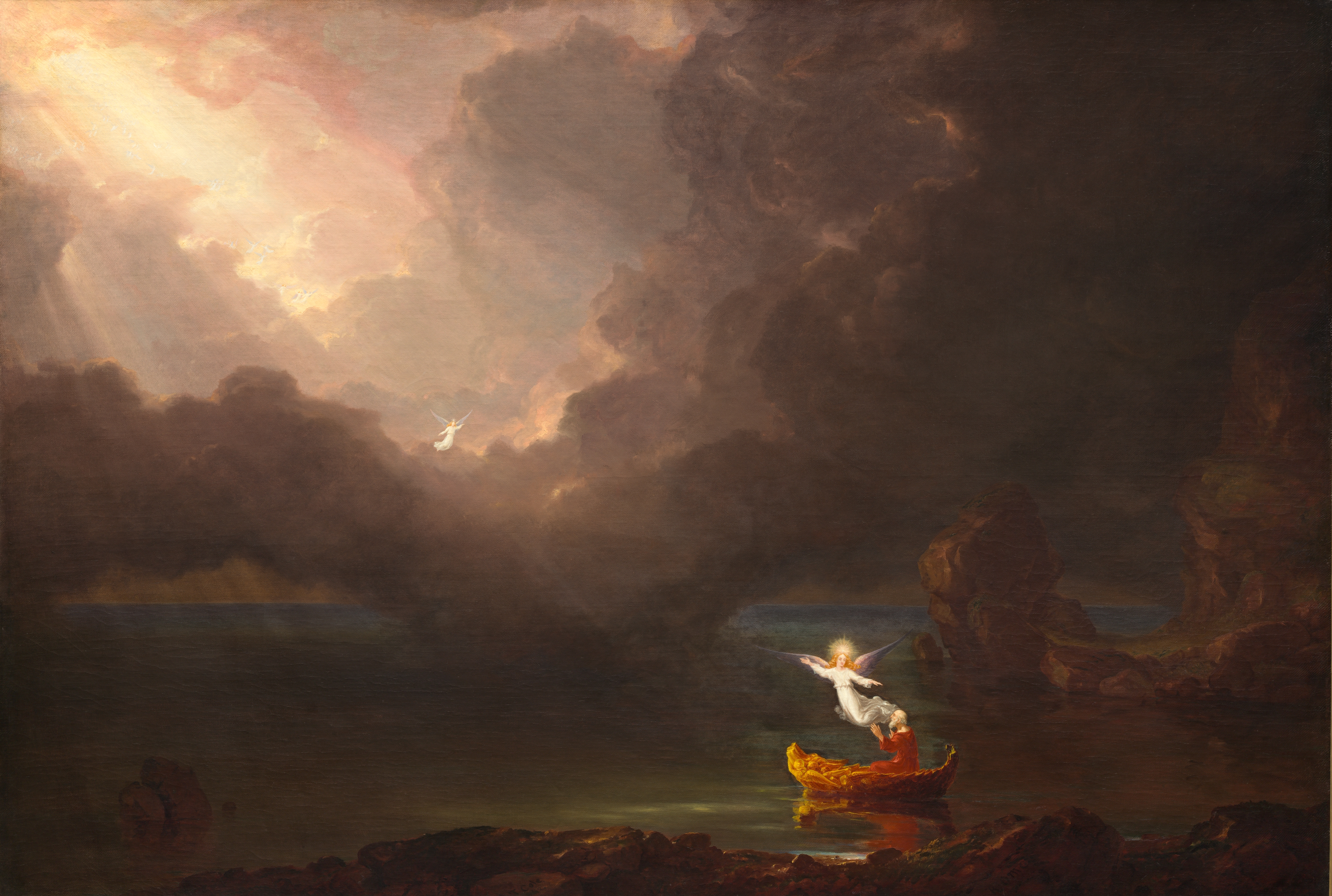
El viaje de la vida: Vejez (1842), de Thomas Cole, National Gallery of Art, Washington D. C.

El primero fue el luminismo americano, donde surgió un grupo de pintores paisajistas generalmente agrupados en la denominada Escuela del río Hudson, en la que se puede englobar en mayor o menor medida a Thomas Cole, Asher Brown Durand, Frederic Edwin Church, Albert Bierstadt, Martin Johnson Heade, Fitz Henry Lane, John Frederick Kensett, James Augustus Suydam, Francis Augustus Silva, Jasper Francis Cropsey y George Caleb Bingham. Por lo general, sus obras se basaban en composiciones ampulosas, con una línea del horizonte de gran profundidad y un cielo de aspecto velado, con unas atmósferas de fuerte expresividad. Su luz es serena y apacible, reflejo de un estado de ánimo de amor por la naturaleza, una naturaleza en buena medida en el Estados Unidos de la época virgen y paradisíaca, aún por explorar. Es una luz trascendente, de significado espiritual, cuyo resplandor transmite un mensaje de comunión con la naturaleza. Aunque utilizan una estructura y composición clásicas, el tratamiento de la luz es original por la infinidad de sutiles variaciones de la tonalidad, conseguidas a través de un minucioso estudio del medio natural de su país. Según Barbara Novak, el luminismo es una forma más serena del concepto estético romántico de lo sublime, que tuvo su traducción en las profundas vastedades del paisaje norteamericano.

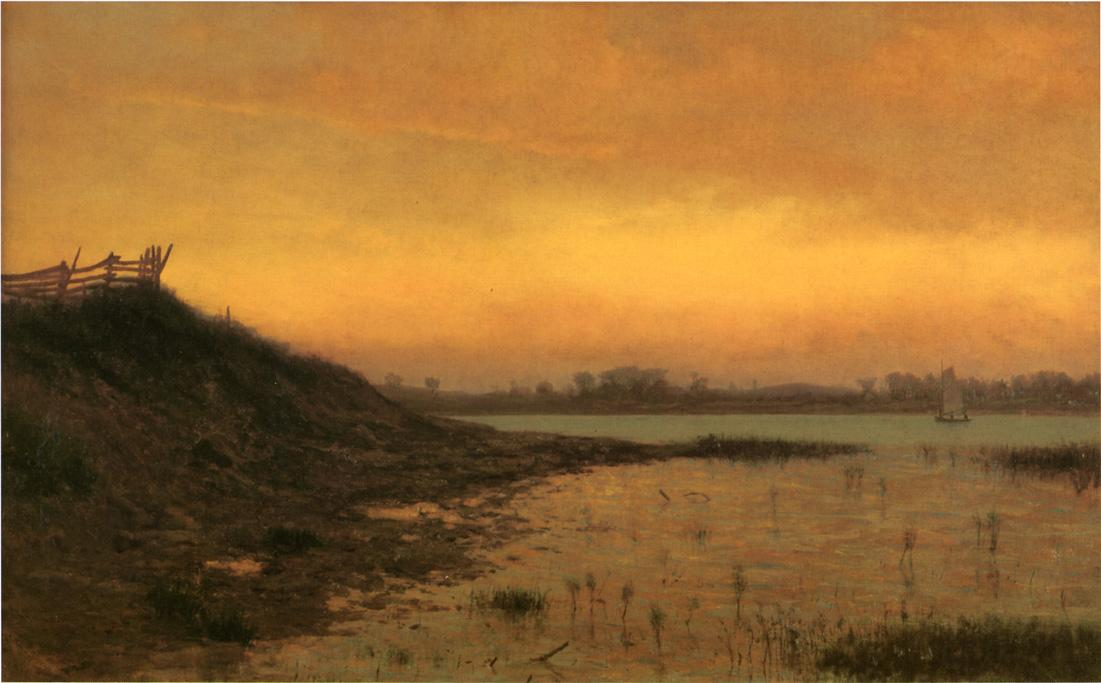
Long Island (1862), de James Augustus Suydam, colección privada

Algunos historiadores diferencian entre el luminismo puro y el paisajismo de la Escuela del Río Hudson: en el primero el paisaje —más centrado en la zona de Nueva Inglaterra— es de carácter más apacible, más anecdótico, con unas delicadas gradaciones tonales caracterizadas por una luz cristalina que parece emanar del lienzo, en pulcras pinceladas que parecen recrear la superficie de un espejo y en composiciones en las que el exceso de detallismo resulta irreal por su rectitud y geometrismo, lo que resulta en una idealización de la naturaleza. Así entendido, el luminismo englobaría a Heade, Lane, Kensett, Suydam y Silva. En cambio, el paisajismo del Río Hudson tendría una visión más cósmica y una predilección por una naturaleza más salvaje y grandilocuente, con efectos visuales más dramáticos, como se aprecia en la obra de Cole, Durand, Church, Bierstadt, Cropsey y Bingham. Cabe decir, pese a todo, que ninguno de los dos grupos aceptó nunca esas etiquetas.

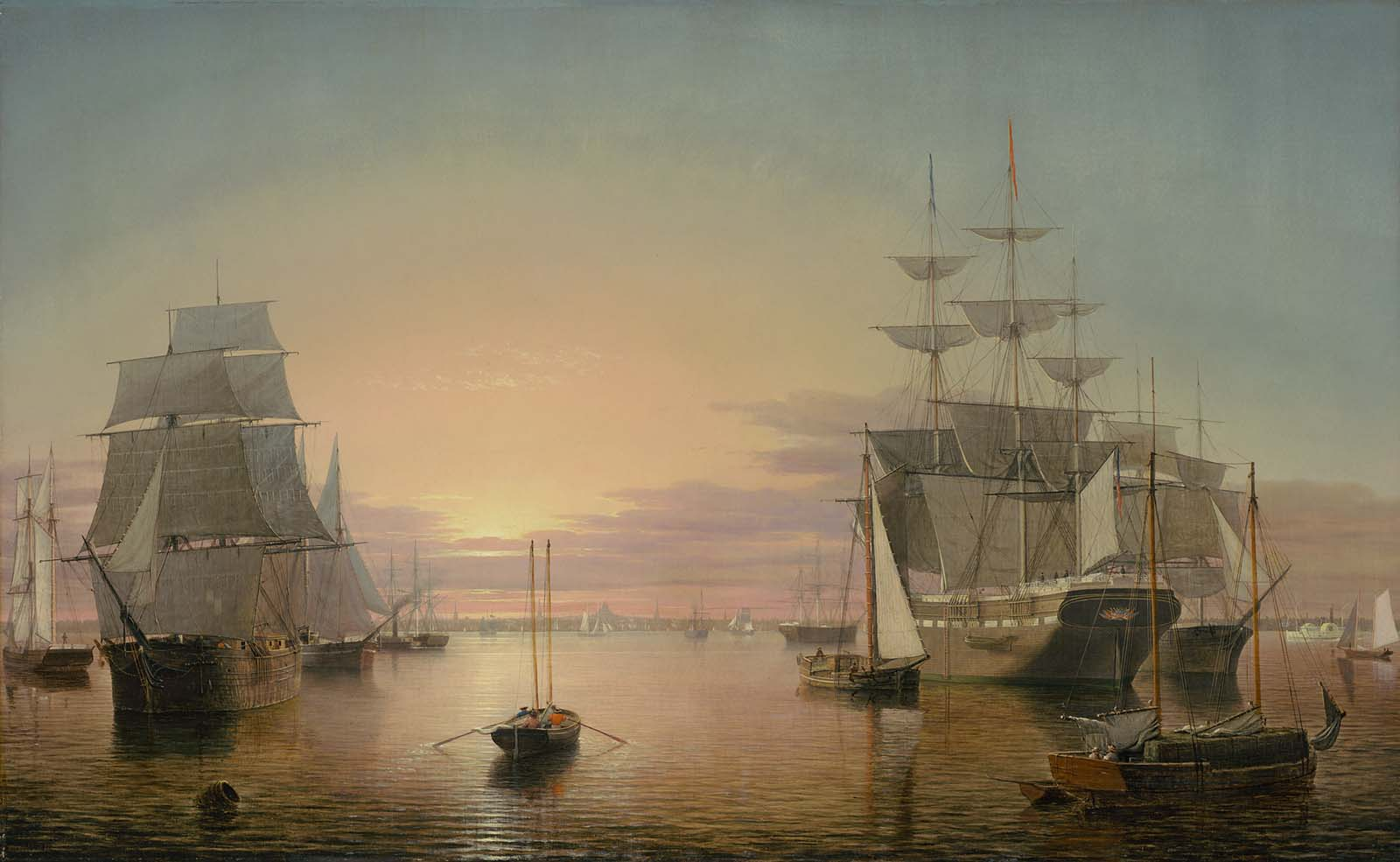
El puerto de Boston (1850-1855), de Fitz Henry Lane, Museum of Fine Arts, Boston

Thomas Cole fue el pionero de la escuela. Inglés de nacimiento, uno de sus principales referentes fue Claudio de Lorena. Establecido en Nueva York en 1825, empejó a pintar paisajes de la zona del río Hudson, con el objetivo de lograr «un estilo elevado de paisaje» en el que el mensaje moral fuese equivalente al de la pintura de historia. Pintó también temas bíblicos, en los que la luz tiene un componente simbólico, como en su Expulsión del Jardín del Edén (1828, Museum of Fine Arts, Boston). Durand era un poco mayor que Cole y, tras la muerte prematura de este, fue considerado el mejor paisajista americano de su tiempo. Grabador de oficio, desde 1837 se deció a la pintura de paisaje al natural, con una visión más íntima y pintoresca de la naturaleza que la alegórica de Cole. Church fue el primer discípulo de Cole, quien le transmitió su visión de una naturaleza majestuosa y exuberante, que reflejó en sus escenas del Oeste americano y del trópico sudamericano. Bierstadt, de origen alemán, recibió la influencia de Turner, cuyos efectos atmosféricos se aprecian en obras como En las montañas de Sierra Nevada en California (1868, Museo Smithsoniano de Arte Americano, Washington D. C.), un lago entre montañas visto después de una tormenta, con los rayos de sol que atraviesan las nubes. Heade se dedicó a paisajes campestres de Massachusetts, Rhode Island y Nueva Jersey, en prados de horizontes infinitos con cielos claros o nubosos y luces de diversas horas del día, en ocasiones refractada por húmedas atmósferas. A Fitz Henry Lane se le considera el máximo exponente del luminismo. Minusválido desde la infancia por una poliomielitis, se centró en el paisaje de su Gloucester natal (Massachusetts), con obras que denotan la influencia del pintor de marinas inglés Robert Salmon, en las que la luz tiene un protagonismo especial, una luz plácida que da sensación de eternidad, de tiempo detenido en una serena perfección y armonía. Suydam se centró en los paisajes costeros de Nueva York y Rhode Island, en los que supo reflejar los efectos lumínicos de la costa atlántica. Kensett recibió la influencia de Constable y se dedicó al paisaje de Nueva Inglaterra con un especial foco de atención en los reflejos luminosos del cielo y el mar. Silva destacó también en la marina, género en el que captó con maestría las sutiles gradaciones de luz de la atmósfera costera. Cropsey aunó el efectismo panorámico de la Escuela del Río Hudson con el luminismo más sereno de Lane y Heade, con un estilo minucioso y algo teatral. Bingham plasmó magistralmente en sus escenas del Lejano Oeste la límpida y clara luz del amanecer, su favorita a la hora de recrear escenas con indios americanos y pioneros de la conquista del Oeste.
Mención aparte merece Winslow Homer, considerado el mejor pintor americano de la segunda mitad del siglo XIX, que destacó tanto en el óleo como en la acuarela y tanto en el paisaje como en las escenas populares de la sociedad norteamericana. Uno de sus géneros favoritos era la marina, en la que desplegó un gran interés por los efectos atmosféricos y las cambiantes luces del día. Su cuadro Luz de luna. Faro de Wood Island (1894, Museum of Modern Art, Nueva York) lo pintó enteramente a la luz de la luna, en cinco horas de trabajo.

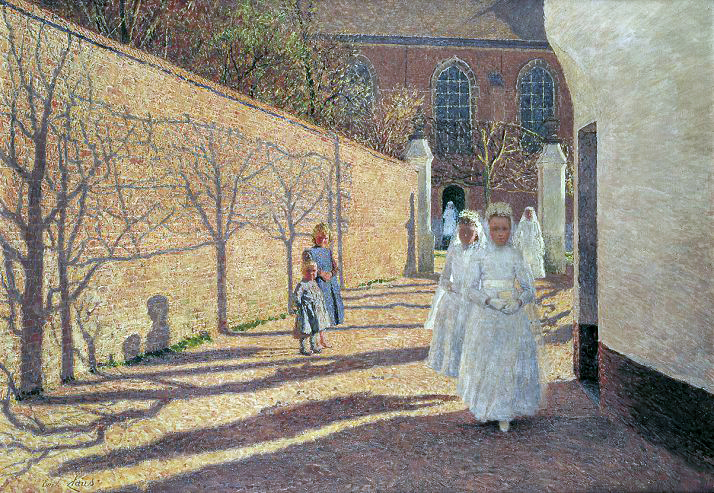
Primera comunión (1893), de Émile Claus

Otra escuela de relevancia fue el luminismo belga. En Bélgica se recibió con intensidad la influencia del impresionismo francés, que se denotó inicialmente en la obra del grupo llamado de Les Vingt, así como en la Escuela de Tervueren, un grupo de pintores paisajistas que ya mostraban su interés por la luz, especialmente en los efectos atmosféricos, como se aprecia en la obra de Isidore Verheyden. Más tarde fue el puntillismo el principal influjo de los artistas belgas del momento, una tendencia a la que se acogieron Émile Claus y Théo van Rysselberghe, los principales representantes del luminismo belga. Claus asumió las técnicas impresionistas, aunque mantuvo el dibujo académico como base para sus composiciones y en su obra —principalmente paisajes— mostró un gran interés por el estudio de los efectos de luz en condiciones atmosféricas diversas, con un estilo que recuerda en ocasiones a Monet. Rysselberghe recibió la influencia de Manet, Degas y Whistler, así como del pintor barroco Frans Hals y de la pintura española. Su técnica era de pincelada suelta y vigorosa, con grandes contrastes luminosos.
En los Países Bajos también surgió una escuela luminista, más vinculada al incipiente fauvismo, en la que destacaron Jan Toorop, Leo Gestel, Jan Sluyters y la obra primeriza de Piet Mondrian. Toorop fue un artista ecléctico, que combinó diversos estilos en la búsqueda de un lenguaje propio, como el simbolismo, el modernismo, el puntillismo, el sintetismo gauguiniano, el linealismo de Beardsley y la estampa japonesa. Se dedicó especialmente a la temática alegórica y simbólica y, desde 1905, a la religiosa.
En Alemania, Max Liebermann recibió un primer influjo realista —con influencia principalmente de Millet— y una leve inclinación impresionista hacia 1890, hasta desembocar en un luminismo de inspiración personal, de pincelada violenta y luz rutilante, una luz de investigación propia con la que estuvo experimentando hasta su muerte en 1935.

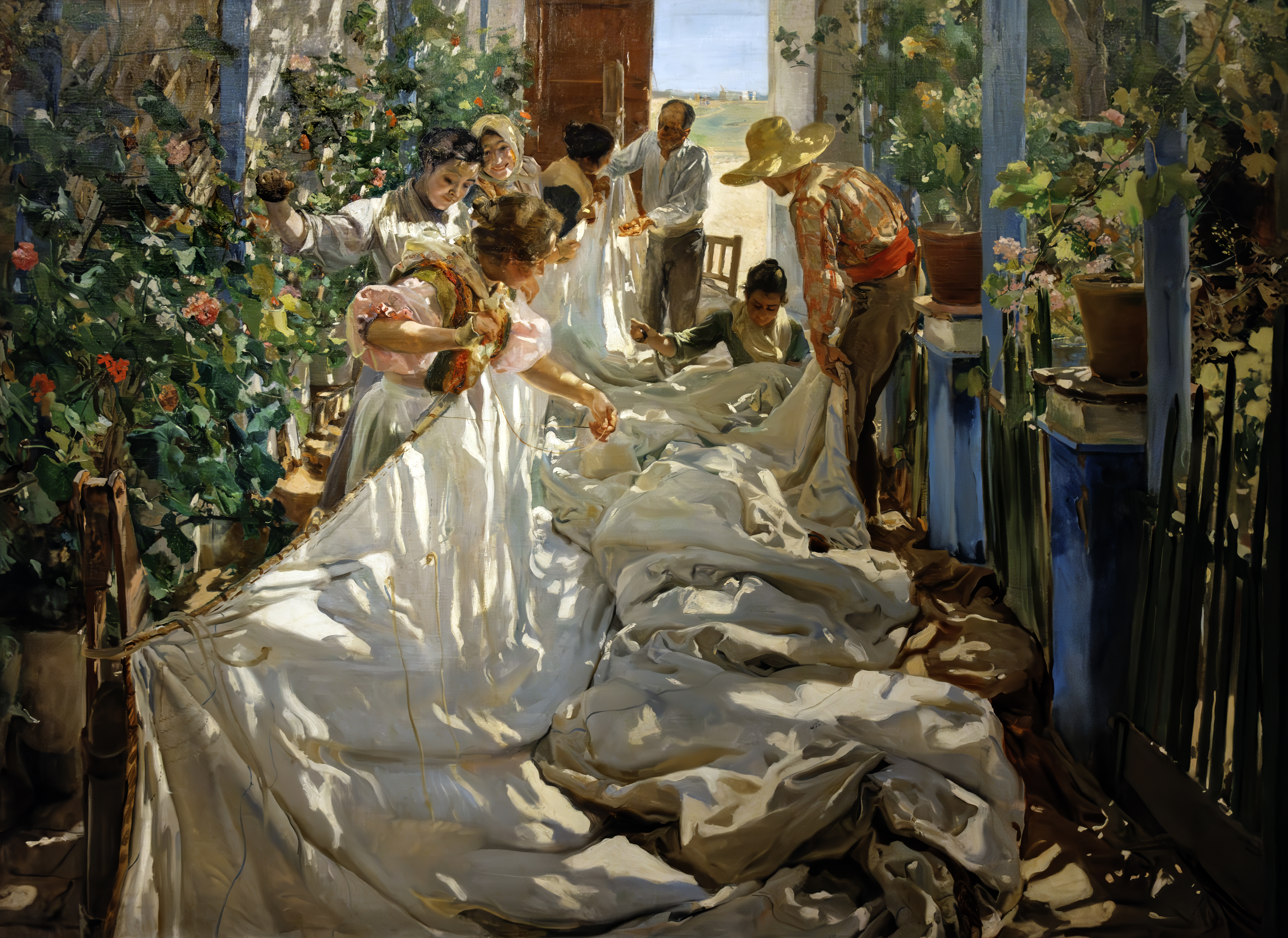
Cosiendo la vela (1896), de Joaquín Sorolla, Ca' Pesaro-Galleria Internazionale d'Arte Moderna, Venecia

En España el luminismo se desarrolló especialmente en Valencia y Cataluña. La escuela valenciana tuvo como principal representante a Joaquín Sorolla, aunque también es de destacar la obra de Ignacio Pinazo, Teodoro Andreu, Vicente Castell y Francisco Benítez Mellado. Sorolla fue un maestro en la captación de la luz en la naturaleza, como se denota en sus paisajes marítimos, realizados con una paleta de colores gradual y una pincelada de trazo variable, más ancha para formas concretas y más menuda para captar los distintos efectos de luz. Intérprete como nadie del sol mediterráneo, de él dijo un crítico francés que «jamás un pincel ha contenido tanto sol». Tras una etapa de formación, en los años 1890 empezó a consolidarse su estilo, basado en una temática costumbrista con una técnica de ejecución rápida, preferentemente al aire libre, con una gruesa pincelada, enérgica e impulsiva, y con una constante preocupación por la captación de la luz, sobre la que no dejó de investigar sus más sutiles efectos. La vuelta de la pesca (1895) es la primera obra que denota un particular interés por el estudio de la luz, especialmente en su reverberación en el agua y en las velas movidas por el viento. Le siguieron Pescadores valencianos (1895), Cosiendo la vela (1896) y Comiendo en la barca (1898). En 1900 visitó junto con Aureliano de Beruete la Exposición Universal de París, donde quedó fascinado por el intenso cromatismo de los artistas nórdicos, como Anders Zorn, Max Liebermann o Peder Severin Krøyer; a partir de aquí intensificó su colorido y, especialmente, su luminosidad, con una luz que invadía todo el cuadro, destacando los blancos cegadores, como en Jávea (1900), Idilio (1900), Playa de Valencia (1902, en dos versiones, de mañana y atardecer), Sol de la tarde (1903), Las tres velas (1903), Niños a la orilla del mar (1903), Pescador (1904), Verano (1904), El bote blanco (1905), El baño en Jávea (1905), etc. Son preferentemente marinas, con una cálida luz mediterránea de la que siente especial predilección por la del mes de septiembre, más dorada. Desde 1906 bajó la intensidad de su paleta, con una tonalidad más matizada y predilección por la tinta malva; continuó con las marinas, pero aumentó la producción de otro tipo de paisajes, así como jardines y retratos. Veranea en Biarritz y la luz pálida y suave del Atlántico le conmina a bajar la luminosidad de sus obras. También sigue con sus escenas valencianas: Paseo a orillas del mar (1909), Después del baño (1909). Entre 1909 y 1910 sus estancias en Andalucía le inducen a desdibujar los contornos, con una técnica cercana al puntillismo, con predominio del color blanco, rosa y malva. Entre sus últimas obras destaca La bata rosa (1916), en la que desata un derroche de luz que se filtra por todas partes del lienzo, destacando el uso de la luz y el color sobre el tratamiento de los contornos, que aparecen difuminados.

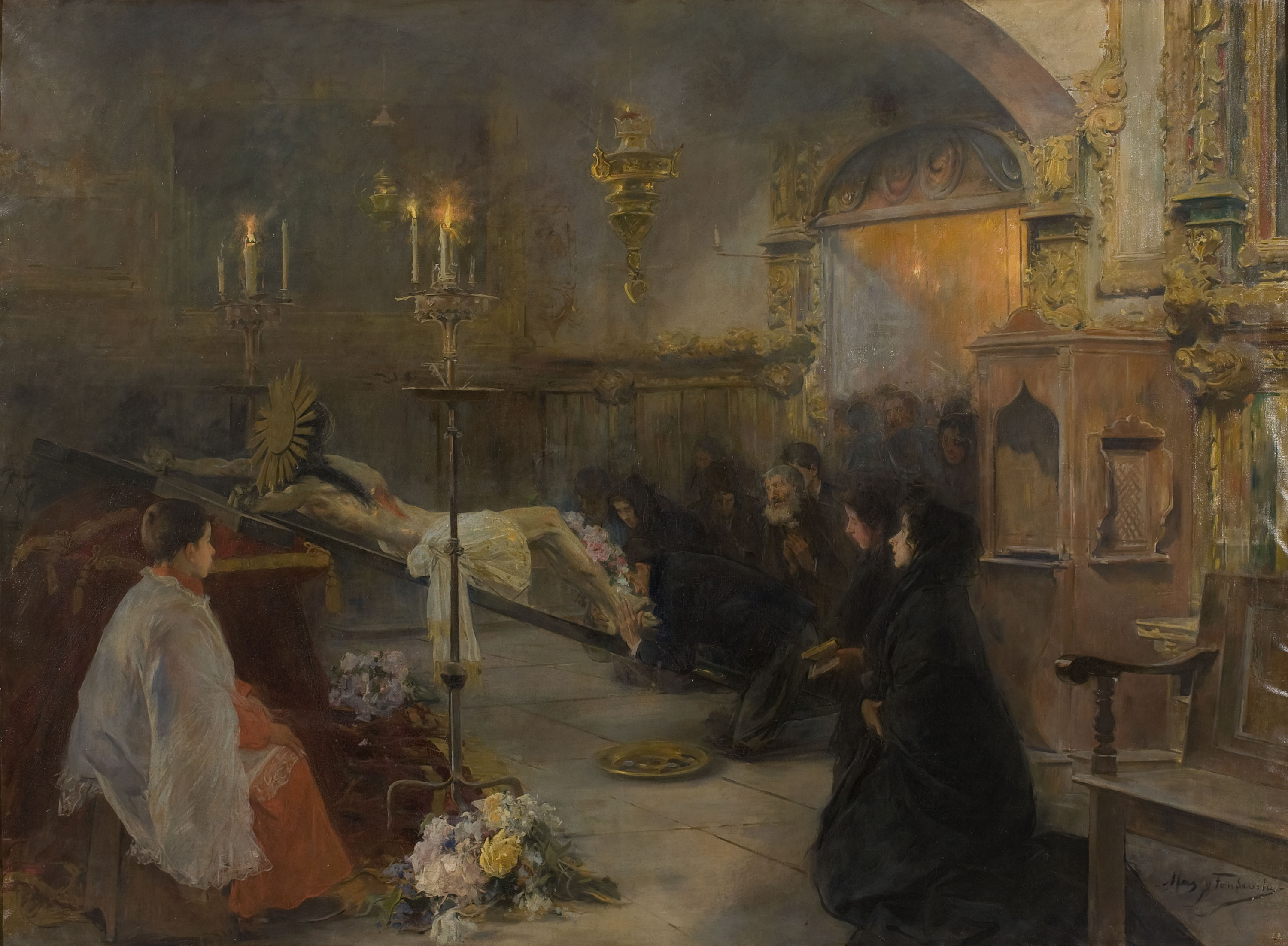
Venite adoremus (1896), de Arcadi Mas i Fondevila, Biblioteca Museo Víctor Balaguer, Villanueva y Geltrú

En Cataluña surgió la Escuela luminista de Sitges, activa en esta localidad del Garraf entre 1878 y 1892. Sus miembros más destacados fueron Arcadi Mas i Fondevila, Joaquim de Miró, Joan Batlle i Amell, Antoni Almirall y Joan Roig i Soler. Opuestos en cierta forma a la Escuela de Olot, cuyos pintores trataban el paisaje del interior de Cataluña con una luz más suave y tamizada, los artistas sitgetanos se decantaron por la cálida y vibrante luz mediterránea y por los efectos atmosféricos de la costa del Garraf. Herederos en buena medida de Fortuny, los miembros de esta escuela buscaban reflejar con fidelidad los efectos luminosos del paisaje circundante, en composiciones armoniosas que combinaban verismo y cierta visión poética e idealizada de la naturaleza, con un sutil cromatismo y una pincelada fluida que en ocasiones fue calificada de impresionista.

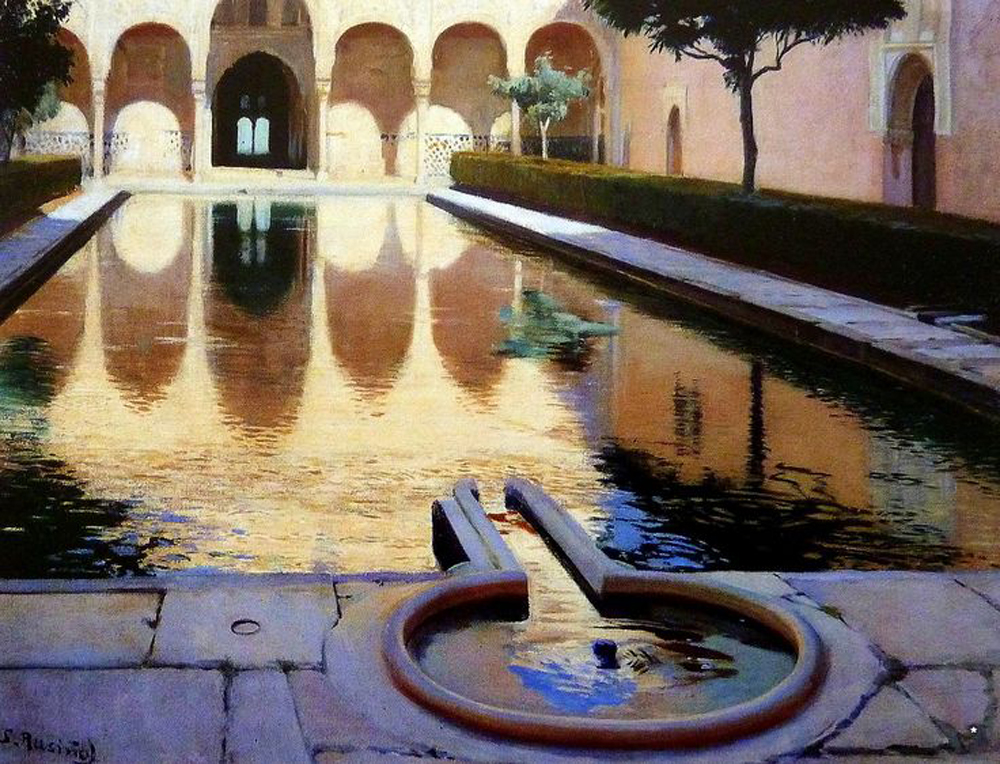
El patio de la Alberca (1895), de Santiago Rusiñol, colección particular

La Escuela de Sitges se considera generalmente precursora del modernismo catalán: dos de sus principales representantes, Ramón Casas y Santiago Rusiñol, pasaron varias temporadas en la villa garrafense, donde adoptaron la costumbre de pintar d'après nature y asumieron como protagonista de sus obras la luminosidad del ambiente que les rodeaba, si bien con otras soluciones formales y compositivas en las que se denota la influencia de la pintura francesa. Casas estudió en París, donde se formó en el impresionismo, con especial influencia de Degas y Whistler. Su técnica destaca por la pincelada sintética y la línea algo esfumada, con una temática centrada preferentemente en interiores y imágenes al aire libre, así como escenas populares y de reivindicación social. Rusiñol demostró una especial sensibilidad para la captación de la luz sobre todo en sus paisajes y su serie de Jardines de España —le encantaban especialmente los jardines de Mallorca (los sones) y Granada—, en los que desarrolló una gran habilidad para los efectos de luz filtrada entre las ramas de los árboles, creando unos singulares ambientes donde la luz y la sombra juegan caprichosamente. Igualmente, la luz de Rusiñol muestra la añoranza del pasado, del tiempo que huye, del instante congelado en el tiempo cuyo recuerdo pervivirá en la obra del artista.

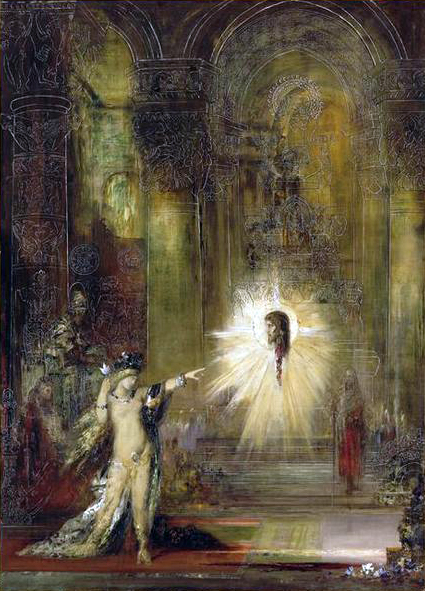
La aparición (1874-1876), de Gustave Moreau, Museo Gustave Moreau, París

Desde los años 1880 y hasta la transición de siglo se dio el simbolismo, un estilo de corte fantástico y onírico que surgió como reacción al naturalismo de la corriente realista e impresionista, poniendo especial énfasis en el mundo de los sueños, así como en aspectos satánicos y terroríficos, el sexo y la perversión. Una característica principal del simbolismo fue el esteticismo, reacción al utilitarismo imperante en la época y a la fealdad y materialismo de la era industrial. Frente a ello, el simbolismo otorgó al arte y a la belleza una autonomía propia, sintetizada en la fórmula de Théophile Gautier «el arte por el arte» (L'art pour l'art). Esta corriente estuvo vinculada también al modernismo (también conocido como Art Nouveau en Francia, Modern Style en Reino Unido, Jugendstil en Alemania, Sezession en Austria o Liberty en Italia). El simbolismo fue un movimiento anticientífico y antinaturalista, por lo que la luz perdió objetividad y fue empleada como un elemento simbólico, en conjunción con el resto de recursos visuales e iconográficos de este estilo. Es una luz trascendente, que tras el mundo material sugiere una espiritualidad ya sea religiosa o panteísta, o quizá simplemente un estado de ánimo del artista, un sentimiento, una emoción. La luz, por su desmaterialización, ejerció un poderoso influjo en estos artistas, una luz alejada del mundo físico en cuanto a su concepción, aunque para su ejecución a menudo se sirvieron de las técnicas impresionistas y puntillistas.

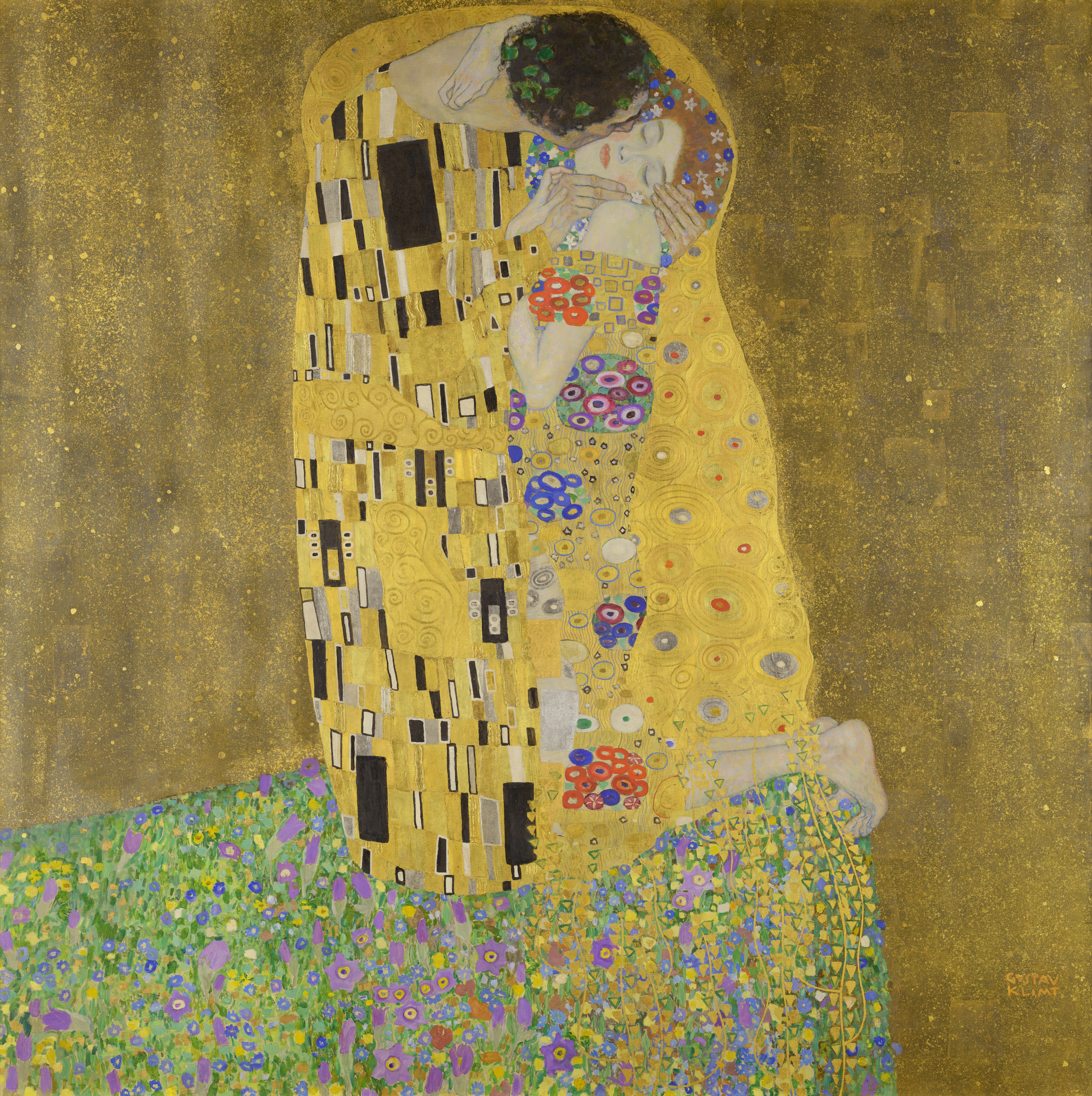
El beso (1907-1908), de Gustav Klimt, Österreichische Galerie Belvedere, Viena

El movimiento se originó en Francia con figuras como Gustave Moreau, Odilon Redon y Pierre Puvis de Chavannes. Moreau se formó todavía en el romanticismo por influjo de su maestro, Théodore Chassériau, pero evolucionó a un estilo personal tanto en temática como en técnica, con imágenes de corte místico con un fuerte componente de sensualidad, un cromatismo resplandeciente con un acabado de apariencia esmaltada y el uso de un claroscuro de sombras doradas. Redon desarrolló una temática fantástica y onírica, influida por la literatura de Edgar Allan Poe, que antecedió en buena medida al surrealismo. Hasta los cincuenta años trabajó casi exclusivamente mediante dibujo al carboncillo y litografía, aunque luego se manifestó como excelente colorista tanto al óleo como al pastel. Puvis de Chavannes fue un destacado muralista, procedimiento que le venía bien para desarrollar su preferencia por los tonos fríos, que daban apariencia de pintura al fresco. Tenía un estilo más sereno y armonioso, con una temática alegórica de evocación de un pasado idealizado, formas simples, líneas rítmicas y un colorido subjetivo, ajeno al naturalismo. En Francia se dio también el movimiento de los Nabis («profetas» en hebreo), formado por Paul Sérusier, Édouard Vuillard, Pierre Bonnard, Maurice Denis y Félix Vallotton. Este grupo estuvo influido por el esquema rítmico de Gauguin y destacó por un cromatismo intenso de fuerte expresividad.

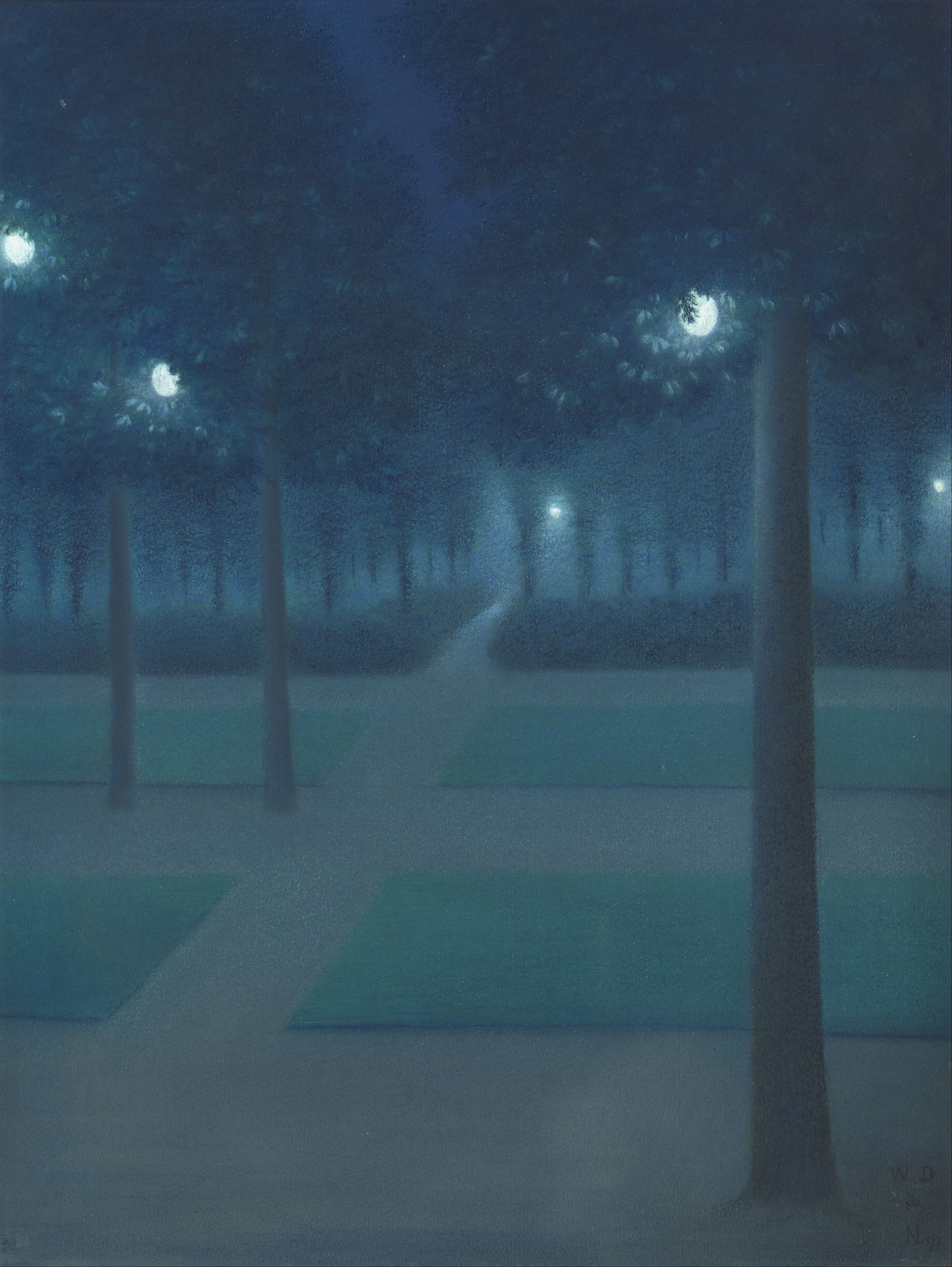
Nocturno en el Parc Royal de Bruselas (1897), de William Degouve de Nuncques, Museo de Orsay, París

Otro foco del simbolismo fue Bélgica, donde cabe señalar la obra de Félicien Rops, Fernand Khnopff y William Degouve de Nuncques. El primero fue un pintor y artista gráfico de gran imaginación, con predilección por una temática centrada en la perversidad y el erotismo. Khnopff desarrolló una temática onírico-alegórica de mujeres convertidas en ángeles o esfinges, con atmósferas inquietantes de gran refinamiento técnico. Degouve de Nuncques elaboró paisajes urbanos con preferencia por la ambientación nocturna, con un componente onírico precursor del surrealismo: su obra La casa ciega (1892, Museo Kröller-Müller, Otterlo) influyó en El imperio de las luces (1954, Musées Royaux des Beaux-Arts de Belgique, Bruselas) de René Magritte.

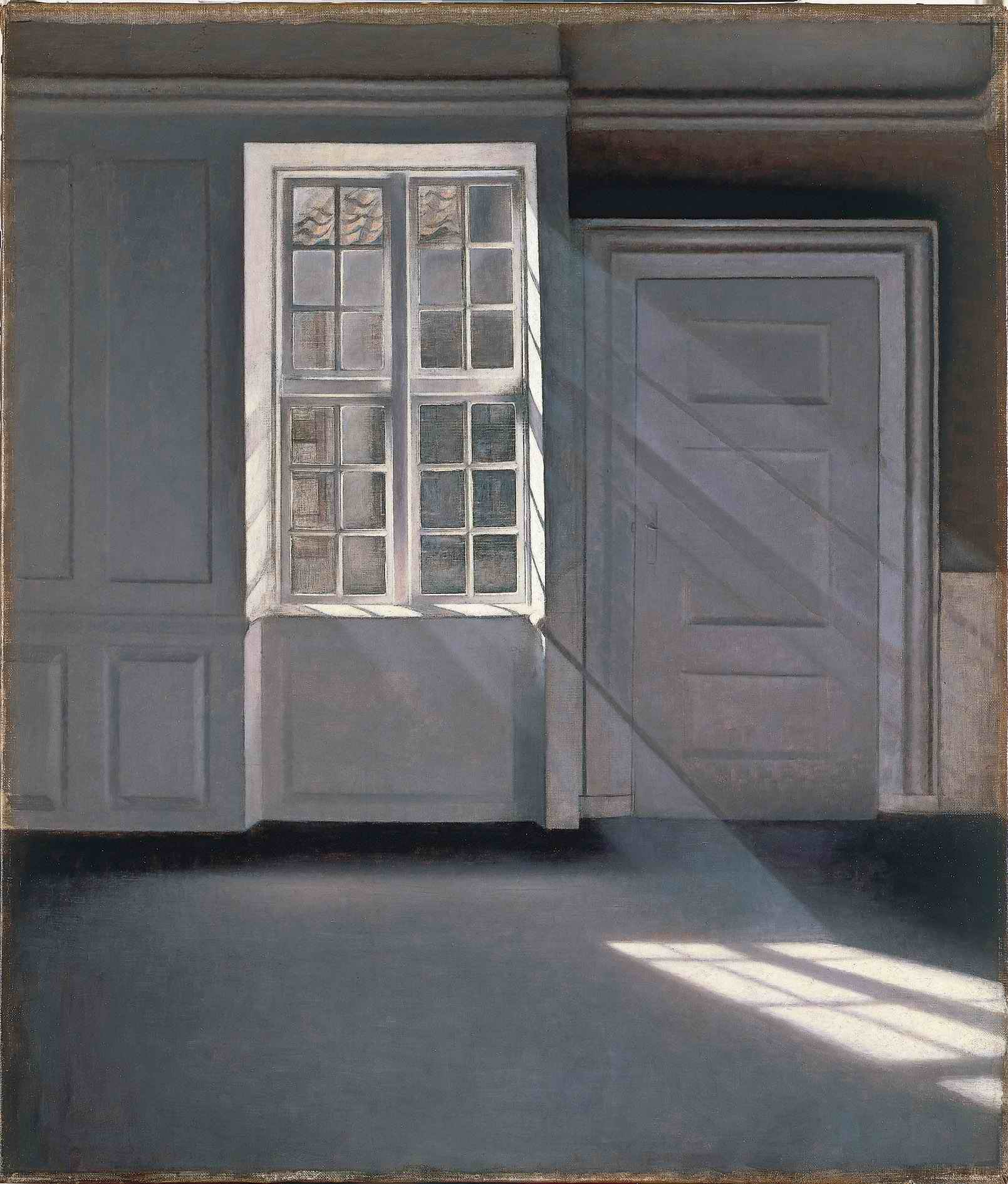
Polillas de polvo bailando en rayos de sol (1900), de Vilhelm Hammershøi, Ordrupgaard Museum, Copenhague

En el ámbito centroeuropeo destacaron los suizos Arnold Böcklin y Ferdinand Hodler y el austríaco Gustav Klimt. Böcklin se especializó en una temática de seres fantásticos, como ninfas, sátiros, tritones o náyades, con un estilo sombrío y algo mórbido, como su cuadro La isla de los muertos (1880, Metropolitan Museum of Art, Nueva York), donde una luz pálida, fría y blanquecina envuelve la atmósfera de la isla a donde se dirige la barca de Caronte. Hodler evolucionó desde un cierto naturalismo a un estilo personal que denominó «paralelismo», caracterizado por  esquemas rítmicos en los que la línea, la forma y el color se reproducen de forma repetitiva, con figuras simplificadas y monumentales. En sus paisajes fue donde mostró una mayor luminosidad, con un colorido puro y vibrante. Klimt tuvo una formación académica, para desembocar en un estilo personal que sintetizaba impresionismo, modernismo y simbolismo. Tuvo preferencia por la pintura mural, con una temática alegórica con tendencia al erotismo, y con un estilo decorativista poblado de arabescos, alas de mariposa o pavos reales, y con un gusto por el color dorado que otorgaba a sus obras una intensa luminosidad.
En Italia cabe citar a Giuseppe Pellizza da Volpedo, formado en el ambiente divisionista, pero que evolucionó a un estilo personal marcado por una luz intensa y vibrante, cuyo punto de partida es su obra Esperanzas perdidas (1894, colección Ponti-Grün, Roma). En El sol naciente o el sol (1903-1904, Galería Nacional de Arte Moderno, Roma) realizó un prodigioso ejercicio de exaltación de la luz, una luz de amanecer refulgente que asoma sobre un horizonte montañoso y parece estallar en una miríada de rayos que se esparcen en todas direcciones, deslumbrando al espectador. Cabe establecer para esta obra una lectura simbólica, dado el compromiso social y político del artista, ya que el sol naciente fue tomado por el socialismo como una metáfora de la nueva sociedad a la que aspiraba esta ideología.
En el ámbito escandinavo conviene recordar al noruego Christian Krohg y los daneses Vilhelm Hammershøi y Jens Ferdinand Willumsen. El primero combinaba luces naturales y artificiales, a menudo con efectos teatrales y ciertas connotaciones irreales, como en La costurera dormida (1885, Nasjonalgalleriet, Oslo), donde la doble presencia de una lámpara junto a una ventana por donde entra la luz diurna provoca una sensación de atemporalidad, de indefinición temporal. Hammershøi fue un virtuoso en el manejo de la luz, a la que consideraba el principal protagonista de sus obras. La mayoría de sus cuadros se ubicaban en espacios interiores con luces filtradas a través de puertas o ventanas, con figuras generalmente de espaldas. Willumsen desarrolló un estilo personal partiendo de la influencia de Gauguin, con gusto por los colores brillantes, como en Tras la tormenta (1905, Nasjonalgalleriet, Oslo), una marina con un sol deslumbrante que parece estallar en el cielo.
Conviene señalar en último lugar un fenómeno a caballo entre los siglos xix y xx que supuso un antecedente para el arte de vanguardia, especialmente en cuanto a su componente antiacademicista: el arte naïf («ingenuo» en francés), un término aplicado a una serie de pintores autodidactas que desarrollaron un estilo espontáneo, ajeno a los principios técnicos y estéticos de la pintura tradicional, tachado en ocasiones de infantil o primitivo. Uno de sus mejores representantes fue Henri Rousseau, aduanero de oficio, quien realizó una obra personal, de tono poético y gusto por lo exótico, en la que se pierde el interés por la perspectiva y se recurre a una iluminación de aspecto irreal, sin sombras ni fuentes de luz perceptibles, un tipo de imágenes que influyeron en artistas como Picasso o Kandinski y en movimientos como la pintura metafísica y el surrealismo.

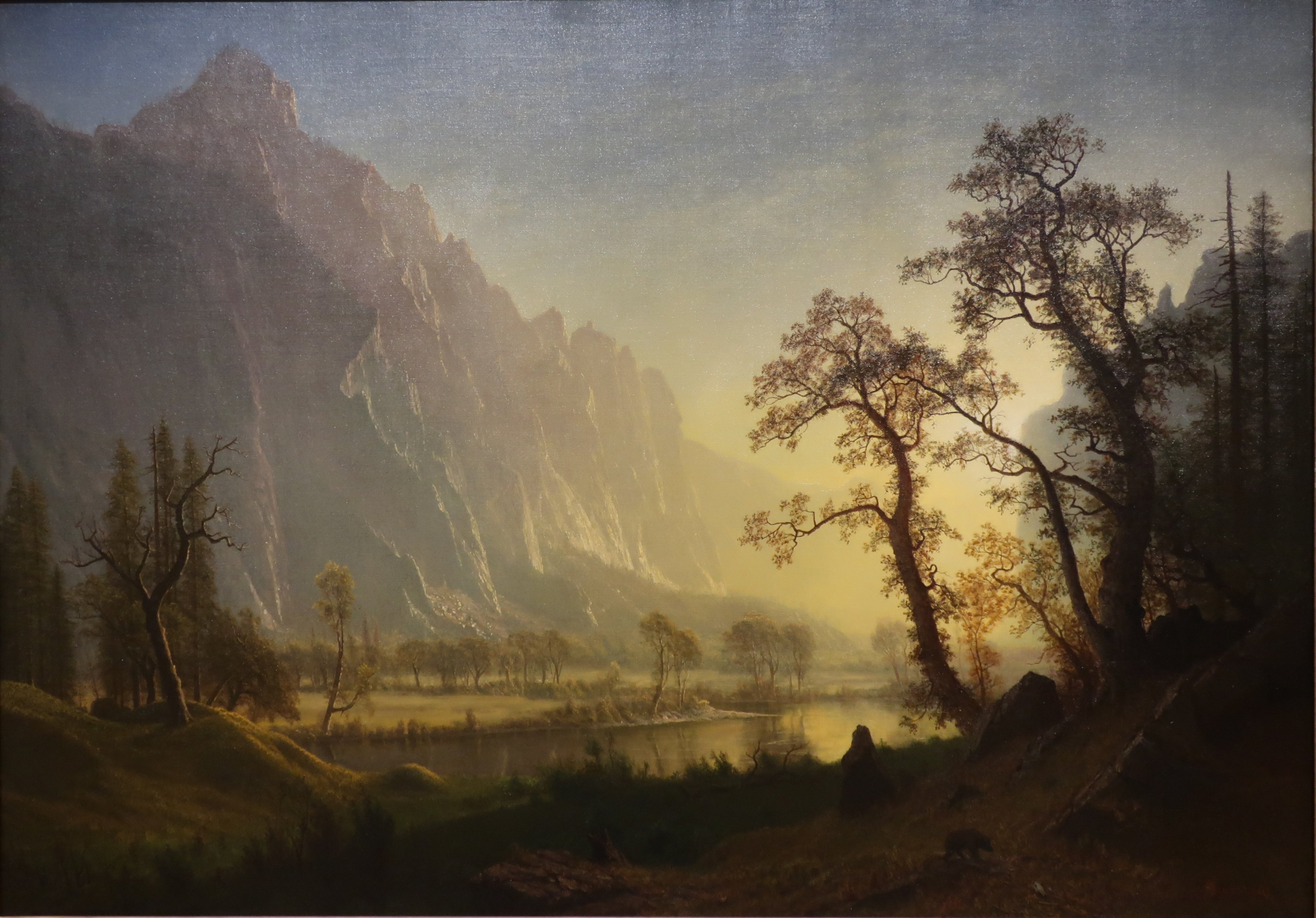
Amanecer, valle de Yosemite (1870), de Albert Bierstadt, Museo Amon Carter, Fort Worth, Texas
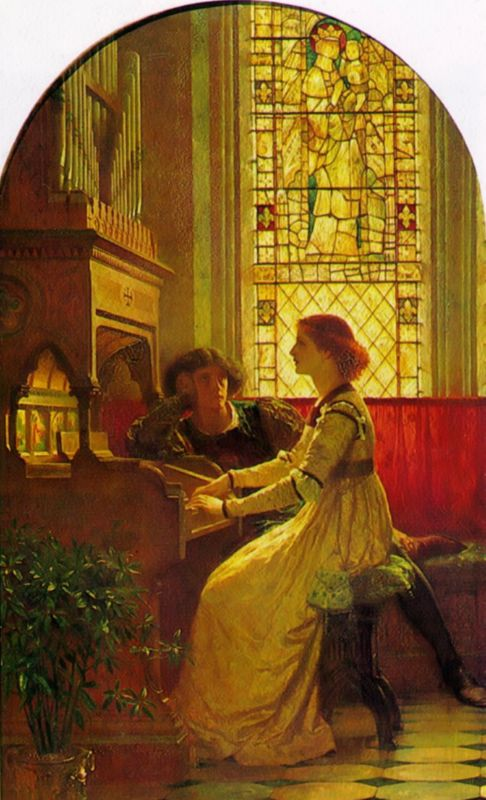
Armonía (1877), de Frank Dicksee, Art Renewal Center Museum, Nueva York
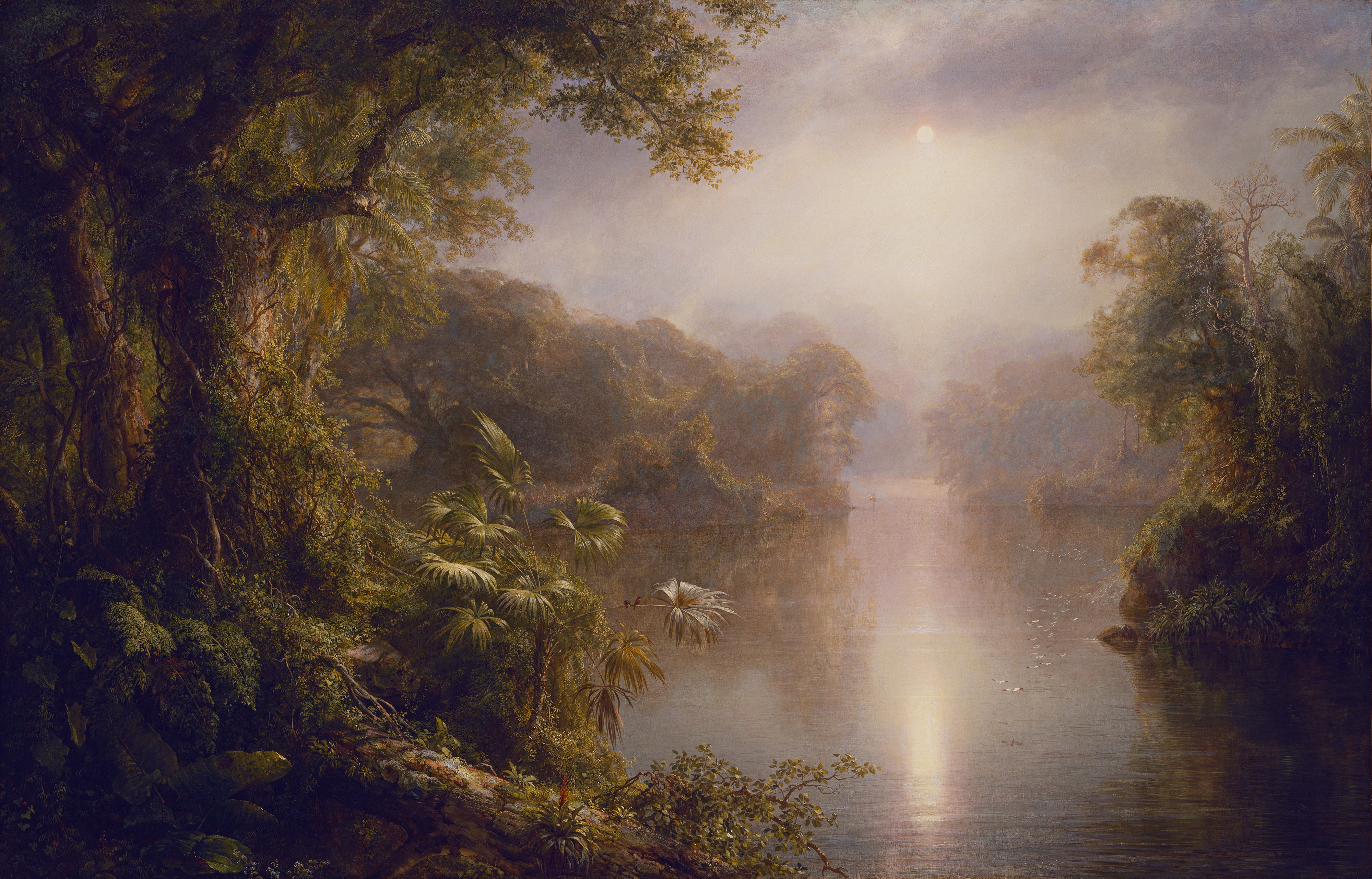
El río de luz (1877), de Frederic Edwin Church, National Gallery of Art, Washington D. C.
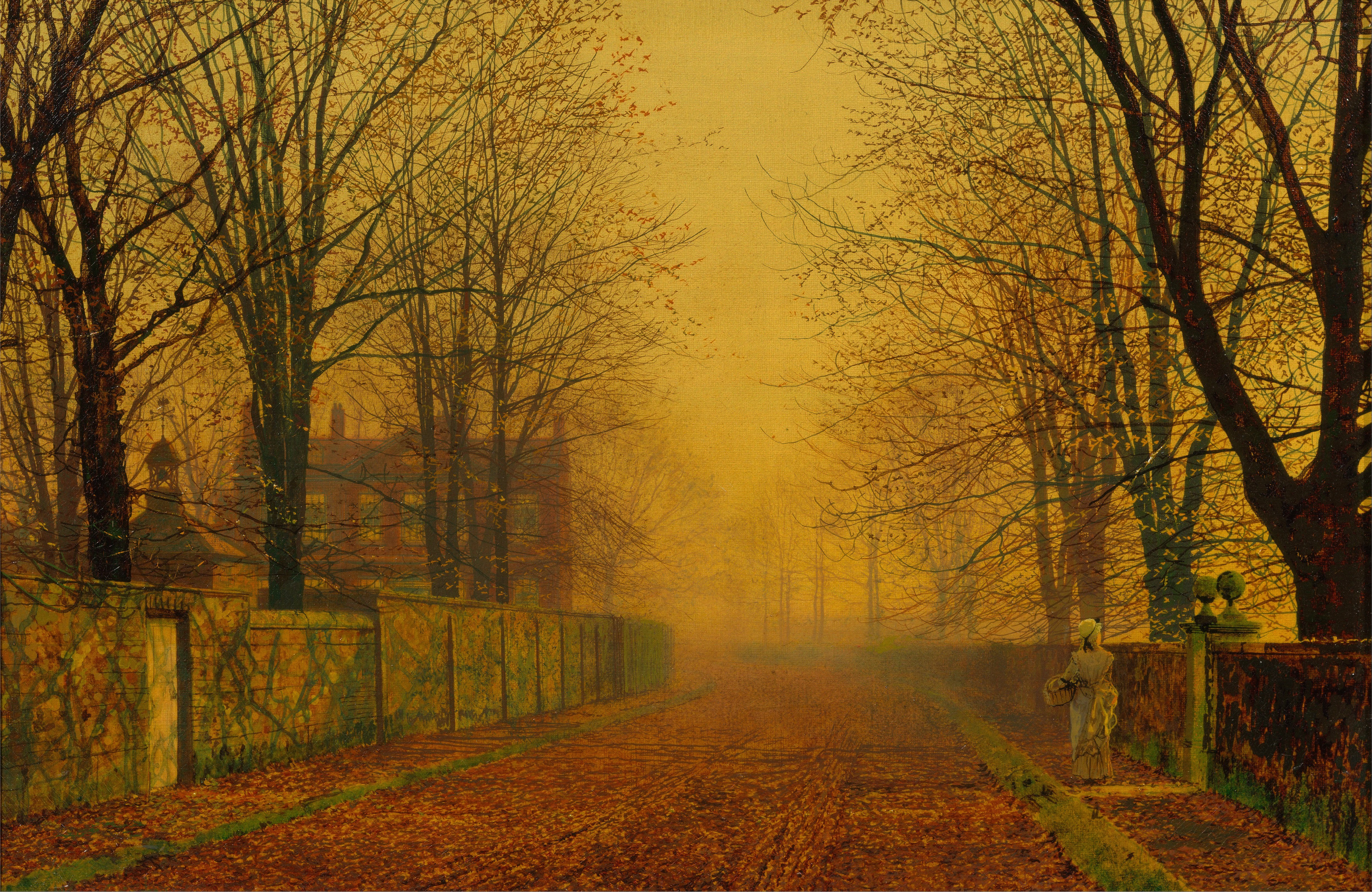
Evening Glow (1884), de John Atkinson Grimshaw, Centro de Arte Británico de Yale, New Haven (Connecticut)
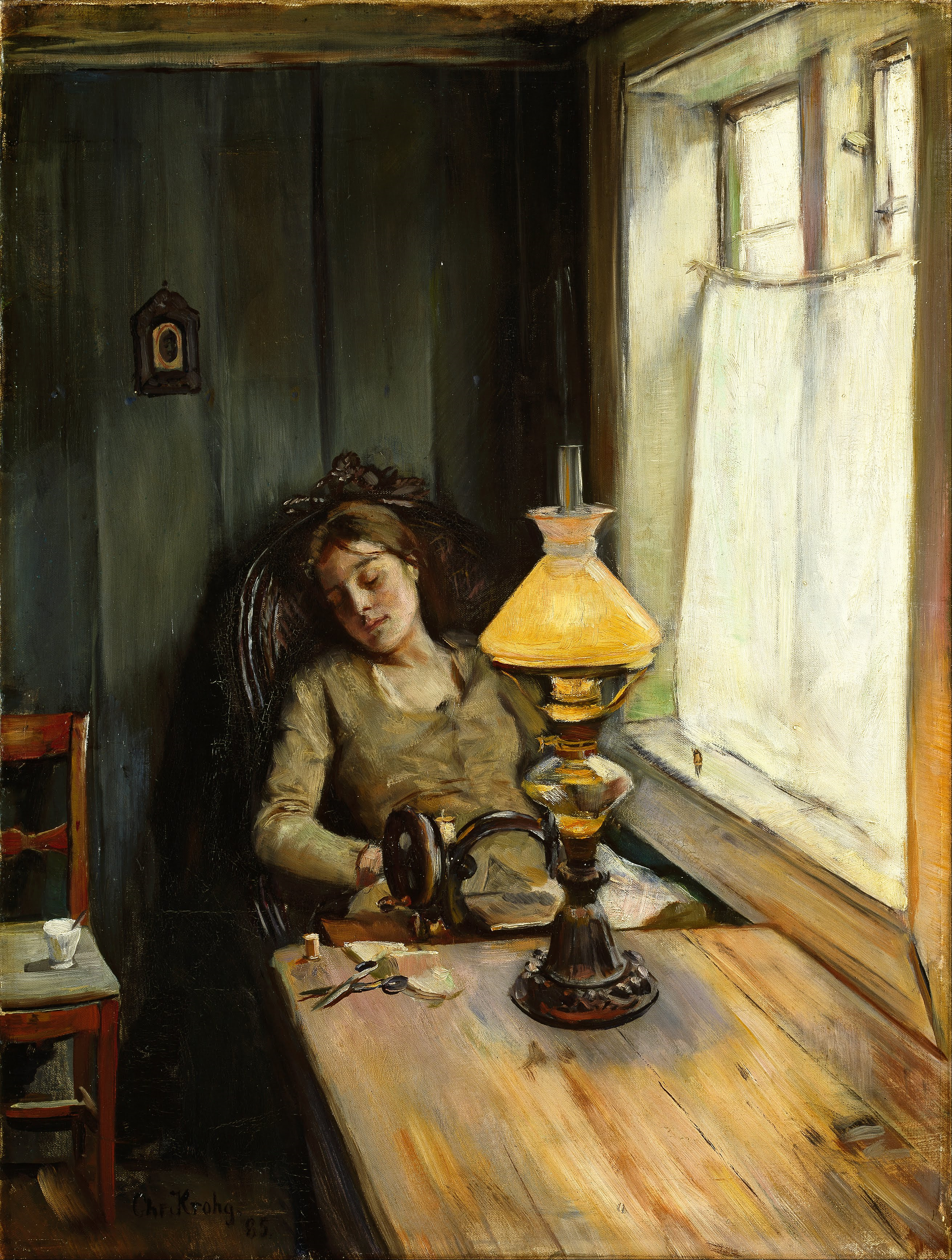
La costurera dormida (1885), de Christian Krohg, Nasjonalgalleriet, Oslo
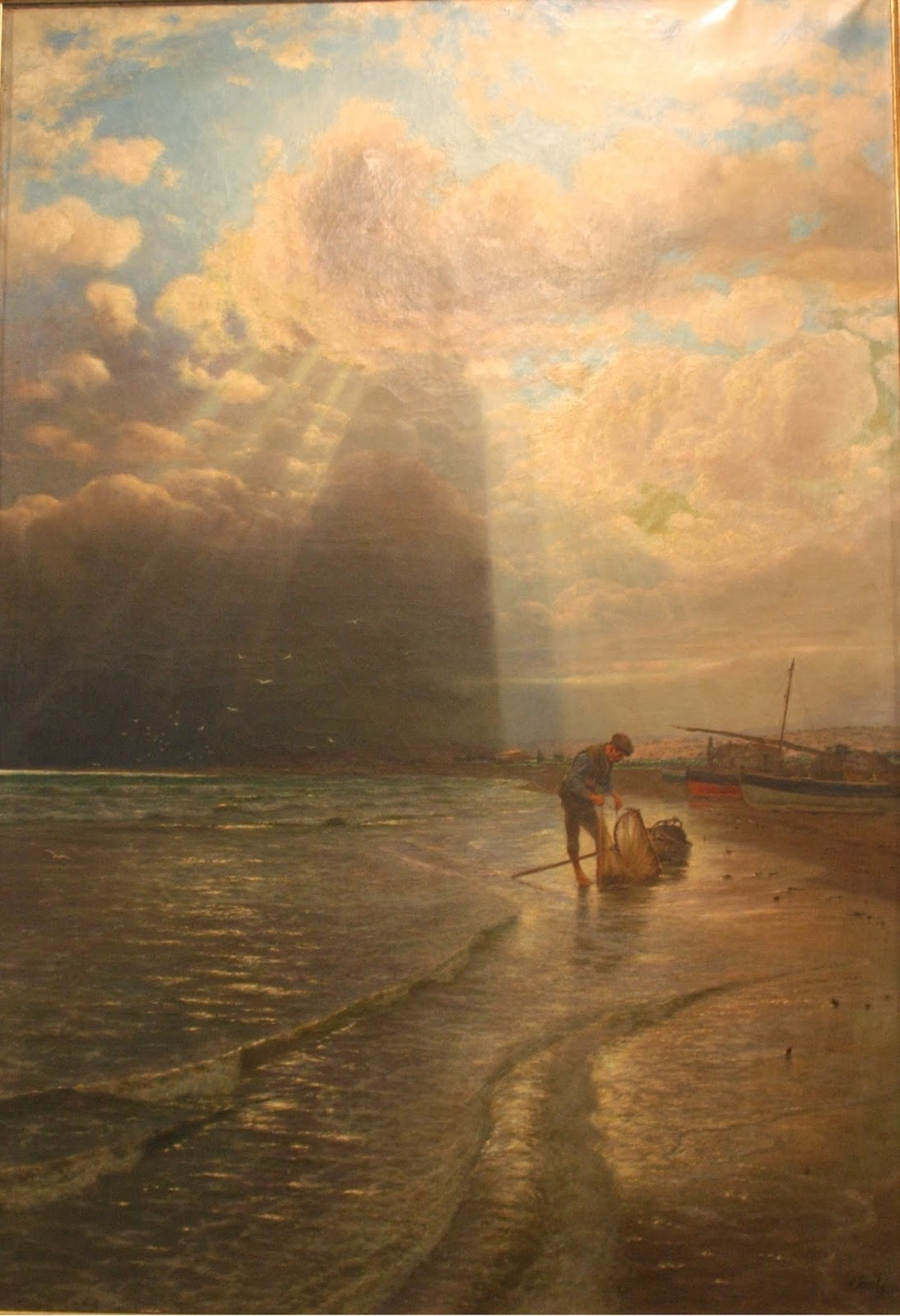
Turbonada (c. 1890-1910), de Salvador Abril, Museo de la Ciudad de Valencia
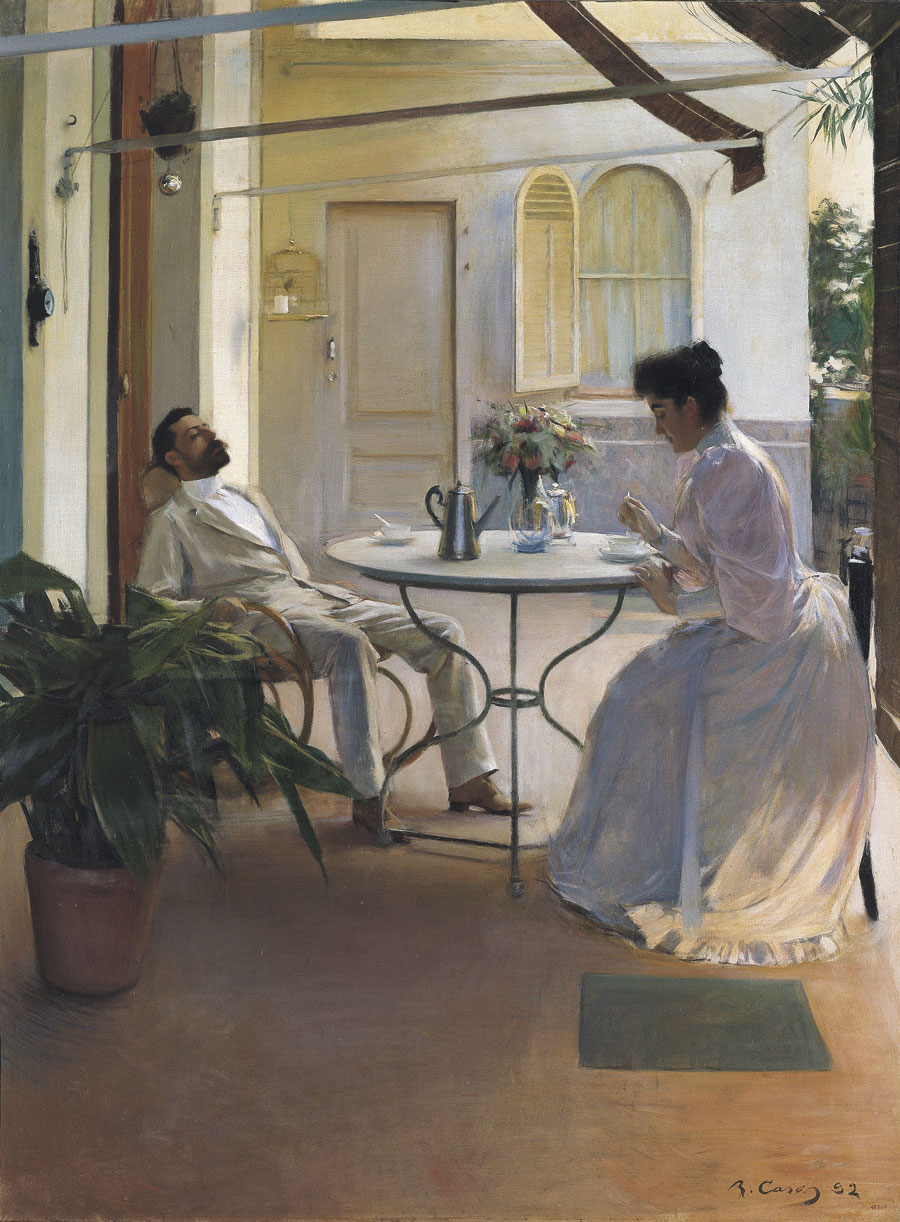
Interior al aire libre (1892), de Ramón Casas, colección Carmen Thyssen-Bornemisza, Barcelona
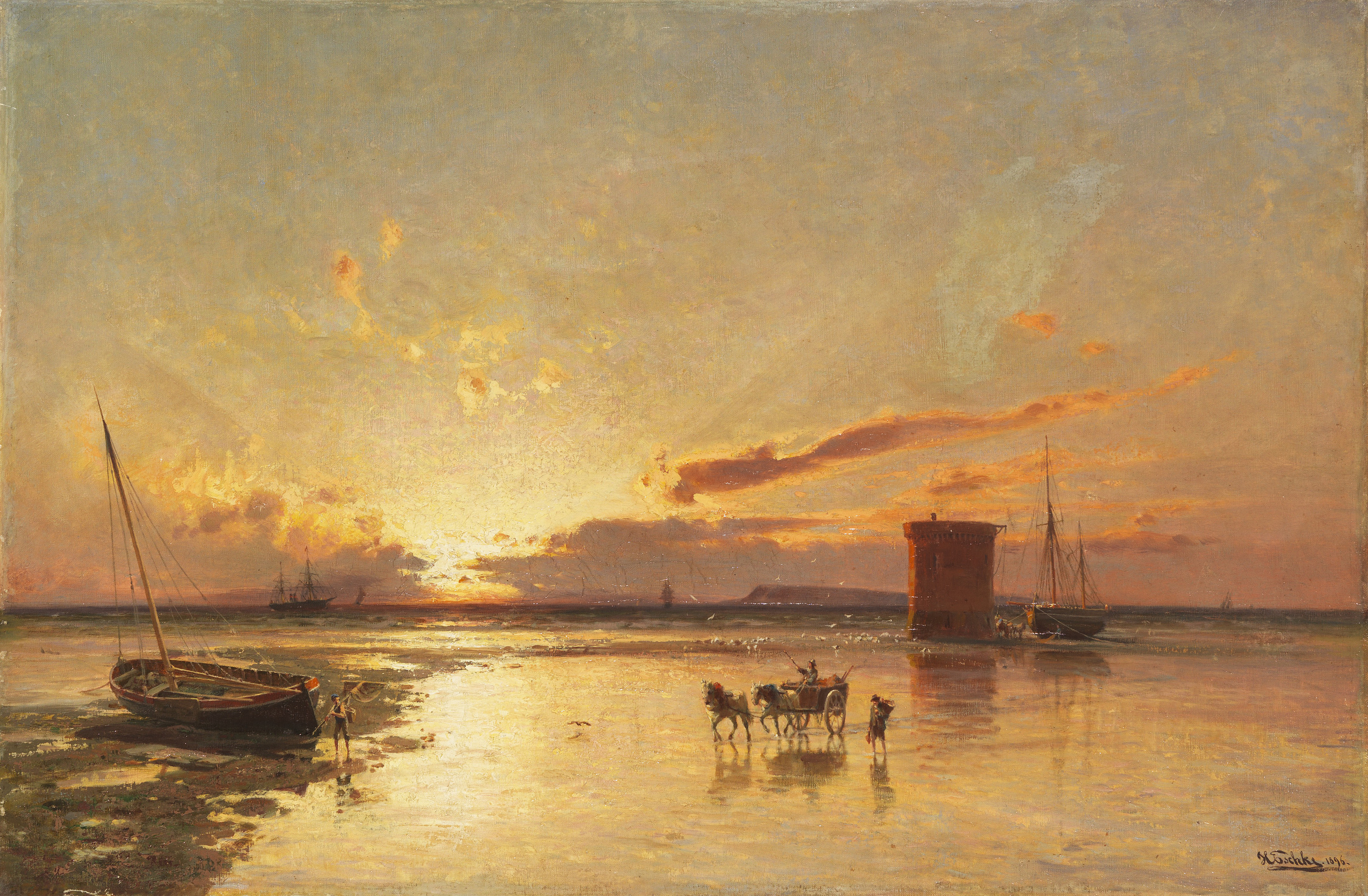
Torre de Martello en la costa de Leith en Edimburgo (1896), de Hermann Eschke, colección privada

#### sigloXX

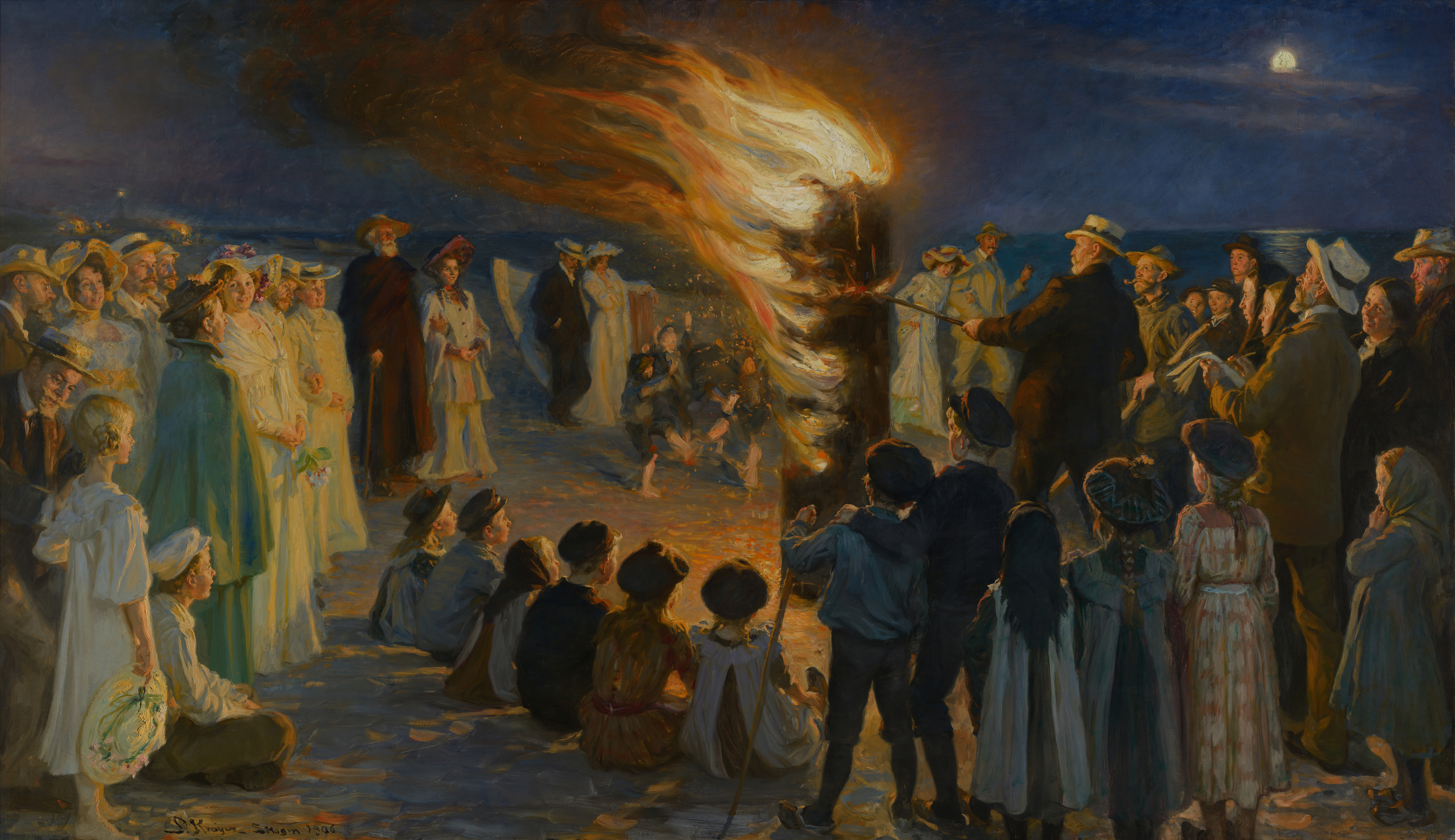
Hoguera del solsticio de verano en la playa de Skagen (1906), de Peder Severin Krøyer, Skagens Museum, Skagen

El arte del siglo XX padeció una profunda transformación: en una sociedad más materialista, más consumista, el arte se dirigía a los sentidos, no al intelecto. Surgieron los movimientos de vanguardia, que pretendían integrar el arte en la sociedad mediante una mayor interrelación entre artista y espectador, ya que es este último el que interpreta la obra, pudiendo descubrir significados que el artista ni conocía. El vanguardismo rechazó los métodos tradicionales de representación óptica —la perspectiva renacentista— para reivindicar la bidimensionalidad de la pintura y el carácter autónomo de la imagen, lo que supuso el abandono del espacio y los contrastes lumínicos. En su lugar, la luz y la sombra ya no serían instrumentos de una técnica de representación espacial para pasar a ser partes integrantes de la imagen, de la concepción de la obra como un conjunto homogéneo. Por otro lado, en el arte de esta centuria tuvieron una influencia notable otros métodos artísticos como la fotografía, el cine y el vídeo, así como, en relación con la luz, la instalación, una de cuyas variantes es el light art («arte de luz»). Por otro lado, la nueva interrelación con el espectador hace que el artista no refleje lo que ve, sino que dé a ver al espectador su visión de la realidad, que será interpretada de forma individual por cada persona.
Los adelantos en luz artificial (filamentos de carbono y tungsteno, luces de neón) llevaron a la sociedad en general hacia una nueva sensibilidad en cuanto a impactos luminosos y, a los artistas en particular, a una nueva reflexión sobre las propiedades técnicas y estéticas de los nuevos adelantos tecnológicos. Muchos artistas del nuevo siglo experimentaron con toda clase de luces y su interrelación, como la mezcla y entrecruzamiento de luces naturales y artificiales, el control de la focalidad, las atmósferas densas, los colores virados o transparentes y otro tipo de experiencias sensoriales, iniciadas ya por los impresionistas, pero que en la nueva centuria adquirieron una categoría propia.

##### Vanguardias

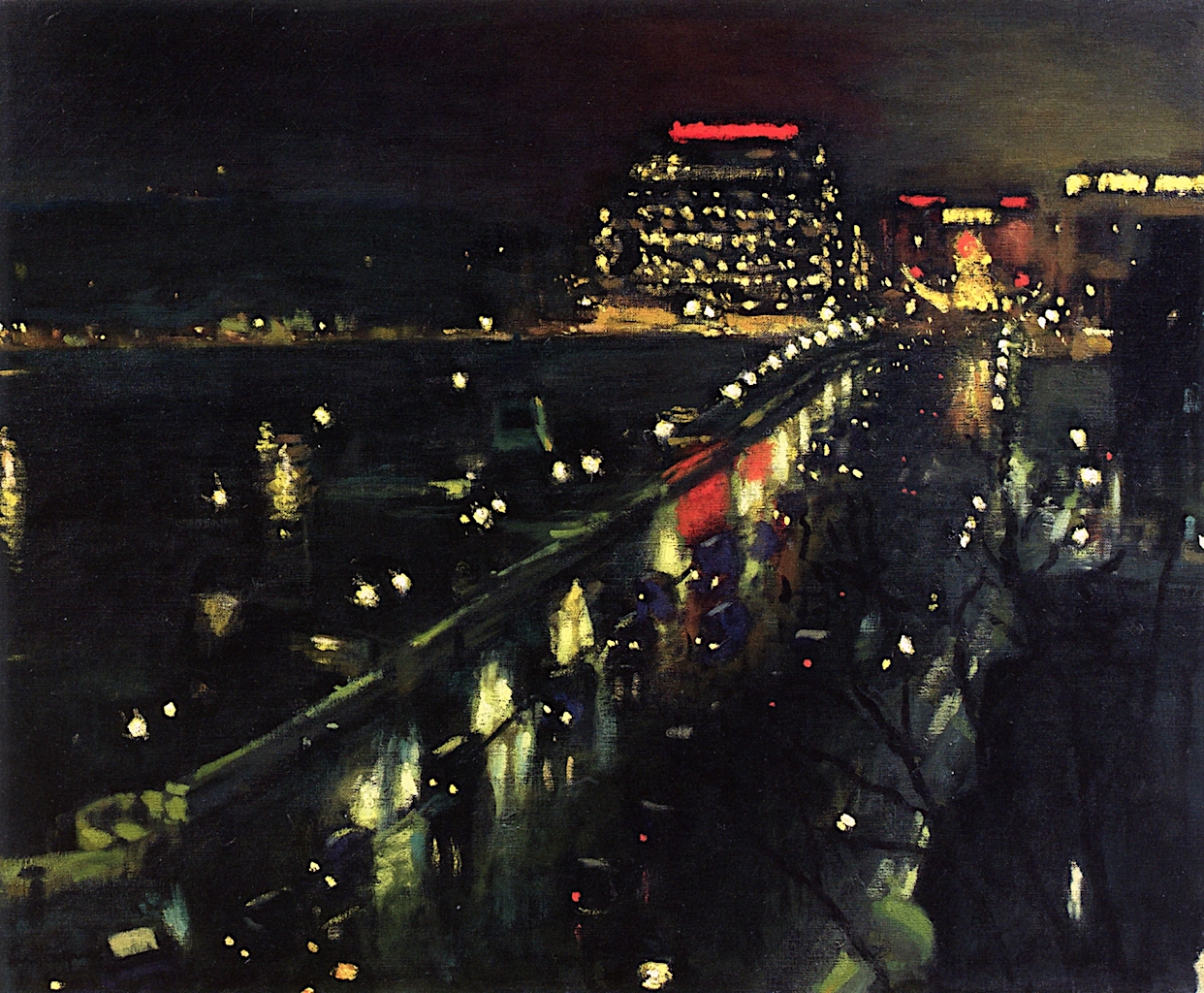
El Pont-Neuf de noche (1935), de Albert Marquet, Centro Pompidou, París

La eclosión de las vanguardias a primeros de siglo supuso una rápida sucesión de movimientos artísticos, cada uno con una determinada técnica y una particular visión de la función de la luz y el color en la pintura: el fauvismo y el expresionismo eran herederos del postimpresionismo y trataron la luz al máximo de su saturación, con fuertes contrastes cromáticos y el uso de colores complementarios para las sombras; el cubismo, el futurismo y el surrealismo tuvieron en común un uso subjetivo del color, dando primacía a la expresión del artista por encima de la objetividad de la imagen.
Uno de los primeros movimientos del siglo XX preocupados por la luz y, especialmente, el color, fue el fauvismo (1904-1908). Este estilo supuso una experimentación en el terreno del color, que era concebido de modo subjetivo y personal, aplicándole valores emotivos y expresivos, independientes respecto a la naturaleza. Para estos artistas los colores debían generar emociones, a través de una gama cromática subjetiva y de factura brillante. En este movimiento surgió una nueva concepción de la iluminación pictórica que consistía en la negación de las sombras; la luz procede de los propios colores, que adquieren una intensa y radiante luminosidad, cuyo contraste se consigue a través de la variedad de pigmentos empleados.
Como pintores fauvistas destacan Henri Matisse, Albert Marquet, Raoul Dufy, André Derain, Maurice de Vlaminck y Kees van Dongen. Quizá el más dotado fue Matisse, quien «descubrió» la luz en Collioure, donde comprendió que la luz intensa elimina las sombras y resalta la pureza de los colores; a partir de ahí utilizó colores puros, a los que otorgaba una intensa luminosidad. Según Matisse, «el color contribuye a expresar luz, no su fenómeno físico sino la única luz que existe de hecho, la del cerebro del artista». Una de sus mejores obras es Lujo, calma y voluptuosidad (1904, Museo de Orsay, París), una escena de bañistas en la playa iluminada por una intensa luz solar, en una técnica puntillista de manchas yuxtapuestas de colores puros y complementarios.
Relacionado con este estilo estuvo Pierre Bonnard, que había sido miembro de los Nabis, un pintor intimista con predilección por el desnudo femenino, como en su Desnudo a contraluz (1908, Musées Royaux des Beaux-Arts, Bruselas), en el que el cuerpo de la mujer está elaborado con la luz, encerrado en un espacio formado por la vibrante luz de una ventana tamizada por un estor.

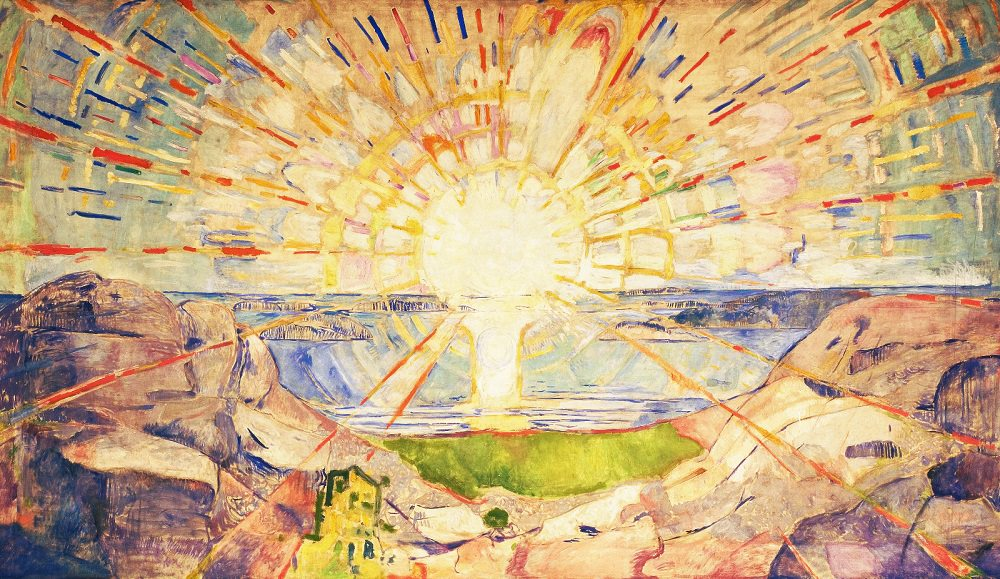
El sol (1910-1911), de Edvard Munch, Universidad de Oslo

El expresionismo (1905-1923) surgió como reacción al impresionismo, frente al cual defendían un arte más personal e intuitivo, donde predominase la visión interior del artista —la «expresión»— frente a la plasmación de la realidad —la «impresión»—. En sus obras reflejaban una temática personal e intimista con gusto por lo fantástico, deformando la realidad para acentuar el carácter expresivo de la obra. El expresionismo fue un movimiento ecléctico, con múltiples tendencias en su seno y una diversa variedad de influencias, desde el postimpresionismo y el simbolismo hasta el fauvismo y el cubismo, así como algunas tendencias anicónicas que desembocarían en el arte abstracto (Kandinski). La luz expresionista es más conceptual que sensorial, es una luz que surge del interior y que expresa la mentalidad del artista, su conciencia, su forma de ver el mundo, su «expresión» subjetiva.
Con precedentes en las figuras de Edvard Munch y James Ensor, se formó principalmente en torno a dos grupos: Die Brücke (Ernst Ludwig Kirchner, Erich Heckel, Karl Schmidt-Rottluff, Emil Nolde) y Der Blaue Reiter (Vasili Kandinski, Franz Marc, August Macke, Paul Klee). Otros exponentes fueron el Grupo de Viena (Egon Schiele, Oskar Kokoschka) y la Escuela de París (Amedeo Modigliani, Marc Chagall, Georges Rouault, Chaïm Soutine). Edvard Munch estuvo vinculado en sus inicios al simbolismo, pero ya su obra temprana refleja cierta angustia existencial que le llevará a una pintura personal de fuerte introspección psicológica, en la que la luz es un reflejo de la vacuidad de la existencia, de la incomunicación y de la subordinación de la realidad física a la visión interior del artista, como se aprecia en el rostro de sus personajes, con una iluminación espectral que les da el aspecto de autómatas. Los miembros de Die Brücke («El Puente») —especialmente Kirchner, Heckel y Schmidt-Rottluff— desarrollaron una temática oscura, introspectiva y angustiosa, donde tanto la forma como el color y la luz son subjetivos, lo que da por resultado unas obras tensas, desasosegantes, que enfatizan la soledad y el desarraigo del ser humano. La luz en estos artistas no es iluminante, no responde a criterios físicos, como se aprecia en Erich Heckel y Otto Müller jugando al ajedrez de Kirchner (1913, Museo Brücke Berlin), donde la lámpara sobre la mesita no irradia luz y constituye un objeto extraño, ajeno a la escena. Der Blaue Reiter («El Jinete Azul») surgió en Múnich en 1911 y más que un sello estilístico común compartían una determinada visión del arte, en la que imperaba la libertad creadora del artista y la expresión personal y subjetiva de sus obras. Fue un movimiento más espiritual y abstractizante, con una predilección técnica por la acuarela, lo que otorgó a sus obras un intenso cromatismo y luminosidad.

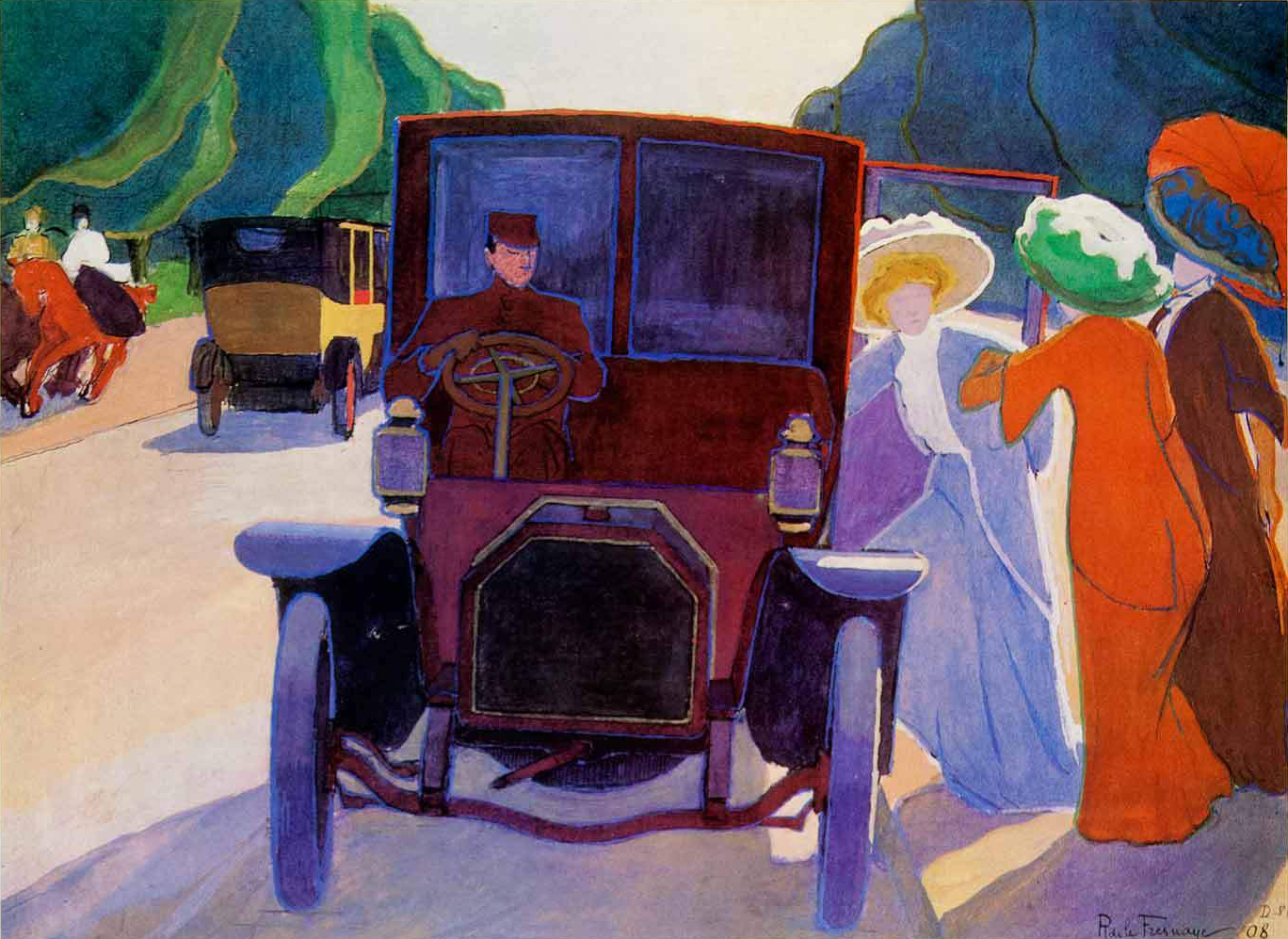
La Avenida de las Acacias en el Bois de Boulogne (1905), de Roger de La Fresnaye, Museo Carnavalet, París

El cubismo (1907-1914) se basó en la deformación de la realidad mediante la destrucción de la perspectiva espacial de origen renacentista, organizando el espacio de acuerdo con una trama geométrica, con visión simultánea de los objetos, una gama de colores fríos y apagados, y una nueva concepción de la obra de arte, con la introducción del collage. Fue el primer movimiento que disoció la luz de la realidad, al eliminar el foco tangible que en toda la historia anterior de la pintura iluminaba los cuadros, fuese natural o artificial; en su lugar, cada parte del cuadro, cada espacio que ha sido desestructurado en planos geométricos, tiene su propia luminosidad. Jean Metzinger, en Del cubismo (1912), escribió que «haces de luz y sombras repartidas de tal manera que unos engendraban a los otros justifican plásticamente las rupturas cuya orientación crea el ritmo».
La figura principal de este movimiento fue Pablo Picasso, uno de los grandes genios del siglo XX, junto a Georges Braque, Jean Metzinger, Albert Gleizes, Juan Gris y Fernand Léger. Antes de desembocar en el cubismo Picasso pasó por los llamados períodos azul y rosa: en el primero se denota la influencia de El Greco en sus figuras alargadas de aspecto dramático, con perfiles resaltados por una luz amarillenta o verdosa y sombras de espesa pincelada negra; en el segundo trata temas más amables y humanos, siendo características las escenas de figuras inmersas en unos vacíos paisajes de aspecto luminoso. Su etapa cubista se divide en dos fases: en la del «cubismo analítico» se centró en el retrato y la naturaleza muerta, con imágenes descompuestas en planos en las que la luz pierde su carácter modelador y definidor del volumen para convertirse en un elemento constructivo que enfatiza el contraste, dando a la imagen un aspecto irisado; en el «cubismo sintético» amplió la gama cromática e incluyó elementos extrapictóricos, como textos y fragmentos de obras literarias. Con posterioridad a su etapa cubista su más célebre obra es el Guernica, enteramente elaborada en tonos de gris, una escena nocturna iluminada por las luces de una bombilla en el techo —con forma de sol y ojo a la vez— y de un quinqué en las manos del personaje que se asoma por la ventana, con una luz construida por planos que sirven como contrapuntos de luz en medio de la oscuridad.
Un movimiento derivado del cubismo fue el orfismo, representado especialmente por Robert Delaunay, quien experimentó con la luz y el color en su búsqueda abstractizante del ritmo y el movimiento, como en sus series sobre la torre Eiffel o en Campo de Marte. La Torre Roja, donde descompone la luz en los colores del prisma para difundirla por el espacio del cuadro. Delaunay realizó estudios de óptica y llegó a la conclusión de que «la fragmentación de la forma por la luz crea planos de colores», por lo que en su obra exploró con intensidad los ritmos de colores, un estilo que denominó «simultaneísmo» tomando el concepto científico de contrastes simultáneos creado por Chevreul. Para Delaunay, «la pintura es, propiamente, un lenguaje luminoso», lo que le llevó en su evolución artística hascia la abstracción, como en sus series de Ventanas, Discos y Formas circulares y cósmicas, en los que representa haces de luz elaborados con colores brillantes en un espacio ideal.

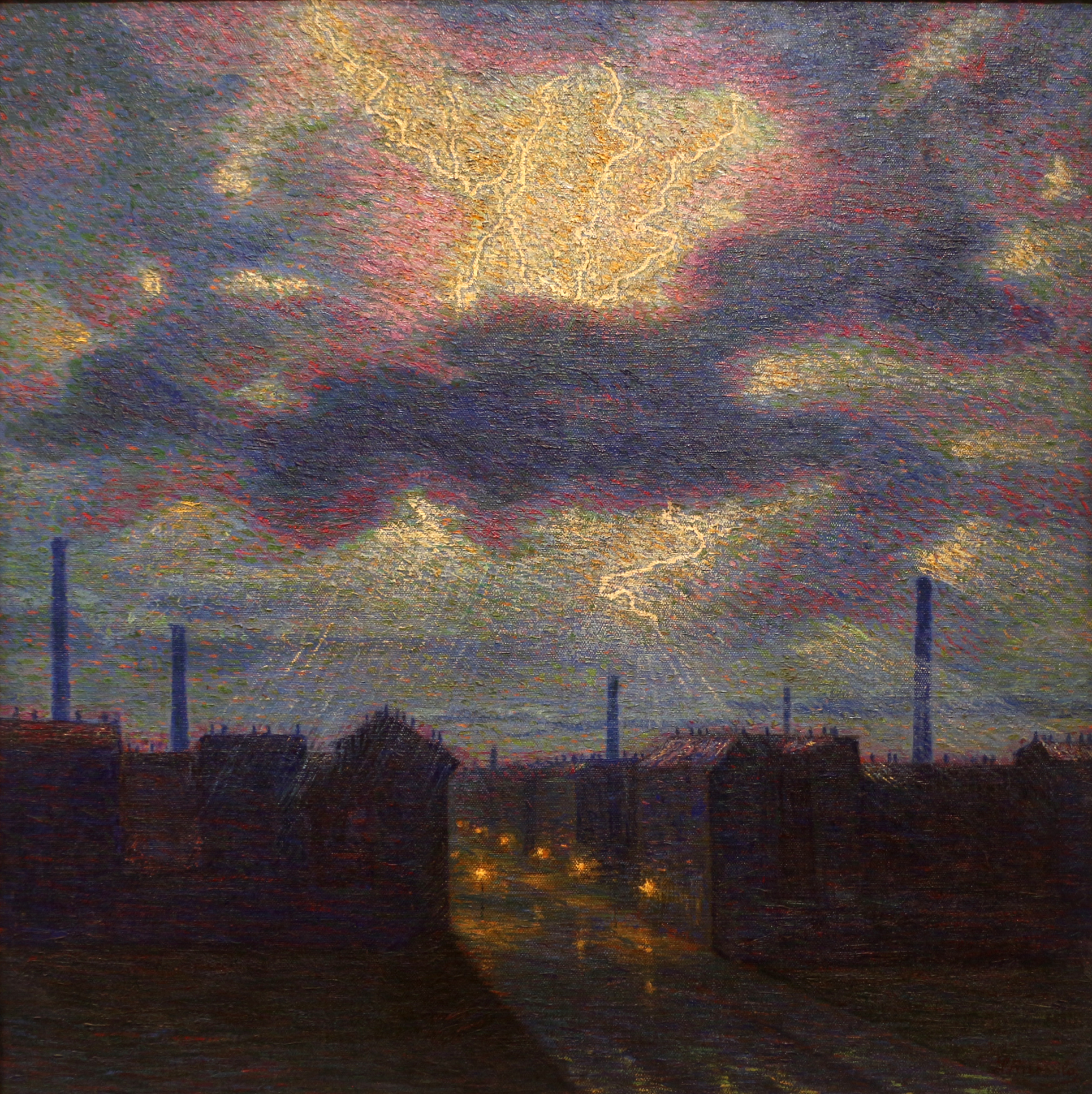
Relámpagos (1910), de Luigi Russolo, Galleria d'Arte Moderna, Roma

Otro estilo preocupado por la experimentación óptica fue el futurismo (1909-1930), un movimiento italiano que exaltó los valores del progreso técnico e industrial del siglo XX y destacó aspectos de la realidad como el movimiento, la velocidad y la simultaneidad de la acción. Destacaron entre sus filas Giacomo Balla, Gino Severini, Carlo Carrà y Umberto Boccioni. Estos artistas fueron los primeros en tratar la luz de una forma casi abstracta, como en los cuadros de Boccioni, que partían de la técnica puntillista y las teorías ópticas del color para efectuar un estudio de los efectos abstractos de la luz, como en su obra La ciudad se levanta (1910-1911, Museum of Modern Art, Nueva York). Boccioni declaró en 1910 que «el movimiento y la luz destruyen la materia de los objetos» y persiguió como objetivo «representar no la impresión óptica o analítica, sino la experiencia psíquica y total». Gino Severini evolucionó desde una técnica todavía puntillista hacia la fragmentación espacial cubista aplicada a la temática futurista, como en su Expansión de la luz (1912, Museo Thyssen-Bornemisza, Madrid), donde la fragmentación de los planos de color contribuye a la construcción de los ritmos plásticos, lo que potencia la sensación de movimiento y velocidad. Carlo Carrà elaboró obras de técnica puntillista en las que experimentaba con la luz y el movimiento, como en La salida del teatro (1909, colección privada), donde muestra una serie de viandantes apenas esbozados en sus formas elementales y elaborados con líneas de luz y color, mientras que en la calle fulguran las luces artificiales, cuyos destellos parecen cortar el aire.

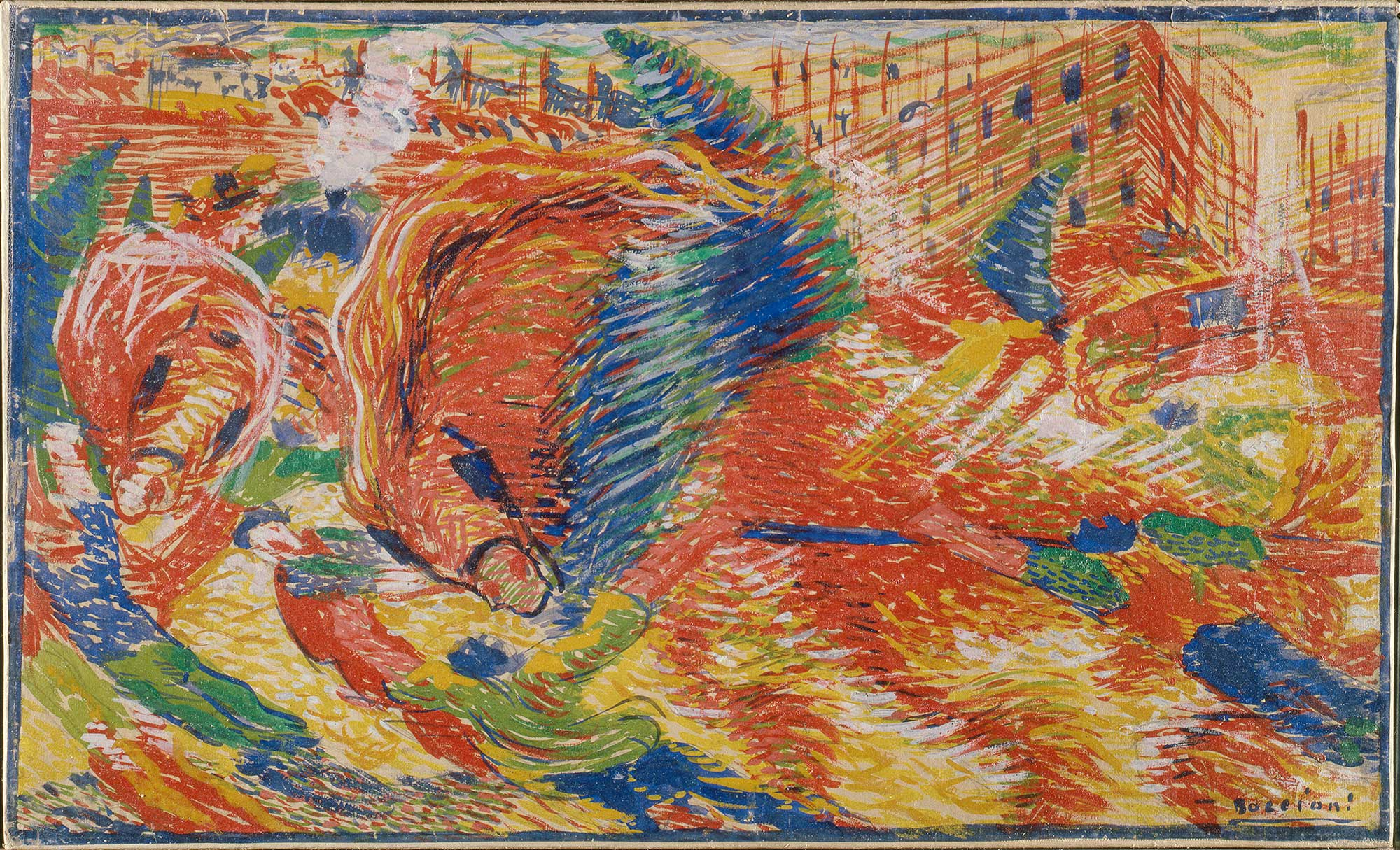
La ciudad se levanta (1910-1911), de Umberto Boccioni, Museum of Modern Art, Nueva York

Balla sintetizó en sus obras el cromatismo neoimpresionista, la técnica puntillista y el análisis estructural cubista, descomponiendo la luz para conseguir sus deseados efectos de movimiento. En La jornada del operario (1904, colección privada), dividió la obra en tres escenas separadas por marcos, dos a la izquierda y una a la derecha de doble tamaño. Representan la aurora, el mediodía y el crepúsculo, en los que representa diversas fases de la construcción de un edificio, consignando una jornada de trabajo; las dos partes de la izquierda son en realidad una única imagen separada por el marco, pero con un distinto tratamiento de la luz por la hora del día. En Lámpara de arco (1911-1912, Museum of Modern Art, Nueva York) realizó un estudio analítico de los patrones y colores de un haz de luz, una luz artificial en pugna con la luz de la luna, en un simbolismo en que la luz eléctrica representa la energía de la juventud frente a la luz lunar del clasicismo y el romanticismo. En esta obra la luz parece observada al microscopio, desde el centro incandescente de la lámpara brotan una serie de flechas de colores que van perdiendo cromatismo mediante se alejan del foco brillante hasta fundirse con las tinieblas. El propio Balla manifestó que «el esplendor de la luz es obtenido por medio del acercamiento de colores puros. Este cuadro no solo es original como obra de arte, sino también científico, pues busqué representar la luz separando los colores que la componen».

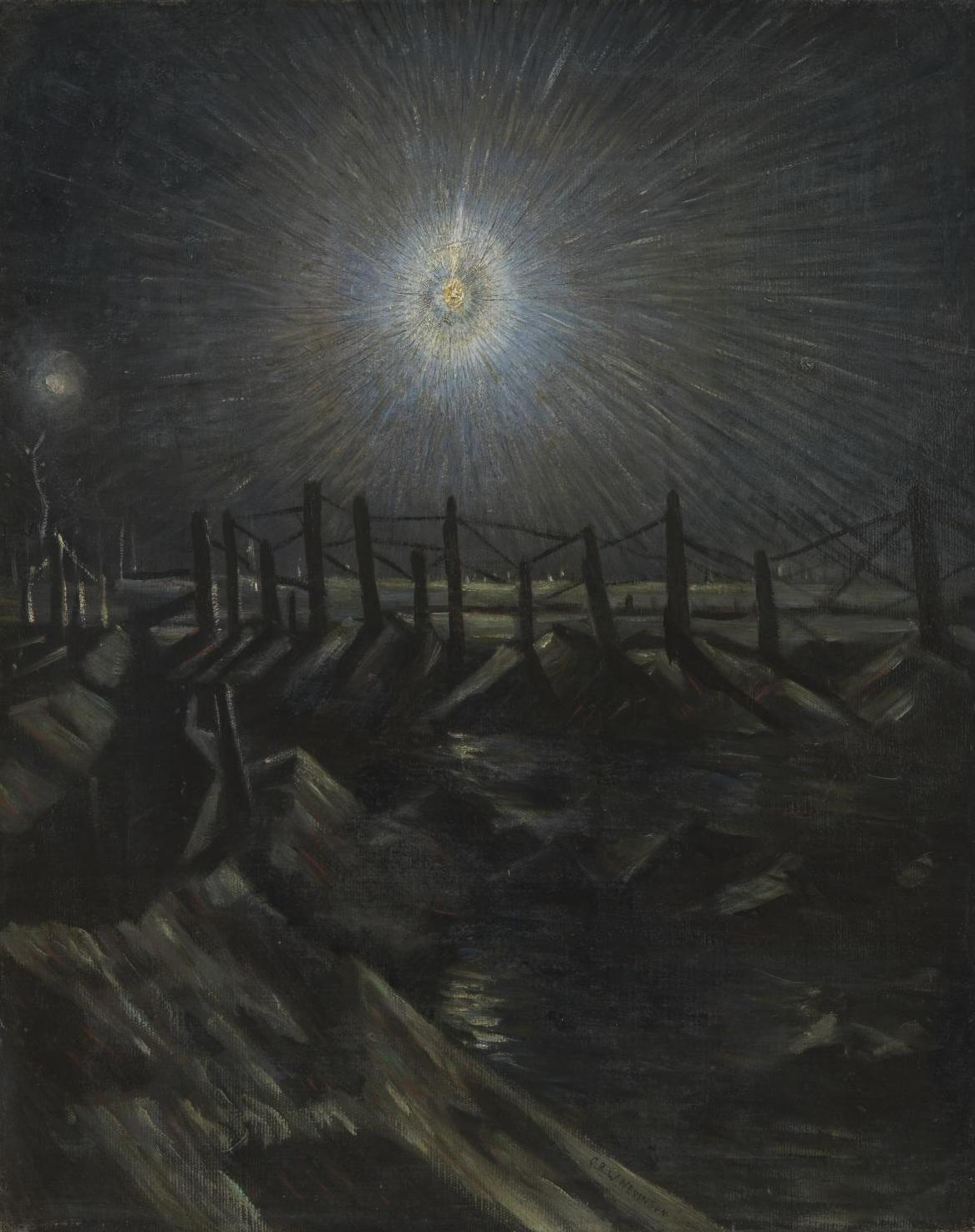
Concha estrellada (1916), de Christopher Richard Wynne Nevinson, Tate Gallery, Londres

Fuera de Italia, el futurismo influyó en diversos movimientos paralelos como el vorticismo inglés, cuyo mejor exponente fue Christopher Richard Wynne Nevinson, un pintor que mostró una sensibilidad para los efectos luminosos que recuerda la de Severini, como se aprecia en su Concha estrellada (1916, Tate Gallery, Londres); o el rayonismo ruso, representado por Mijaíl Lariónov y Natalia Goncharova, un estilo que aglutinó el interés por los haces de luz propio del cubismo analítico con el dinamismo radiante del futurismo, aunque más adelante evolucionó hacia la abstracción.
En Italia surgió también la llamada pintura metafísica, considerada un antecedente del surrealismo, representada principalmente por Giorgio de Chirico y Carlo Carrà. Influido inicialmente por el simbolismo, De Chirico fue el creador de un estilo opuesto al futurismo, más sereno y estático, con ciertas reminiscencias del arte clásico grecorromano y de la perspectiva lineal renacentista. En sus obras creó un mundo de placidez intelectual, un espacio onírico donde la realidad es transformada en aras de una evocación trascendente, con unos espacios de amplias perspectivas poblado por figuras y objetos aislados en que una iluminación diáfana y uniforme crea sombras alargadas de aspecto irreal, creando una agobiante sensación de soledad. En sus espacios urbanos, vacíos y geometrizados, poblados por maniquíes sin rostro, las luces y sombras crean fuertes contrastes que ayudan a potenciar el factor onírico de la imagen. Otro artista de este movimiento es Giorgio Morandi, autor de naturalezas muertas en las que tiene un claro protagonismo el claroscuro, en composiciones donde la luz y la sombra juega un papel primordial para construir una atmósfera irreal y onírica.

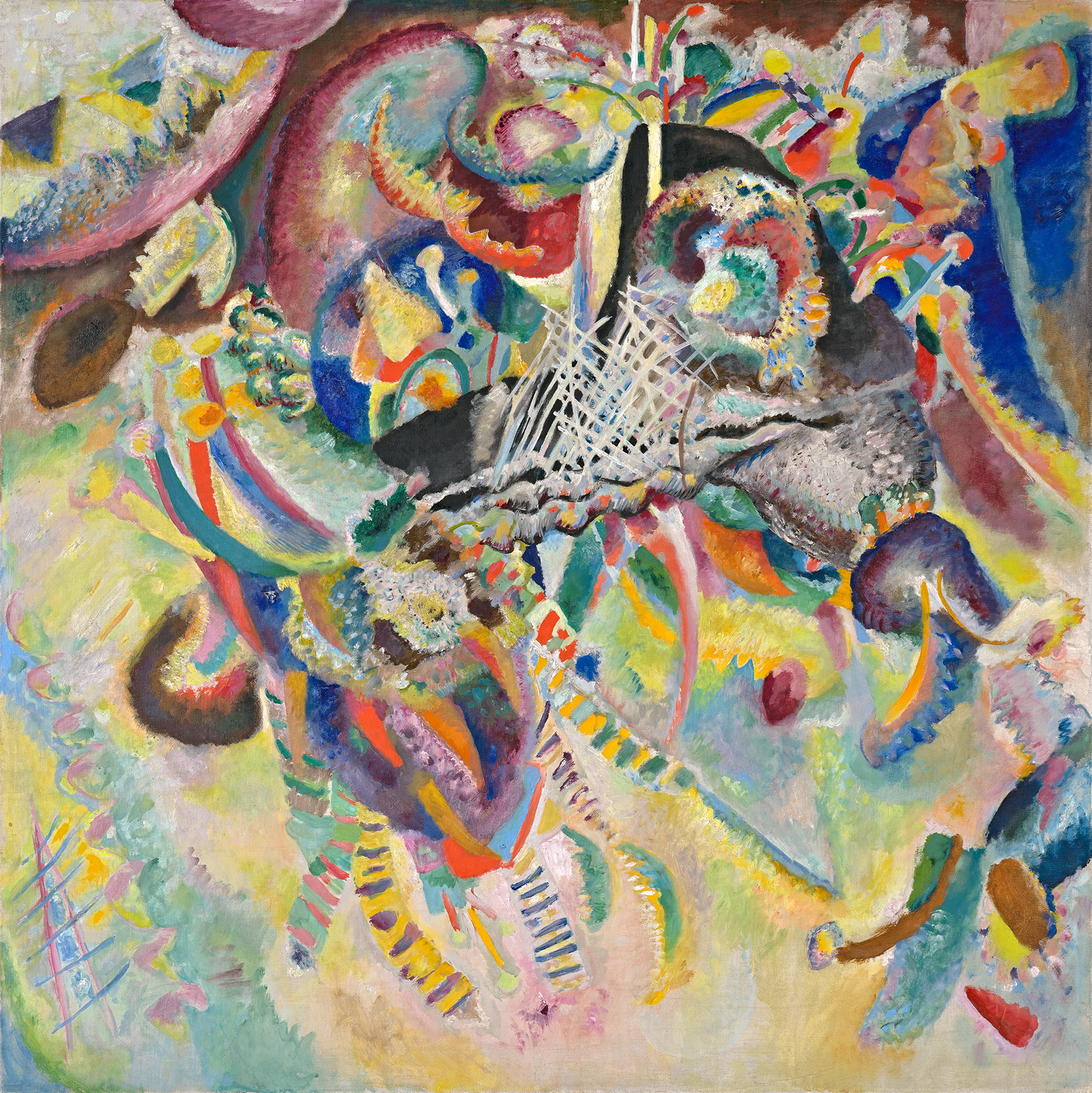
Fuga (1914), de Vasili Kandinski, Fundación Beyeler, Riehen (Suiza)

Con el arte abstracto (1910-1932) el artista ya no intenta reflejar la realidad, sino su mundo interior, expresar sus sentimientos. El arte pierde todo aspecto real y de imitación de la naturaleza para centrarse en la simple expresividad del artista, en formas y colores que carecen de cualquier componente referencial. Iniciado por Vasili Kandinski, fue desarrollado por el movimiento neoplasticista (De Stijl), con figuras como Piet Mondrian y Theo Van Doesburg, así como el suprematismo ruso (Kazimir Malévich). La presencia de la luz en el arte abstracto es inherente a su evolución, pues si bien este movimiento prescinde del tema en sus obras no es menos cierto que parte de este, al fin y al cabo el ser humano no se puede desligar del todo de la realidad que conforma su existencia. El camino hacia la abstracción provino de dos vías: una de carácter psíquico-emotivo originada por el simbolismo y el expresionismo, y otra objetivo-óptica derivada del fauvismo y el cubismo. La luz tuvo un especial protagonismo en la segunda, ya que partiendo de los haces de luz cubistas era lógico llegar al aislamiento de los mismos fuera de la realidad que los origina y su consiguiente plasmación en formas abstractas.

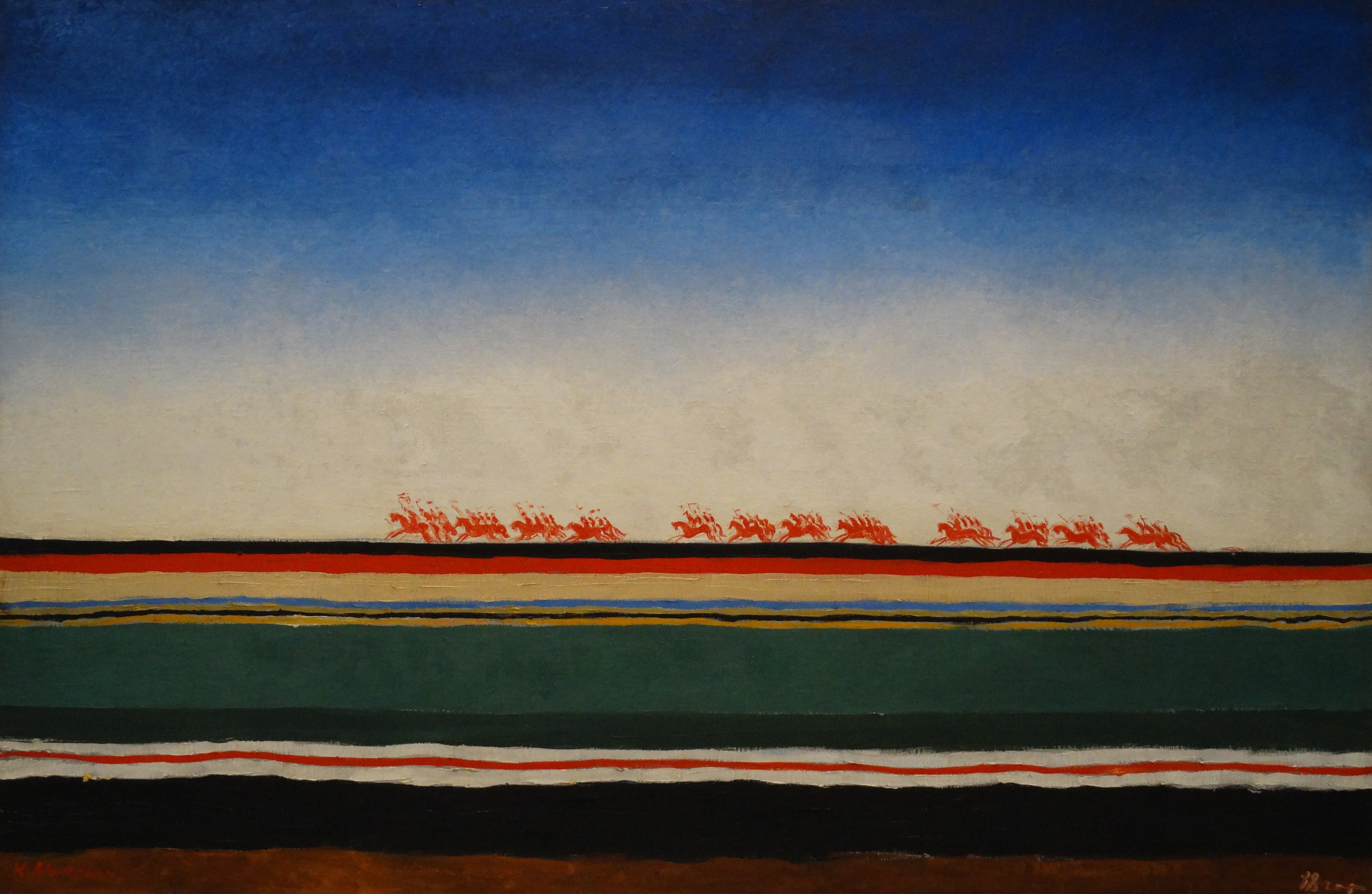
La carga de la caballería roja (1928-1932), de Kazimir Malévich, Museo Estatal Ruso, San Petersburgo

En el arte abstracto la luz pierde el protagonismo que tiene en una imagen basada en la realidad natural, pero su presencia aún se percibe en las diversas gradaciones tonales y los juegos de claroscuro que aparecen en numerosas obras de artistas abstractos, como Mark Rothko, cuyas imágenes de intenso cromatismo tienen una luminosidad que parece irradiar del color mismo de la obra. El pionero de la abstracción, Vasili Kandinski, recibió la inspiración para este tipo de obras cuando un día al levantarse vio uno de sus cuadros en el que incidía de lleno la luz del sol diluyendo las formas y acentuando el cromatismo, que mostraba un brillo inédito; comenzó entonces un proceso de experimentación para encontrar la perfecta armonía cromática, dando total libertad al color fuera de cualquier subordinación formal o temática. La investigación de Kandinski continuó con el suprematismo ruso, especialmente con Kazimir Malévich, un artista de raíces postimpresionistas y fauvistas que más tarde adoptó el cubismo, hasta desembocar en una abstracción de tipo geométrico en la que el color adquiere una especial relevancia, como mostró en su Negro sobre negro (1913) y su Blanco sobre blanco (1919).

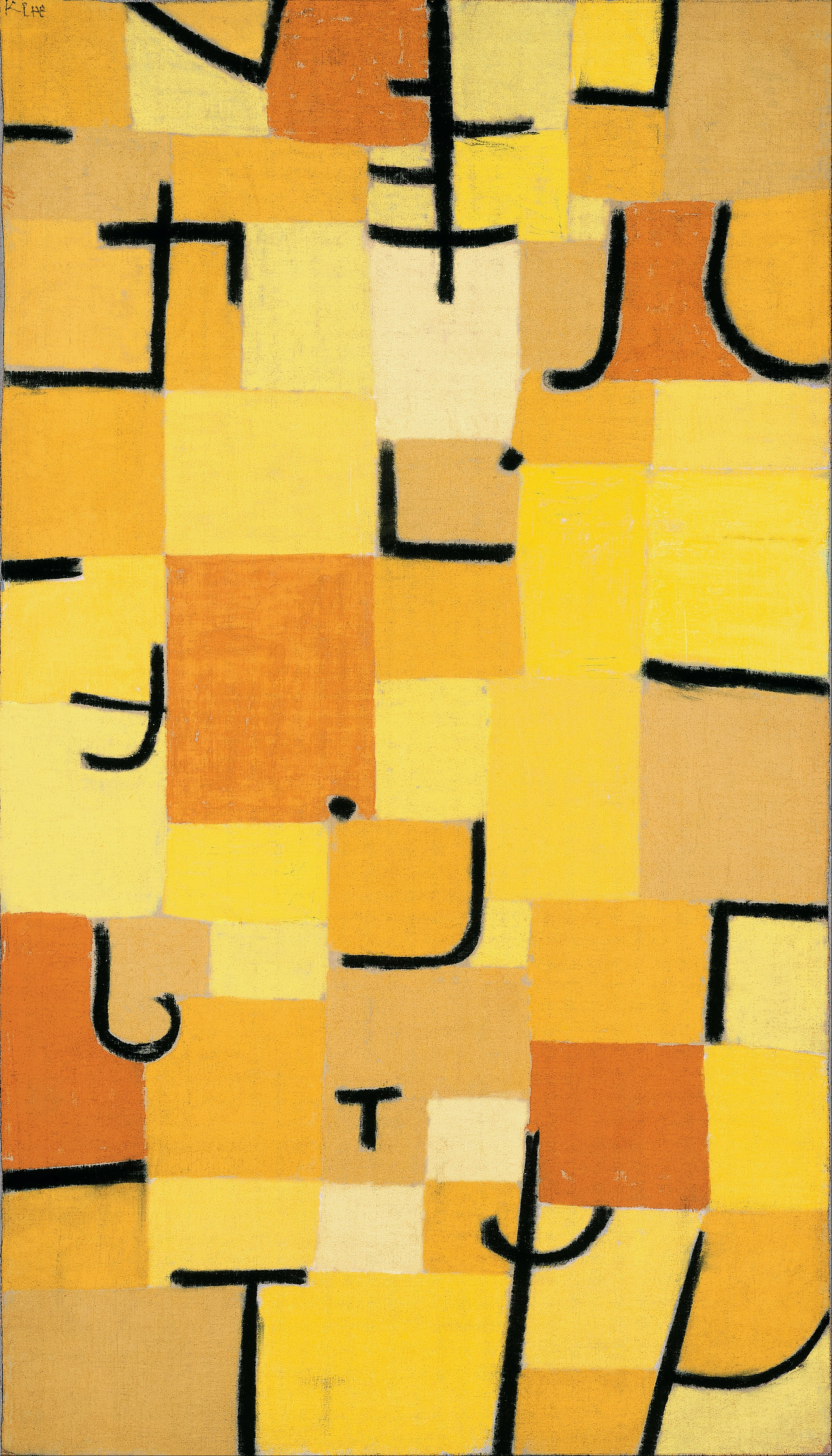
Signos en amarillo (1937), de Paul Klee, Fundación Beyeler, Riehen (Suiza)

En el período de entreguerras surgió en Alemania el movimiento de la Nueva objetividad (Neue Sachlichkeit), que retornó a la figuración realista y a la plasmación objetiva de la realidad circundante, con un marcado componente social y reivindicativo. Aunque preconizaban el realismo no renunciaron a los logros técnicos y estéticos del arte de vanguardia, como el colorido fauvista y expresionista, la «visión simultánea» futurista o la aplicación del fotomontaje a la pintura. En este movimiento tuvo un especial protagonismo el paisaje urbano, poblado de luces artificiales. Entre sus principales representantes estuvieron Otto Dix, George Grosz y Max Beckmann.
El surrealismo (1924-1955) puso un especial énfasis en la imaginación, la fantasía, el mundo de los sueños, con una fuerte influencia del psicoanálisis. La pintura surrealista se movió entre la figuración (Salvador Dalí, Paul Delvaux, René Magritte, Max Ernst) y la abstracción (Joan Miró, André Masson, Yves Tanguy, Paul Klee). René Magritte trató la luz como especial objeto de investigación, como se denota en su obra El imperio de las luces (1954, Musées Royaux des Beaux-Arts, Bruselas), donde presenta un paisaje urbano con una casa rodeada de árboles en la parte inferior del cuadro, inmersa en una oscuridad nocturna, y un cielo diurno surcado de nubes en la superior; frente a la casa hay una farola cuya luz, junto a la de dos ventanas del piso superior de la casa, se refleja en un estanque situado al pie de la casa. El día y la noche contrapuestos representan la vigilia y el sueño, dos mundos que nunca llegan a convivir.

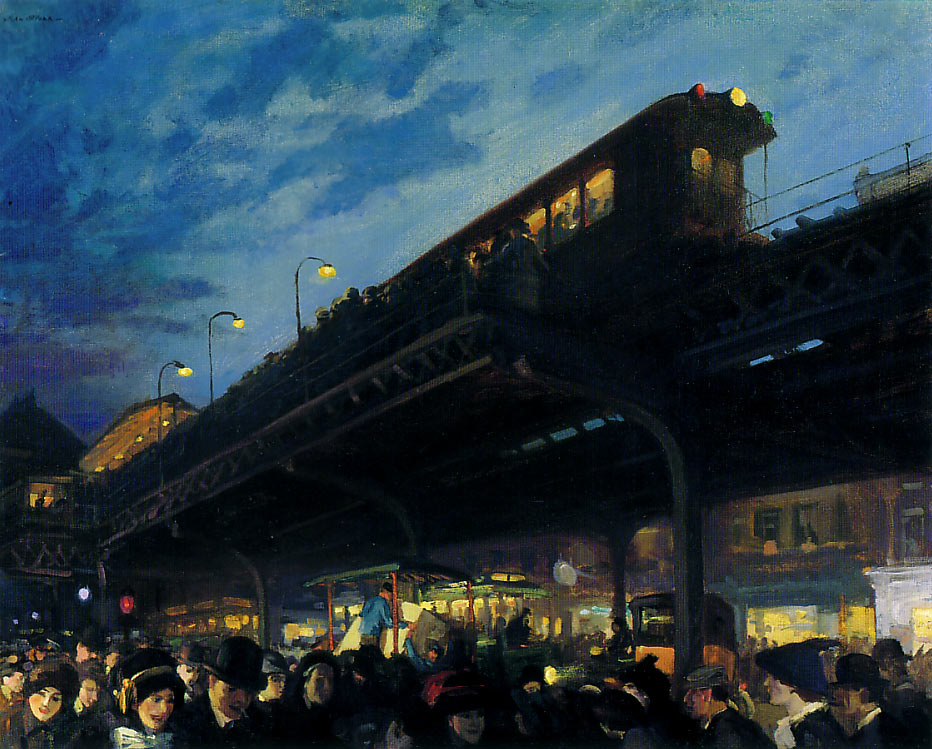
Sixoclock, Winter (1912), de John French Sloan, Museum Barberini, Potsdam

Dalí evolucionó desde una fase de formación en que probó diversos estilos (impresionismo, puntillismo, futurismo, cubismo, fauvismo) hasta un surrealismo figurativo fuertemente influido por la psicología freudiana. En su obra mostró un especial interés por la luz, una luz mediterránea que en muchas de sus obras baña la escena con intensidad: La bahía de Cadaqués (1921, colección particular), El carro fantasma (1933, colección Nahmad, Ginebra), Mesa solar (1936, Museo Boijmans Van Beuningen, Róterdam), Composición (1942, Museo de Arte de Tel Aviv). Es la luz de su Ampurdán natal, una región marcada por el viento de tramuntana, que según Josep Pla genera una luz «estática, nítida, luciente, afilada, rutilante». El tratamiento daliniano de la luz es generalmente sorprendente, con singulares efectos fantásticos, contrastes de luces y sombras, contraluces y contrasombras, siempre en continua investigación de nuevos y sorprendentes efectos. Hacia 1948 abandonó el vanguardismo y retornó a la pintura clasicista, si bien interpretada de una forma personal y subjetiva, en la que continúa su incesante búsqueda de nuevos efectos pictóricos, como en su «etapa atómica» en que busca plasmar la realidad mediante los principios de la física cuántica. Entre sus últimas obras destacan por su luminosidad: Cristo de San Juan de la Cruz (1951, Museo Kelvingrove, Glasgow), La última cena (1955, National Gallery of Art, Washington D. C.), La estación de Perpiñán (1965, Museo Ludwig, Colonia) y Atleta cósmico (1968, palacio de la Zarzuela, Madrid).

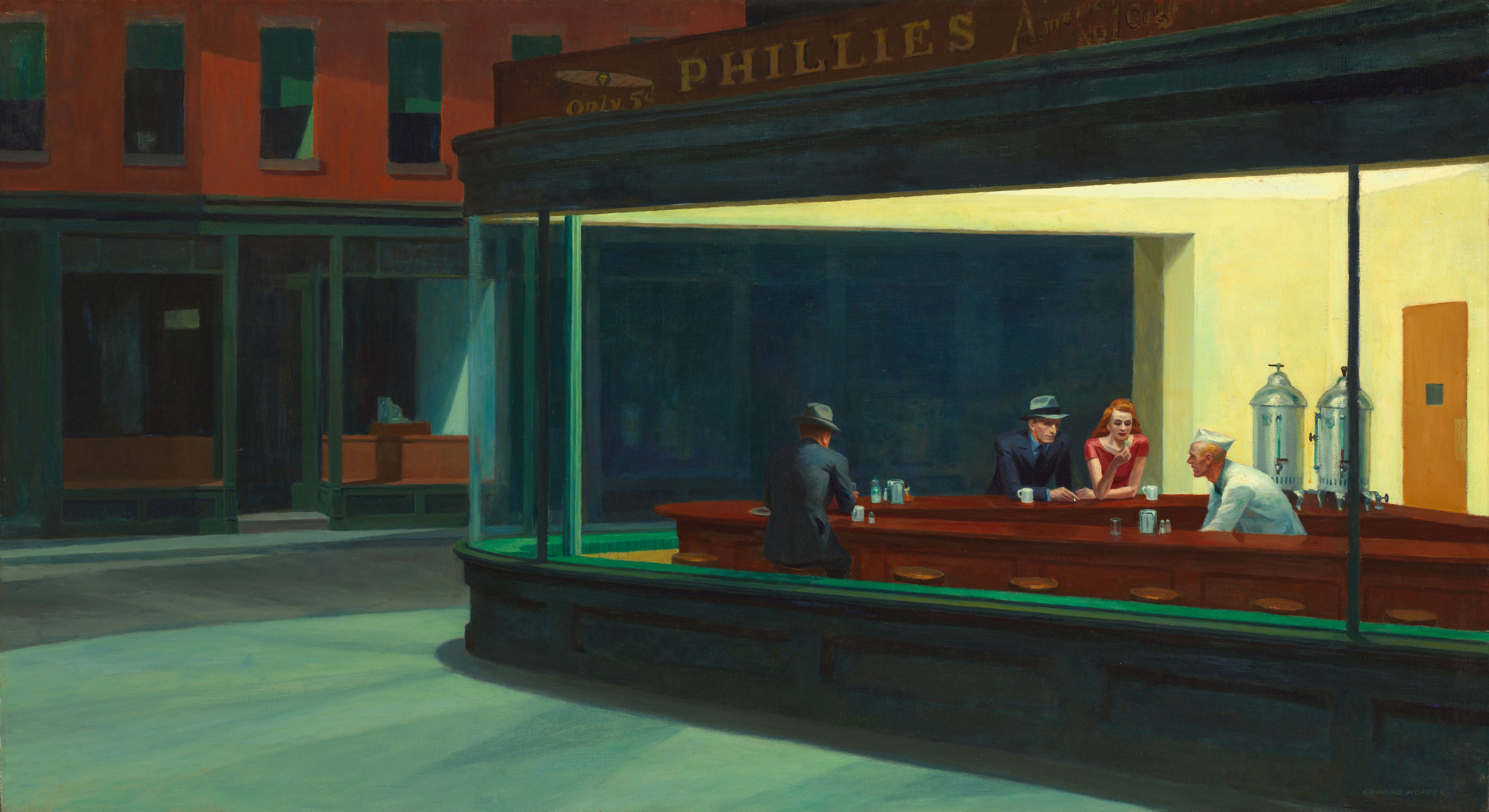
Noctámbulos (1942), de Edward Hopper, Art Institute de Chicago

Joan Miró reflejó en sus obras una luz de aspecto mágico y a la vez telúrico, enraizada en el paisaje del campo de Tarragona que le era tan querido, como se denota en La masía (1921-1922, National Gallery of Art, Washington D. C.), iluminada por una luz crepuscular que baña los objetos en contraste con la incipiente oscuridad del cielo. En su obra utiliza colores planos y densos, en ambientes preferentemente nocturnos con especial protagonismo del espacio vacío, mientras que objetos y figuras parecen bañados en una luz irreal, una luz que parece provenir de las estrellas, por las que sentía una especial devoción.
En Estados Unidos surgieron entre los años 1920 y 1930 diversos movimientos de corte figurativo interesados especialmente por la realidad cotidiana y la vida en las ciudades, siempre asociados a la vida moderna y los adelantos tecnológicos, en los que se incluyen las luces artificiales tanto de calles y avenidas como luces comerciales y de interior. El primero de estos movimientos fue la Escuela Ashcan, cuyo líder fue Robert Henri, y donde descollaron además George Wesley Bellows y John French Sloan. Por oposición al impresionismo americano, estos artistas desarrollaron un estilo de tonos fríos y paleta oscura, con una temática centrada en la marginación y el mundo del ocio nocturno.
A esta escuela le siguió el llamado realismo americano o American Scene, cuyo principal representante fue Edward Hopper, un pintor preocupado por la fuerza expresiva de la luz, en imágenes urbanas de personajes anónimos y solitarios enmarcados en luces y sombras profundas, con una paleta de colores fríos influida por la luminosidad de Vermeer. Hopper tomó del cine en blanco y negro el contraste entre luces y sombras, que sería una de las claves de su obra. Sentía una especial predilección por la luz de Cape Cod (Massachusetts), su lugar de veraneo, como se aprecia en Luz de sol en el segundo piso (1960, Whitney Museum of American Art, Nueva York). Sus escenas destacan por las perspectivas inusuales, el fuerte cromatismo y los contrastes de luz, en los que destacan los brillos metálicos y electrizantes. En Cine de Nueva York (1939, Museum of Modern Art, Nueva York) mostró el interior de un cine iluminado vagamente por —según expresó él mismo en su cuaderno de notas— «cuatro fuentes de luz, con el punto más brillante en el pelo de la chica y en el destello del pasamanos». En una ocasión, Hopper llegó a afirmar que el objetivo de su pintura no era otro que el de «pintar la luz del sol sobre la pared lateral de una casa». Un crítico definió la luz de los misteriosos cuadros de Hopper como una luz que «ilumina, pero nunca calienta», una luz puesta al servicio de su visión del desolado paisaje urbano americano.

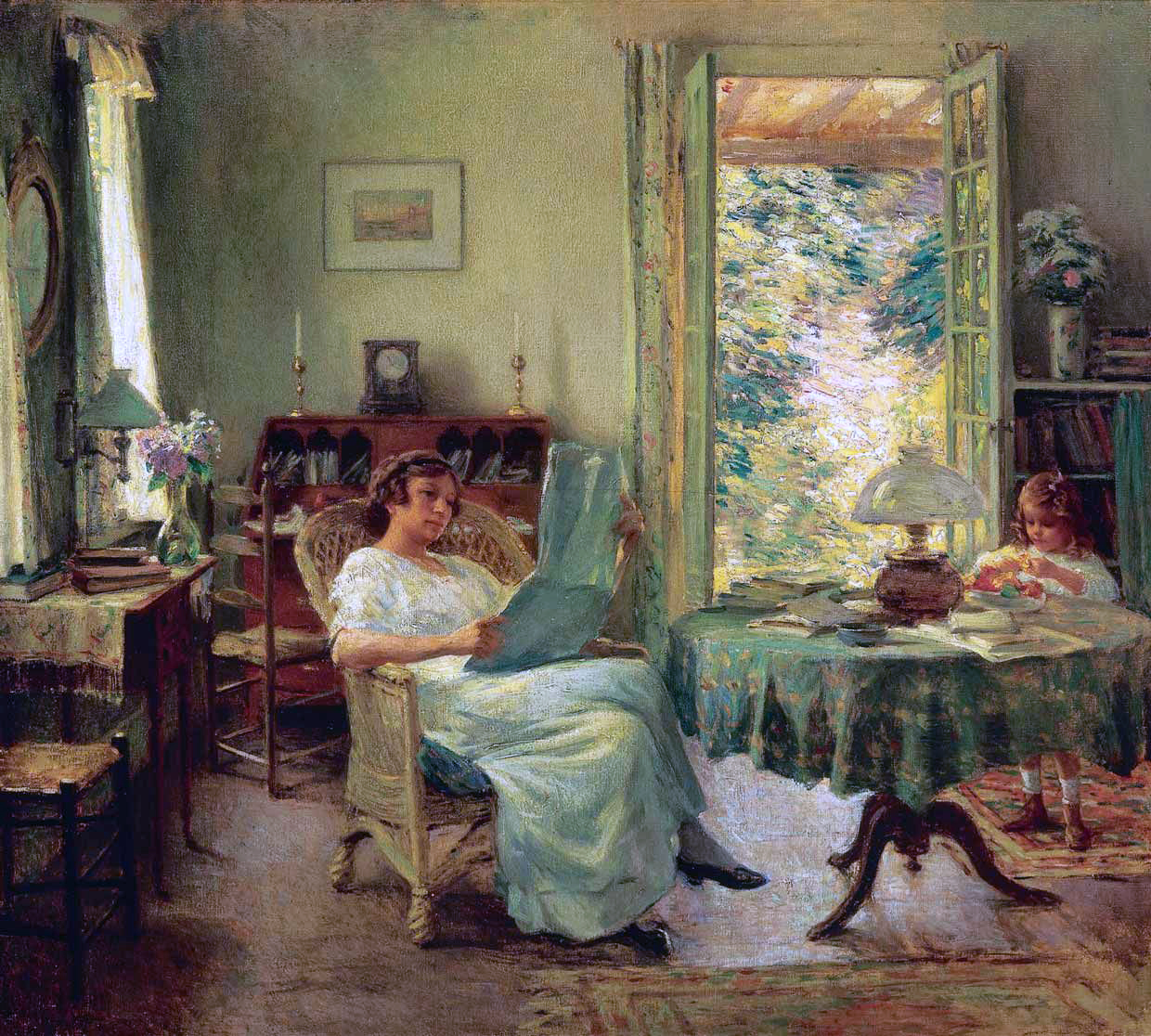
Verano en Headlyme (1900), de Willard Leroy Metcalf
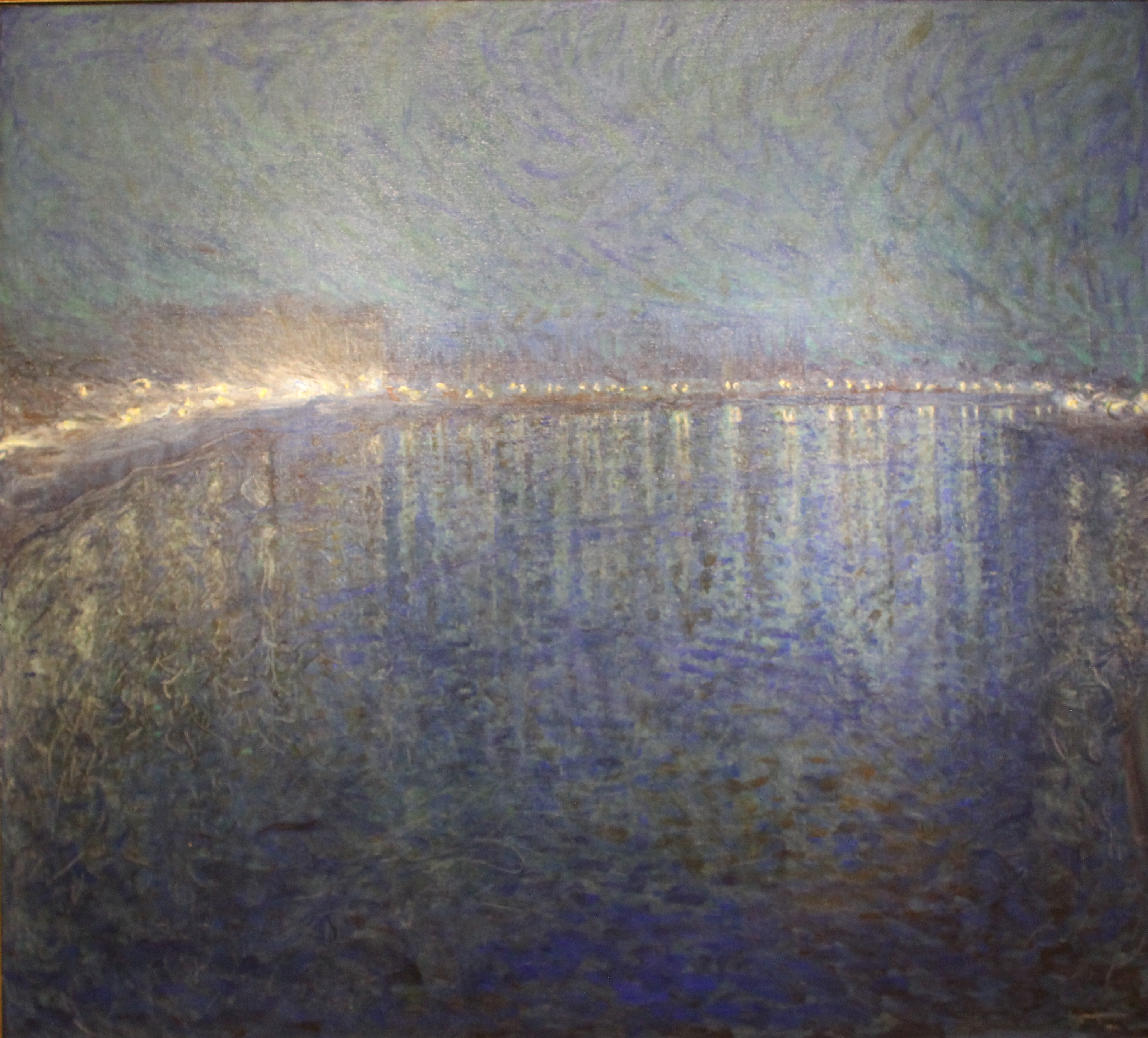
Nocturno (1900), de Eugene Jansson, Museo de Arte de Gotemburgo
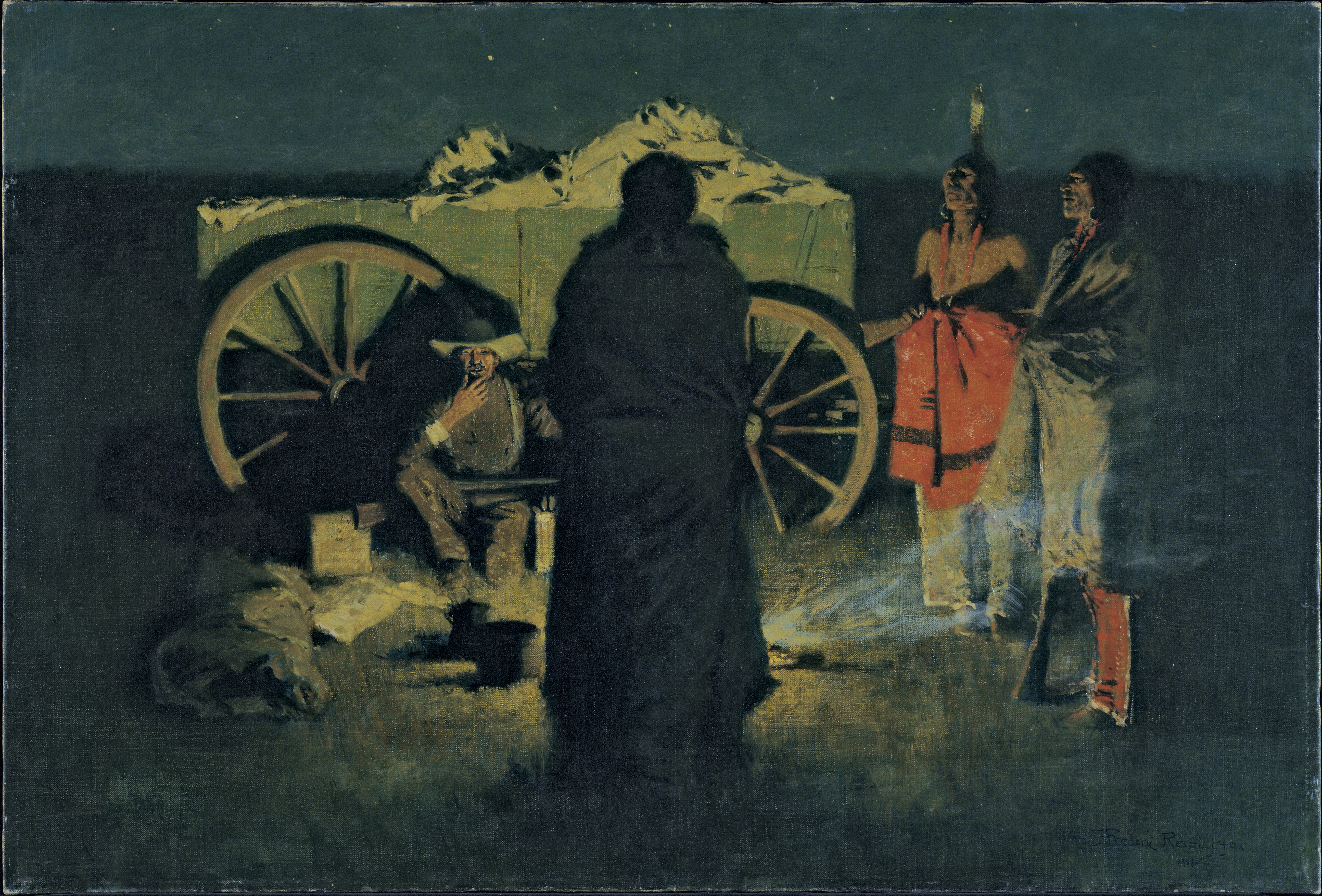
Hospitalidad de escopeta (1908), de Frederic Remington, Hood Museum of Art, Dartmouth College, Hanover (Nuevo Hampshire)
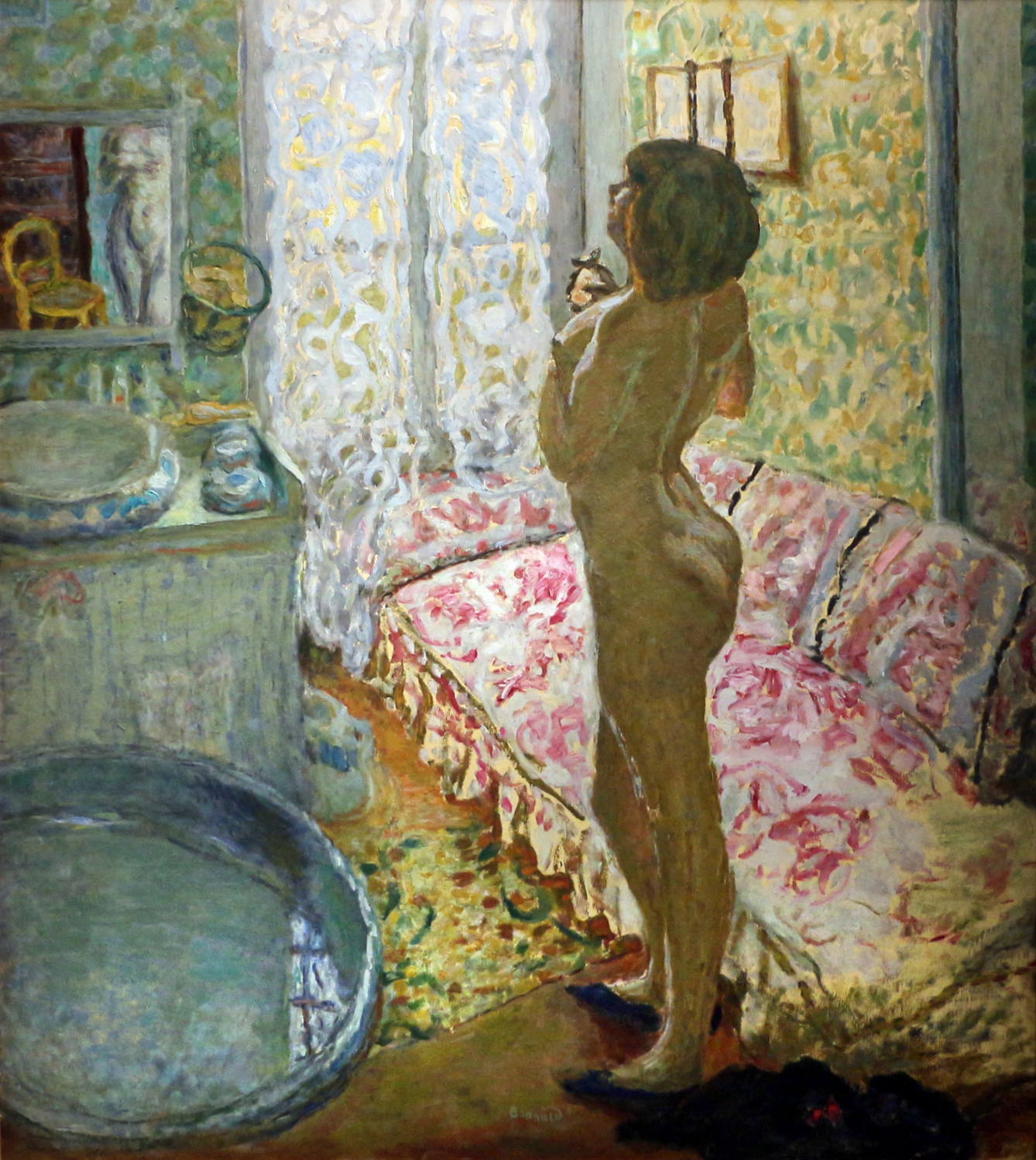
Desnudo a contraluz (1908), de Pierre Bonnard, Musées Royaux des Beaux-Arts, Bruselas
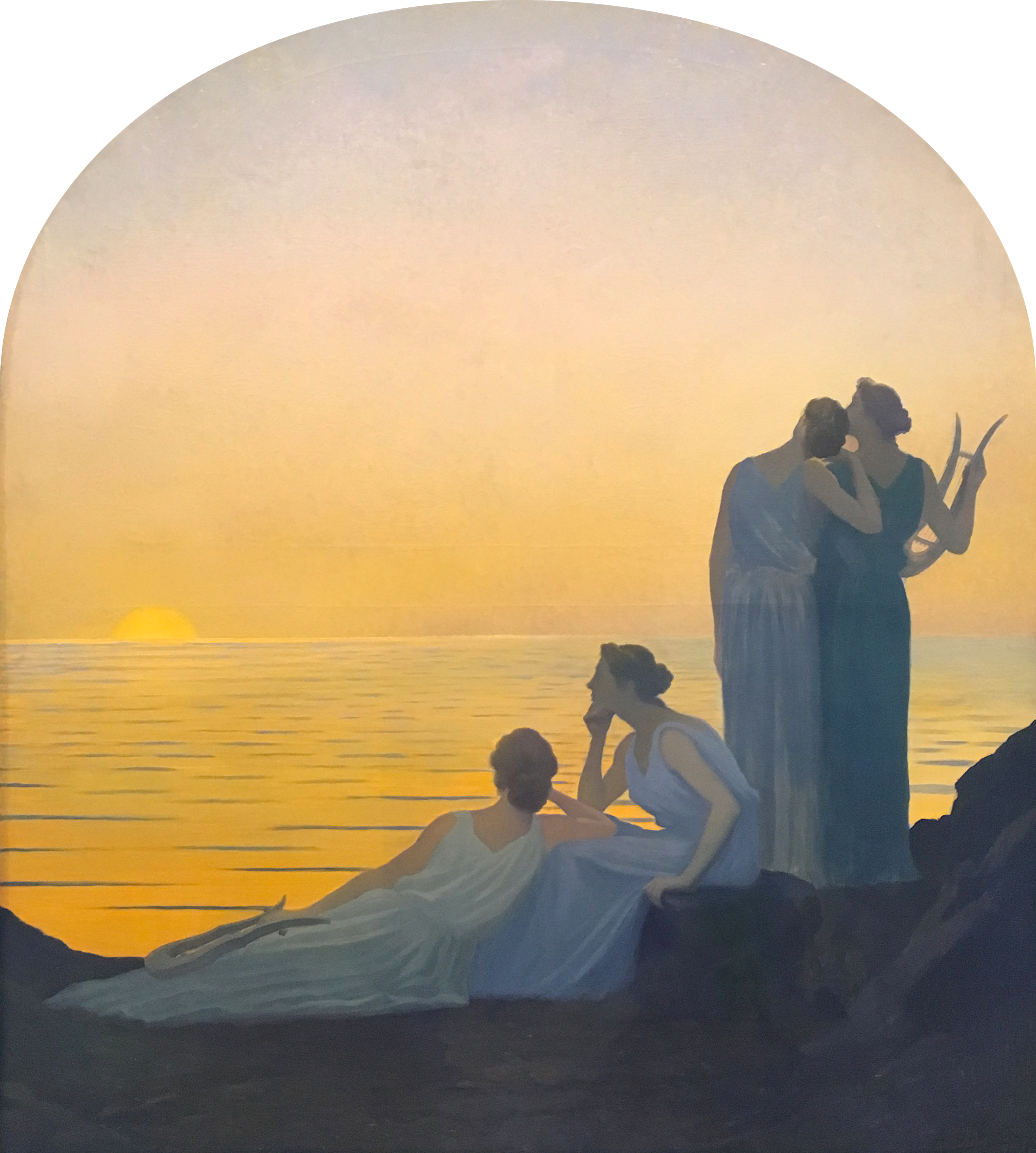
Tarde antigua (1908), de Alphonse Osbert, Petit Palais, París
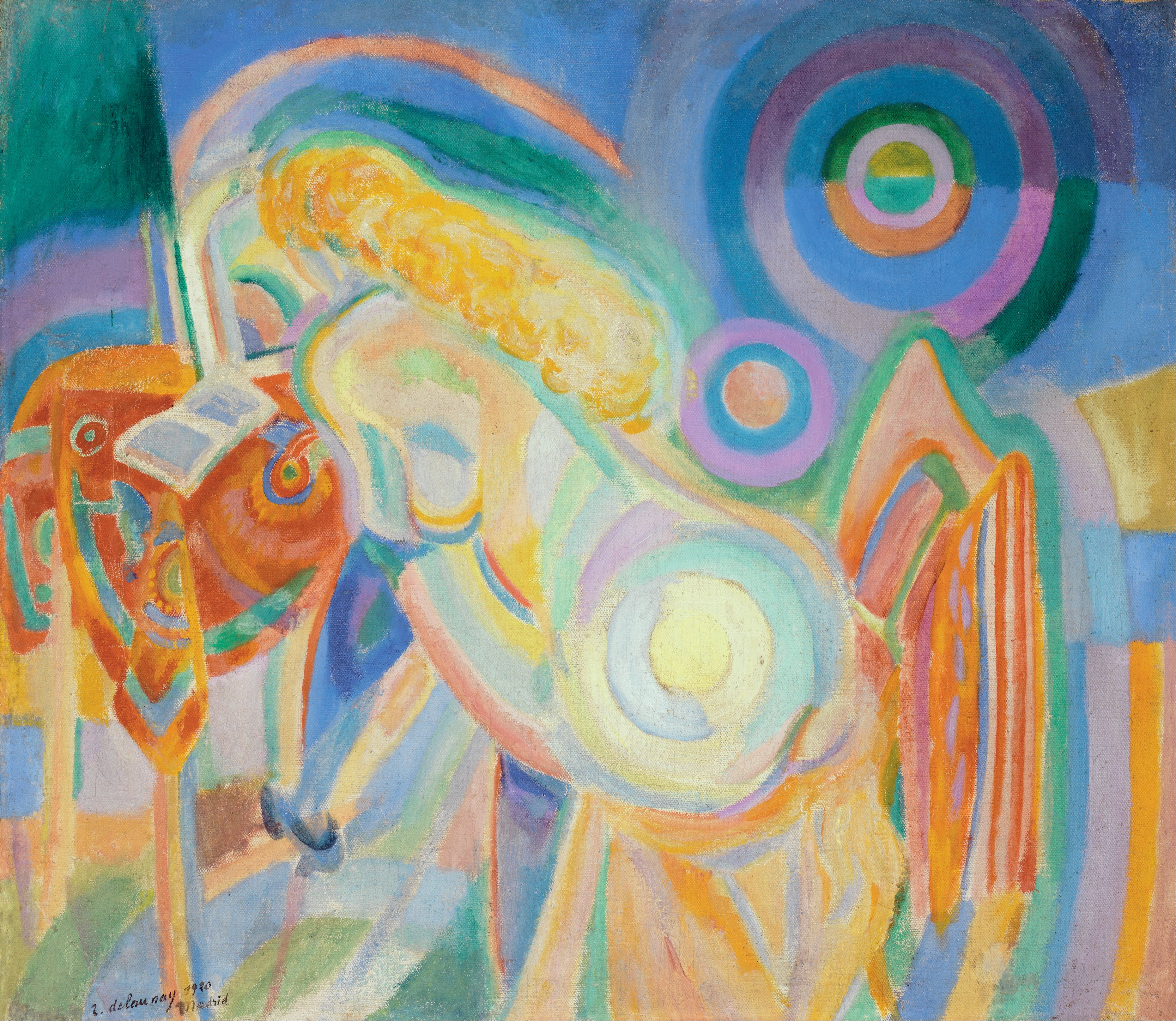
Mujer desnuda leyendo (1920), de Robert Delaunay, Museo de Bellas Artes de Bilbao
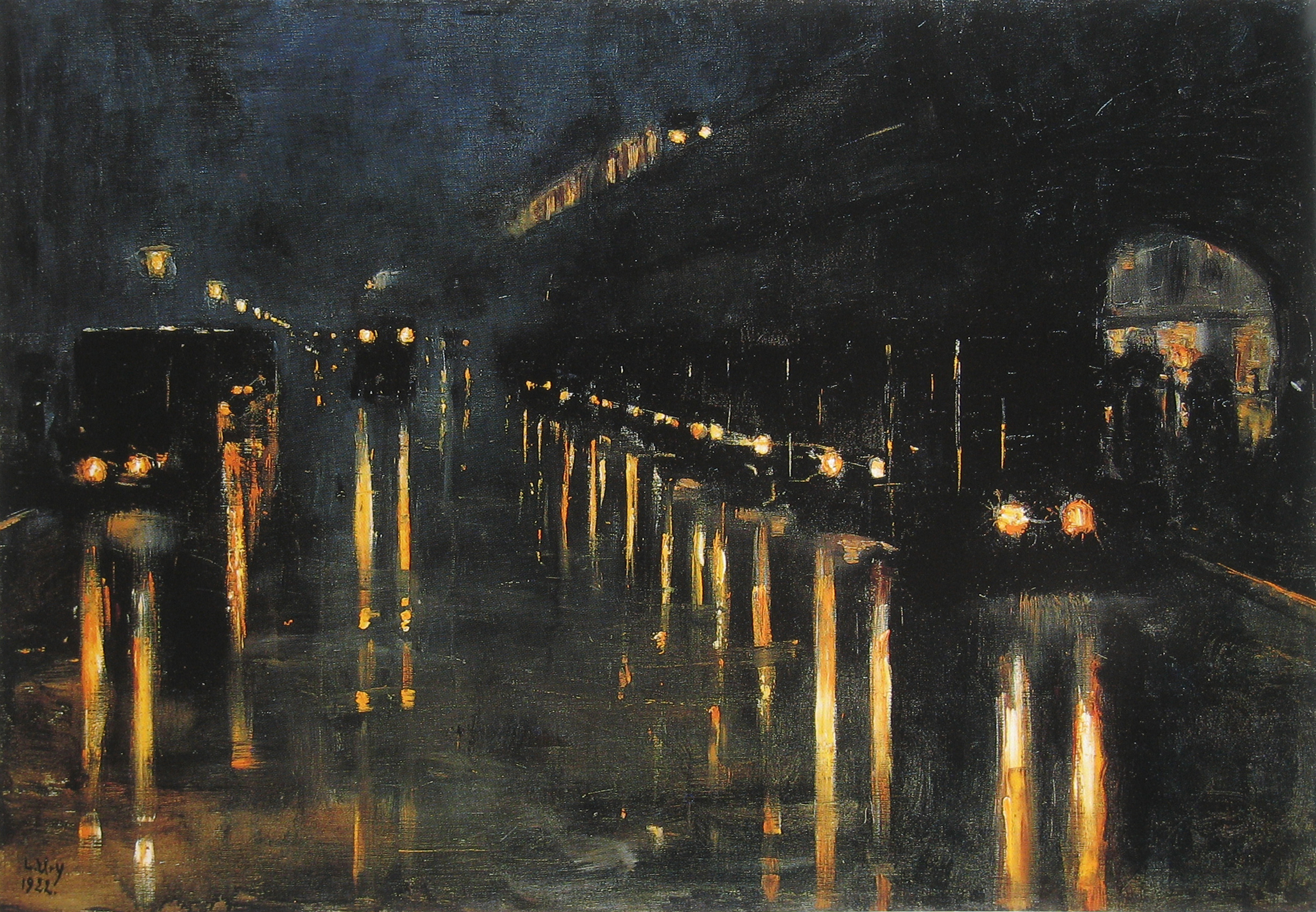
Hochbahnhof Bülowstraße (1922), de Lesser Ury, colección privada
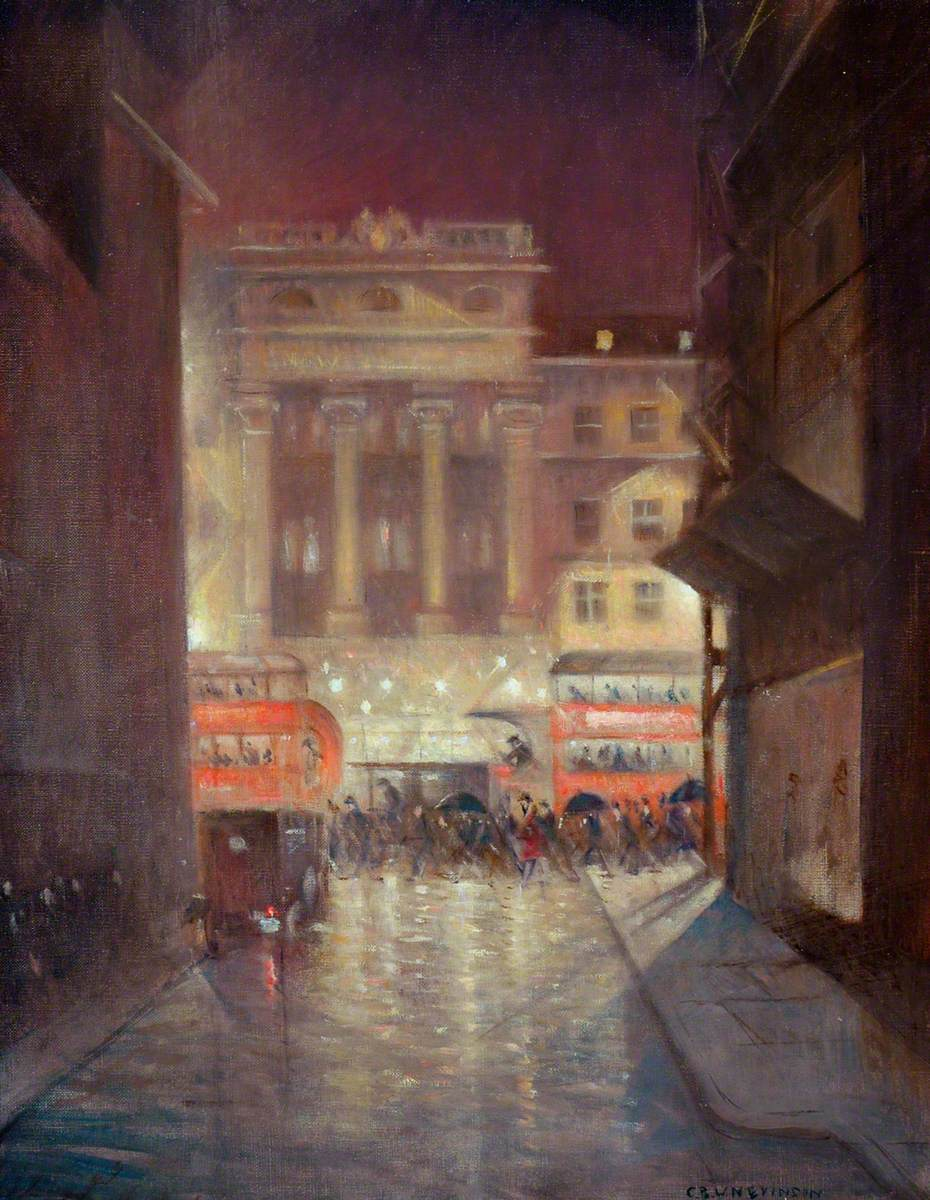
El Strand de noche (1937), de Christopher R. W. Nevinson, Art Galleries and Museums, Bradford

##### Últimas tendencias
Desde la Segunda Guerra Mundial el arte ha experimentado una vertiginosa dinámica evolutiva, con estilos y movimientos que se suceden cada vez más rápido en el tiempo. El proyecto moderno originado con las vanguardias históricas llegó a su culminación con diversos estilos antimatéricos que destacaban el origen intelectual del arte sobre su realización material, como el arte de acción y el arte conceptual. Alcanzado ese nivel de prospección analítica del arte, se produjo el efecto inverso —como suele ser habitual en la historia del arte, donde los diversos estilos se enfrentan y se contraponen, el rigor de unos sucede al exceso de otros, y viceversa—, y se retornó a las formas clásicas del arte, aceptando su componente material y estético, y renunciando a su carácter revolucionario y transformador de la sociedad. Surgió así el arte posmoderno, donde el artista transita sin pudor entre diversas técnicas y estilos, sin carácter reivindicativo, y vuelve al trabajo artesanal como esencia del artista.
Los primeros movimientos tras la contienda fueron de corte abstracto, como el expresionismo abstracto estadounidense y el informalismo europeo (1945-1960), un conjunto de tendencias basadas en la expresividad del artista, que renuncia a cualquier aspecto racional del arte (estructura, composición, aplicación preconcebida del color). Es un arte eminentemente abstracto, donde cobra relevancia el soporte material de la obra, que asume el protagonismo por encima de cualquier temática o composición. El expresionismo abstracto —también llamado action painting— se caracterizó por la utilización de la técnica del dripping, el chorreado de pintura sobre la tela, sobre la que intervenía el artista con diversos utensilios o con su propio cuerpo. Entre sus miembros destacan Jackson Pollock y Mark Rothko. Pollock además de pigmentos utilizaba purpurina y esmalte de aluminio, que resalta por su brillo, lo que proporcionaba a sus obras una luz metálica y creaba una especie de claroscuro. Por su parte, Rothko trabajaba al óleo, con superposición de capas de pintura muy fluida, lo que creaba veladuras y transparencias. Le interesaba especialmente el color, que combinaba de forma inédita, pero con un gran sentido del equilibrio y la armonía, y utilizaba el blanco como base para crear luminosidad. El informalismo europeo incluye diversas corrientes como el tachismo, el art brut y la pintura matérica. Destacan Georges Mathieu, Hans Hartung, Jean Fautrier, Jean Dubuffet, Lucio Fontana y Antoni Tàpies. Este último desarrolló un estilo personal e innovador, con una técnica mixta de polvo de mármol triturado con los pigmentos, que aplicaba sobre la tela para posteriormente efectuar diversas intervenciones mediante grattage. Solía utilizar un colorido oscuro, casi «sucio», pero en algunas de sus obras (como Zoom, 1946), añadía un blanco de España que le proporcionaba una gran luminosidad.
Entre los últimos movimientos preocupados especialmente por la luz y el color se encuentra el op-art (arte óptico, también llamado cinético o cinético-lumínico), un estilo que puso énfasis en el aspecto visual del arte, especialmente en los efectos ópticos, que eran producidos bien por ilusiones ópticas (figuras ambiguas, imágenes persistentes, efecto de moiré), bien mediante el movimiento o los juegos de luces. Destacaron Victor Vasarely, Jesús Rafael Soto y Yaacov Agam. La técnica de estos artistas es mixta, trasciende la tela o el pigmento para incorporar piezas metálicas, plásticos y todo tipo de materiales; en realidad, más que el sustrato material de la obra, la materia artística es la luz, el espacio y el movimiento. Vasarely tenía una forma de trabajar muy precisa y elaborada, utilizando en ocasiones fotografías que proyectaba mediante diapositiva sobre el lienzo, que llamaba «fotografismos». En algunas obras (como Eridán, 1956) investigó con los contrastes entre luz y sombra, llegando a valores altos de luz conseguidos con blanco y amarillo. Su serie Cappella (1964) se centró en la oposición claridad-oscuridad combinada con las formas. La serie Vega (1967) la realizó con pintura de aluminio y purpurinas doradas y plateadas, que reverberaban la luz. Soto efectuó un tipo de pintura serial influido por el dodecafonismo, con colores primarios que destacan por su transparencia y provocan una fuerte sensación de movimiento. Por su parte, Agam se interesó especialmente por las combinaciones cromáticas, llegando a trabajar con 150 colores diferentes, en pintura o escultopintura.
Dentro de las tendencias figurativas se encuentra el pop art (1955-1970), surgido en Estados Unidos como movimiento de rechazo al expresionismo abstracto. Engloba una serie de autores que retornaron a la figuración, con un marcado componente de inspiración popular, con imágenes inspiradas en el mundo de la publicidad, la fotografía, el cómic y los medios de comunicación de masas. Destacaron Roy Lichtenstein, Tom Wesselmann, James Rosenquist y Andy Warhol. Lichtenstein se inspiró especialmente en el cómic, con cuadros que parecen viñetas, a veces con el típico granulado del cómic impreso. Utilizaba tintas planas, sin mezclas, en colores puros. Realizó también paisajes, de colores claros y gran luminosidad. Wesselmann se especializó en desnudos, generalmente en cuartos de baño, con una apariencia fría y aséptica. Utilizó también colores puros, sin gradaciones tonales, con contrastes acusados. Rosenquist tenía una vena más surrealista, con preferencia por la temática consumista y publicitaria. Warhol fue el artista más mediático y comercial de este grupo. Solía trabajar mediante serigrafía, en series que iban desde los retratos de personajes famosos como Elvis Presley, Marilyn Monroe o Mao Tse-tung hasta todo tipo de objetos, como su serie de latas de sopa Campbell, elaborados con un colorismo chillón y estridente y una técnica pura, impersonal.
La abstracción resurgió entre los años 1960 y 1980 con la Abstracción pospictórica y el minimalismo. La abstracción pospictórica (también llamada «Nueva abstracción») se centró en el geometrismo, con un lenguaje austero, frío e impersonal, debido a una tendencia antiantropocéntrica  que se vislumbra en estos años en el arte y la cultura en general, presente también en el pop-art, estilo con el que convivió. Así, la abstracción pospictórica se centra en la forma y el color, sin efectuar ninguna lectura iconográfica, solo interesa el impacto visual, sin ningún tipo de reflexión. Utilizan colores impactantes, a veces de naturaleza metálica o fluorescente. Destacan Barnett Newman, Frank Stella, Ellsworth Kelly y Kenneth Noland. El minimalismo fue una corriente que supuso un proceso de desmaterialización que desembocaría en el arte conceptual. Son obras de acusada simplicidad, reducidas a un mínimo motivo, depurado al planteamiento inicial del autor. Destacan Robert Mangold y Robert Ryman, que tuvieron en común la preferencia por la monocromía, con una técnica depurada en la que no se advierte la pincelada y el uso de tonos claros, preferentemente colores pastel.
La figuración volvió de nuevo con el hiperrealismo —surgido en torno a 1965—, una corriente caracterizada por su visión superlativa y exagerada de la realidad, que es plasmada con gran exactitud en todos sus detalles, con un aspecto casi fotográfico, en la que destacan Chuck Close, Richard Estes, Don Eddy, John Salt y Ralph Goings. Estos artistas se preocupan entre otras cosas por detalles como brillos y reflejos en coches y escaparates, así como juegos de luces, especialmente luces artificiales de ciudad, en vistas urbanas con luces de neón y similares. Ligado a este movimiento está el español Antonio López García, autor de obras de factura académica, pero donde la más minuciosa descripción de la realidad se aúna con un vago aspecto irreal cercano al realismo mágico. Destacan sus paisajes urbanos de amplias atmósferas (Madrid sur, 1965-1985; Madrid desde Torres Blancas, 1976-1982), así como imágenes de aspecto casi fotográfico como Mujer en la bañera (1968), en la que una mujer toma un baño en un ambiente de luz eléctrica que se refleja en los azulejos del baño, creando una composición intensa y vibrante.
Otro movimiento preocupado especialmente por los efectos de luz ha sido el neoluminismo, un movimiento estadounidense inspirado en el luminismo americano y la Escuela del río Hudson, del que adoptan sus cielos majestuosos y sus marinas de aguas tranquilas, así como los efectos atmosféricos de la luz plasmada en sutiles gradaciones. Sus principales representantes son: James Doolin, April Gornik, Norman Lundin, Scott Cameron, Steven DaLuz y Pauline Ziegen.
Desde 1975 ha predominado en el panorama artístico internacional el arte posmoderno: surgido por oposición al denominado arte moderno, es el arte propio de la posmodernidad, una teoría sociocultural que postula la actual vigencia de un período histórico que habría superado el proyecto moderno, es decir, la raíz cultural, política y económica propia de la Edad Contemporánea, marcada en lo cultural por la Ilustración, en lo político por la Revolución francesa y en lo económico por la Revolución industrial. Estos artistas asumen el fracaso de los movimientos de vanguardia como el fracaso del proyecto moderno: las vanguardias pretendían eliminar la distancia entre el arte y la vida, universalizar el arte; el artista posmoderno, en cambio, es autorreferencial, el arte habla del arte, no pretenden hacer una labor social. La pintura posmoderna vuelve a las técnicas y temáticas tradicionales del arte, aunque con cierta mixtificación estilística, aprovechan los recursos de todos los períodos artísticos precedentes y los entremezclan y deconstruyen, en un procedimiento que ha sido bautizado como «apropiacionismo» o «nomadismo» artístico. Destacan artistas individuales como Jeff Koons, David Salle, Jean-Michel Basquiat, Keith Haring, Julian Schnabel, Eric Fischl o Miquel Barceló, así como diversos movimientos como la transvanguardia italiana (Sandro Chia, Francesco Clemente, Enzo Cucchi, Nicola De Maria, Mimmo Paladino), el neoexpresionismo alemán (Anselm Kiefer, Georg Baselitz, Jörg Immendorff, Markus Lüpertz, Sigmar Polke), el neomanierismo, la figuración libre, etc.